# Liste des voies du Touquet-Paris-Plage

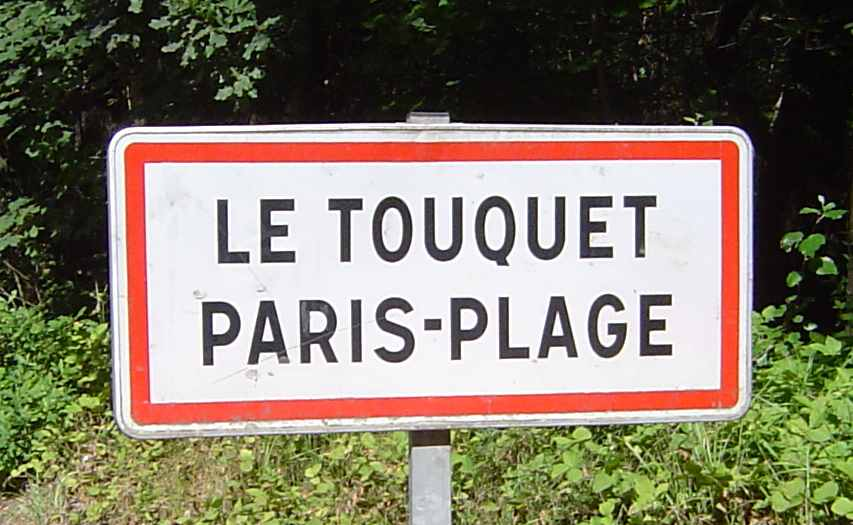
Panneau à l'entrée de la commune.

Nota : pour des raisons d'organisation interne au titrage des articles de la fr.wikipédia, cet article a pour titre « Liste des voies ». Mais ce n'est pas une simple « liste des voies ». Cet article répond à la définition du dictionnaire des rues : une publication qui donne — pour chaque voie de la commune concernée — des informations sur la toponymie, l'historique, les habitations intéressantes du point de vue historique ou architectural, etc.
Le dictionnaire des rues du Touquet-Paris-Plage est le dictionnaire des rues du Touquet-Paris-Plage, commune française située dans le département du Pas-de-Calais en région Hauts-de-France.
La typographie utilisée pour les noms des voies est celle du répertoire officiel des noms des voies de la commune, conforme à celle préconisée par le Lexique et non pas celle utilisée dans la liste des voies sur le plan remis par l'office de tourisme, plan qui contient de nombreuses erreurs.

## Noms et codification des voies
Les noms des voies sont ceux du répertoire officiel FANTOIR des noms des voies de la commune, dont la typographie — reprenant celle des arrêtés de création — est conforme à celle préconisée par le Lexique. Dans ce répertoire, chaque voie a un code de dix chiffres, les six premiers étant le code de la commune : 620826. Les quatre chiffres suivants sont précisés dans le tableau ci-dessous pour chaque voie citée. Ce répertoire a été créé en 1987. Pour les voies créées depuis cette date, un champ complémentaire indique l'année de création de la voie.
En dehors de ces voies, la commune comprend :
- des jardins avec le jardin d'Ypres, le jardin des Arts, le jardin de l'hôtel de ville, le jardin de l'église Sainte-Jeanne d'Arc, les jardins du palais des congrès ainsi que des jardins ouvriers ;
- des parcs avec le parc de la Canche, le parc des Pins, le parc Fernand Holuigue, etc. ;
- des squares avec le square Charles-Bernier, le square Jacques-Brel, le square Christian-Ferras, le square Robert-Lassus, le square Édouard-Lévêque, le square Jules-Pentier, le square Paul-Rivet, etc.

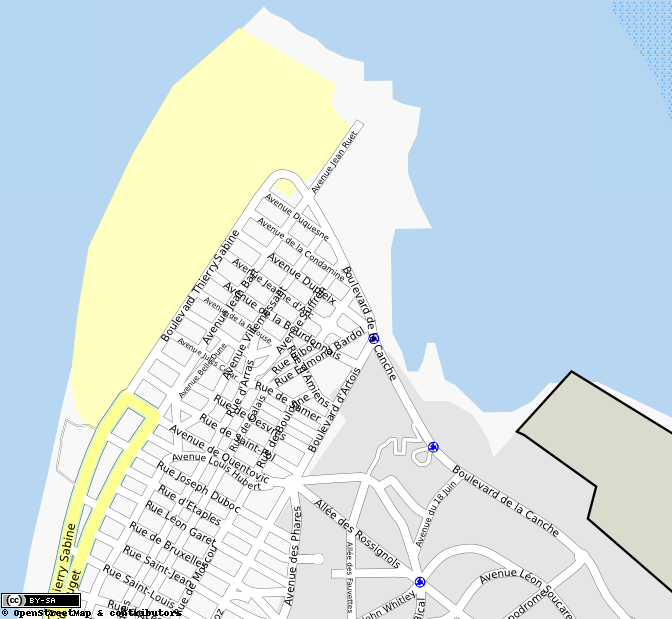
Les voies au nord de la commune.
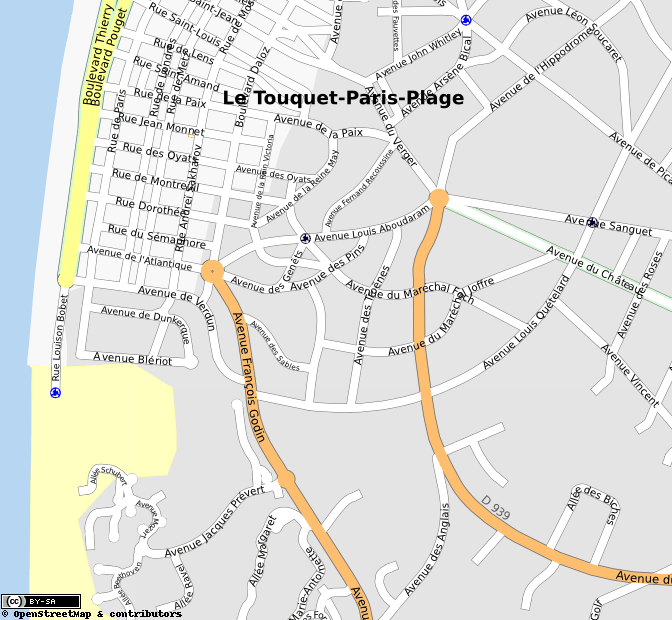
Les voies au centre de la commune.
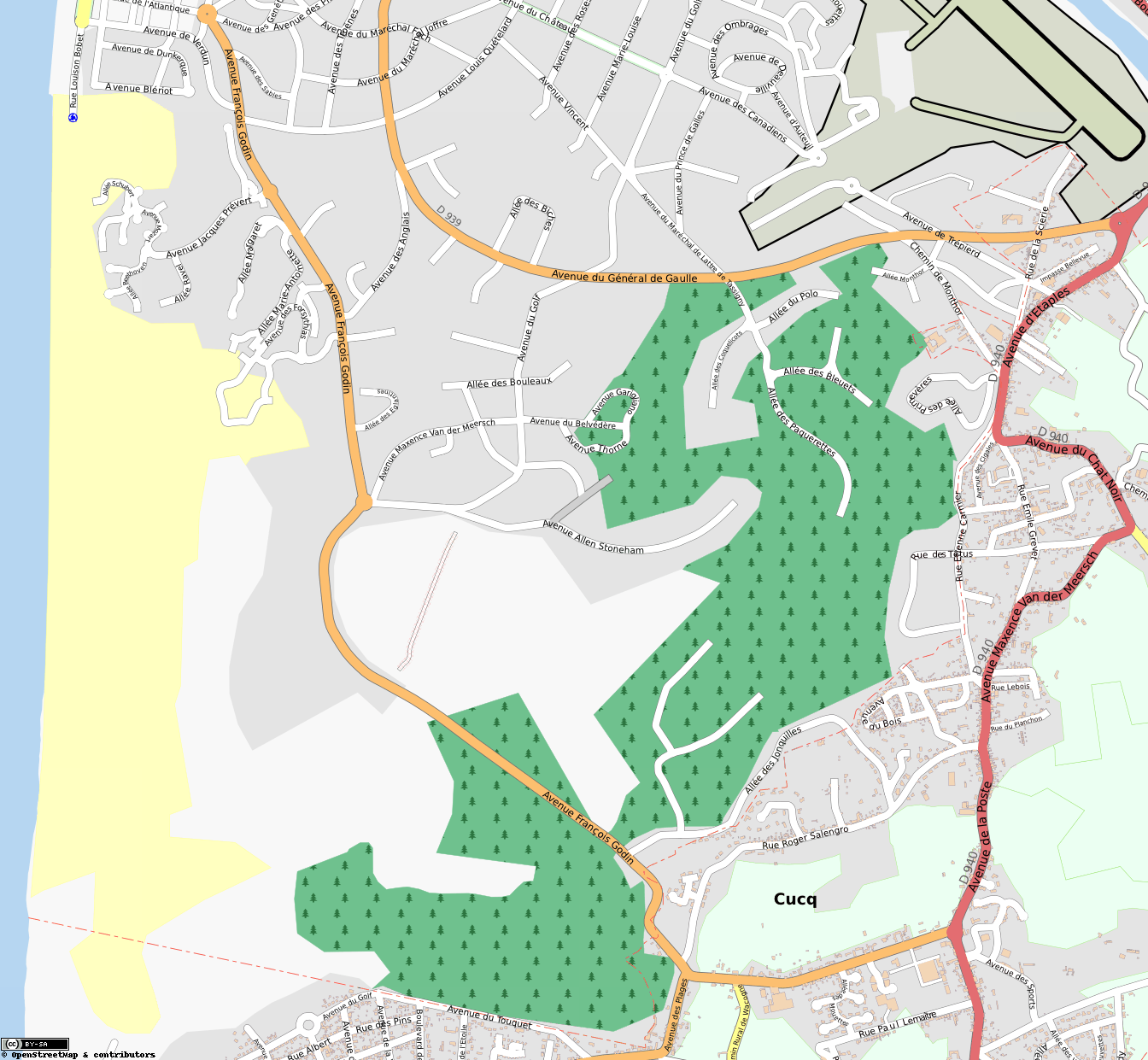
Les voies au sud de la commune.

L'évolution dans le temps du nom des rues est notamment connue par :
- le plan du lotissement Daloz établi au début des années 1880 ;
- le plan des voies, réalisé en 1930 par le géomètre-expert Ernest Déprès[2].

## Plaques de rues
Le boulevard Daloz sépare le territoire de la commune en deux parties : côté mer, les plaques de rues sont bleues et les villas portent une plaque numérotée, côté forêt, elles sont vertes et les villas ne sont numérotées que depuis 2015.
Les premières plaques de rues ont été posées en 1904,.

## Numérotation des habitations

### Côté mer

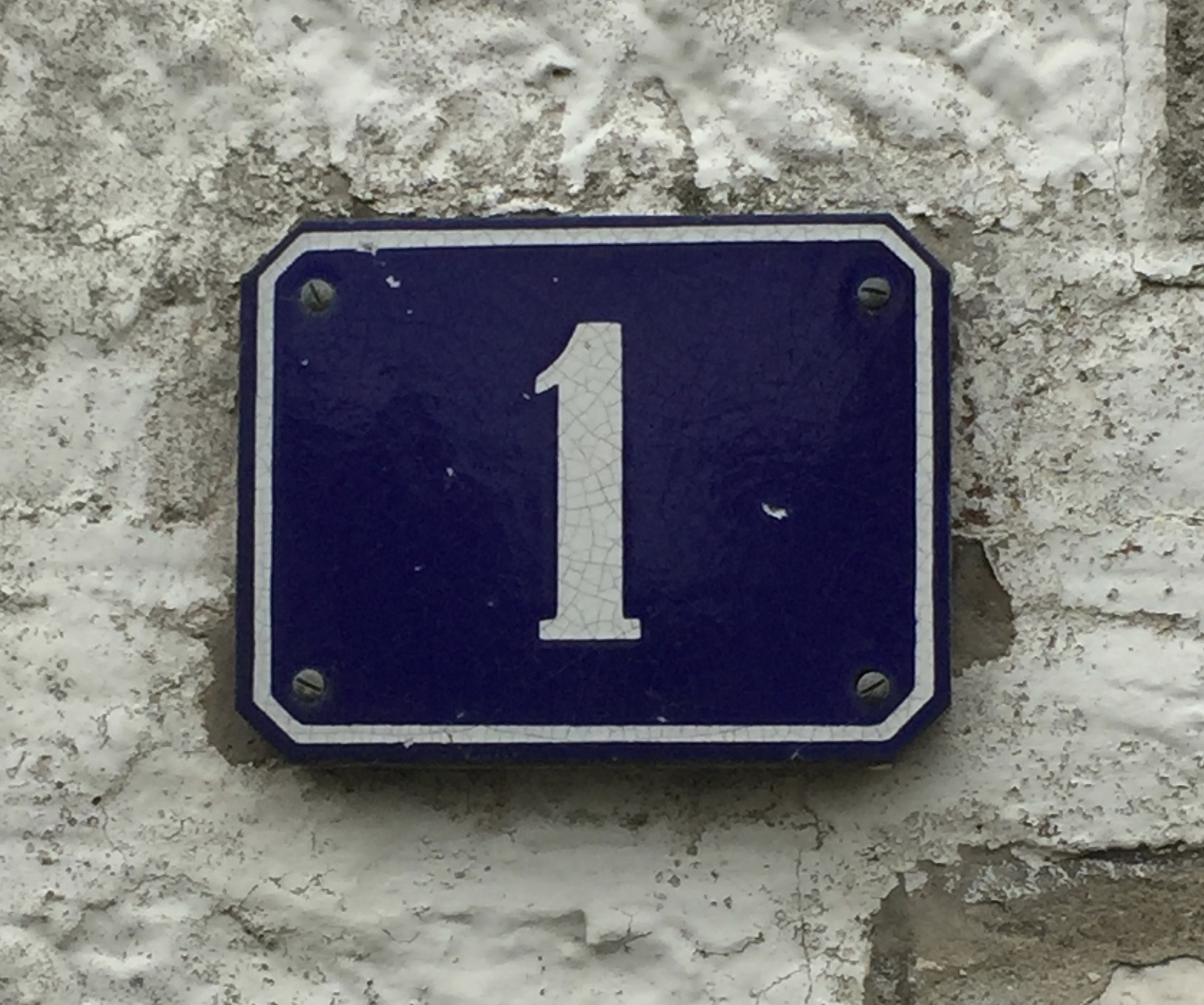
La numérotation côté mer.

Les voies parallèles à la mer sont numérotées en bleu depuis leur création depuis le Nord vers le Sud en commençant par le no 1 à gauche ; les numéros impairs sont donc à gauche et les numéros pairs à droite.

### Côté forêt

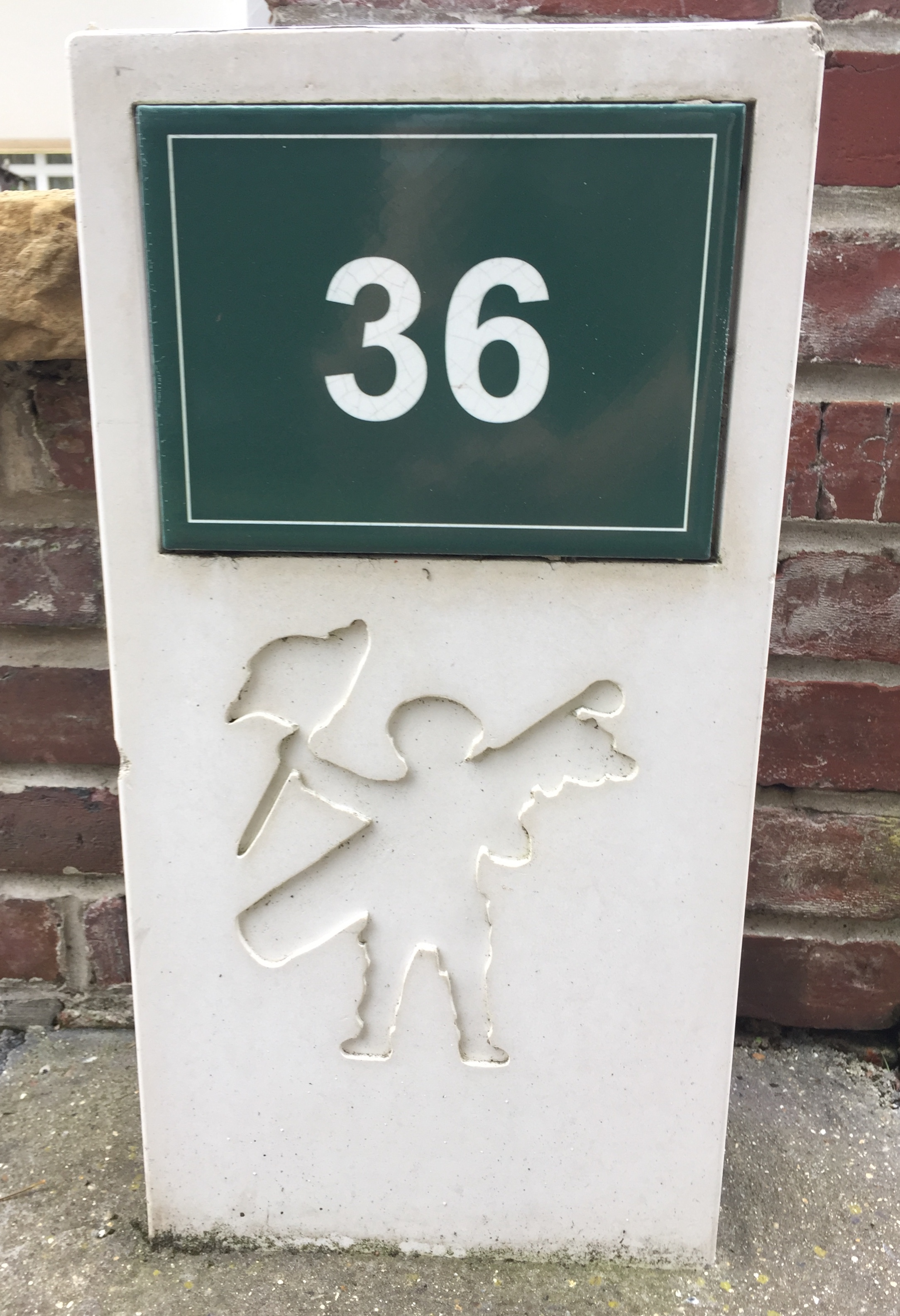
La numérotation côté forêt.

Avant 2015, les habitations en forêt n'étaient pas numérotées au sein des voies, elles n'étaient identifiées que par le nom de la villa, contrairement à la législation en vigueur.
Depuis 2015, la numérotation des villas est effective, c'est la numérotation métrique qui a été retenue, en tout, ce sont 1 850 bornes en béton qui ont été installées avec le numéro inscrit sur une plaque en lave émaillée verte.

## Répertoire des voies
- Haut – A
- B
- C
- D
- E
- F
- G
- H
- I
- J
- K
- L
- M
- N
- O
- P
- Q
- R
- S
- T
- U
- V
- W
- X
- Y
- Z

En 2006, la commune compte 117 kilomètres de voirie.
Ce répertoire donne successivement, pour chaque voie :
- des informations sur la voie elle-même : localisation, date de création…
- une explication sur le nom de la voie ;
- des informations sur les bâtiments intéressants de la voie, en précisant le numéro actuel sur la voie et (pour les voies du côté mer) le numéro du lot cadastral, tel qu'il existe depuis le découpage en lots de Raymond Lens.

## A

### Allen-Stoneham (avenue)

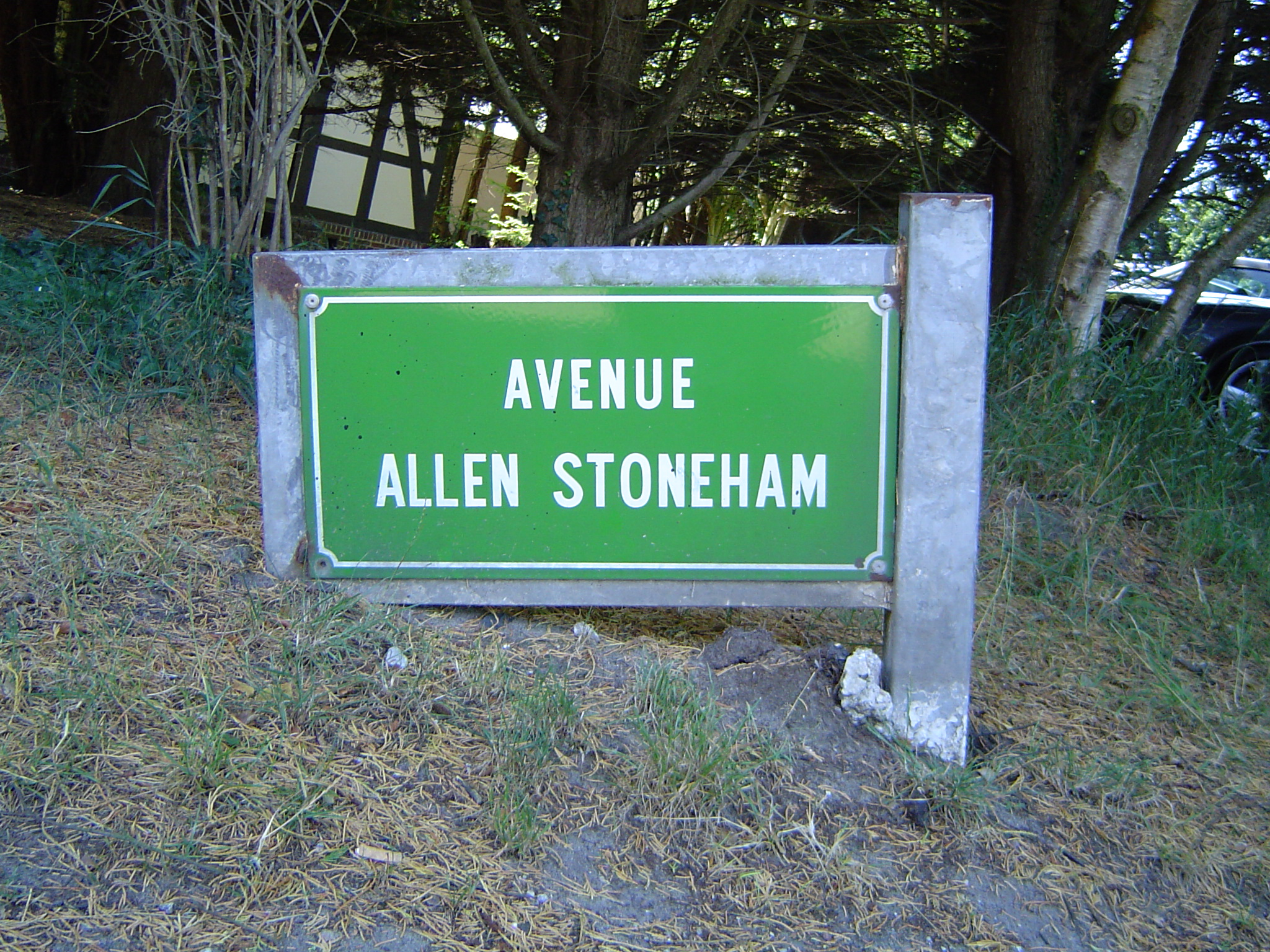

L'Anglais Allen Stoneham fut très actif à la création de la station. C'est lui qui a offert le terrain du stade municipal, avenue François-Godin, à la ville. En remerciements, à sa mort, la municipalité donne son nom « à ce stade seulement et à aucune rue du Touquet ». Aujourd'hui, en 2019, une avenue, proche du golf, porte son nom au Touquet-Paris-Plage.
Cette voie compte une villa remarquable : 
- la villa Low Wood, ultérieurement renommée Low Wood Manor[5] a été construite vers 1931 sur les plans de l'architecte Pierre Drobecq[6] Cette villa de style anglo-normand avec deux bow windows et un vaste toit de tuiles plates se dissimule parmi les pins vers l'extrémité occidentale de l'avenue, non loin du golf, plus précisément près du trou no 18 du parcours de la Forêt. C'est « l'une des plus ravissantes gentilhommières du Touquet »[c 2]. Le riche auteur anglais Pelham Grenville Wodehouse y vécut à partir de 1934[7] et jusqu’à son arrestation par les Allemands en 1940[b 1]. En 2024, la municipalité du Touquet-Paris-Plage lui rend hommage en apposant une plaque commémorative sur le pilier du portail de la villa Low Wood[8]. La villa Low Wood est recensée à l'inventaire général du patrimoine culturel[9].

### Amazones (allée des)

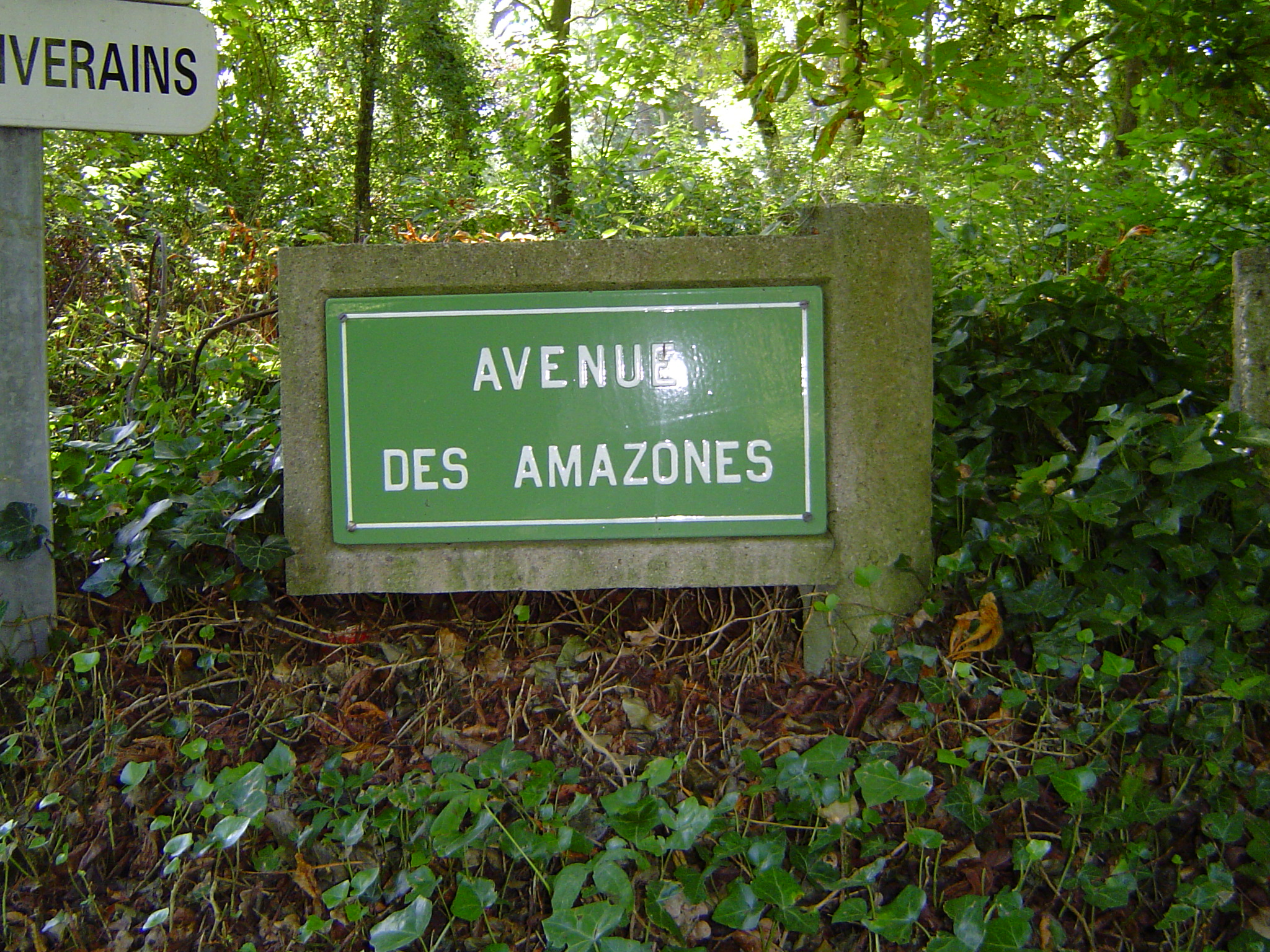

La plaque porte le nom de « avenue des Amazones », alors que le nom officiel est « allée des Amazones ».
Il y a un siècle[Quand ?], on rencontrait dans cette voie des femmes à cheval qui montaient en amazone.
La voie compte deux villas remarquables :
- la villa Les Bouleaux, construite au milieu du XXe siècle pour Édouard Champion. Cette villa est recensée à l'inventaire général du patrimoine culturel[10]. La demeure a été celle de la vicomtesse Le Tonnelier de Breteuil, née Edythe Grant en 1921[11] ;
- la villa Golf Cottage, construite au milieu du XXe siècle pour Édouard Champion sur les plans de l’architecte anglais Thomas Edward Collcutt. Cette villa est recensée à l'inventaire général du patrimoine culturel[12].

Cette voie compte également une troisième villa liée à Édouard Champion : la villa Green-Wood, construite au milieu du XXe siècle pour la fille d'Édouard Champion et dans laquelle vécut Serge Gainsbourg dans les années 1950[réf. nécessaire].

### Amiens (rue d’)

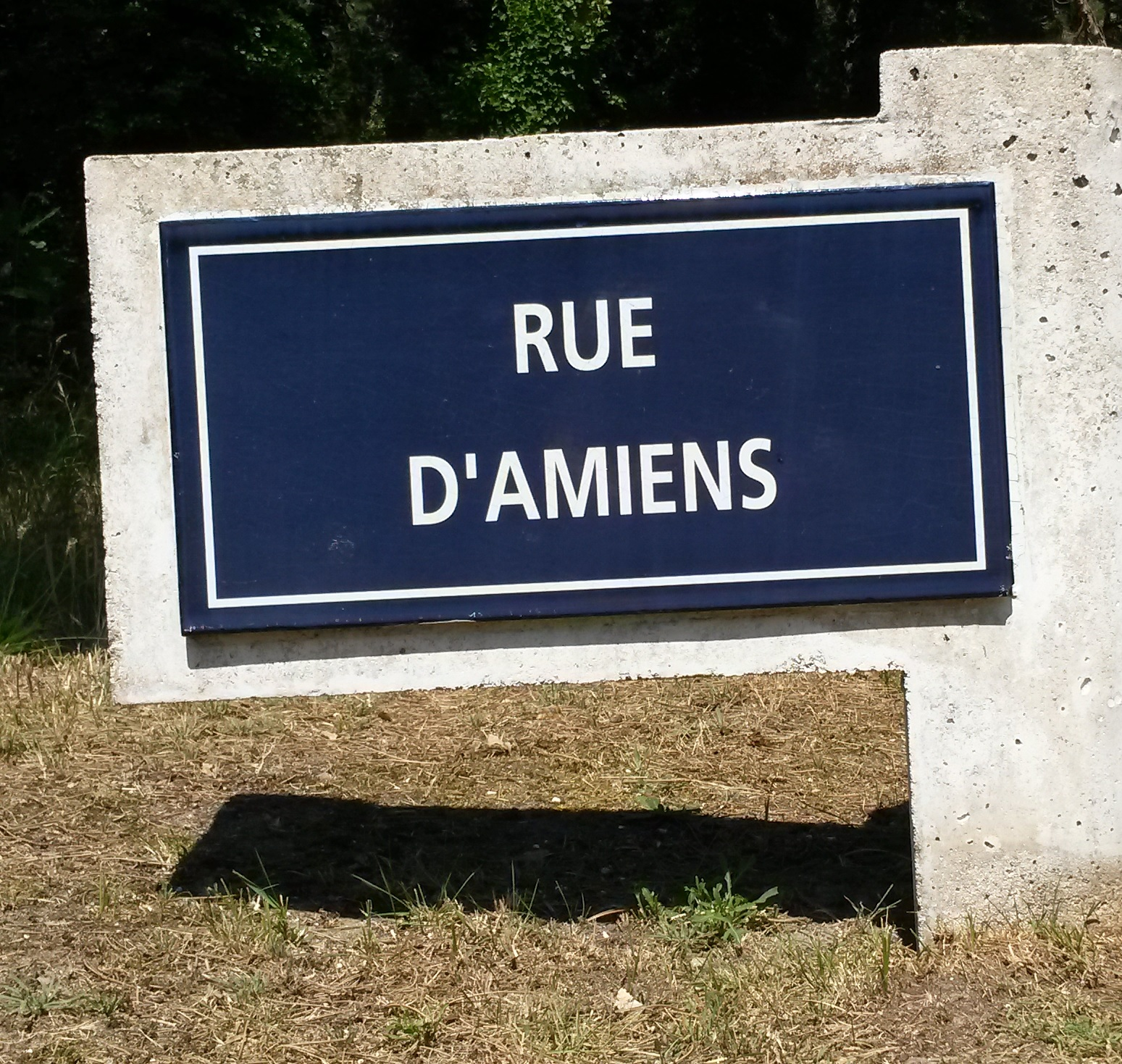

Cette voie porte le nom de la ville d'Amiens, chef-lieu du département de la Somme.

### Amiral-Courbet (avenue de l')

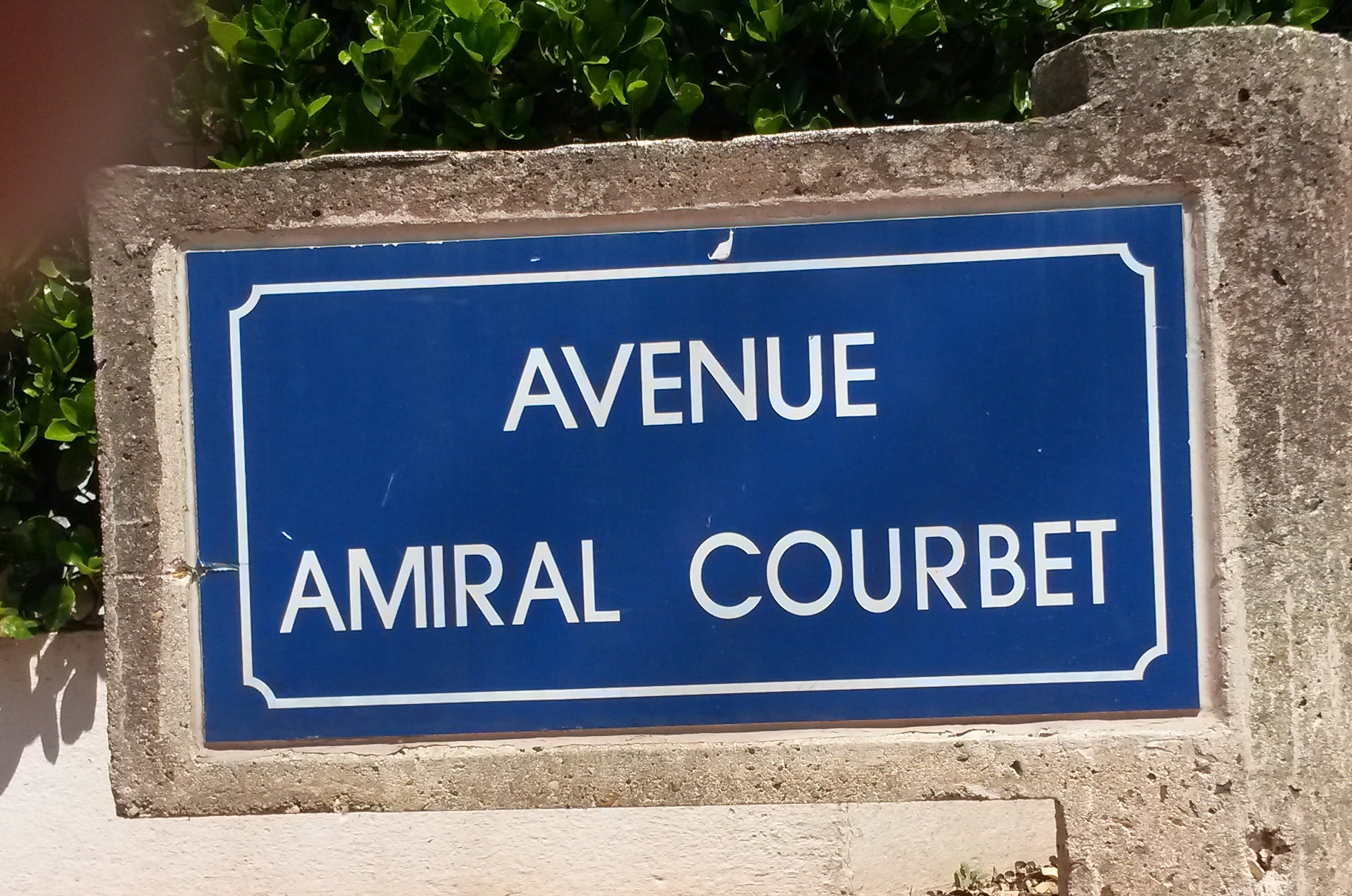

Sur le plan de 1930, la partie orientale de cette avenue porte le nom d'« avenue de la Manche ».
La municipalité rend hommage à l'amiral Amédée Courbet (1827-1885).

### Amiral-de-Tourville (avenue de l')

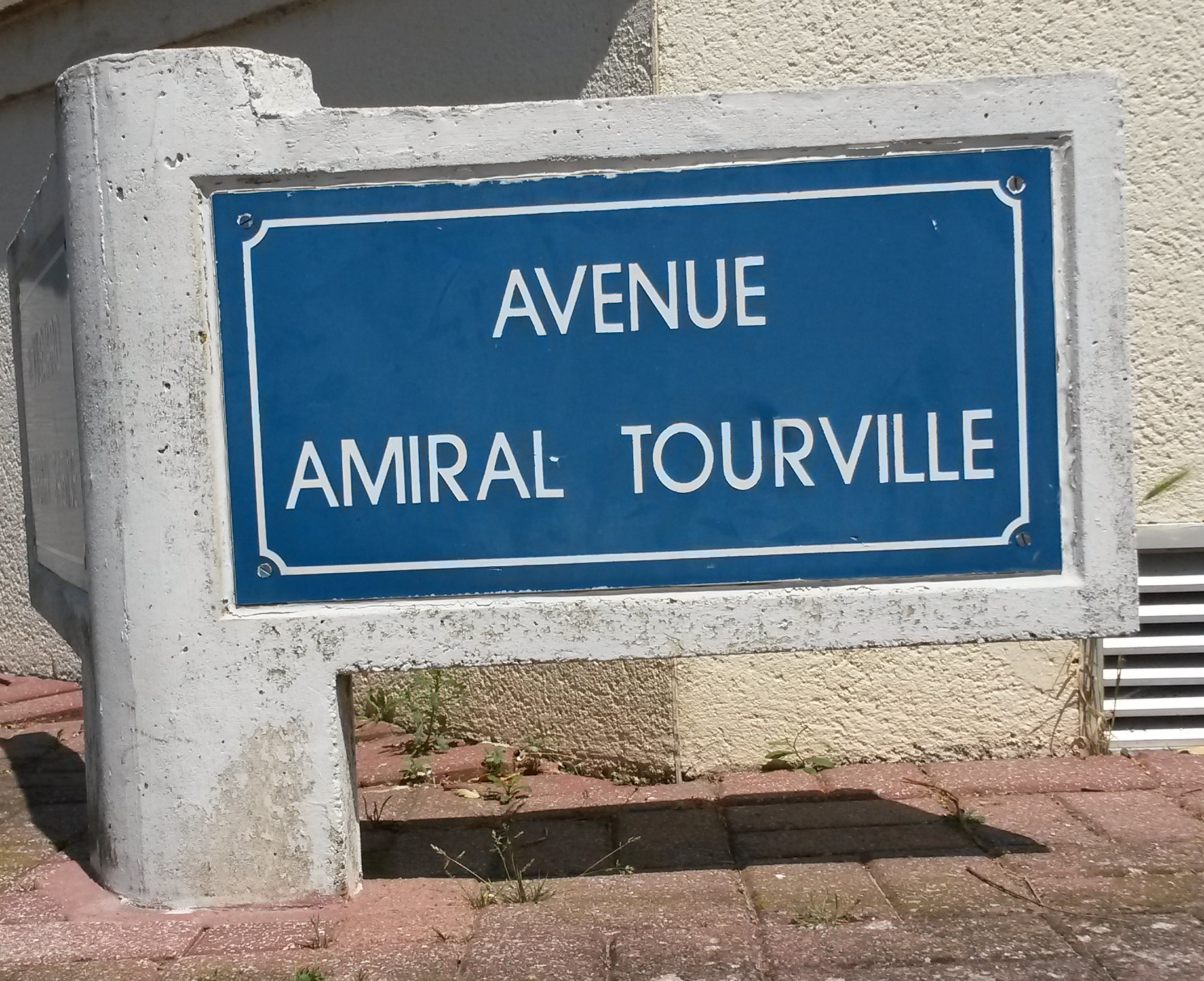

Sur le plan de 1930, la partie orientale de cette avenue porte le nom de « rue des Étaplois ».
La municipalité rend hommage à l'amiral Anne Hilarion de Costentin de Tourville (1642-1701). Entre les deux Guerres, la partie orientale de cette avenue s'appelait avenue du Duc-Rollon, chef Normands.

### Andreï-Sakharov (rue)

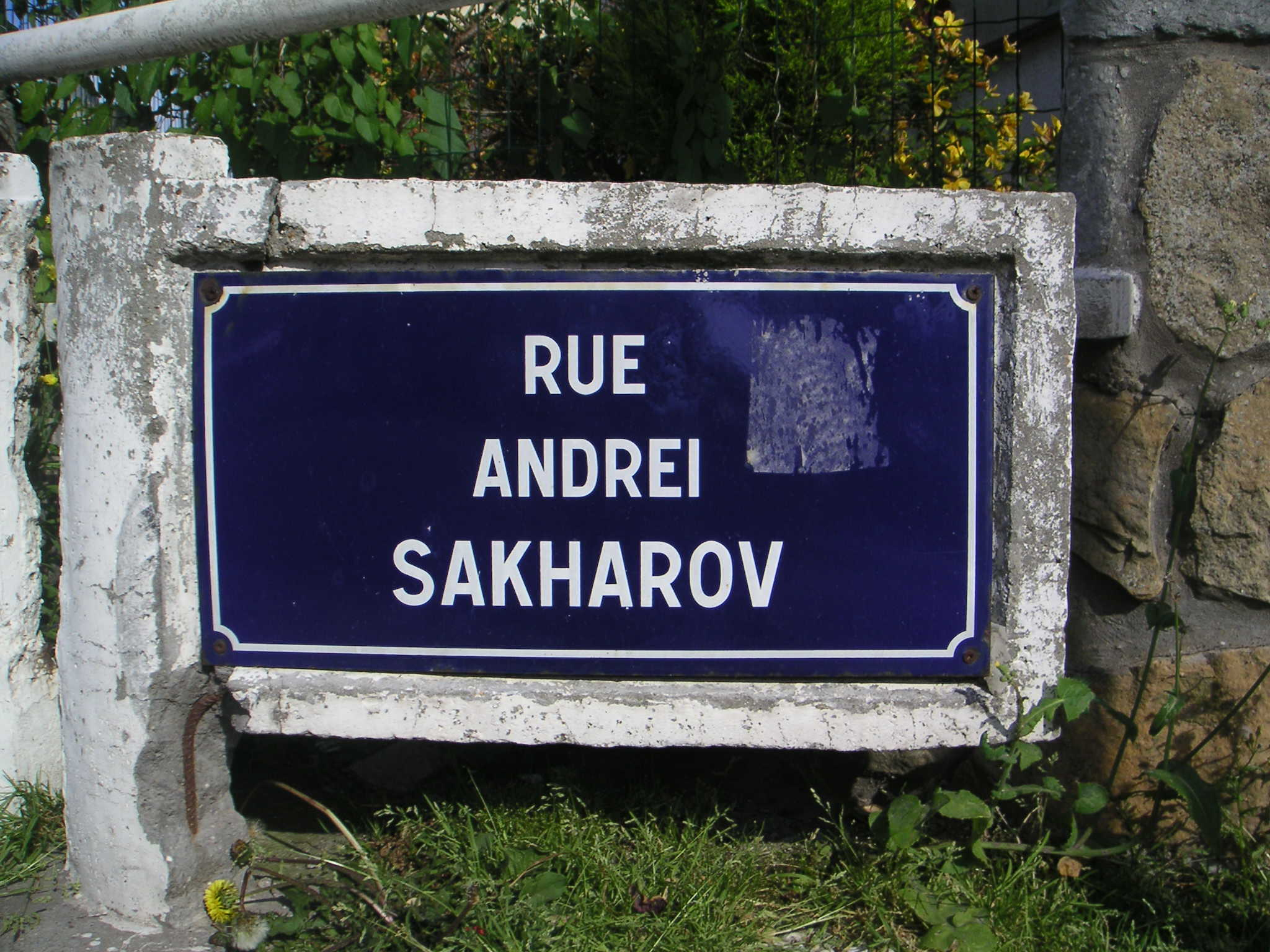

La plaque porte le nom de « rue Andreï-Sakharov », alors que le nom officiel est « avenue Andreï-Sakharov ».
Ancienne partie de la rue de Moscou, entre la rue Jean-Monnet et l'avenue de l'Atlantique, cette rue a été inaugurée en 1984 par François Léotard, en l'honneur d'Andreï Sakharov (1921-1989), prix Nobel de la paix en 1975.
Les bâtiments intéressants sont recensés dans cet article au sein de la sous-section consacrée à la rue de Moscou.

### Anémones (allée des)

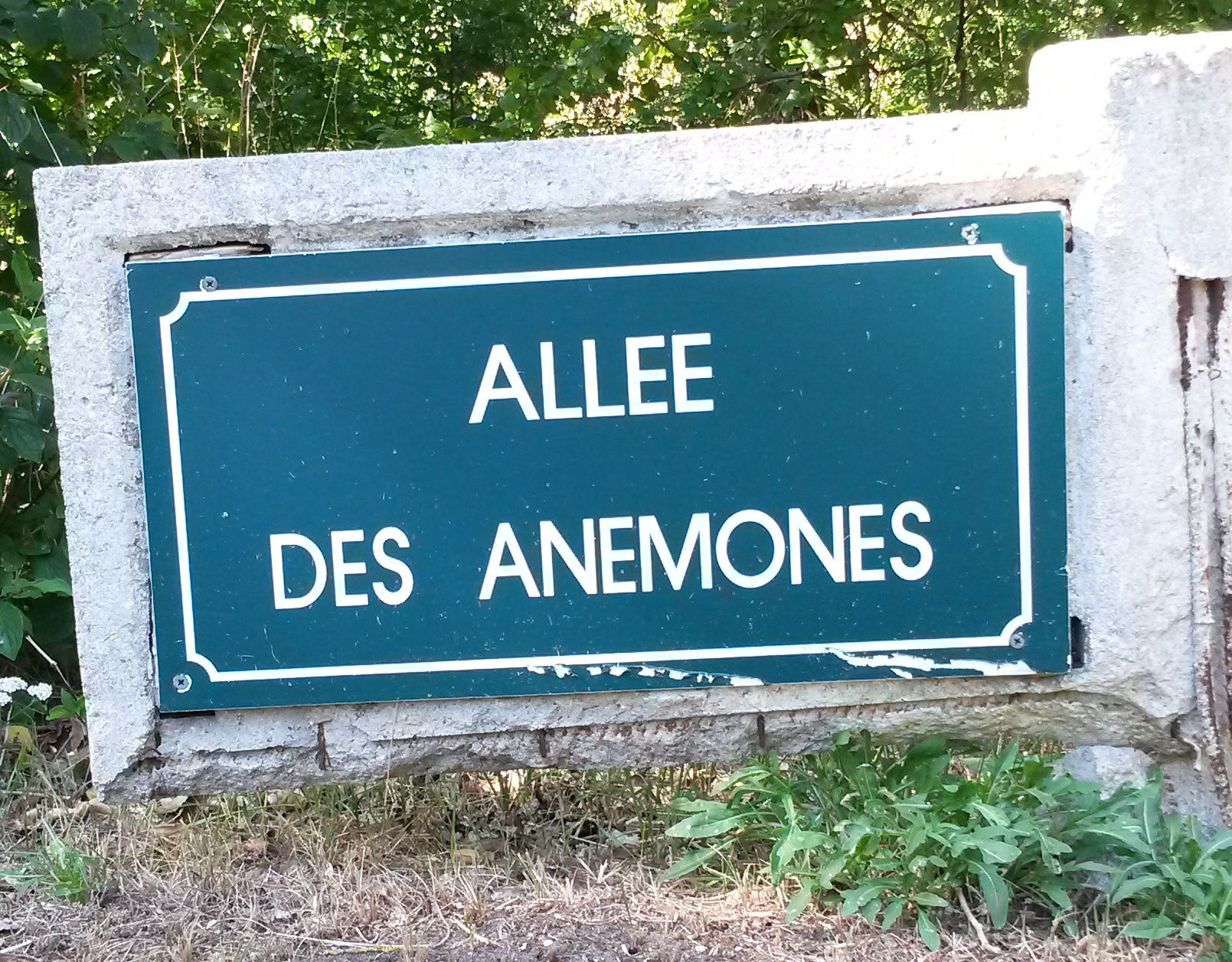

Les anémones sont des fleurs qui parsèment les jardins touquettois.

### Anglais (avenue des)
Cette voie a été tracée en 1960.

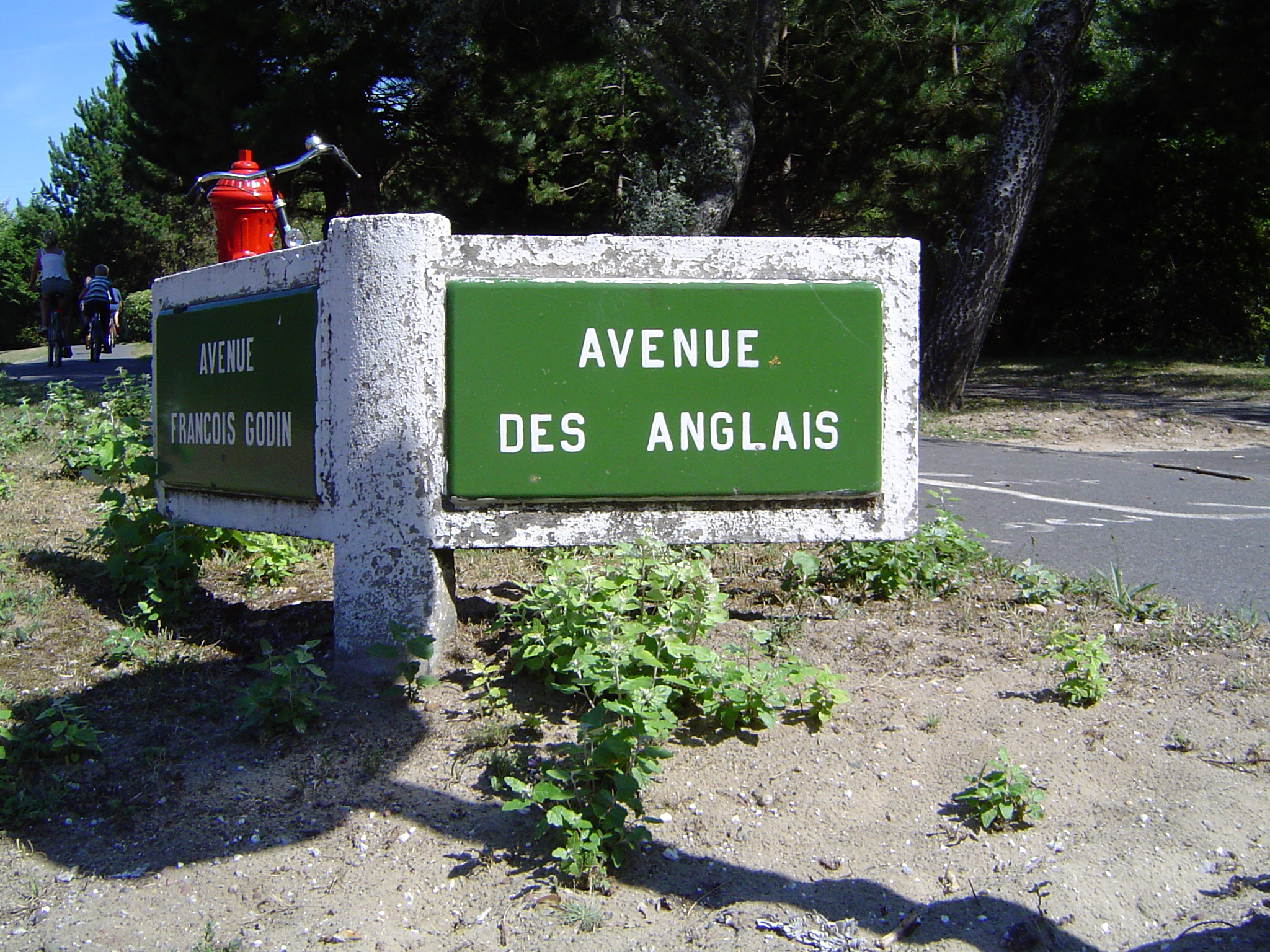

La municipalité rend hommage aux Anglais, car c'est grâce à eux que la station s'est développée, alors qu'elle était en voie de disparition après la mort d'Alphonse Daloz.
Il convient par ailleurs de rappeler la mémoire de plus de 10 000 soldats anglais enterrés au cimetière du Touquet et à celui d'Étaples.

### Argousiers (allée des)

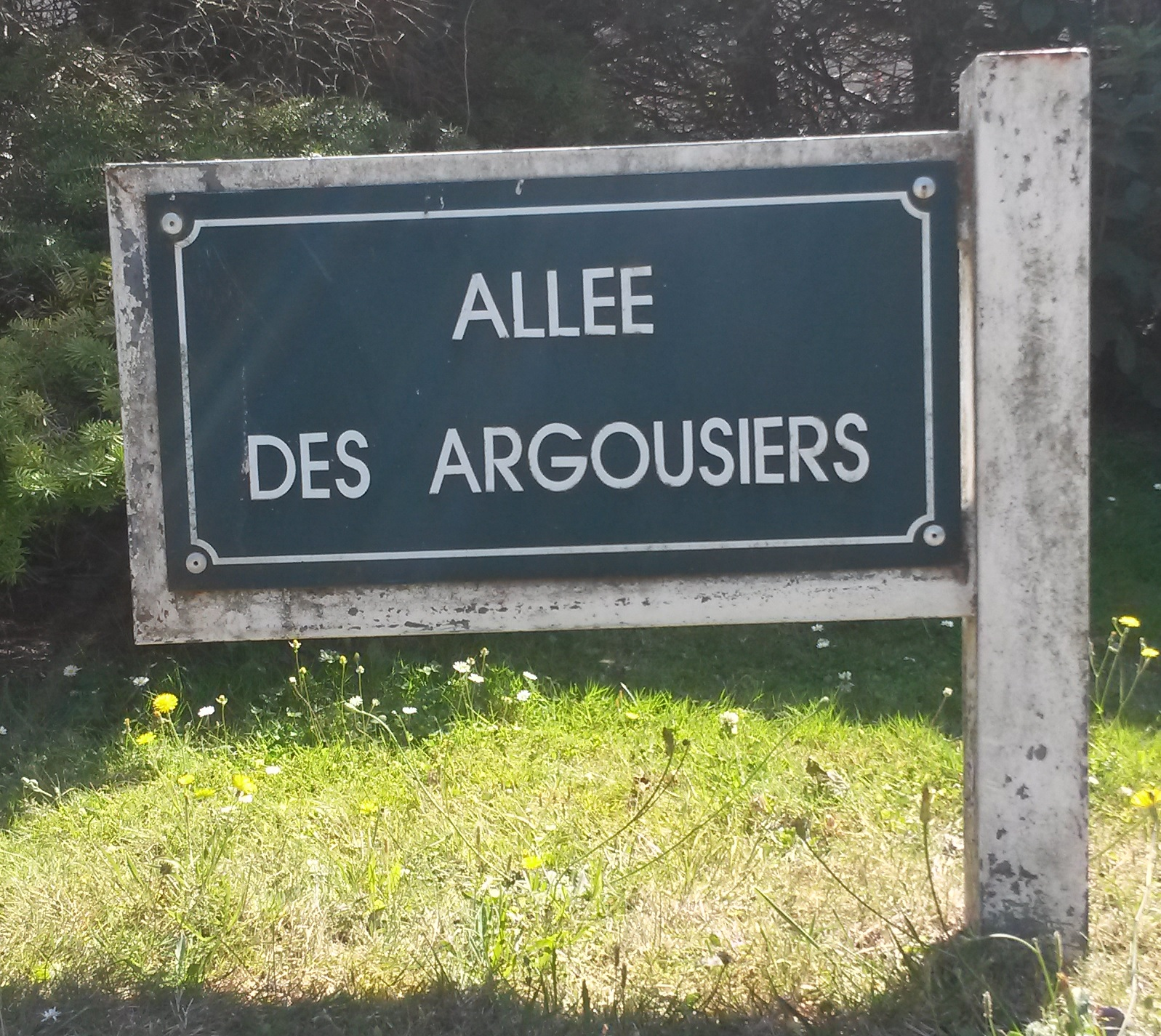

Les argousiers sont des arbustes qui poussent dans les dunes touquettoises.

### Armand-Durand (allée)

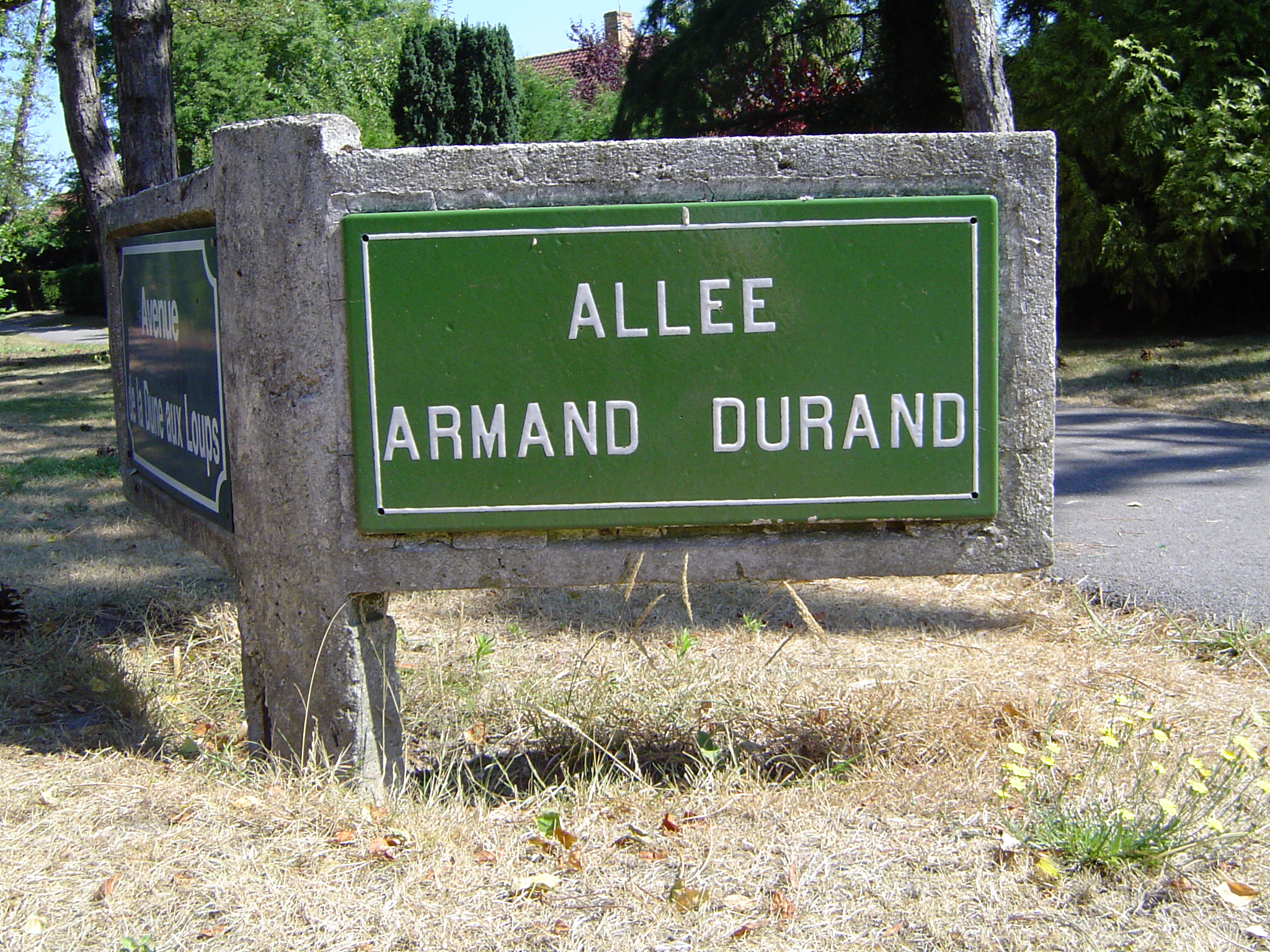

La plaque porte le nom de « allée Armand-Durand », comme le plan de la ville remis par l'office de tourisme, alors que le répertoire officiel indique « avenue Armand-Durand ».
Armand Durand est maire du Touquet par intérim en 1942 et en 1944. Contremaître-maçon, chevalier de la Légion d'honneur, chevalier de l'ordre du Mérite social et décoré de la médaille d'honneur du travail, il est membre de la commission administrative des bureaux de bienfaisance et d'assistance depuis 1919 et son vice-président depuis 1935, employé pendant 40 ans dans l'entreprise Pentier Frères, il est né le 17 août 1872 à Chevry-Cossigny (Seine-et-Marne) et mort au Touquet-Paris-Plage le 13 décembre 1955. Il crée les « Jardins ouvriers » en octobre 1937 et en est le président de 1938 à 1955. Ces jardins sont constitués de 158 parcelles de 60  à   80 m2.
Son nom a été donné à l'allée qui dessert le lotissement parallèle à ces jardins.

### Arras (place d', rue d')

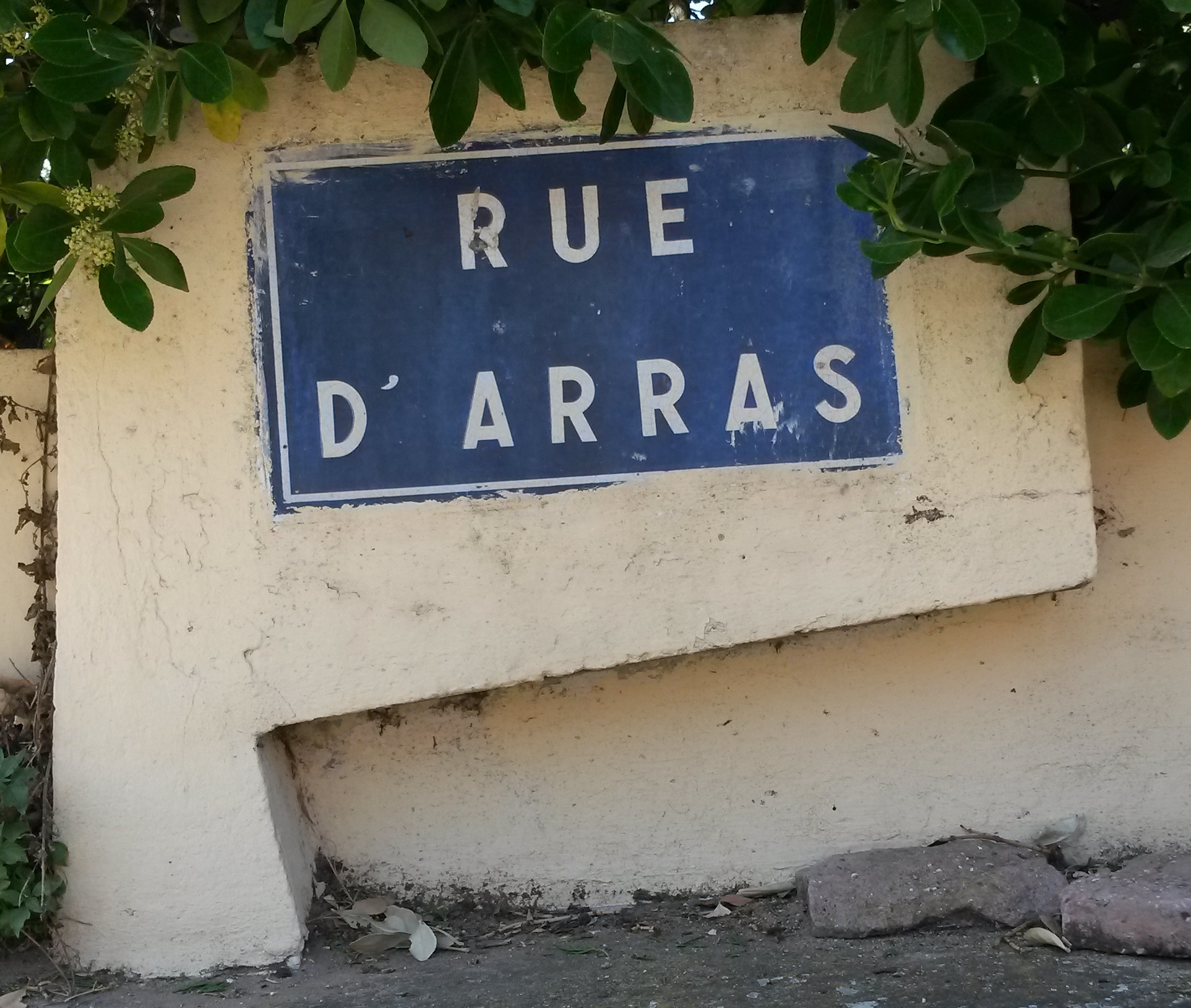

Sur un plan de 1930, la partie septentrionale de cette rue porte le nom d'« avenue Charlemagne ».
La municipalité rend hommage à la ville d'Arras, chef-lieu du département du Pas-de-Calais.

### Arsène-Bical (avenue)

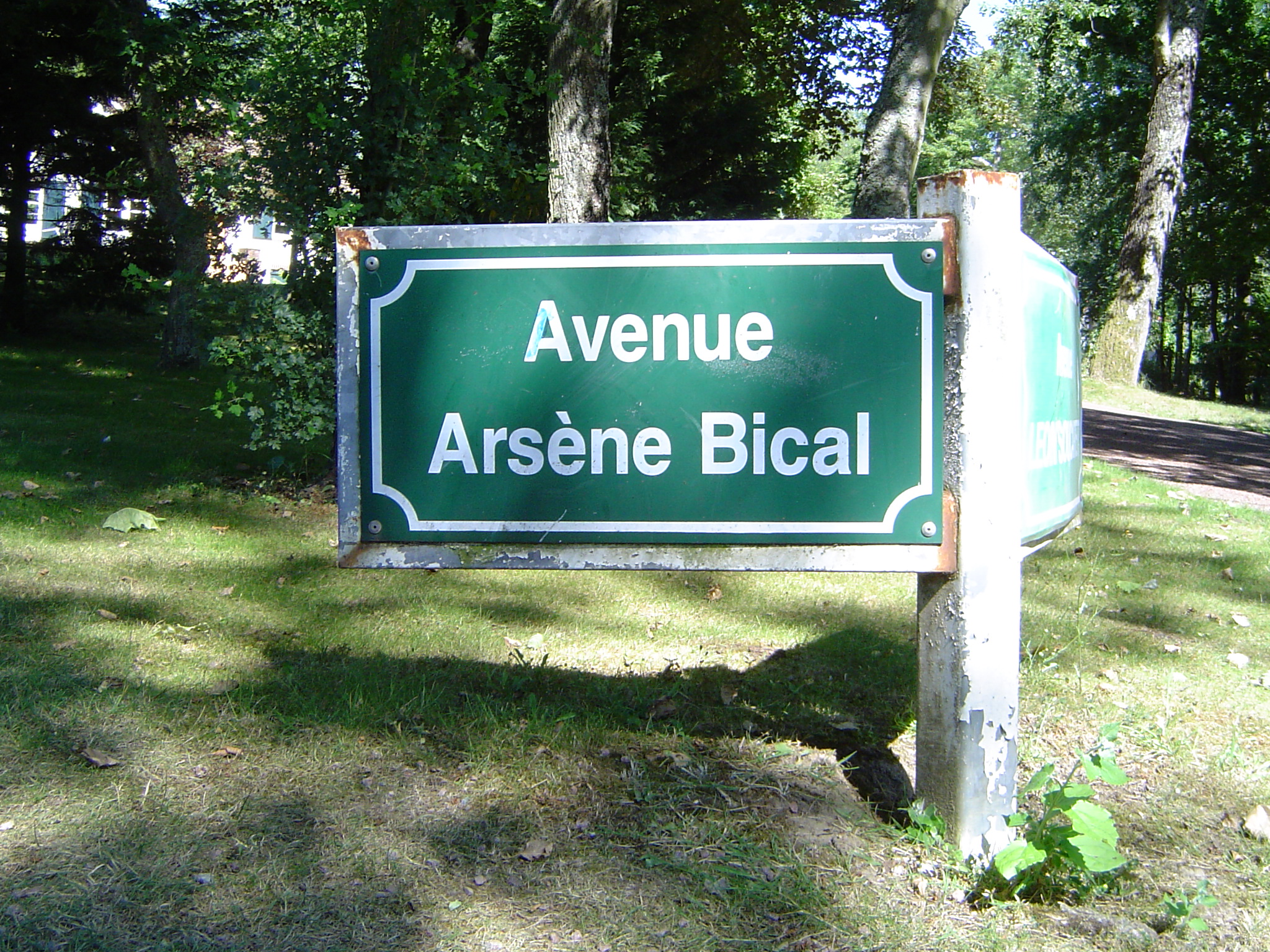

Arsène Bical est l'un des principaux architectes du Touquet. Il y a été actif jusqu'en 1925, année de sa mort.

### Arts (place des)
Place située à l'angle de l'avenue Saint-Jean et de l'avenue du Verger (50° 31′ 21″ N, 1° 35′ 23″ E).

### Artois (boulevard d')

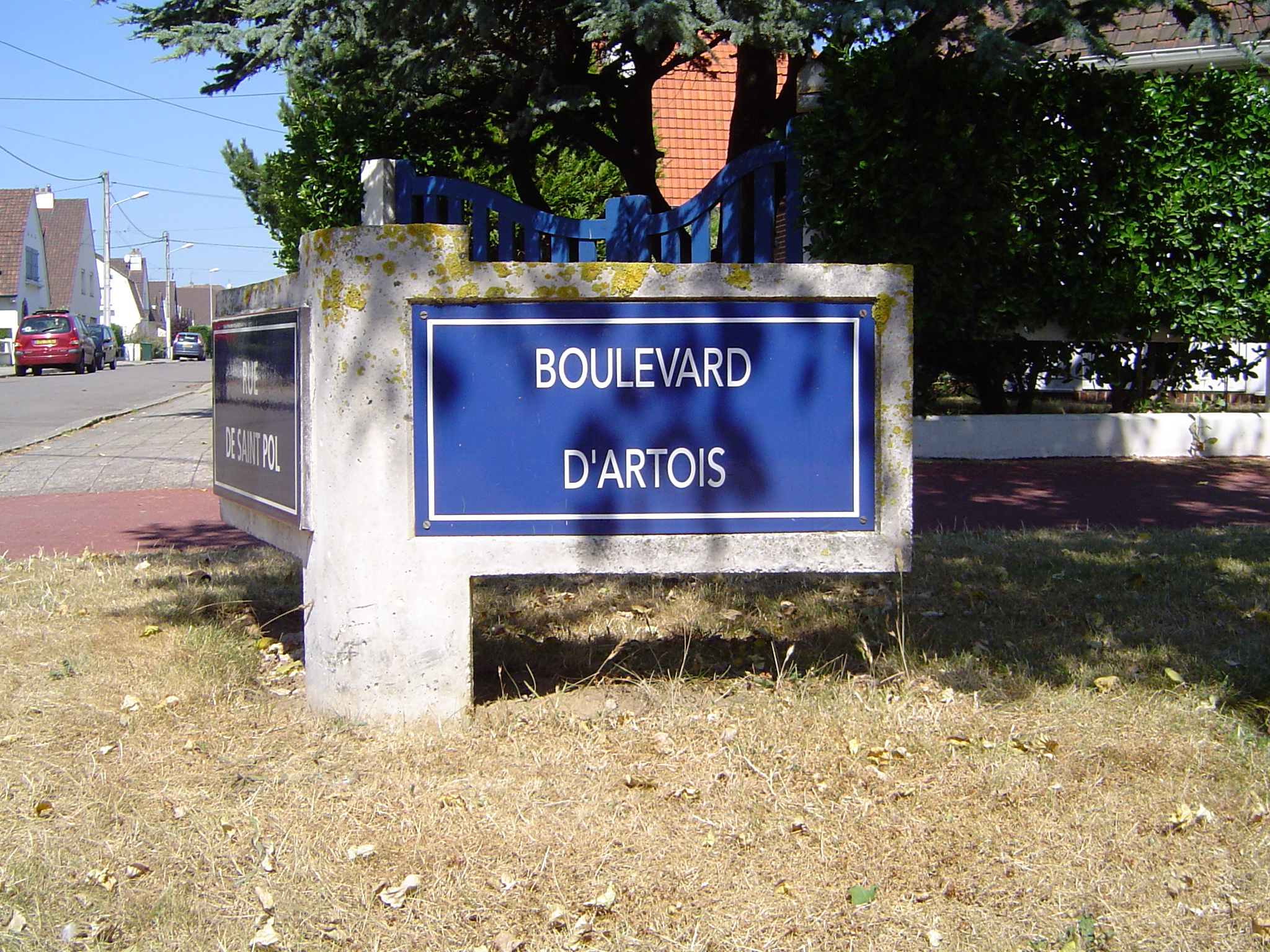

L'Artois est la région historique qui séparait la Picardie de la Flandre.

### Atlantique (avenue de l')

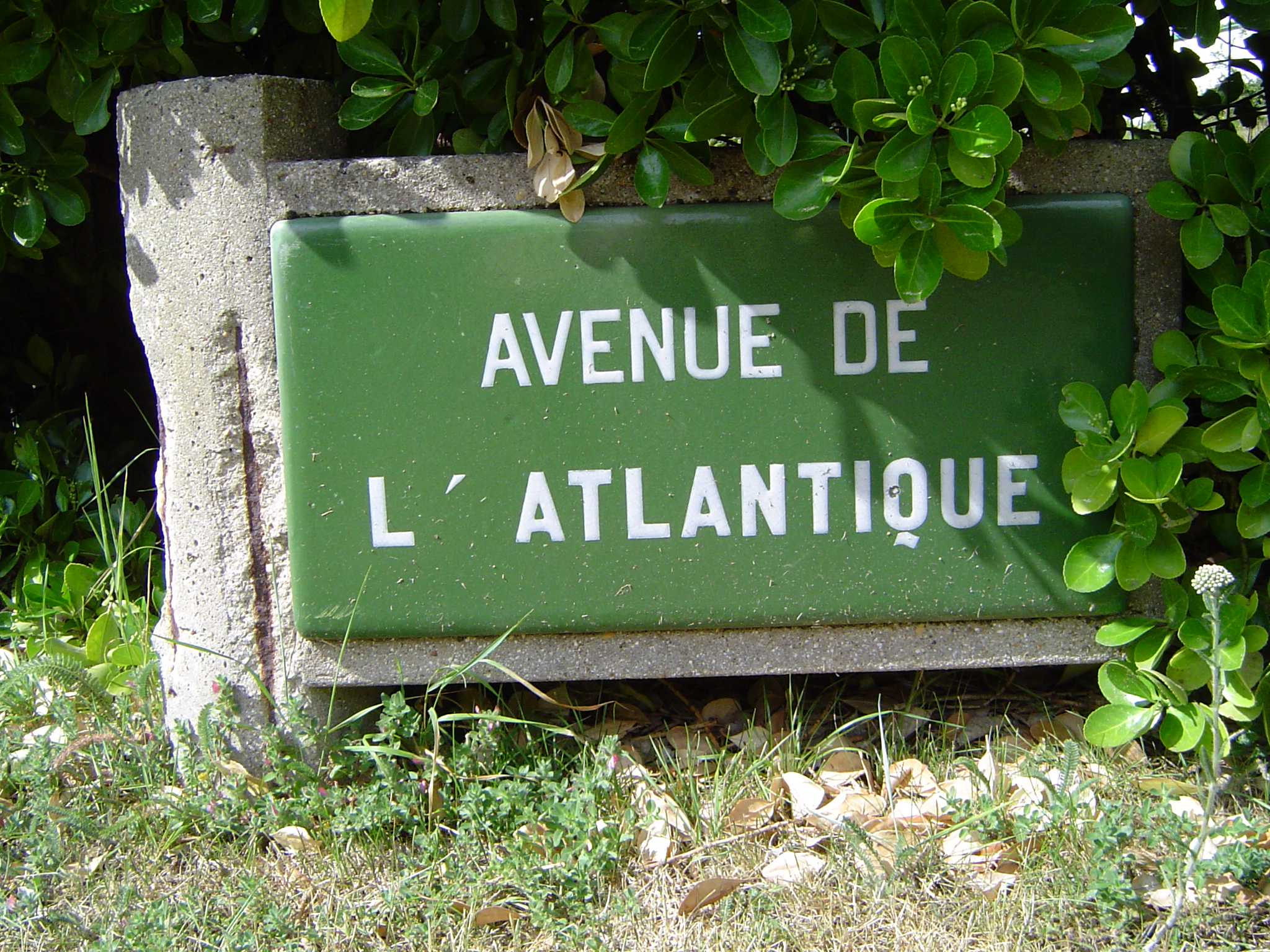

Cette voie est orientée en direction de l'océan Atlantique. Elle a été tracée en 1904 entre le boulevard Daloz et la mer, puis prolongée en 1907 du boulevard Daloz à la place de l'Hermitage.
Elle compte une villa remarquable située au no 28 :  la villa Doulce France, construite vers 1925 pour A. Magne sur les plans de l’architecte Léon Saxer. Cette villa est recensée à l'inventaire général du patrimoine culturel.

### Aubépines (allée des)

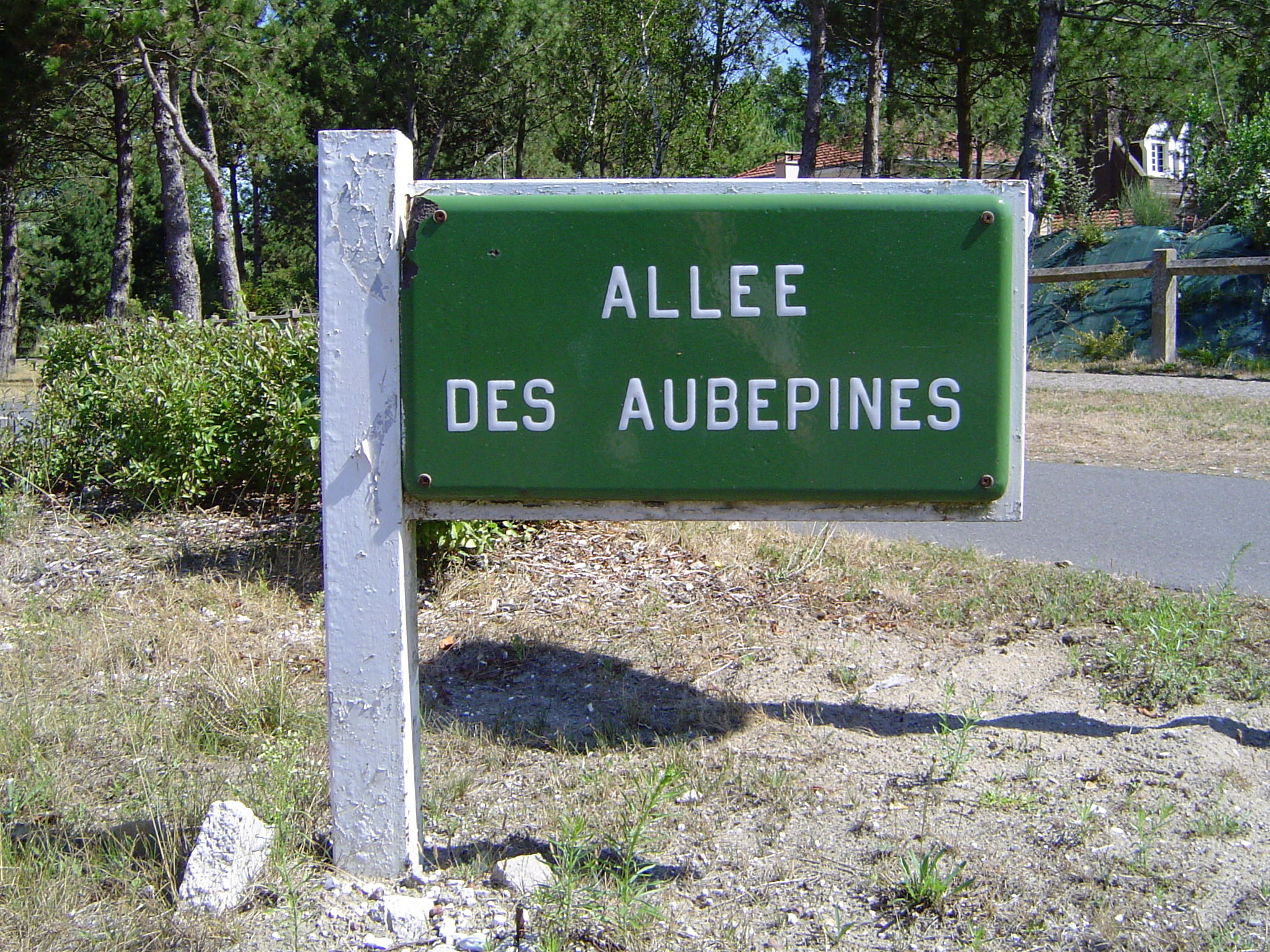

Les aubépines sont des arbustes qui poussent dans les dunes touquettoises.

### Auteuil (avenue d')

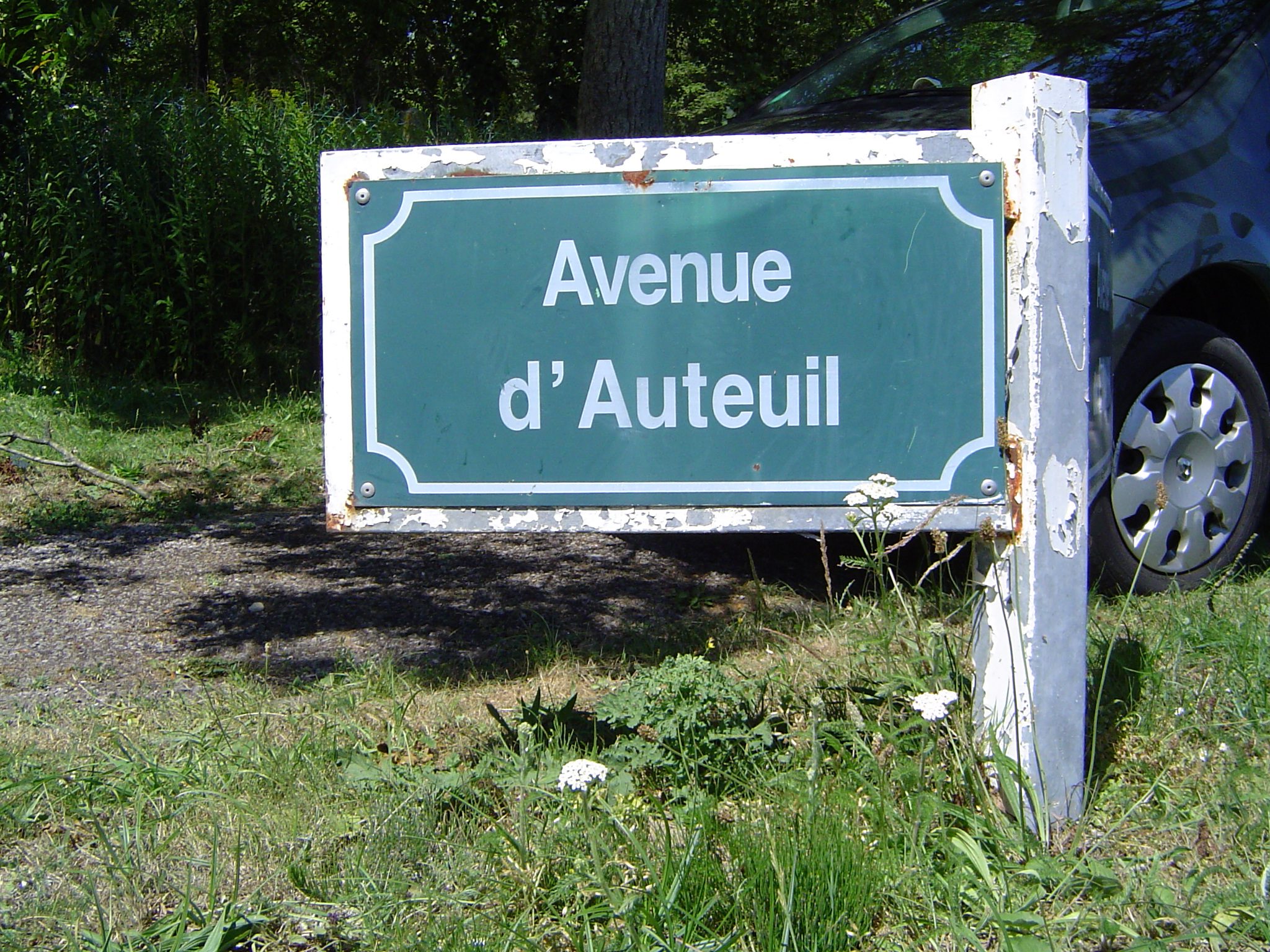

Les premiers Touquettois ont construit un hippodrome, à l'image de celui que l'on trouve à Paris dans le quartier d'Auteuil.
Cette voie compte une villa (villa Bergamotte) utilisée comme décor de cinéma :  le réalisateur de cinéma René Ferret y aurait tourné des scènes du film Baptême en 1988.

## B

### Beethoven (allée)

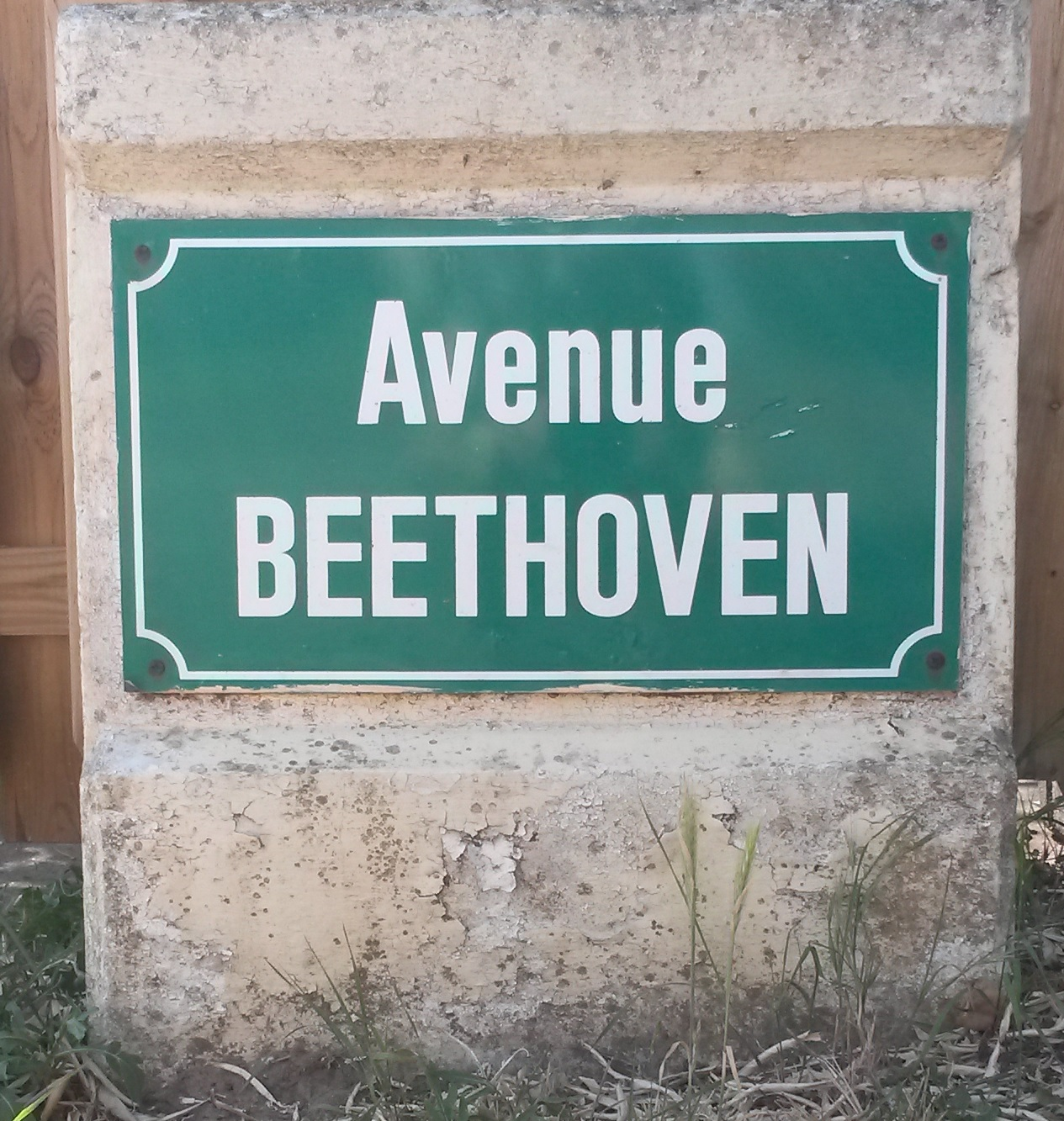

La plaque porte le nom de « avenue Beethoven », alors que le nom officiel est « allée Beethoven ».
Hommage au compositeur Ludwig van Beethoven.
Cette voie est l'une des six voies (Beethoven, Chopin, Debussy, Mozart, Ravel, Schubert) du domaine « Les Cottages ».

### Belle-Dune (avenue)

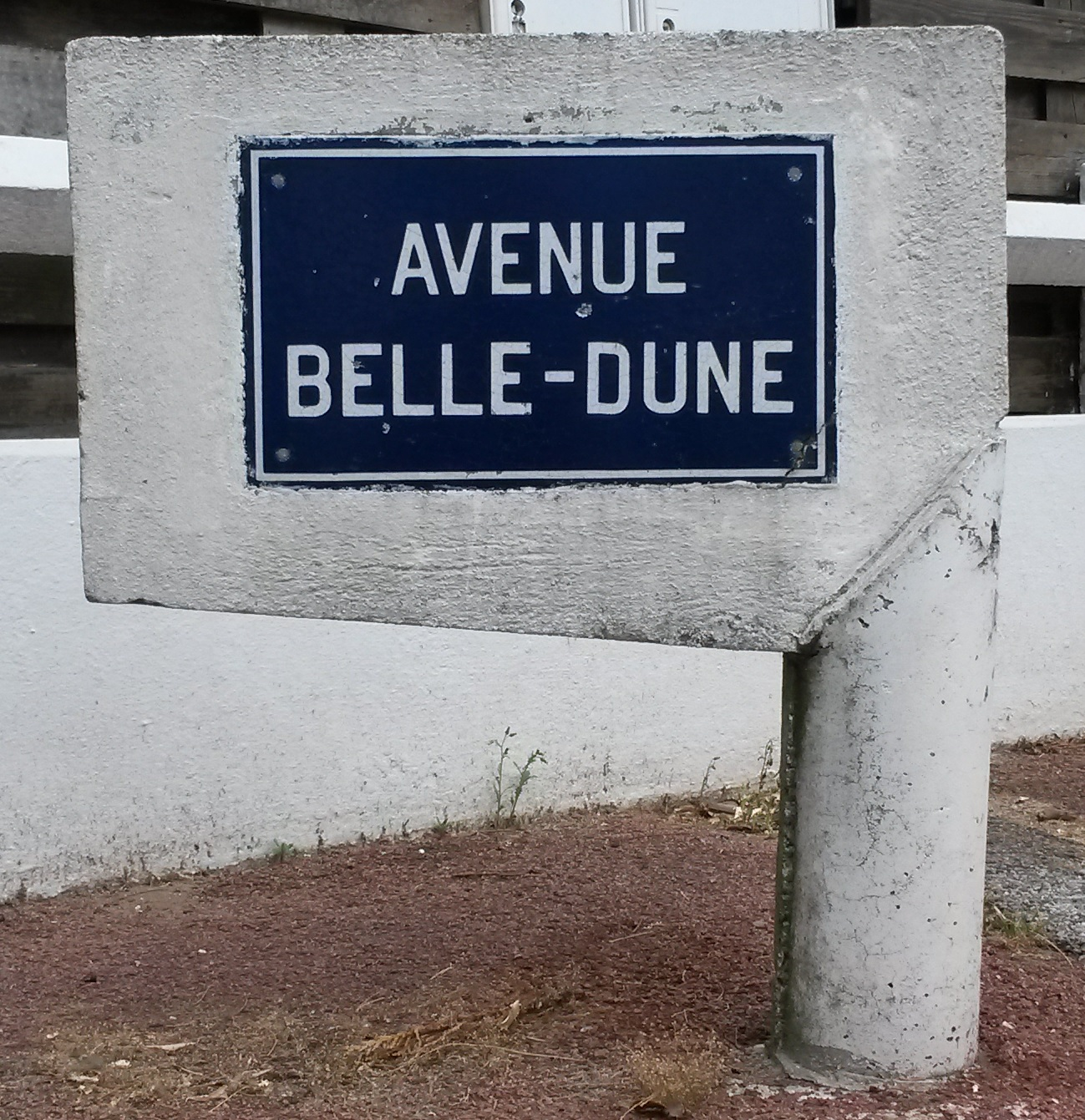

Cette avenue a été ouverte à la suite de la suppression d'une belle dune dont le sable a été utilisé pour gagner du terrain sur la Canche et permettre la construction des pistes de l'aéroport et celles du champ de course.

### Belvédère (avenue du)

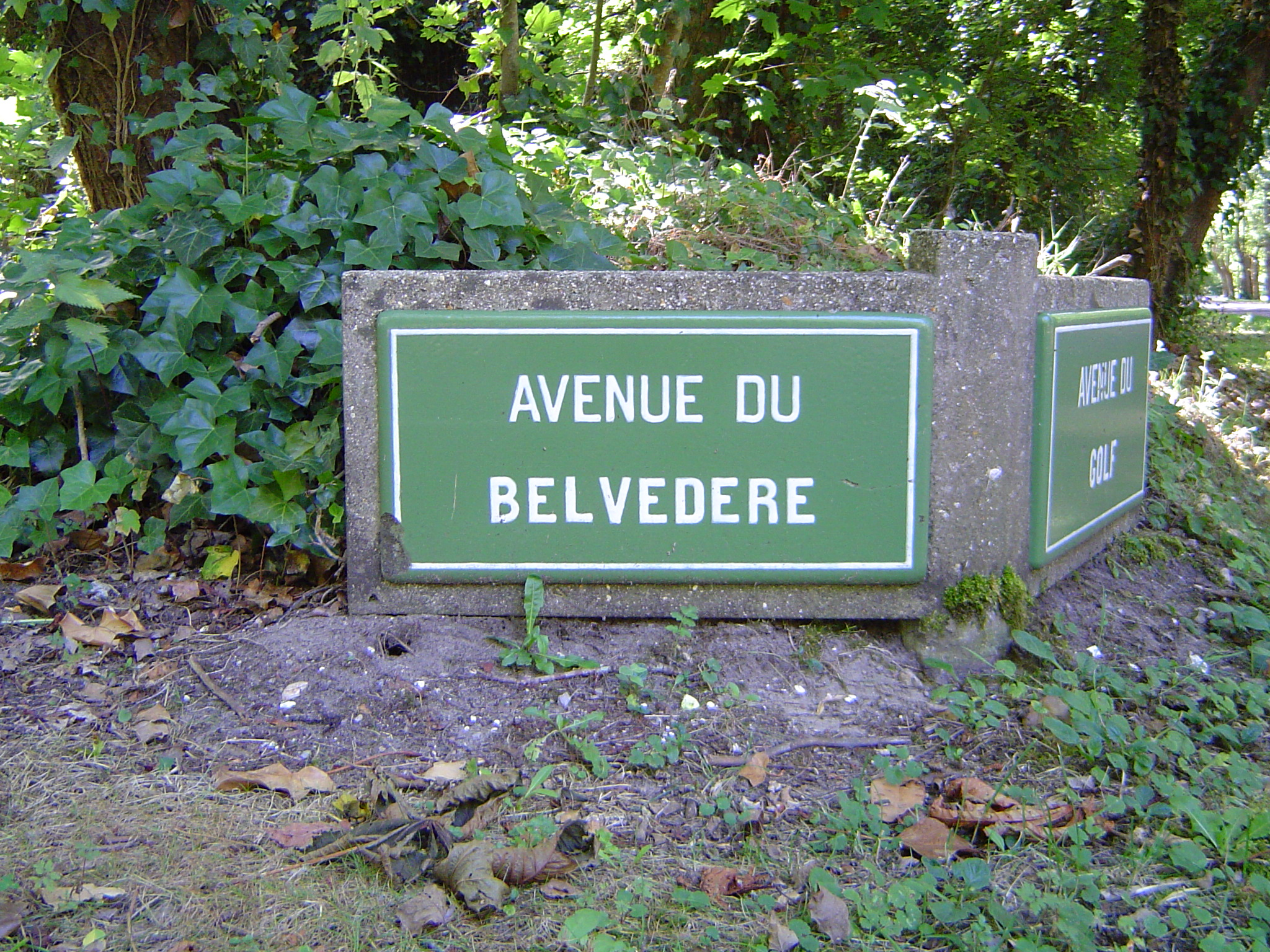

Cette avenue menait à la terrasse élevée du chalet Sanguet, devenu la villa Panjo.

### Berlin (avenue de)

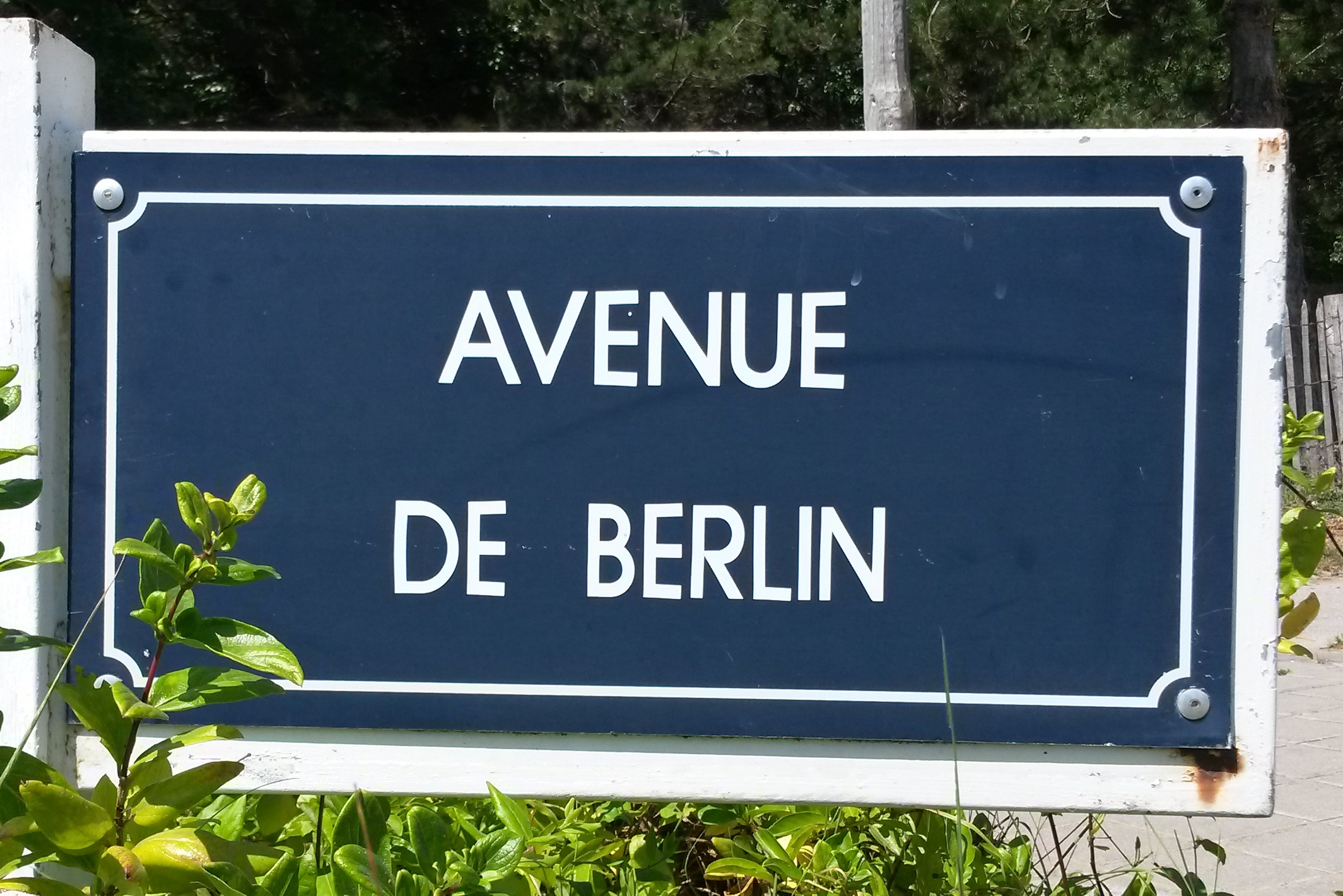

C'est le 7 mai 2006 que la municipalité a rendu hommage à la capitale de l'Allemagne réunifiée.

### Biches (allée des)

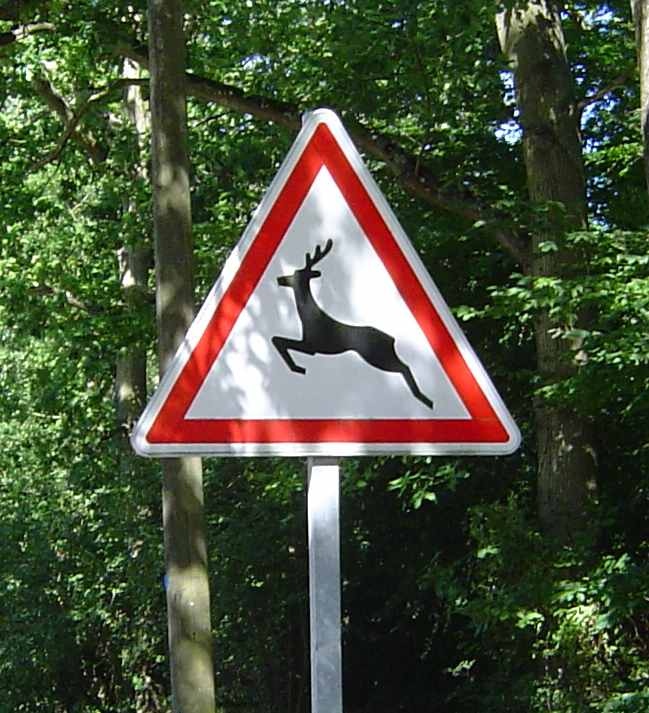

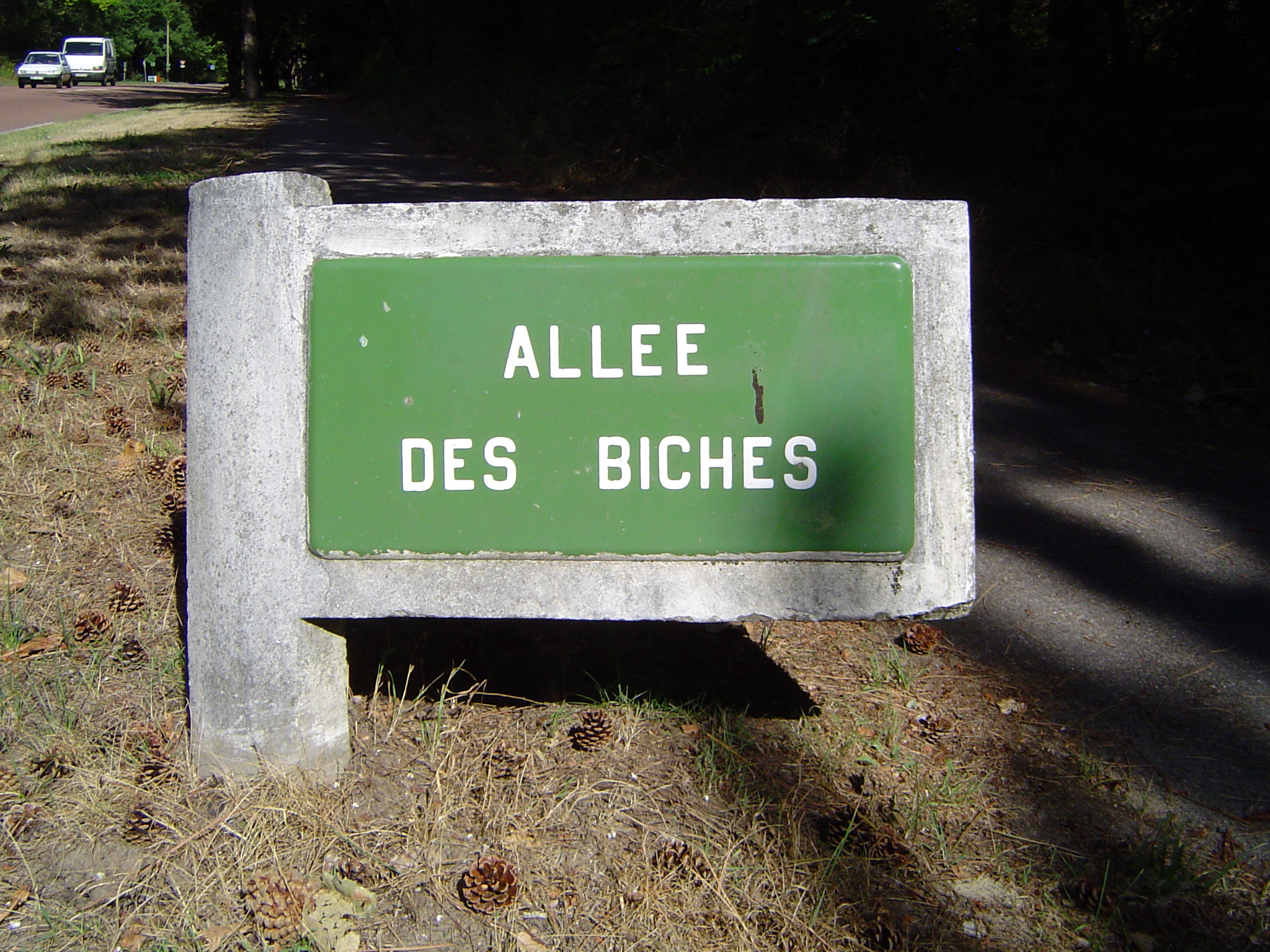

Il y a quelques décennies, on rencontrait ces biches dans la forêt touquettoise. La municipalité met toujours en garde les passants par ce panneau qui se trouve près des trois allées : allée des Biches, des Cerfs, des Chevreuils.

### Champs-Élysées (avenue des)

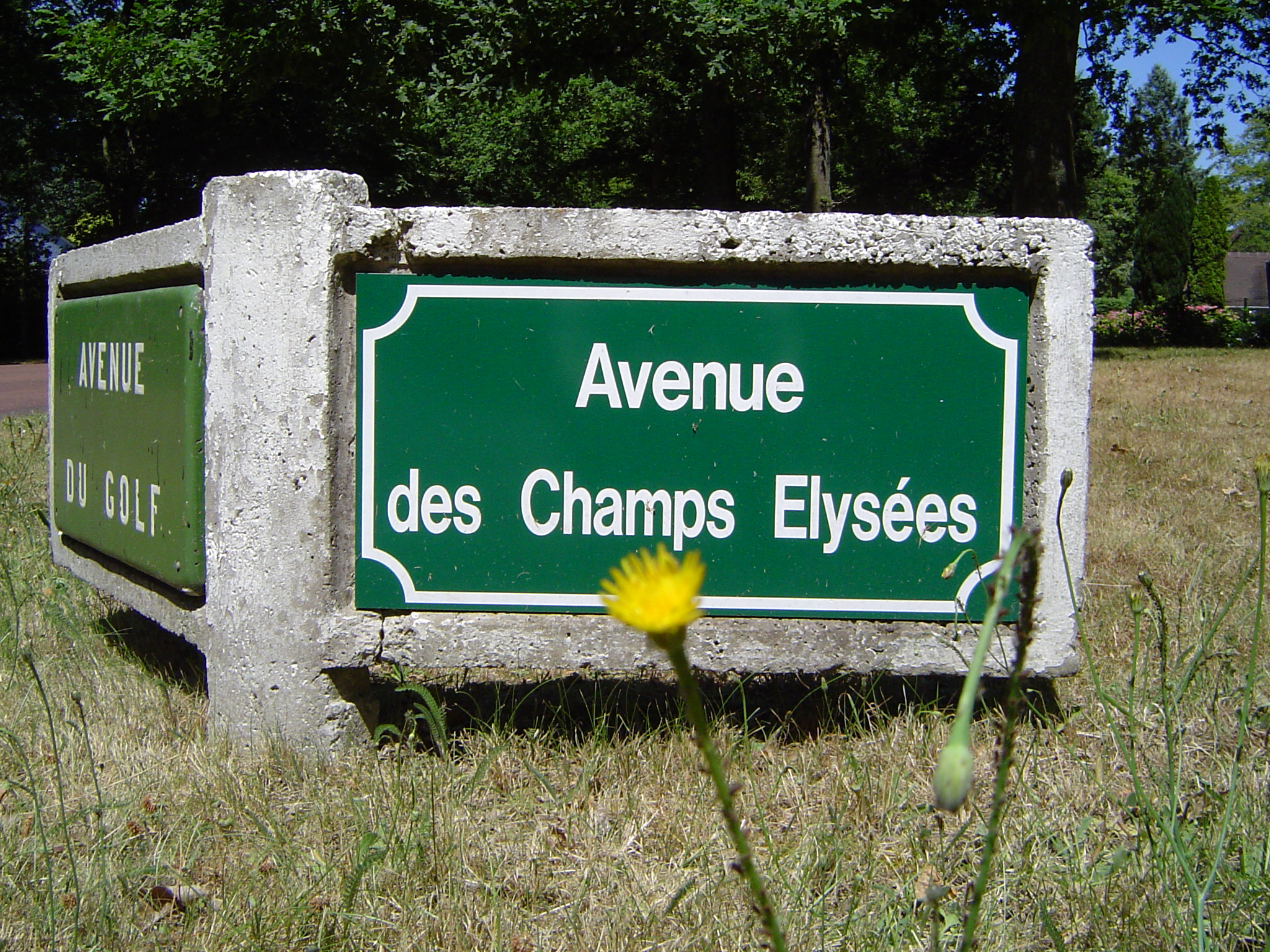

### Blériot (avenue)

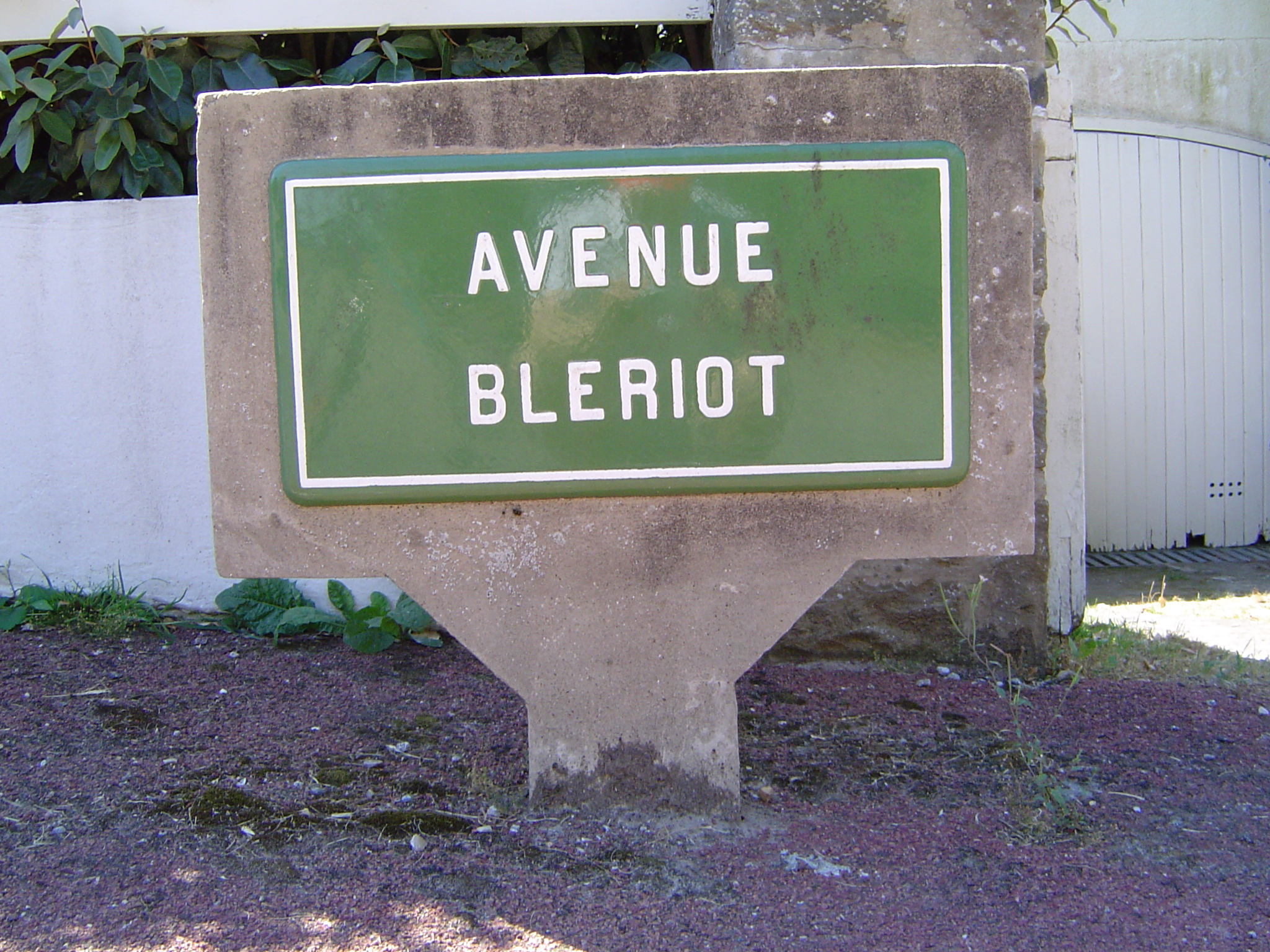

Dans quelques documents (notamment le plan de la ville), cette voie porte le nom d'avenue Louis-Blériot.
Hommage de la municipalité à Louis Blériot : en souvenir des premiers essais en vol plané, au-dessus des dunes, de Louis Blériot qui s'était installé au Touquet en 1907 et qui inventa l'aéroplage, devenu le char à voile.

### Bleuets (allée des)

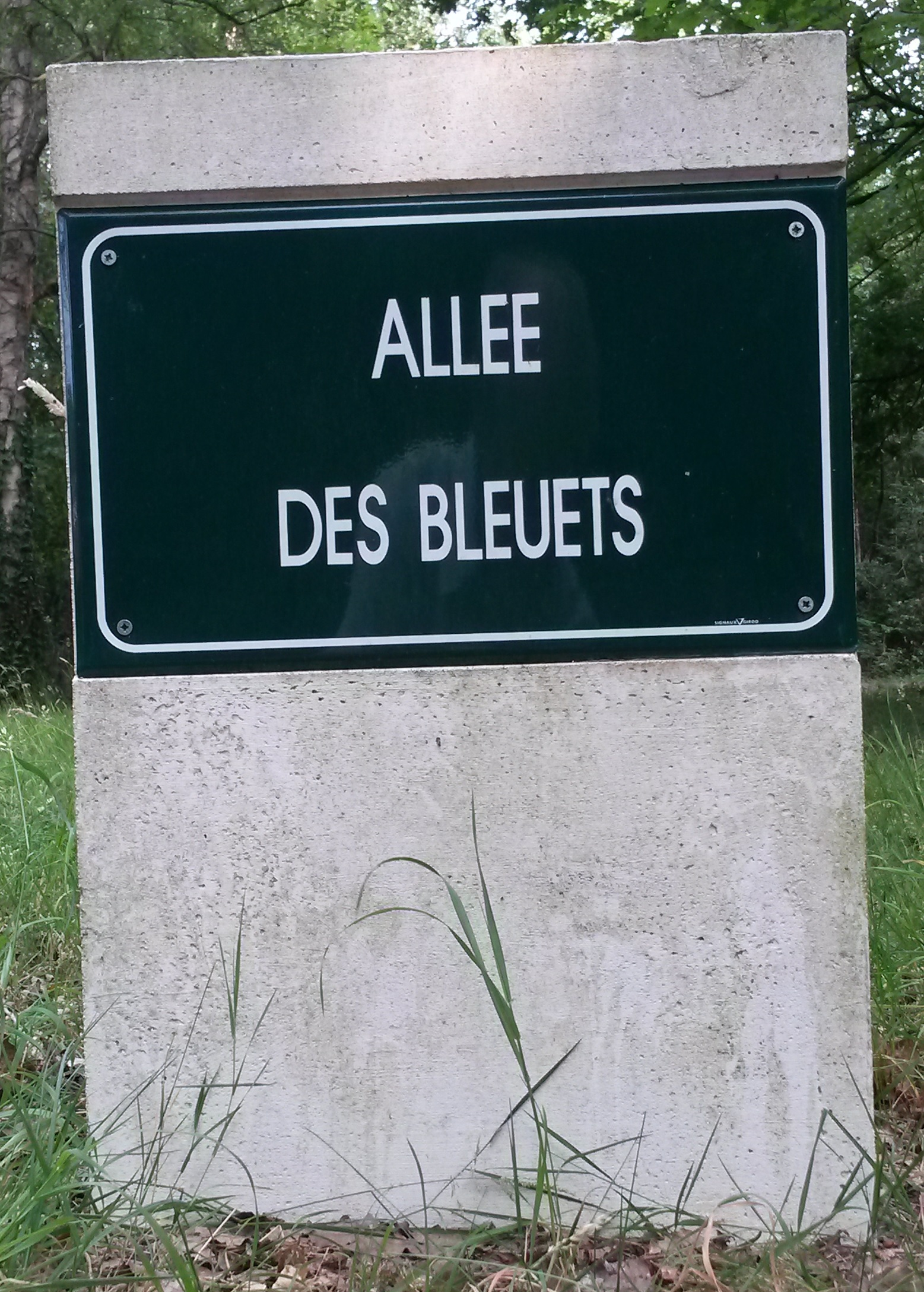

### Bouleaux (allée des)

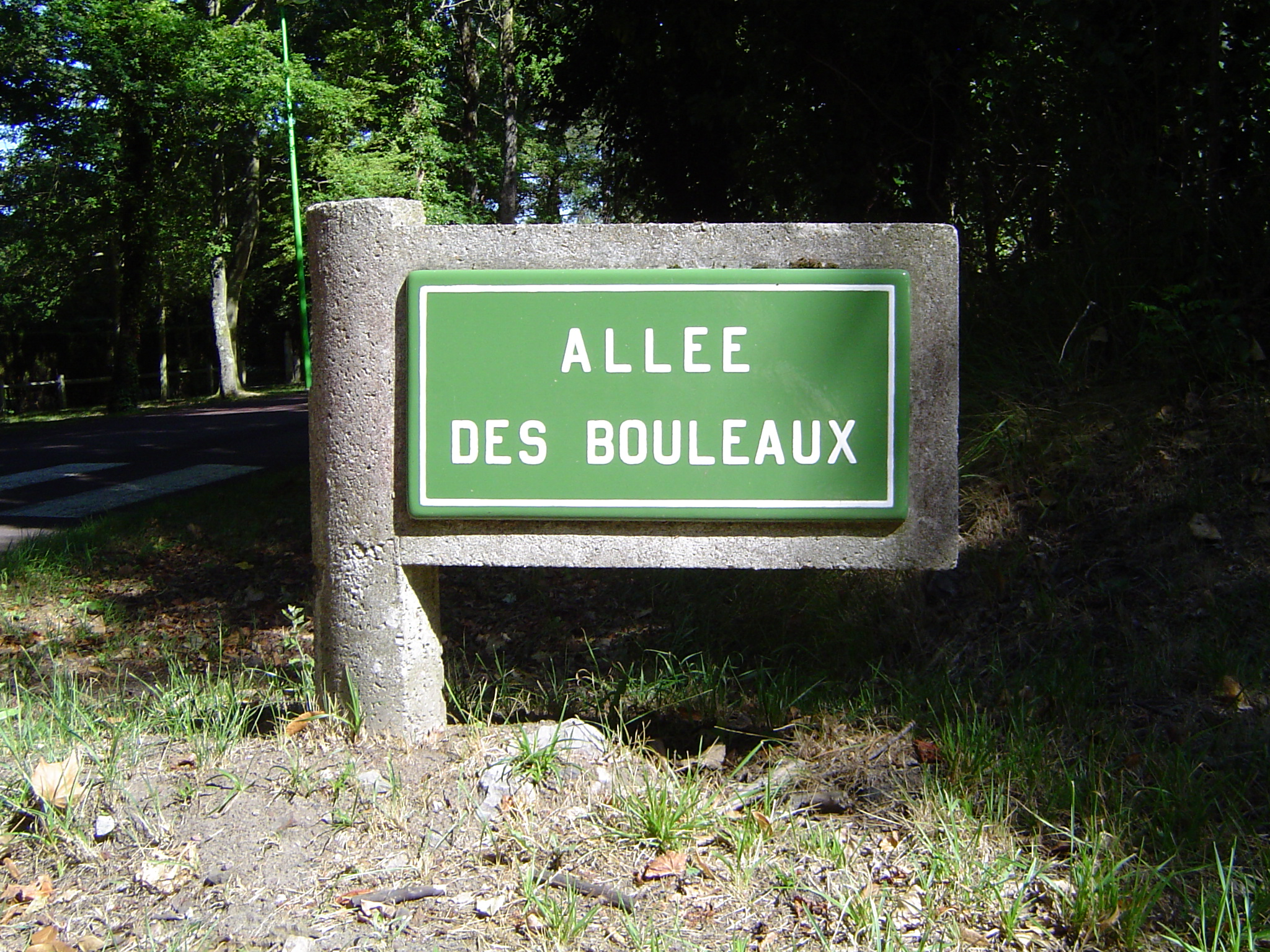

Après avoir fait planter des pins, Alphonse Daloz fait planter des bouleaux.
La voie compte une villa remarquable :  la villa l'Escapade, anciennement villa Eliza, diminutif d'Elizabeth, fille de William Somerset Maugham, écrivain anglais, et de sa femme Syrie Maugham, décoratrice. La villa a été construite sur les plans de l'architecte anglais Oliver Hill pour Syrie Maugham qui l'habita.

### Boulogne (rue de)

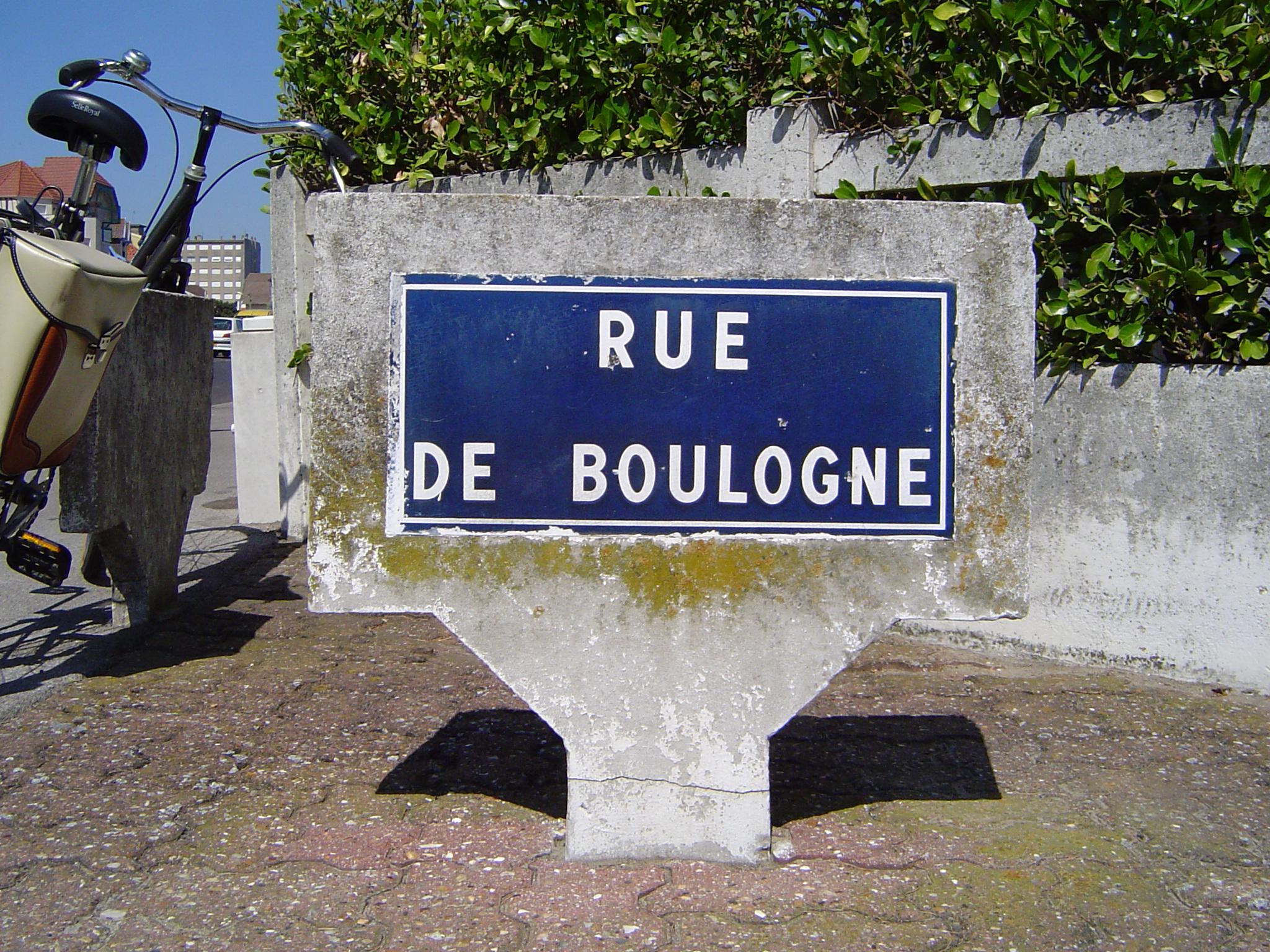

Il s'agit de la ville voisine de Boulogne-sur-Mer.
Cette voie compte une villa remarquable : au no 13, une villa construite au milieu du XXe siècle sur les plans de l’architecte Léon Saxer. Cette villa est recensée à l'inventaire général du patrimoine culturel.

### Boutons-d'Or (allée des)

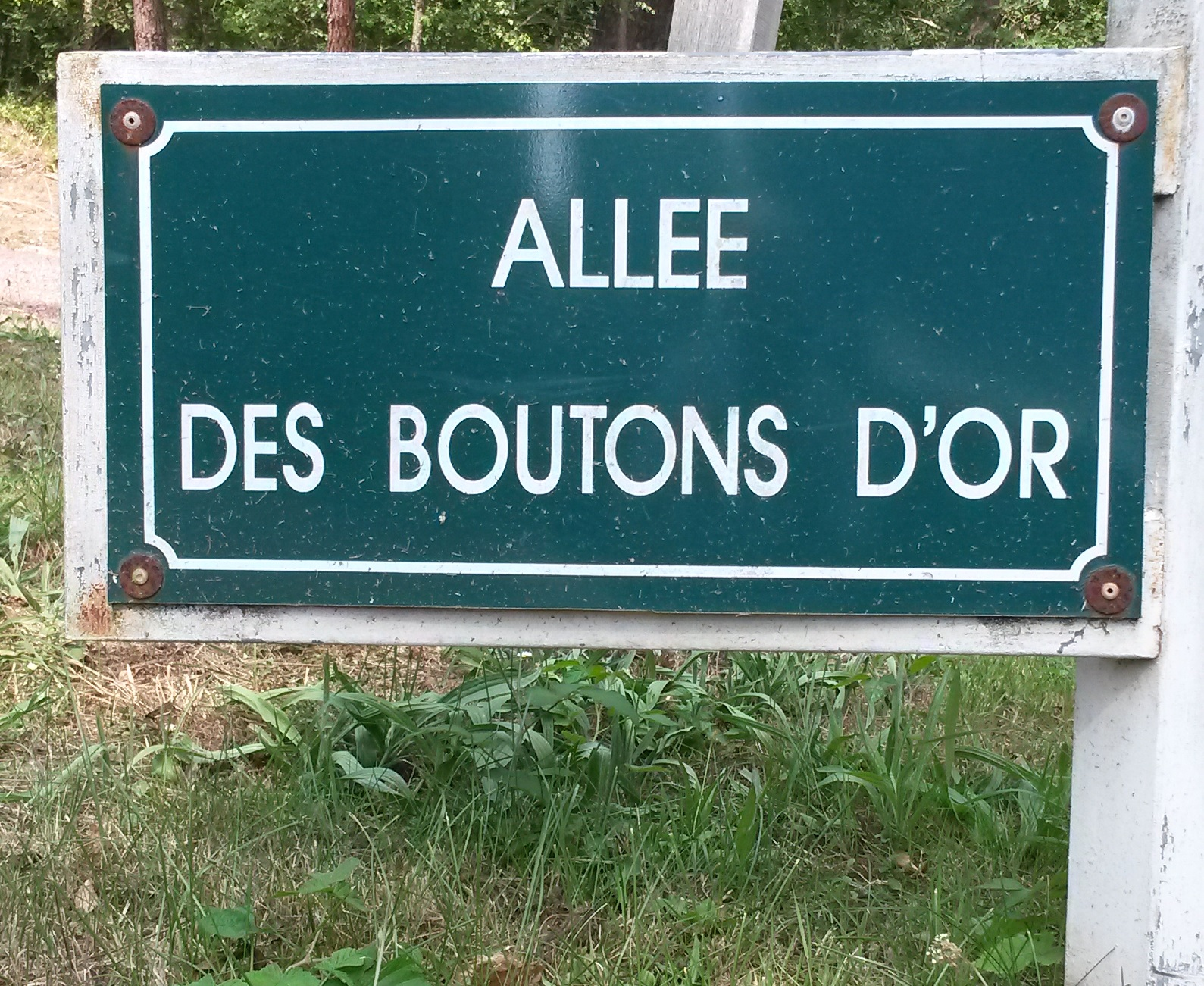

Ces boutons d'or sont des fleurs qui parsèment les jardins touquettois.

### Bruxelles (avenue de, rue de)

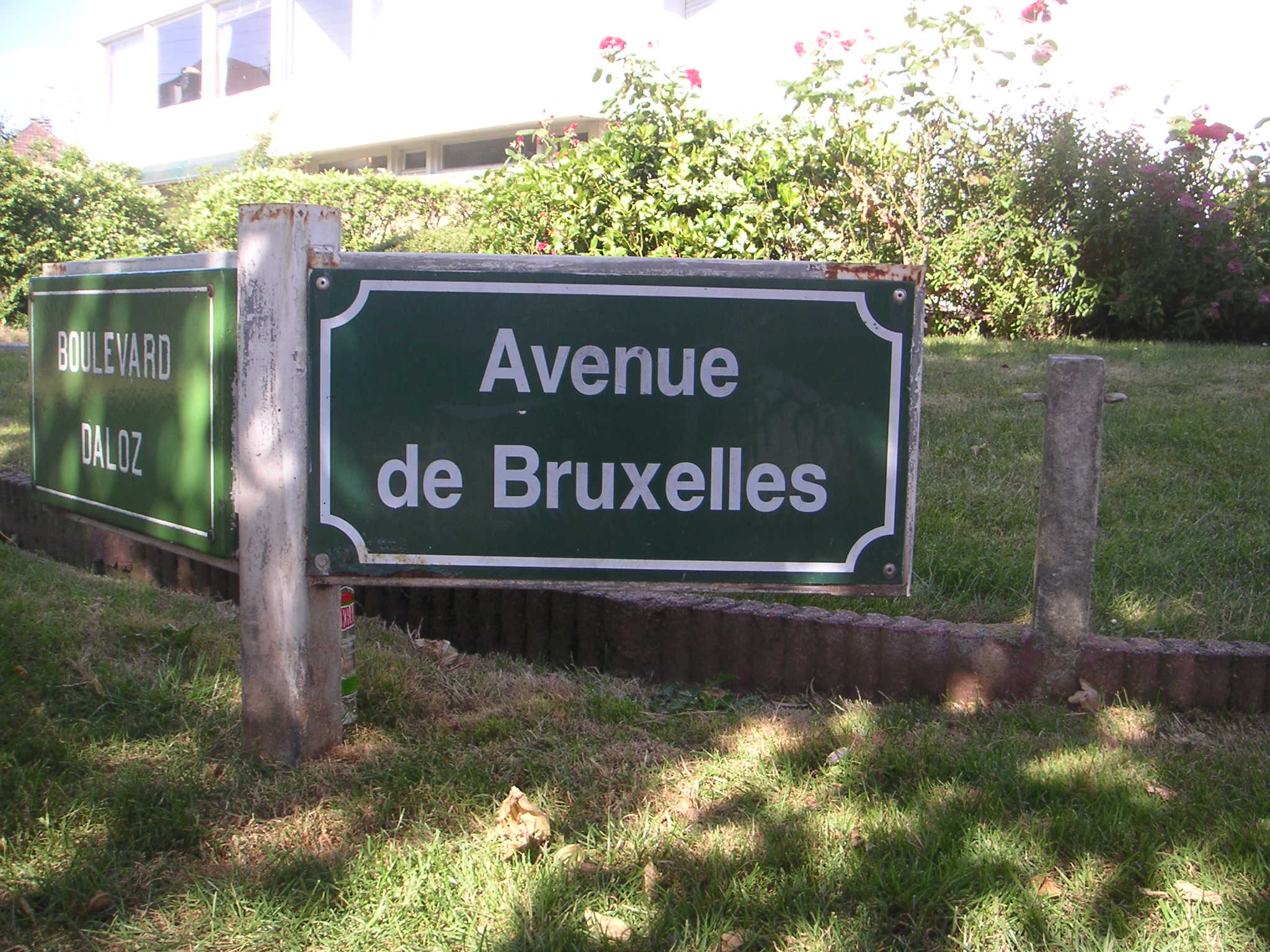

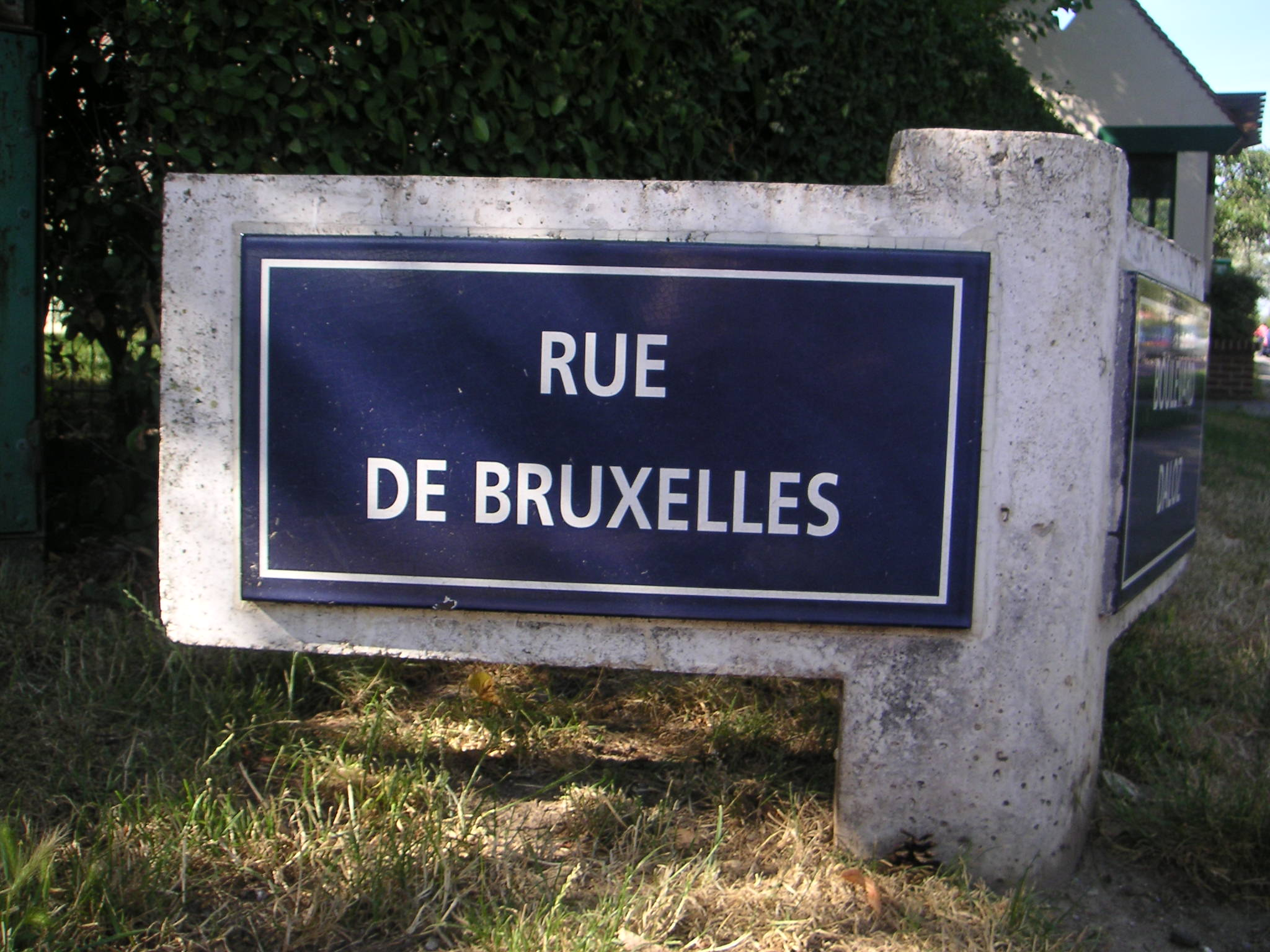

Il s'agit de la ville de Bruxelles, capitale de la Belgique.
Cette avenue comprend une villa intéressante du point de vue historique : la villa Les Moucherons à l'angle de la rue de Londres, fut le siège de la première mairie à partir de la création de la commune en mars 1912 à l'inauguration de l'hôtel de ville en juin 1931,.

## C

### Caix-Taurines (avenue de)

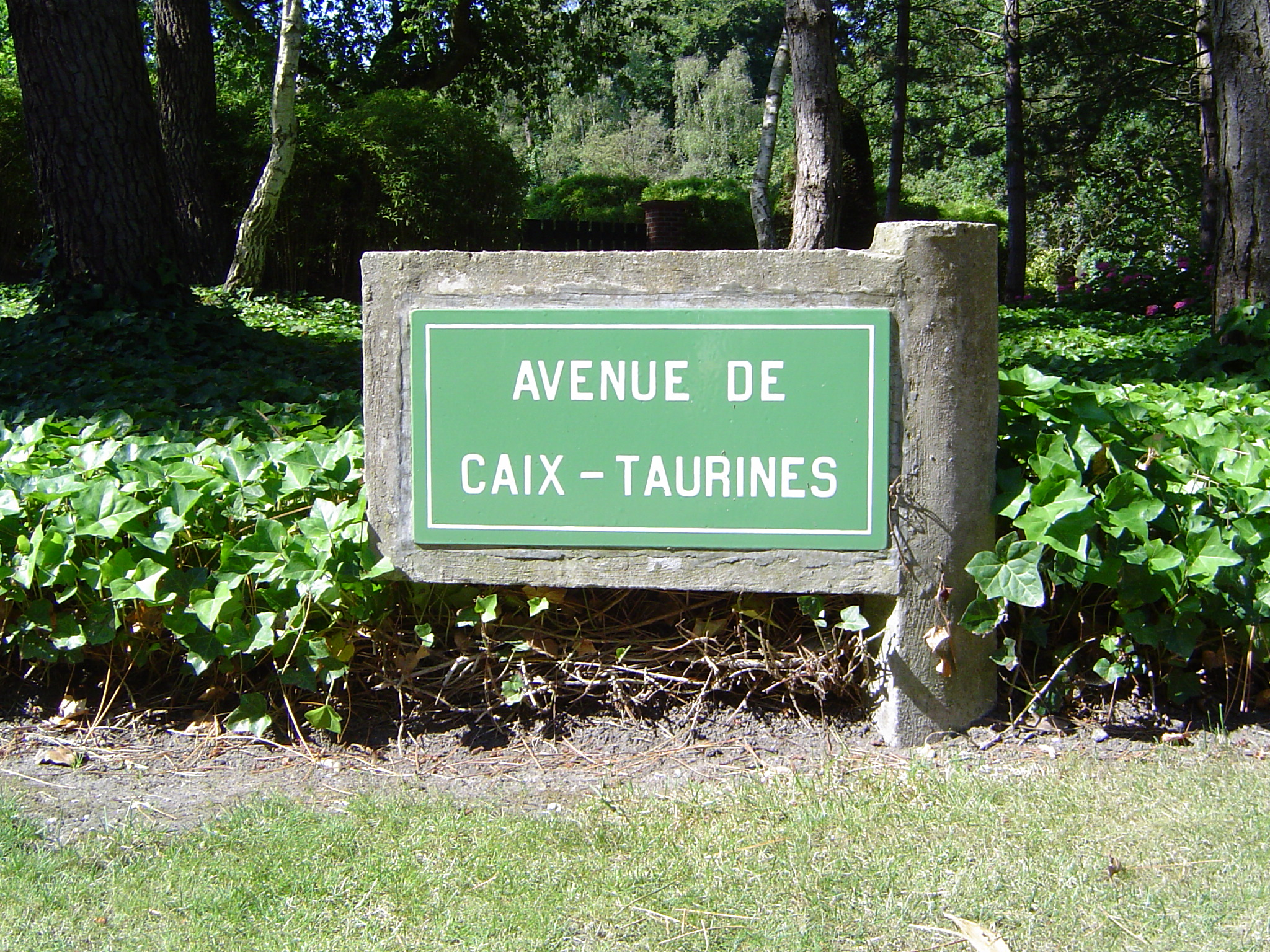

Léonce Deprez, maire, a donné son nom à cette avenue le 28 août 1982 en hommage à Léo Taurines et son épouse la baronne Marie-Agnès de Caix de Rembures, pour leurs actions d'animation culturelle, expositions de peintures, au profit de la commune. Grâce aux dommages de guerre, la baronne avait acheté la propriété de Lord Dudley pour en faire un lotissement de plusieurs villas.

### Calais (rue de)

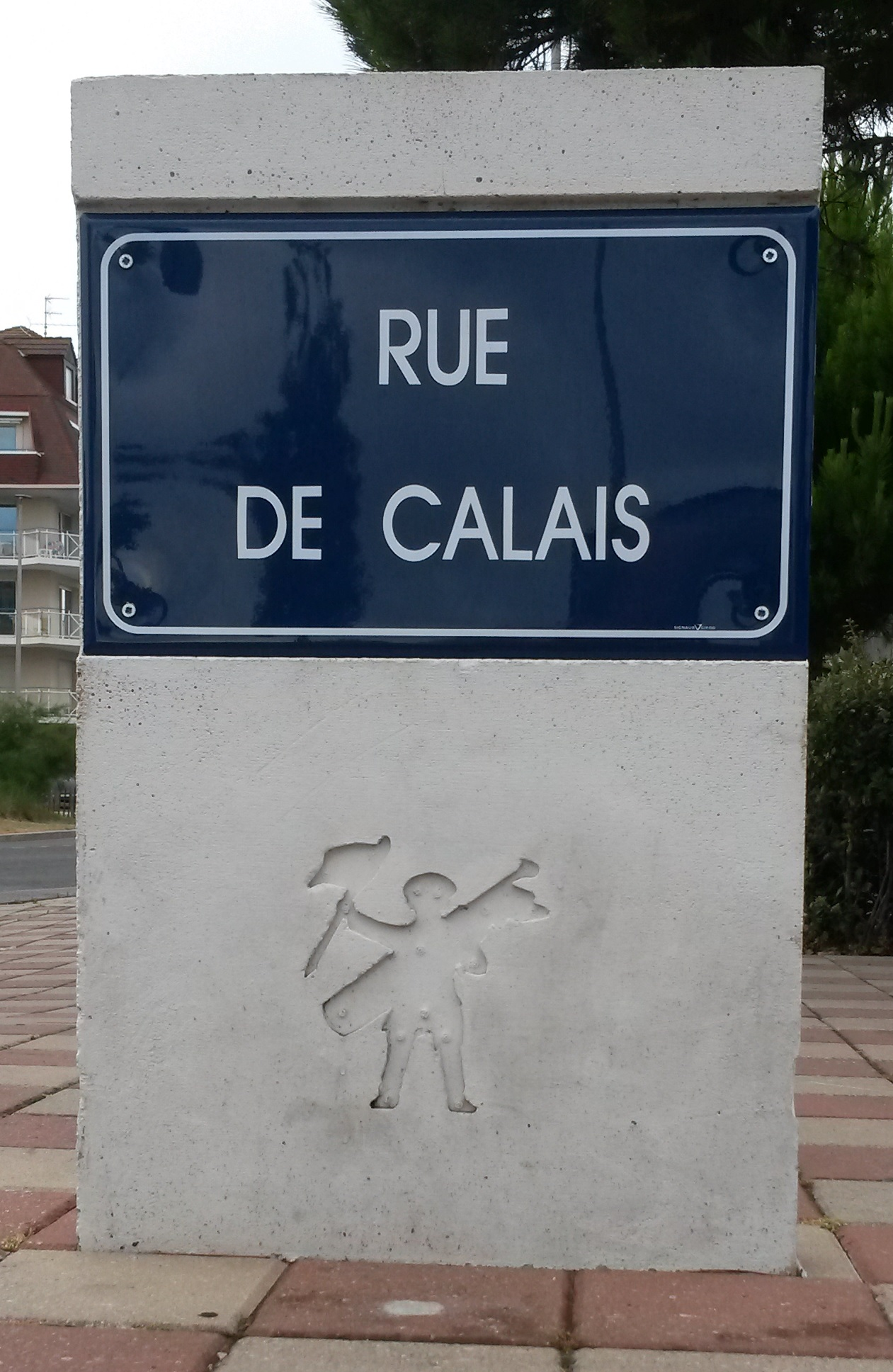

Calais est une commune proche du Touquet-Paris-Plage préfecture du département du Pas-de-Calais.

### Canadiens (avenue des)

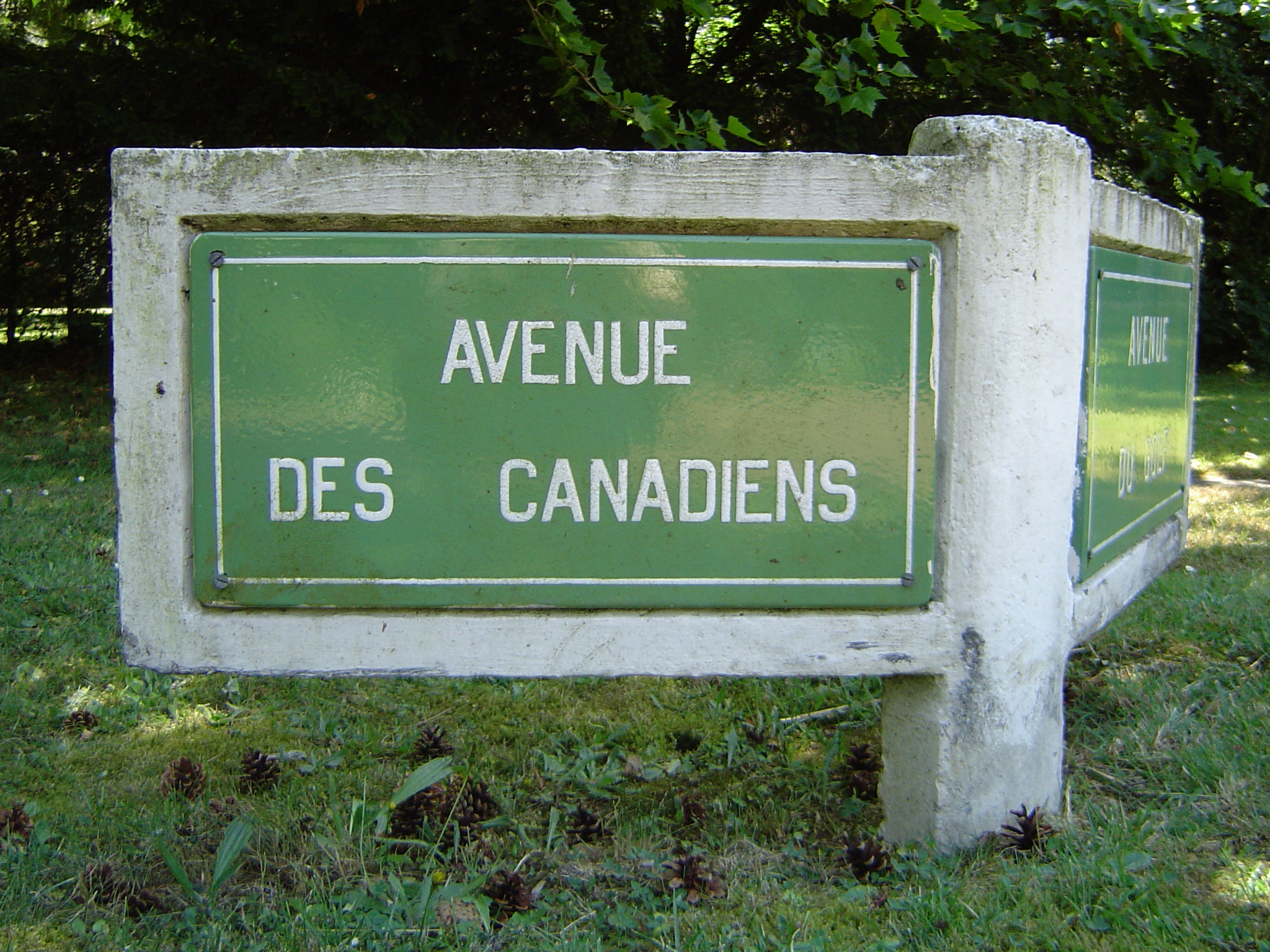

Cette voie est une ancienne partie de l'avenue du Château.
La municipalité rend hommage aux premiers Alliés qui ont libéré la ville, le 4 septembre 1944, après l'évacuation totale qui a suivi les bombardements de juin 1944.

### Canche (boulevard de la)

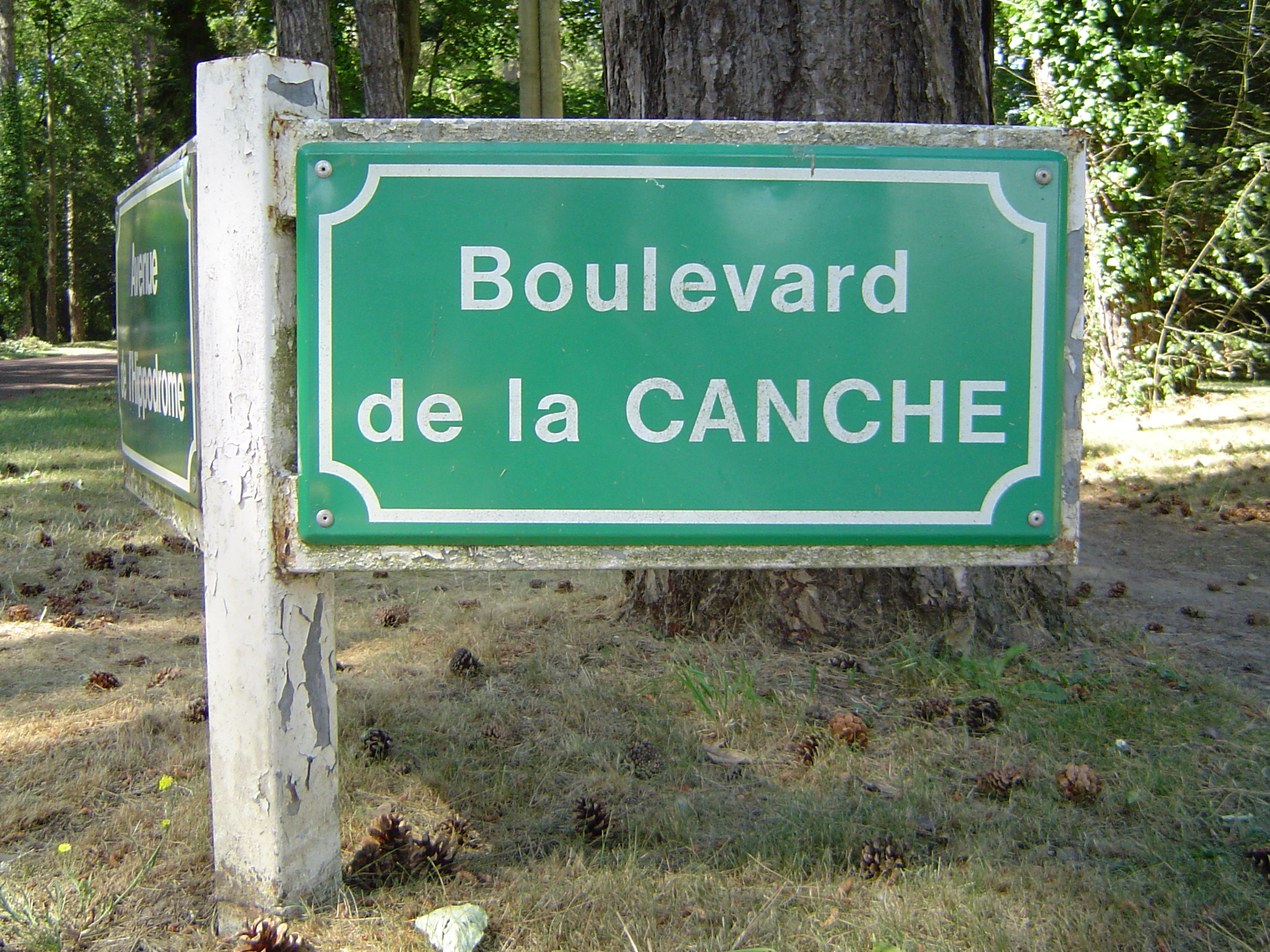

Le boulevard a été tracé en 1928 le long de la rive gauche de la Canche.
La Canche est le fleuve qui sépare Le Touquet-Paris-Plage d'Étaples.

### Canche (rue de la)

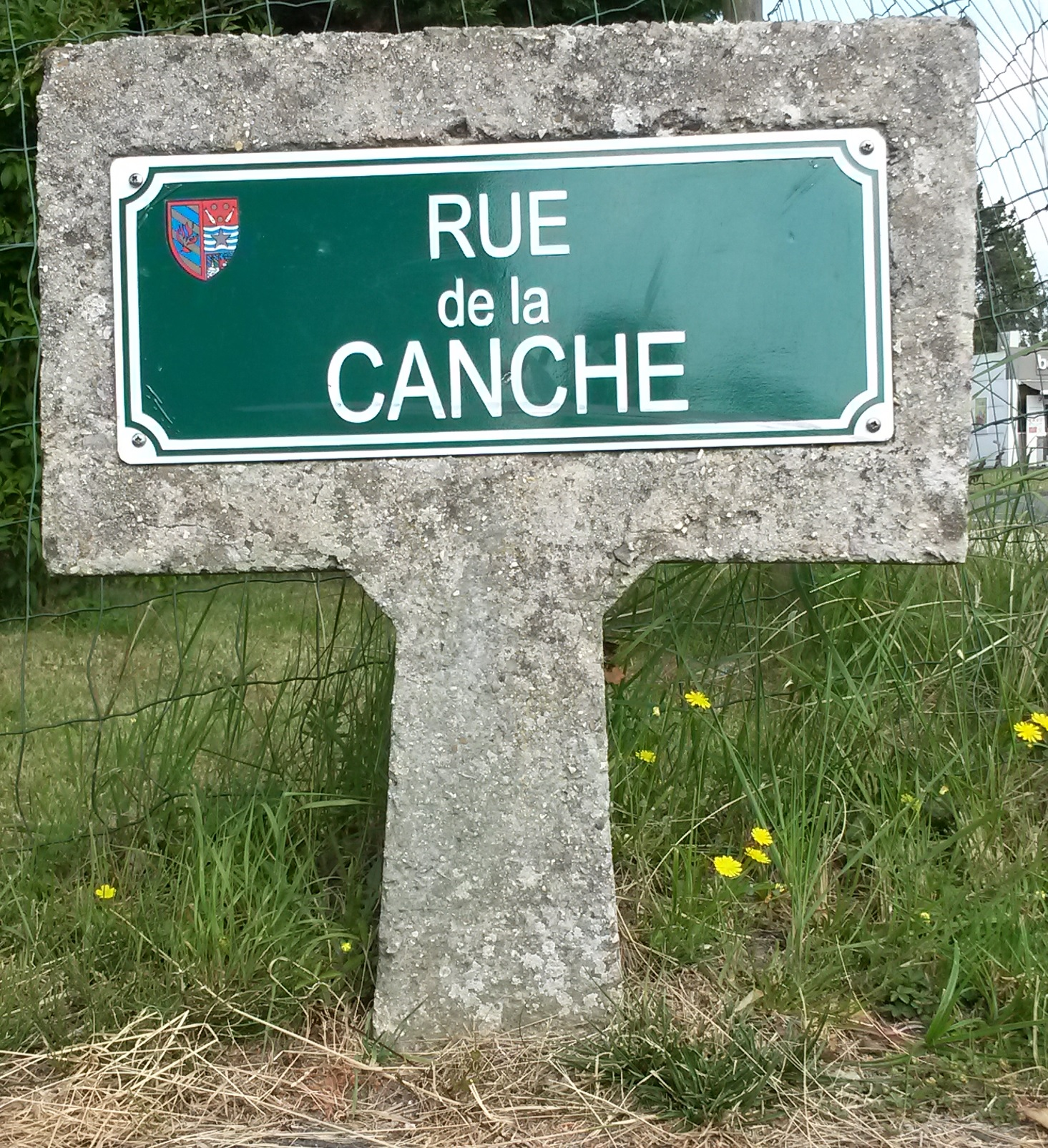
Plaque de rue côté Cucq.

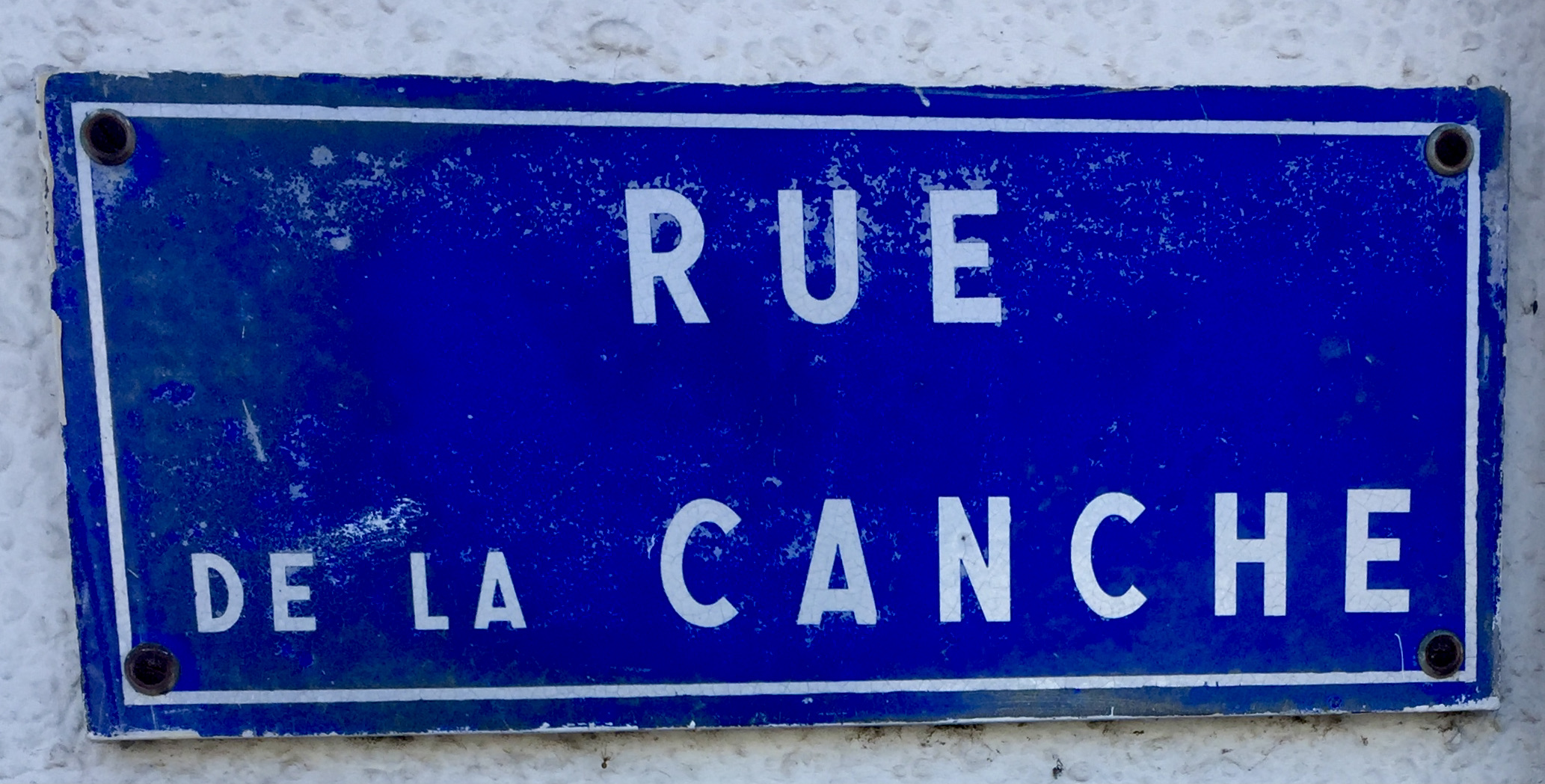
Plaque de rue côté Touquet-Paris-Plage.

La rue est l'une des voies qui séparent la commune de Cucq de celle du Touquet-Paris-Plage.
Cette voie a la particularité, entre l'avenue de Trépied et l'avenue d'Étaples, de porter deux noms, côté Touquet-Paris-Plage, « rue de la Canche » et, côté Cucq, « rue de la Scierie ».

### Casino (avenue du)
Cette voie a été renommée avenue Fernand-Recoussine en 19xx.

### Cèdres-bleus (allée des)

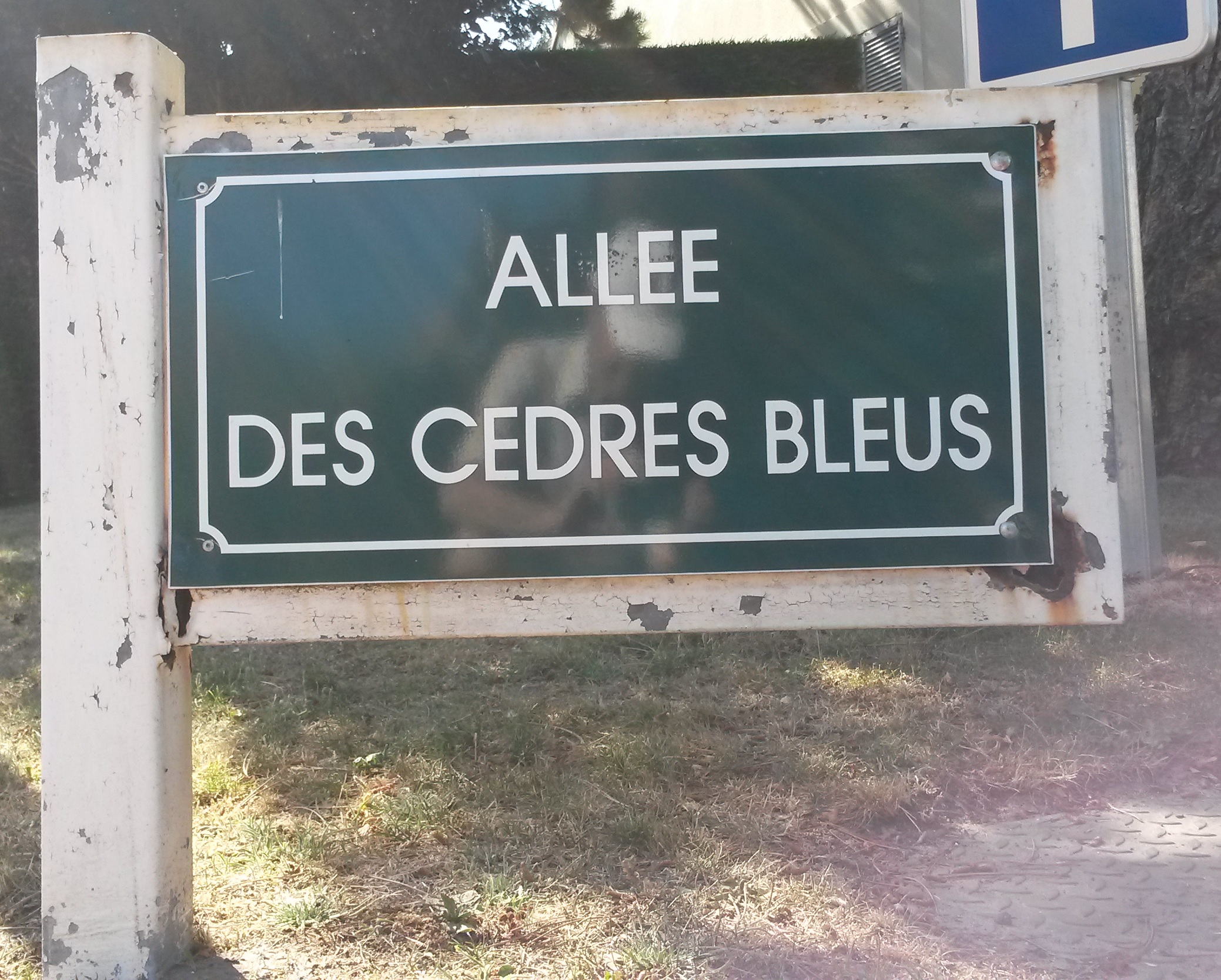

L'allée des Cèdres-bleus est — avec l'allée des Éléagnus, l'allée des Érables, l'avenue des Forsythias, l'allée des Saules et l'avenue des Saules — l'une des six voies du domaine Whitley ; ces voies ont été tracées en 1994-1995.

### Centenaire (place du)
Cette place est située sur le boulevard du Docteur Jules Pouget, face à la rue Saint-Jean50° 31′ 30″ N, 1° 34′ 55″ E.

### Cerfs (allée des)

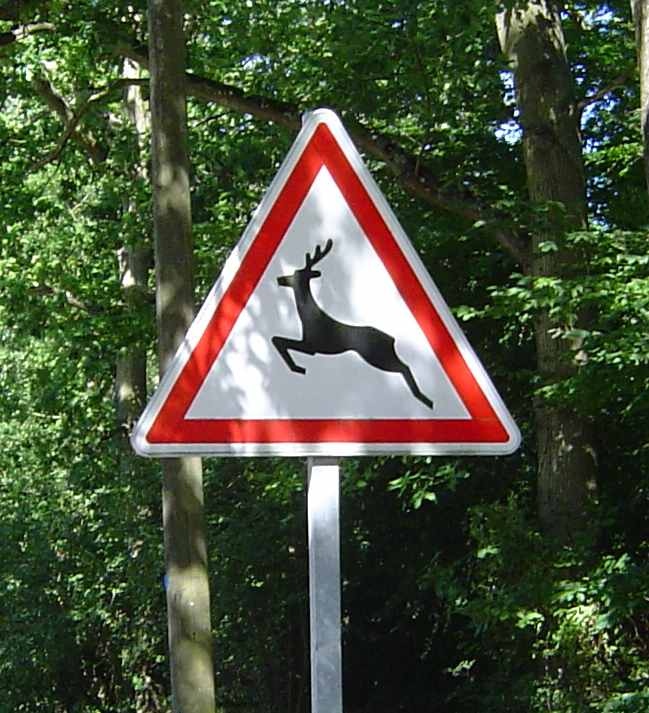

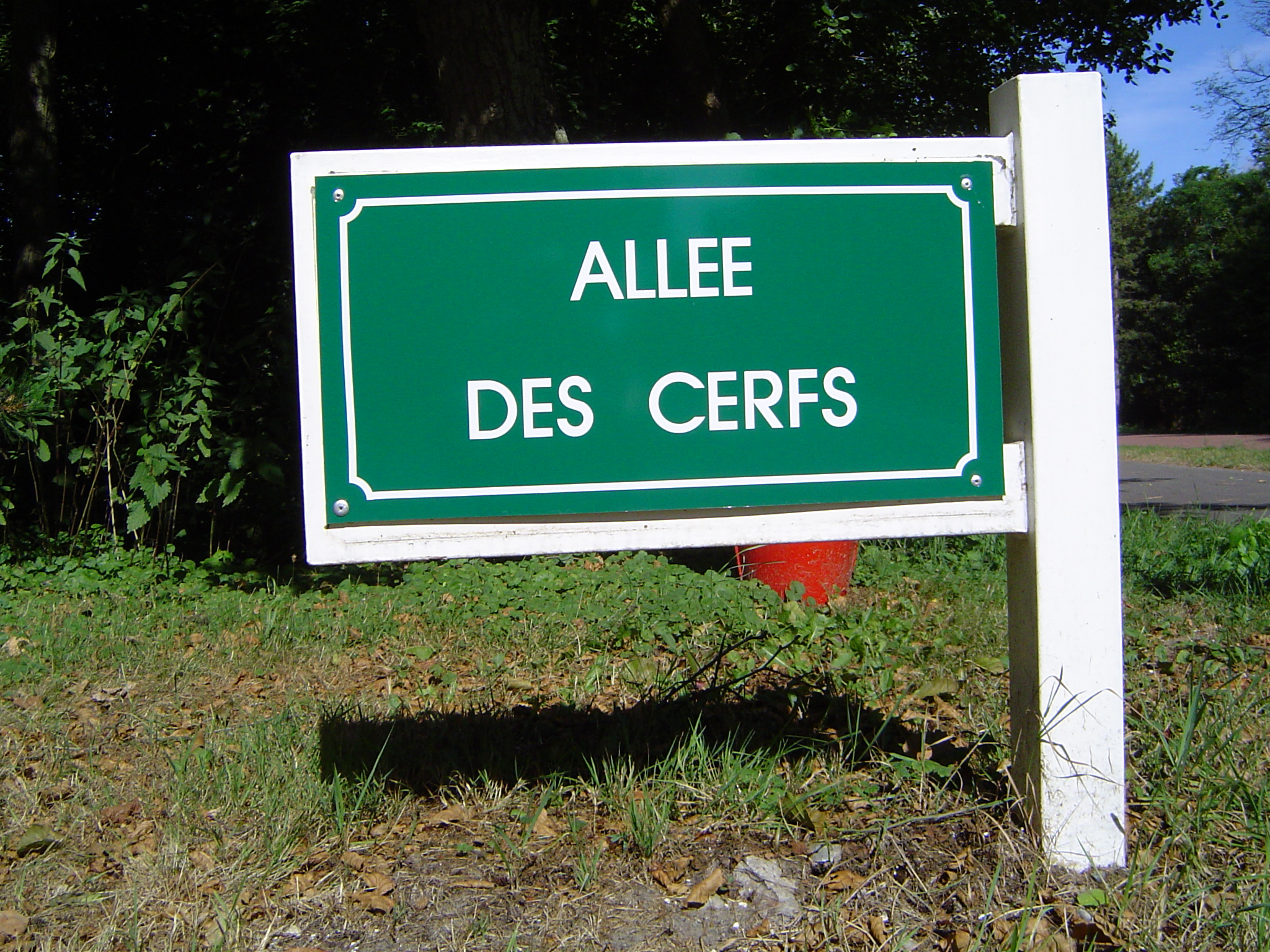

Il y a quelques décennies, on rencontrait ces cerfs dans la forêt touquettoise. La municipalité met encore en garde les passants par ce panneau qui se trouve près des trois allées : allée des Biches, des Cerfs, des Chevreuils.

### Charles-Guyot (avenue)

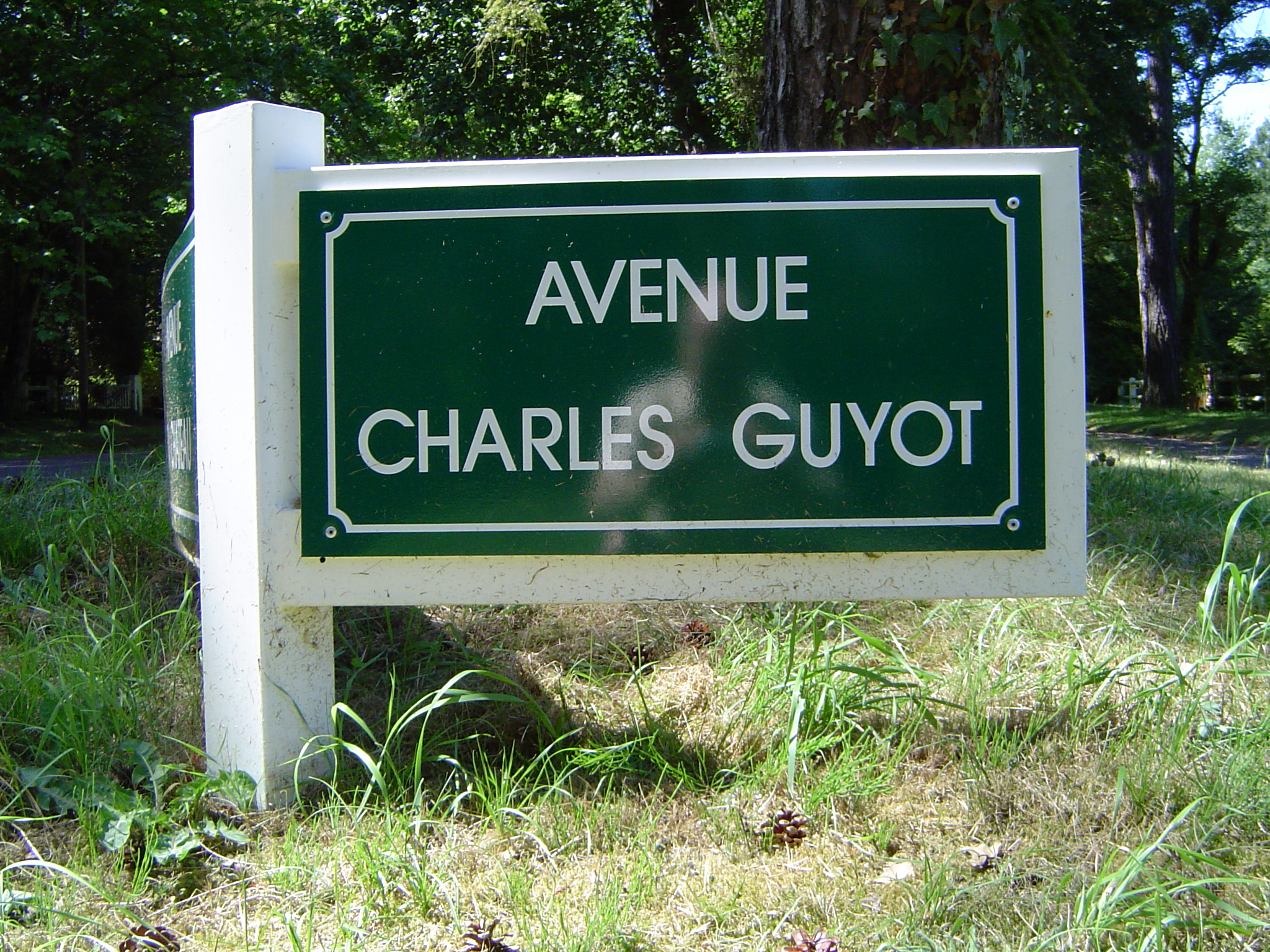

Charles Guyot (1851-1921), conseiller général du Pas-de-Calais, bienfaiteur de la ville, président de la société des courses, habitait la villa à l'angle de cette avenue et de l'avenue du Château.

### Charles-North (rue)

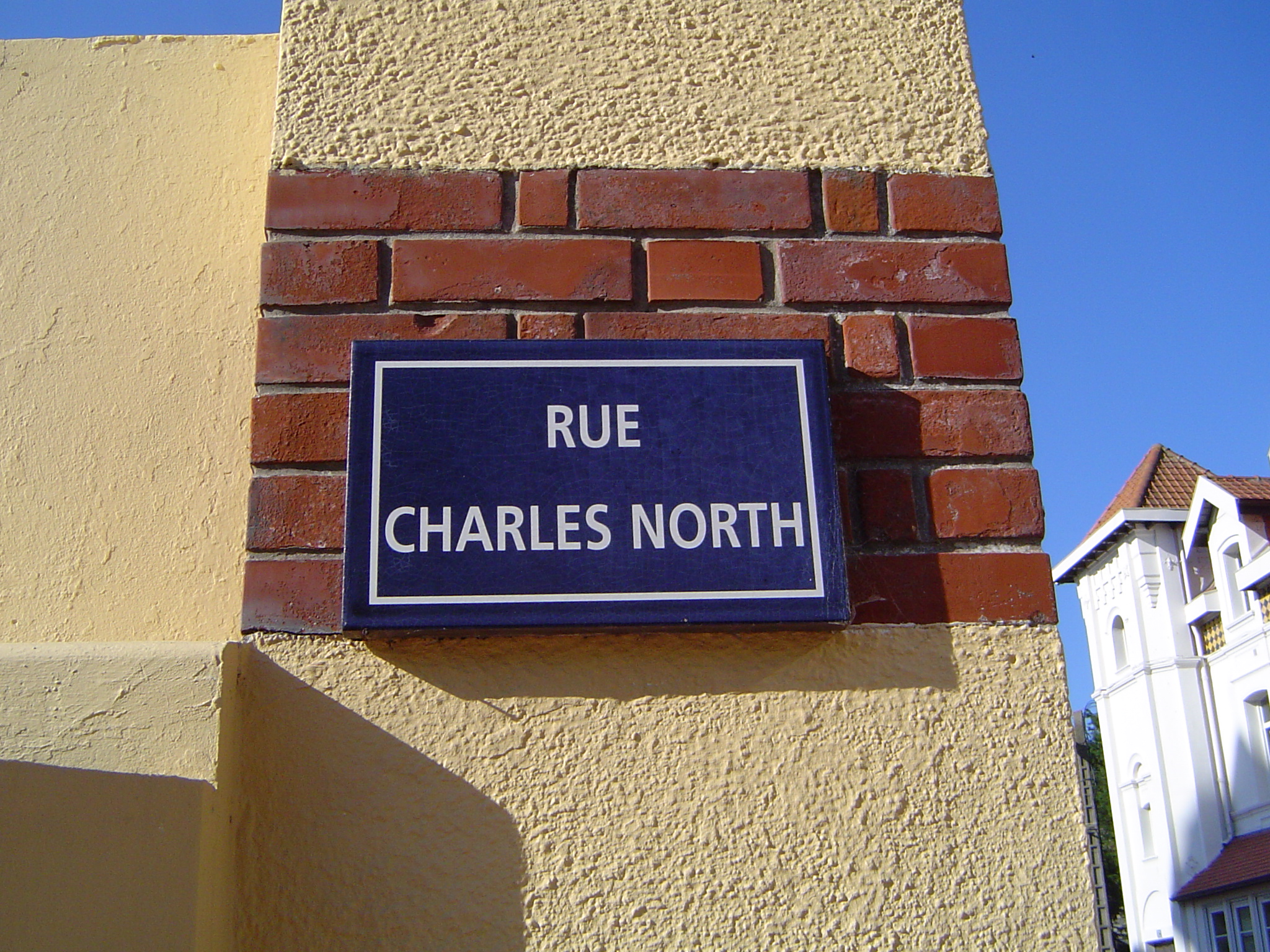

Pierre-Charles North (1928-1988) fut sous-préfet de Montreuil-sur-Mer entre 1969 et 1975.

### Château (avenue du) (anciennement «Chemin de Trépied»)

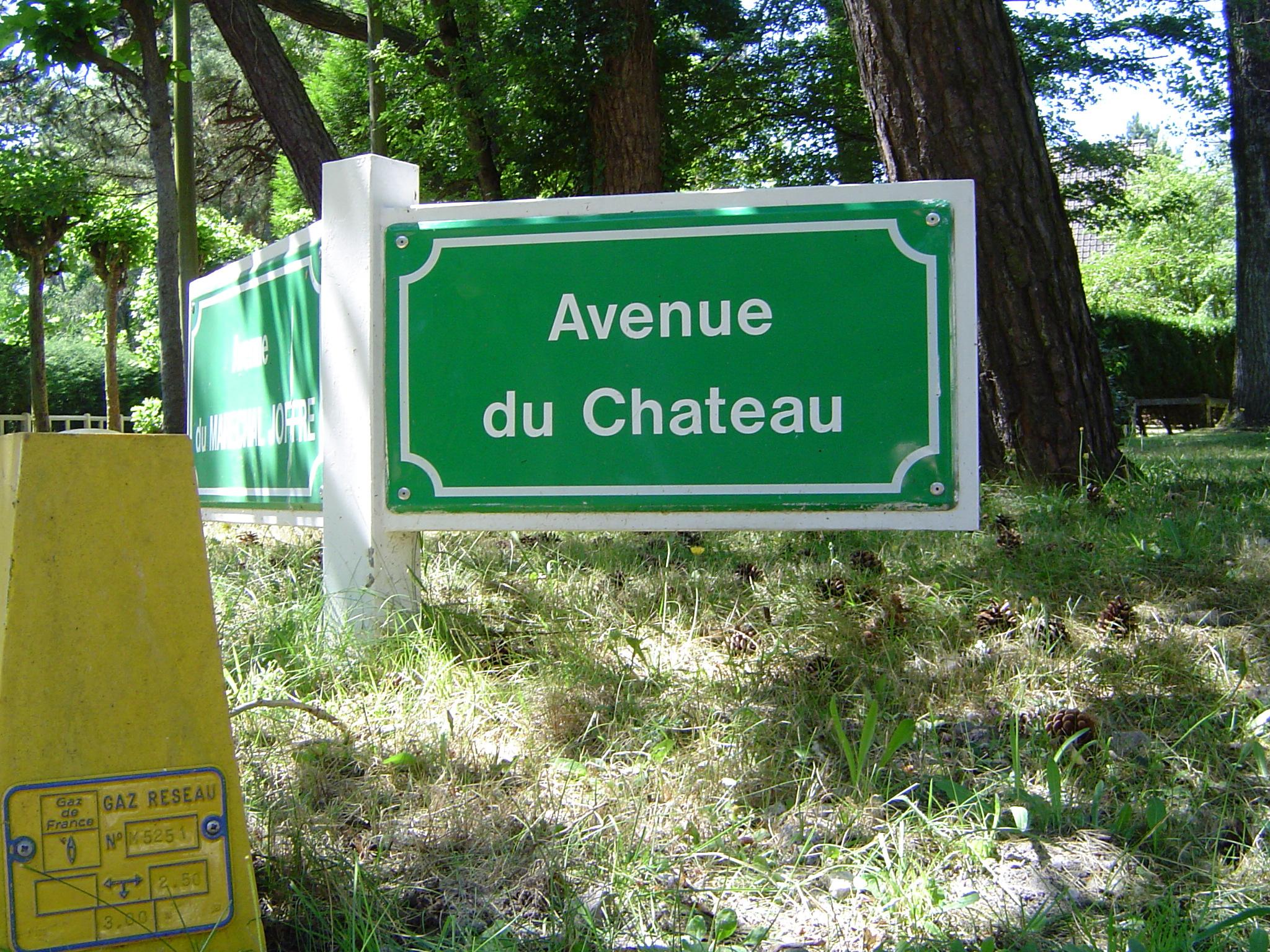

Cette voie menait au « château » d'Alphonse Daloz. Transformé en hôtel-casino en 1902, il est démoli pour faire place au Casino de la Forêt, construit en 1912.
Elle compte un bâtiment remarquable :
- Le lycée hôtelier construit en 1971 sur les plans de l'architecte Pierre-André Dufétel (1922-2014), ce bâtiment est classé « édifice labellisé XXe siècle »[17] ; auparavant, le terrain fut occupé par l'hôtel Royal Picardy ;

et deux villas remarquables :
- la villa Nirvana, construite en 1910[a 1] sur les plans de l’architecte Albert Pouthier, puis agrandie en 1925. C’est une villa typique des constructions touquettoises de cette époque. Cette villa (façades et toitures) est inscrite au titre des monuments historiques depuis le 18 décembre 1998[18] ;
- la Villa Sous les Pins, anciennement dénommée Gigi, construite en 1923 sur les plans des architectes Émile Molinié, Charles Nicod et Albert Pouthier. Cette villa (façades, toitures et pergola de la terrasse) est inscrite au titre des monuments historiques depuis le 18 décembre 1998[19].

C'est dans cette voie que fut construit en 1906 l'hôtel Régina, fréquenté essentiellement par des Britanniques. Transformé en hôpital complémentaire pendant la Première Guerre mondiale, son propriétaire Charles Guyot en confie l'exploitation en 1913 à Léon Ferras (père de Christian Ferras). Le bâtiment a été transformé en appartements et porte au XXIe siècle le nom de résidence La Morinie.

### Chèvrefeuilles (allée des)

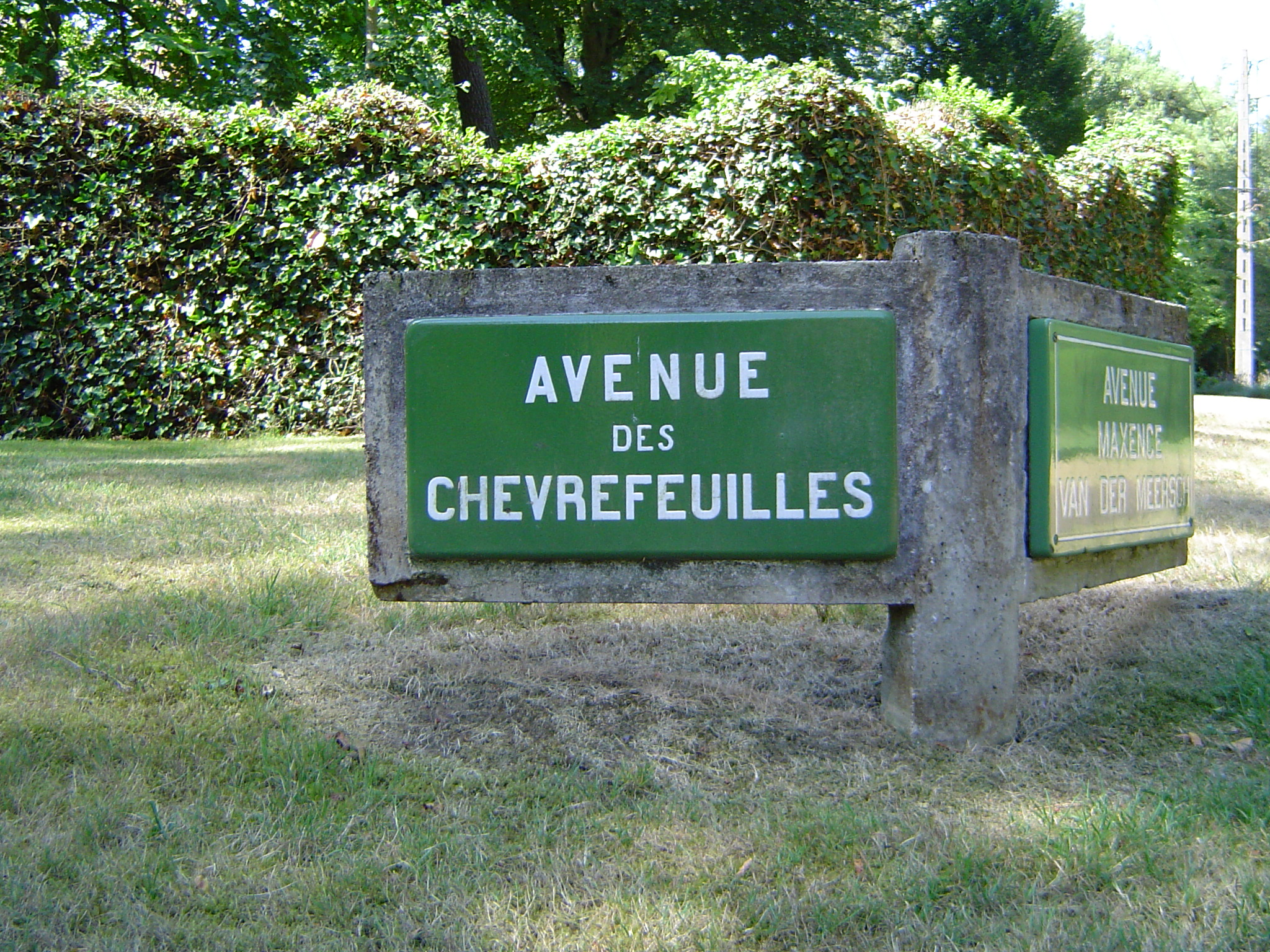

La plaque porte le nom de « avenue des Chèvrefeuilles », alors que le nom officiel est « allée des Chèvrefeuilles ».
Les chèvrefeuilles sont des arbustes que l'on rencontre dans les jardins touquettois.

### Chevreuils (allée des)

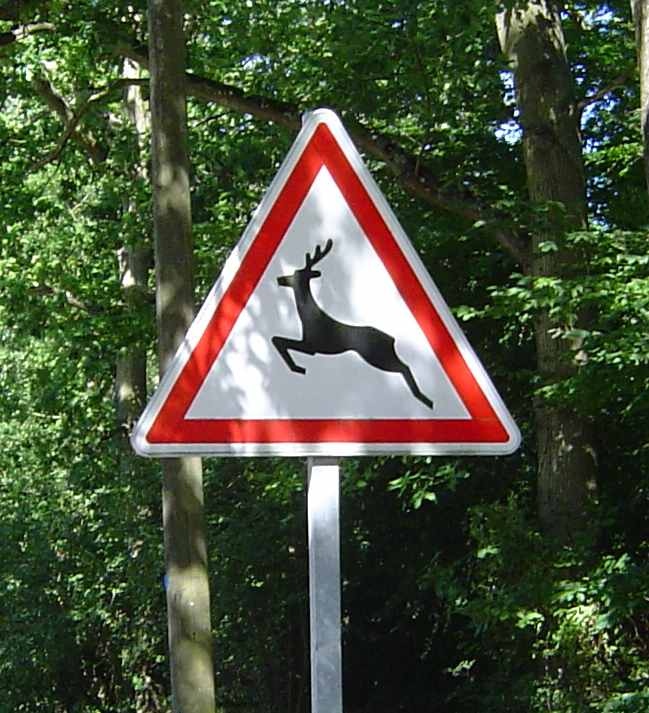

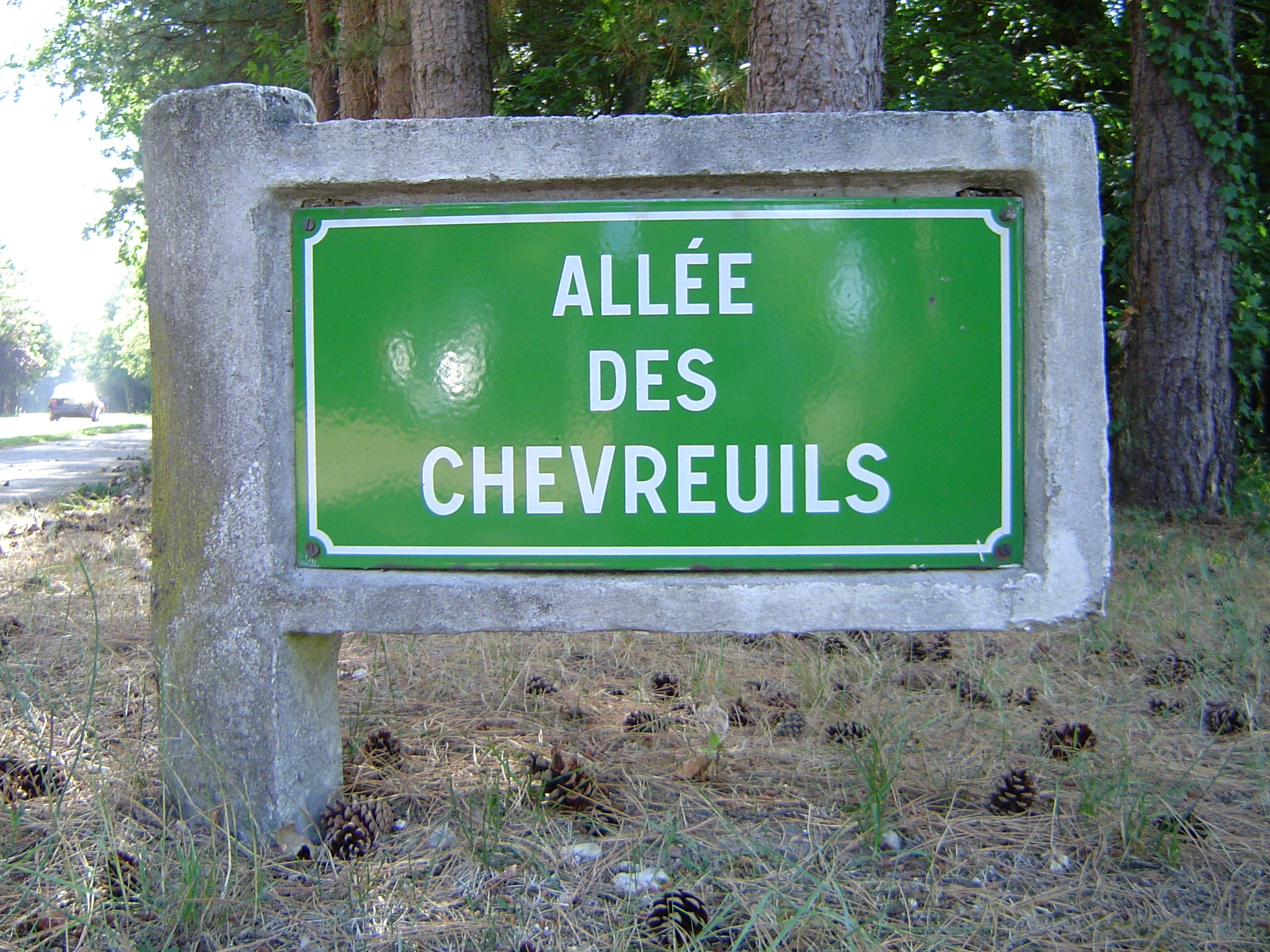

Il y a quelques décennies, on rencontrait ces chevreuils dans la forêt touquettoise. La municipalité met encore en garde les passants par ce panneau qui se trouve près des trois allées : allée des Biches, des Cerfs, des Chevreuils.

### Chopin (avenue)

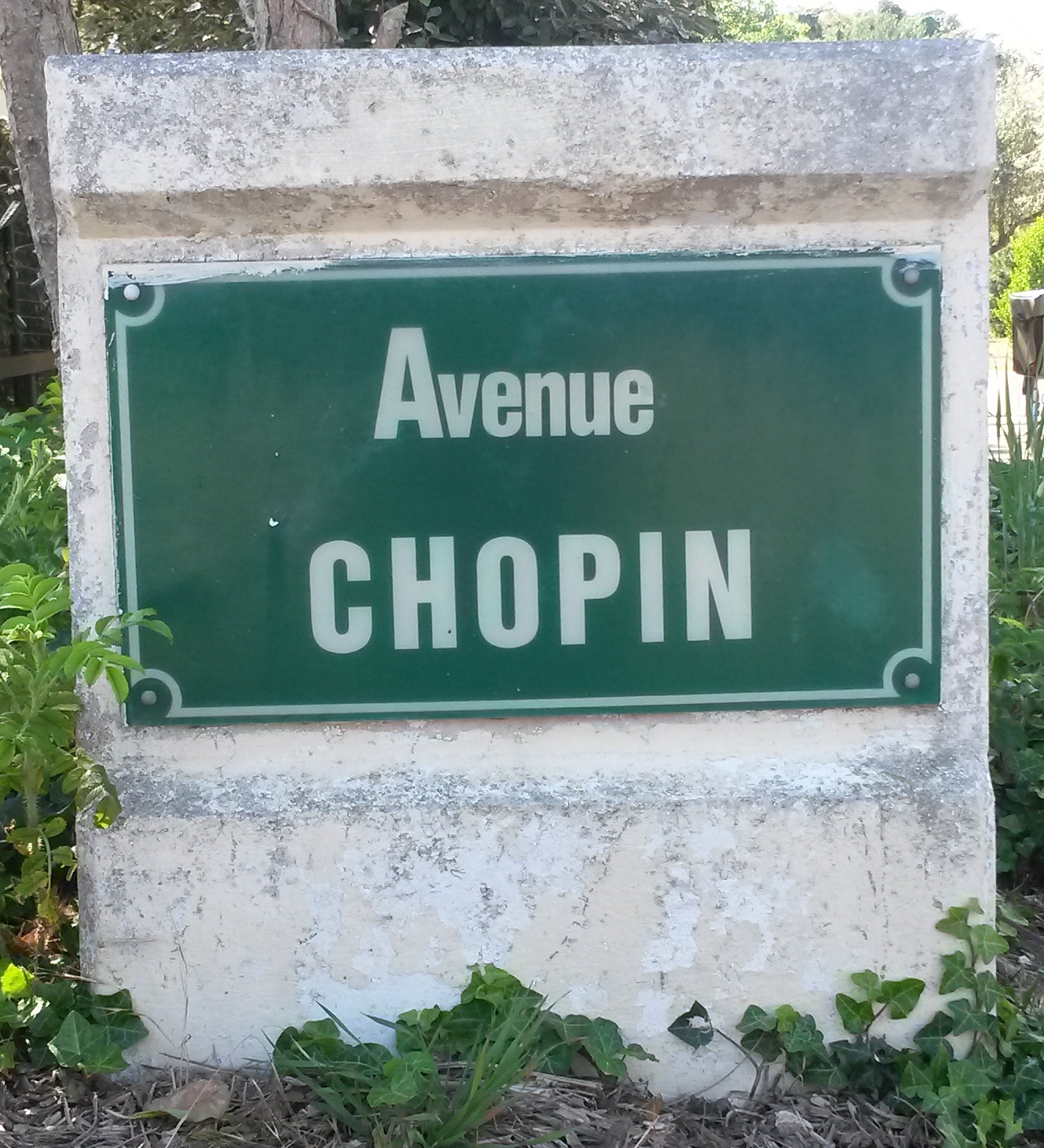

Cette voie est l'une des six voies (Beethoven, Chopin, Debussy, Mozart, Ravel, Schubert) du domaine « Les Cottages ».
Hommage au compositeur Frédéric Chopin.

### Commandant-Maurice-Séneschal (avenue du)

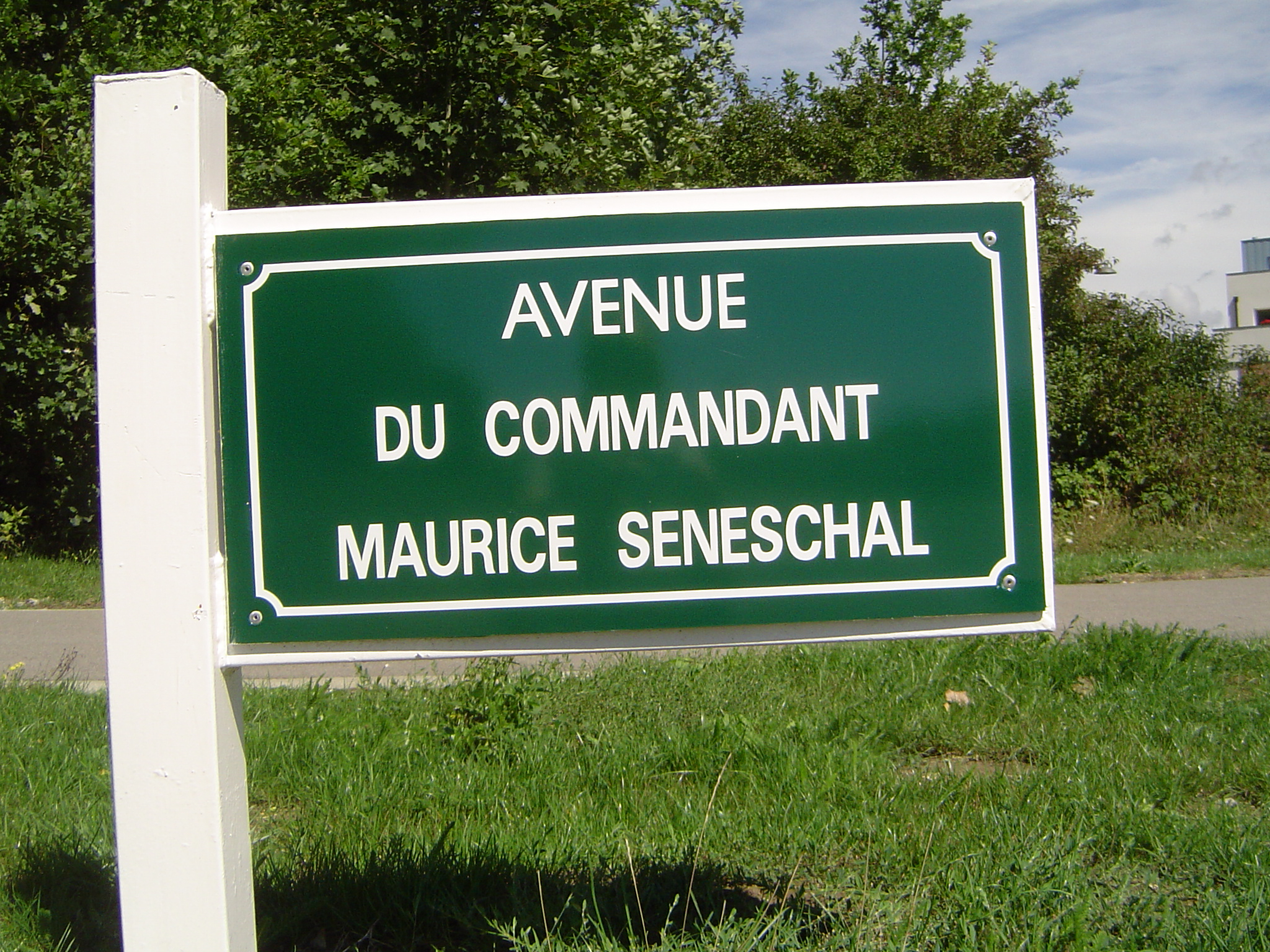

Maurice Seneschal fut le premier commandant de l'aéroport construit en 1936 et inauguré le 4 juillet de la même année,.
En 2010, lors de l'aménagement près de l'aéroport du Touquet-Côte d'Opale, la municipalité lui rend hommage en donnant son nom à la voie d'accès à l'aéroport.

### Coquelicots (allée des)

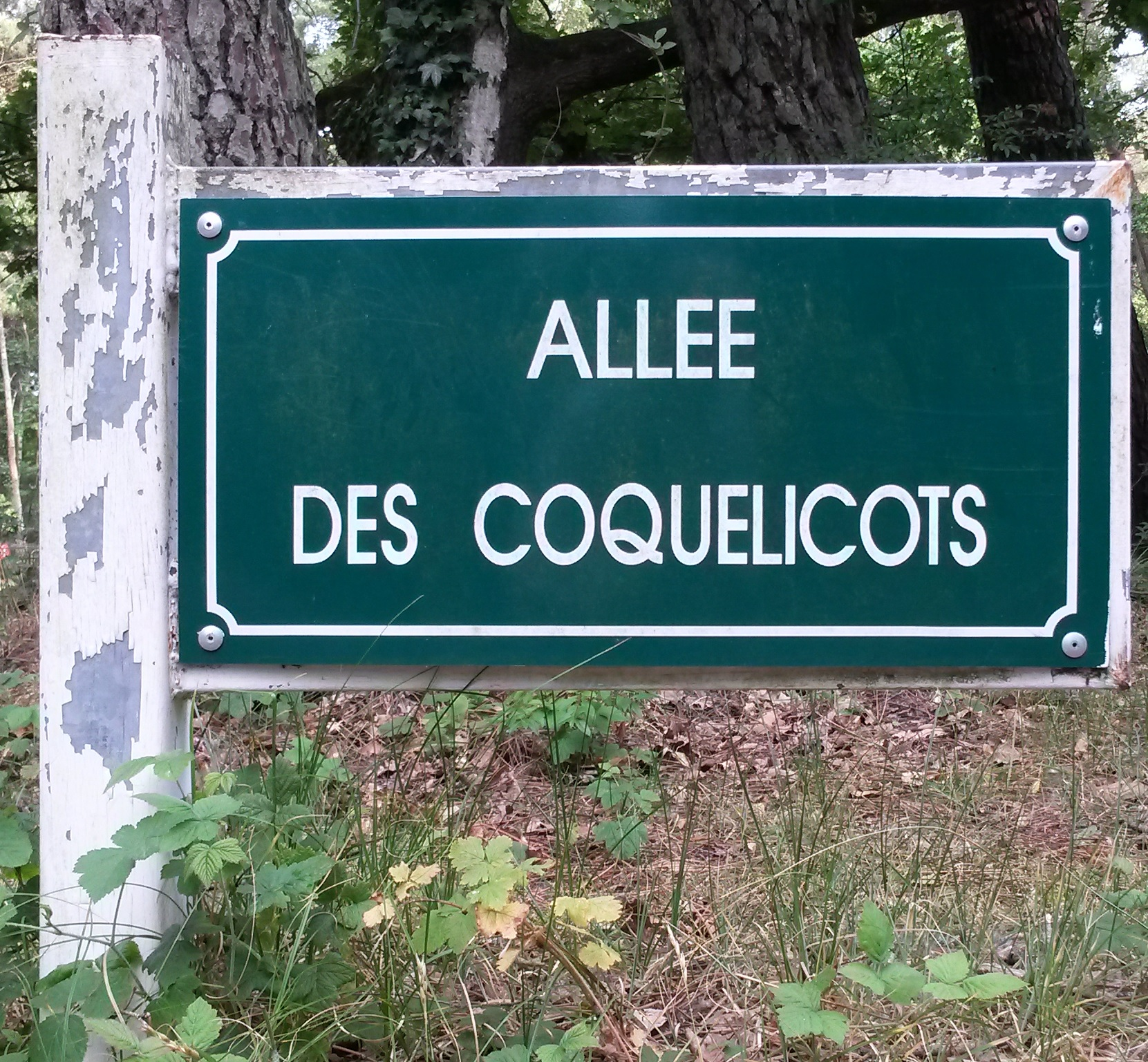

### Corniche (route en)
Établie en 1963, elle a accueilli une épreuve du rallye automobile du Touquet-Paris-Plage pendant plusieurs années. En 2009, elle est devenue exclusivement réservée aux piétons et aux cyclistes.

## D

### Deauville (avenue de)

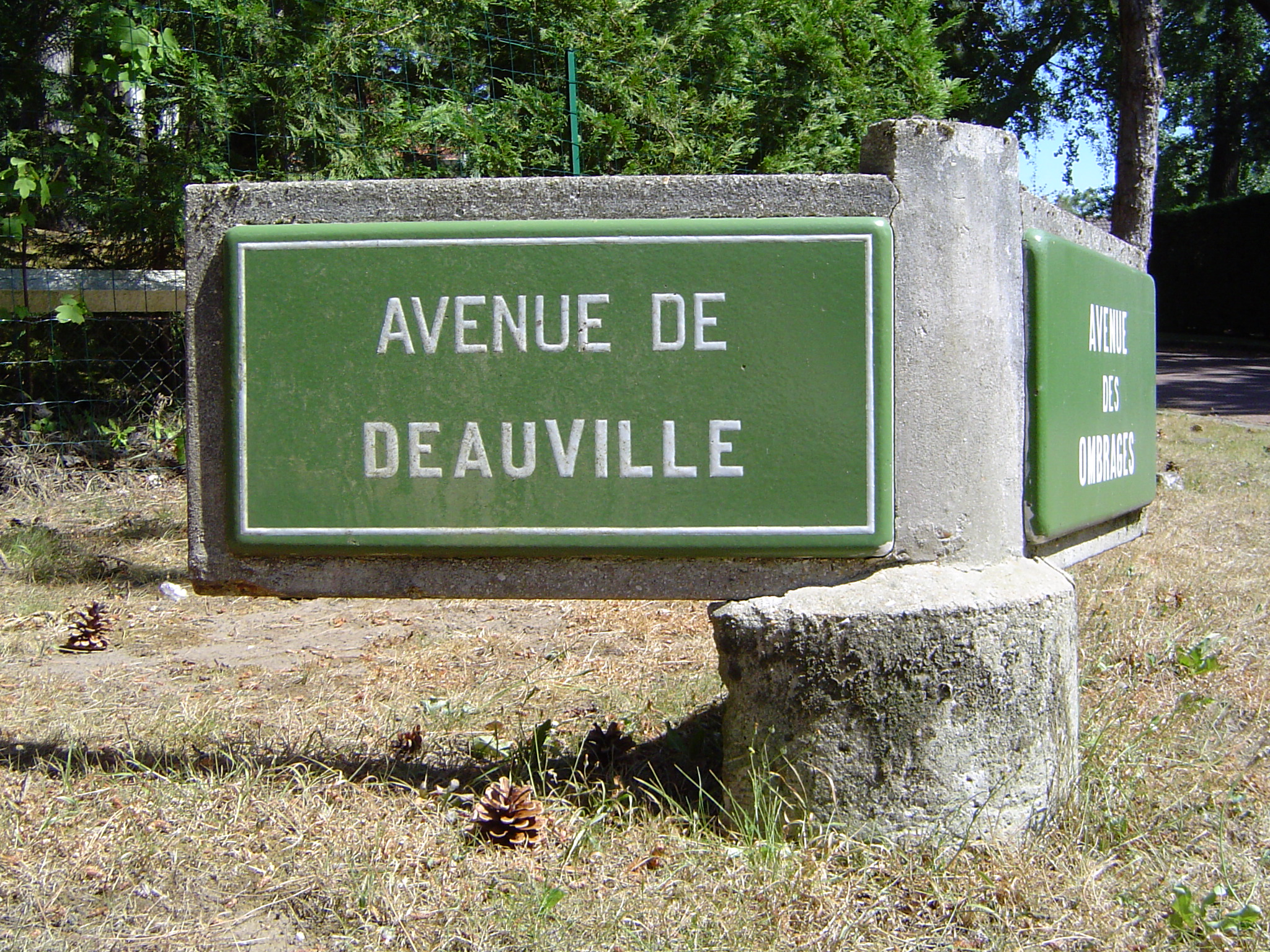

Hommage à la station balnéaire concurrente normande, Deauville.
Cette voie compte une villa remarquable : la villa Panjo, construite en 1929 sur les plans de l’architecte Léon Hoyez. Cette villa, aujourd'hui aménagée en appartements, est recensée à l'inventaire général du patrimoine culturel.

### Debussy (avenue)

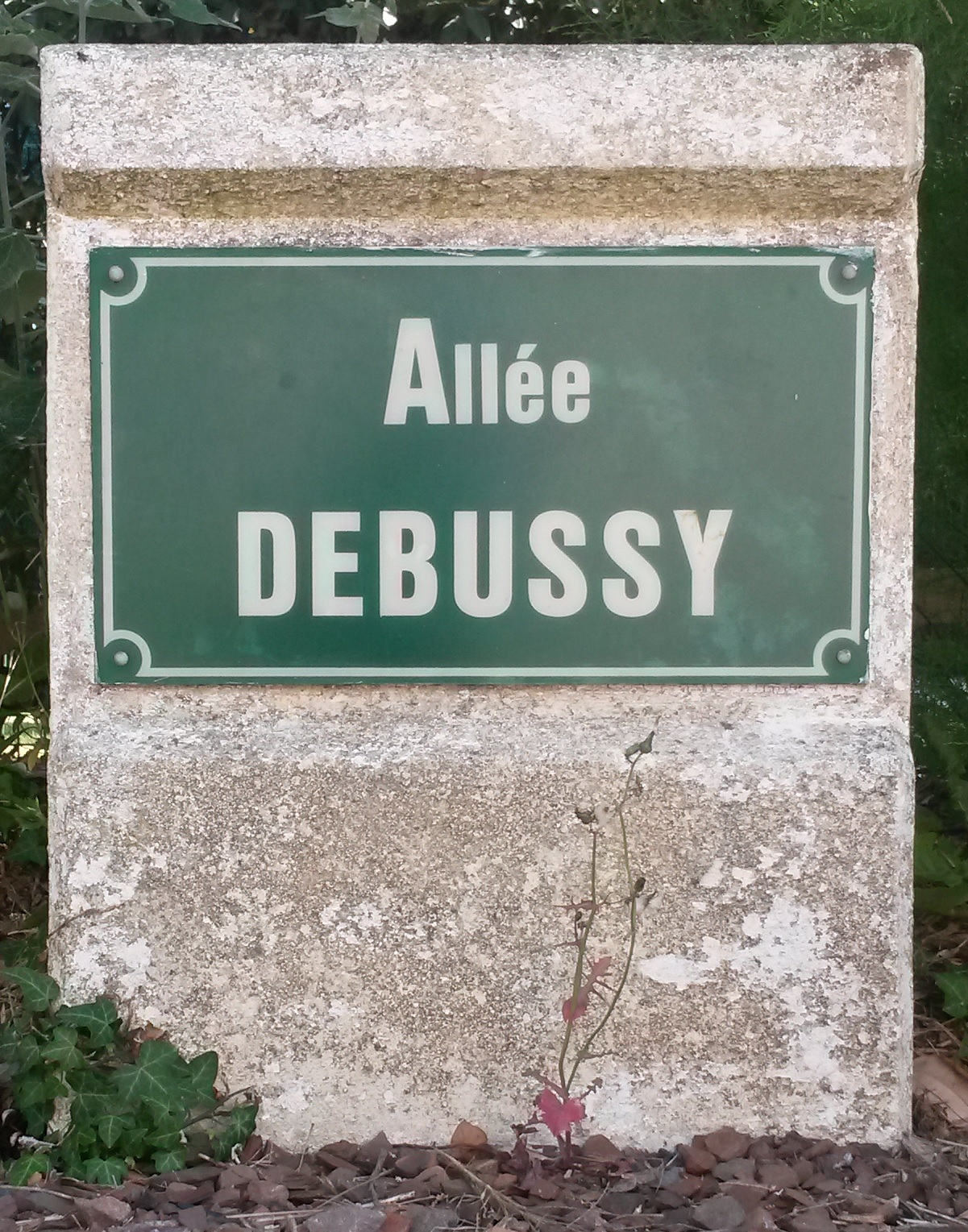

Cette voie est l'une des six voies (Beethoven, Chopin, Debussy, Mozart, Ravel, Schubert) du domaine « Les Cottages ».
La plaque porte le nom de « allée Debussy », alors que le nom officiel est « avenue Debussy ». Le plan remis par l'office du tourisme indique « allée Debussy ».
Hommage au compositeur Claude Debussy.

### Desvres (rue de)

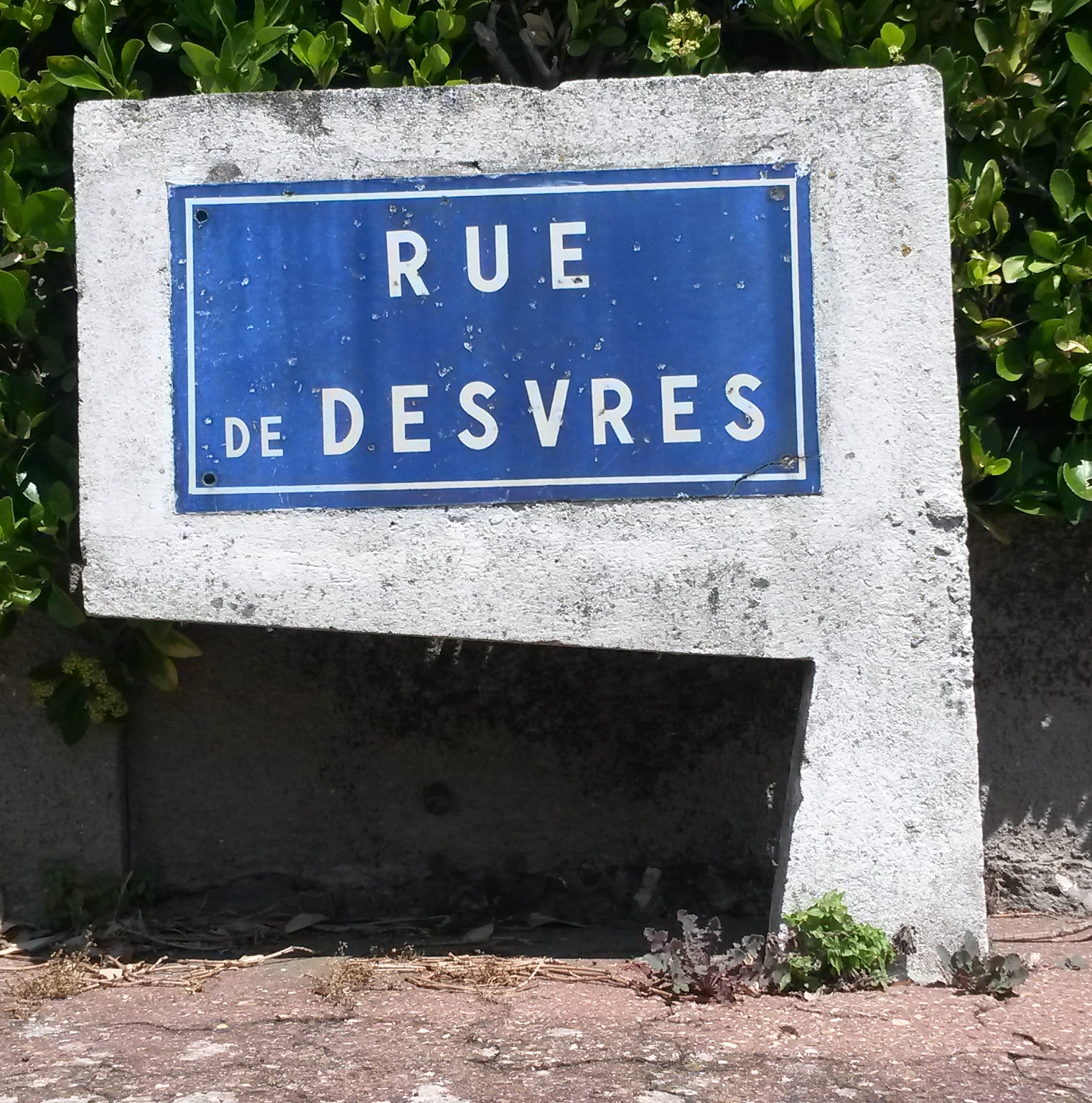

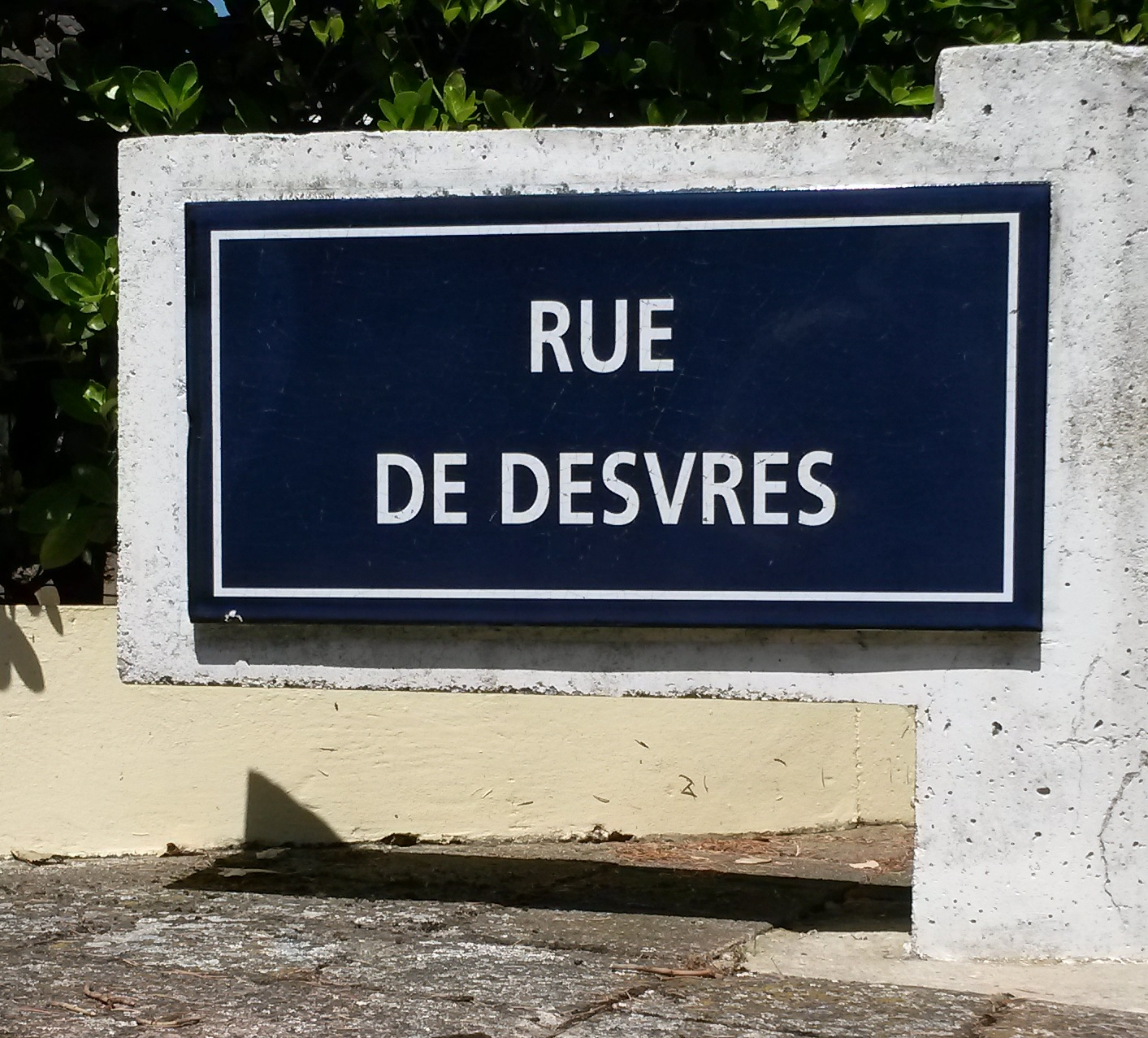

Une partie de cette voie, située entre la rue de Calais et l'avenue Belle-Dune, s'est appelée initialement rue Ernest Legendre, du nom du publiciste et journaliste, créateur du journal Paris-Plage le 15 août 1886, un des principaux acteurs pour la dénomination « Paris-Plage ».
Il s'agit de la ville voisine de Desvres.
Cette voie compte une villa remarquable : la villa Clairoix, située au no 1, construite en 1926 sur les plans de l’architecte Louis Quételart. Cette villa est recensée à l'inventaire général du patrimoine culturel.

### Dix-huit Juin (avenue du)

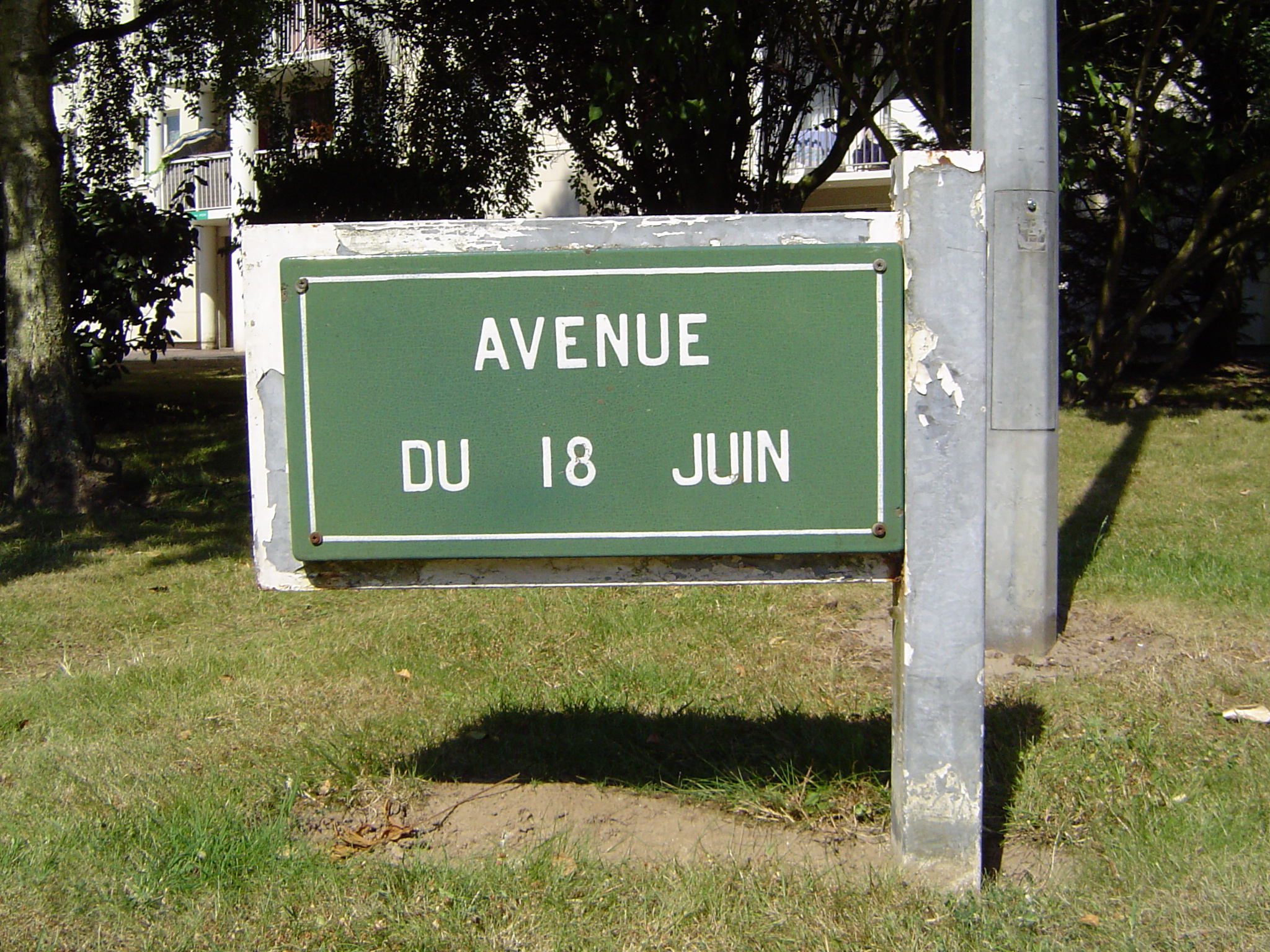

La municipalité rend hommage aux militaires français, héros des deux dernières guerres. Ici, en souvenir de l'Appel du 18 Juin du Général de Gaulle.
Sur le plan de 1930, cette avenue est nommée « chemin des Hénons ».
C'est au bout de cette avenue, côté Canche, qu'est construite une estacade qui a permis d'amener les matériaux destinés à la construction des deux phares de 1852.

### Docteur-Jules-Pouget (boulevard du)

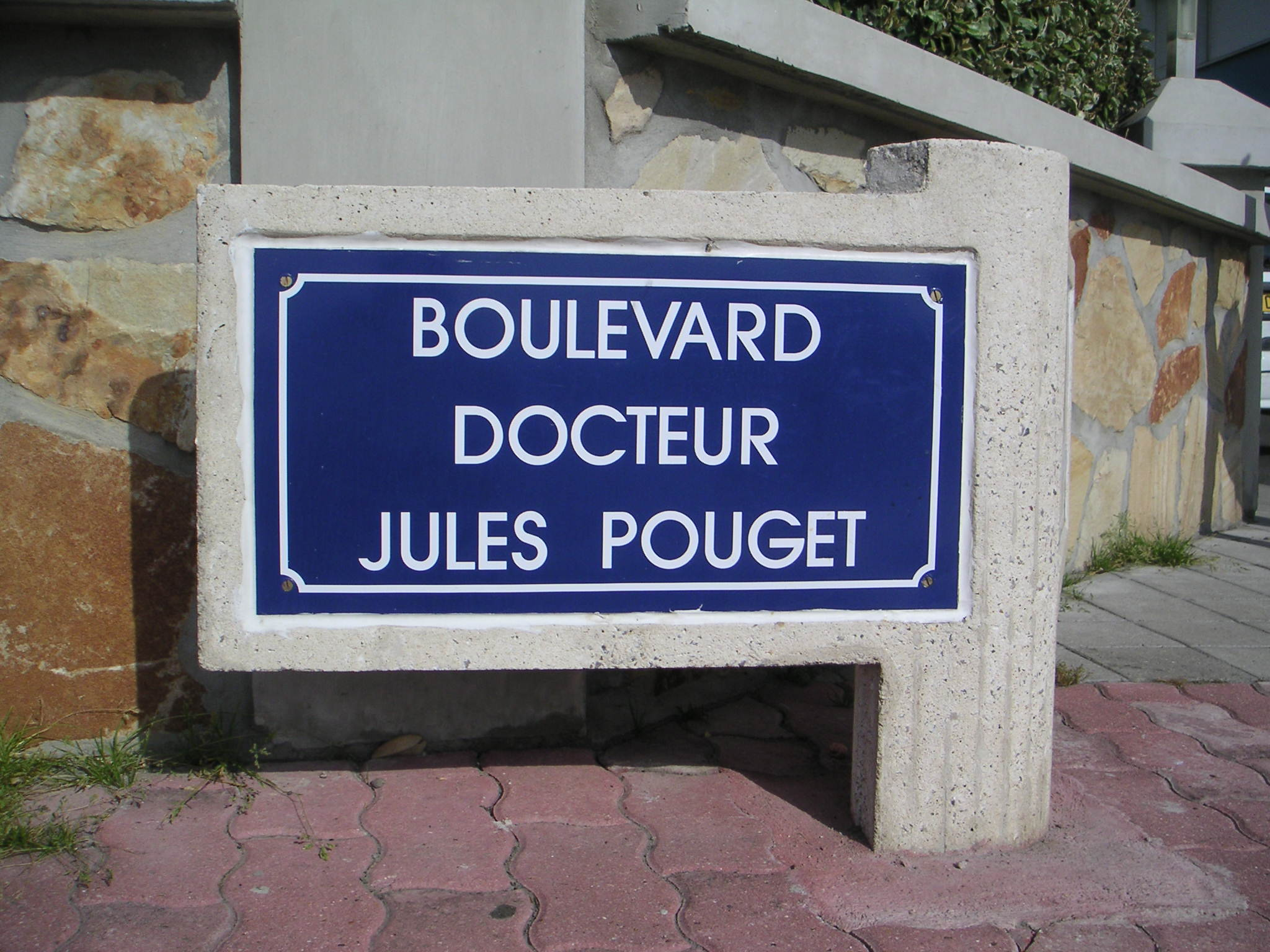

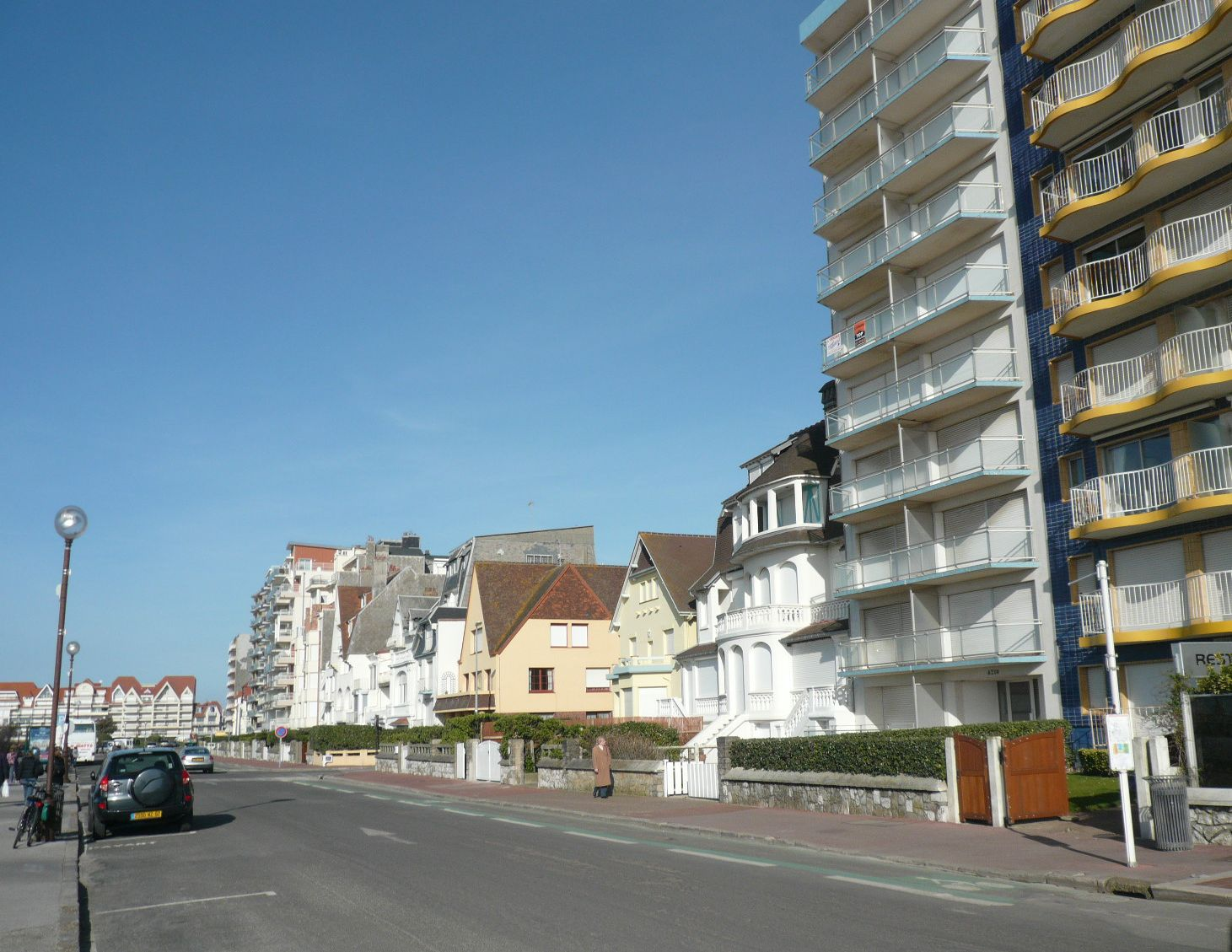
Boulevard du Docteur-Jules-Pouget : immeubles et villas à proximité de l'angle avec la rue de Bruxelles.

Cette voie s'appelait anciennement boulevard de la Mer. Elle a été inaugurée en 1974, pour rendre hommage au docteur Jules Pouget, médecin de formation et maire entre 1934 et 1963,,, dix ans après sa mort.
Cette voie compte 
- un bâtiment remarquable : la piscine construite en 1929 en bord de mer par les architectes André Bérard et Louis Quételart. Il n’en reste aujourd'hui que le plongeoir. Cette piscine est recensée à l'inventaire général du patrimoine culturel[25] ;

deux villas remarquables :
- le groupe des trois villas Les Naïades, Les Néréides, Les Dryades, sises aux no 15, 17 et 19. Elles ont été construites en 1908 sur les plans de l'architecte Anatole Bienaimé pour M. et Mme Louis Hubinet. Cette dernière, passionnée par la mythologie, choisit les noms. Ces villas sont recensées à l'inventaire général du patrimoine culturel[26] ;
- la villa Saint-Augustin, Thalassa, Phébus et Borée, sise à l'angle de la rue de la Paix (no 2) et du boulevard Jules-Pouget (no 103, 105 et 105 bis), a été construite en pierre de Marquise, en 1897 sur les plans de l'architecte polonais naturalisé français Ladislas Gasiorowski pour Augustin Legay (d'Arras)[b 4]. Elle constitue alors « ce qu’il y a de plus grandiose et de plus magnifique »[d 1]. La statue de Saint-Augustin est tombée de son socle lors des bombardements de juin 1944[d 2] et n'a pas été remontée. Cette villa (façades, toitures) est inscrite au titre des monuments historiques depuis le 18 décembre 1998 ;
- plusieurs autres villas intéressantes du point de vue architecture ou historique, notamment les trois villas La Vedette, la Vigie, l’Étrave qui sont représentatives des premières constructions de la digue car elles reprennent exactement la forme des premiers chalets en bois construits en 1883[b 5].

### Dorothée (avenue et rue)

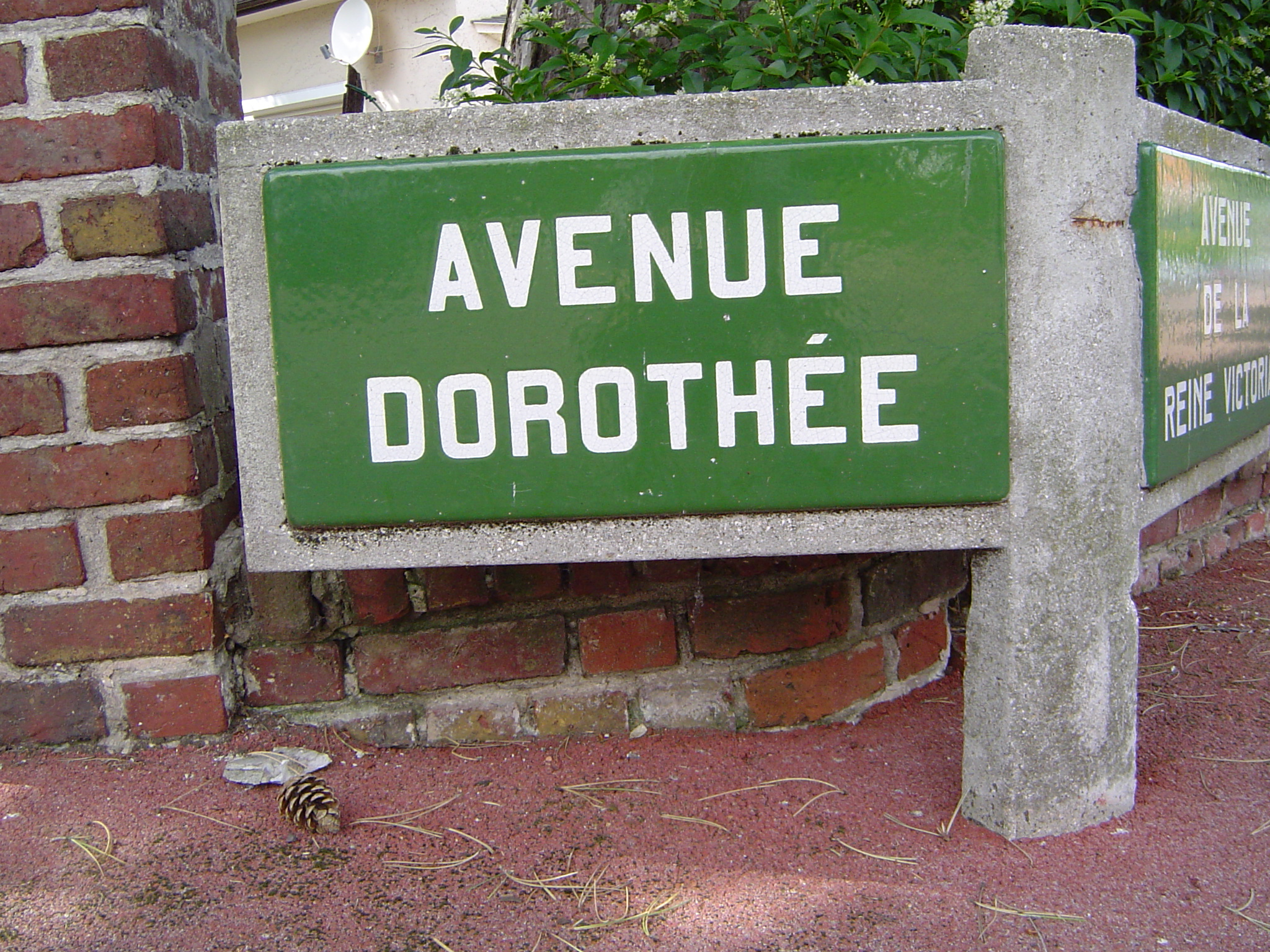

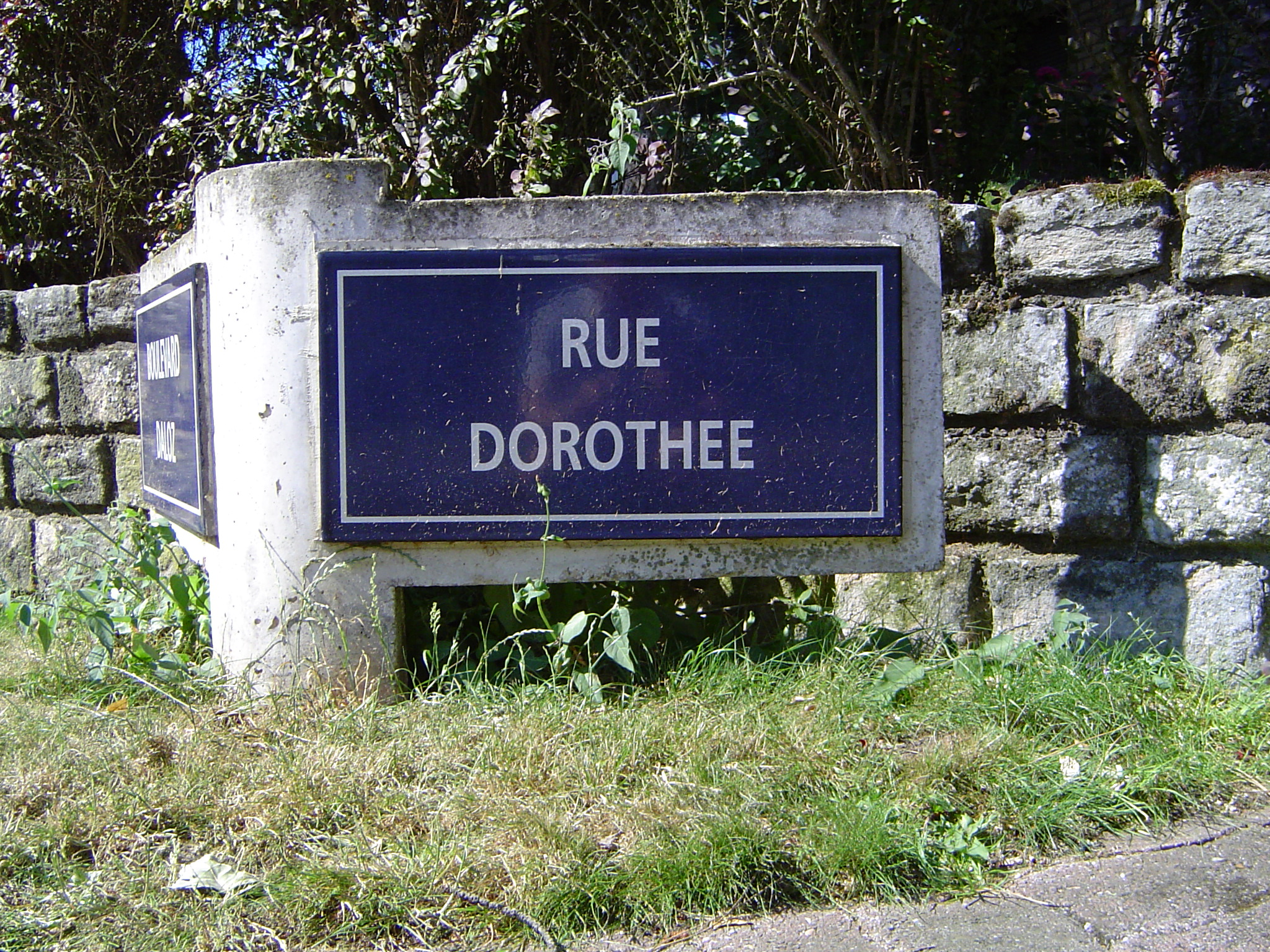

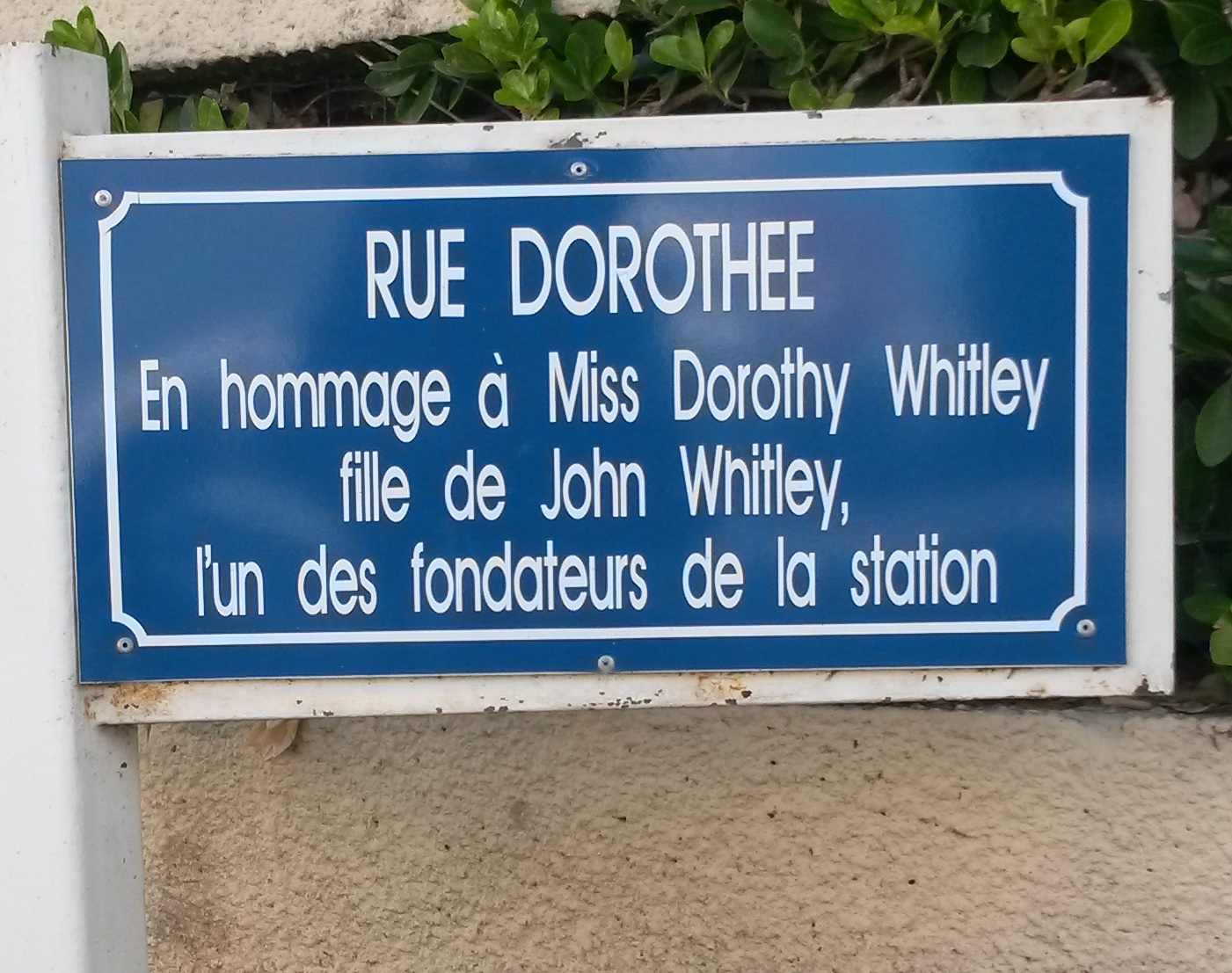

Dorothy était le prénom de la fille de John Whitley, l'un des fondateurs de la station. Il avait confié à sa fille la transformation du « château Daloz » en Hôtel de la Forêt, puis la décoration du Casino.
Cette voie compte un ensemble de villas remarquables :
- la série de deux villas Farfadet et Lutin, situées au nos 7 et 9, construites entre 1905 et 1913 sur les plans de l’architecte Albert Pouthier, et réalisées par l’entreprise Pentier Frères. Ces villas sont recensées à l'inventaire général du patrimoine culturel[27] ;
- et d'autres villas intéressantes :
  - la villa Les Aéroplanes au no 1 ;
  - la villa du no 15 aurait appartenu à Philippe Vasseur[2], Touquettois, ancien député de la troisième circonscription du Pas-de-Calais ;
  - la villa Xa-Cy-Be au no 17, construite en 1920, a été nommée des premières syllabes des prénoms des trois enfants des propriétaires[2] ;
  - la villa Benjamine (entrée au no 166 de la rue de Londres) aurait appartenu à Jacques Vendroux, député-maire de Calais et frère d'Yvonne Vendroux, épouse du général de Gaulle[2].

### Duguay-Trouin (avenue)

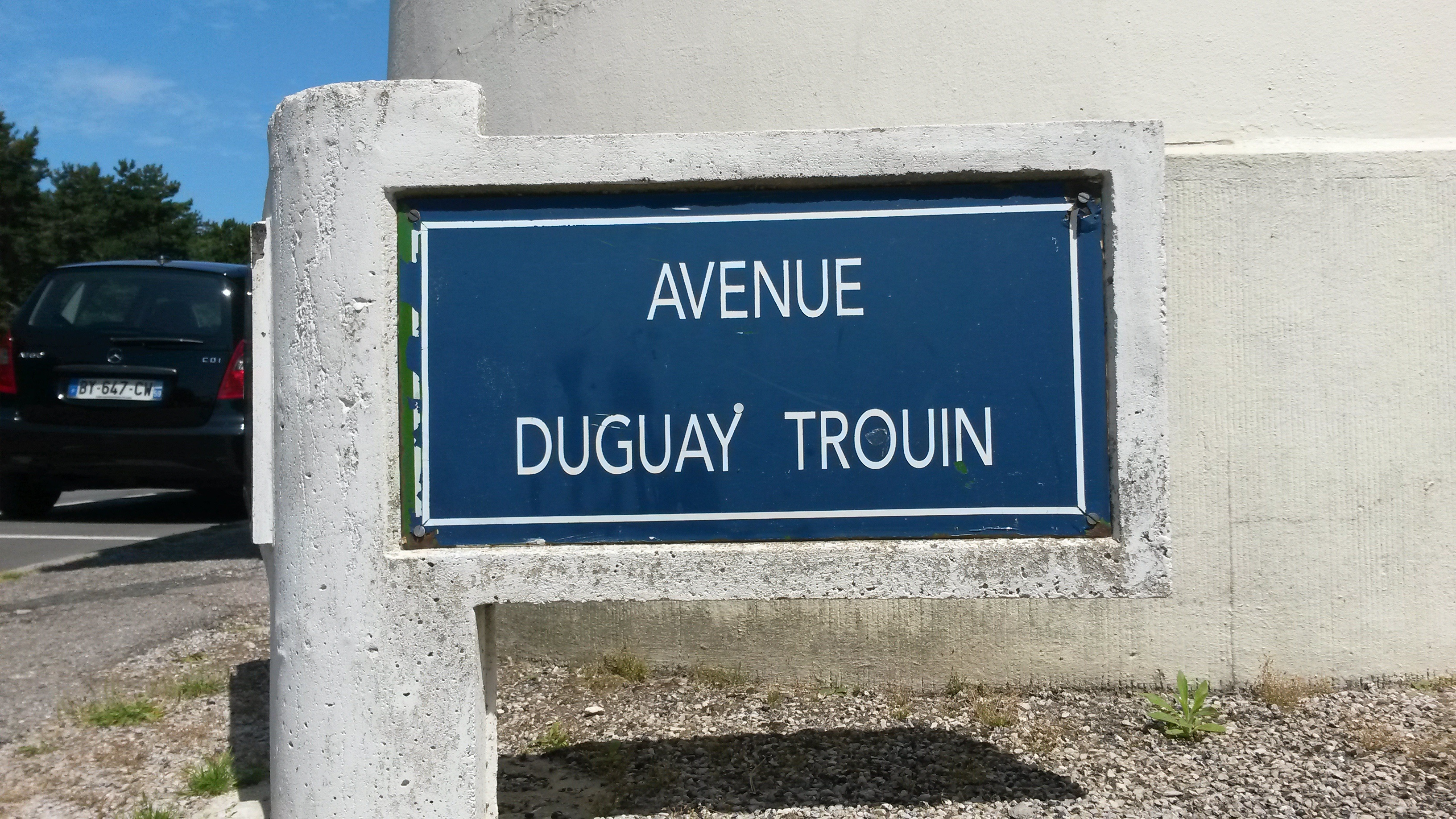

La municipalité rend hommage au corsaire René Duguay-Trouin (1673-1736).
Sur le plan de 1930, la partie située à l'Est de cette voie était nommée « avenue Ernest Legendre » en hommage à Ernest Legendre, l'un des fondateurs de Paris-Plage.
Cette voie comprend une villa remarquable : la villa Saint-Firmin, sise au no 2, construite au début du XXe siècle sur les plans de l’architecte Paul Ridoux. Cette villa, aujourd'hui aménagée en appartements, est recensée à l'inventaire général du patrimoine culturel.

### Dune-aux-loups (avenue de la)

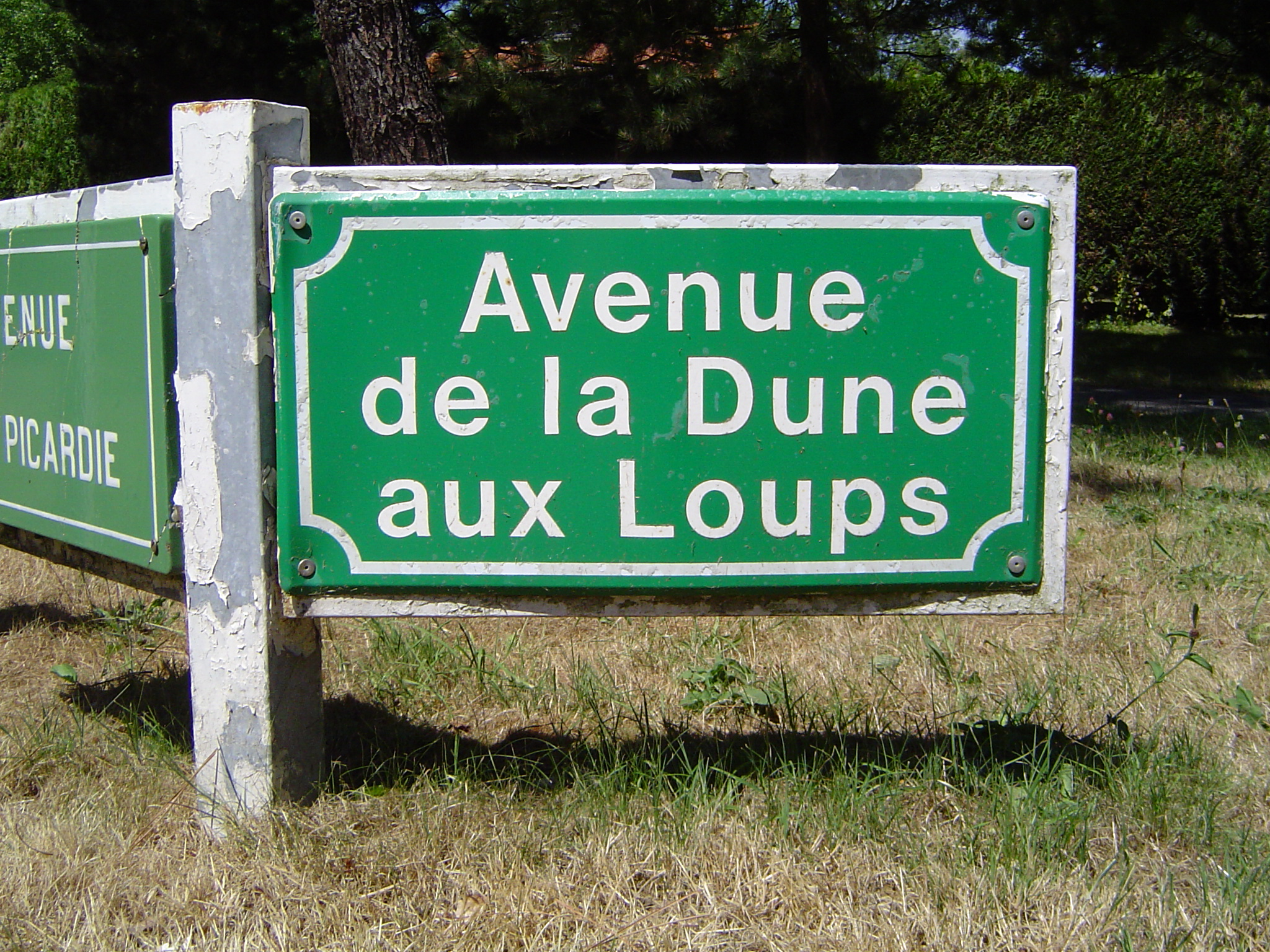

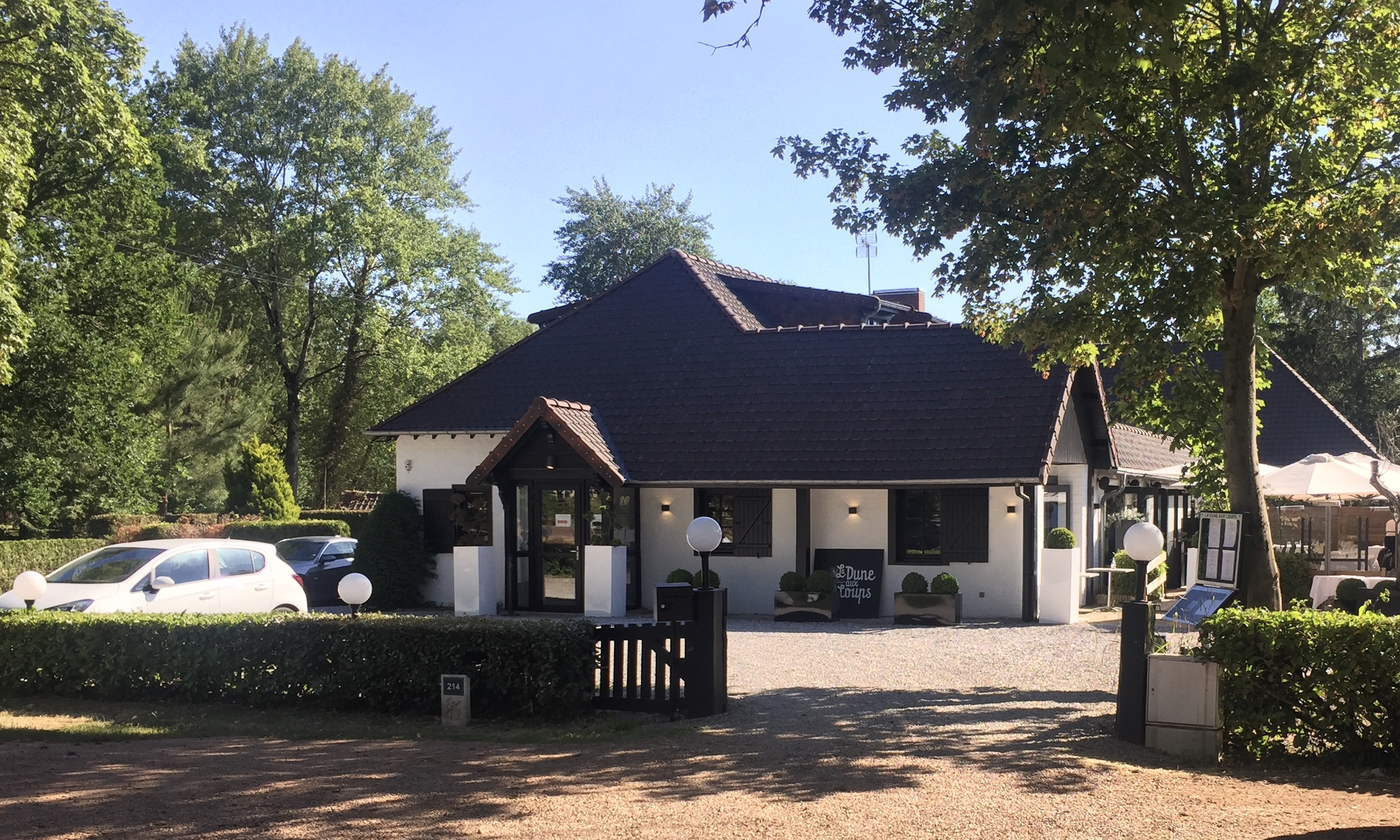
Auberge de la Dune-aux-Loups.

Cette dune aux loups était la dune où sont venus s'échouer au XIXe siècle, un grand nombre de noyés (loups en langage populaire).
Cette voie comprend deux bâtiments remarquables et un établissement de restauration :
- l'hippodrome de la Canche construit en 1925 sur les plans des architectes Georges-Henri Pingusson (1894-1978) et Paul Furiet (1898-1930). Cet hippodrome est recensé à l'inventaire général du patrimoine culturel[29] ;
- les tribunes de l'hippodrome de la Canche : ce monument est inscrit au titre des monuments historiques depuis le 12 mai 1997[30]. Les tribunes inaugurées en 1925[c 6] ont été rénovées en 2000[c 7].
- l'auberge de la Dune-aux-Loups, auberge construite au milieu des années 1930, où se trouvait une aire de jeux pour les enfants[ann1937-1938 1].

### Dunes (rue des)

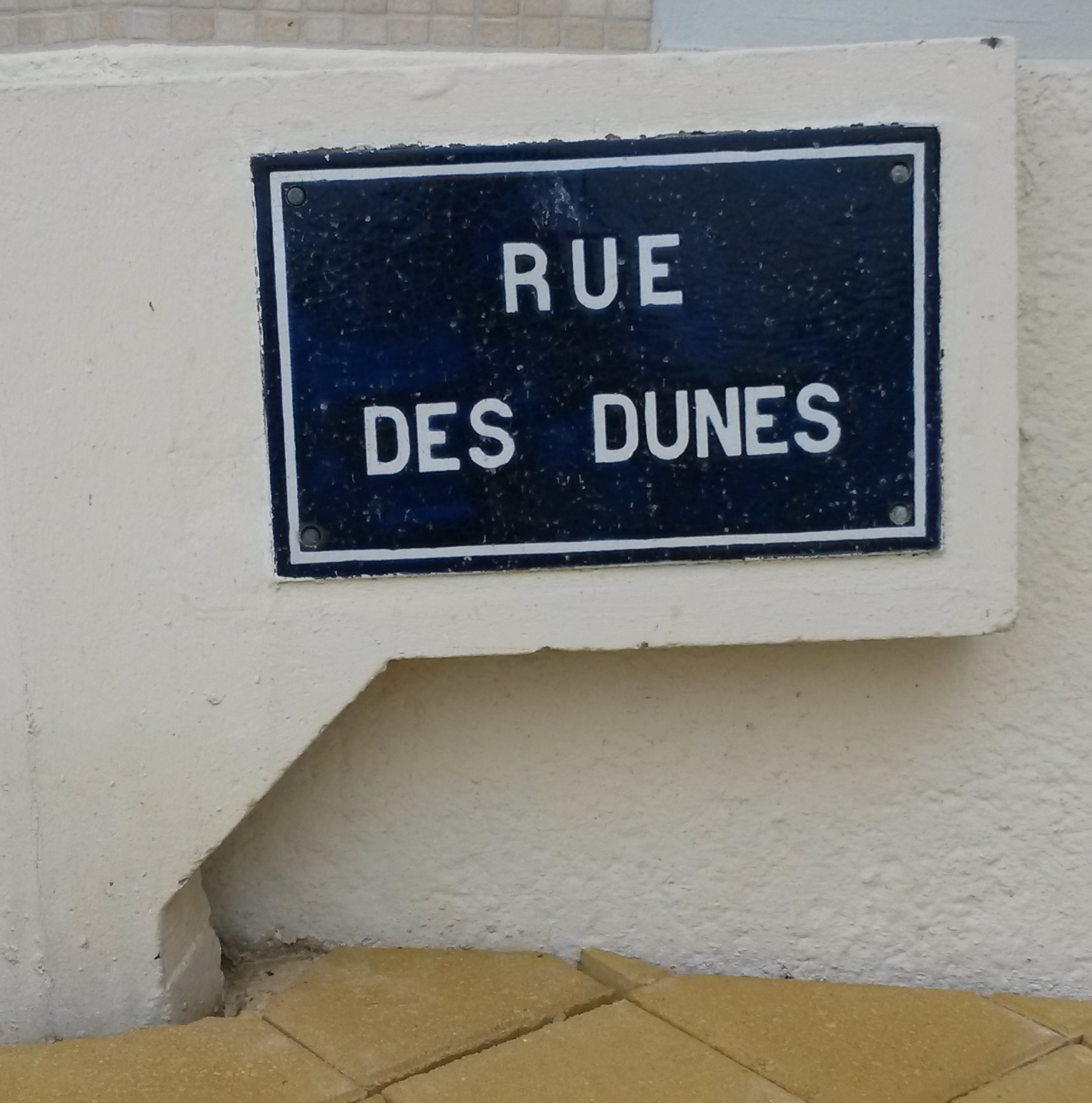

De nombreuses dunes couvrent le territoire de la commune, et nombre de villas y sont perchées. Autrefois, cette rue se prolongeait jusqu'à la digue Ridoux, et s'appelait avenue de Bougainville.

### Dunkerque (avenue de)

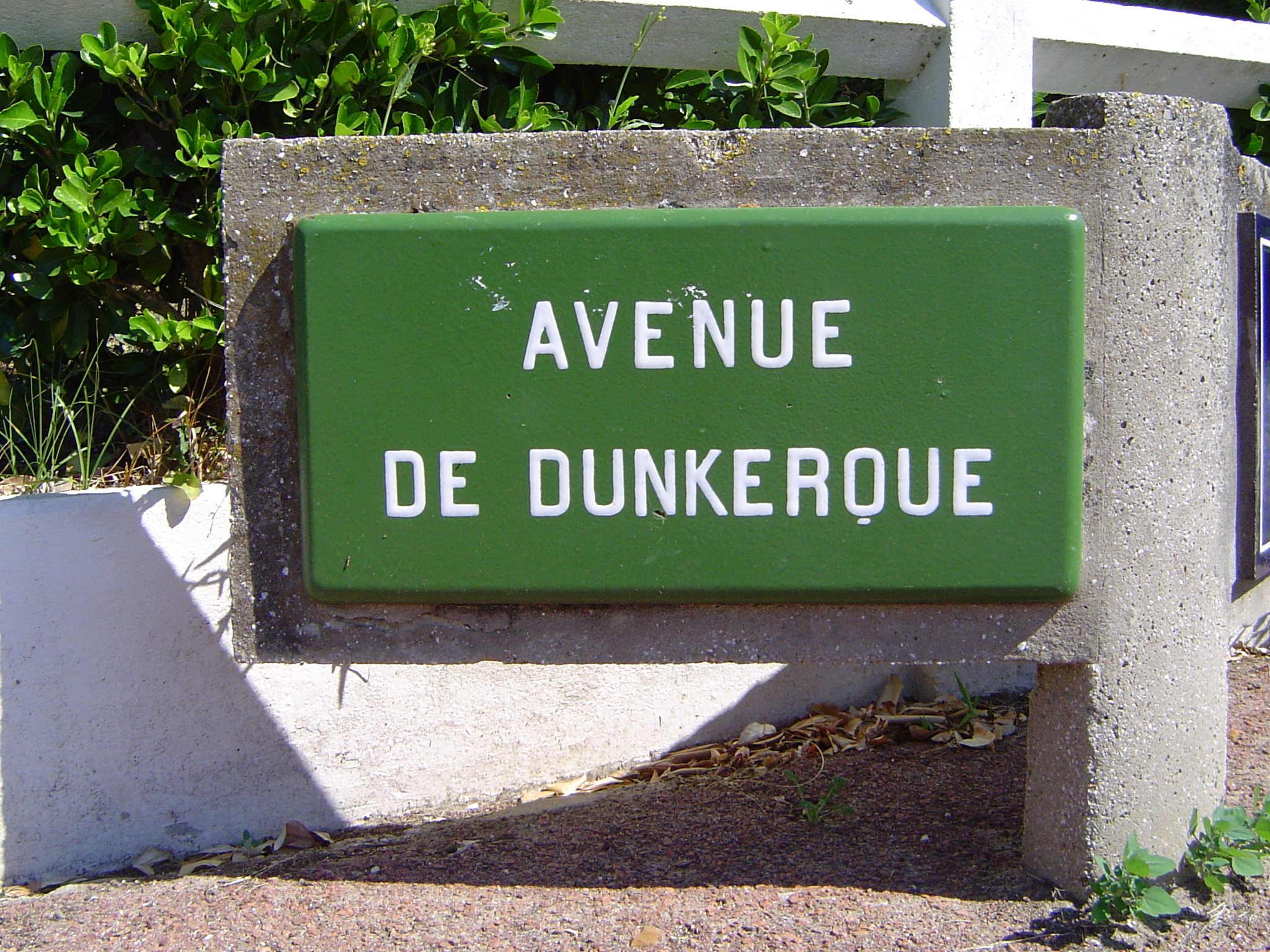

Il s'agit de la ville voisine de Dunkerque.

### Dupleix (avenue)

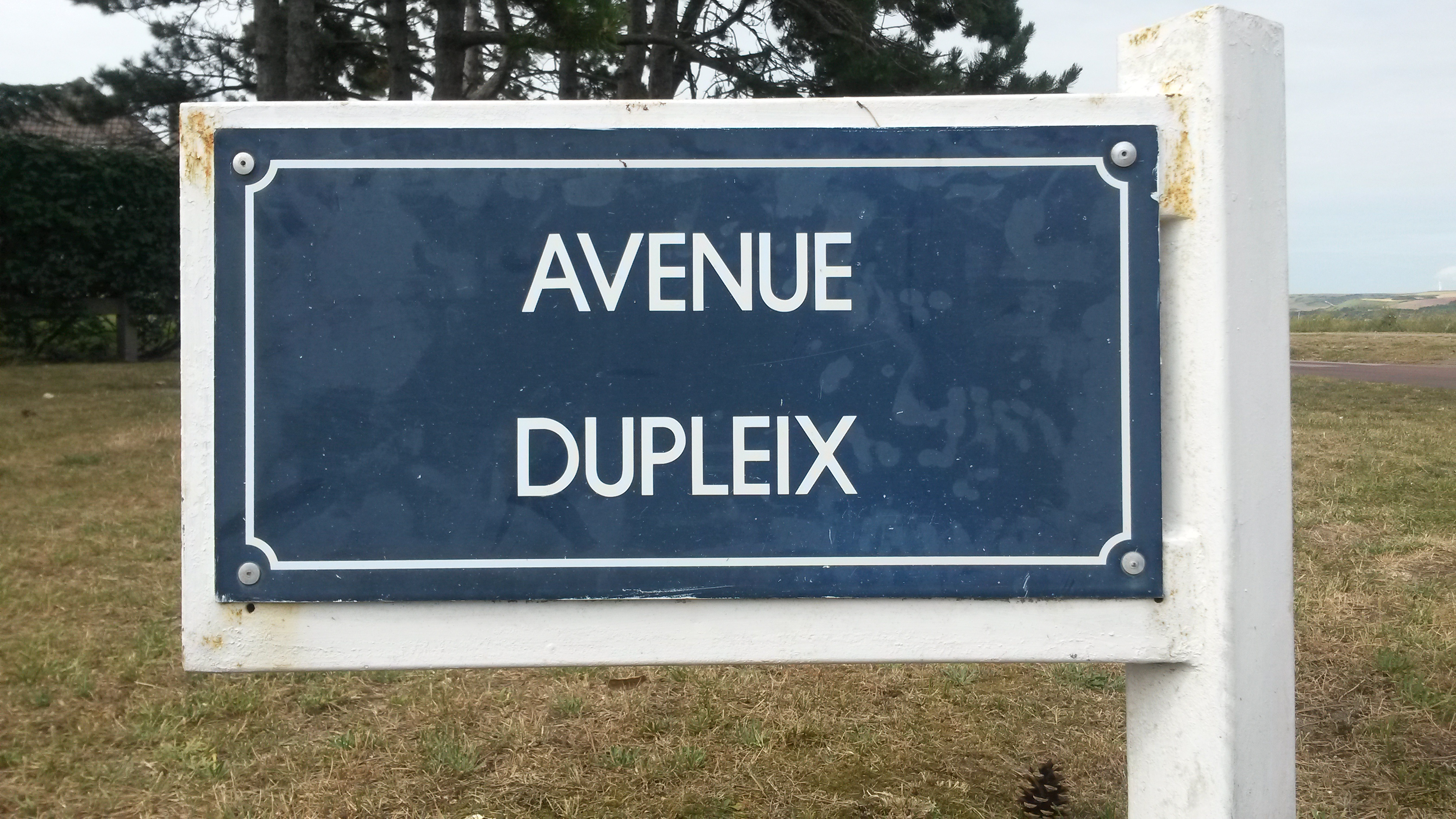

La municipalité rend hommage au gouverneur général des comptoirs français en Inde Joseph François Dupleix (1697-1763).

### Duquesne (avenue)

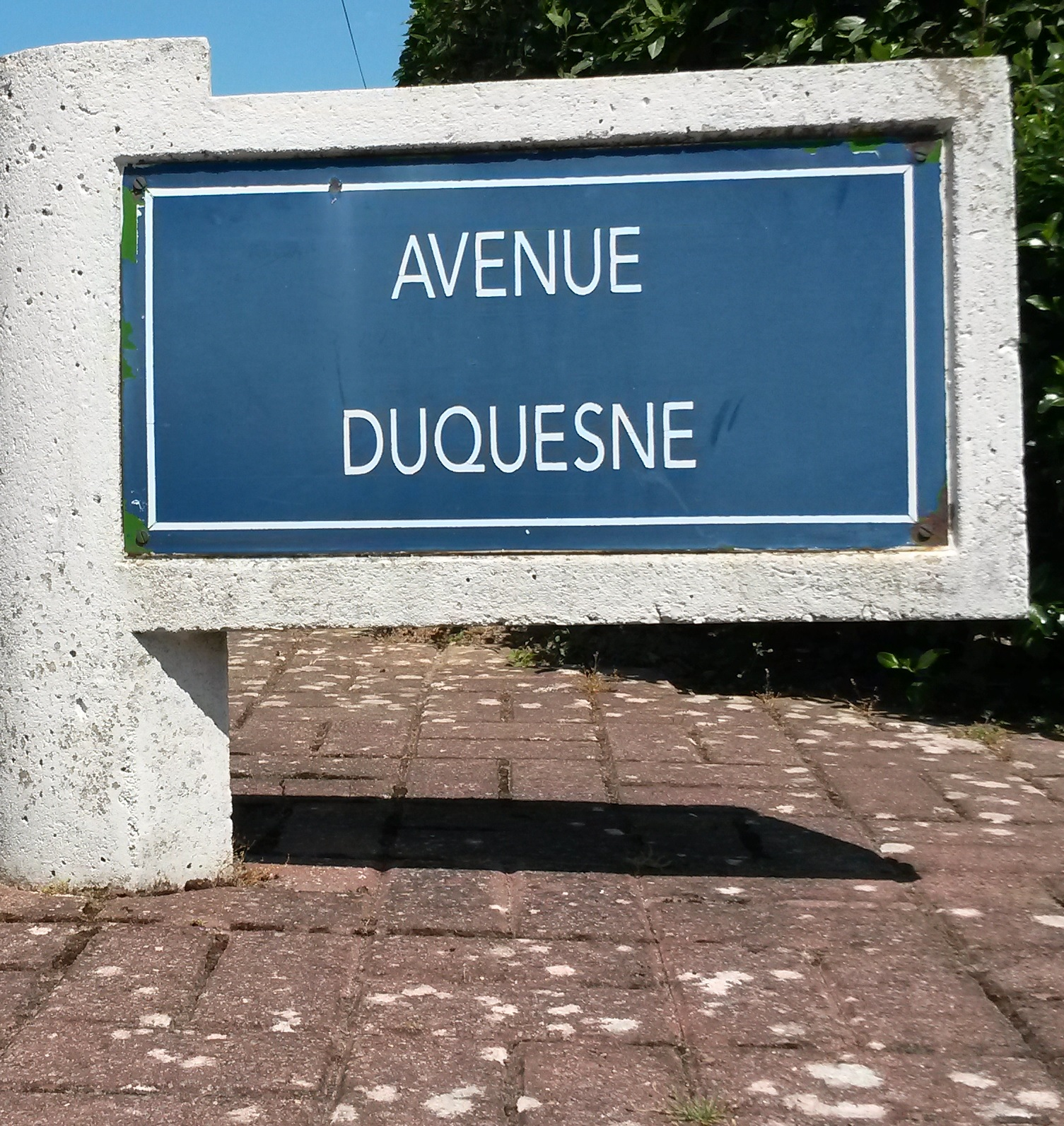

La municipalité rend hommage à l'officier de marine Abraham Duquesne (1610-1688).

## E

### Écureuils (allée des)

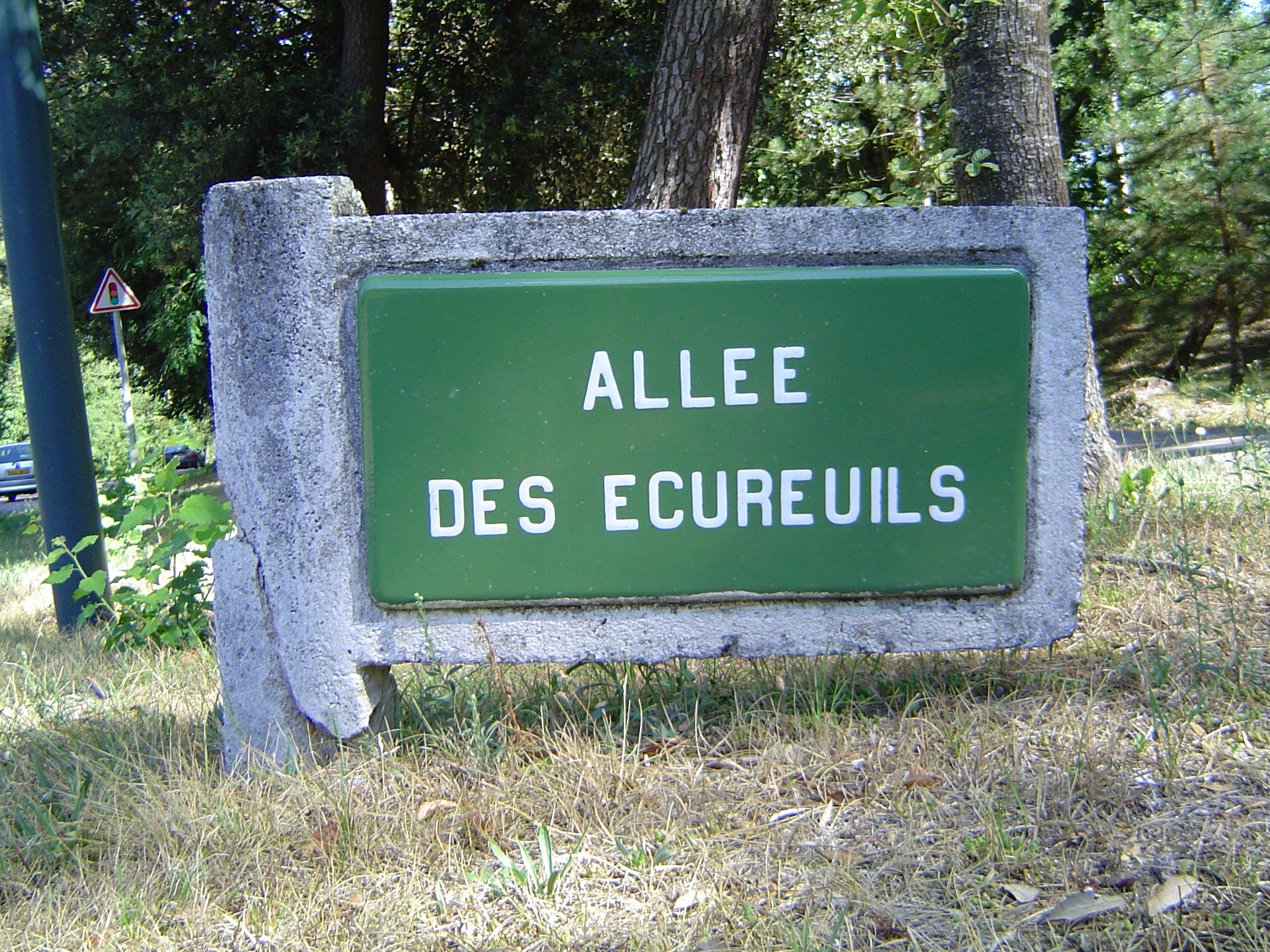

Au XIXe siècle, on rencontrait ces écureuils dans la forêt touquettoise.
Léonce Deprez, ancien maire de la ville, avait sa villa au no 183 de cette allée.

### Edmond-Bardol (rue)

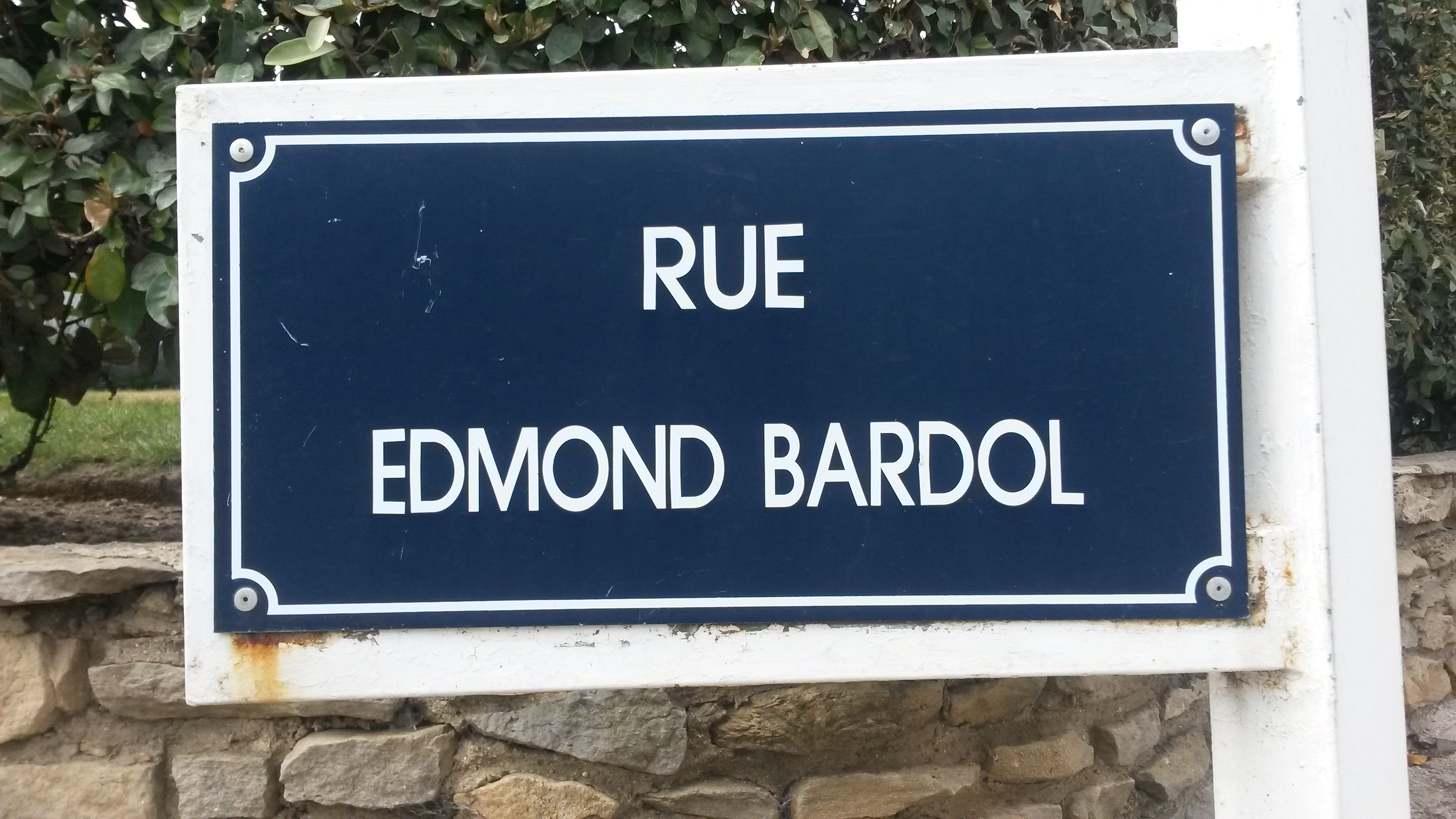

Cette voie, qui débute rue de Samer et se termine au boulevard de la Canche, a remplacé la partie la plus septentrionale de la rue de Calais.
Edmond Bardol est un agent de police de la commune qui a beaucoup œuvré au développement du quartier de Quentovic.

### Édouard-Bonduel (rond-point)

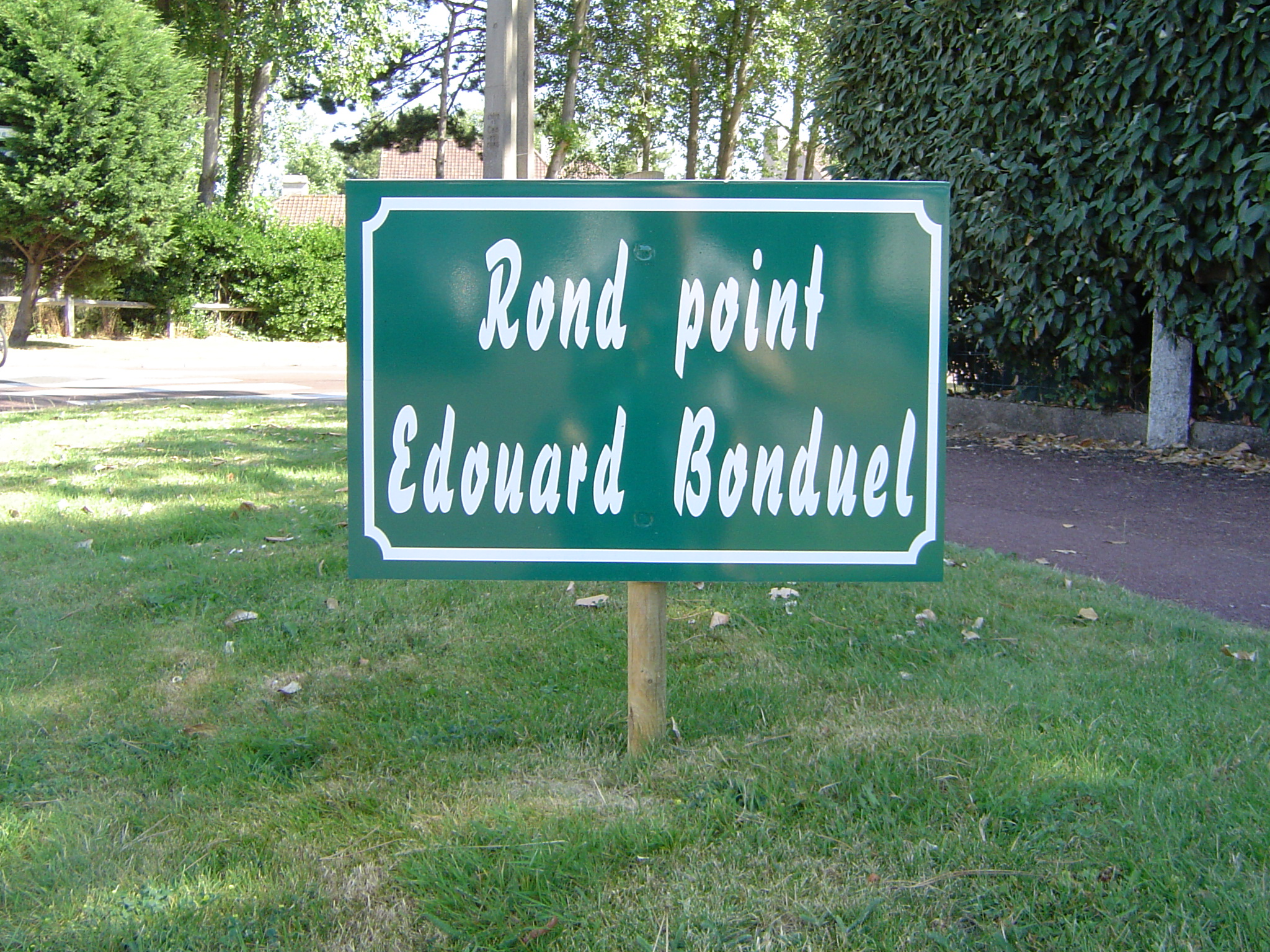

Ce rond-point a été inauguré le 16 juillet 2005.
Après la destruction du Royal Picardy, Édouard Bonduel finance le transport des gravats pour la construction de Mayvillage. Par ailleurs, il fait construire la résidence l'Atlantic à la place de l'hôtel Atlantic.

### Édouard-Champion (allée)

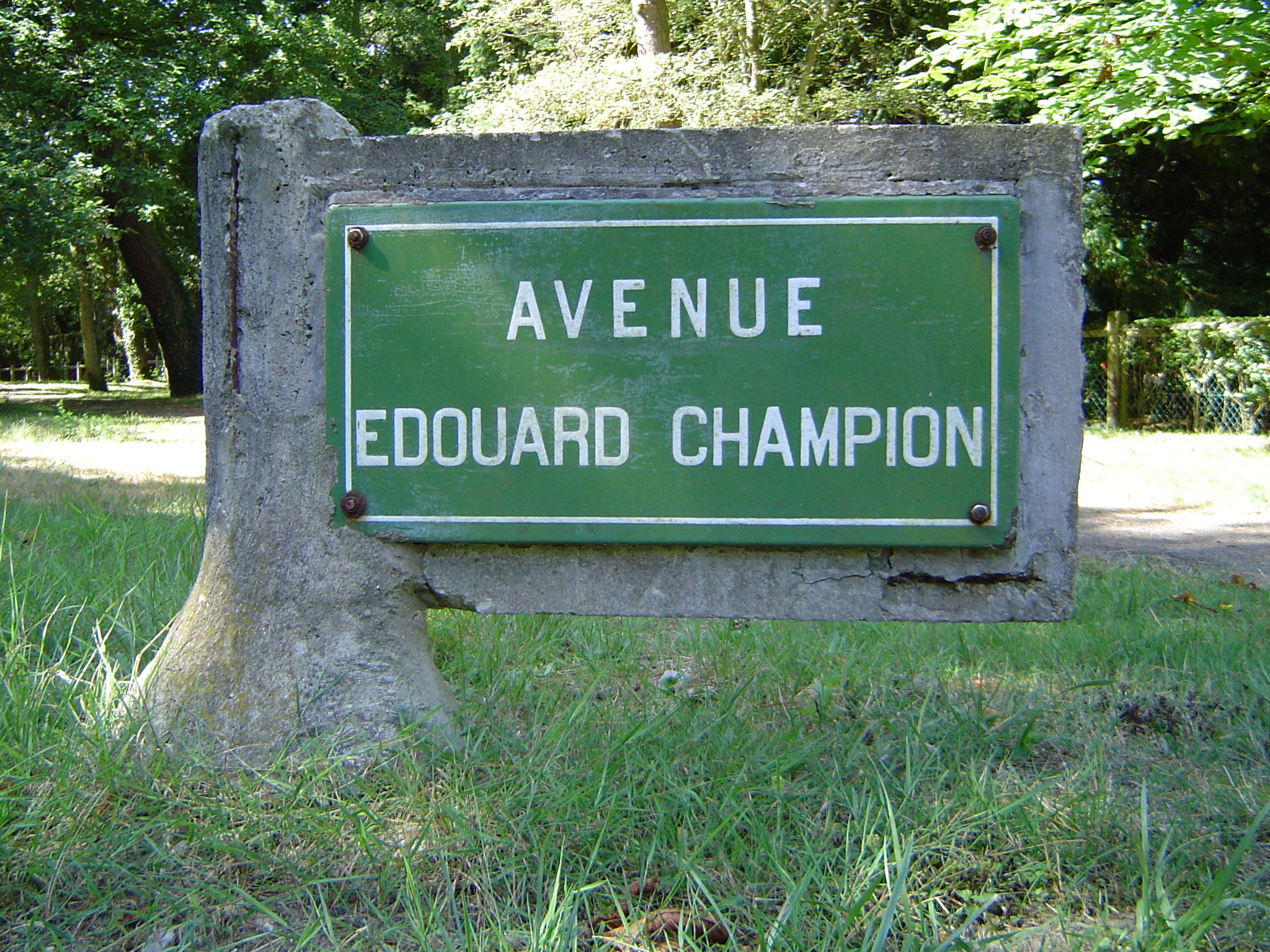

La plaque porte le nom de « avenue Édouard-Champion », alors que le nom officiel est « allée Édouard-Champion ».
Édouard Champion est le fils de l'éditeur Honoré Champion (1846-1913) et frère de l'historien Pierre Champion (1880-1942). Né le 10 octobre 1882 dans le 6e arrondissement de Paris, il est l'aide de camp du maréchal Lyautey, puis écrivain et éditeur. Il est premier adjoint au maire pendant les mandatures de Léon Soucaret puis de Jules Pouget. Fondateur du musée du Touquet-Paris-Plage, à sa mort le 28 février 1938, il lègue sa collection de tableaux au musée. Il rédige en 1935 la plaquette Les Phares du Touquet au siècle dernier. Il se dépense sans compter pour faire connaître Le Touquet et y faire venir un grand nombre de journalistes et de personnalités tels, par exemple, que Joséphine Baker, Tristan Bernard, Henry Bordeaux, Sacha Guitry, Philippe Hériat, Gaston Leroux, Serge Lifar, Somerset Maugham, Mistinguett, Paul Morand, Yvonne Printemps.

### Édouard VII (avenue, place)
Édouard VII, roi de Grande-Bretagne et d'Irlande, fit de nombreux séjours au Touquet, notamment lorsqu'il n'était connu « que » comme le prince de Galles.

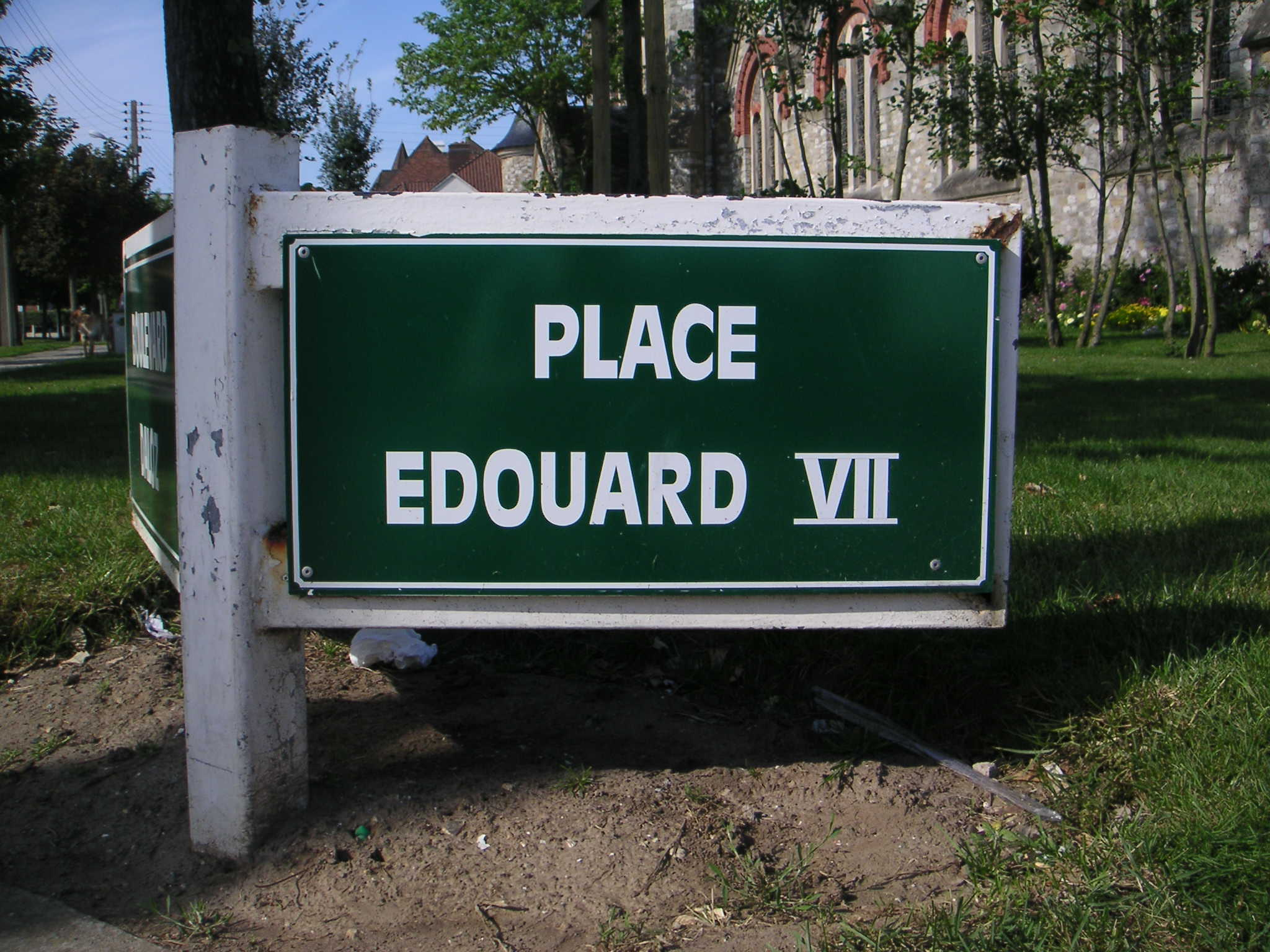

Cette voie comprend deux villas remarquables :
- la villa Claymore (anciennement villa de M. V de B, construite dans les années 1920, sur les plans de l’architecte Pierre Drobecq, voisine de l'église Sainte-Jeanne-d'Arc. Cette villa est recensée à l'inventaire général du patrimoine culturel[31].
- la villa Le Nid, construite au début du XXe siècle, sur les plans de l’architecte Arsène Bical, à l'angle de la place Édouard VII et de l'avenue de la reine Victoria. Cette villa est recensée à l'inventaire général du patrimoine culturel[32].

### Églantines (allée des)

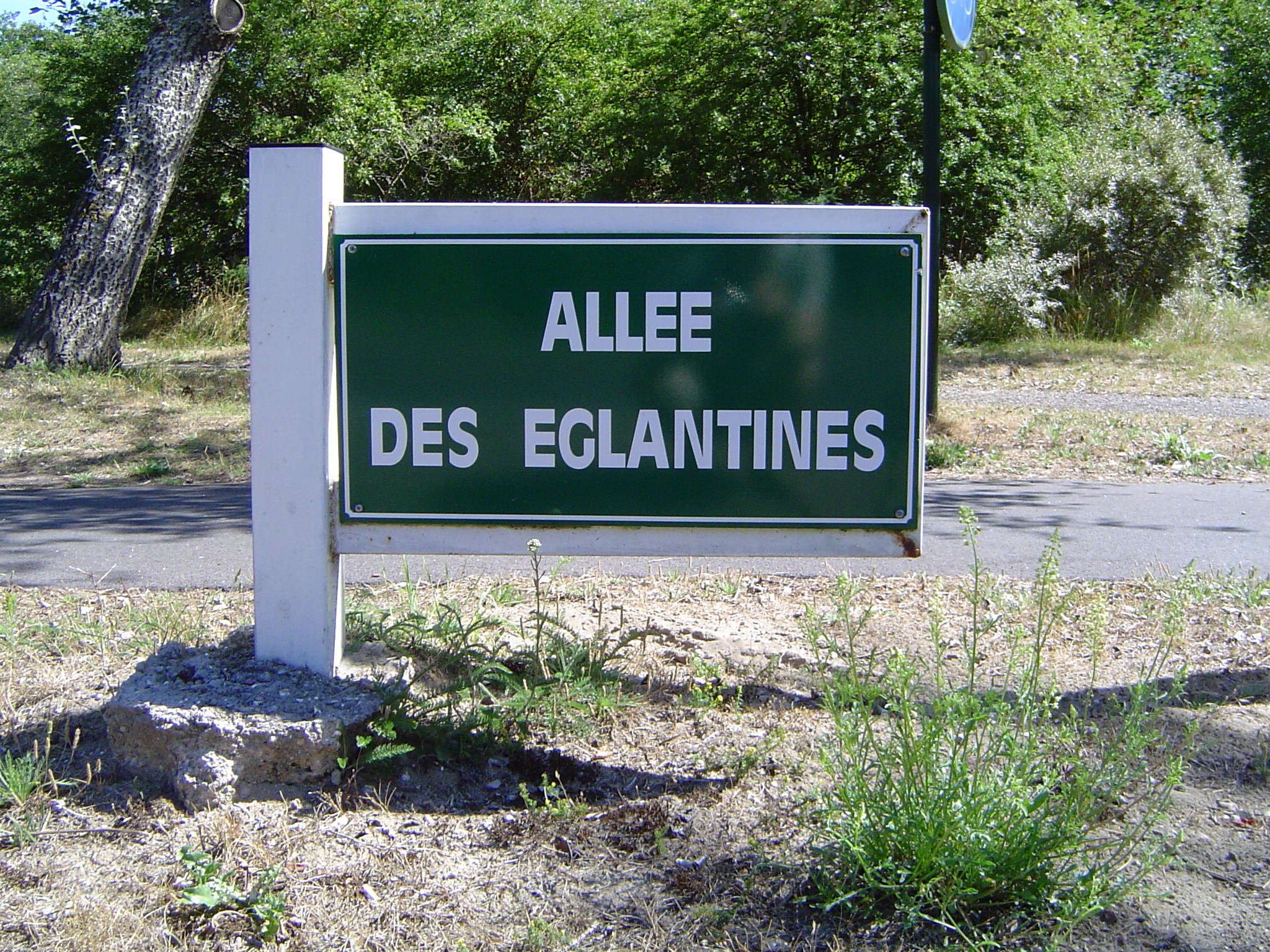

Les églantines sont les fleurs des églantiers, arbrisseaux habitués des dunes touquettoises.

### Éléagnus (allée des)

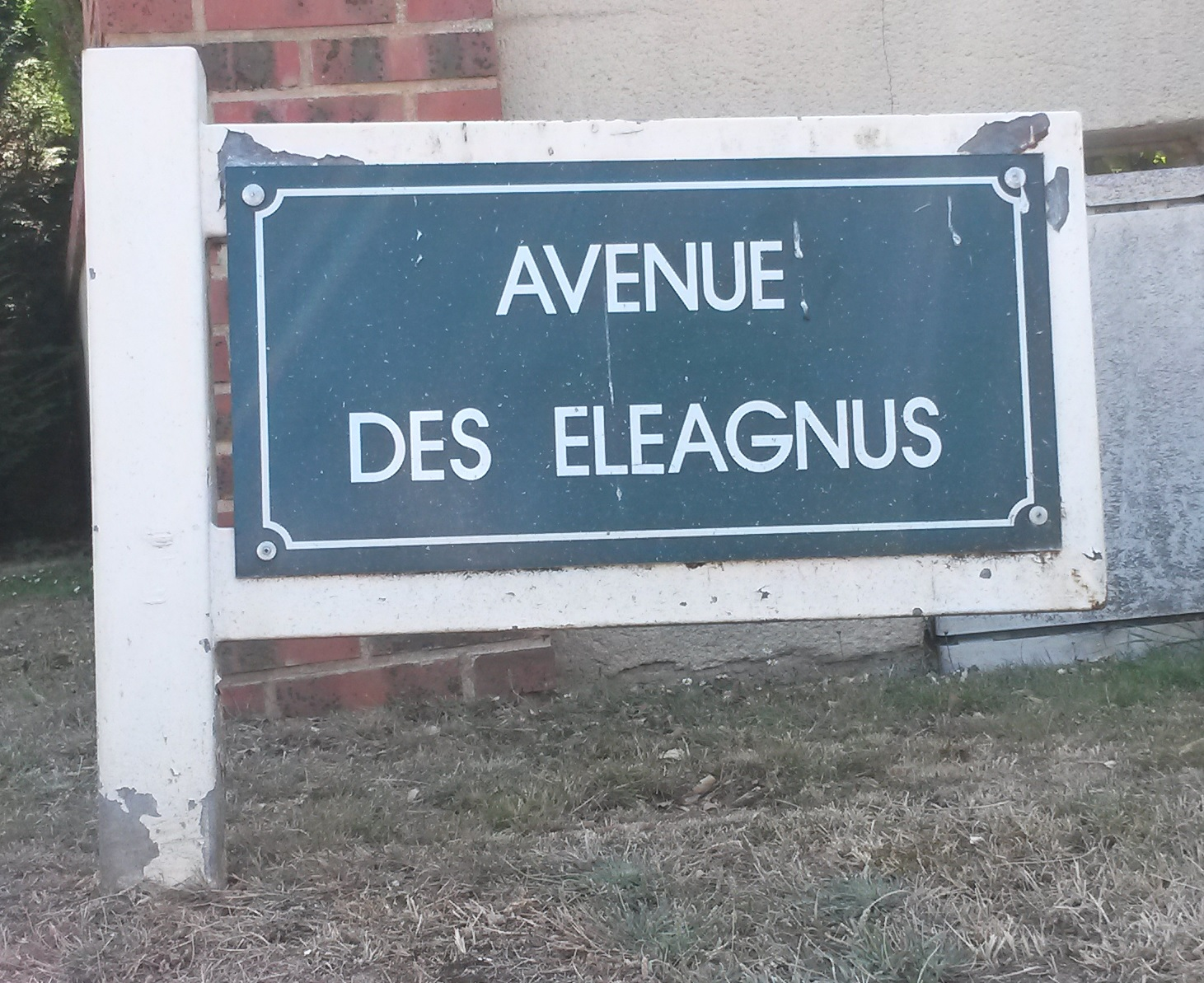

La plaque porte le nom de « avenue des Éléagnus », alors que le nom officiel est « allée des Éléagnus ».
L'allée des Éléagnus est — avec l'allée des Cèdres-bleus, l'allée des Érables, l'avenue des Forsythias, l'allée des Saules et l'avenue des Saules —, l'une des six voies du domaine Whitley ; ces voies ont été tracées en 1994-1995.

### Érables (allée des)

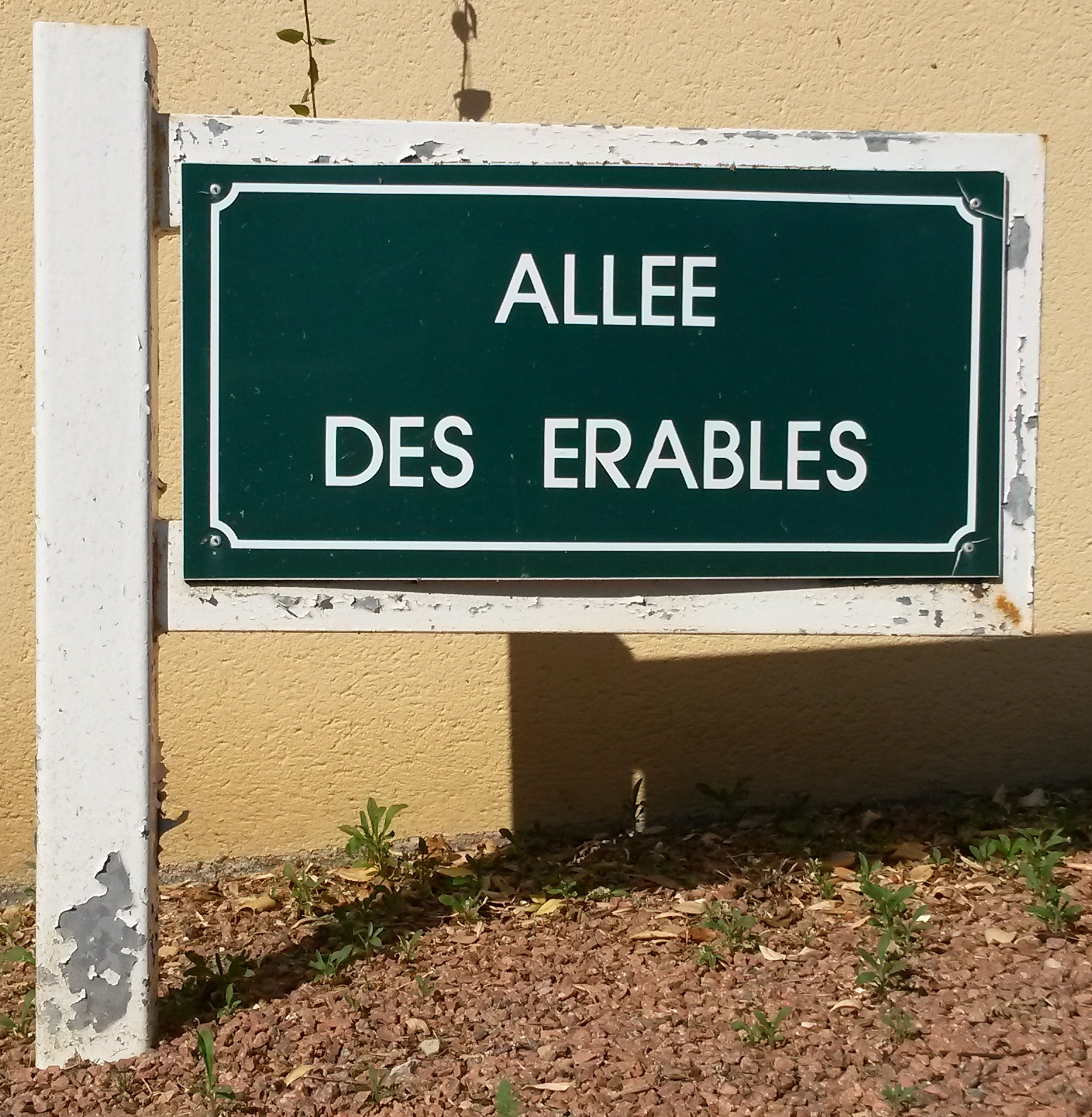

L'allée des Érables est — avec l'allée des Cèdres-bleus, l'allée des Éléagnus, l'avenue des Forsythias, l'allée des Saules et l'avenue des Saules —, l'une des six voies du domaine Whitley ; ces voies ont été tracées en 1994-1995.

### Étaples (rue d')

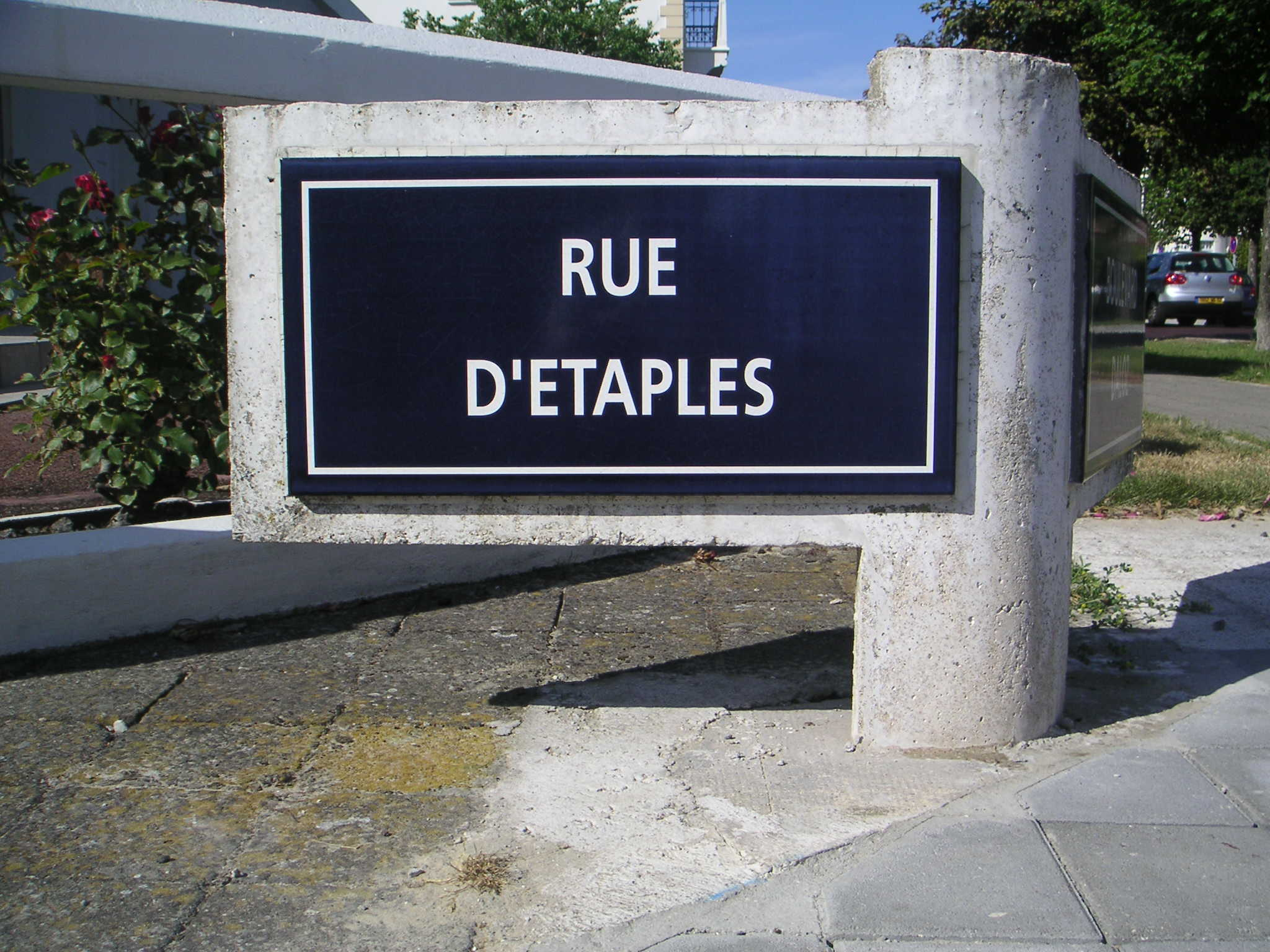

Cette voie porte le nom de la ville voisine d'Étaples.
Orientée globalement nord-ouest-sud-est, la rue d'Étaples s'embranche à l'ouest sur le boulevard du Docteur-Jules-Pouget et aboutit sur le boulevard Daloz, face à l'avenue des Trois-Martyrs.
Elle comprend aux nos 18, 20 et 21 un ensemble de trois villas remarquables portant les noms de Musica, Sans Atout et Fémina, toutes trois construites en 1900 sur les plans de l'architecte Joseph Magnin. Ces villas sont recensées à l'inventaire général du patrimoine culturel.
- No 20 : La villa Musica a appartenu à Madame du Serre[f 2], première Touquettoise à monter dans un aéroplane en 1911, dans l'avion d'Émile Duval[b 6].
- La présence, dans la rue d'Étaples, des locaux de L'Avenir du Touquet-Paris-Plage journal touquettois hebdomadaire en saison balnéaire et mensuelle en hiver, publiée sous la direction de M. Soucaret, est attestée en 1926, ainsi que celle des locaux du Guide-Annuaire du Touquet Paris-Plage dont le directeur est G. Henry[34].

### Étienne-Carmier (chemin)

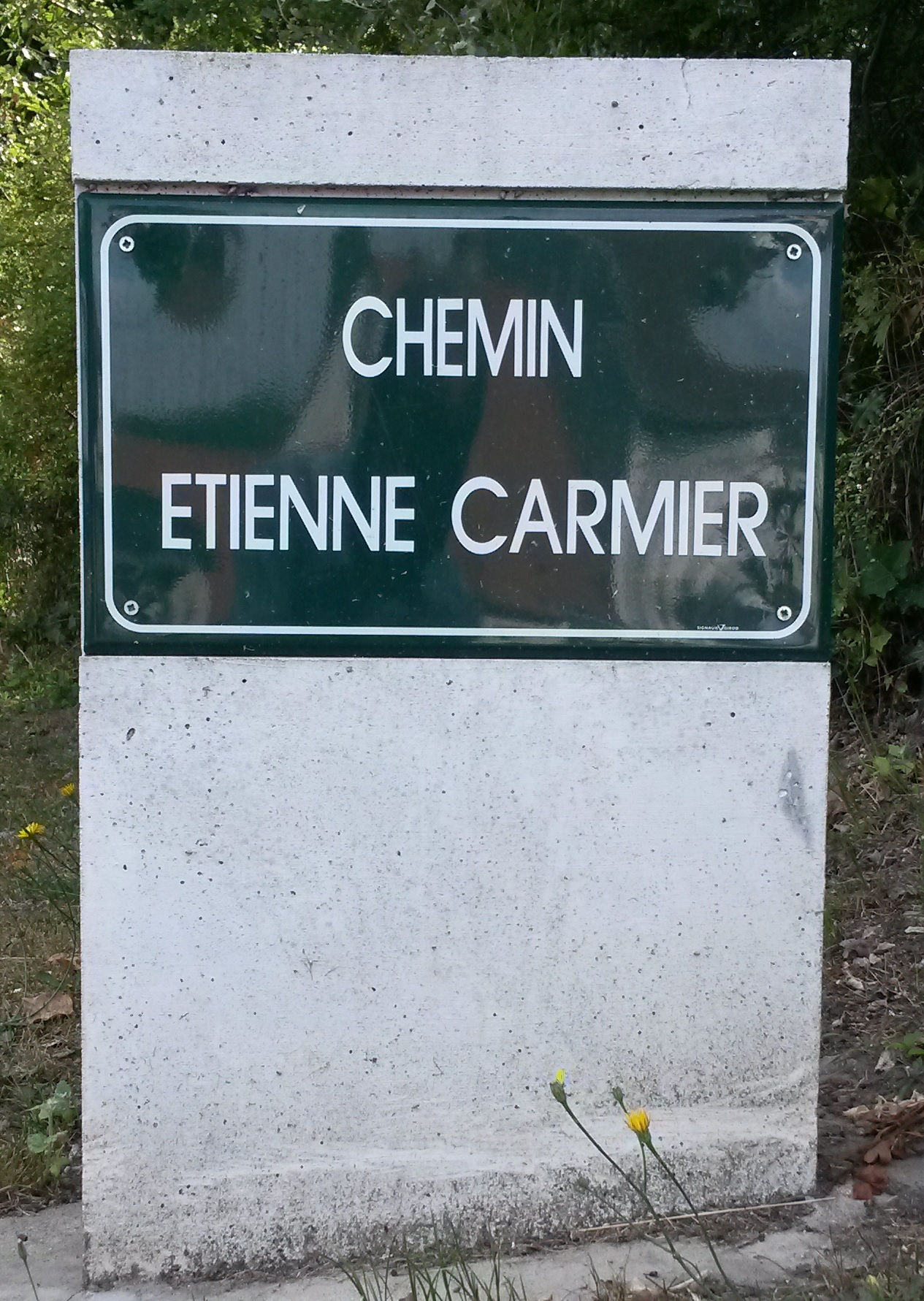

Habitant de Cucq, Étienne Carmier participa à la création de la station.
La rue est l'une des voies qui séparent la commune de Cucq de celle du Touquet-Paris-Plage.

### Europe (avenue de l’)
C'est en 1992 que la municipalité donne le nom d'avenue de l'Europe à une section de l'avenue du Général-de-Gaulle comprise entre l'avenue de Trépied et la rue de la Canche.

## F

### Fauvettes (allée des)

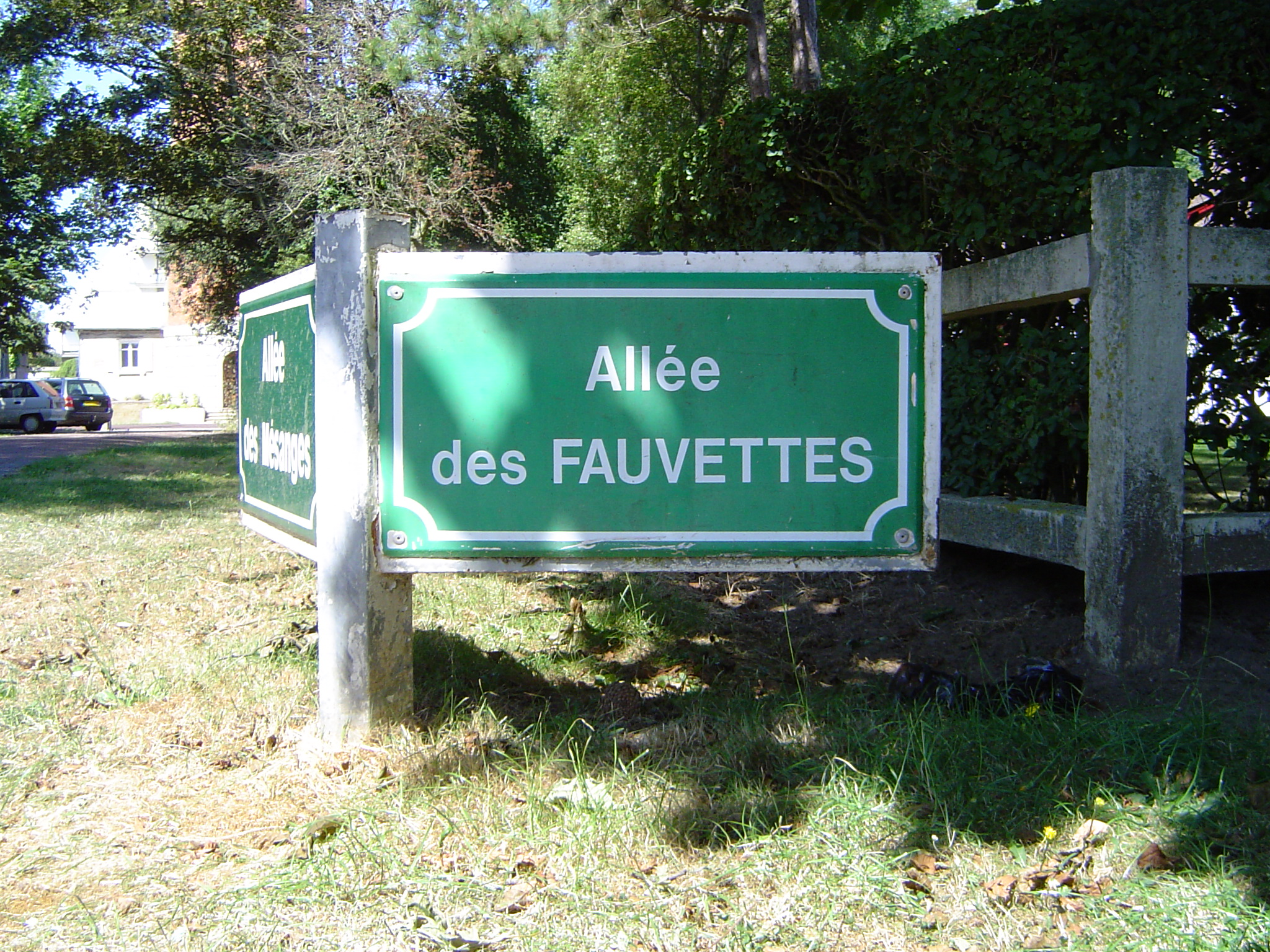

Cette voie est située dans le quartier « des oiseaux » (allées des Fauvettes, des Mésanges, des Rossignols).
Les fauvettes sont des passereaux habitués du Touquet.
Autrefois, la partie située au nord de l'allée des Rossignols, s'appelait allée des Pinsons.

### Fernand-Recoussine (avenue)

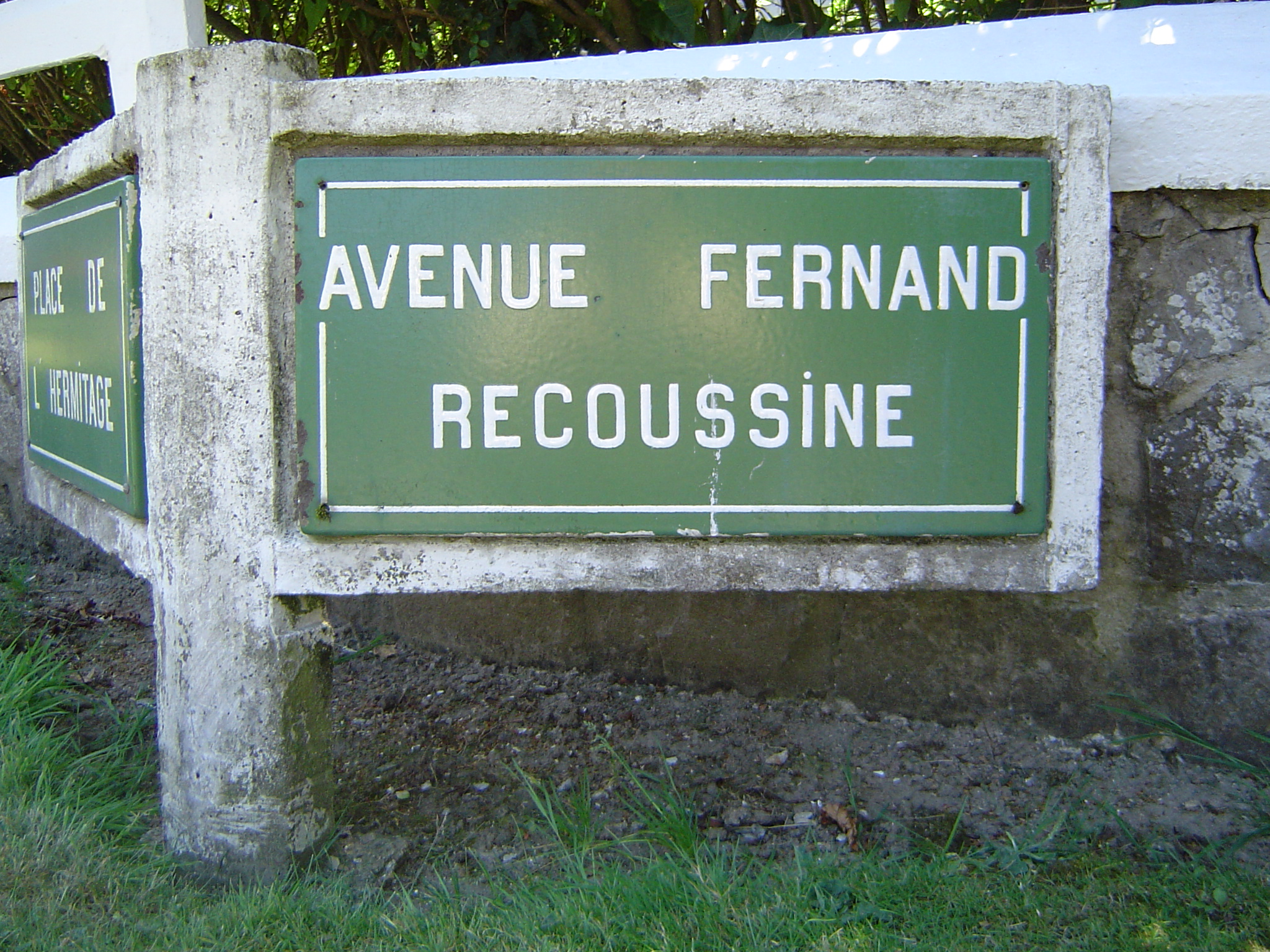

Cette avenue s'appelait anciennement avenue du Casino.
Fernand Recoussine fut le premier maire du Touquet, élu le 19 mai 1912, après avoir été maire de Cucq depuis 1908. Né à Paris le 30 octobre 1875, mort le 22 mai 1953, il était chevalier de la Légion d'honneur. Il était propriétaire de l'hôtel Hermitage qu'il dirigeait en même temps que l'hôtel Atlantic situé en bordure de mer.
Cette voie compte deux villas remarquables :
- la villa La Chaterie, construite en 1920 pour abriter les bureaux de la Société générale immobilière, sur les plans de l’architecte Arsène Bical. Cette villa est recensée à l'inventaire général du patrimoine culturel[35].
- la villa Les Sapinettes, construite vers 1925, sur les plans des architectes Jean Pers et Jean-Léon Ferlié. Cette villa est recensée à l'inventaire général du patrimoine culturel[36].

et d'autres villas intéressantes du point de vue architectural ou historique :
- la villa La Floride. Cette villa a appartenu à Jacques Meyer. Il y reçut plusieurs fois (en 1933, en 1936) son ami, le célèbre compositeur Maurice Ravel[b 7] ;
- la villa La Passerelle : cette villa était le domicile du docteur Jules Pouget, maire du Touquet. Originaire du sud, il s'installa au Touquet en 1911[b 8].

### Forbin (avenue)

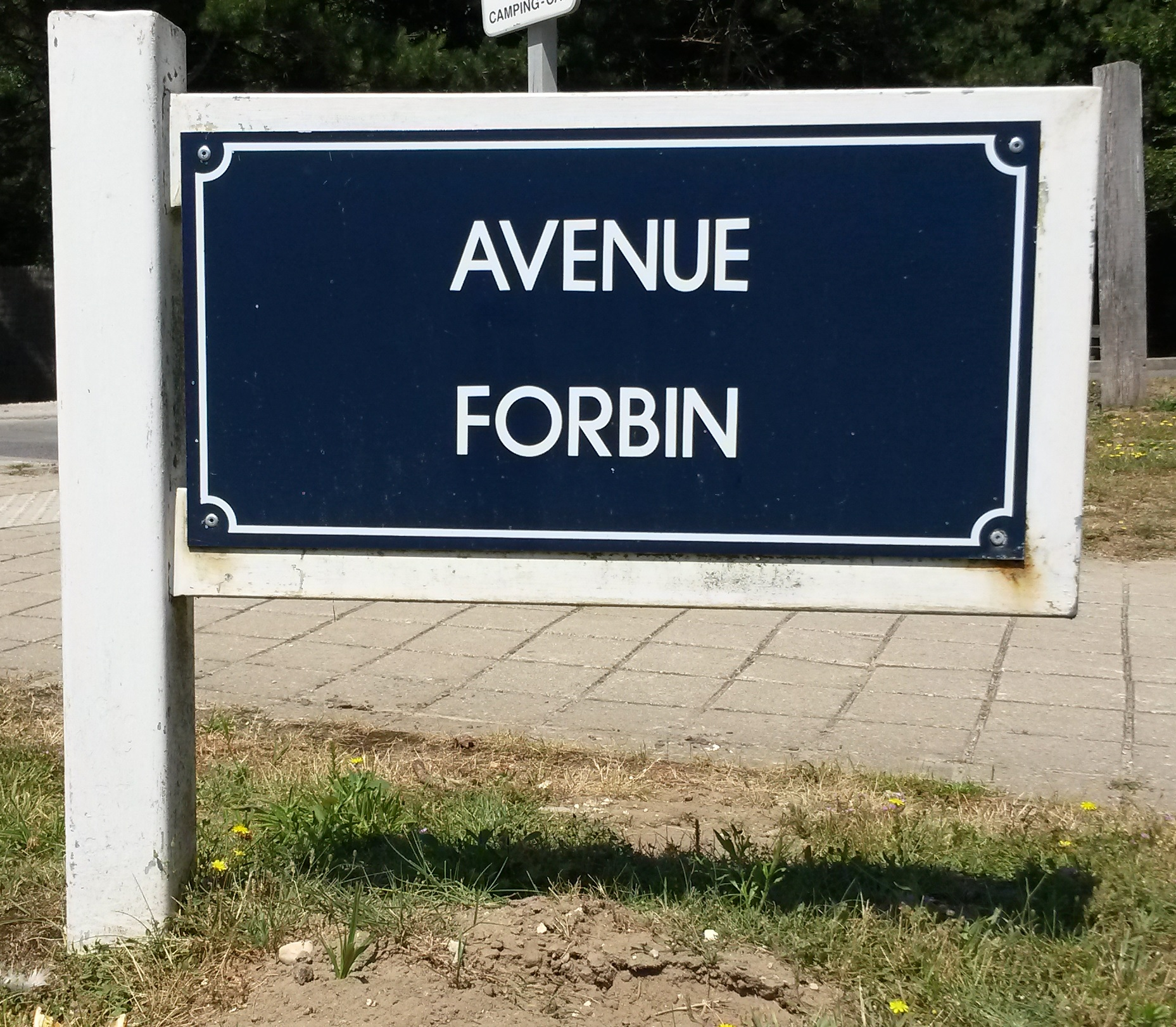

La municipalité rend hommage au marin Claude de Forbin (1656-1733).

### Forsythias (avenue des)

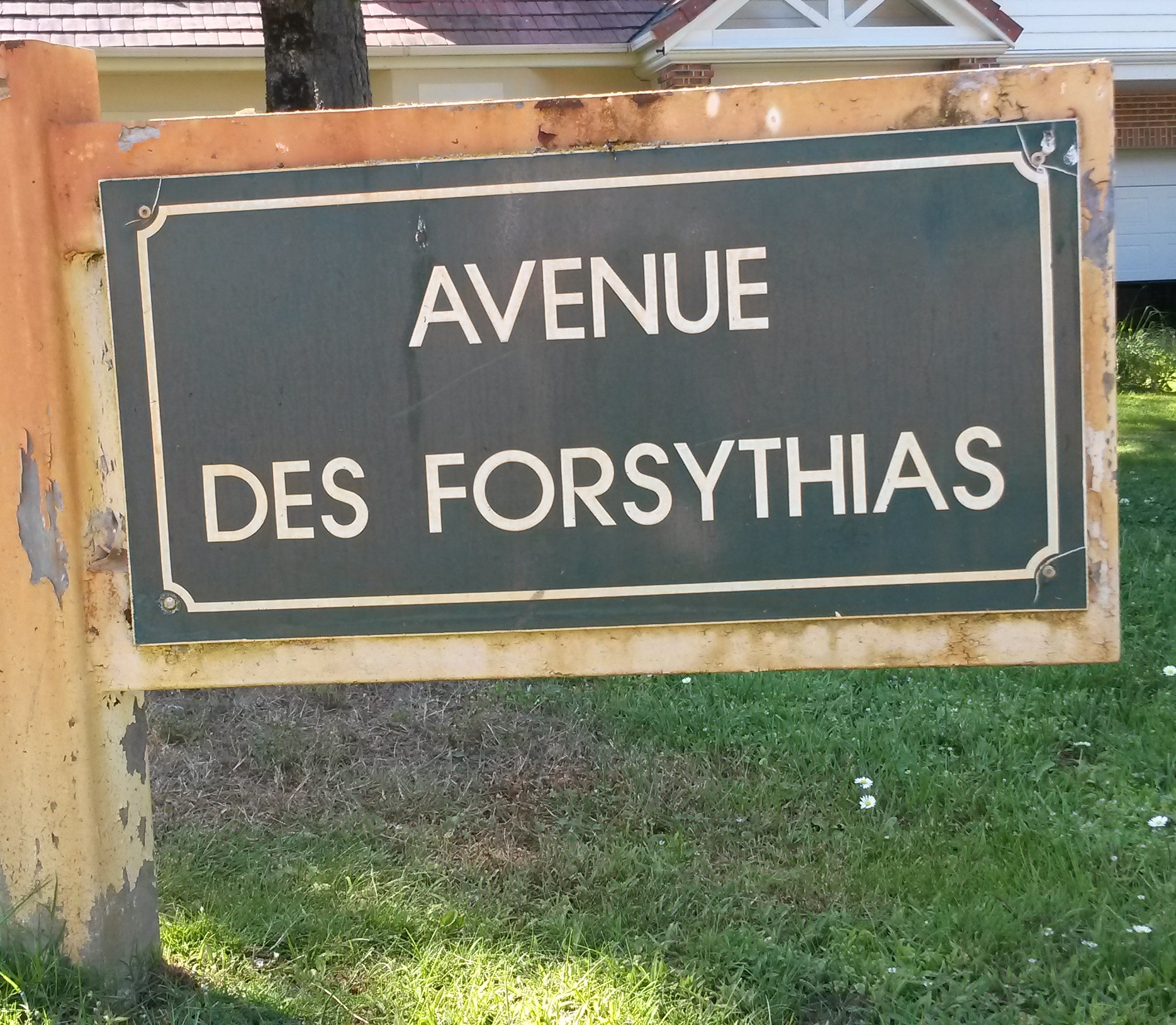

L'avenue des Forsythias est — avec l'allée des Cèdres-bleus, l'allée des Éléagnus, l'allée des Érables, l'allée des Saules et l'avenue des Saules — l'une des six voies du domaine Whitley ; ces voies ont été tracées en 1994-1995.

### François-Godin (avenue)

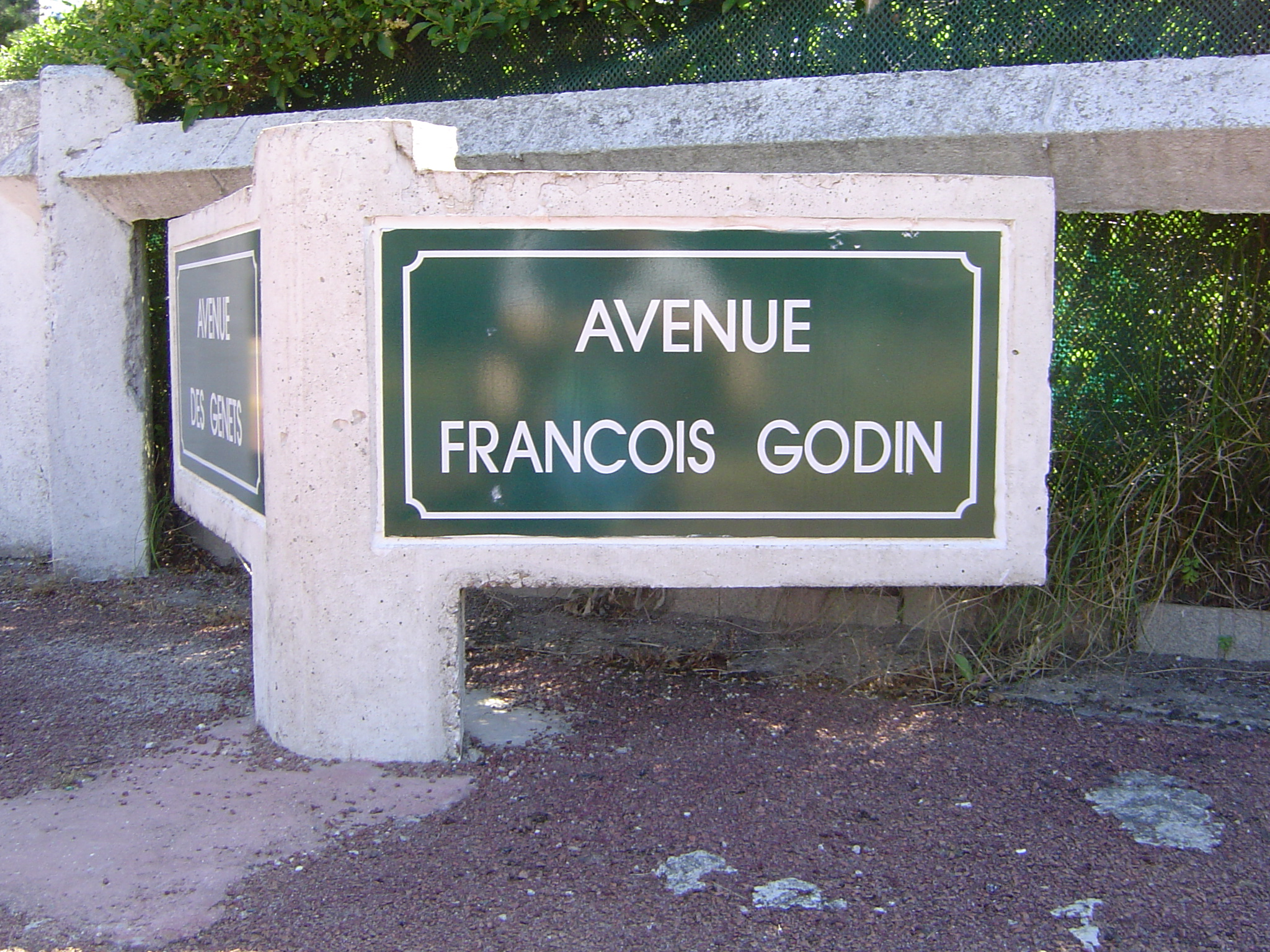

Anciennement chemin des Hautures, cette avenue a été tracée en 1912 et relie Le Touquet-Paris-Plage et la commune de Cucq.
François Godin fut maire de Cucq de 1892 à 1908, lorsqu'Alphonse Daloz créa la station du Touquet qui deviendra commune en 1912.
Les derniers blockhaus, vestiges de la guerre, de cette avenue ont été détruits en 1960.
Cette voie comprend une villa intéressante du point de vue historique : le pianiste de jazz Erroll Garner fut propriétaire de la villa Misty, du nom du morceau instrumental qu'il composa en 1954, à l'origine de la chanson Misty.

### Frênes (avenue des)

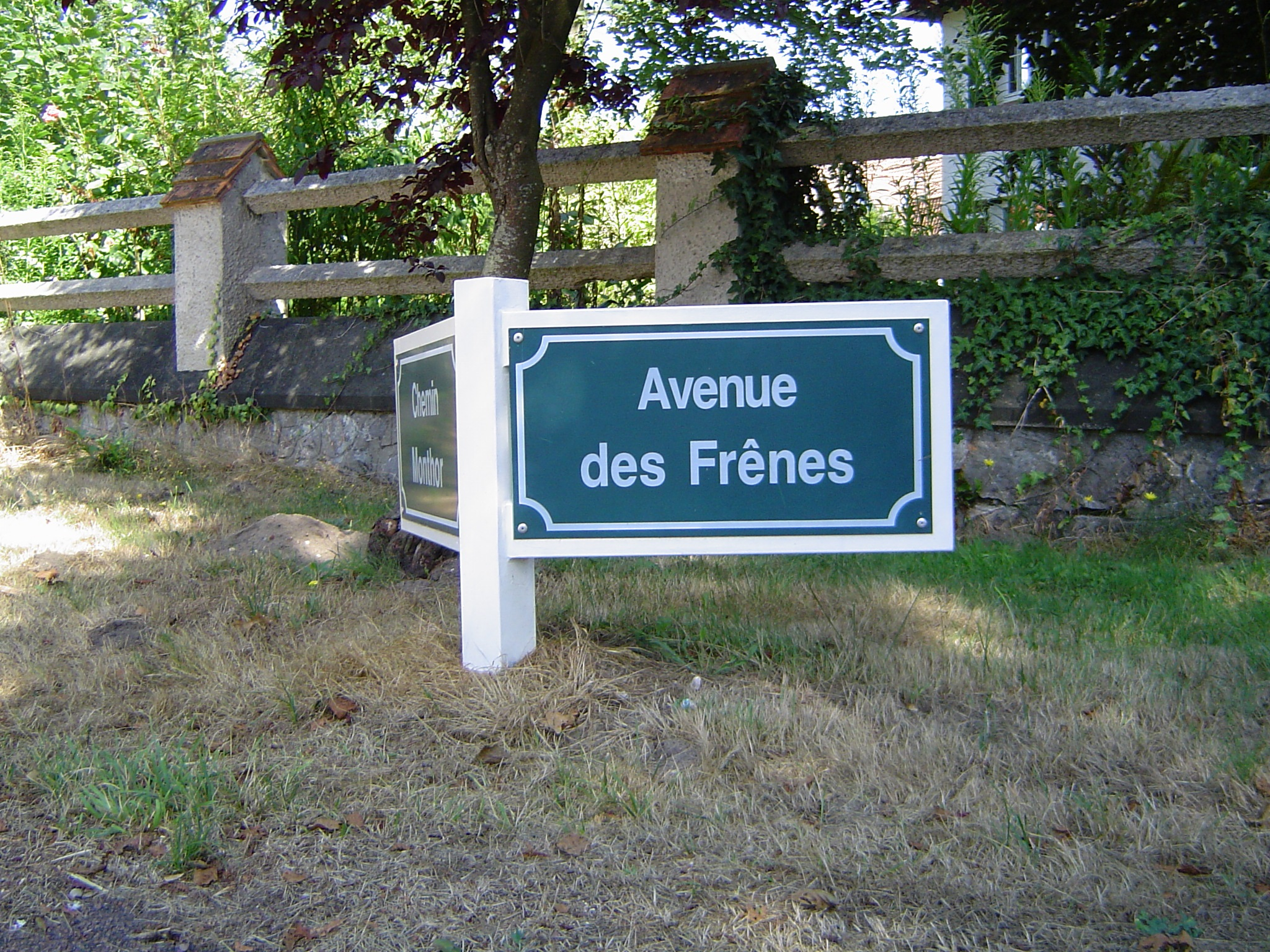

Après avoir fait planter des pins, Alphonse Daloz fait planter des frênes.

## G

### Garigliano (avenue du)

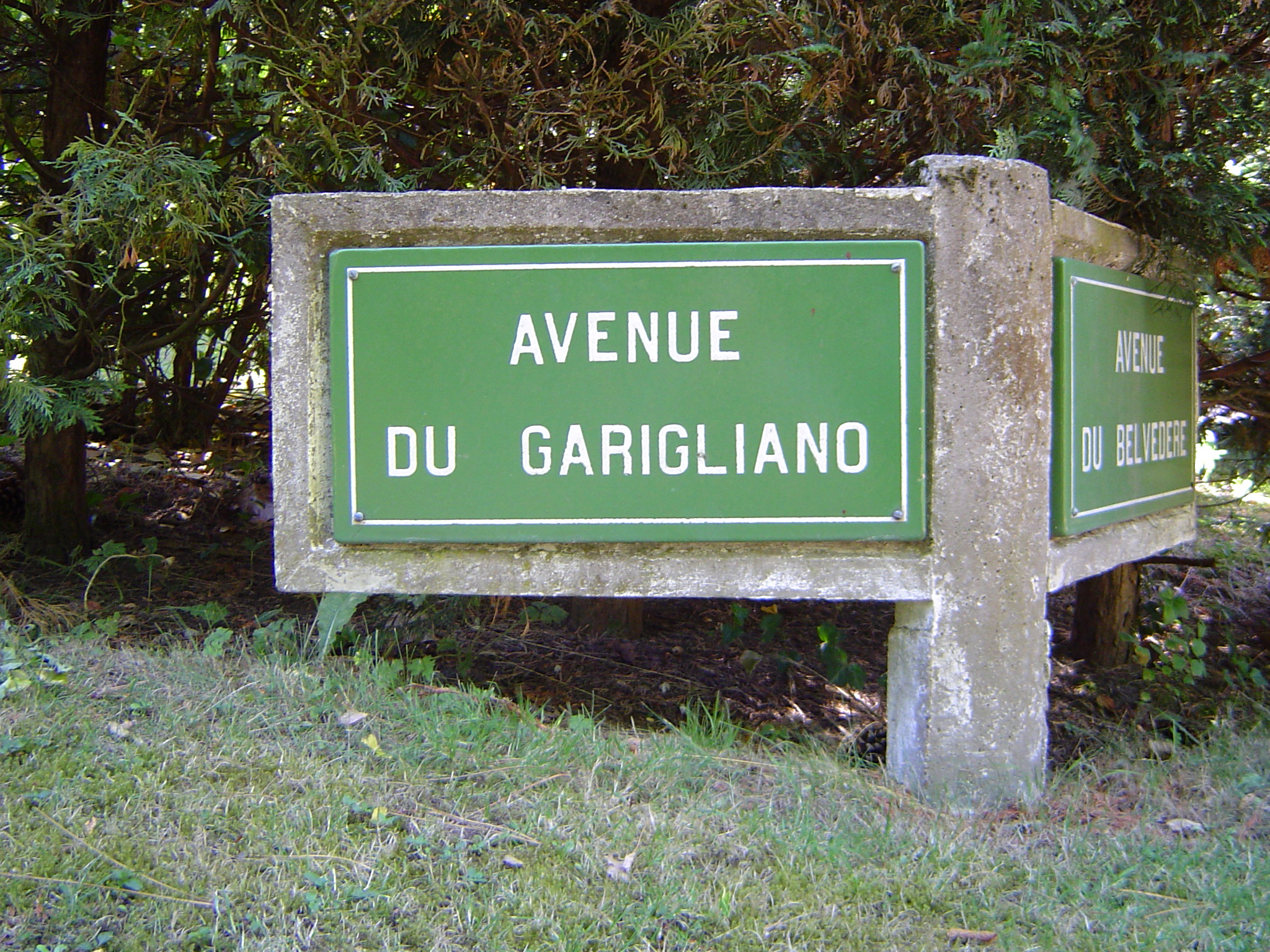

Cette avenue a été inaugurée en 1970 par la veuve du maréchal Juin,.
La municipalité rend hommage aux militaires français, héros des deux dernières guerres. Ici, en souvenir de la bataille du mont Cassin, près du fleuve Garigliano, où le maréchal Juin vainquit les forces italiennes en mai 1944.

### Général-de-Gaulle (avenue du)

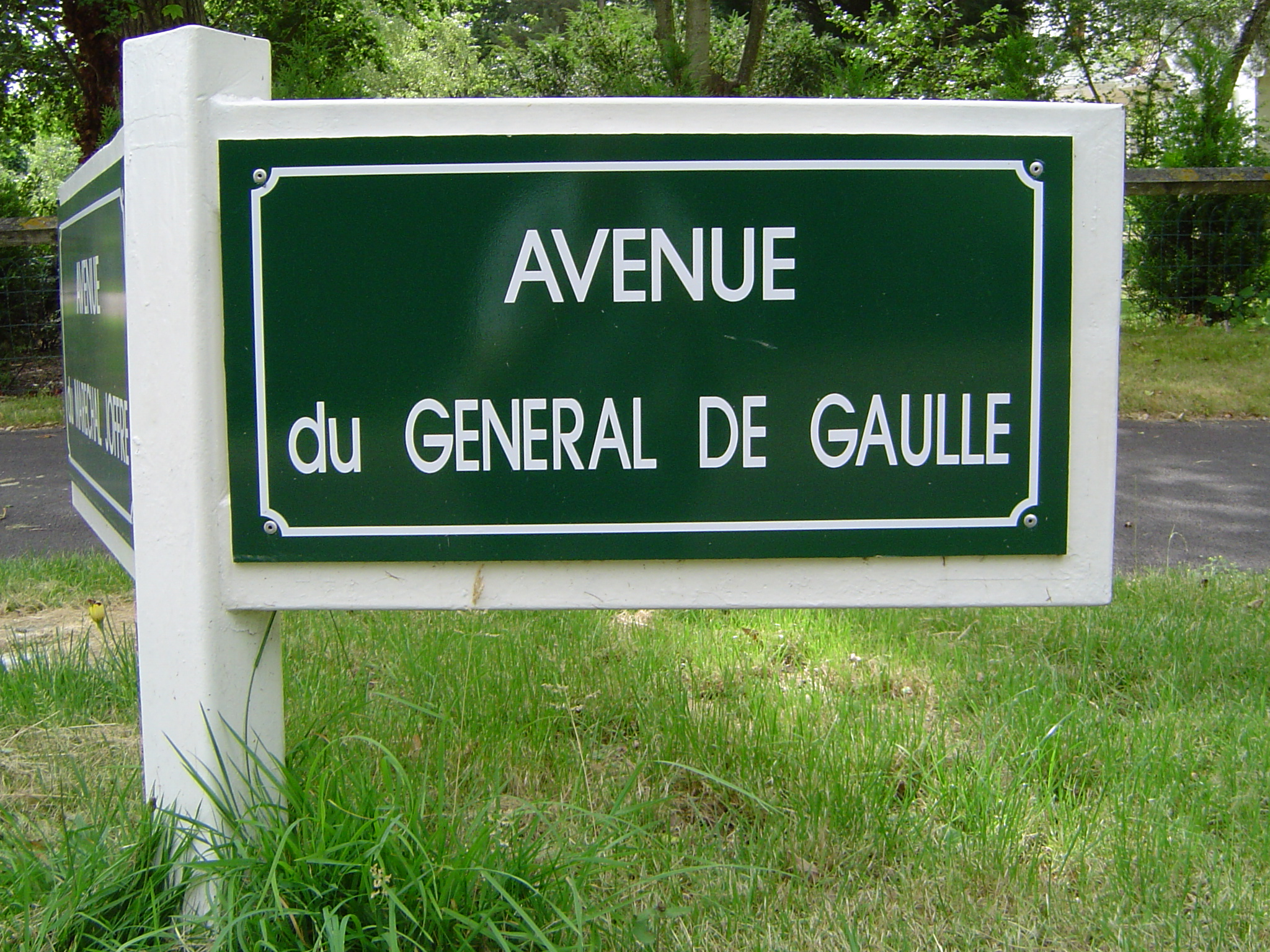

Cette avenue a été inaugurée en 1970.
À l'origine, cette avenue s'appelait « avenue des Anglais ». Elle se terminait en cul-de-sac dans l'avenue du Maréchal-Joffre. Puis elle s'est appelée « avenue du Touquet » au moment de la création de la voie en 1954. Cette dernière modification était due à la construction de la seconde piste lors de l'extension de l'aéroport.
La municipalité rend hommage aux militaires français, héros des deux dernières guerres. Ici, le général de Gaulle.
Cette voie comprend deux villas remarquables :
- la villa Sunny Corner, construite en 1927 sur les plans de l'architecte Léon Hoyez pour M. Oscar Roditi[37]. Cette villa est depuis 1976[e 8] propriété de la ville[b 9] à la suite de son don fait par sa dernière propriétaire[e 9]. Cette villa est recensée à l'inventaire général du patrimoine culturel[38] ;
- la villa Loin des flots puis Oxer depuis 1946, construite vers 1925 sur les plans de l'architecte Jean Boissel. Le nom « Oxer » est un obstacle sur un champ de courses, ce nom a été choisi par le propriétaire de la villa, grand amateur d'équitation. Cette villa est recensée à l'inventaire général du patrimoine culturel[39].

### Genêts (avenue des)

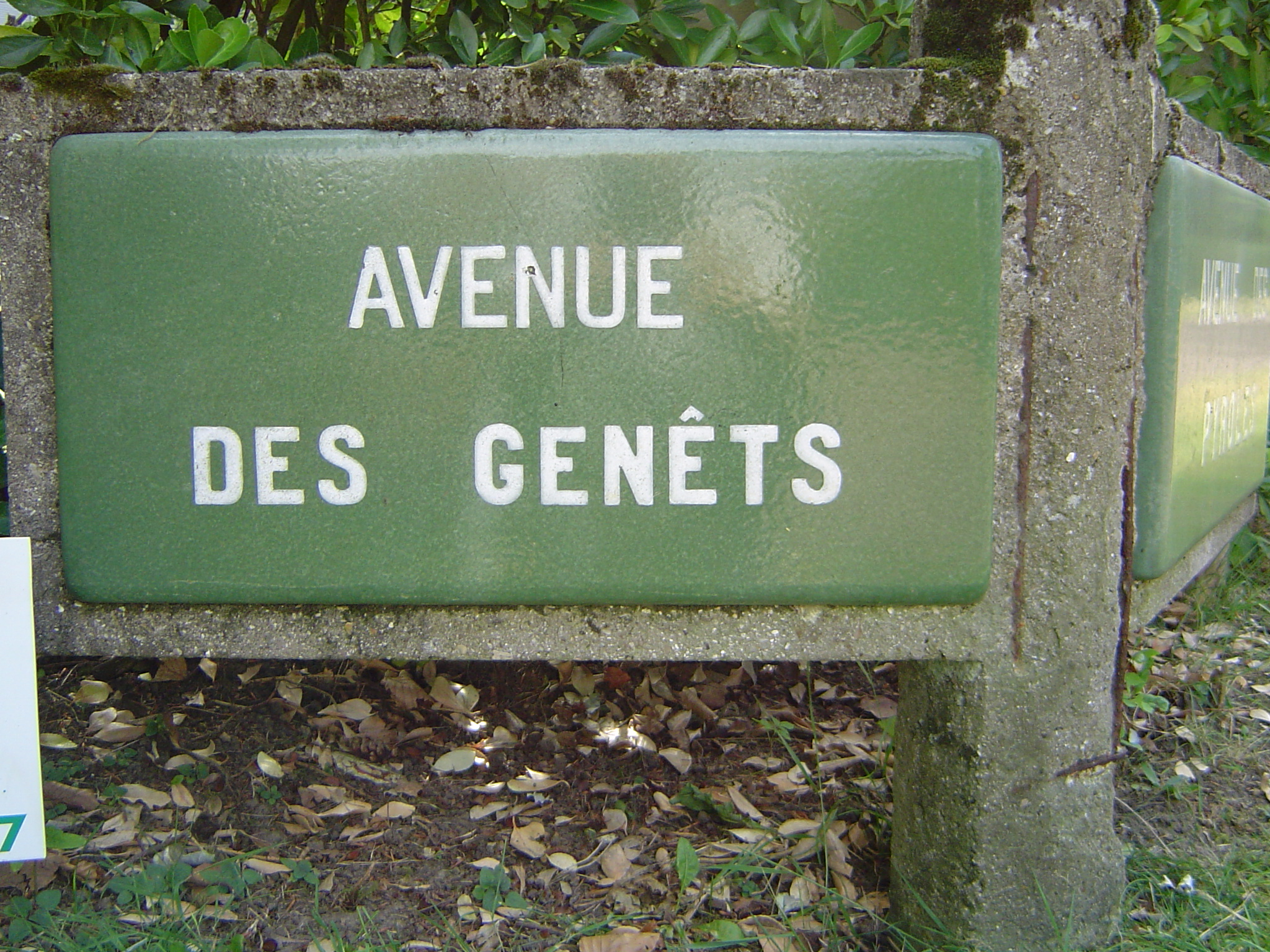

Les genêts sont des arbustes habitués des dunes touquettoises.

### Georges-Besse (allée, renommée avenue)

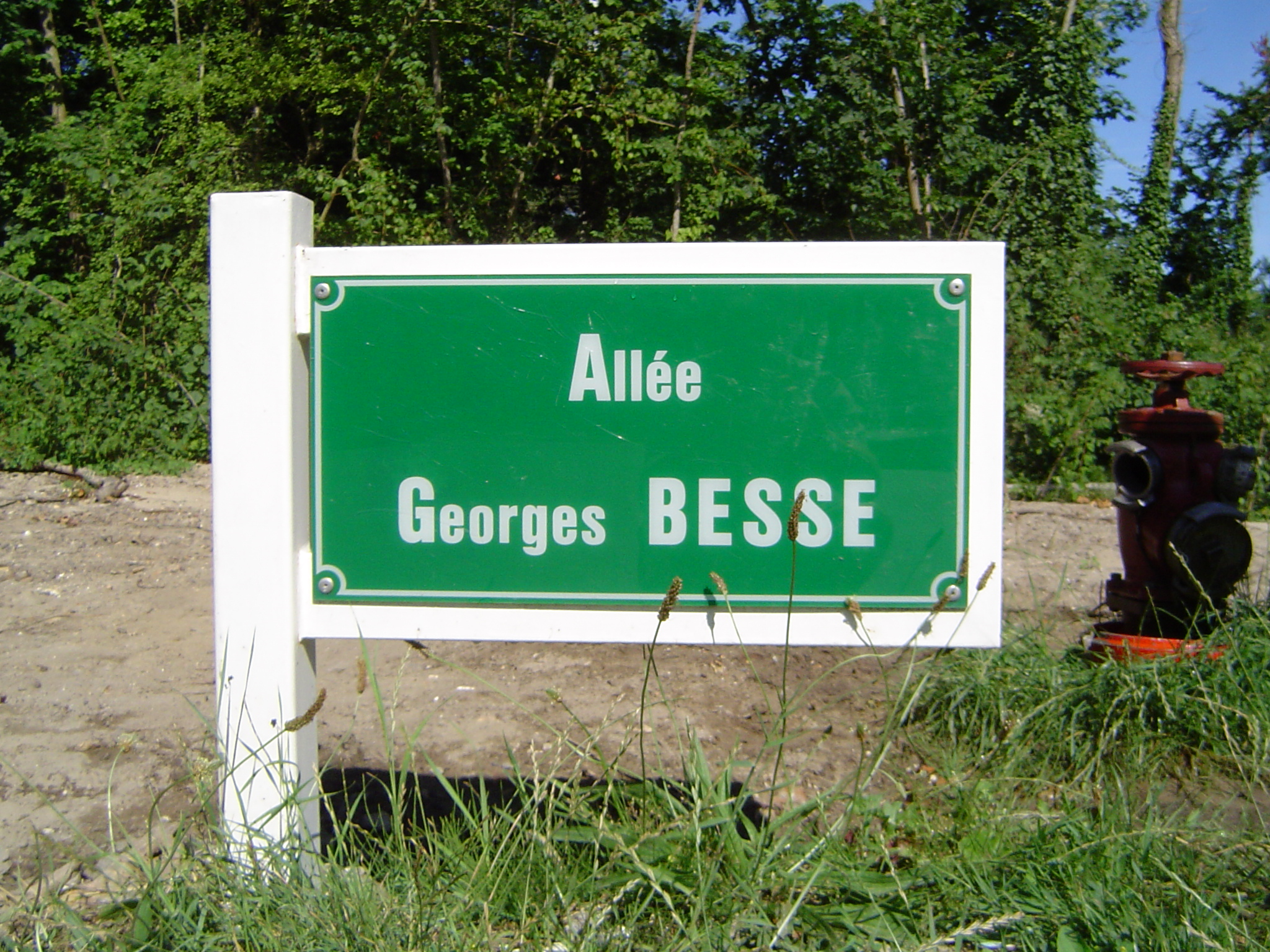

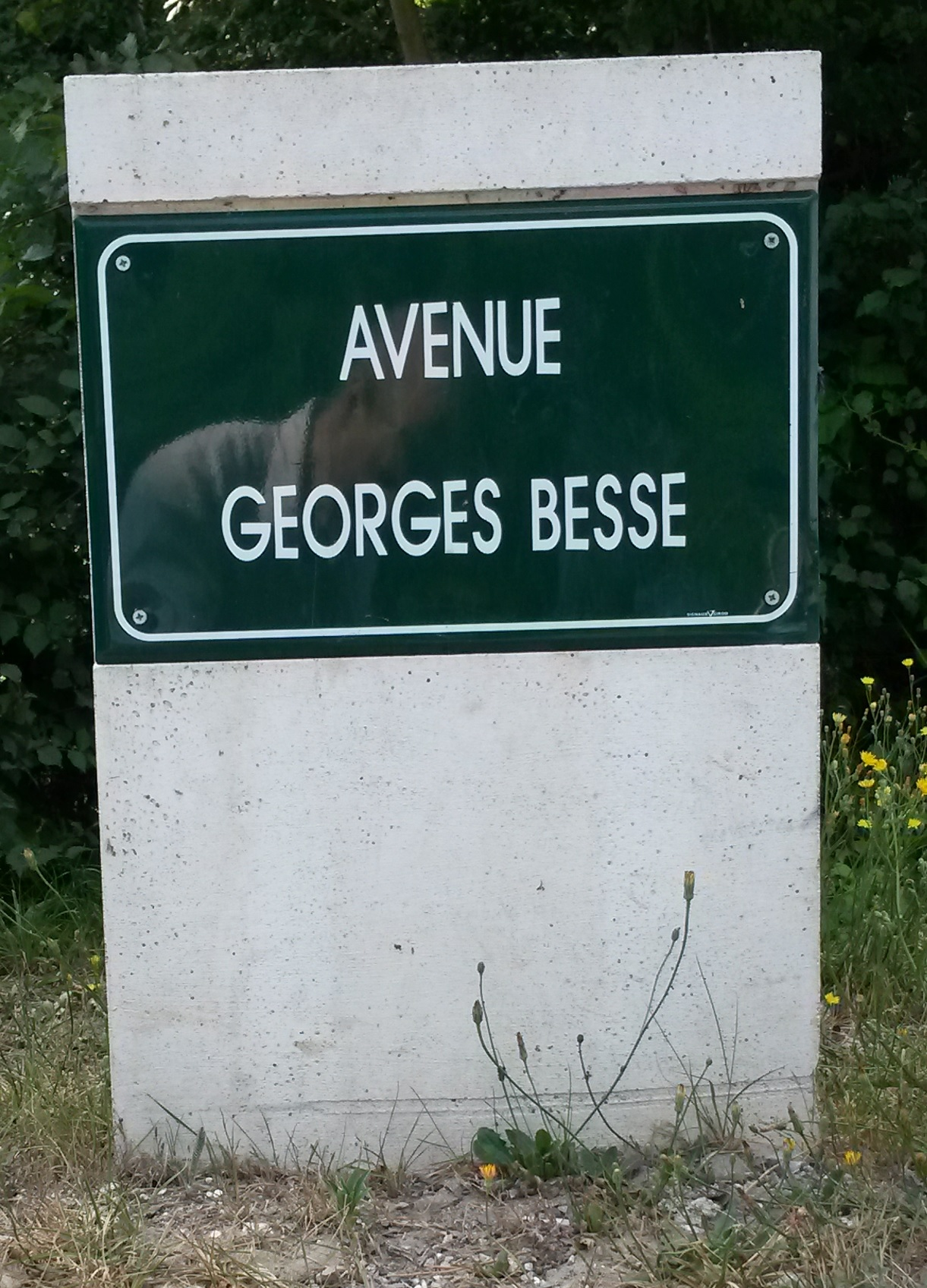

C'est en 1989 que la municipalité donne le nom d'« allée Georges-Besse » à cette voie (rebaptisée depuis « avenue Georges-Besse ») pour rendre hommage à Georges Besse, directeur de la Régie Renault, assassiné le 17 novembre 1986 par le groupe terroriste Action directe.

### Georges-Brassens (allée)

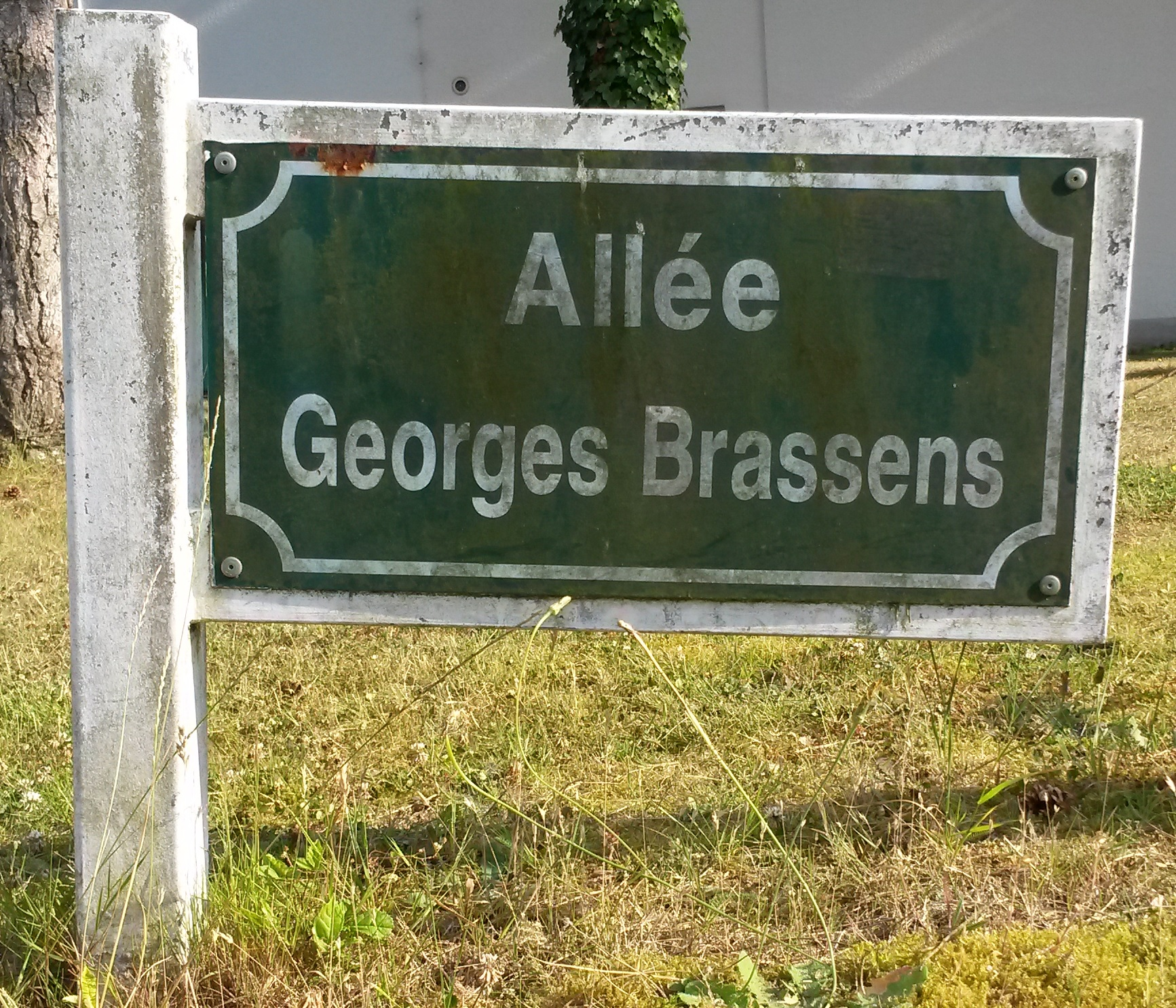

Hommage à l'auteur-compositeur-interprète Georges Brassens.

### Golf (avenue du)

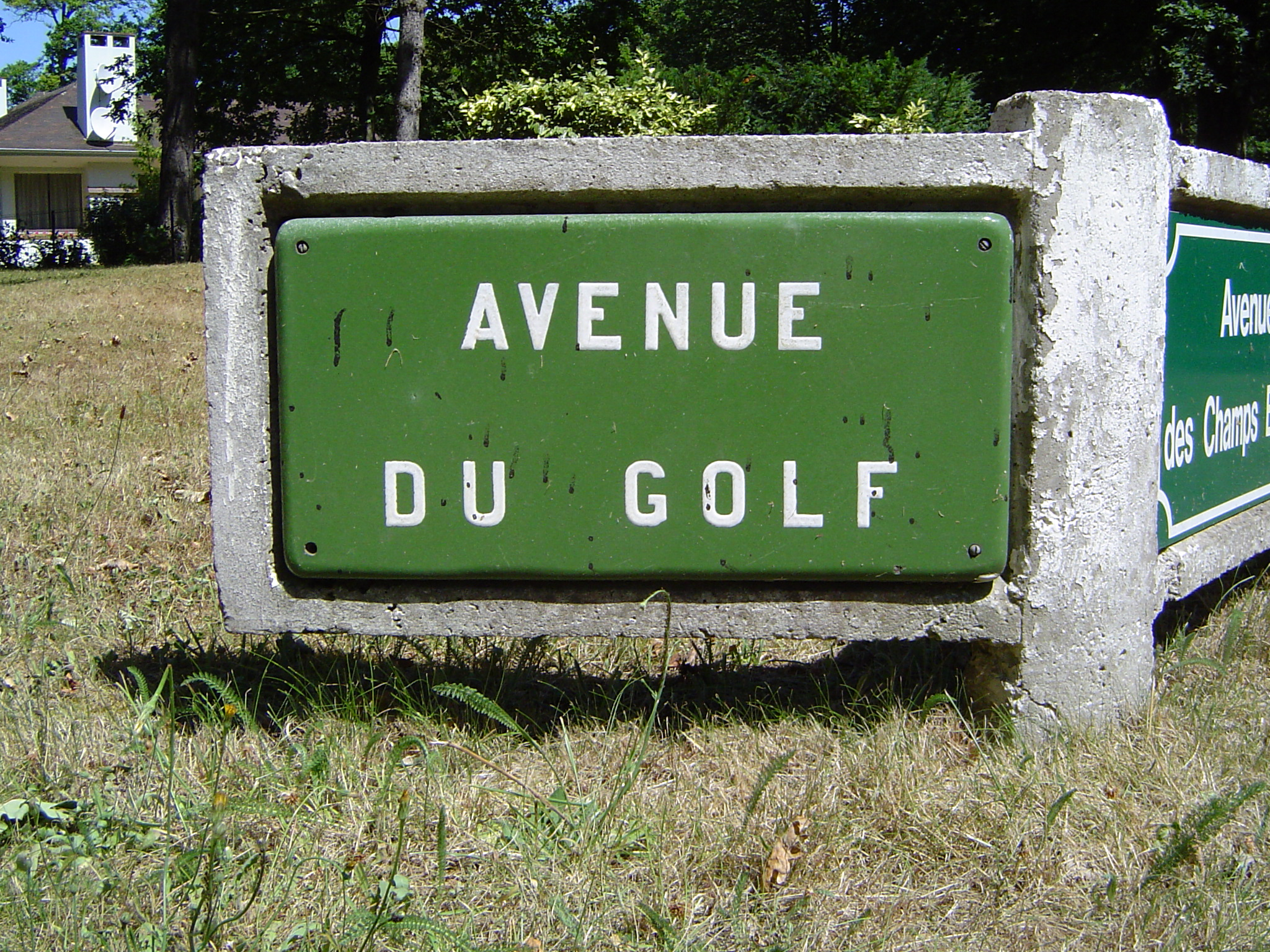

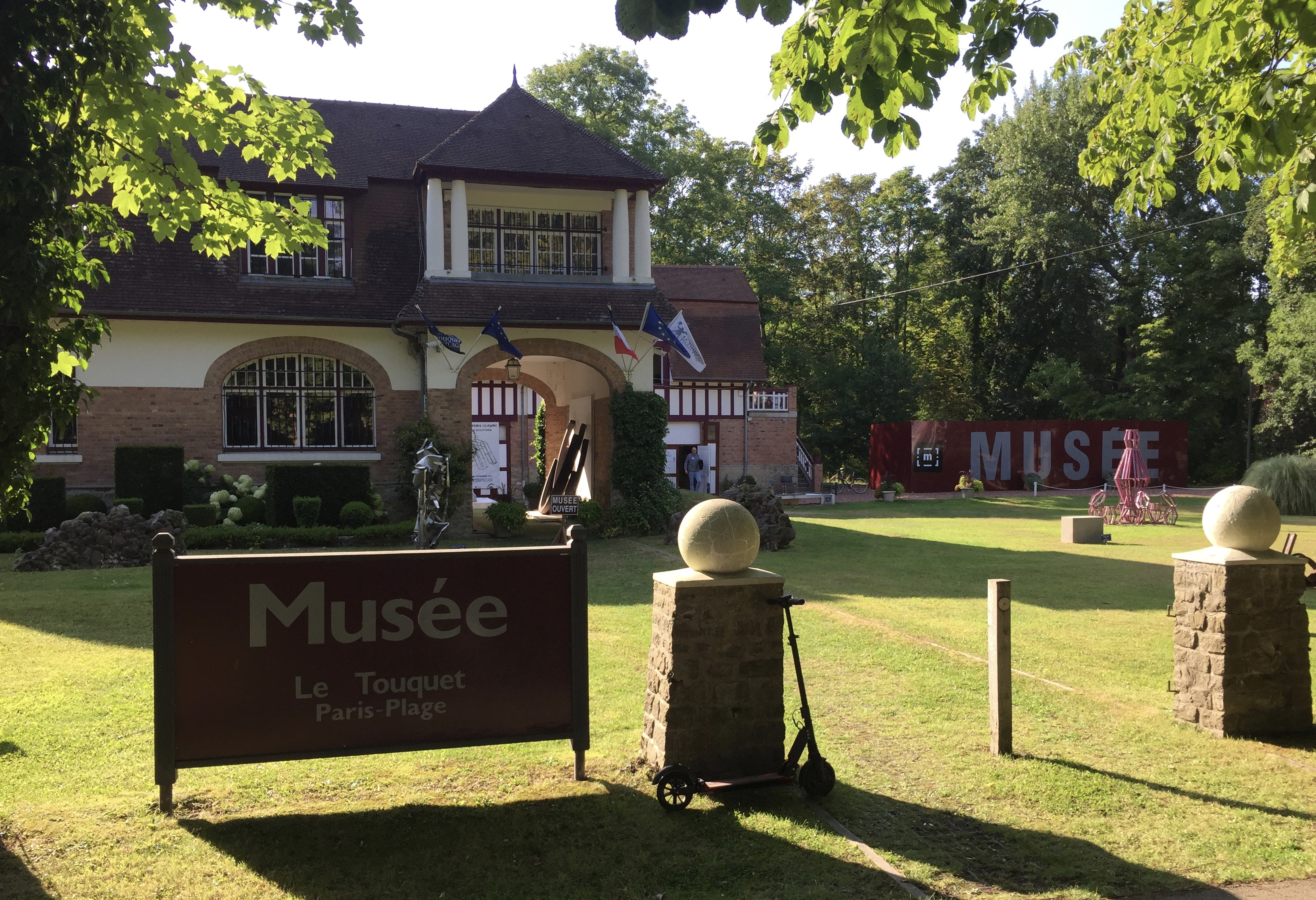
Le musée du Touquet-Paris-Plage en 2019.

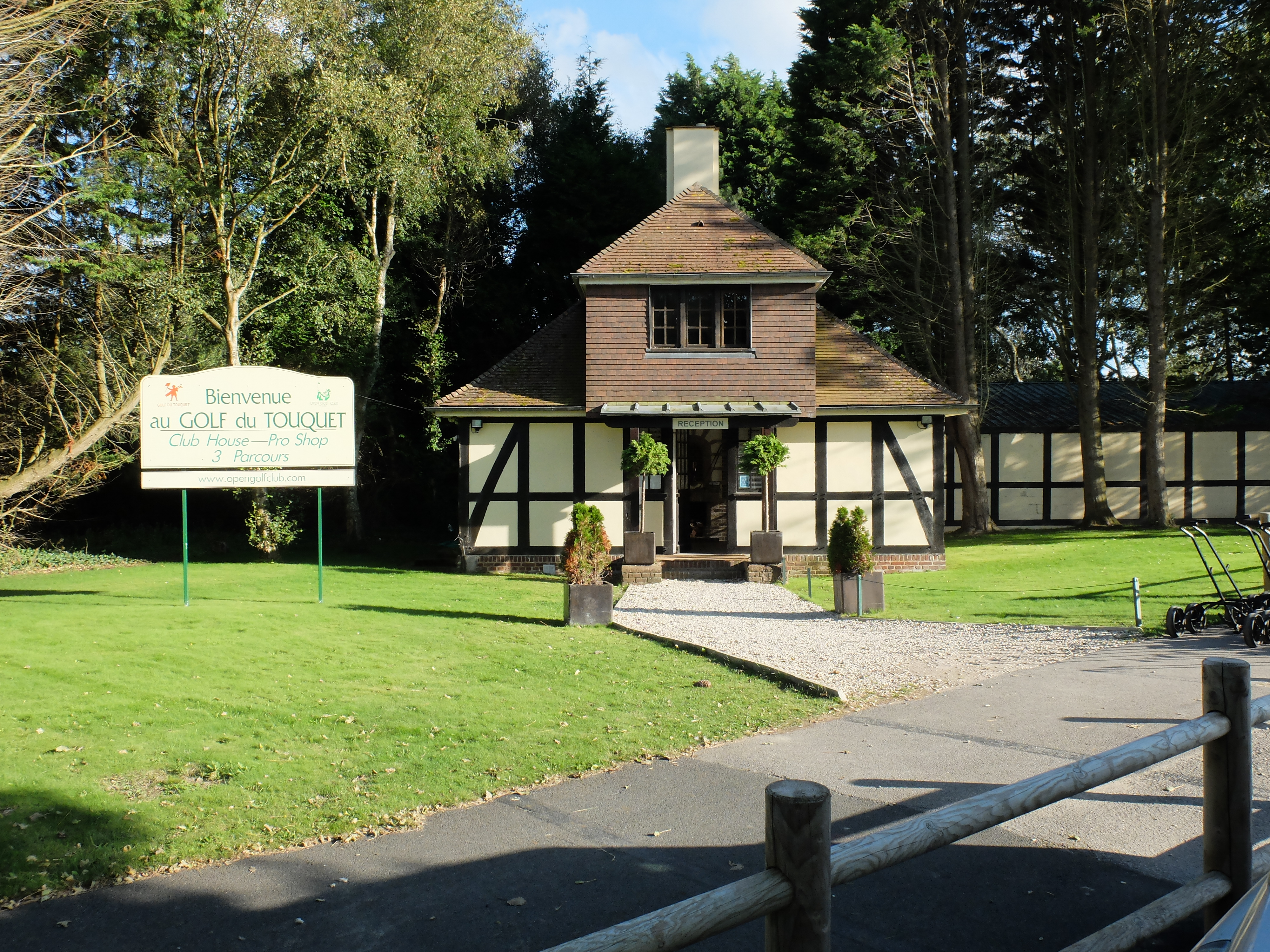
L'ancienne réception du golf en 2014.

Cette avenue conduit au golf du Touquet-Paris-Plage.
Cette voie comprend une villa remarquable :
- No 1257 : la villa La Prairie, construite en 1928 sur les plans de l’architecte Louis Quételart. Cette villa a été réquisitionnée par la Luftwaffe jusqu'en mai 1942[b 3]. Elle est recensée à l'inventaire général du patrimoine culturel[40]

et une autre villa intéressante :
- No 276 : la villa Way Side, construite en 1930 sur les plans de l'architecte Henri-Léon Bloch, puis transformée en maison de retraite pour médecins, est depuis 1991 le siège du musée du Touquet-Paris-Plage - Édouard Champion. Il est baptisé « Musée Édouard Champion » en hommage à son fondateur et premier conservateur, l'éditeur Édouard Champion dont le legs fait de ses collections en 1932 avait en cette même année abouti à l'inauguration du premier musée, alors installé à l'hôtel de ville.

L'installation sportive dont l'avenue tient son nom est située au
- No 2071 : le golf du Touquet-Paris-Plage (1904) inaugure en 2016 son nouveau « club house de la Forêt » (Pierre Louis Carlier, architecte ; maîtrise d'ouvrage Touquet Syndicate Limited[41]) au design contemporain sobre (Stephanie Cayet, architecture d'intérieur pour l'Open Golf Club[42]). L'ancienne réception du golf qui a été préservée en est mitoyenne.

Près du golf se trouve également la remarquable villa Low Wood construite vers 1931 sur les plans de l'architecte Pierre Drobecq, ultérieurement renommée Low Wood « manor »  (voir avenue Allen-Stoneham).

### Grande-Rue
Cette voie a été renommée rue Jean Monnet en 19xx.

## H

### Hélène-Boucher (allée)

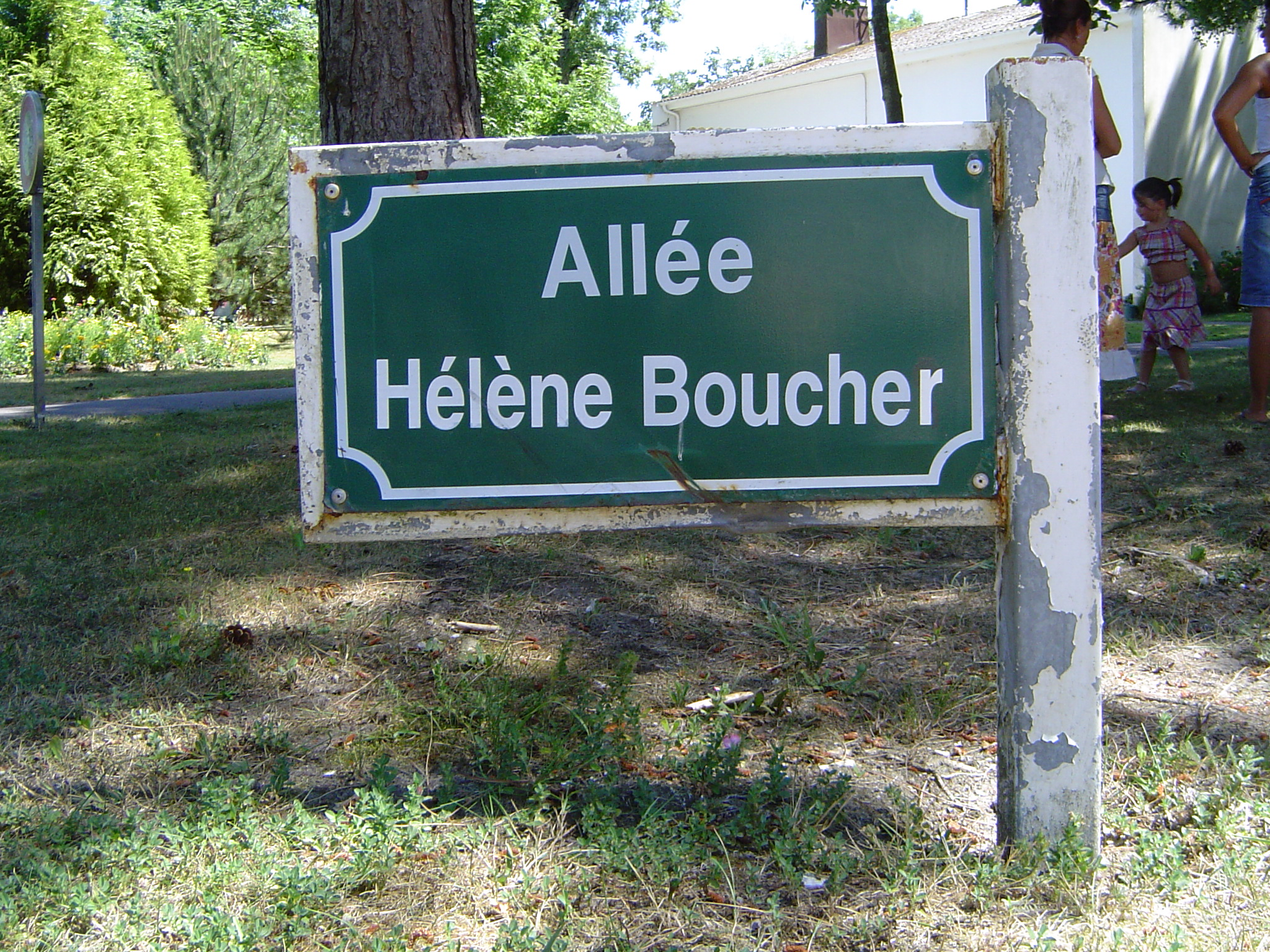

Hommage à l'aviatrice Hélène Boucher.

### Henri-Demoury (rond-point)

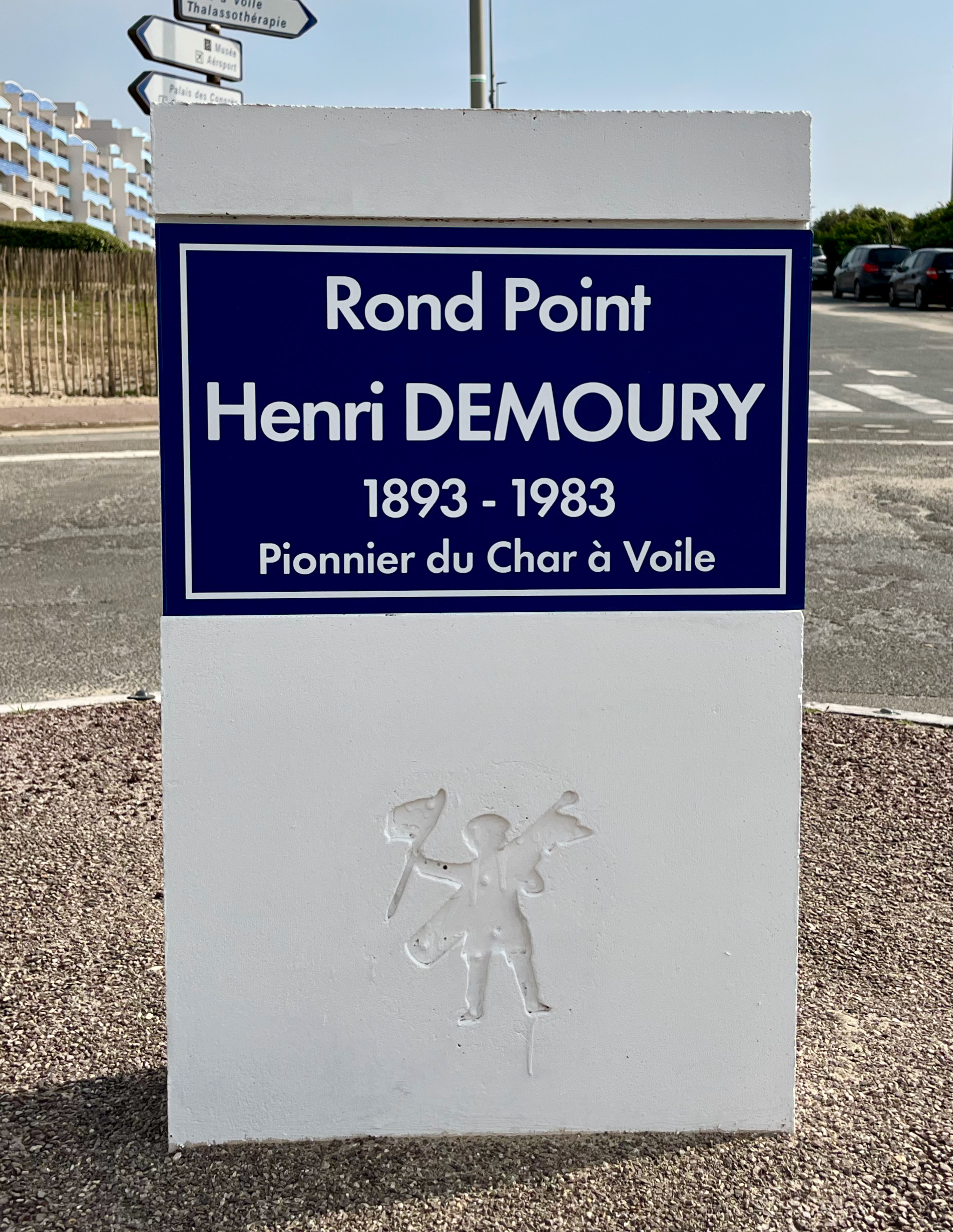
Le Touquet-Paris-Plage - Rond-point Henri Demoury.

En hommage à Henri Demoury (1893-1983), pionnier du char à voile, qui a participé au développement de ce sport dans la station et à la création du Blériot-club.
Ce rond-point est situé sur le boulevard du docteur-Jules-Pouget, au niveau de la base sud. Il est inauguré le 21 avril 2023.

### Hermitage (place de l')

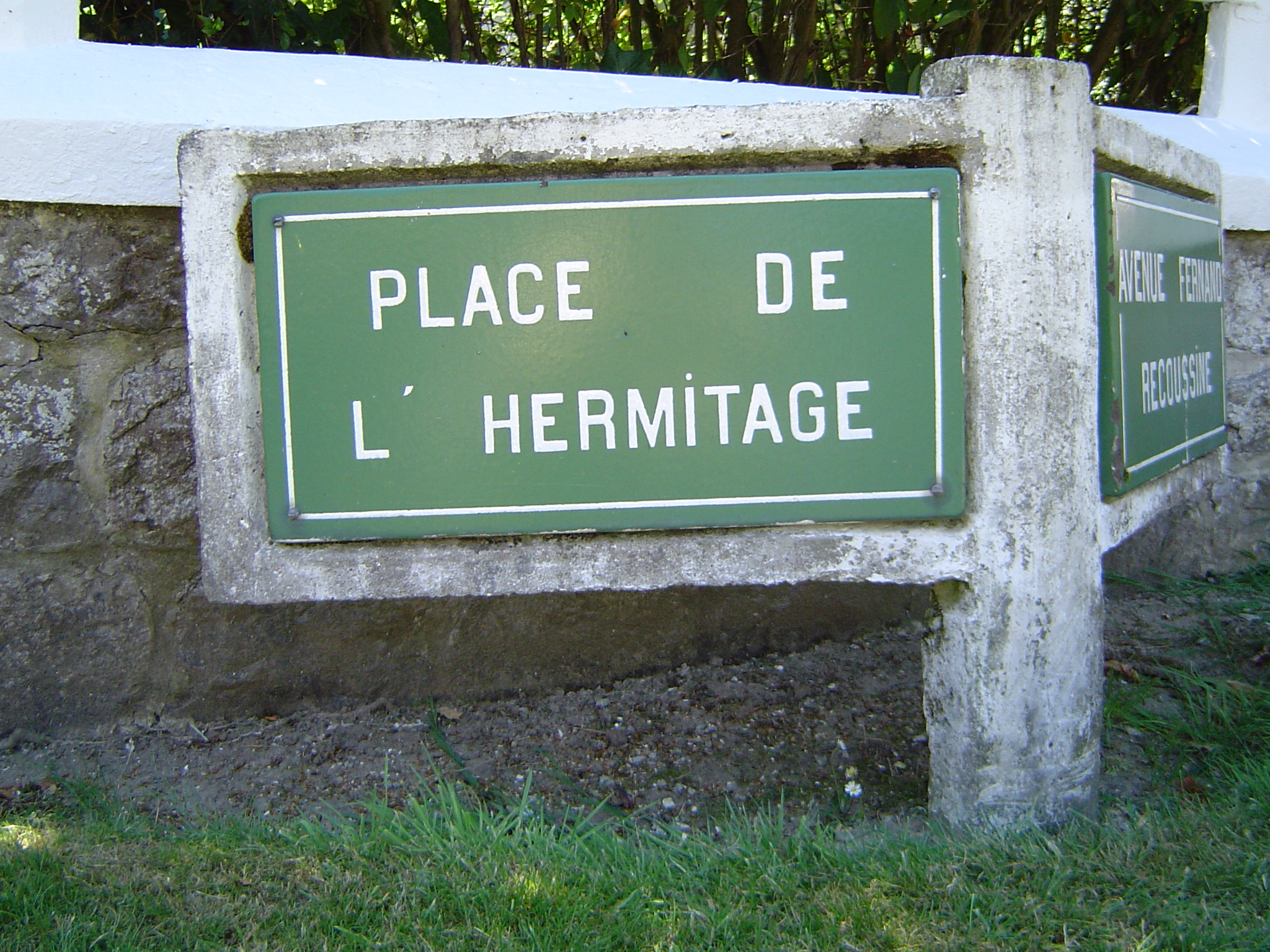

Cette place doit son nom à l'hôtel Hermitage qui en occupe l'un des côtés. Le nom d'Hermitage lui avait été donné par son gérant Fernand Recoussine, en souvenir de l'Hôtel Hermitage Monte-Carlo qu'il avait précédemment dirigé à Monte-Carlo.
Cette voie comprend un bâtiment remarquable :  le Casino de la forêt ou « Palais de l'Europe », construit en 1913, sur les plans des architectes Auguste Bluysen et Raoul Jourde en lieu et place du « château » qu'Alphonse Daloz s'était fait construire en 1864. La décoration du hall est l'œuvre de Jan Lavezzari et de Francis Tattegrain. Son activité s'est arrêtée avec la Première Guerre mondiale, où il servit d'hôpital militaire anglais. Après l'armistice de 1918, le bâtiment est agrandi. Le casino connaît son heure de gloire durant les années folles. C'est alors l'une des plus importantes salles de jeux d'Europe, fréquentée par les célébrités du théâtre et du cinéma, de la haute société parisienne ainsi que de l'aristocratie anglaise : le Prince de Galles, futur Édouard VIII est souvent vu assis autour d'une table de baccara ; de même, chaque jour dans la salle de danse, un excellent orchestre se fait entendre. Détruit en majeure partie lors de la Seconde Guerre mondiale, il fut reconstruit dans la forme que l'on voit au XXIe siècle : centre international de congrès, il continue à accueillir un casino, le « Casino du Palais ». Ce bâtiment est recensé à l'inventaire général du patrimoine culturel.

### Hêtres (avenue des)

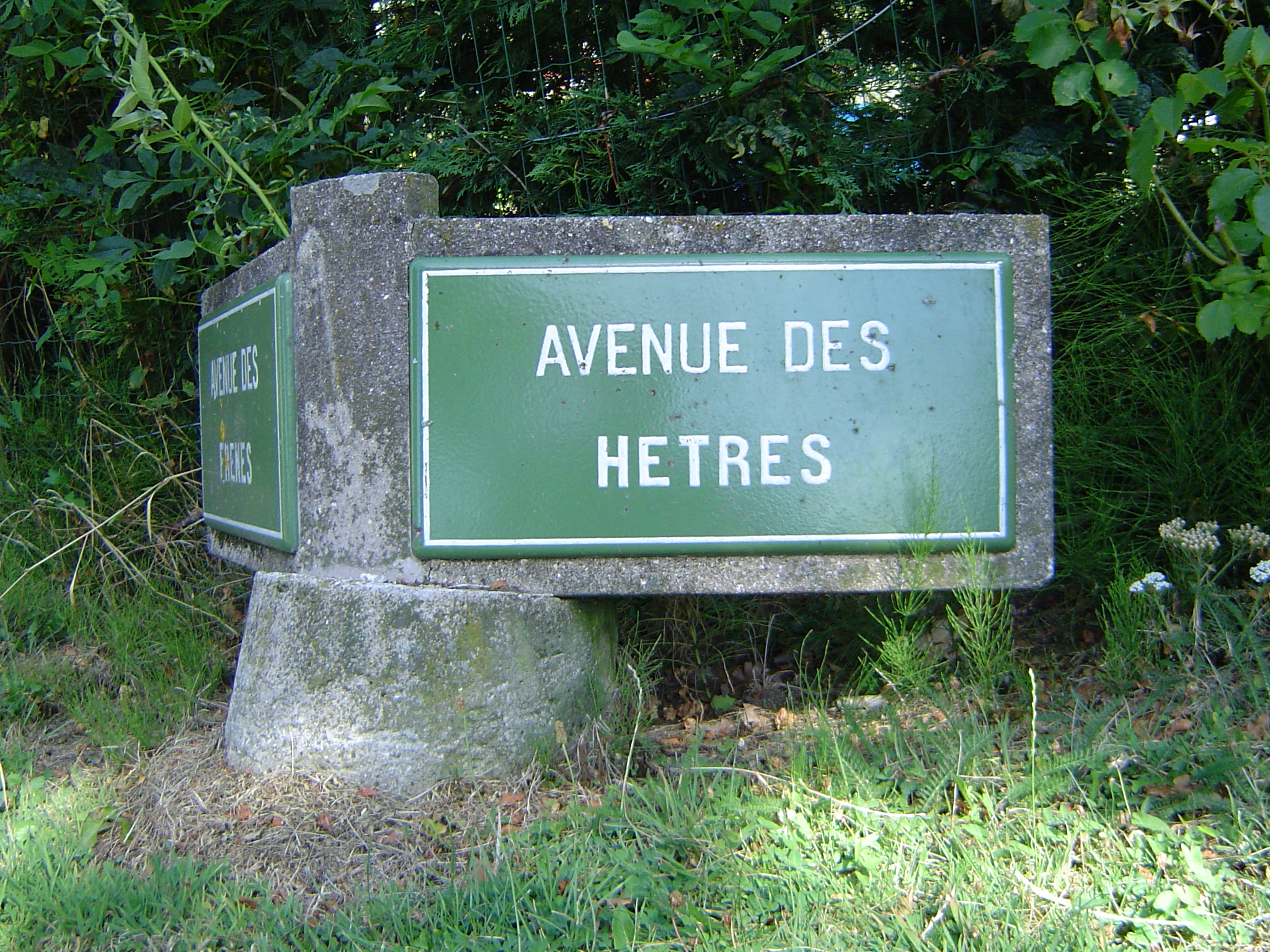

Après avoir fait planter des pins, Alphonse Daloz fait planter des hêtres.

### Hippodrome (avenue de l')

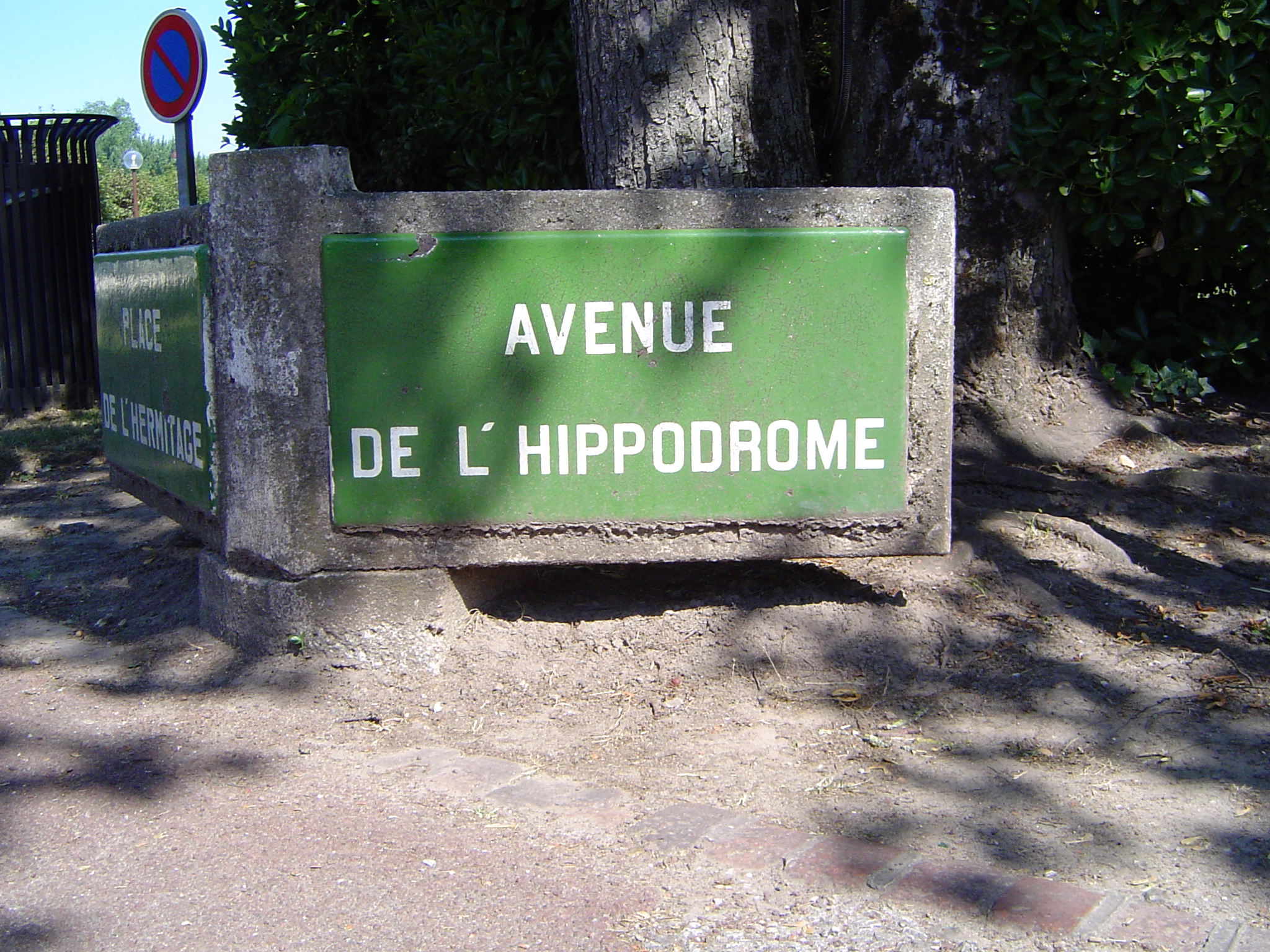

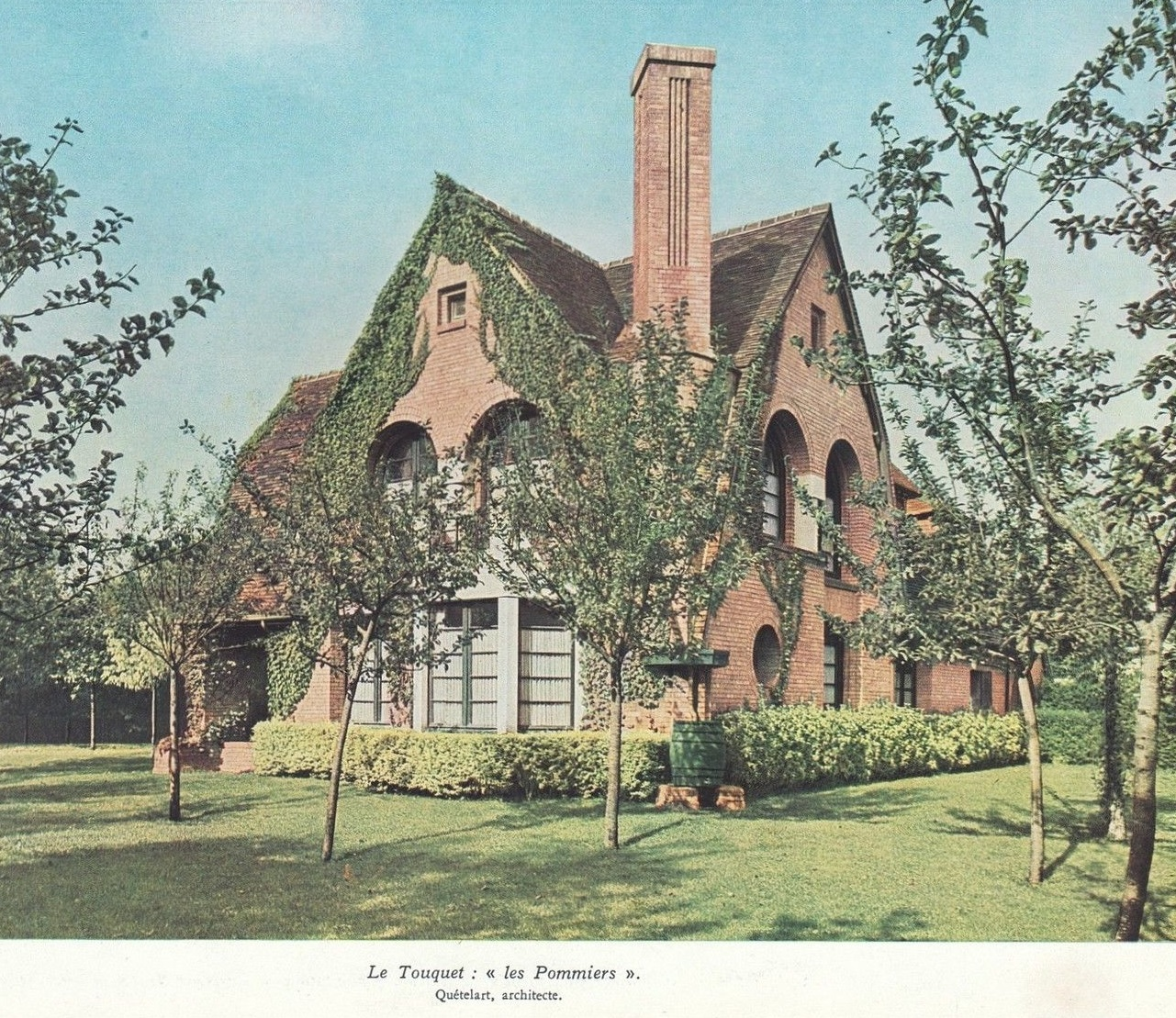
Villa Les Pommiers.

Cette avenue, qui portait à l'origine le nom d'avenue de la Canche, conduit à l'hippodrome de la Canche.
Cette voie comprend une villa remarquable :  la villa Mad Cap, construite en 1906. C'est dans cette villa que résidait la duchesse de Westminster, pendant la Première Guerre mondiale. Elle dirigeait l'hôpital qui avait été aménagé pour l'armée britannique dans le casino de la Forêt,. À côté de la villa se trouvaient vers 1910 l'usine électrique.
La villa Les Pommiers, construite en 1929, a été construite sur les plans de l'architecte Louis Quételart par l'entreprise P. Bataille et Fils.

## I
Sans objet.

## J

### Jacques-Lefèvre-d'Étaples (place)

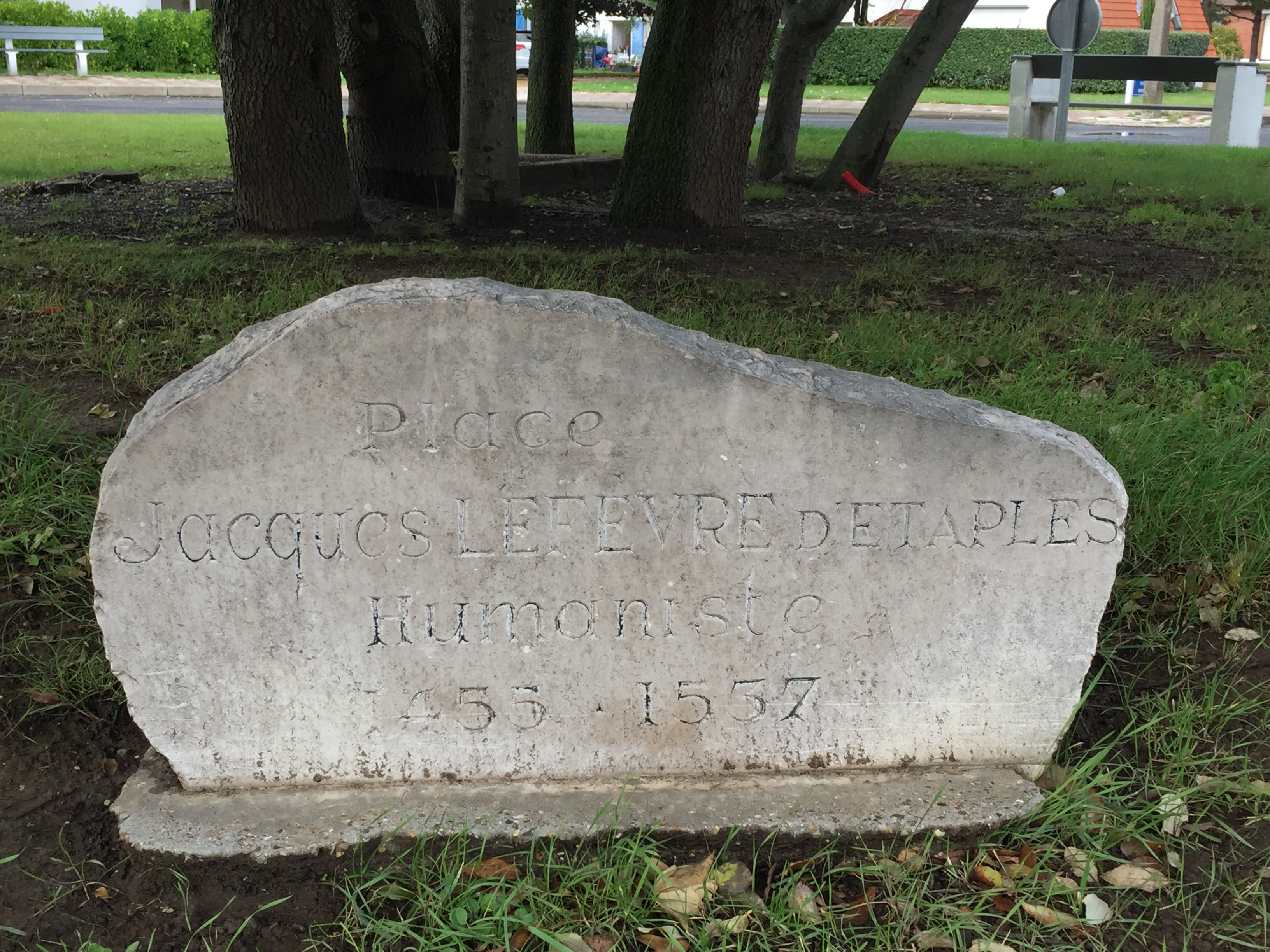

La municipalité rend hommage au théologien et humaniste Jacques Lefèvre d'Étaples (1450-1536).

### Jacques-Prévert (allée, avenue)

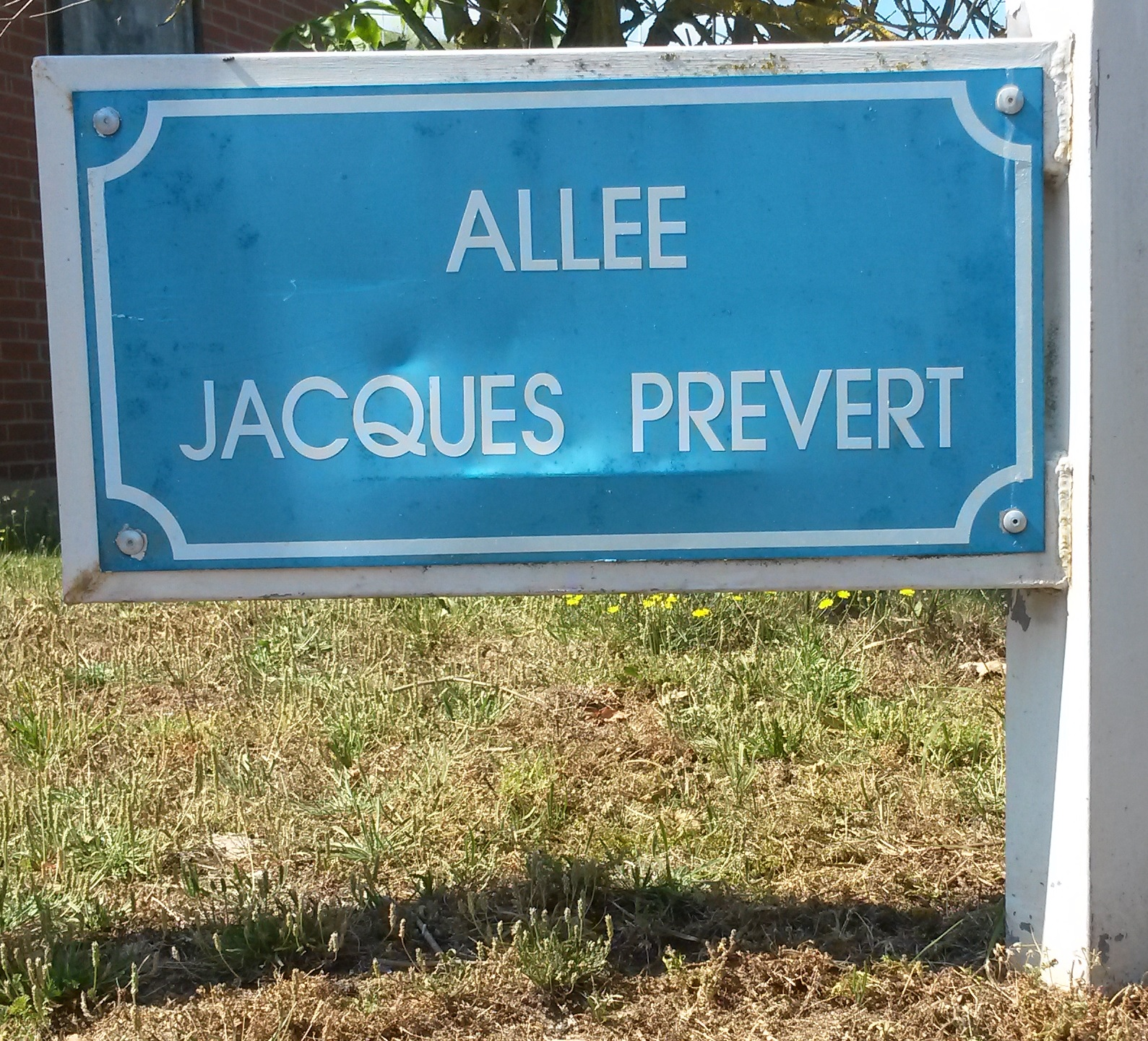

La municipalité rend hommage au poète et scénariste Jacques Prévert.

### Jean-Bart (avenue)

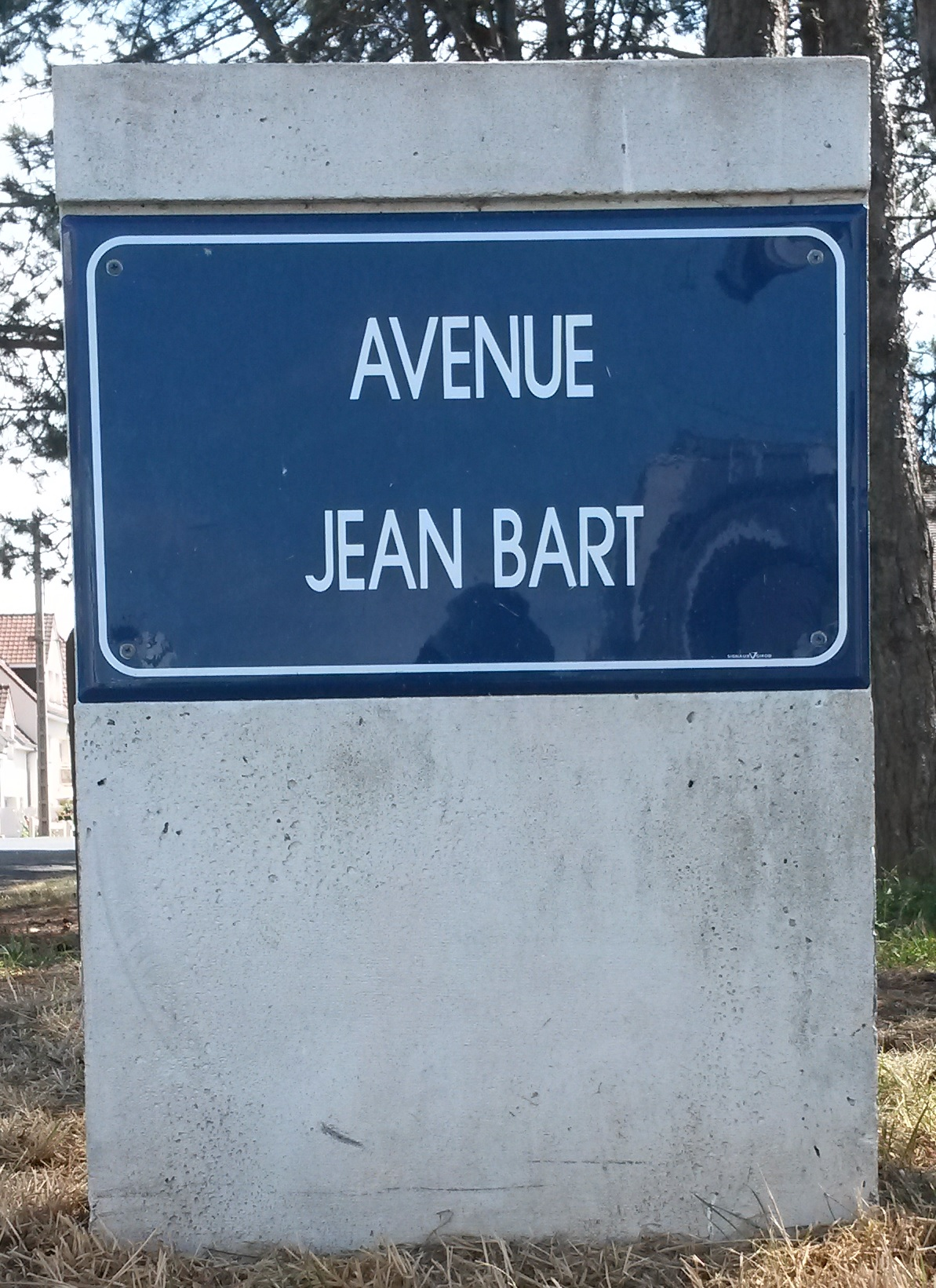

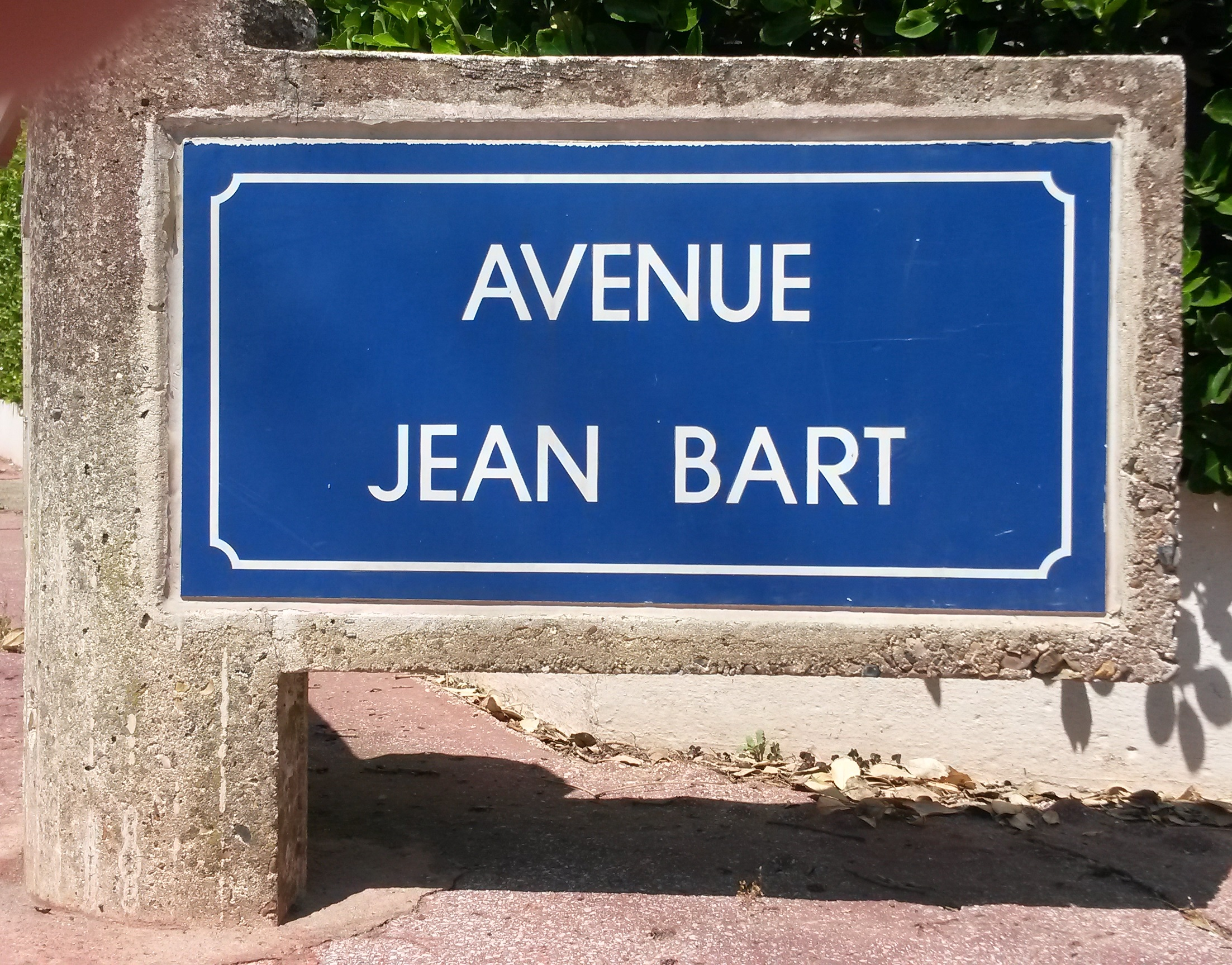

La municipalité rend hommage au marin Jean Bart (1650-1702).

### Jean-Monnet (rue), anciennement Grande-Rue

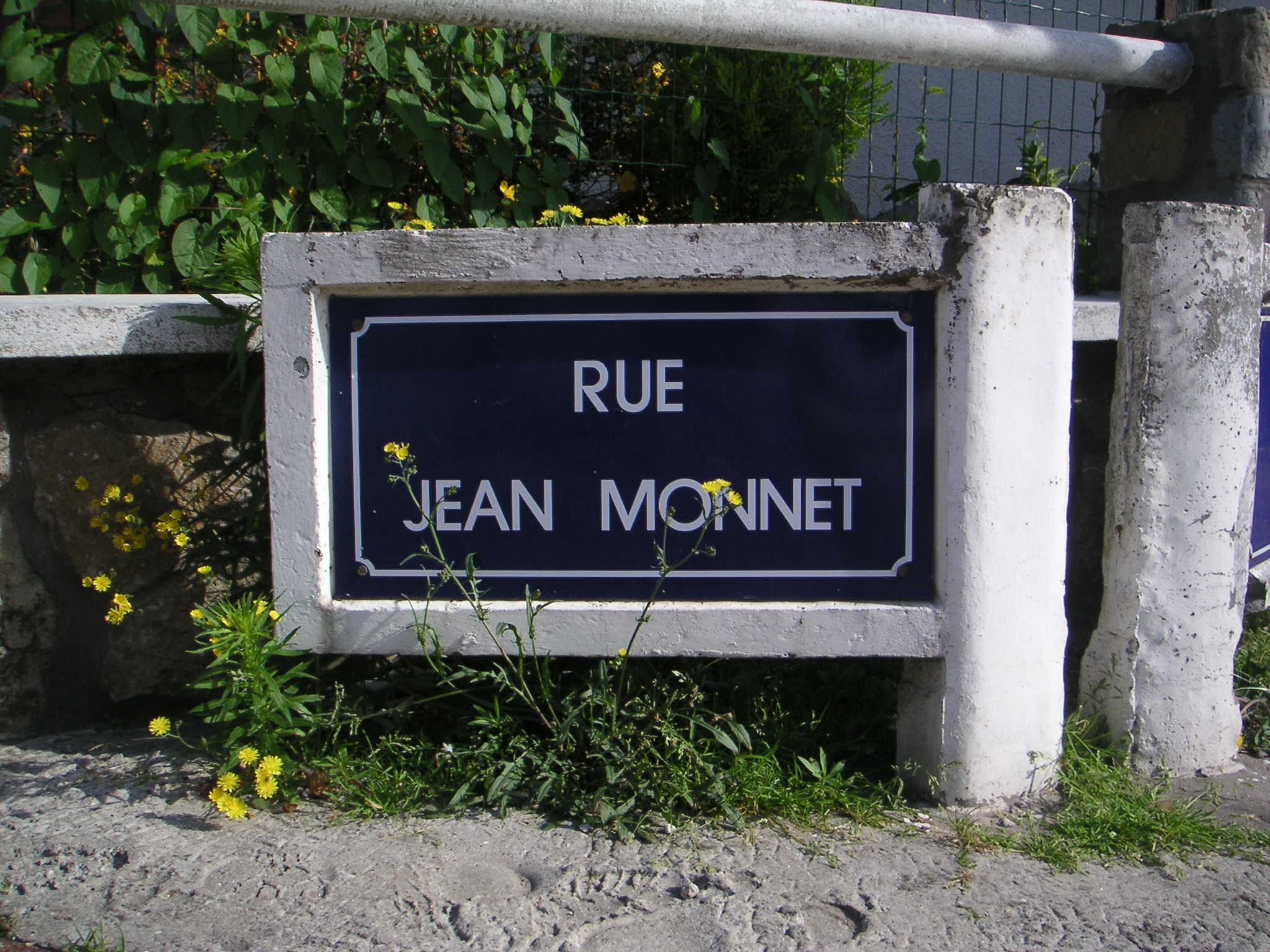

C'est en 1989 que la municipalité change le nom de « Grande-Rue » en « rue Jean-Monnet », en hommage à l'homme d'État Jean Monnet.
Cette voie comprend un bâtiment remarquable :
- le Marché couvert, construit de 1927 à 1932, sur les plans de l’architecte Henry-Léon Bloch. C'est un édifice très important dans l'agencement de la ville. H.-L. Bloch a eu l'ingénieuse idée de reprendre la forme de la place (nommée « place de la demi-lune » à l'époque) pour dessiner la forme du bâtiment. Celui-ci offre deux perspectives remarquables : l'une vers la mer, l'autre vers le jardin d'Ypres. C'est Robert Desplain qui réalisa la charpente en bois, alors que la mode était alors aux charpentes métalliques ou en béton armé[f 3]. Ce bâtiment est inscrit au titre des monuments historiques depuis le 24 janvier 1996[46] ;

et plusieurs villas remarquables :
- le groupe de villas Lydéric et Phinaert, sises aux no 6 et 8, construites par l’entrepreneur Julien Goffaux au début du XXe siècle sur les plans de l’architecte Anatole Bienaimé. Ces villas sont recensées à l'inventaire général du patrimoine culturel[47] ;
- la villa La Tourelle renommée Villa Le Castel[c 12], sise au no 50, construite en 1904 sur les plans de l’architecte Henri Valette (de Berck) pour le docteur Timmermans, établi au Touquet depuis 1892[b 10]. Cette villa, très originale par son style néo-médiéval, fut la première villa construite dans cette rue[a 4]. Depuis 2005, elle est aménagée en appartements. Cette villa est inscrite au titre des monuments historiques depuis le 1er décembre 1997[48].

ainsi que d'autres villas intéressantes du point de vue architectural ou historique :
- au no 39, la villa Pentecôte portait le nom de Violetta avant qu'elle ne soit habitée par Jacques Noyer ;
- au no 17, l'ancienne villa Graziella, due à Albert Pouthier, a été transformée puis agrandie et surélevée : une partie est occupée au début du XXIe siècle par l'hôtel Bristol (1928), l'autre partie a été transformée en appartements[RC 3].

### Jeanne-d'Arc (avenue)

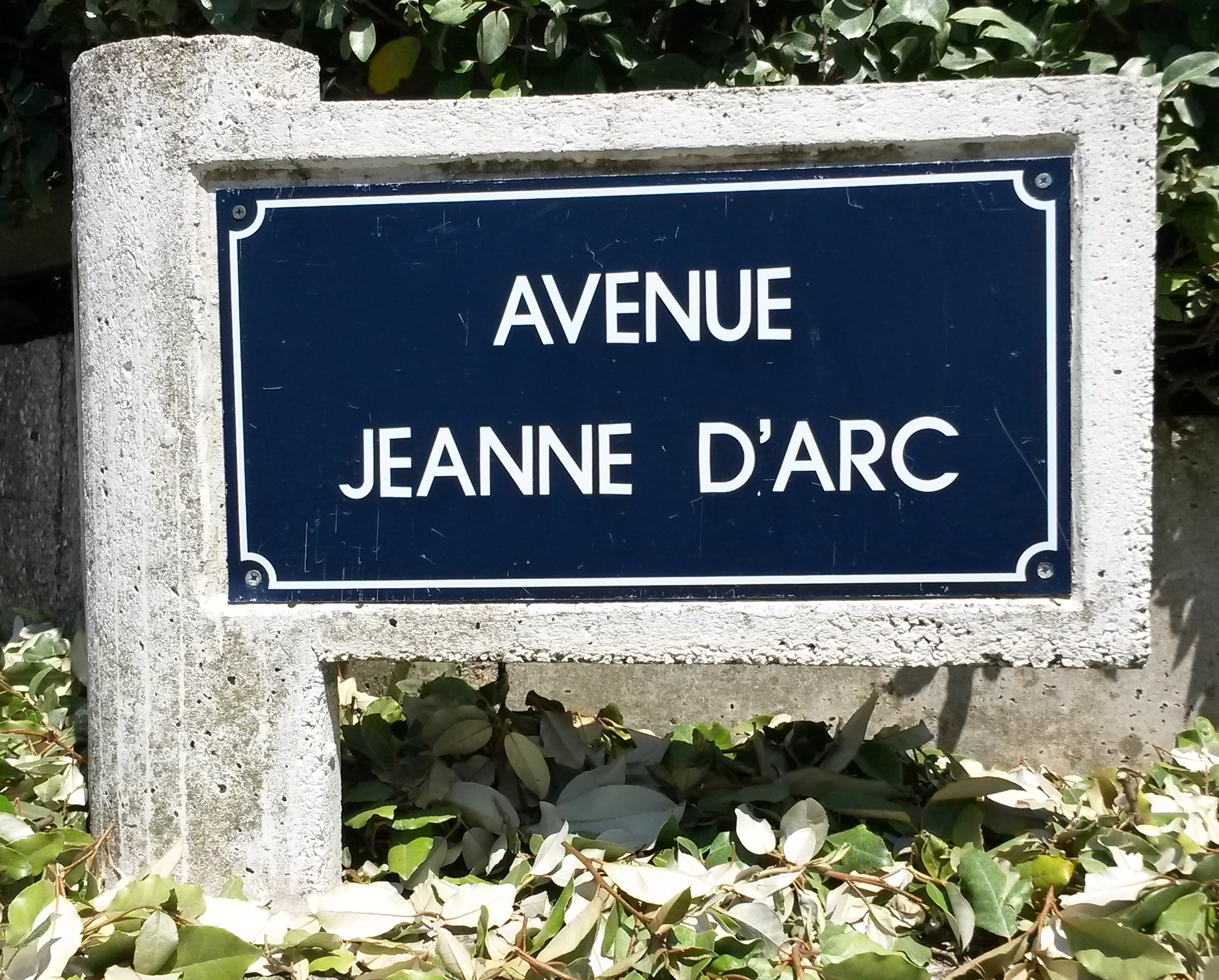

L'église Sainte-Jeanne-d'Arc fut la première en France à porter le nom de sainte Jeanne d'Arc.

### Jean-Ruet (avenue)

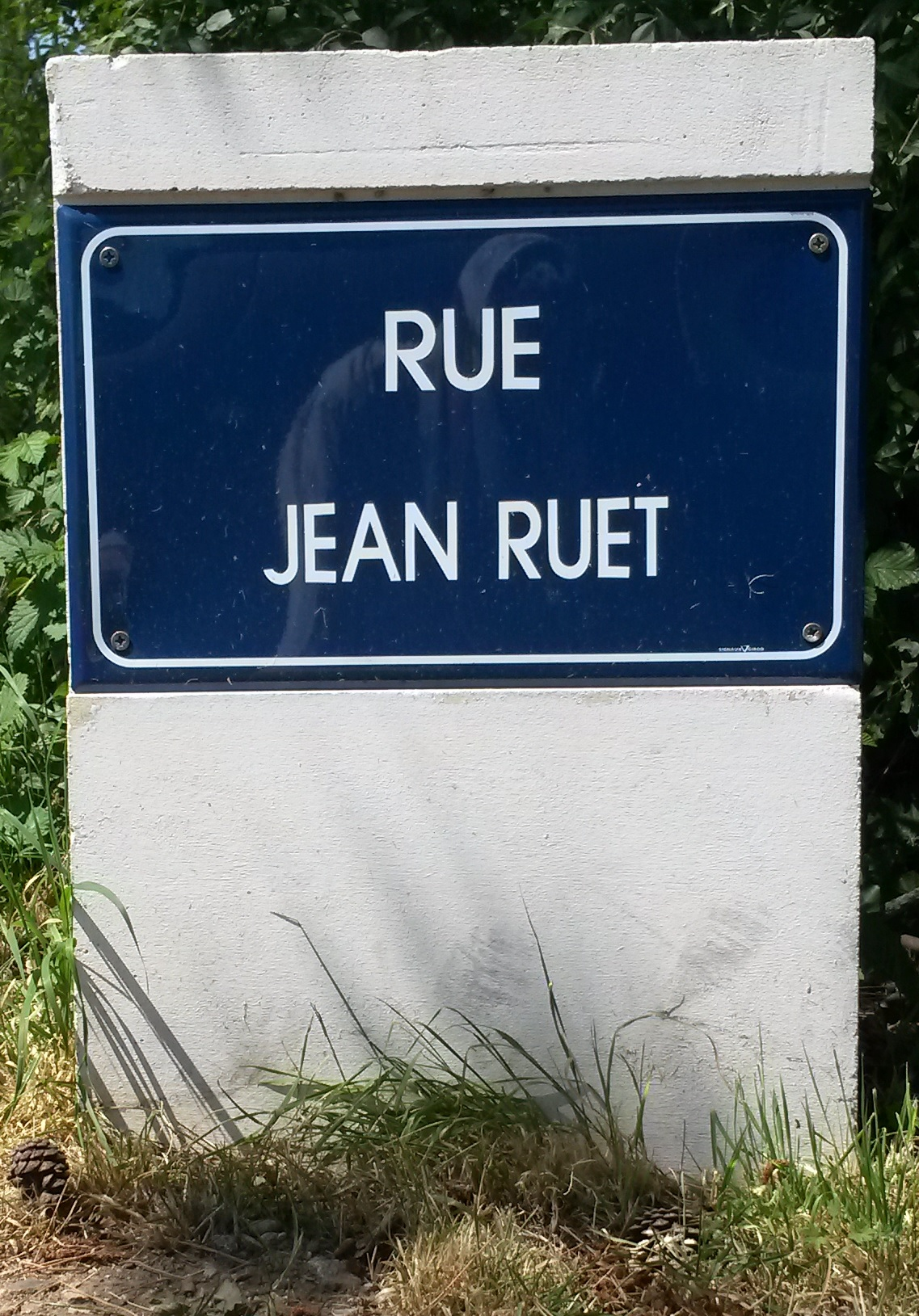

La plaque porte le nom de « Rue Jean-Ruet », alors que le nom officiel est « avenue Jean-Ruet ».
Jean Ruet fut conseiller municipal jusqu'à sa mort en 1966. Il a beaucoup œuvré pour le Touquet, notamment pour le développement du Club nautique.

### John-Whitley (avenue)

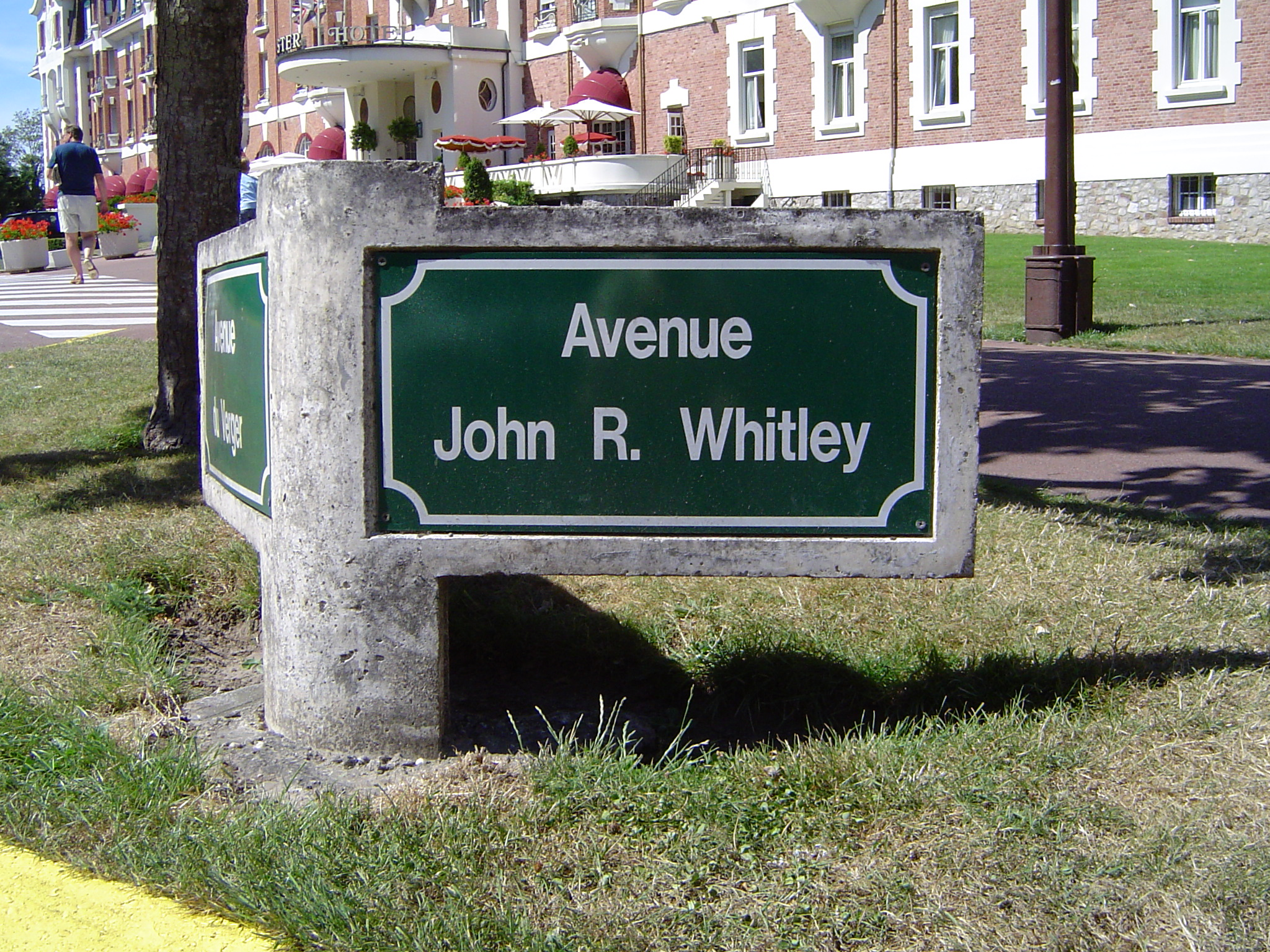

L'Anglais John Whitley fut très actif à la création de la station.
Cette voie compte une villa remarquable : la villa La Marotte rebaptisée Le Manoir des Pins, construite au début du XXe siècle sur les plans de l'architecte Jean Boissel.

### Jonquilles (allée des)

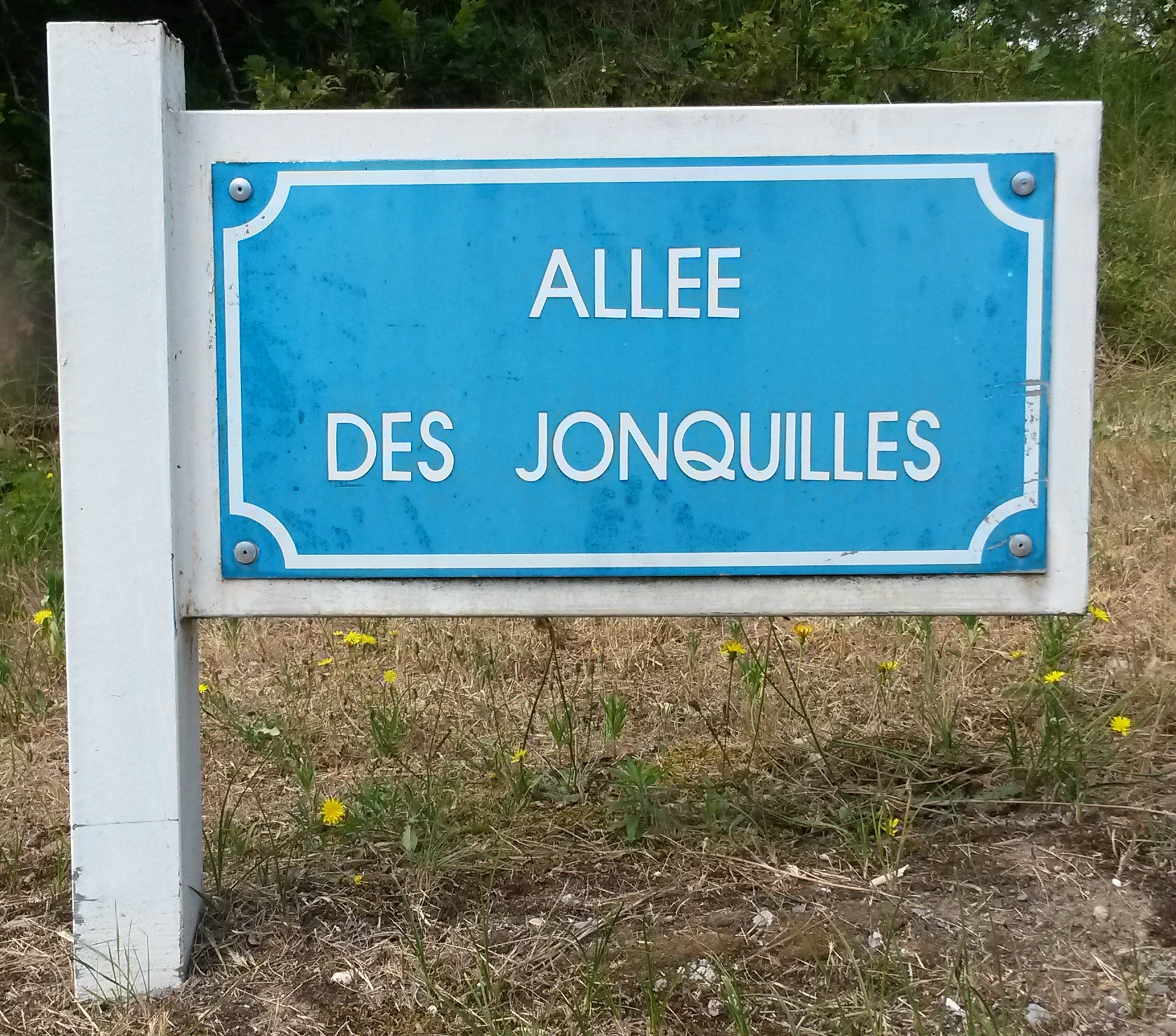

Les jonquilles sont des fleurs qui parsèment les jardins touquettois au printemps.
Cette allée est une voie qui commence au Touquet-Paris-Plage et continue sur Cucq.

### Joseph-Duboc (avenue et rue)

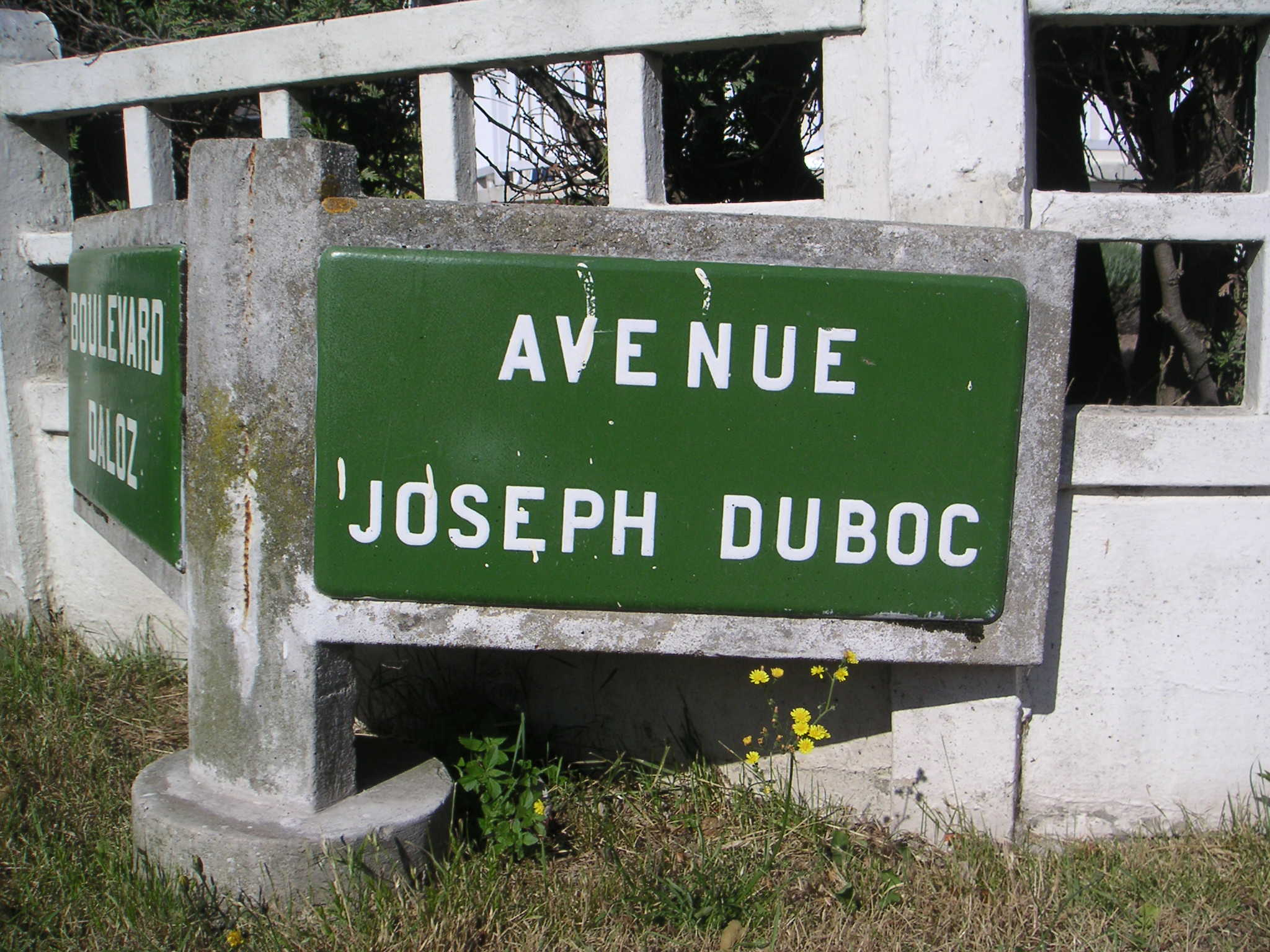

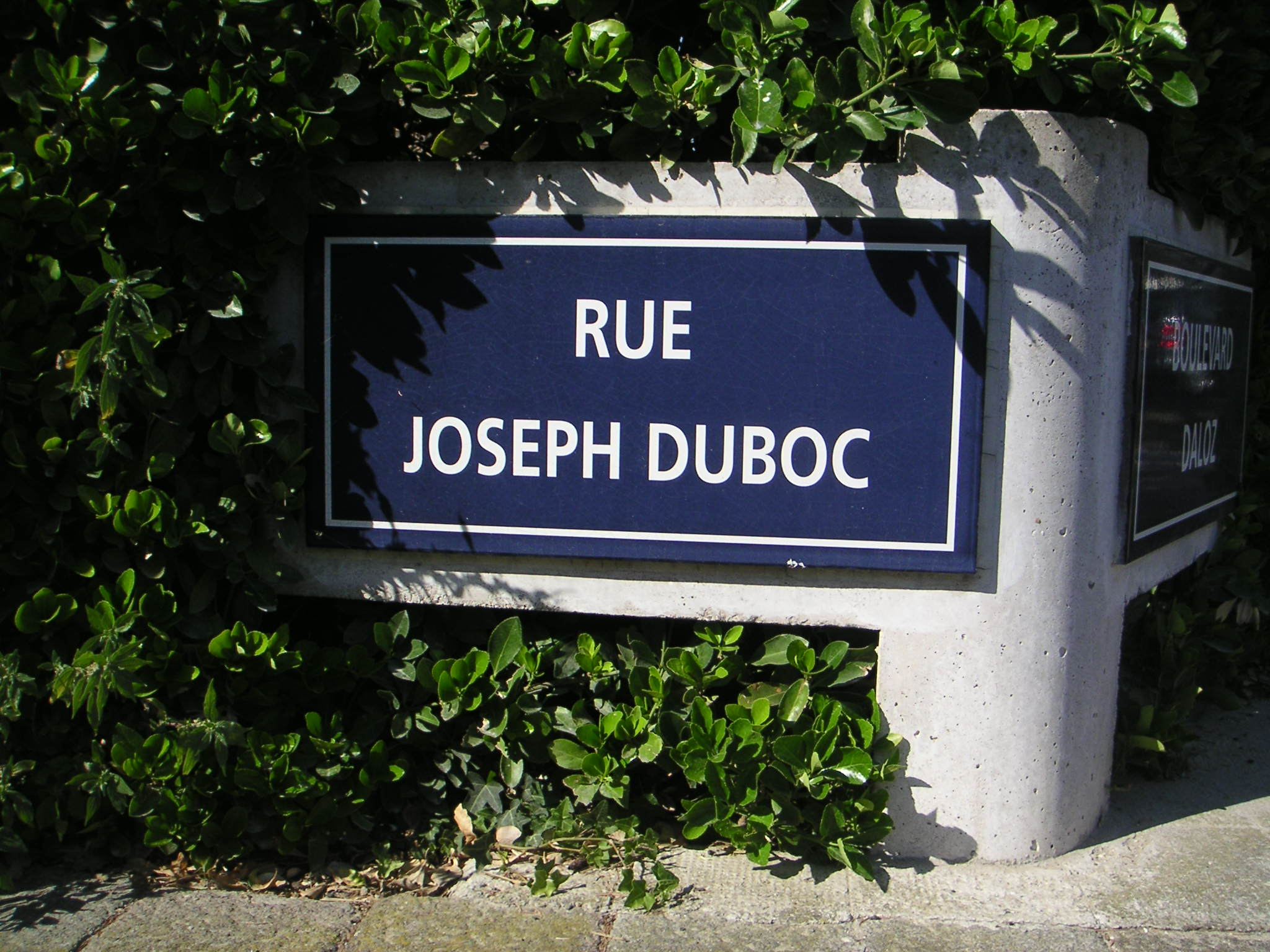

Cette voie s'appelait à sa création « rue de la Lune », prolongée à l'est du boulevard Daloz, « avenue des Peupliers »
Joseph Duboc (1843-1906), charpentier, travaillait pour Alphonse Daloz. Il fut l'un des premiers habitants du Touquet. Son atelier était mitoyen de l'hôtel « À la naissance de la plage », exploité par sa femme. C'est Joseph Duboc qui fabrique la « chaise de puits » permettant le forage dans le sable avant l'adduction des eaux de Rombly à Paris-Plage.
Cette voie comprend deux villas remarquables :
- la villa Printania, sise au no 34, construite au début du XXe siècle, sur les plans de l'architecte amiénois Amédée Milvoy qui dessina l’une des rares villas de style Art nouveau au Touquet. Cette villa est recensée à l'inventaire général du patrimoine culturel[50] ;
- la villa Bic en coin, située à l'angle avec l'avenue des Phares (et non pas au no 8 comme indiquée sur la notice), construite en 1925, sur les plans de l’architecte Louis Quételart. Cette villa (façades et toiture) est inscrite au titre des monuments historiques depuis le 1er décembre 1997[51].

### Joseph-Louis-Sanguet (avenue)

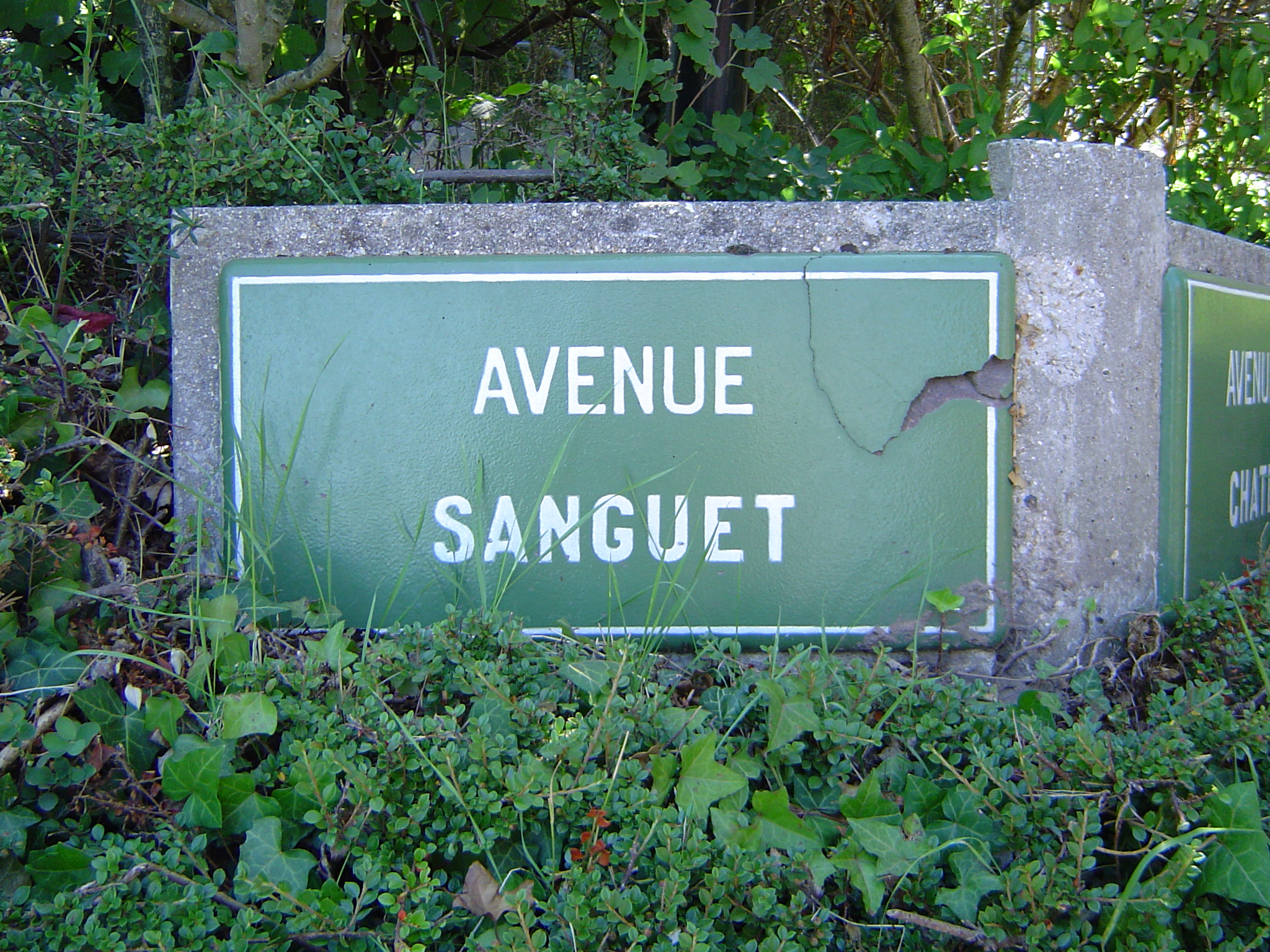

Joseph-Louis Sanguet fut le géomètre de John Whitley, en particulier du « Touquet Syndicate Ltd » de 1903 à 1911,. Il fut par ailleurs le fondateur et premier président de la Société des ingénieurs topographes français.
Cette voie comprend une villa remarquable :  Clarendon House, construite en 1920 par l'architecte Jean Boissel (1891-1951) pour Sir William Morris Carter (1873-1961), membre de la chambre des Communes et Chief Justice of the Tanganyika Territory et président de la Kenya Land Commission (1933). Elle a ensuite appartenu au colonel Solborg, Américain qui participa au débarquement des Alliés en Afrique ; la villa fut renommée La Canadienne, nationalité de son épouse. Elle reprit son nom d'origine en 2010, lorsqu'elle fut restaurée par un banquier parisien. Clarendon House est labellisée par la Fondation du patrimoine.

### Jules-César (avenue)

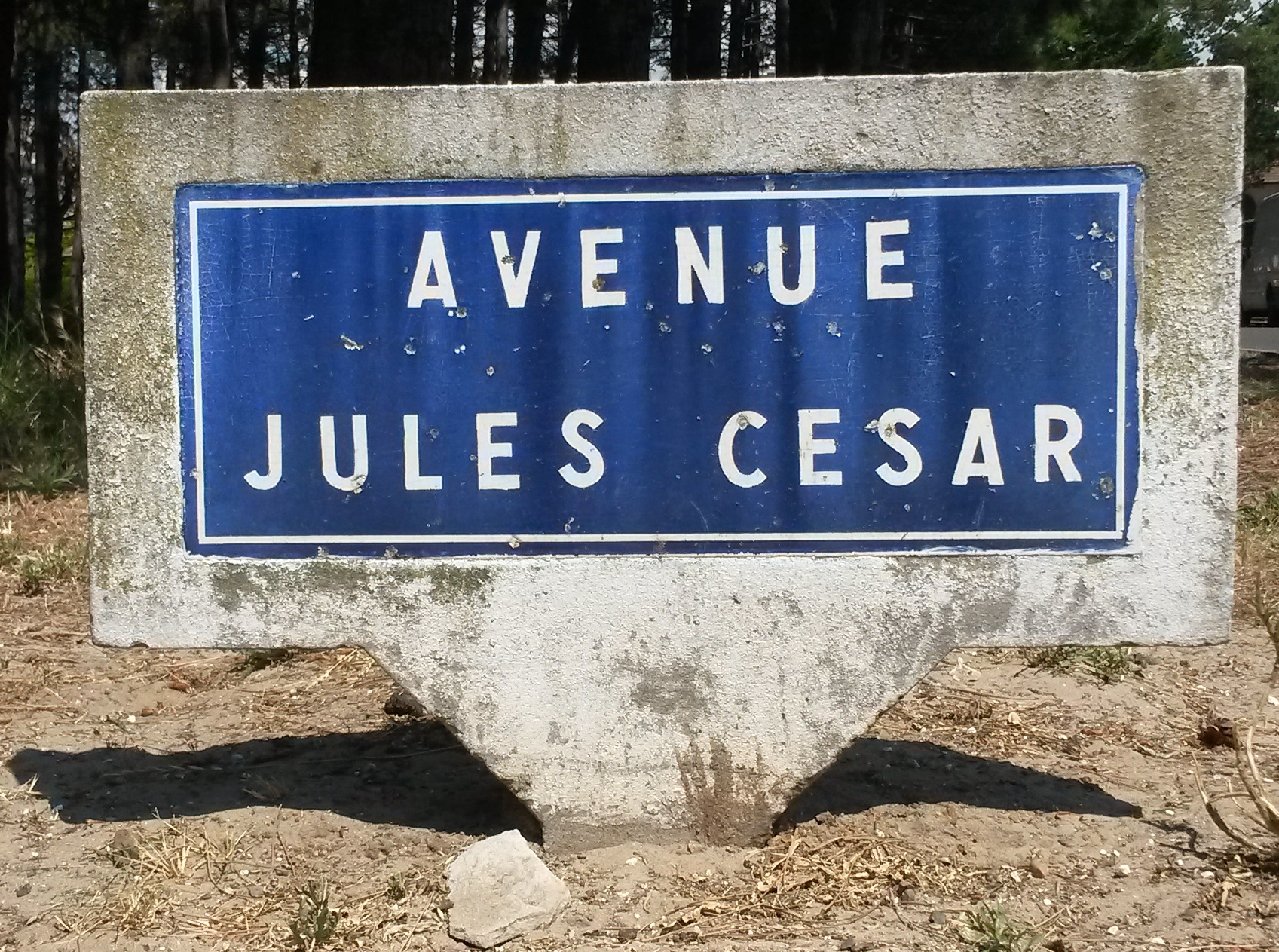

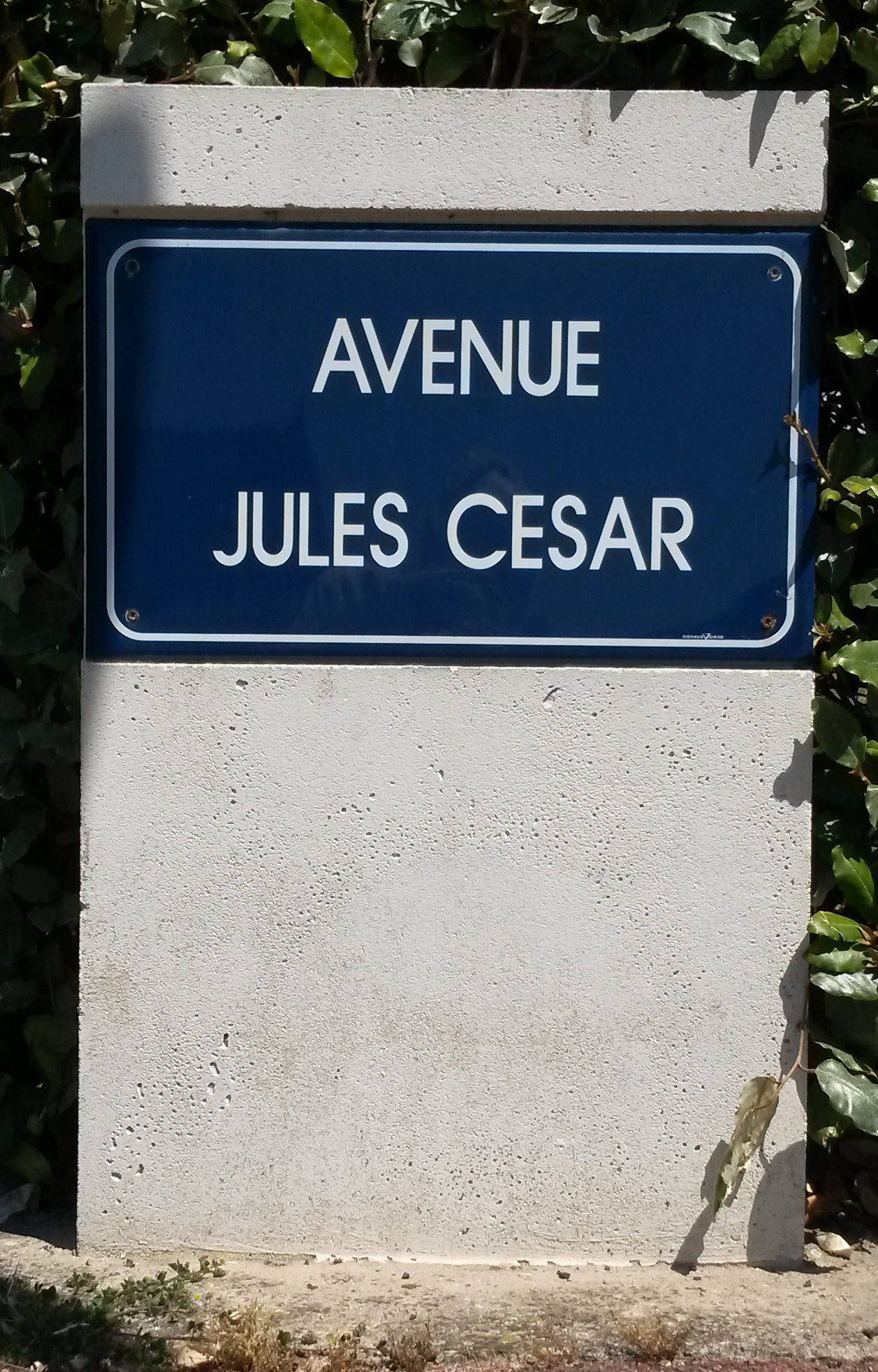

Il s'agit du général romain, homme politique et écrivain Jules César, nom qui rappelle l'époque du port de Quentovic, cette rue se situant quartier Quentovic, comme les Normands, Charlemagne, Duc-Rollon, d'autres noms de rues, de ce quartier, aujourd'hui disparues. La partie, à l'ouest de l'avenue Jean Bart, s'est appelée, autrefois, avenue de la Digue.

## K
Sans objet.

## L

### La Bourdonnais (avenue de)

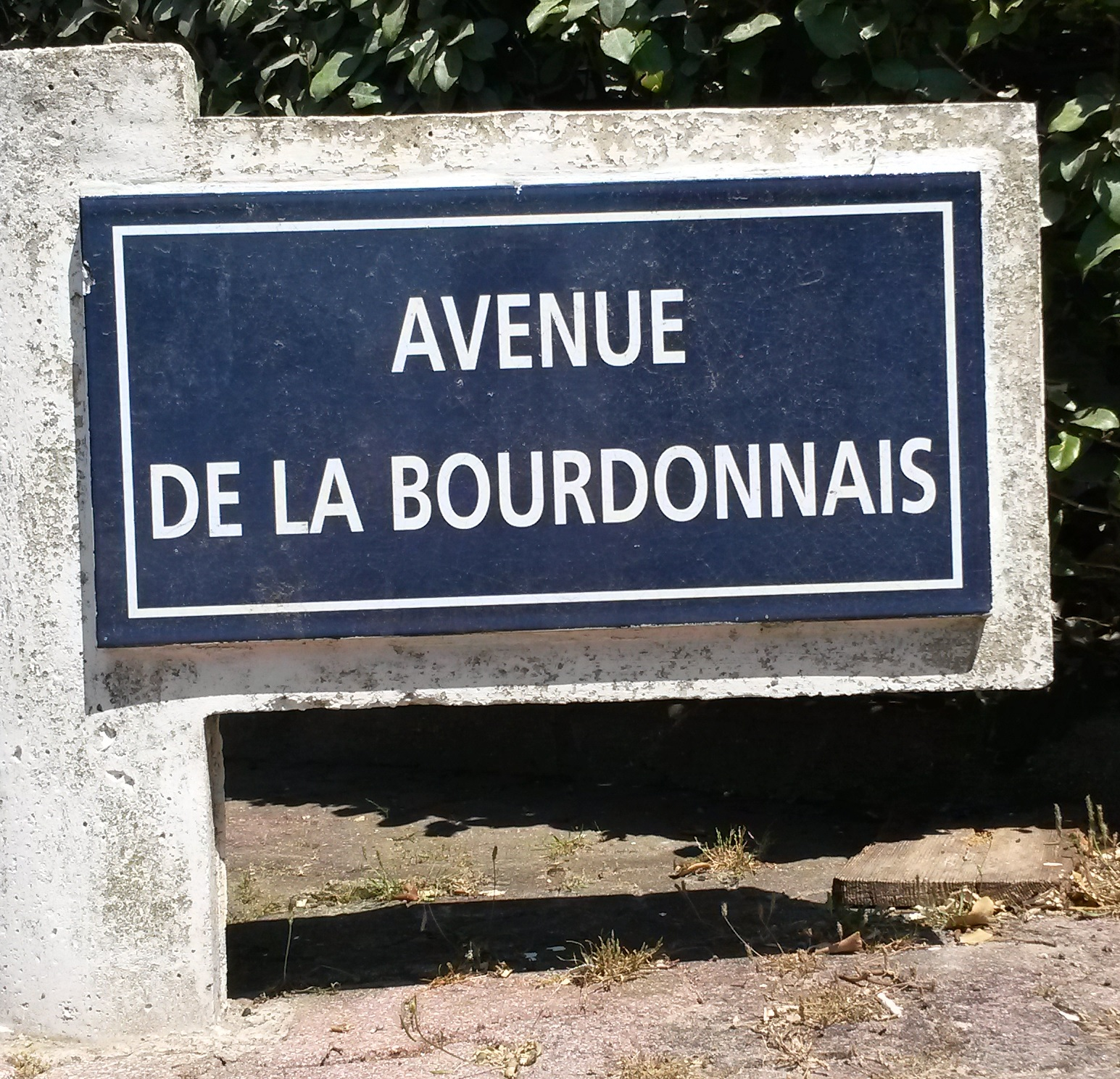

Hommage de la municipalité au marin Bertrand-François Mahé de La Bourdonnais (1699-1753).

### La Condamine (avenue de)

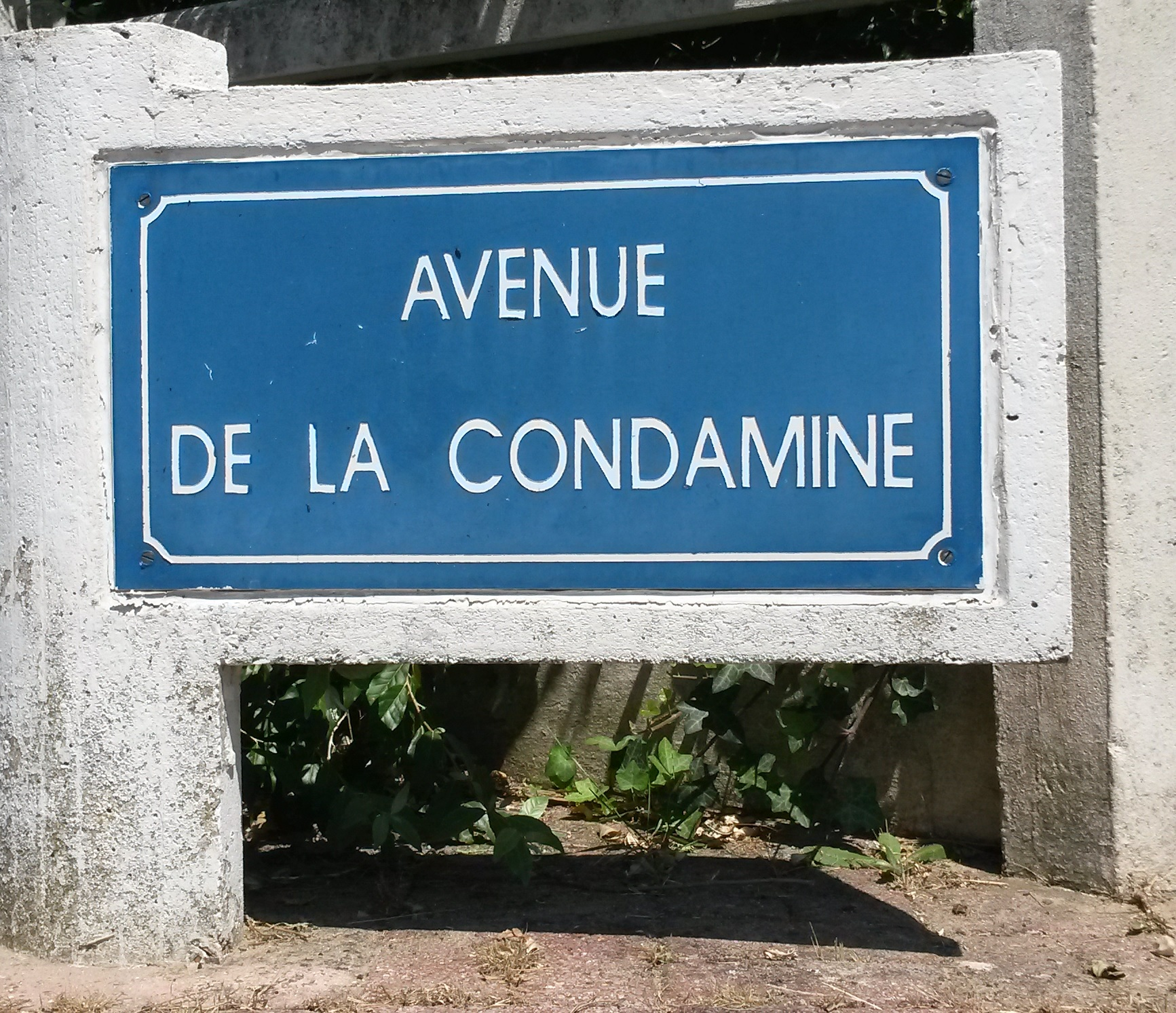

Hommage à l'explorateur Charles Marie de La Condamine (1701-1774).

### La Pérouse (avenue de)

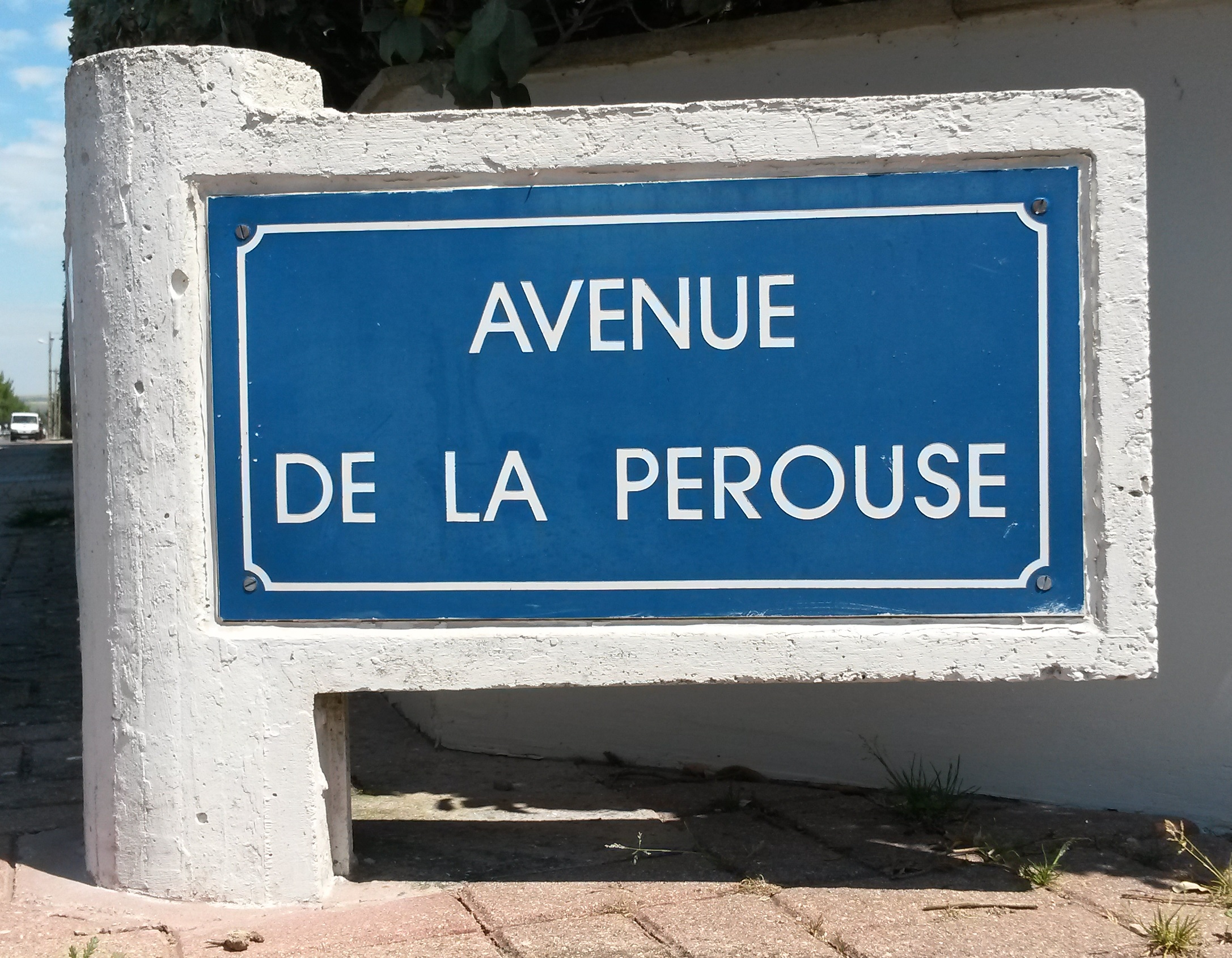

La municipalité rend hommage au célèbre officier de marine Jean-François de La Pérouse (1741-1788).
Cette voie compte une villa remarquable : la villa Flabeau Ninove, sise au no 2, construite en 1926 sur les plans de l’architecte Louis Quételart.

### Lauriers-blancs (allée des)

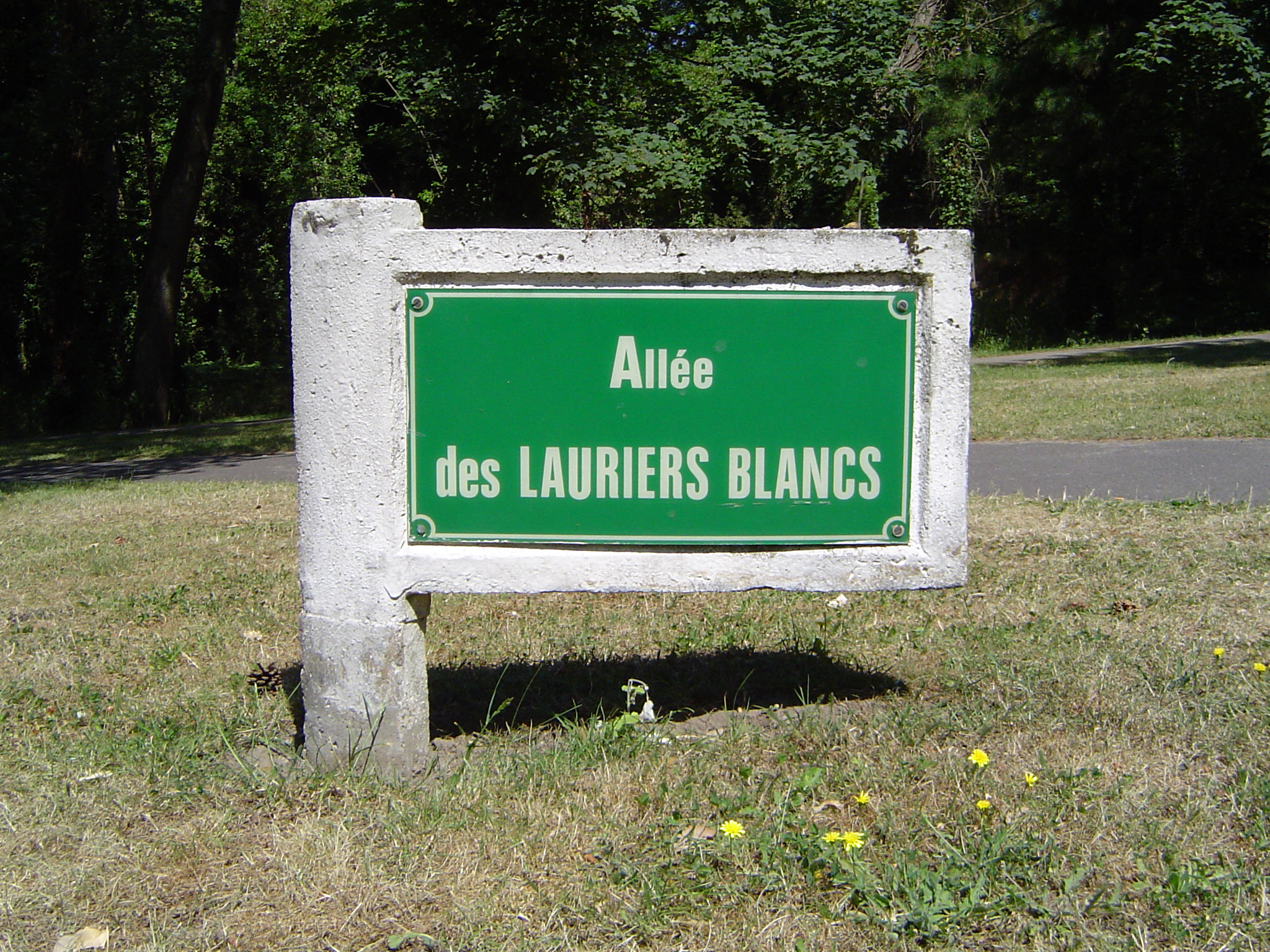

Les lauriers blancs sont des arbustes très utilisés en centre-ville pour faire de petites haies coupées grâce à un art topiaire séculaire.

### Léon-Garet (avenue, rue)

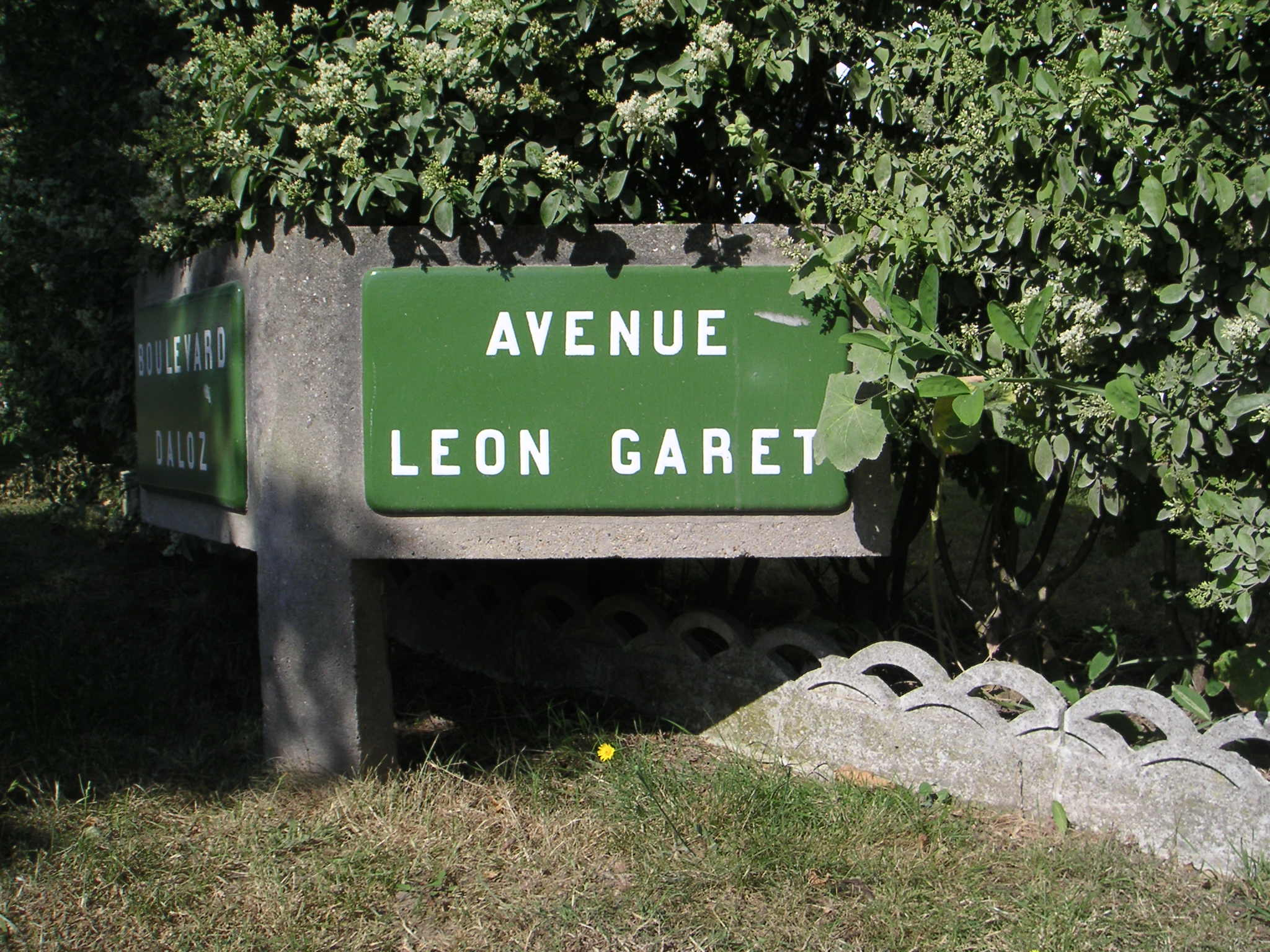

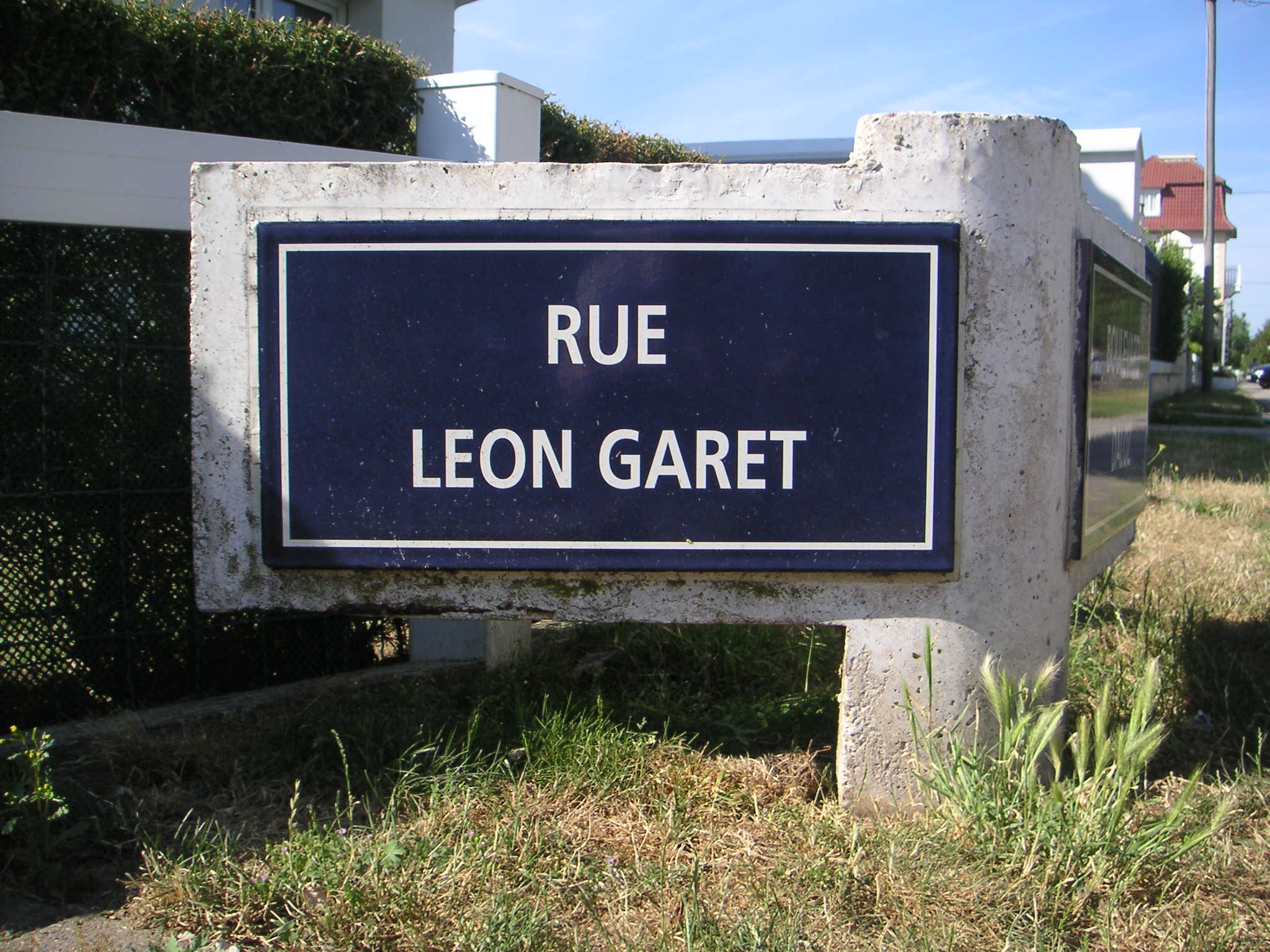

Anciennement rue Saint-Alphonse, l'un des prénoms d'Alphonse Jean Baptiste Daloz. Ce nom est donné le 13 août 1926, à la suite de l'adoption par la municipalité d'un vœu émis par la Société académique du Touquet-Paris-Plage, tendant à donner à une rue de la ville le nom de Léon Garet.
Léon Garet fut le premier acquéreur, le 1er septembre 1882, d'un terrain vendu par Alphonse Daloz, terrain sur lequel il fera construire son chalet Suzanne en 1885. Constructeur au Touquet, il créera en 1894, le « Syndicat des propriétaires » du Touquet. Né à Artemps (Aisne) le 3 novembre 1840 et mort à Amiens à la fin de l’hiver 1912, Léon Garet fut directeur de la compagnie d’assurances L’Urbaine à Amiens pendant 40 ans, et premier président du syndicat des agents généraux d’assurances de la Somme. Édouard Lévêque disait de lui « M. Léon Garet, qu’on le veuille ou non, résumait presque à lui seul Paris-Plage avec M. J.B. Daloz dont il était absolument le bras droit […] nous osons pouvoir presque affirmer que sans notre concitoyen, Paris-Plage ne serait peut-être jamais sorti de l’état de projet dans lequel il sommeillait depuis plusieurs années. » En 1884, il organise la première ducasse de Paris-Plage, et en 1886, il convainc plusieurs personnalités amiénoises de venir à Paris-Plage. En 1893, il est directeur du journal Paris-Plage. En 1894, il crée le syndicat des copropriétaires dont il est trésorier jusqu'en 1900. Il dut ensuite quitter les bords de mer pour raisons médicales. Son fils Maurice a fondé en 1905 la société académique du Touquet et son arrière-petit-fils en fut le secrétaire général en 2011.
Cette voie comprend un bâtiment remarquable :
- l'hôtel Scampolo[c 13] sis au no 2, à l'angle du boulevard du Docteur Jules Pouget. Il a été construit en 1926 par Delcourt Entrepreneurs sur les plans de l'architecte Louis Quételart. Cet hôtel a été transformé en appartements ; il est recensé à l'inventaire général du patrimoine culturel[55] ;

un ensemble de villas remarquables :
- les trois villas Vénus, Saturne, Mars, sises aux no 66, 64 et 62 (le 62 est à l'angle de la rue de Moscou). Elles ont été construites à la fin du XIXe siècle sur les plans de l'architecte Anatole Bienaimé. Ces villas sont recensées à l'inventaire général du patrimoine culturel[56] ;

ainsi qu'un bâtiment municipal :
- l'école maternelle, au no 72.

### Léon-Soucaret (avenue)

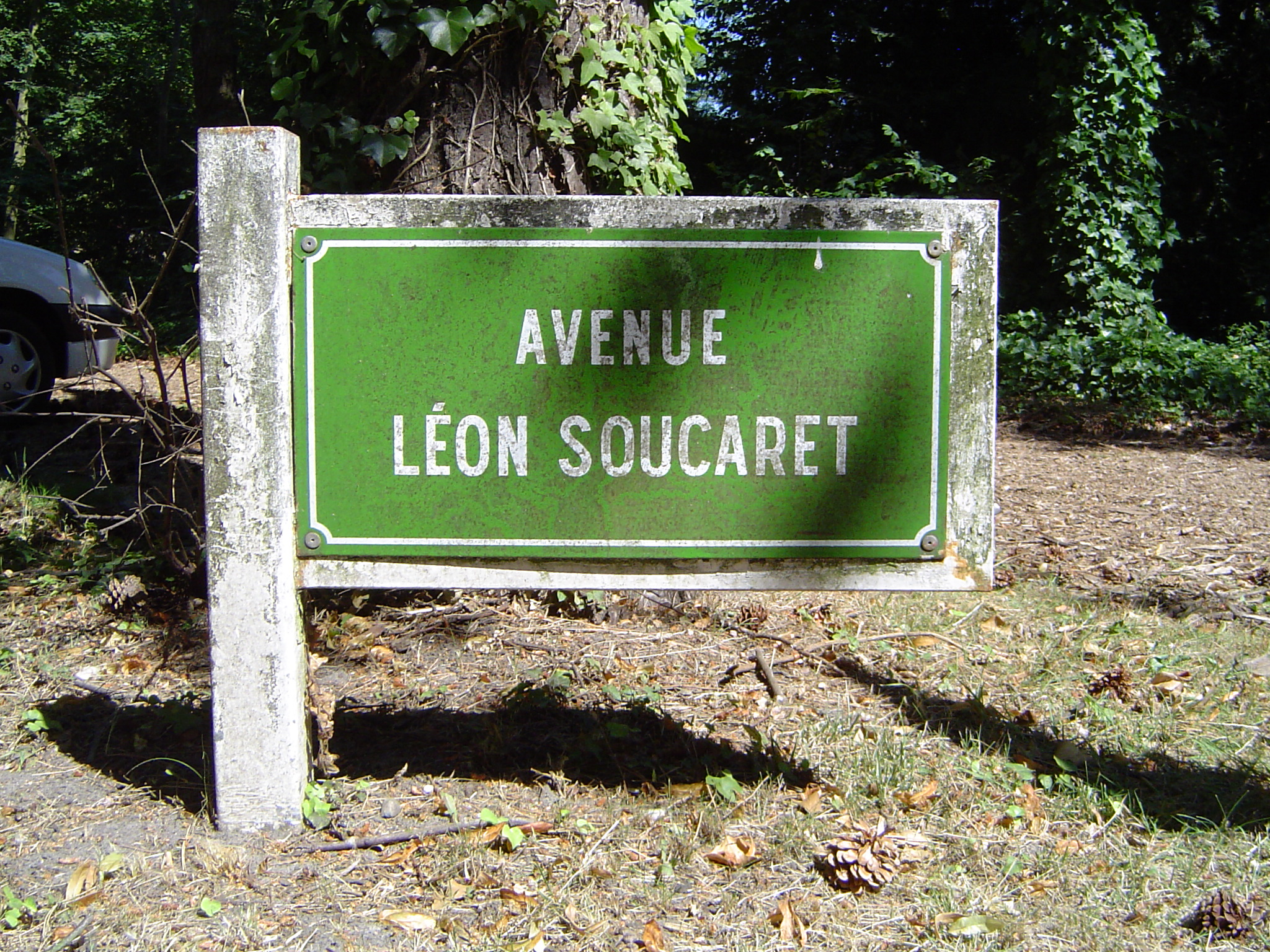

Léon Soucaret fut maire du Touquet-Paris-Plage. Élu le 17 mai 1925, il le resta jusqu'à sa mort le 22 décembre 1933. Né à Pointe-à-Pitre le 10 octobre 1867, il était chevalier de la Légion d'honneur. Il créa la société générale immobilière.
Les cahiers des charges de ses lotissements sont des modèles d'urbanisme.

### Libération (rond-Point de la)

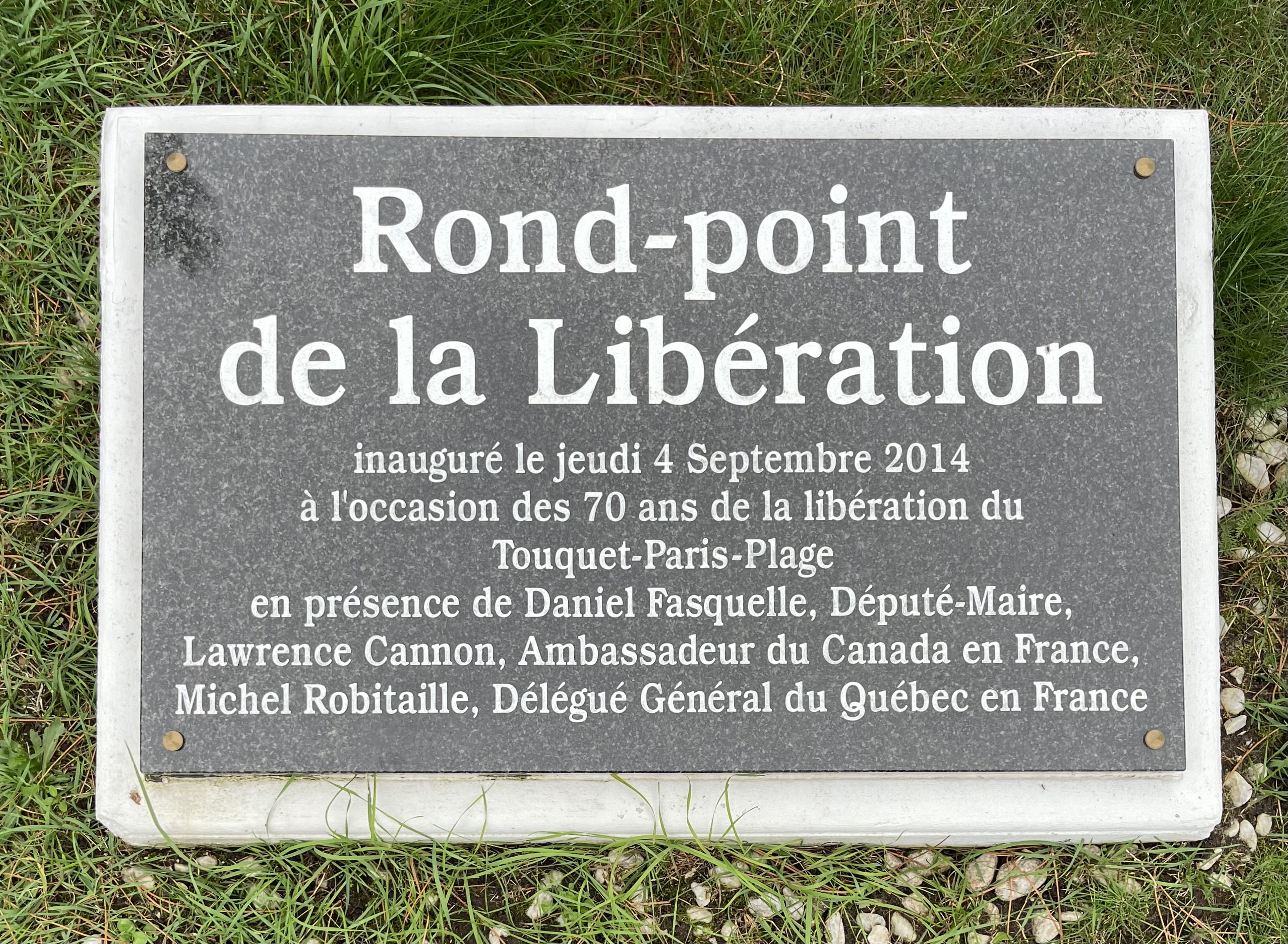

Ce rond-point, situé près de l'aéroport, rend hommage aux troupes canadiennes qui ont libéré la commune le 4 septembre 1944 en pénétrant par la voie qui reliait la commune de Cucq au Touquet-Paris-Plage, où se trouve aujourd'hui ce rond-point. Ce rond-point est inauguré le 4 septembre 2014 en présence du député-maire Daniel Fasquelle, de l'ambassadeur du Canada Lawrence Cannon et de Michel Robitaille, délégué général du Québec en France.

### Londres (rue de)
Il s'agit de la ville de Londres.

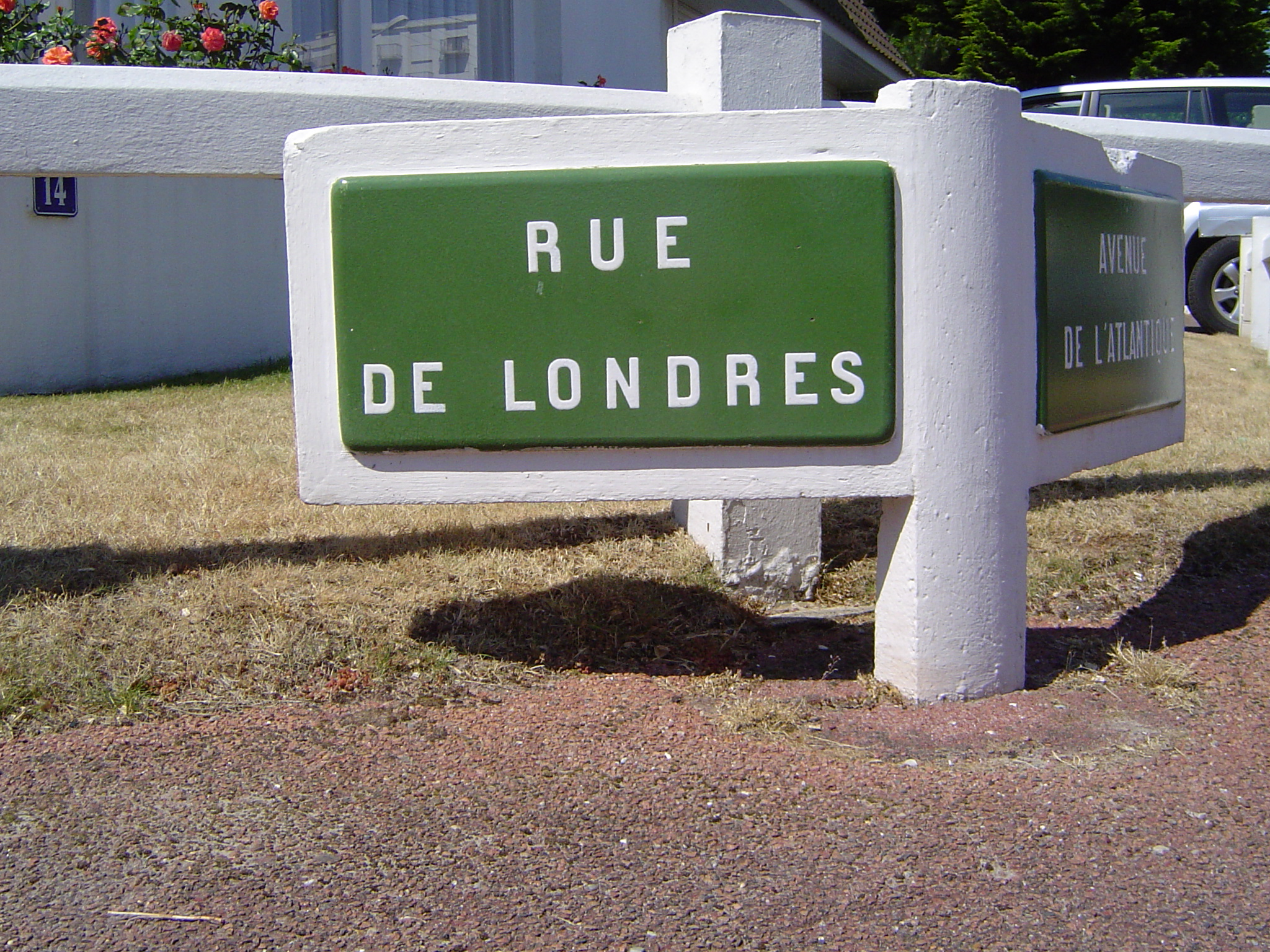

Cette voie compte trois bâtiments notoires :
- la première école du Touquet-Paris-Plage est construite sur un terrain offert par la famille Daloz en 1897. Située rue de Londres, elle a fait l'objet d'une restauration à la fin du XXe siècle. Cette école est uniquement réservée aux filles à partir de 1908. Les garçons sont alors regroupés dans une nouvelle école située rue de Moscou, école qui porte ensuite le nom de d'Antoine de Saint-Exupéry[RC 4] ;
  - le 16 juin 1901, le conseil municipal de Cucq vote l'ouverture d'une antenne de la municipalité au Touquet. C'est le premier adjoint, Louis Hubert, qui en a la charge. Il s'installe dans une partie de l'école agrandie. Le bâtiment abrite également la caserne de pompiers qui ne compte alors qu'un seul véhicule[RC 5].
- C'est à l'angle avec la rue de Bruxelles que se situe la villa Les Moucherons qui abrita la première mairie du Touquet-Paris-Plage en 1912[RC 6]. La villa existe toujours en 2016 ;

plusieurs villas remarquables :
- la villa Les Sarcelles, sise au no 1, construite en pierre de Marquise en 1904 sur les plans de l’architecte Anatole Bienaimé, pour M. Bernier, avocat au Conseil d’État. Ce dernier, grand amateur de chasse, décida du nom de la villa. Cette villa est recensée à l'inventaire général du patrimoine culturel[57] ;
- la villa L’Ermitage, sise au no 2, construite en 1894 sur les plans de l'architecte Louis Marie Cordonnier. Cette villa est recensée à l'inventaire général du patrimoine culturel[58] ;
- la villa Suzette, sise au no 14, construite à la fin du XIXe siècle sur les plans de l'architecte Anatole Bienaimé. Cette villa est recensée à l'inventaire général du patrimoine culturel[59] ;
- les villas Ivanhoé et Kervette, sises aux no 161 et 163, construites en 1910 sur les plans de l’architecte Albert Pouthier. Ces villas sont recensées à l'inventaire général du patrimoine culturel[60].

et deux commerces :
- au no 64 la résidence Britania (1910)[61], dont Henri Valette est l'architecte ; le rez-de-chaussée est occupé par la société des eaux du Touquet (en 2010).
- au no 86, se tenait la « Grande épicerie parisienne » tenue par la famille Béchu dans la villa « des Gourmets ». René Béchu deviendra un influent conseiller municipal et une illustre figure du Touquet : une rue porte son nom[RC 7].

### Longchamp (avenue de)

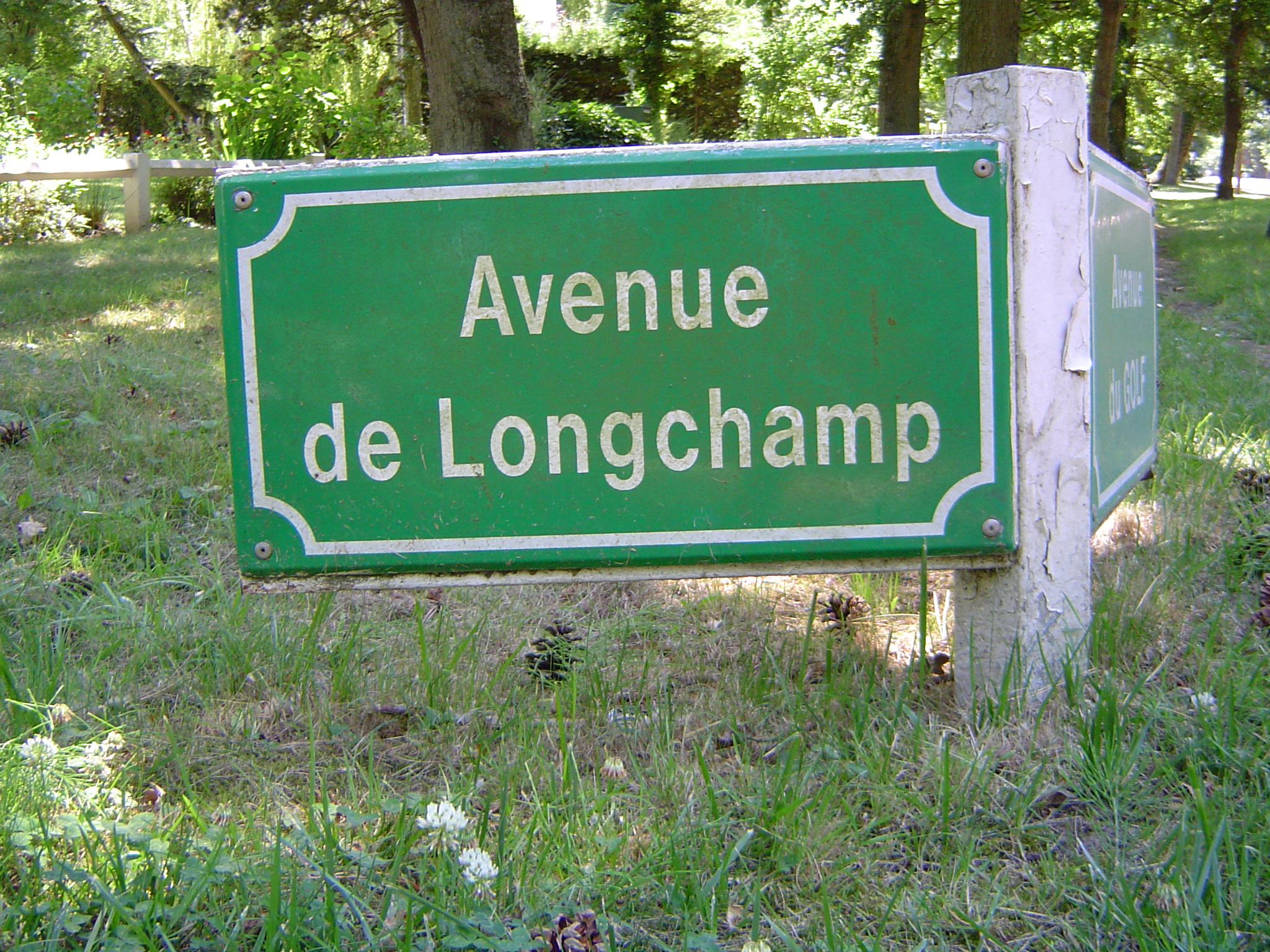

Les premiers Touquettois ont construit un hippodrome, à l'image de l'hippodrome de Longchamp situé dans le Bois de Boulogne à Paris.

### Louis-Aboudaram (avenue)

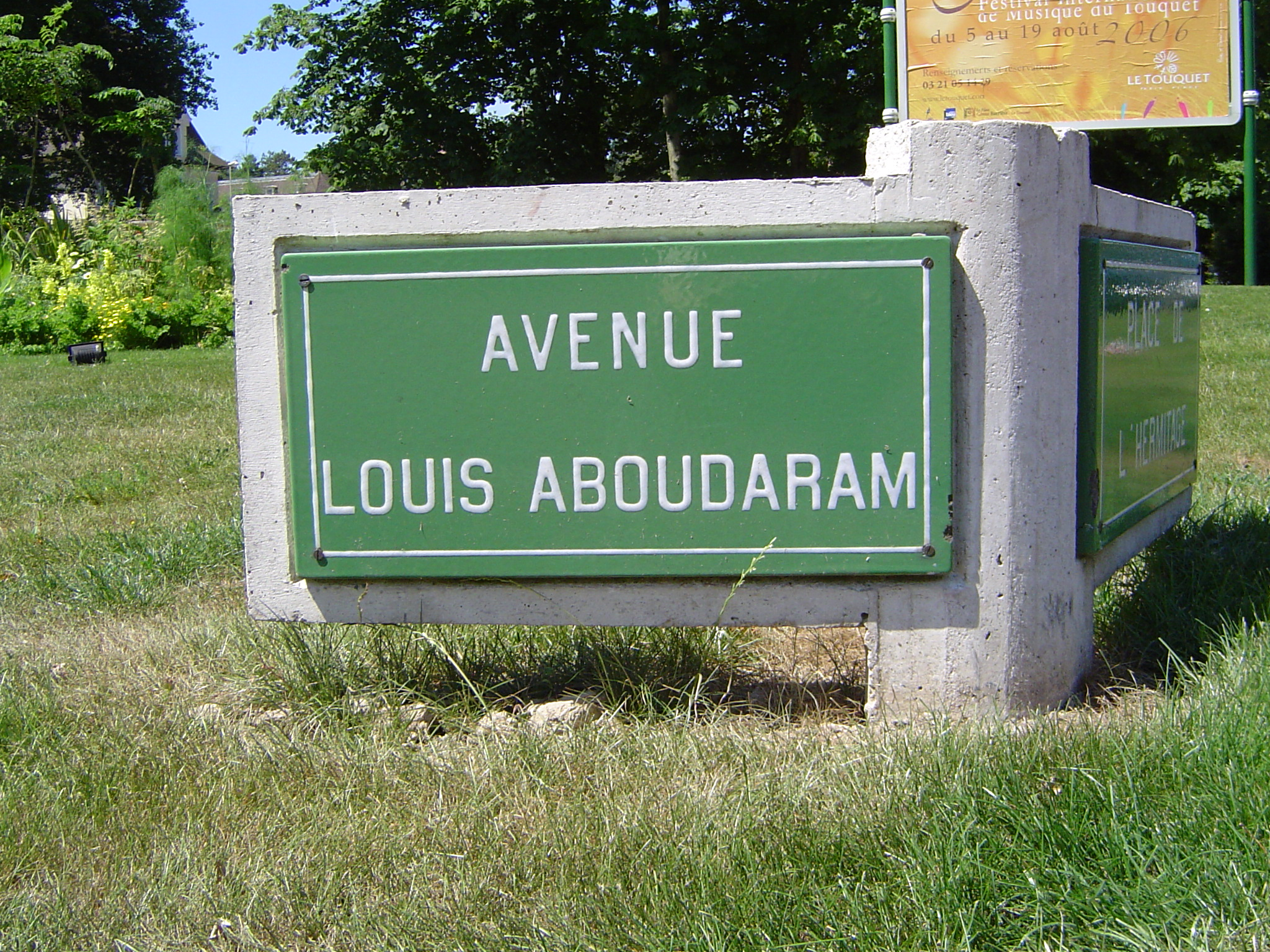

Cette avenue est l'ancienne partie orientale de l'avenue de l'Atlantique.
Louis Aboudaram fut propriétaire des casinos du Touquet et président du Touquet Athletic Club (TAC) de 1939 à 1946 ; directeur de l'hôtel Westminster.
Cette voie compte une villa remarquable : la villa La Hutte, construite au début du XXe siècle pour Léon Soucaret, sur les plans de l’architecte Arsène Bical. Son nom vient du fait que cette villa est immergée dans les sous-bois. Cette villa est recensée à l'inventaire général du patrimoine culturel.

### Louis-Hubert (avenue)

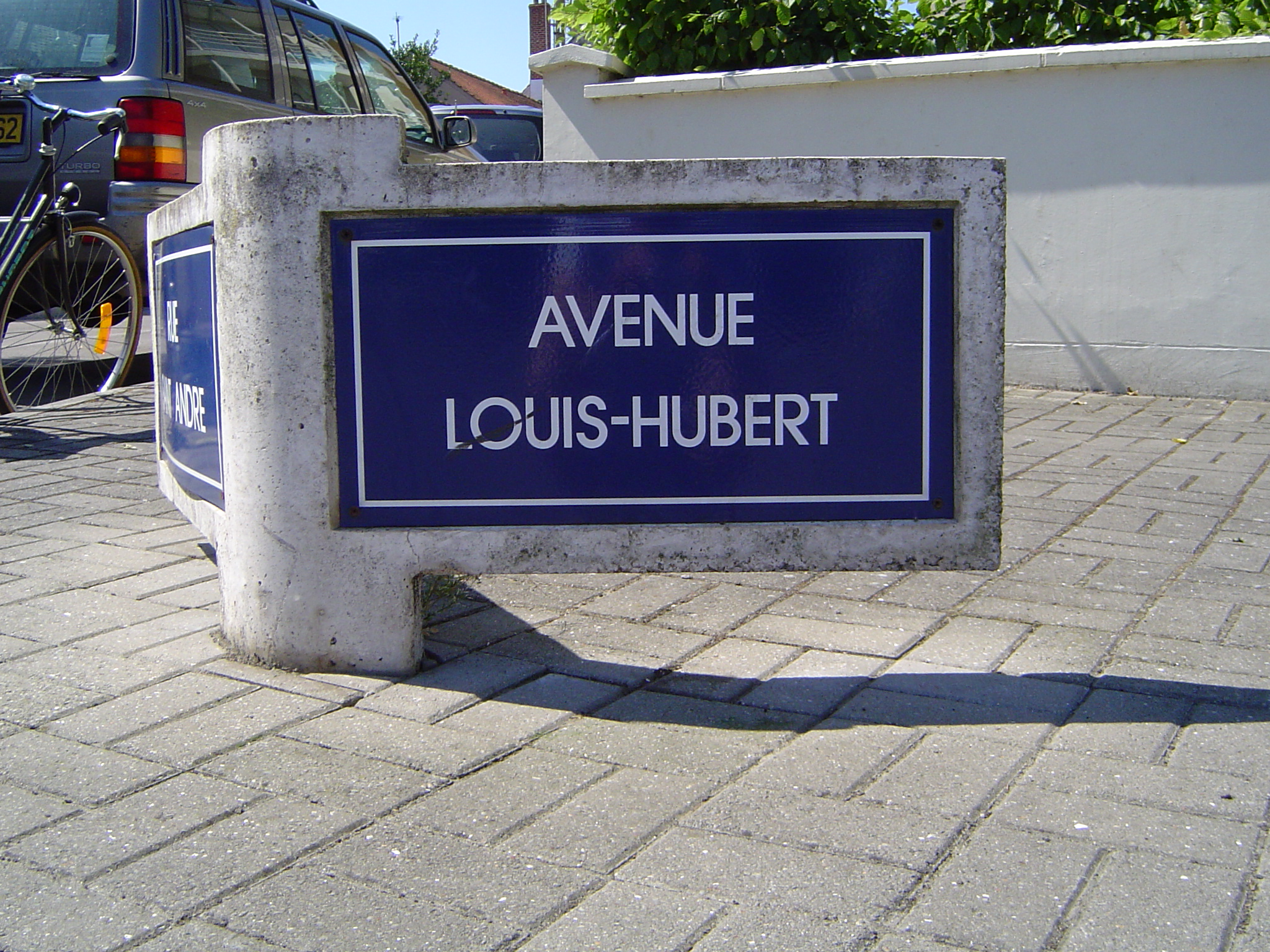

Cette voie était, il y a un siècle[Quand ?], l'entrée principale de la ville.
Louis Hubert, ancien chef de la gare d’Étaples et premier adjoint du maire de Cucq fut installé « premier adjoint spécial du hameau de Paris-Plage » le 16 juin 1901. Il fut propriétaire du Grand-Hôtel des Dunes de 1901 à 1906.
Elle comprend une villa remarquable :  la villa La Rafale, sise au no 6, construite en 1894 sur les plans de l'architecte Louis Marie Cordonnier  pour lui-même. Il voulait en faire sa résidence d’été, mais il la revendra en 1900 lorsqu'il participera à la création de la station d'Hardelot. Cette villa, aujourd'hui aménagée en appartements, est l'une des premières villas construites au Touquet ; elle associe les styles anglo-normand, germanique et hollandais. Ses façades et toitures font l'objet d’une inscription au titre des monuments historiques depuis le 1er décembre 1997.

### Louison-Bobet (avenue)

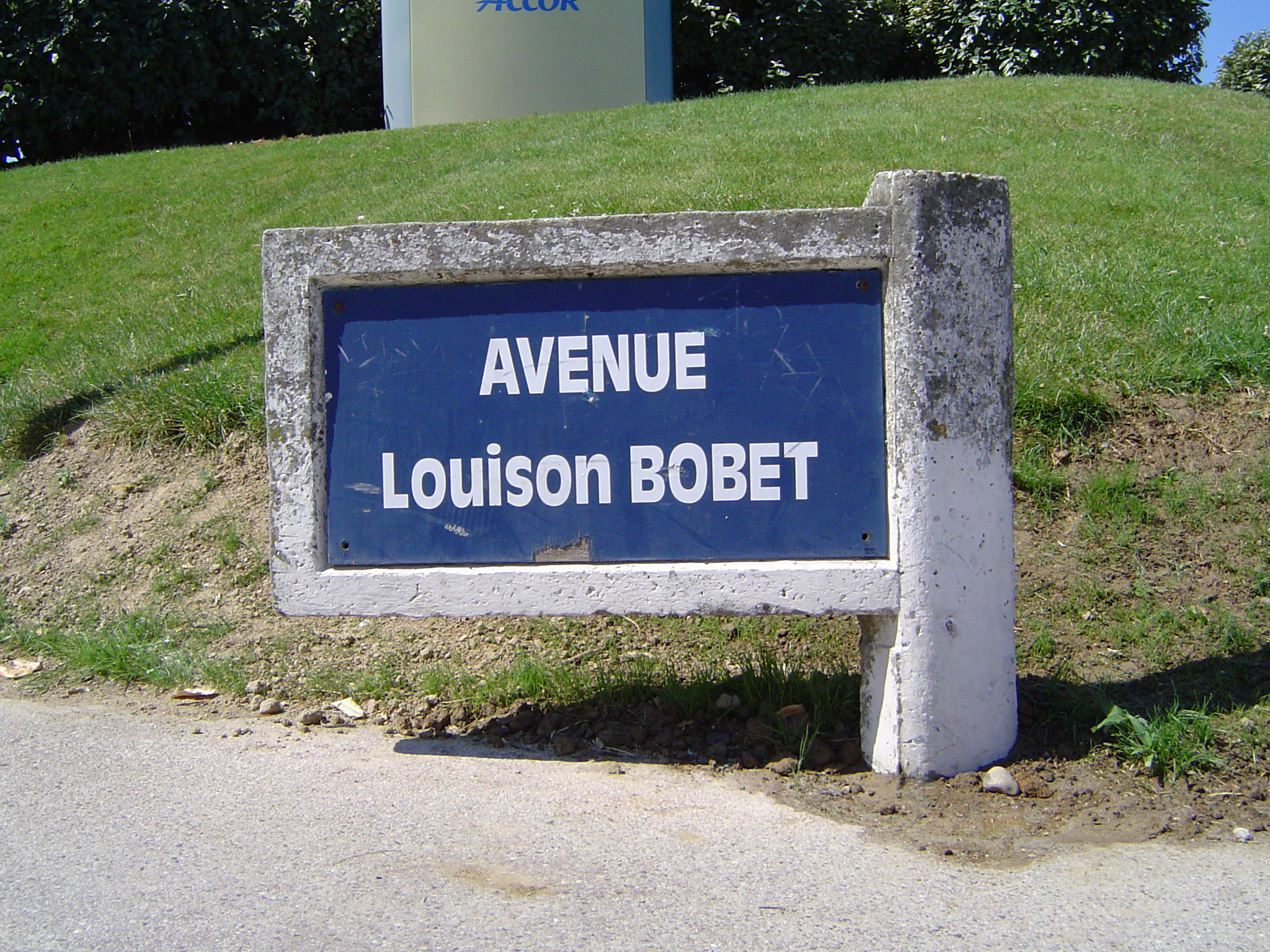

Louison Bobet est le créateur en 1974 du centre de thalassothérapie, situé le long de la plage, au sud de la digue.

### Louis-Quételart (avenue)

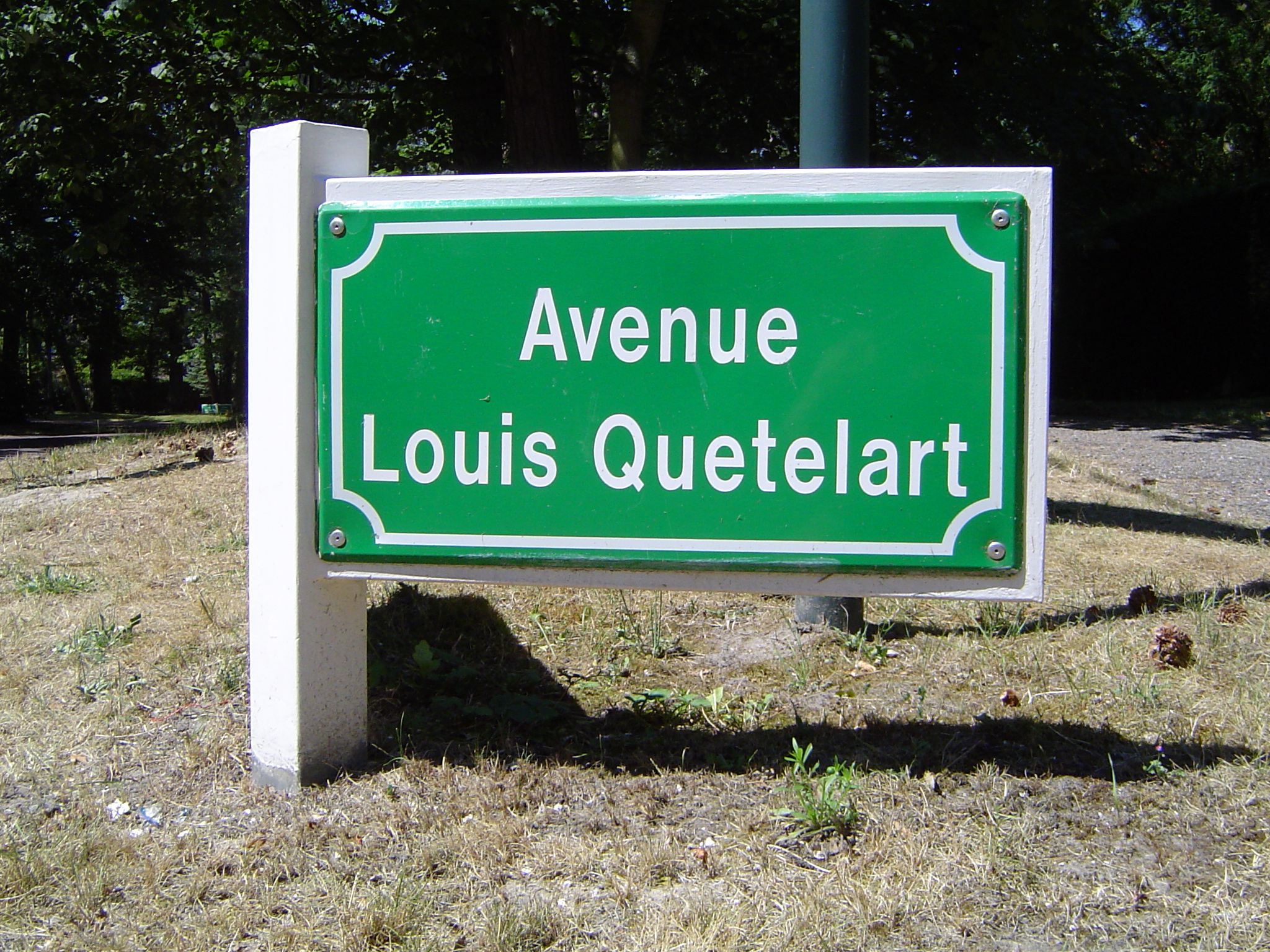

Cette avenue s'appelait avenue circulaire jusqu'en 1961.
Louis Quételart fut l’architecte de nombreuses villas du Touquet. Il fut conseiller municipal du Touquet-Paris-Plage jusqu'à sa mort.

## M

### Maréchal-Foch (avenue du)

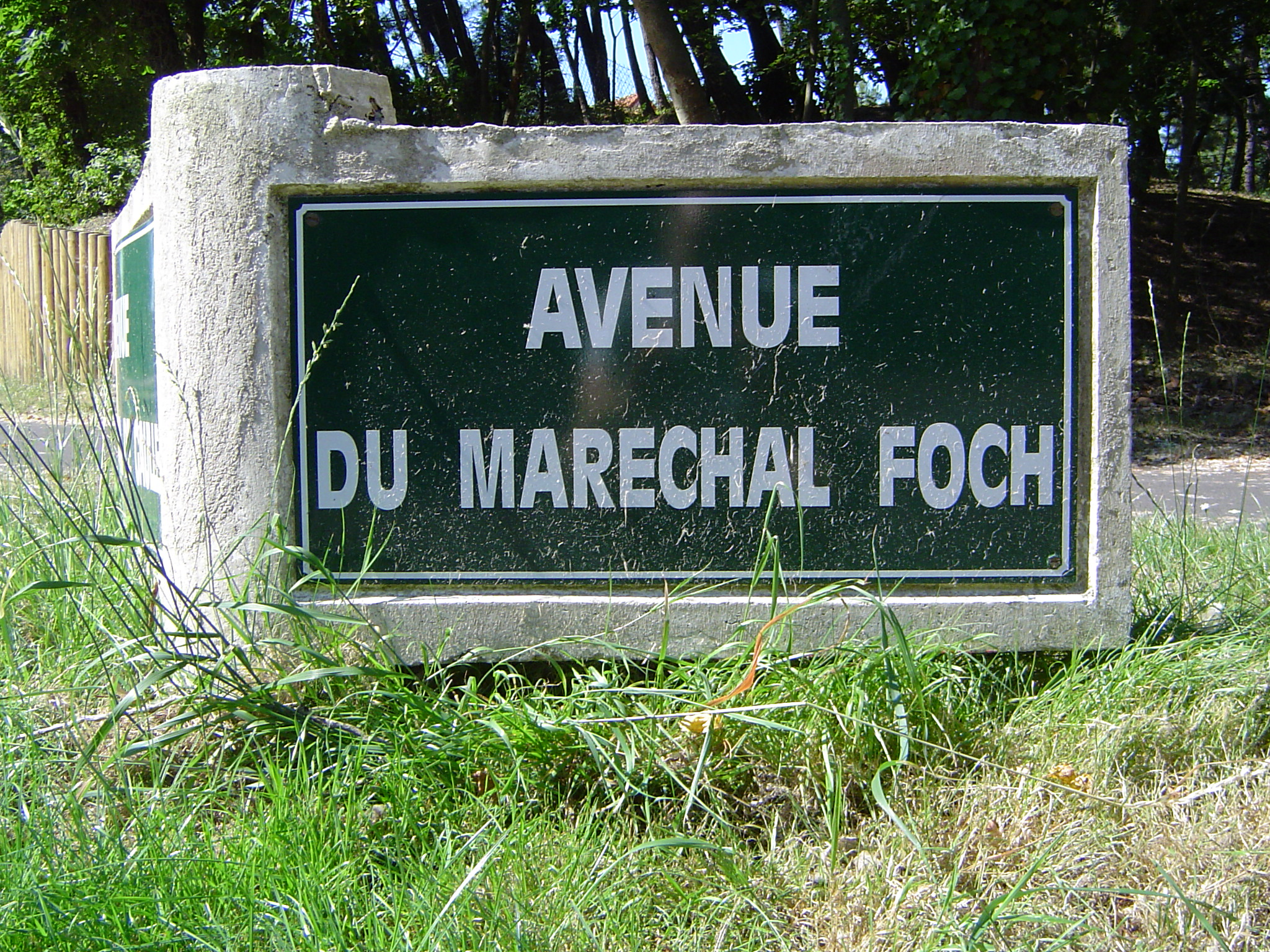

Hommage aux militaires français, héros des deux dernières guerres. Ici, Ferdinand Foch.
Sur le plan de 1930, une partie de cette voie est nommée « avenue du Parc-Central », une partie « avenue Alexandra » (de l'avenue du général de Gaulle à l'avenue de l'Atlantique), et la partie la plus à l'Est « avenue du Maréchal Douglas Haig ».

### Maréchal-Jean-de-Lattre-de-Tassigny (avenue du)

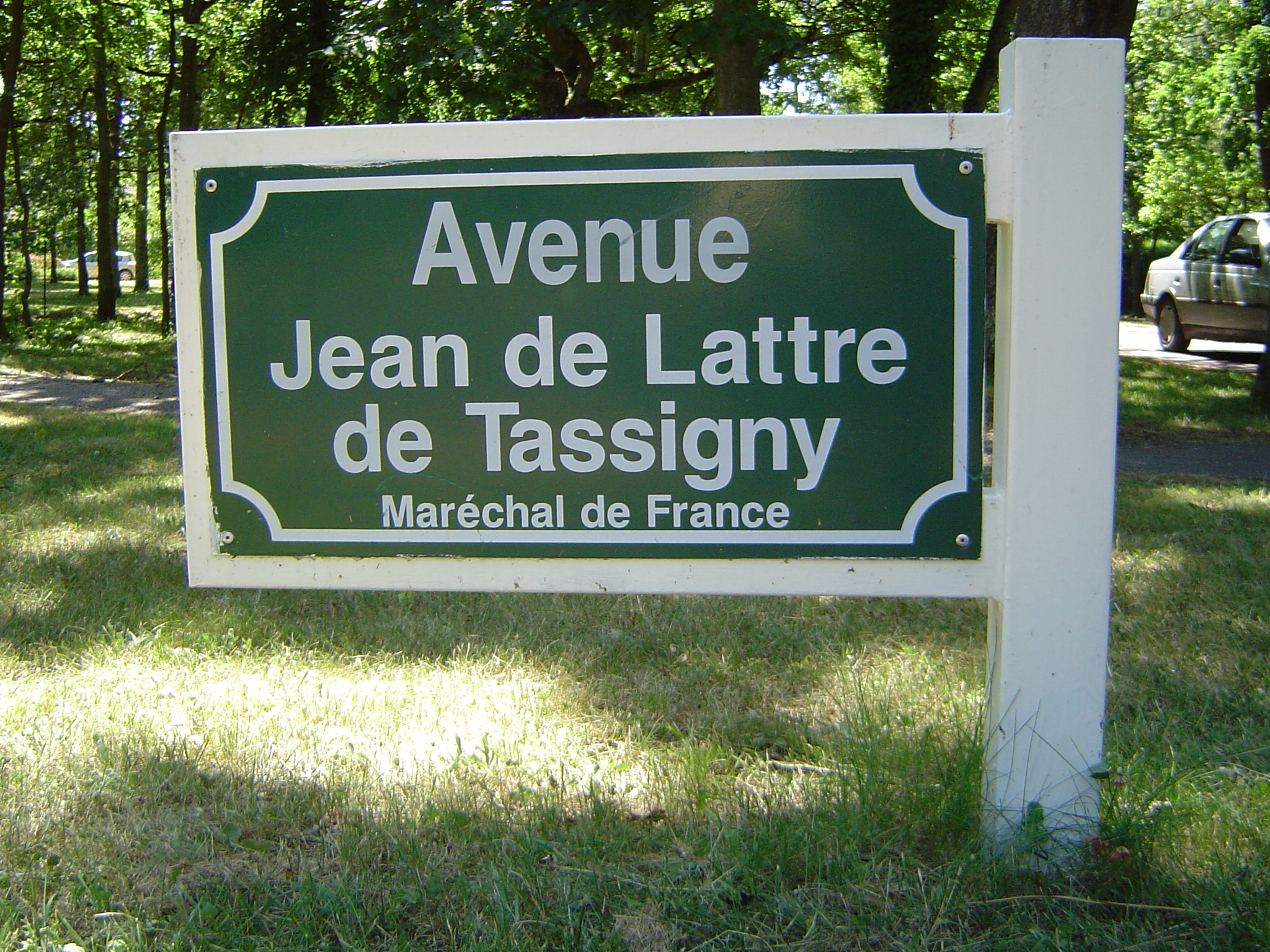

Hommage aux militaires français, héros des deux dernières guerres. Ici, Jean de Lattre de Tassigny.

### Maréchal-Joffre (avenue du)

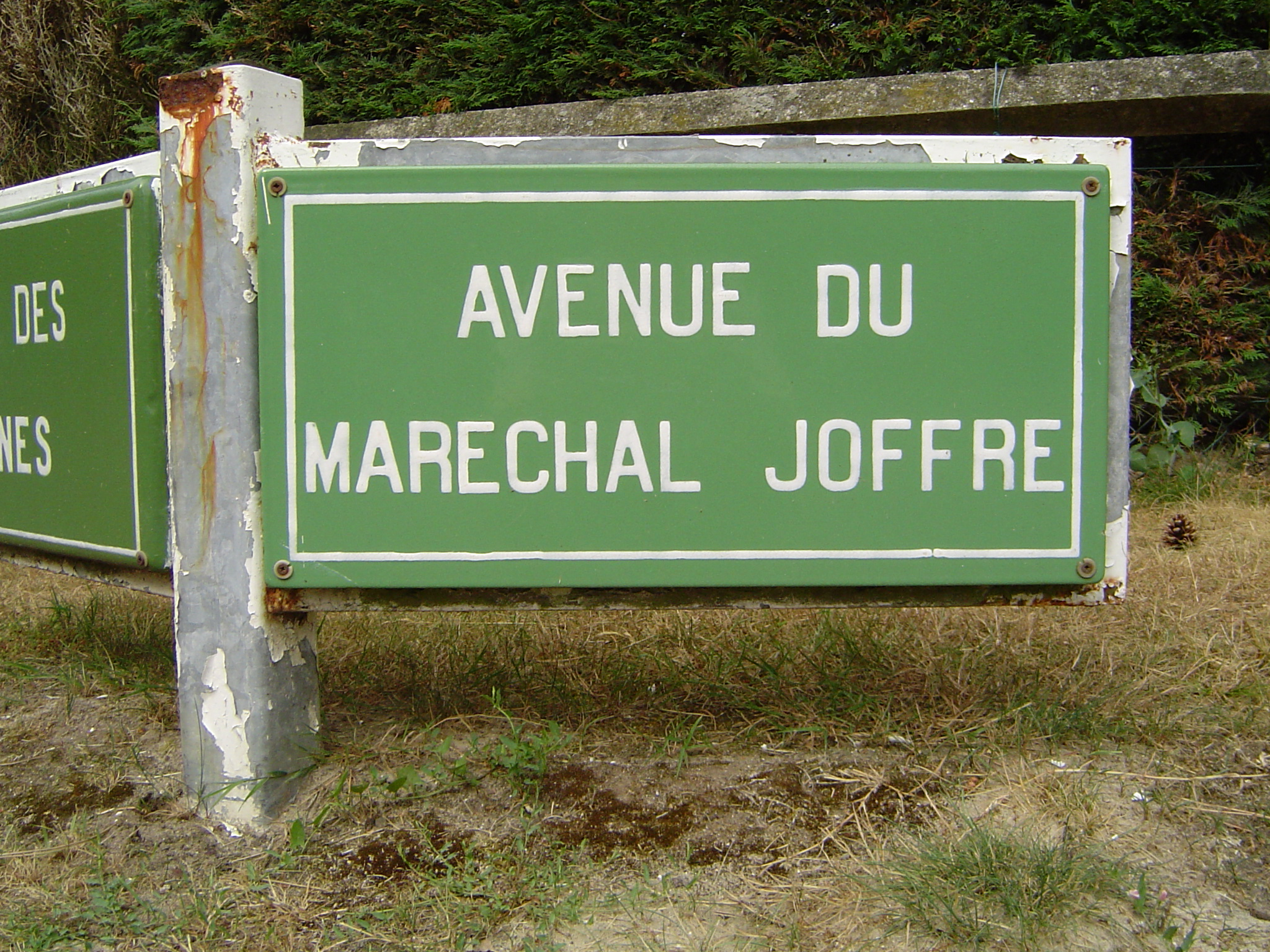

Hommage aux militaires français, héros des deux dernières guerres. Ici, Joseph Joffre.
La partie de l'avenue du Maréchal-Joffre, comprise entre l'avenue du Paradis-Thérèse et l'avenue du Général-de-Gaulle, s'est appelée l'avenue du maréchal French, comme le montre le plan, de 1946, établi par Ernest Déprès, géomètre-expert DPLG de la Société générale du Touquet-Paris-Plage.
Autrefois, l'avenue du Maréchal-Joffre était prolongée, entre l'avenue du Château et l'avenue Joseph-Louis-Sanguet, par une voie qui s'appelait avenue des Œillets, cette voie n'existe plus.

### Maréchal-Leclerc-de-Hautecloque (avenue du)

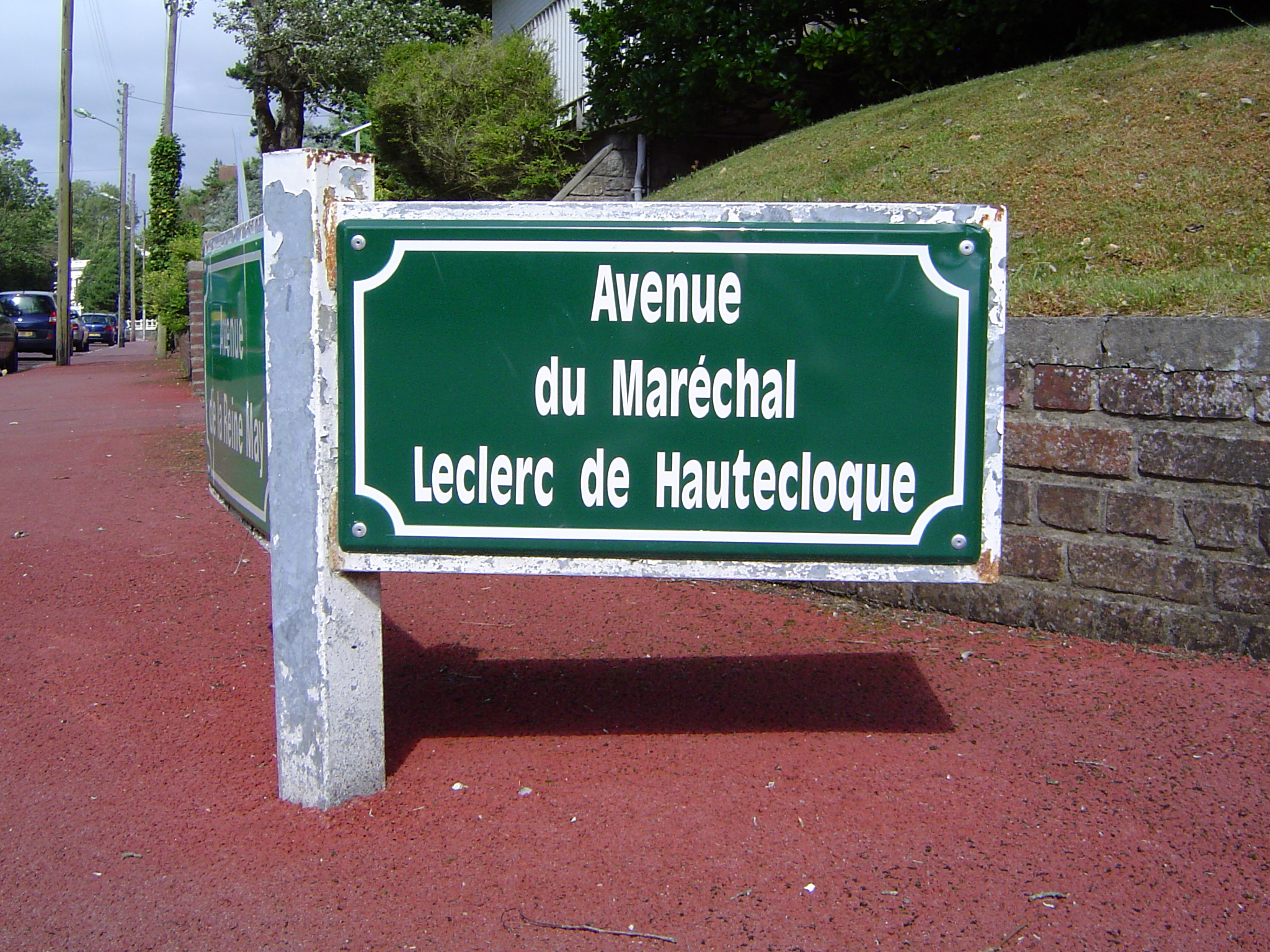

Hommage aux militaires français, héros des deux dernières guerres. Ici, Philippe Leclerc de Hauteclocque.
Cette avenue, inaugurée en 1981 par Thérèse de Gargan, veuve du maréchal, s'appelait précédemment « Avenue du Parc Central ».

### Margaret (allée)
L'allée Margaret, dont le nom est un hommage à la princesse Margaret, est — avec l'allée Marie-Antoinette — l'une des deux voies de Mayvillage ; ces voies ont été tracées en 1990.

### Marronniers (allée des)

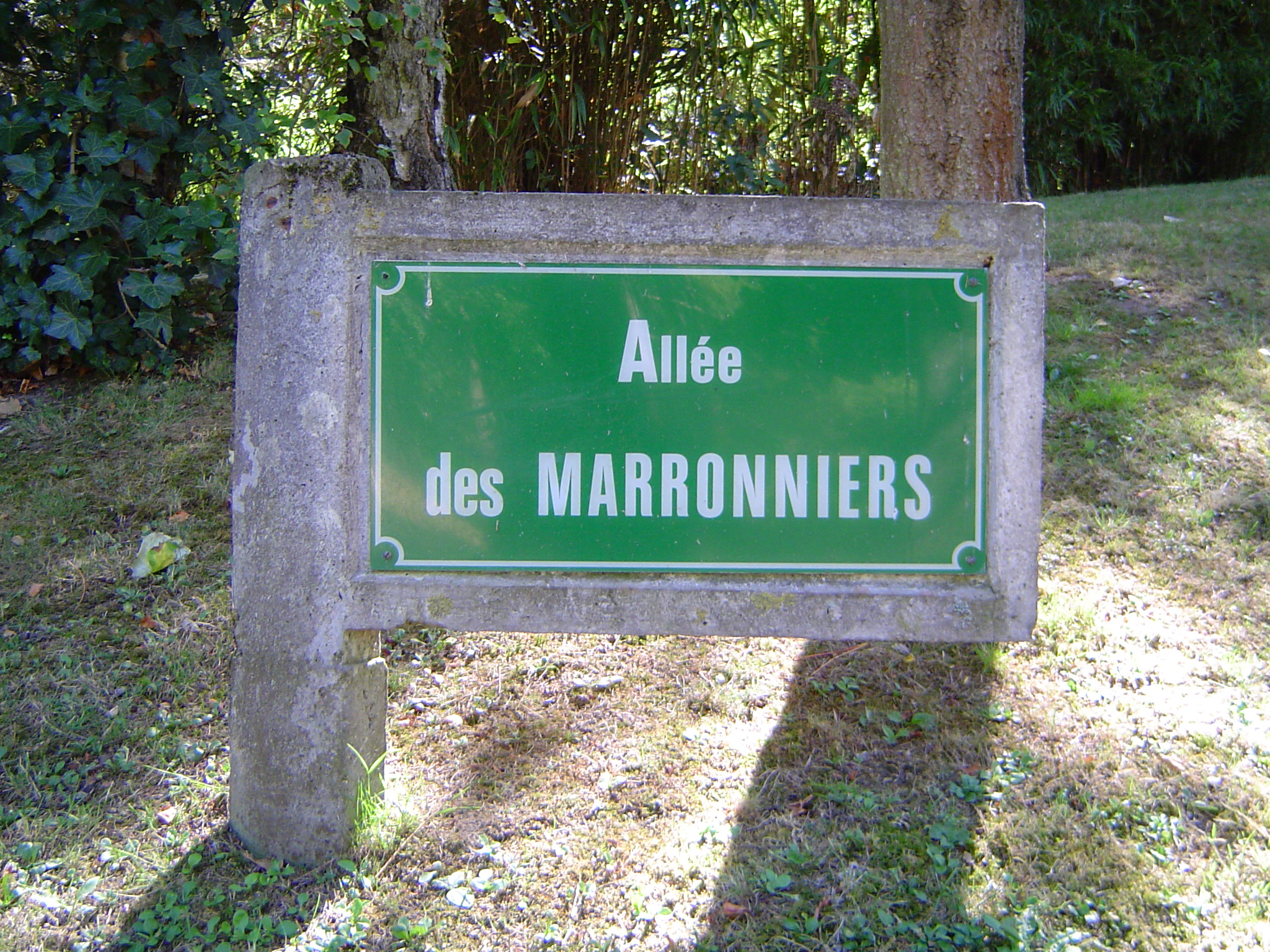

### Marguerites (allée des)

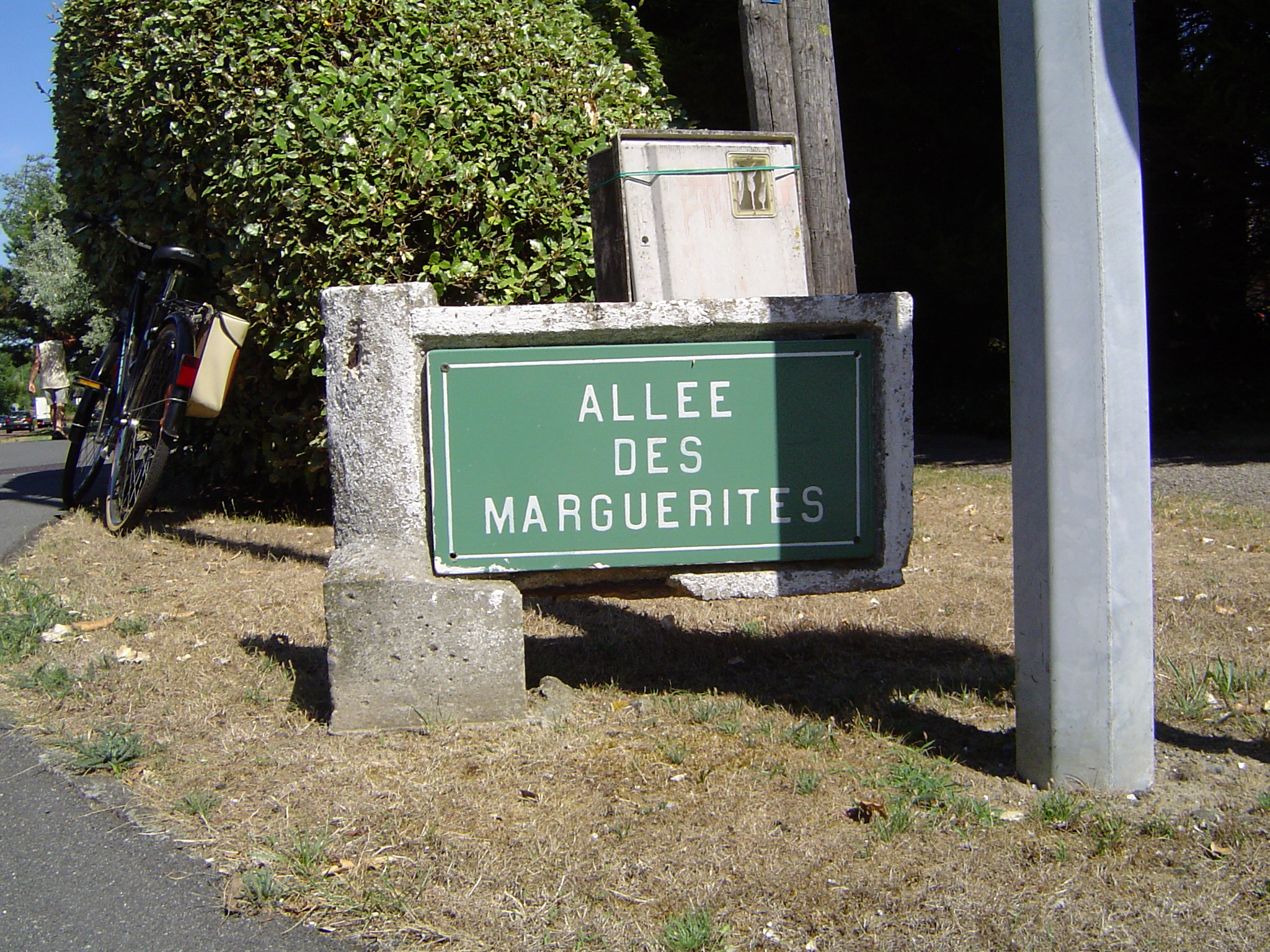

Les marguerites sont des fleurs qui parsèment les jardins touquettois.

### Marie-Antoinette (allée)

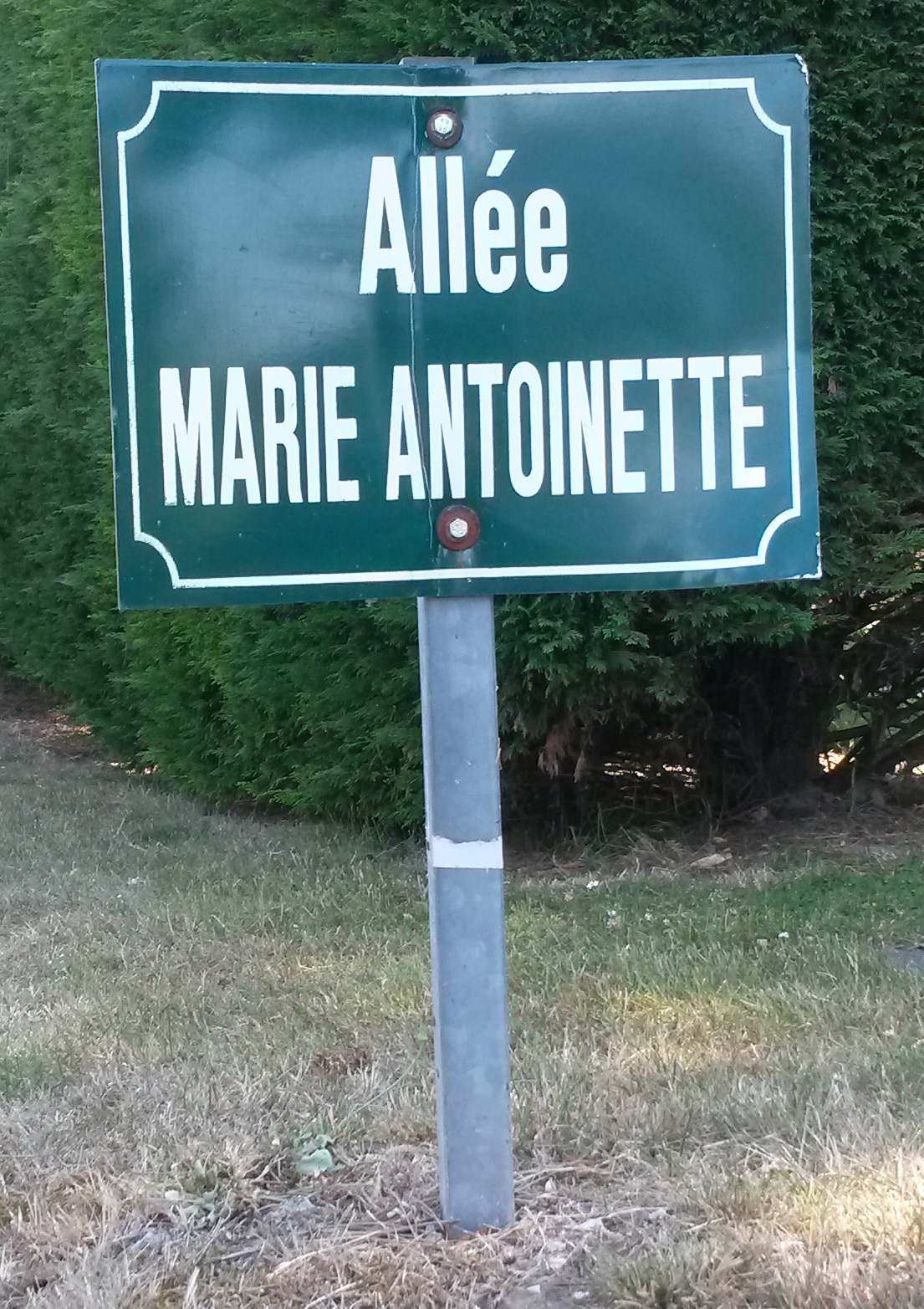

L'allée Marie-Antoinette, dont le nom est un hommage à Marie-Antoinette d'Autriche, épouse du roi de France Louis XVI, est — avec l'allée Margaret — l'une des deux voies de Mayvillage ; ces voies ont été tracées en 1990.

### Marie-Louise (allée, avenue)

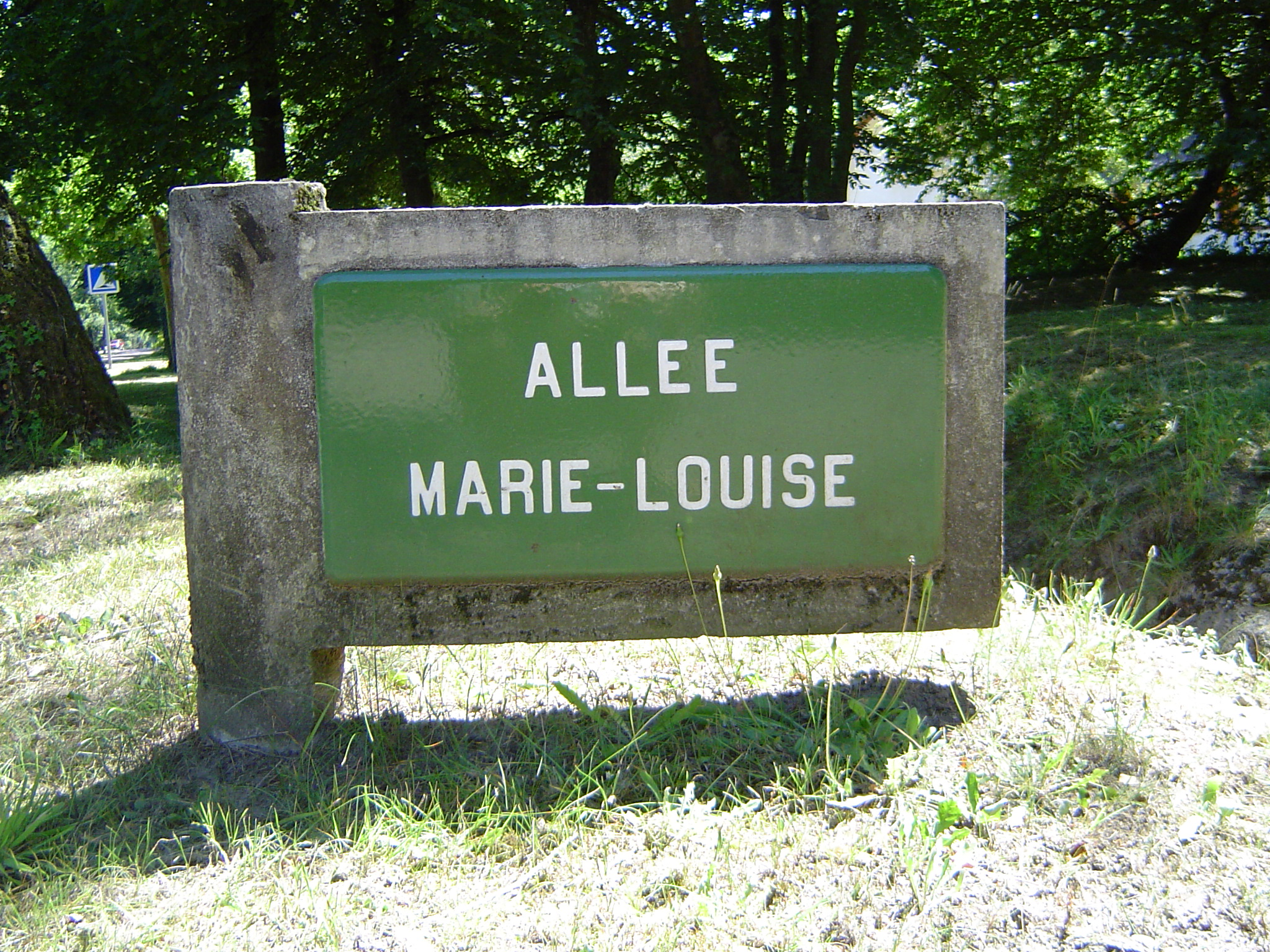

Hommage à Marie-Louise d'Autriche, épouse de l'empereur Napoléon Ier.

### Maxence-Van-der-Meersch (avenue)

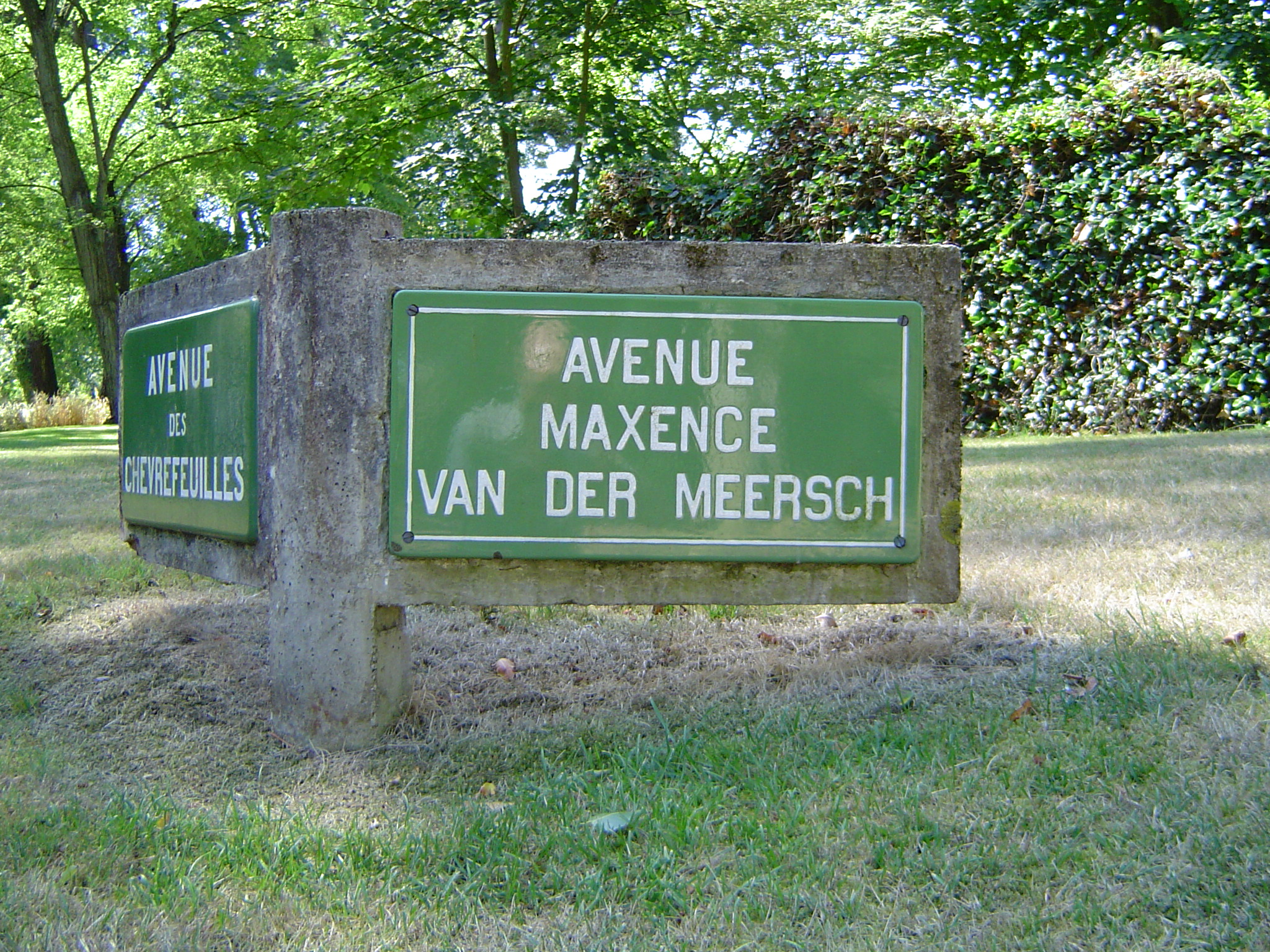

Maxence Van der Meersch, écrivain, lauréat du prix Goncourt en 1936, grand prix de l'Académie française, a vécu ici les dernières années de sa vie. Il y est mort le 14 janvier 1951, victime de la tuberculose. Il laissa une œuvre considérable dont son roman « Corps et âmes » qui évoque ses doutes sur la méthodologie de certains « pontes » de la médecine. Cette interpellation laisse planer une interrogation sur sa mort largement prématurée.
cette voie comprend une villa remarquable : la villa Fair Way rebaptisée The Sandhill, sise au no 1, construite en 1929 sur les plans de l’architecte Louis Quételart, pour Allen Stoneham. Ce fut la dernière demeure de l'écrivain Maxence Van der Meersch. On peut lire sur la façade, l'inscription : A achevé ici sa brève existence le 14 janvier 1951, à la recherche du vrai. Cette villa est recensée à l'inventaire général du patrimoine culturel. Lorsque Maxence Van der Meersch en était le propriétaire, cette villa s'est appelée La Maison dans la dune, du nom de son premier roman.

### Mermoz (avenue)

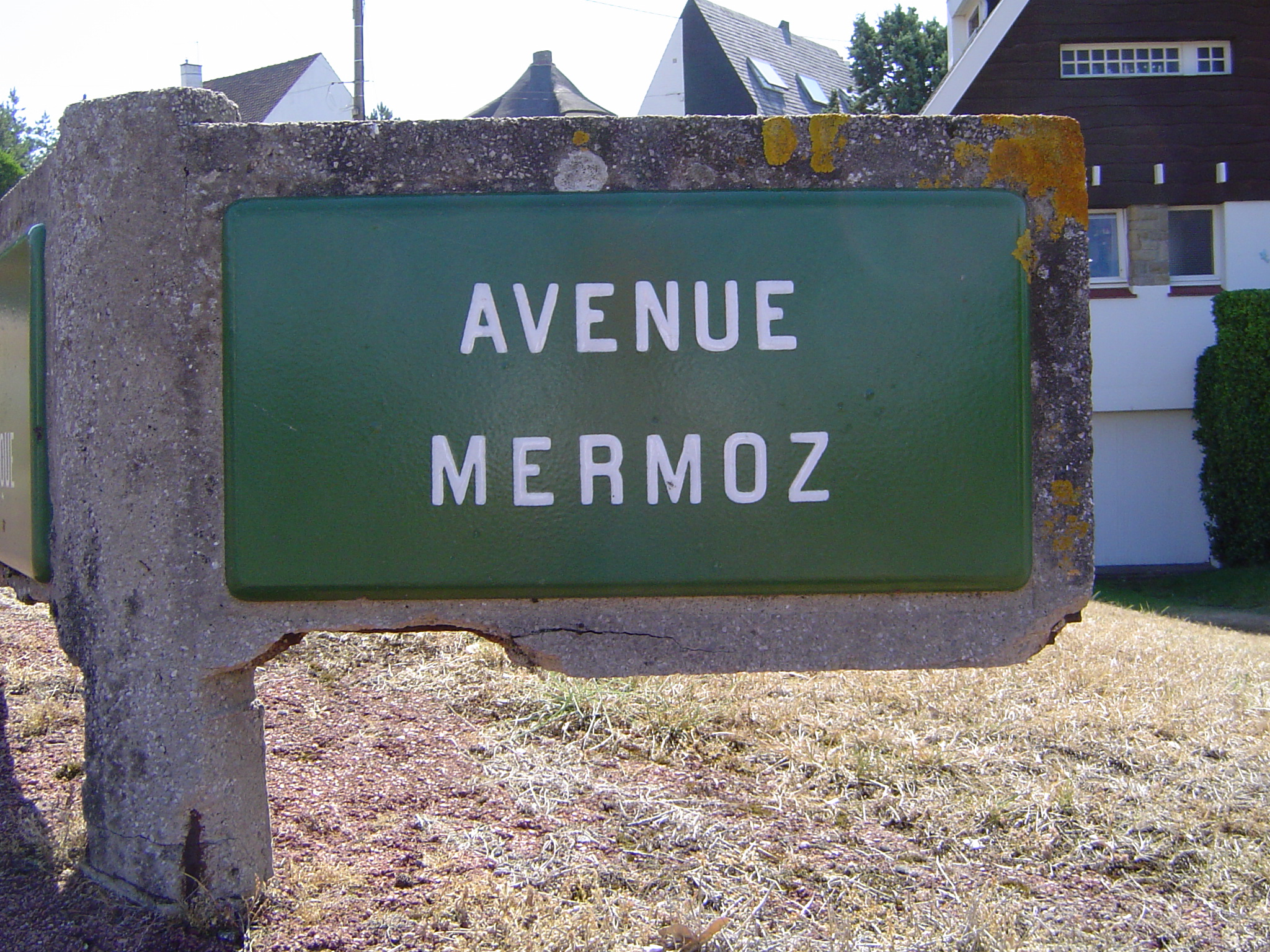

Hommage à l'aviateur Jean Mermoz.

### Mésanges (allée des)

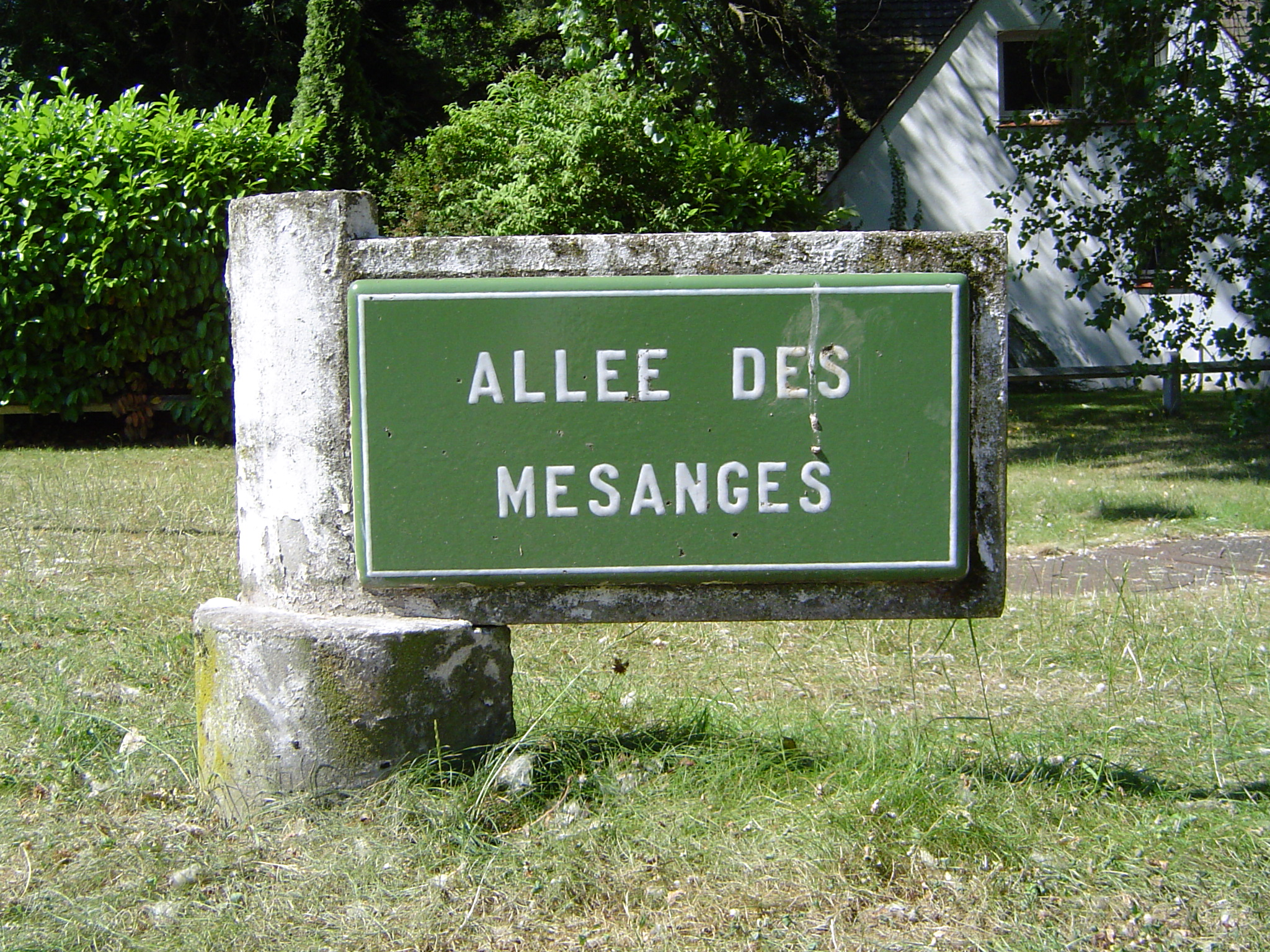

Cette voie, située dans le quartier « des oiseaux » (allées des Fauvettes, des Mésanges, des Rossignols), comprend un bâtiment remarquable : le phare de la Canche également appelé Phare du Touquet
Ce phare est construit de 1946 à 1949, sur les plans de l’architecte Louis Quételart et des ingénieurs Briquel et Danel. Il est haut de 53 mètres, 274 marches. À 56 mètres, deux ampoules halogènes de 650 W ont remplacé en 1988 les deux ampoules de 2 000 W. La rotation est de 1 tour20s, soit un éclair toutes les 10 s. La portée est de 50 km par temps clair (les côtes britanniques sont à 46 km). La tour est classée à l'inventaire des monuments historiques depuis le 19 avril 2011. Les bâtiments du phare comprenant l'ancien pavillon du gardien en chef et l'ancien bâtiment de service, avec son jardin, les piliers d'entrée et les bancs, en totalité sont inscrits depuis le 30 décembre 2010.

### Metz (rue de)
Il s'agit de la ville de Metz.
Cette voie comprend :

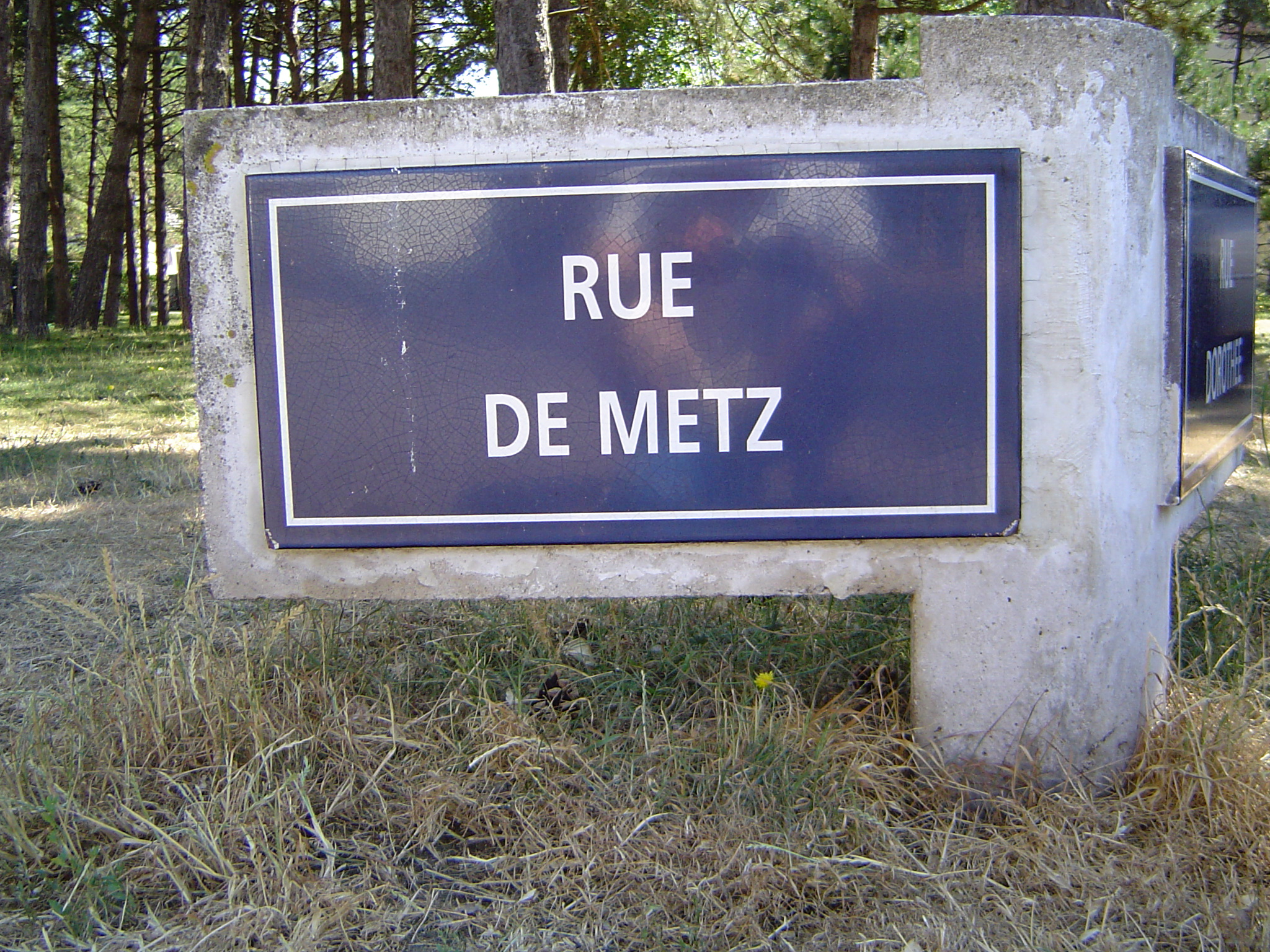

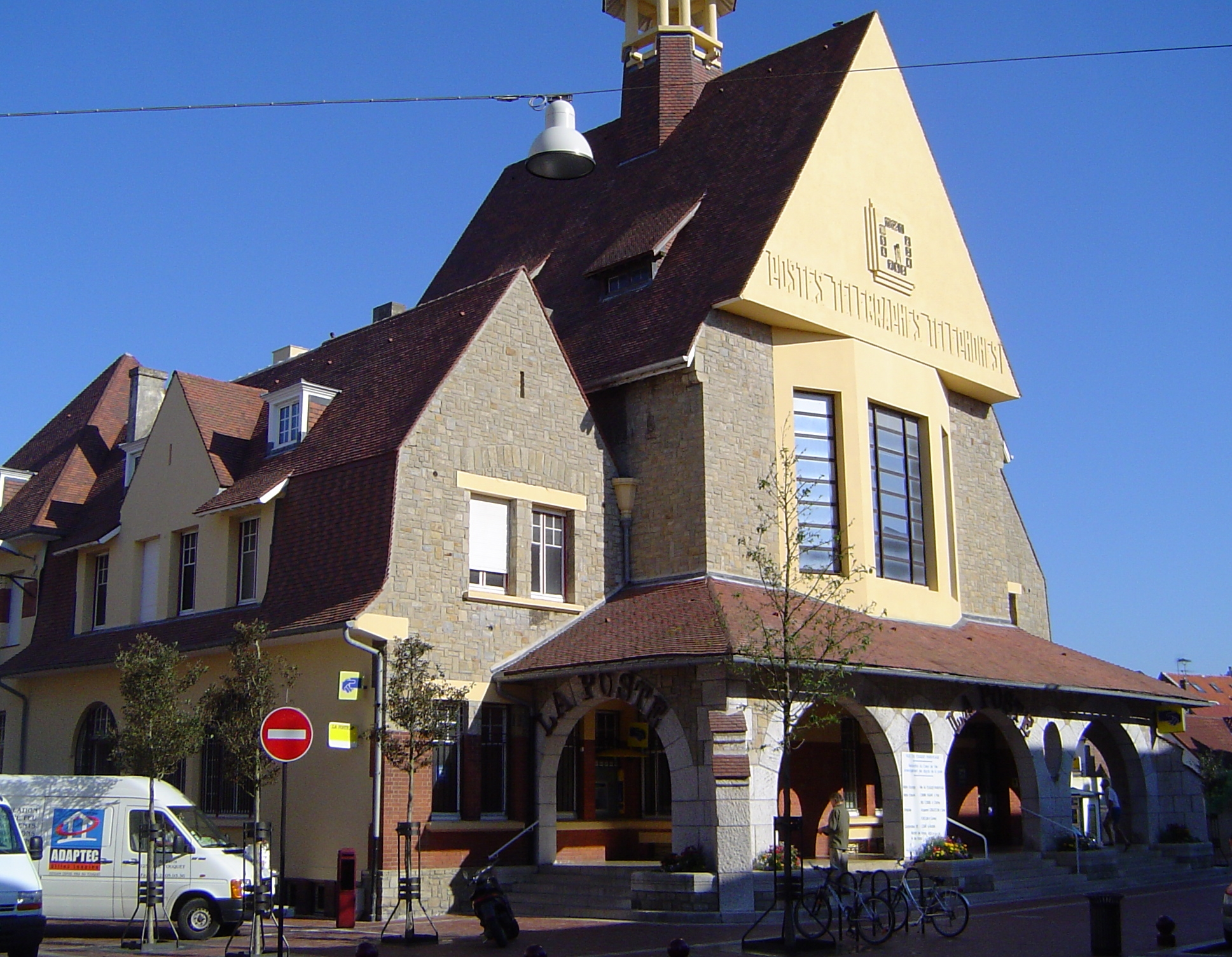
La Poste construite en 1927.

- un bâtiment remarquable : L'hôtel des postes, construit en 1927 par Delcourt Frères sur les plans de l’architecte Jean Boissel qui remporta le concours organisé par la municipalité (les perdants furent Louis Quételart et André Pouthier). Ce concours ne fut ouvert qu'aux seuls architectes domiciliés ou patentés au Touquet avant le 1er janvier 1924. L'architecte a voulu témoigner du souvenir de l'ancienne chapelle Saint-André construite à cet emplacement en y apposant la fantaisie architecturale du petit clocher. Ont collaboré : le céramiste Delassus et le peintre-verrier Gaëtan Jeannin. Ce bâtiment (façades, toitures et hall) est inscrit au titre des monuments historiques depuis le 12 mai 1997[68]. À l'origine, l'entrée était prévue rue de Londres, donc dans la même orientation que la chapelle. Le 31 août 1926, après la déposition de deux pétitions opposées, la question de l'entrée principale est débattue : rue de Londres ou rue de Metz ? Séance historique du conseil municipal : l'entrée rue de Metz l'emporte par 11 voix contre 8 et 1 abstention. Ce n'est pas fini : en mars 1927, les établissements boulonnais qui construisent le bâtiment sont en liquidation judiciaire à quelques mois de l'ouverture prévue ! Le conseil municipal attribue alors l'achèvement des travaux à l'entreprise Delcourt et la Poste est ouverte à la date prévue[f 6].
- et une villa remarquable : la villa Cipry, sise au no 171, construite en 1927 sur les plans de l’architecte Horace Pouillet. Cette villa fut occupée par les Allemands pendant la dernière guerre, utilisant la petite tour comme poste d'observation. Cette villa est recensée à l'inventaire général du patrimoine culturel[69] ;
- ainsi que d'autres bâtiments et villas intéressants du point de vue architectural ou historique :
  - au numéro 104, le bâtiment était occupé à l'origine par le presbytère de la paroisse du Touquet, situé non loin de la première chapelle Saint-André édifiée sur l'actuel emplacement de la poste. Le bâtiment est aujourd'hui occupé par le bureau du journal Les Échos du Touquet dont le premier numéro a été publié le 13 août 1957[RC 8].

### Mille-Agréments (avenue des)

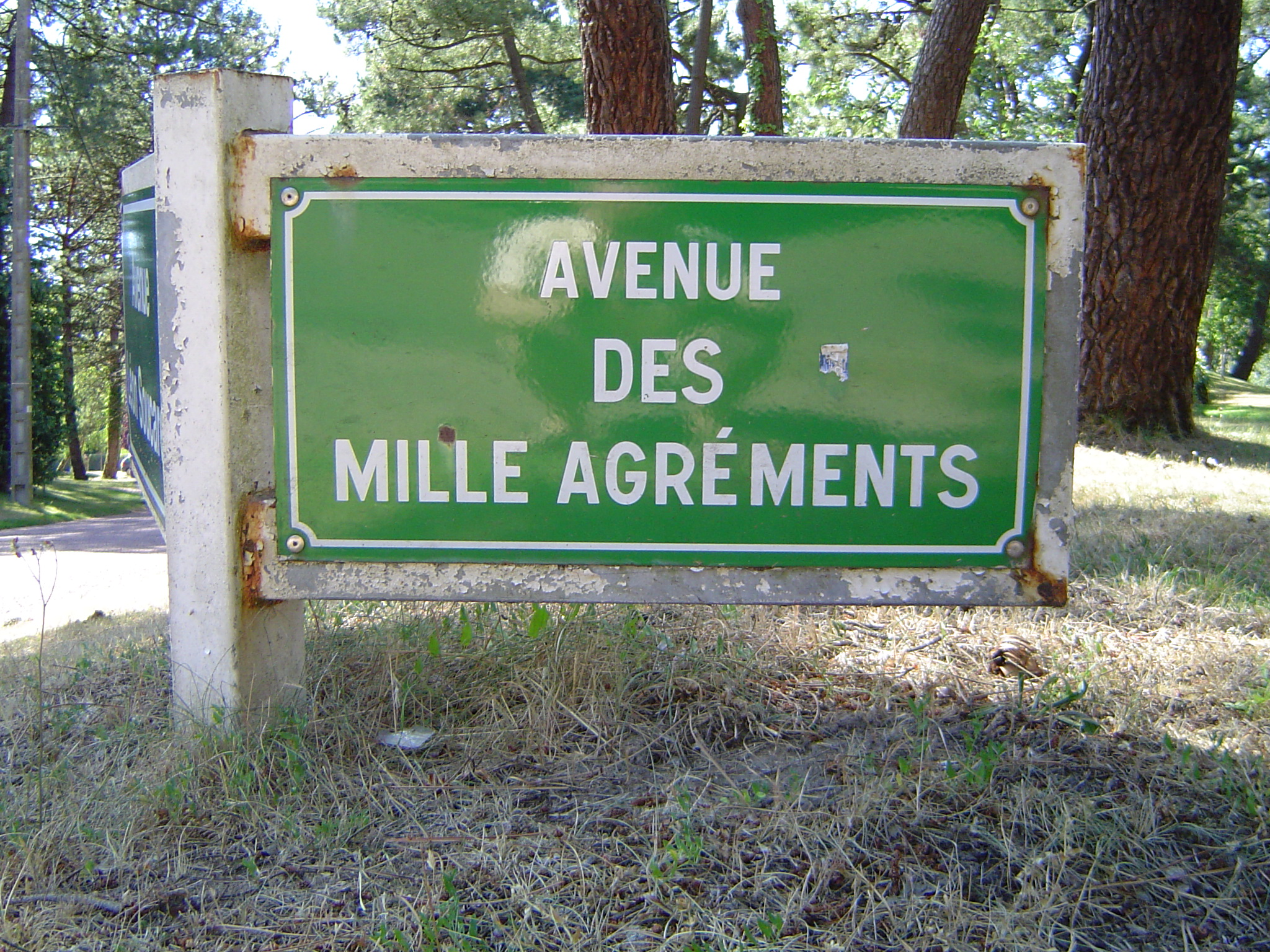

« Mille-Agréments » est le nom de la première construction qui s'appelait « Les Pavillons des Mille Agréments » à l'entrée de cette avenue. Elle a donné son nom à cette avenue. Cette construction (toujours visible) était la propriété à l'origine de Louis Coquelin et a été réalisée par l'entreprise Arthur Charbonnier de Berck (Pas-de-Calais), elle date de 1905-1906 et comporte huit logements.
Dans cette voie se trouve la villa « Saxby » nom donné, par un des descendants de John Saxby, en hommage à l'industriel anglais.
On peut également y découvrir une villa remarquable, une chaumière nommée Boukarou, conçue par l'architecte Louis-Michel Quételart, dans les années 1960, et devant, pour le propriétaire, rappeler les huttes africaines, d'où le nom.

### Monthor (allée, chemin)

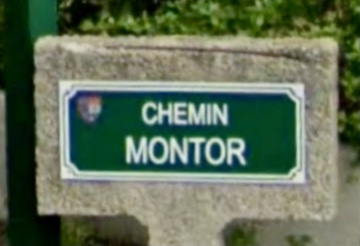
Plaque de rue côté Cucq.

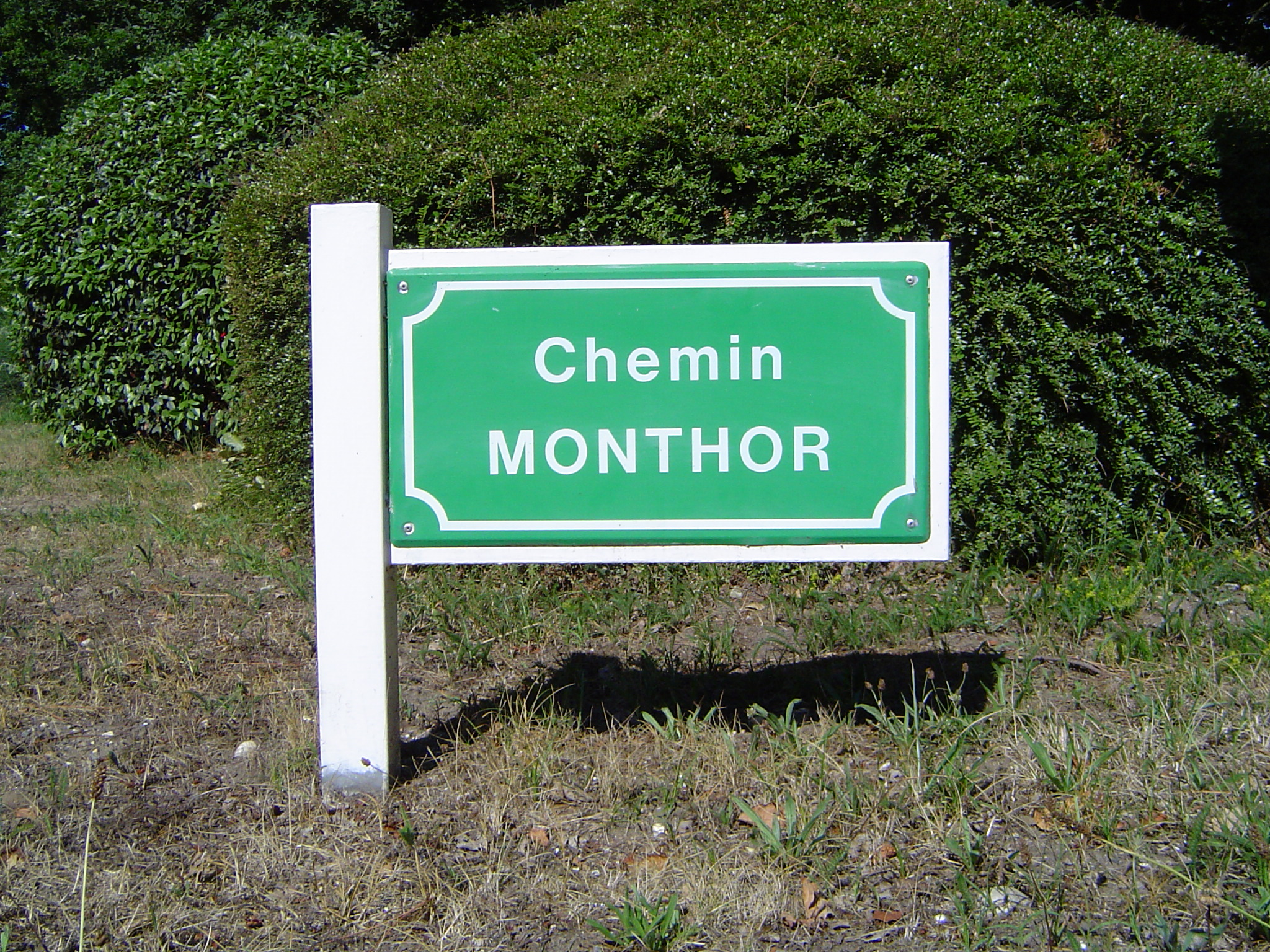
Plaque de rue côté Touquet-Paris-Plage.

Monthor serait le nom de famille du créateur de ce chemin de traverse,.
La rue est l'une des voies qui séparent la commune de Cucq de celle du Touquet-Paris-Plage.
Cette voie a la particularité d'avoir deux orthographes, « chemin Monthor », côté Touquet-Paris-Plage, et « chemin Montor », côté Cucq.

### Montreuil (avenue, rue)

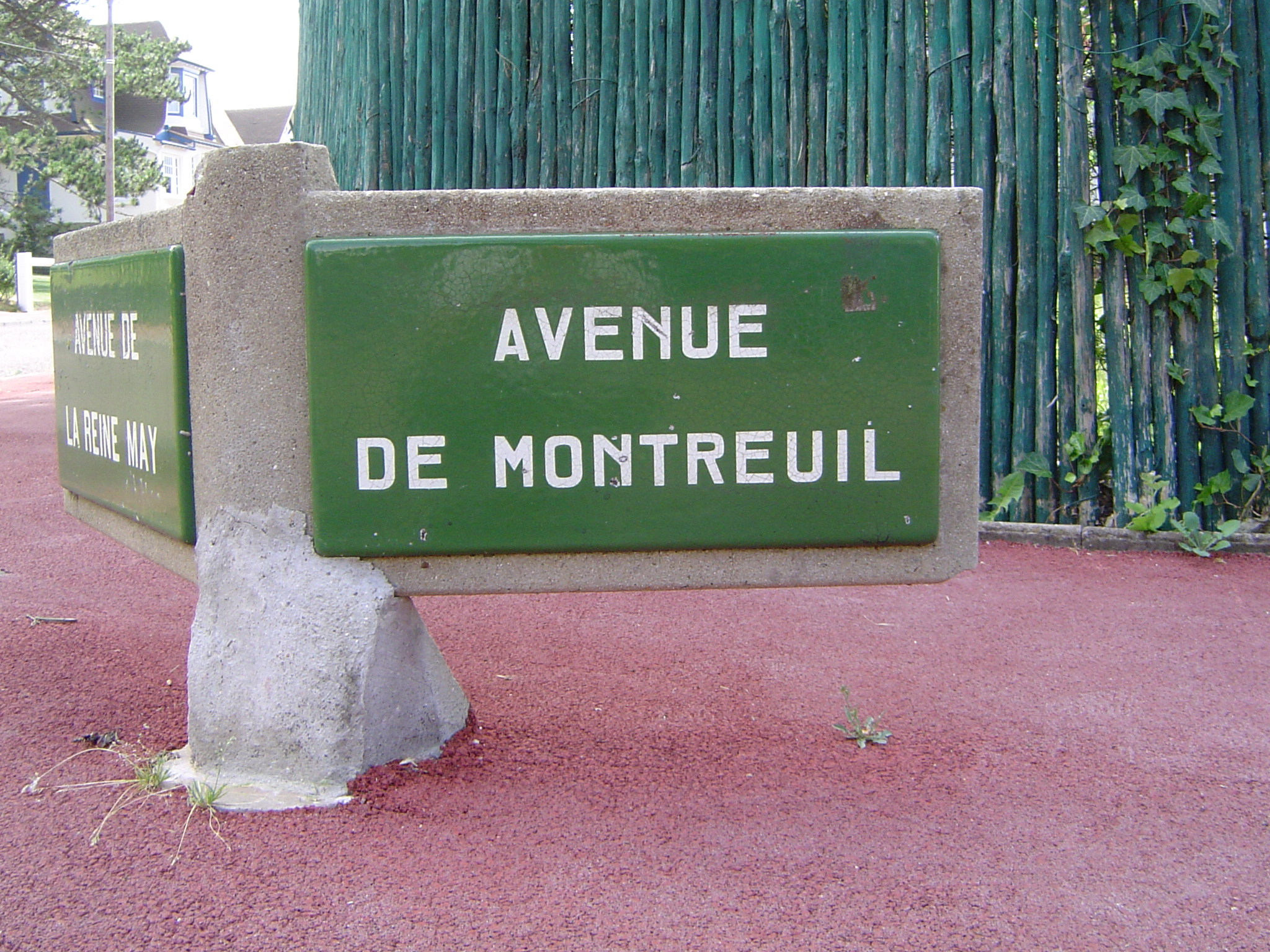

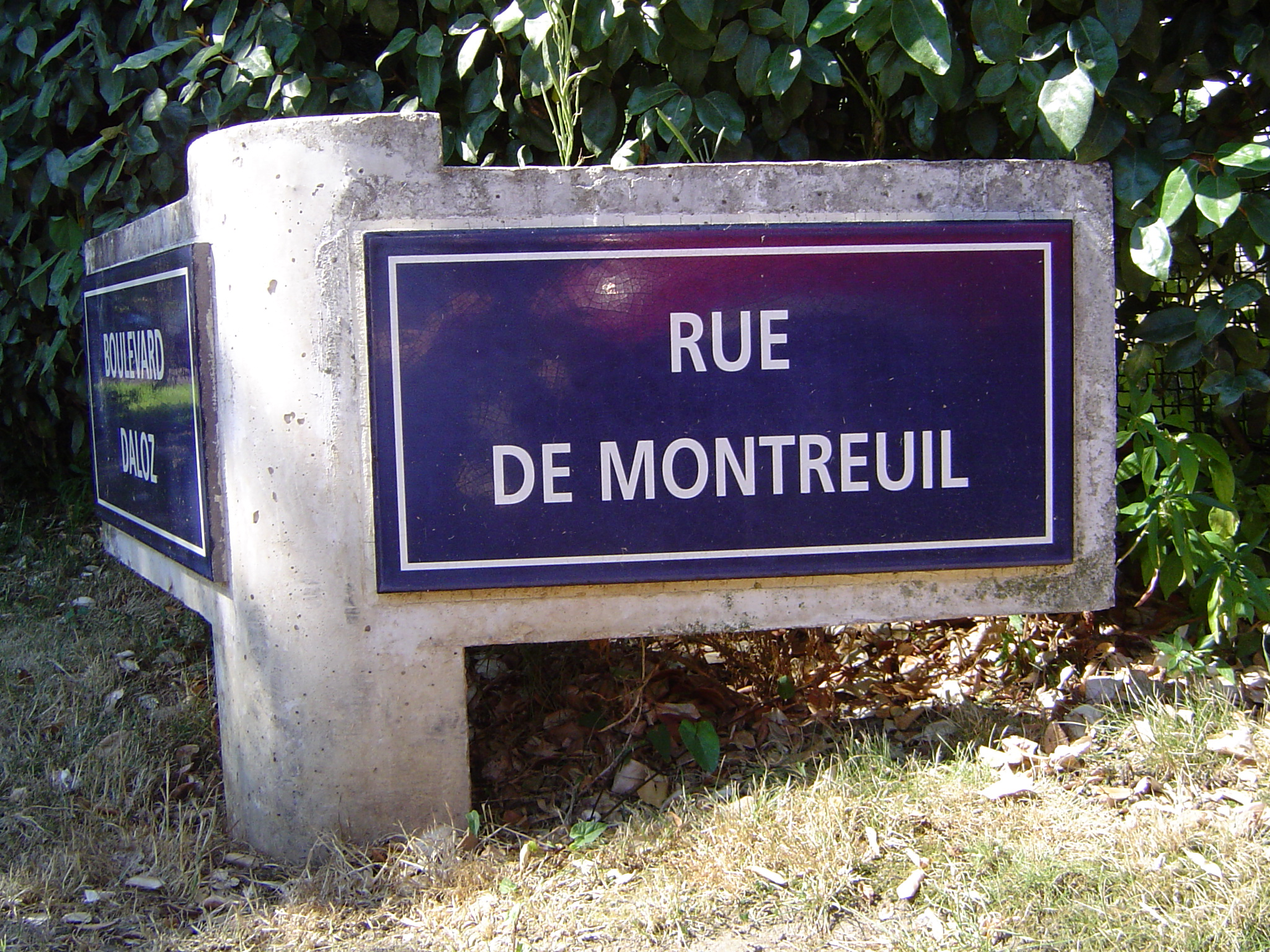

Il s'agit de la ville voisine de Montreuil-sur-Mer.
Cette voie comprend une villa remarquable : la villa Les genêts d’or, sise au no 12, construite au début du XXe siècle sur les plans de l’architecte J. Galopin. Cette villa est recensée à l'inventaire général du patrimoine culturel.

### Moscou (rue de)

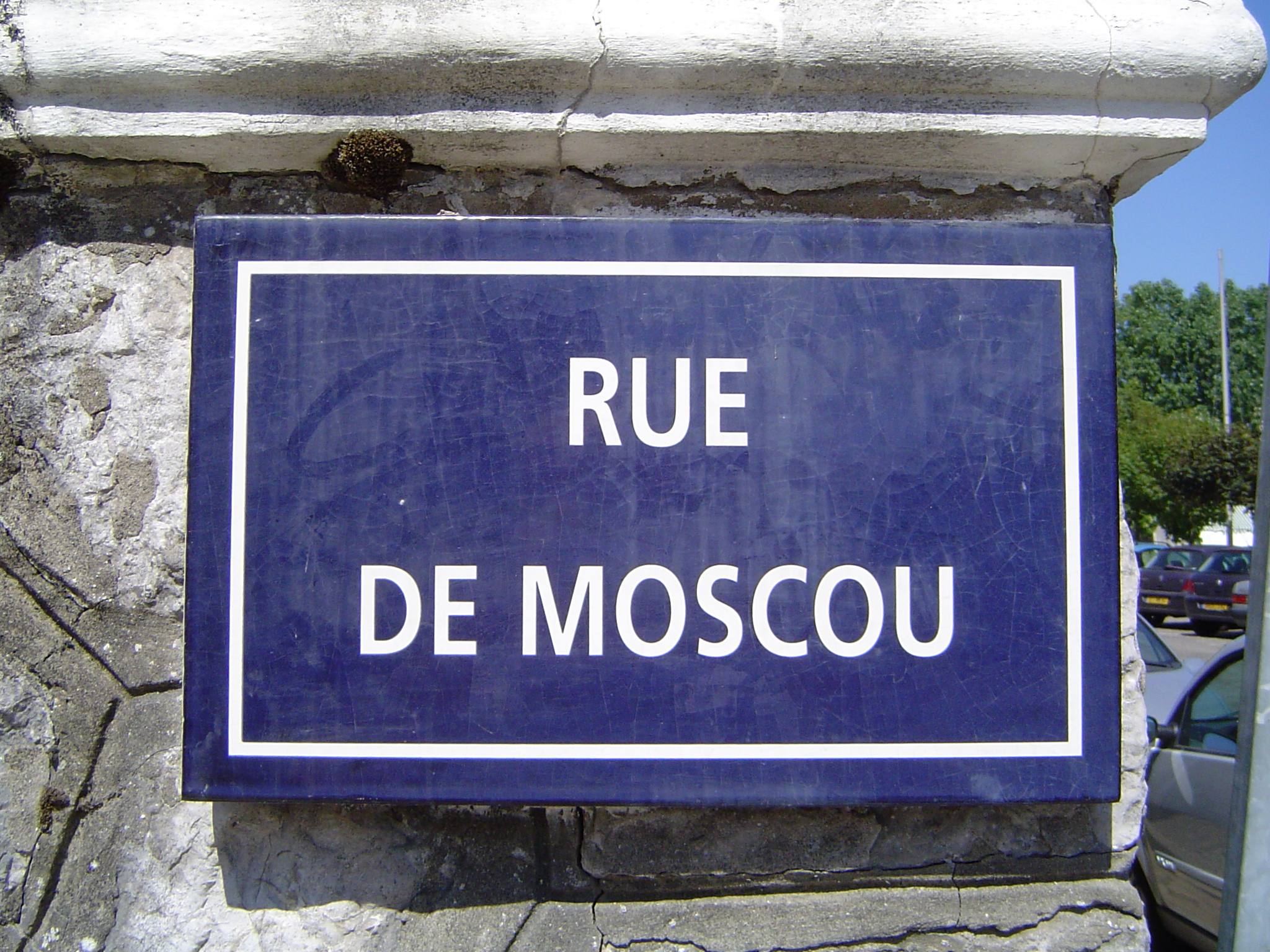

Cette voie, nommée « rue de Moscou » à l'origine, avait été rebaptisée « rue de Cucq » par Armand Durand, faisant fonction de maire, après que les Allemands lui avaient demandé la modification du nom, lors de l'Occupation en juin 1942.
Elle comprend plusieurs villas remarquables (inventaire des monuments historiques, inventaire général du patrimoine culturel) ou intéressantes par leur intérêt architectural ou historique.

### Mouettes (allée des)

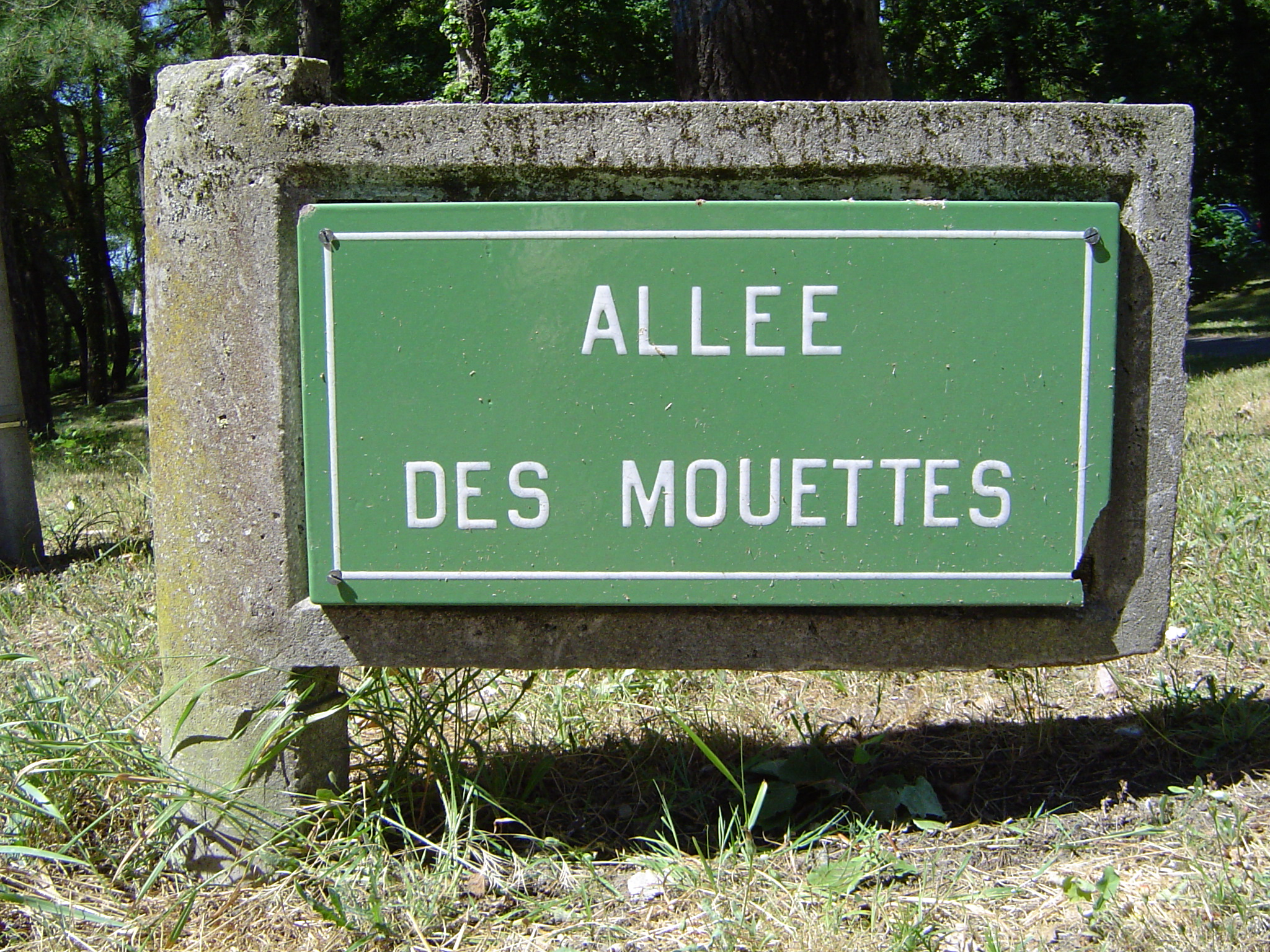

Du nom de la villa Les Mouettes, aujourd'hui disparu, dont le premier propriétaire, début 1900, est Henri Le Camus de Wailly. Cette villa était située à côté de la villa Rodney Hut, elle-même sise aujourd'hui allée de la Royal-Air-Force.
Les mouettes sont des oiseaux très fréquents sur la plage du Touquet.

### Mozart (avenue)

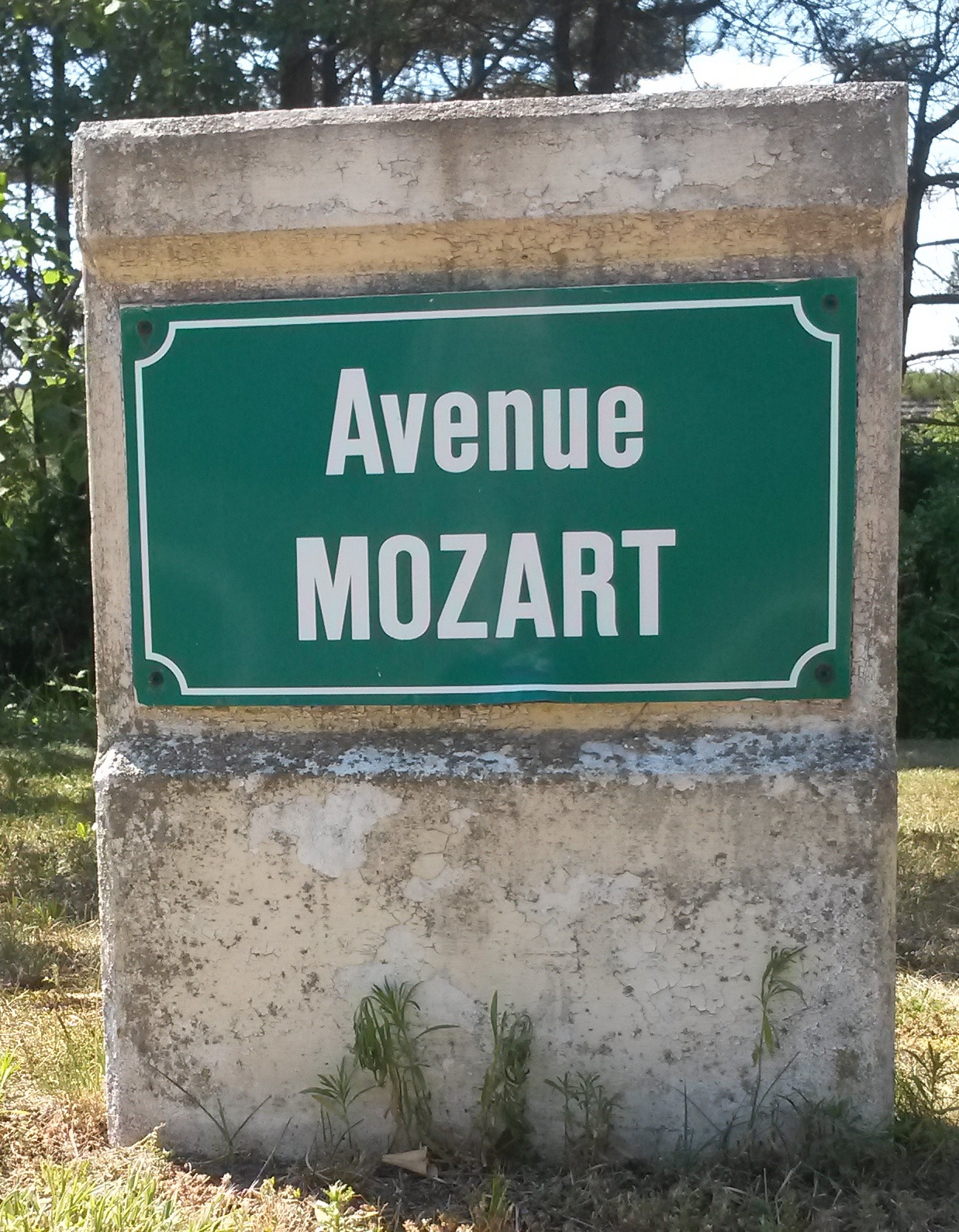

Cette voie est l'une des six voies (Beethoven, Chopin, Debussy, Mozart, Ravel, Schubert) du domaine « Les Cottages ».
Hommage au compositeur Wolfgang Amadeus Mozart.

## N

### Nord (avenue du)

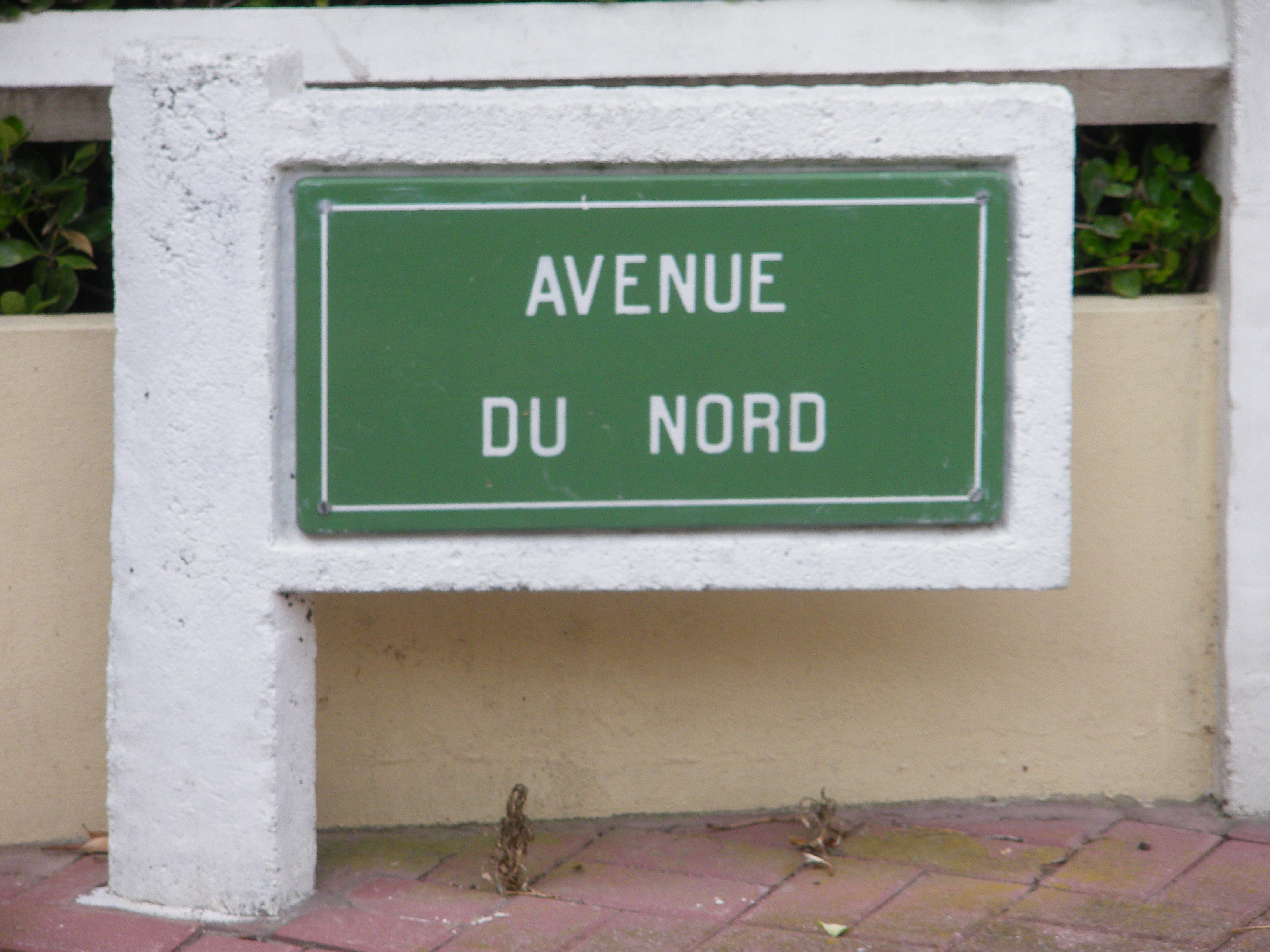

Cette avenue est la voie la plus au Nord dans le plan du lotissement d'Alphonse Daloz.

### Nouveau-Siècle (chemin du)
Cette nouvelle voie, dont la dénomination a été décidée par la municipalité en juillet 2022, est située près de l'aéroport, dans le domaine de la Petite-Forêt à l'espace du Nouveau-Siècle, et dessert l'ensemble des trois nouveaux hôtels.
Cette voie ne figure pas encore dans le répertoire officiel FANTOIR.

### Ombrages (avenue des)

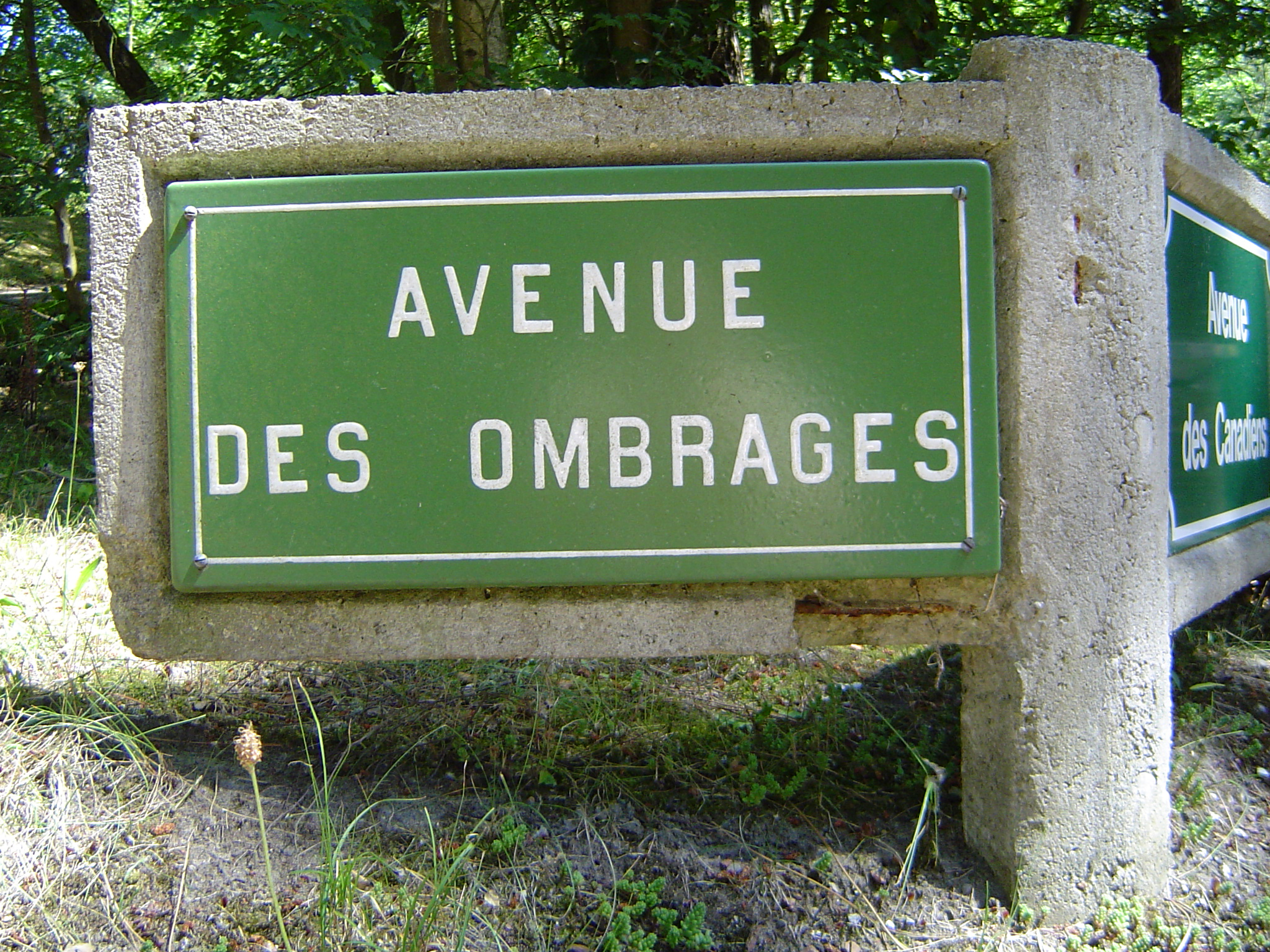

## O

### Oyats (avenue des, rue des)

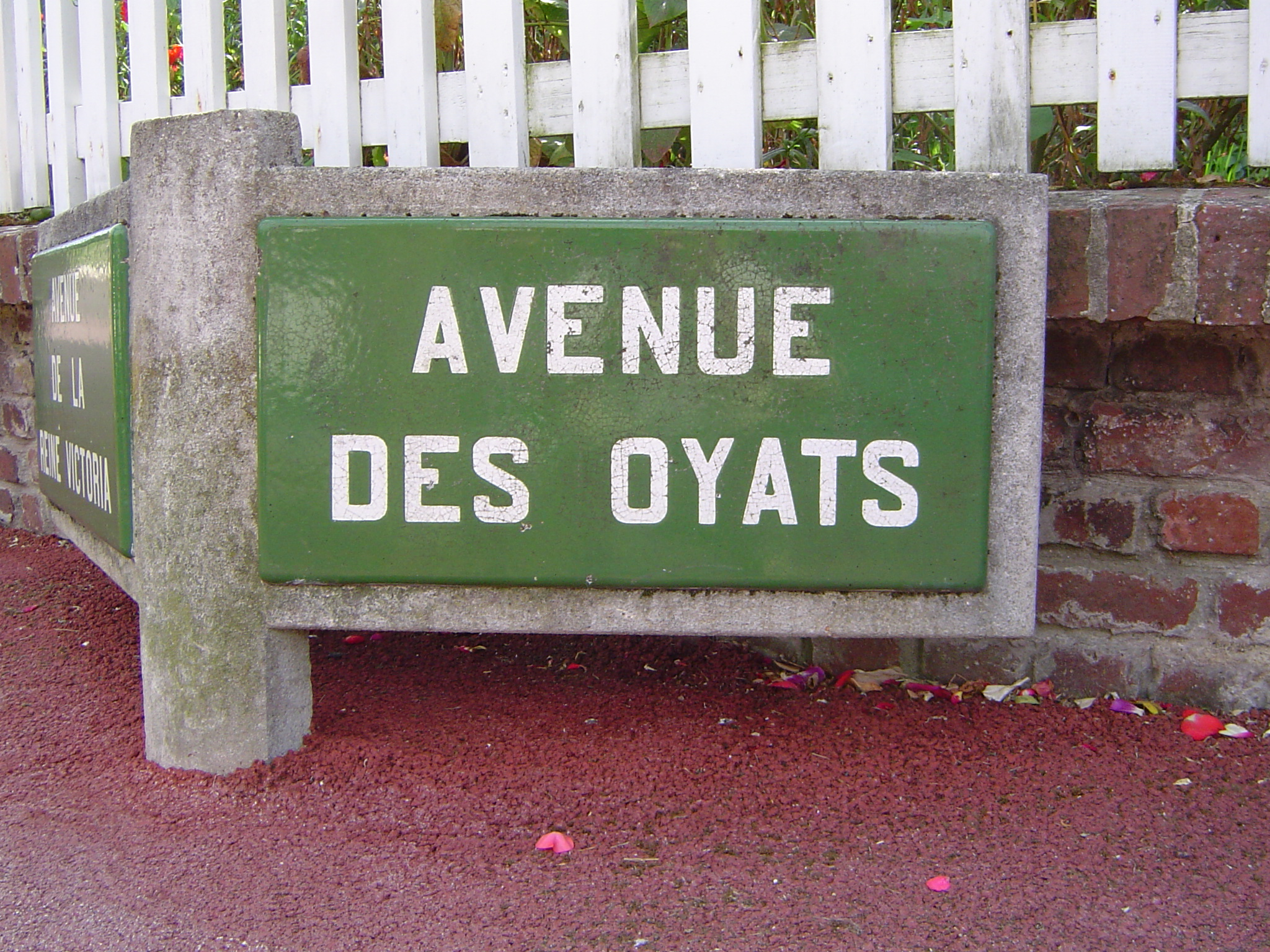

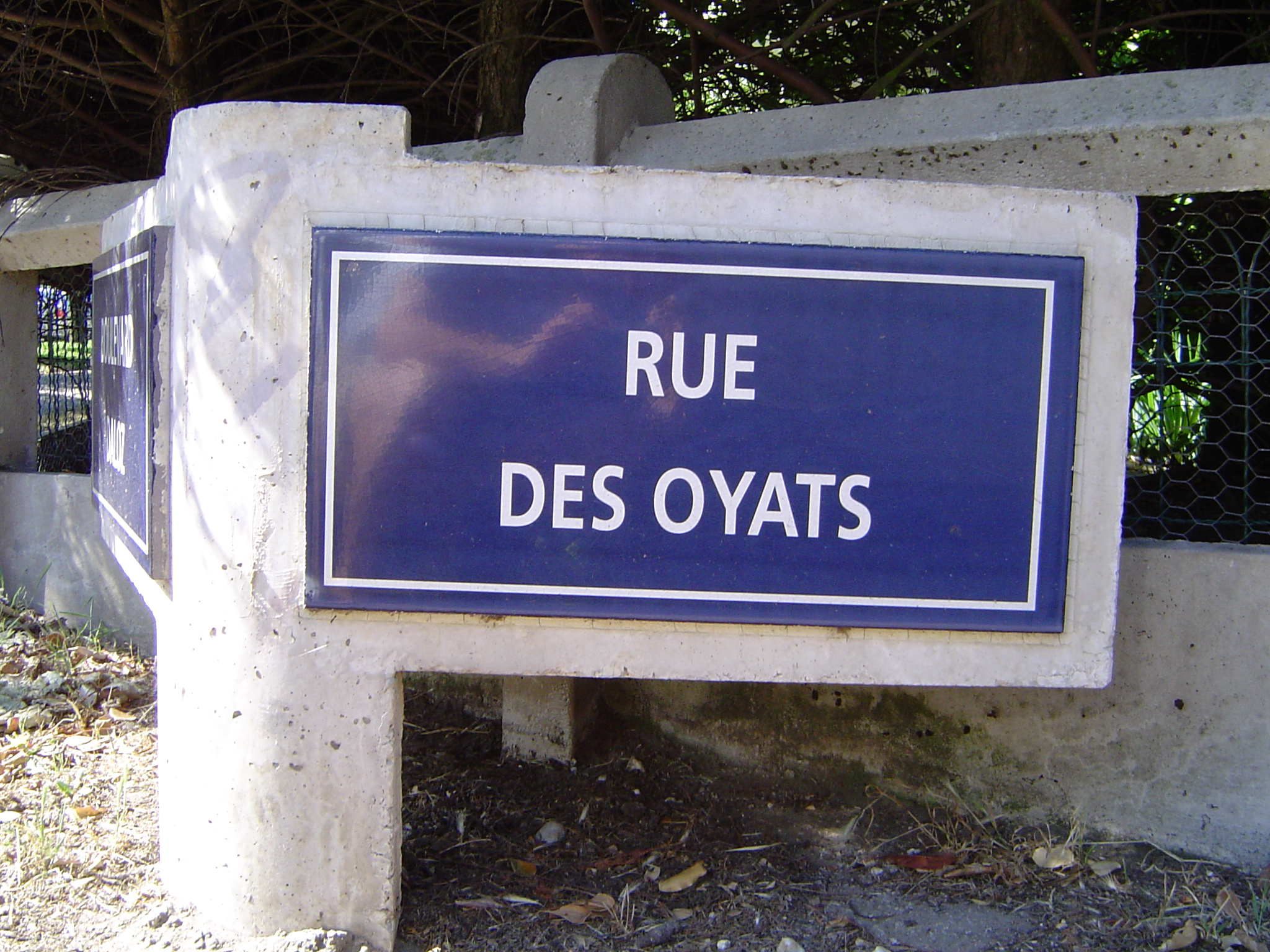

Les oyats sont des arbustes habitués des dunes touquettoises. Ils sont très importants pour tenir le sable et éviter les effets du vent qui déplace les dunes.
Cette voie comprend une villa remarquable : la villa La Closerie, construite vers 1925 par l’entrepreneur Pentier Frères sur les plans de l’architecte Arsène Bical. Cette villa est très intéressante pour son plan en Y. Elle a appartenu au vicomte Eugène Tiberghien, camérier du pape. Cette villa est recensée à l'inventaire général du patrimoine culturel.

## P

### Paix (avenue de la, rue de la)

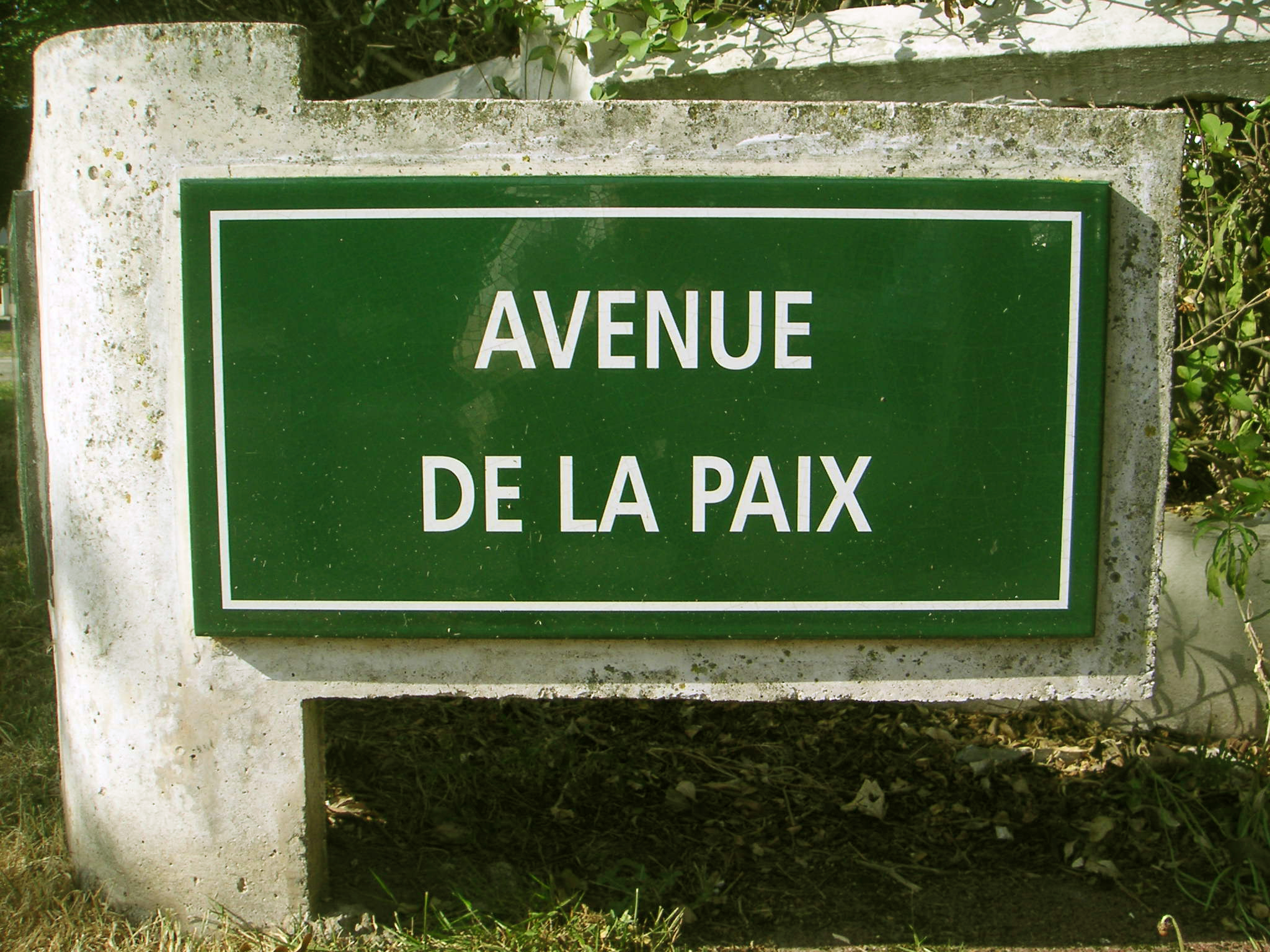

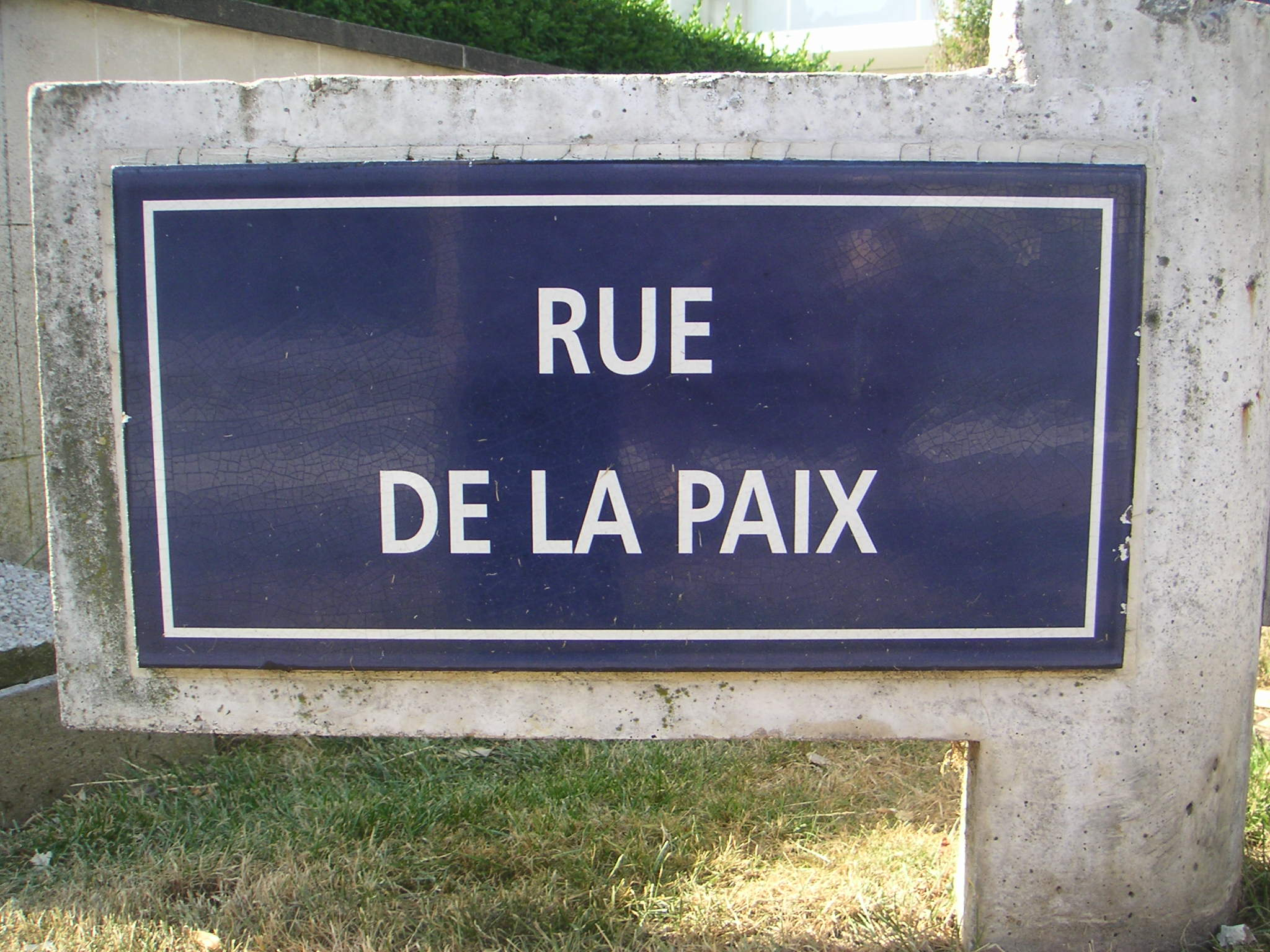

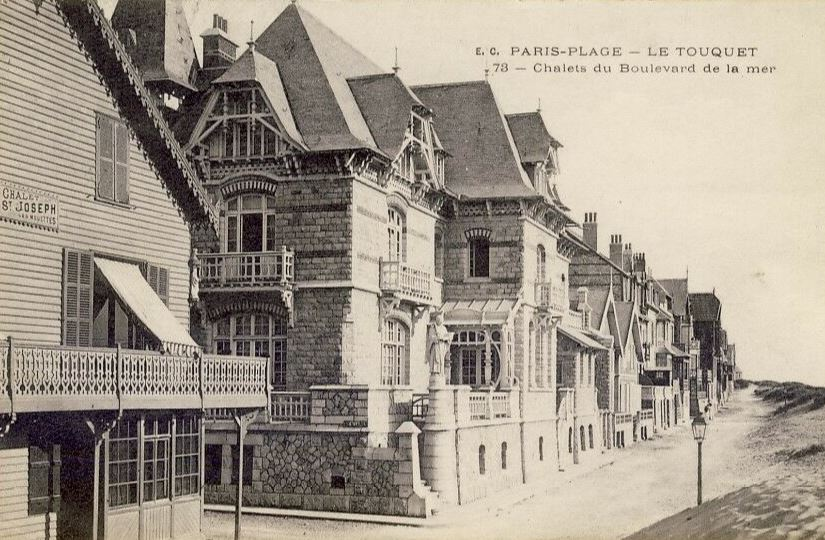
Les chalets du « boulevard de la Mer » : chalet Saint-Joseph et villa Saint-Augustin à l'entrée de la rue de la Paix, au début du XXe siècle.

Orientée globalement nord-ouest-sud-est, cette voie commence à l'ouest sur le front de mer, boulevard du Docteur-Jules-Pouget, change son statut de rue pour celui d'avenue à son croisement avec le boulevard Daloz, et débouche sur l'avenue du Verger. Elle était empruntée par le Tramway de la plage, inauguré le 14 juillet 1909.
L'avenue comprend une villa remarquable dite Villa Tata Ice, inscrite au titre de monument historique (voir ci-dessous).
- No 1 rue de la Paix : emplacement, au début du XXe siècle du chalet Saint-Joseph, aujourd'hui occupé par une résidence grand standing de front de mer.
- No 2 rue de la Paix : villa Saint-Augustin, Thalassa, Phébus et Borée érigée en 1897 par l'architecte Ladislas Casiorowski, à l'extrémité de la rue, côté mer. Sa façade et son entrée donnent sur le boulevard du Docteur-Jules-Pouget (précédemment boulevard de la Mer).
- No 101 avenue de la Paix : villa Tata Ice (ainsi nommée en souvenir d'une Tante Alice), construite en 1926 sur les plans de l'architecte Horace Pouillet qui dessina également le mobilier. La façade très originale rappelle un visage. Cette villa (façades, toitures et clôture) est inscrite au titre des monuments historiques depuis le 1er décembre 1997[73].

### Pâquerettes (allée des)

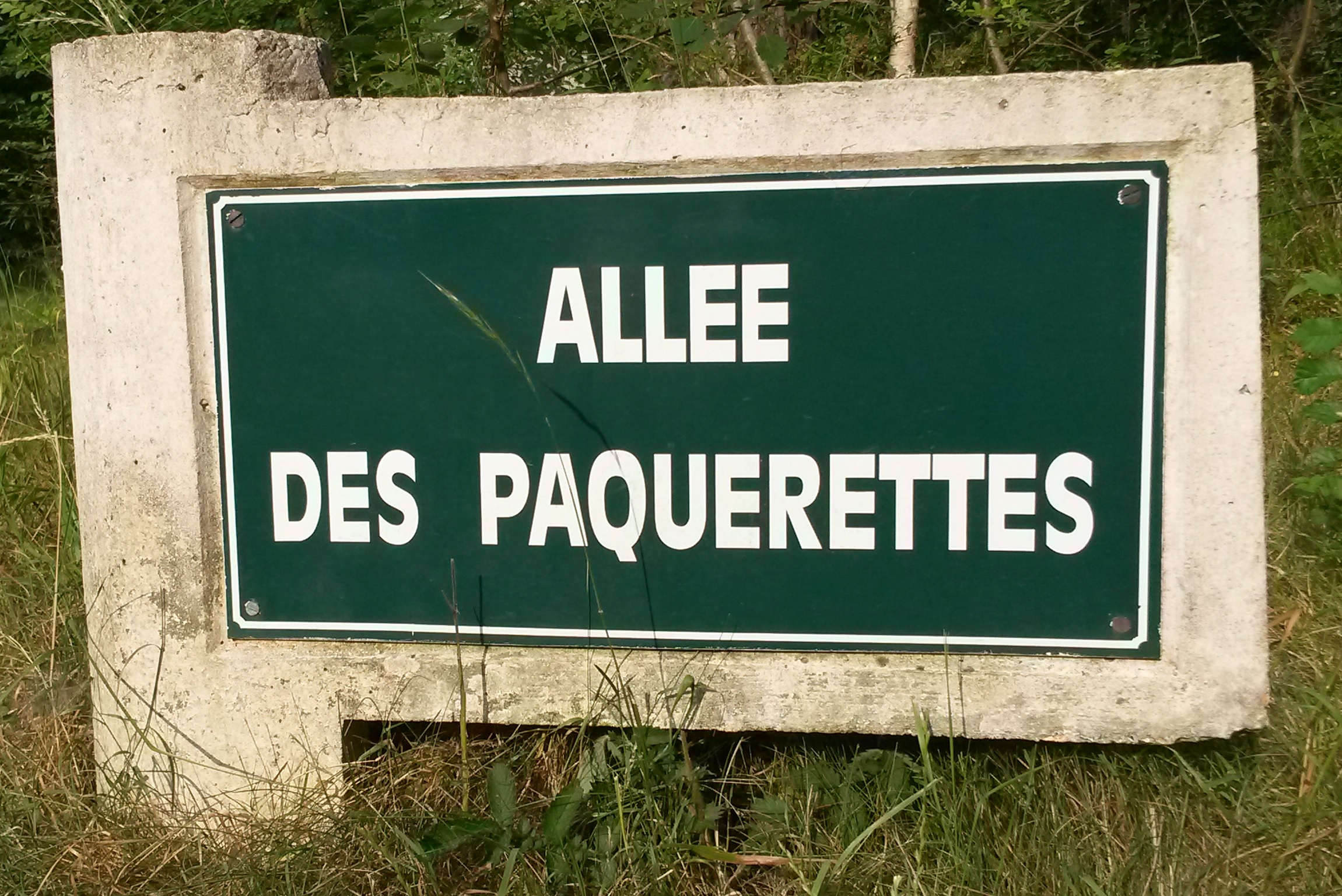

Les pâquerettes sont des fleurs qui parsèment les jardins touquettois.

### Paradis-Thérèse (avenue du)

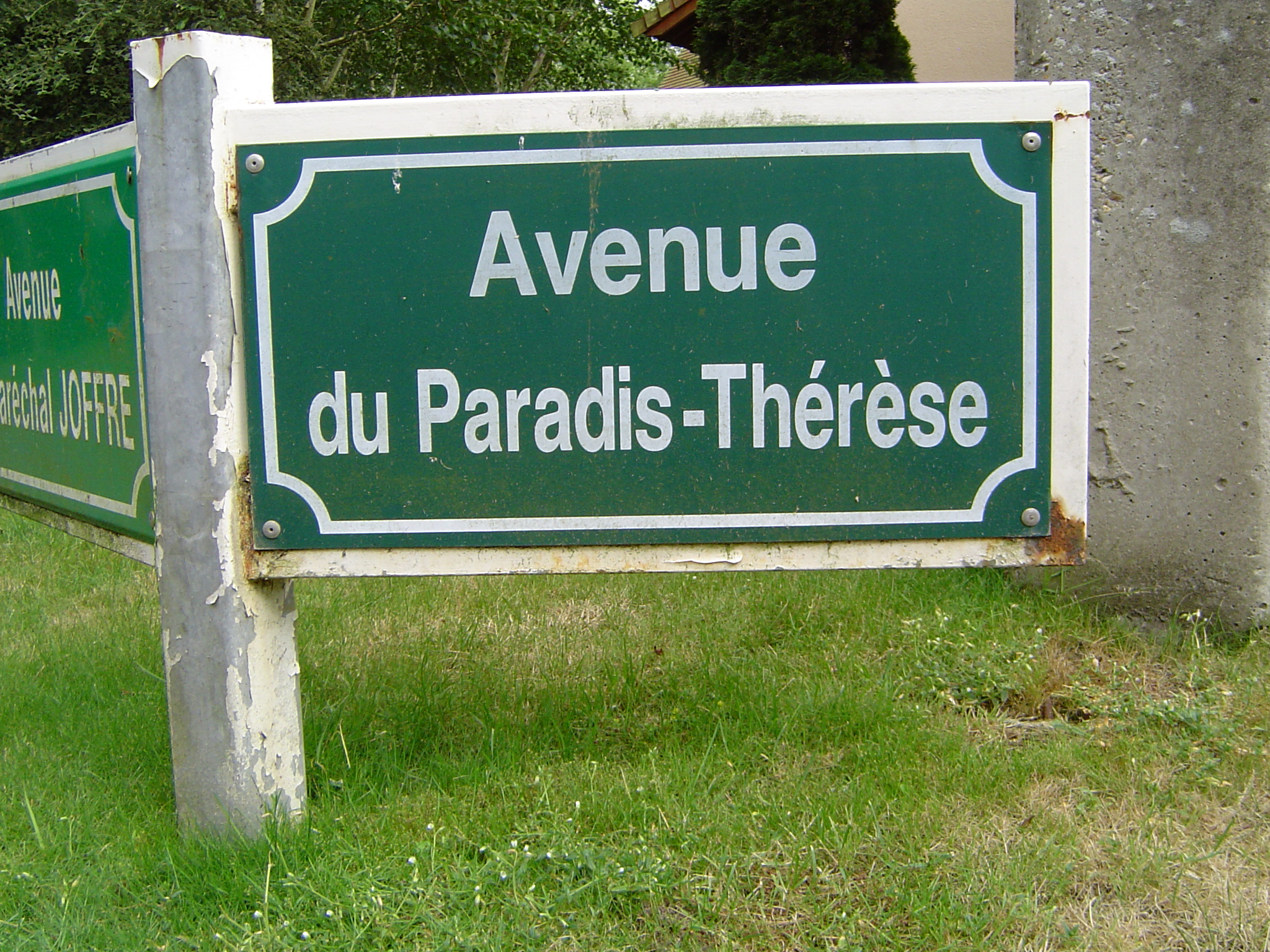

Cette avenue rappelle, probablement, le terrible naufrage éprouvé par un navire de ce nom, à une époque dont l'histoire ne nous a pas conservé la date. L'équipage avait du se réfugier dans cette partie de la dune, et les victimes y avaient trouvé leur dernière demeure.
Cette voie comprend deux villas remarquables :
- la Villa Pretty Cottage, anciennement Scarabée construite en 1927 sur les plans de l'architecte Louis Quételart. Cette villa doit son nom à la forme des tuiles vernissées vertes qui la couvraient et qui avaient la forme de scarabées. Cette villa est inscrite au titre des monuments historiques depuis le 1er décembre 1997[75] ;
- la villa L'Heure Espagnole construite en 1928 pour Maurice Colrat de Montrozier, directeur de l'hebdomadaire L'Opinion, ancien garde des Sceaux, sur les plans de l'architecte Louis Quételart[b 15]. Cette villa fut restaurée en 1945 et fut provisoirement renommée Résurrection. Cette villa est recensée à l'inventaire général du patrimoine culturel[76].

### Parc-Central (avenue)
Cette voie a été renommée avenue du Maréchal-Leclerc de Hautecloque, en 19xx.

### Paris (rue de)

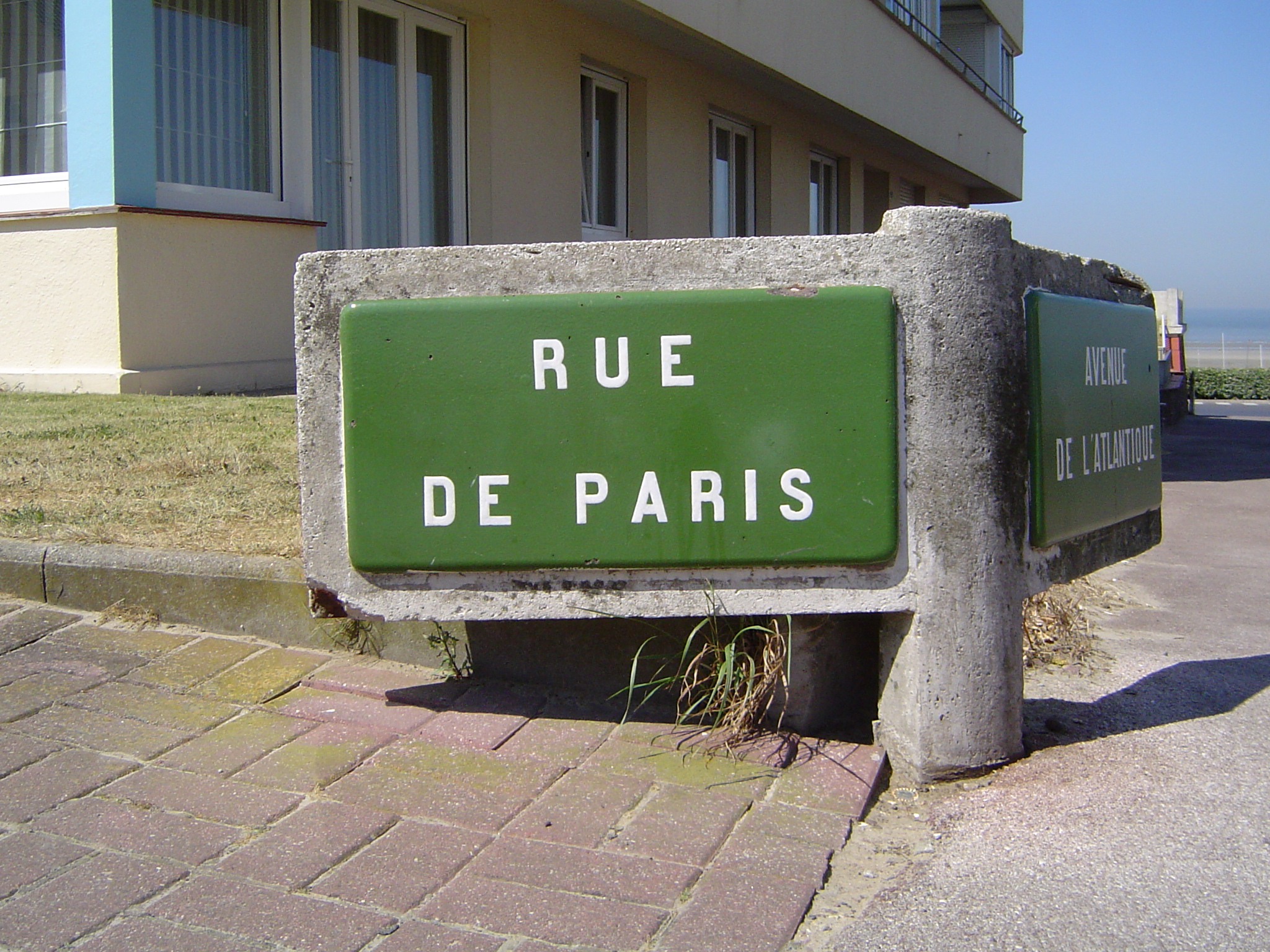

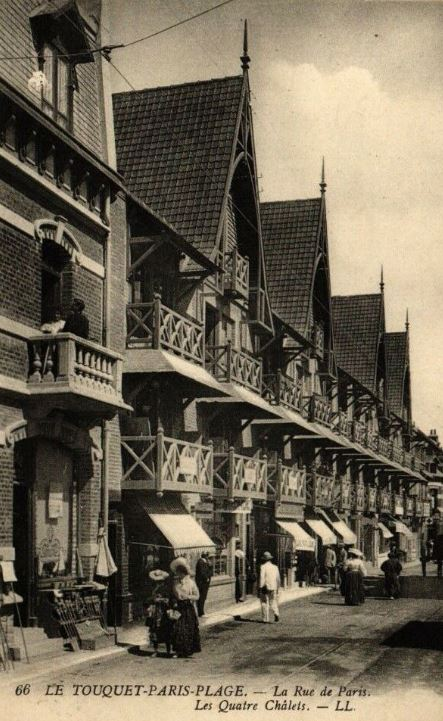
La rue de Paris. Les Quatre Chalets.

La ville de Paris est indissociable de celle du Touquet. Cette rue était l'artère principale du Touquet lorsque l'entrée de la ville se faisait par l'avenue Louis Hubert.
C'est dans cette rue que sont situés quatre chalets mitoyens construits à l'origine de la station : ces chalets en bois sont restés fidèles aux originaux malgré quelques transformations et de belles restaurations. Un incendie au début du XXIe siècle, au-dessus du marchand de cycles Boobaloo, a nécessité la reconstruction intégrale du chalet.
Cette voie comprend deux bâtiments remarquables :
- No 1 : villa Alexandre construite en 1900 sur les plans de l'architecte Louis Holt et rénovée en 1911 par l'architecte F. Gombeau. Cette villa est recensée à l'inventaire général du patrimoine culturel[77] ;
- No 116 bis : les magasins jumelés la Sirène et Morgane construits en 1928, par l'entrepreneur Pentier Frères sur les plans de l'architecte Horace Pouillet. Ces deux magasins sont recensés à l'inventaire général du patrimoine culturel[78] ;

ainsi que des commerces ;
- à l'entrée de la rue, le « Grand Hôtel des Dunes », construit sur les plans de l'architecte touquettois Fernand Buisset, appartenait à Louis Hubert, ancien chef de la gare d'Étaples et premier adjoint de la municipalité de Cucq à être détaché à Paris-Plage. Devenu résidence des Dunes, cet hôtel a été transformé en appartements[RC 11] ;
- No 54 : l'agence Roberval doit son nom au garde de la plage, Jacques Marie Antoine Isidore Roberval, né le 24 octobre 1830 à Audresselles[79], ancien douanier, un des premiers habitants de Paris-Plage, à qui, en 1886, les propriétaires de chalets lui demandent de les surveiller en leur absence. Ainsi naît la première agence de location du Touquet[RC 12].

### Phares (avenue des)

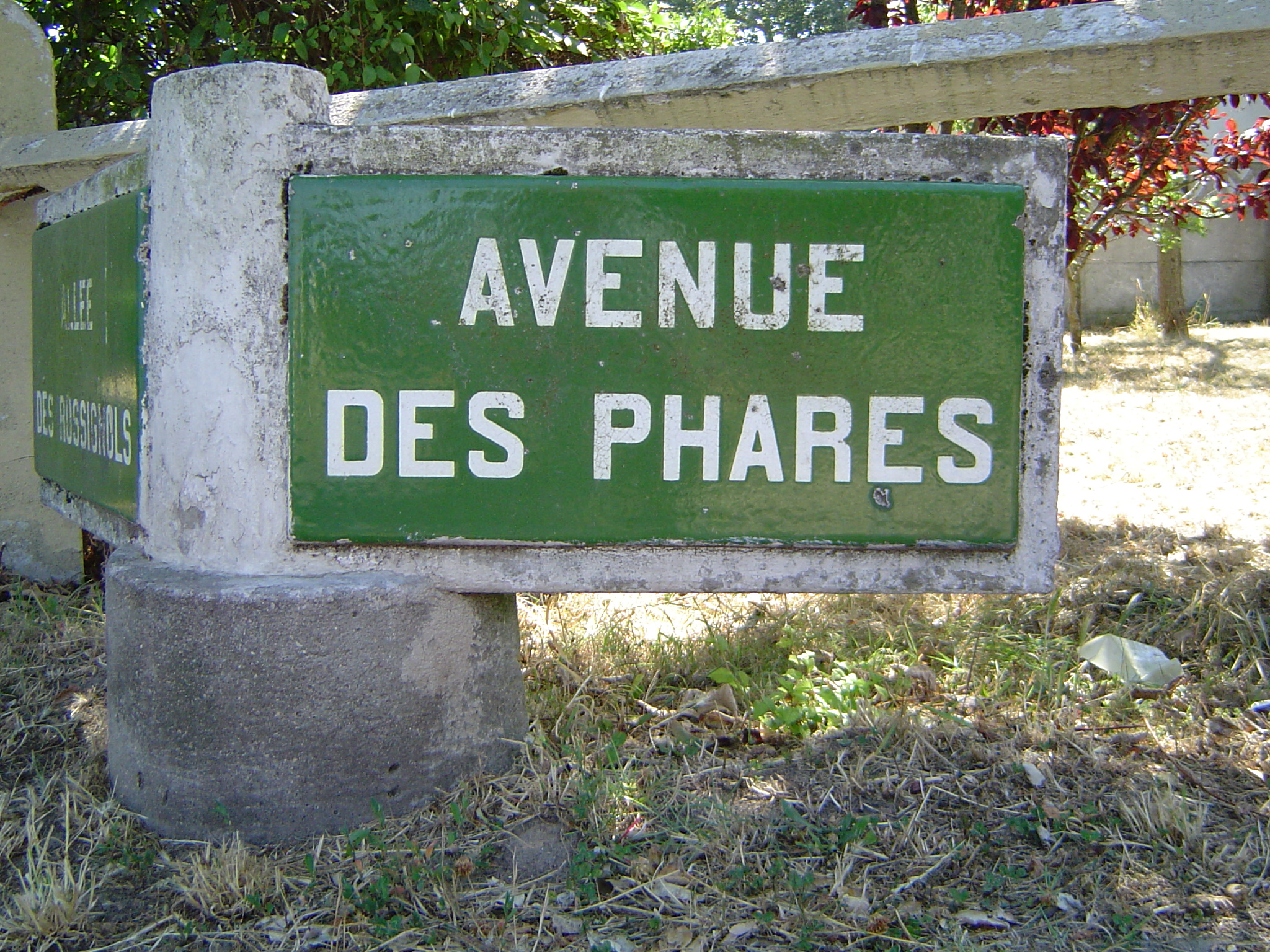

Cette avenue, tracée en 1904, permettait d'accéder aux deux phares construits à partir de 1845 et détruits par les Allemands lors de leur départ le 2 septembre 1944.
Les chalets anglais étaient des bungalows en bois construits au début du XXe siècle. Seuls deux exemplaires subsistent encore en 2016. Situés dans cette avenue, ils sont proches du rond-point de Quentovic et portent les noms de La Lézardière et La Gidouille.

### Philippe-Noiret (allée)

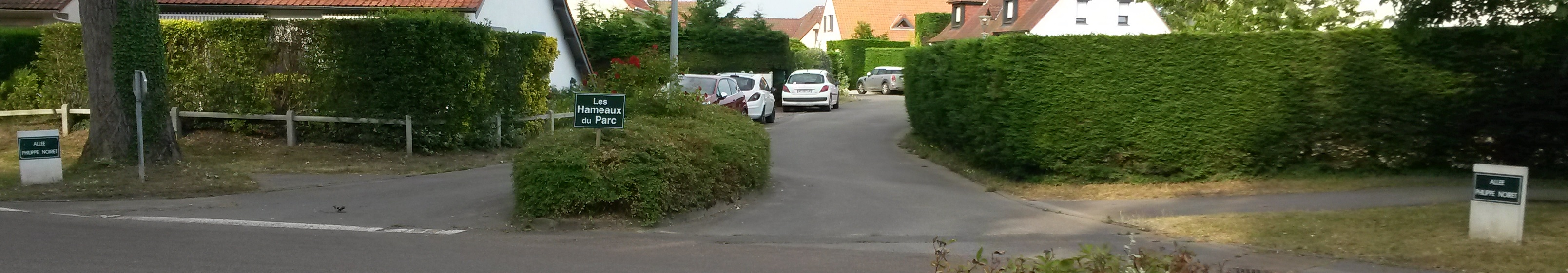

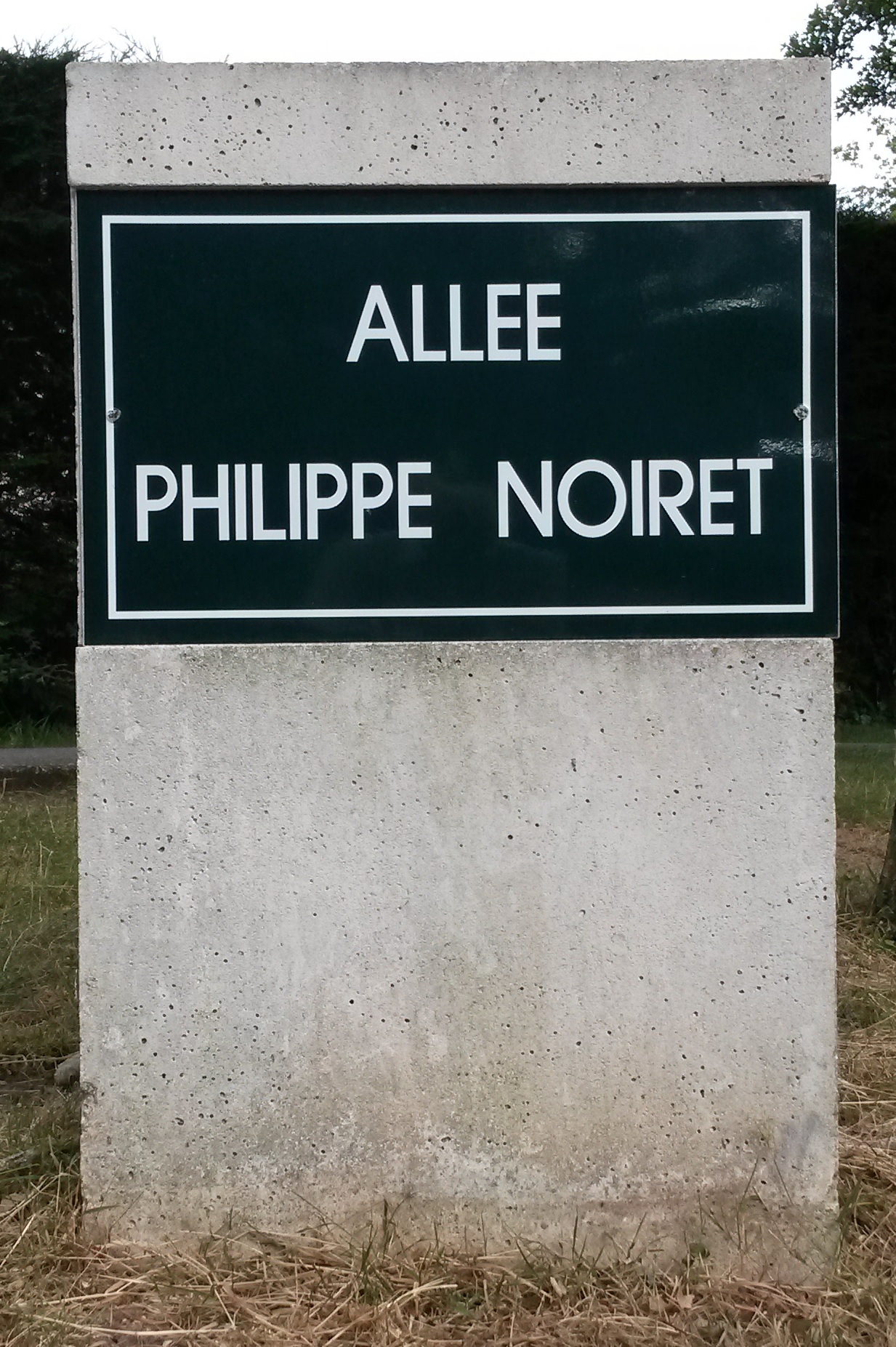

Formant l'entrée de la résidence « Les hameaux du Parc », cette voie est proche du centre équestre et donne sur l'avenue de la Dune aux Loups.
C'est en 2014 que la municipalité donne le nom d'« allée Philippe-Noiret » à cette voie, pour rendre hommage à l'acteur français Philippe Noiret.

### Picardie (allée de, avenue de)

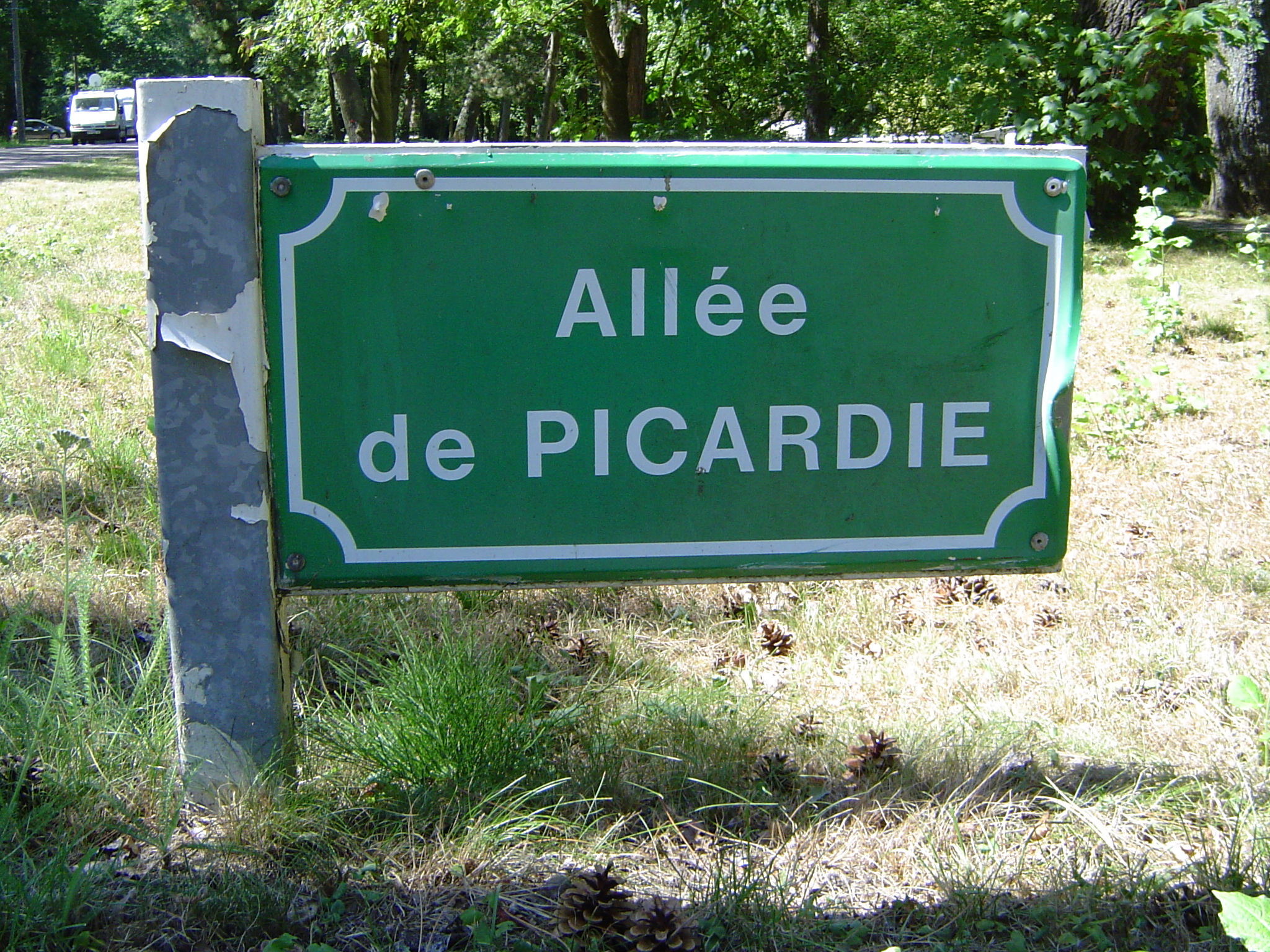

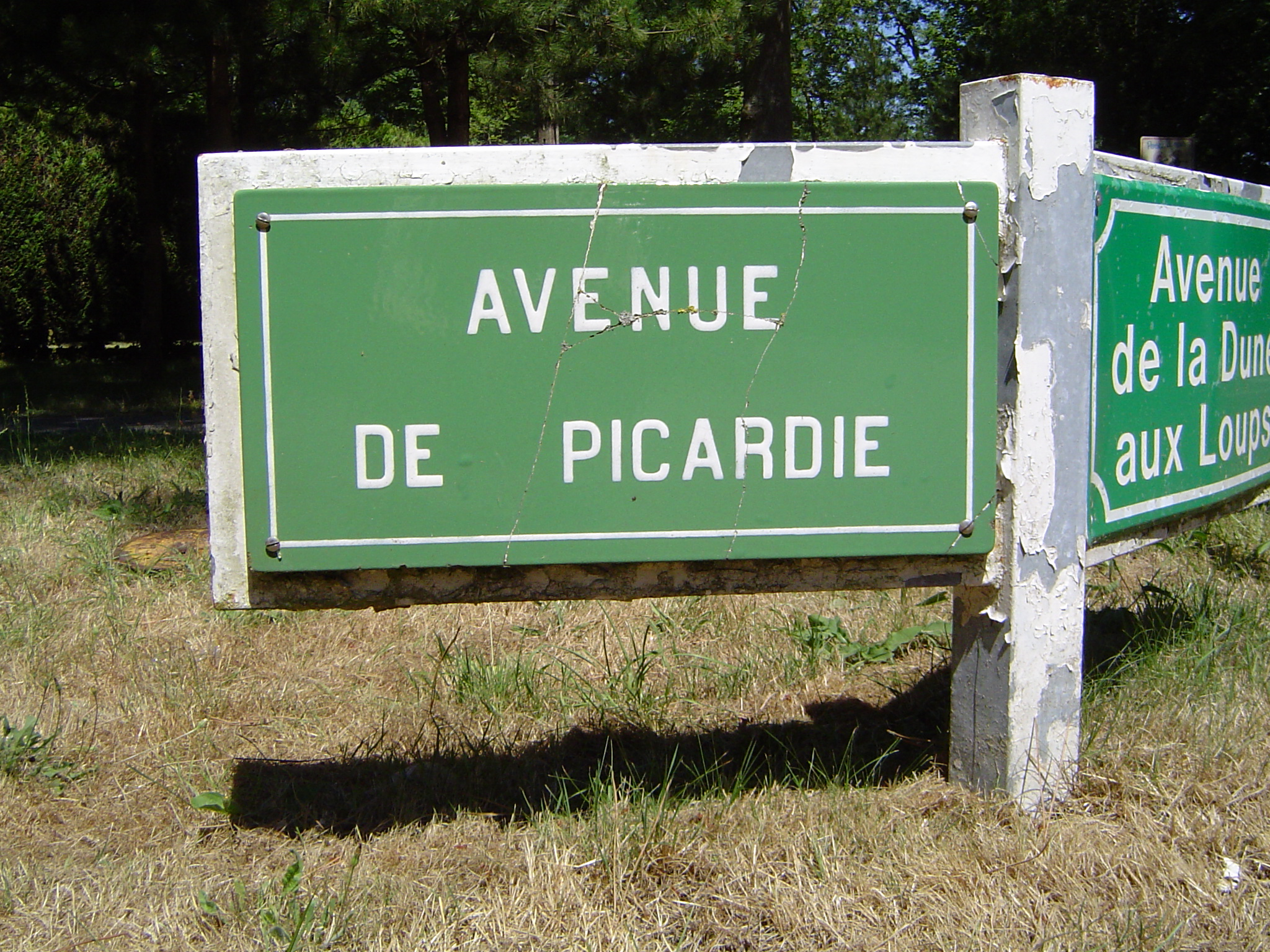

La commune se situe au sein de la région Picardie. Cette appellation a été donnée, à la suite d'un vœu d'Édouard Lévêque auprès de la municipalité, après délibération du conseil municipal du 4 novembre 1933. Cette voie est l'ancien chemin de grande communication no 119 qui était, à l'origine, le chemin des Bassuriers, du nom des pêcheurs qui venaient tendre leur filet, à marée basse, appelé aussi, plus académiquement, chemin des Pêcheries.
Cette voie comprend une villa remarquable : la villa Isola rebaptisée Intimité, construite en 1906. Cette villa doit son premier nom au fait qu'au moment de sa construction, elle était complètement isolée. Cette villa est recensée à l'inventaire général du patrimoine culturel.

### Pins (avenue des)

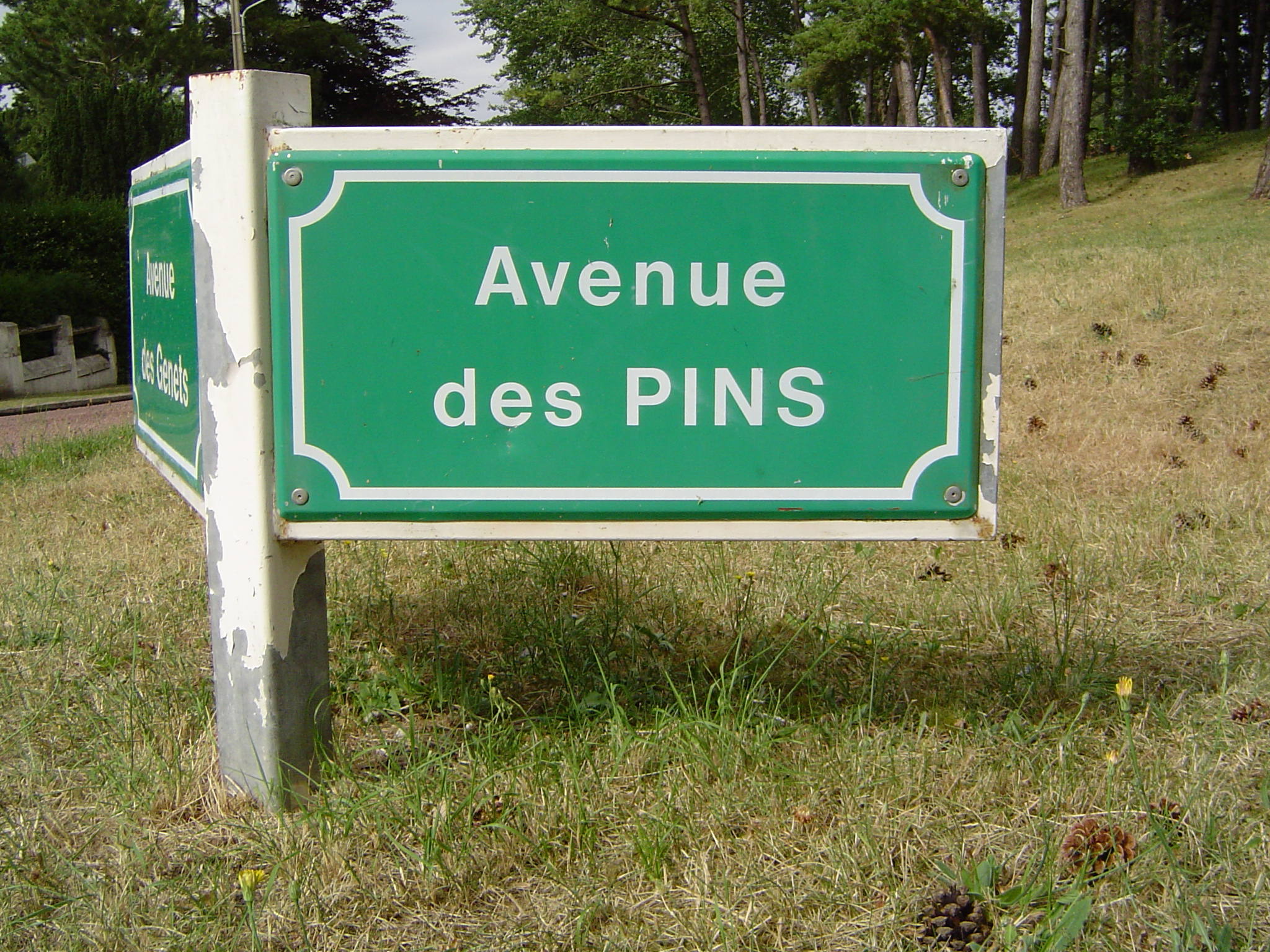

La forêt qu'Alphonse Daloz planta fut essentiellement composée de pins.
Cette voie comprend :
- une villa remarquable : la villa Chat Perché, construite en 1927 sur les plans de l’architecte Louis Quételart. Cette villa est recensée à l'inventaire général du patrimoine culturel[81] ;
- ainsi qu'une villa intéressante du point de vue historique : la villa Vertefeuille dont les plans ont été réalisés par l'architecte Arsène Bical pour son premier propriétaire, l'acteur Victor Boucher. Elle s'appelait alors M'as-tu vu ?. Son second propriétaire, le père de Léonce Deprez la rebaptise Vertefeuille[2].

### Plage (boulevard de la)
L'esplanade, qui lui fait face, s'est appelée — après son inauguration de 1922 — « Esplanade Alphonse Dufossé » du nom d'Alphonse Dufossé, l'un des principaux fondateurs du Touquet-Paris-Plage.

### Polo (allée du)

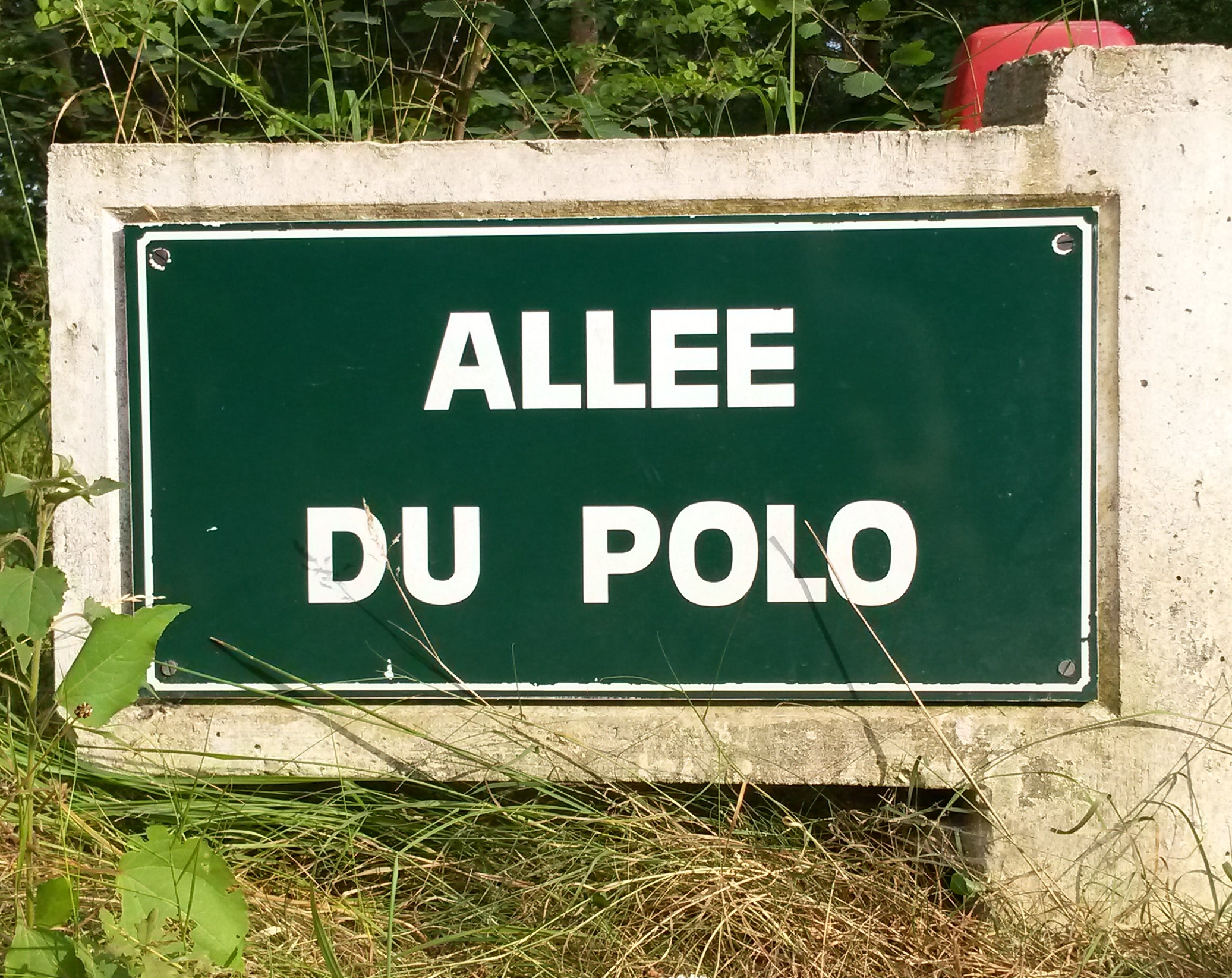

Cette allée menait au terrain de polo créé en 1903.

### Pré-Catelan (allée du)

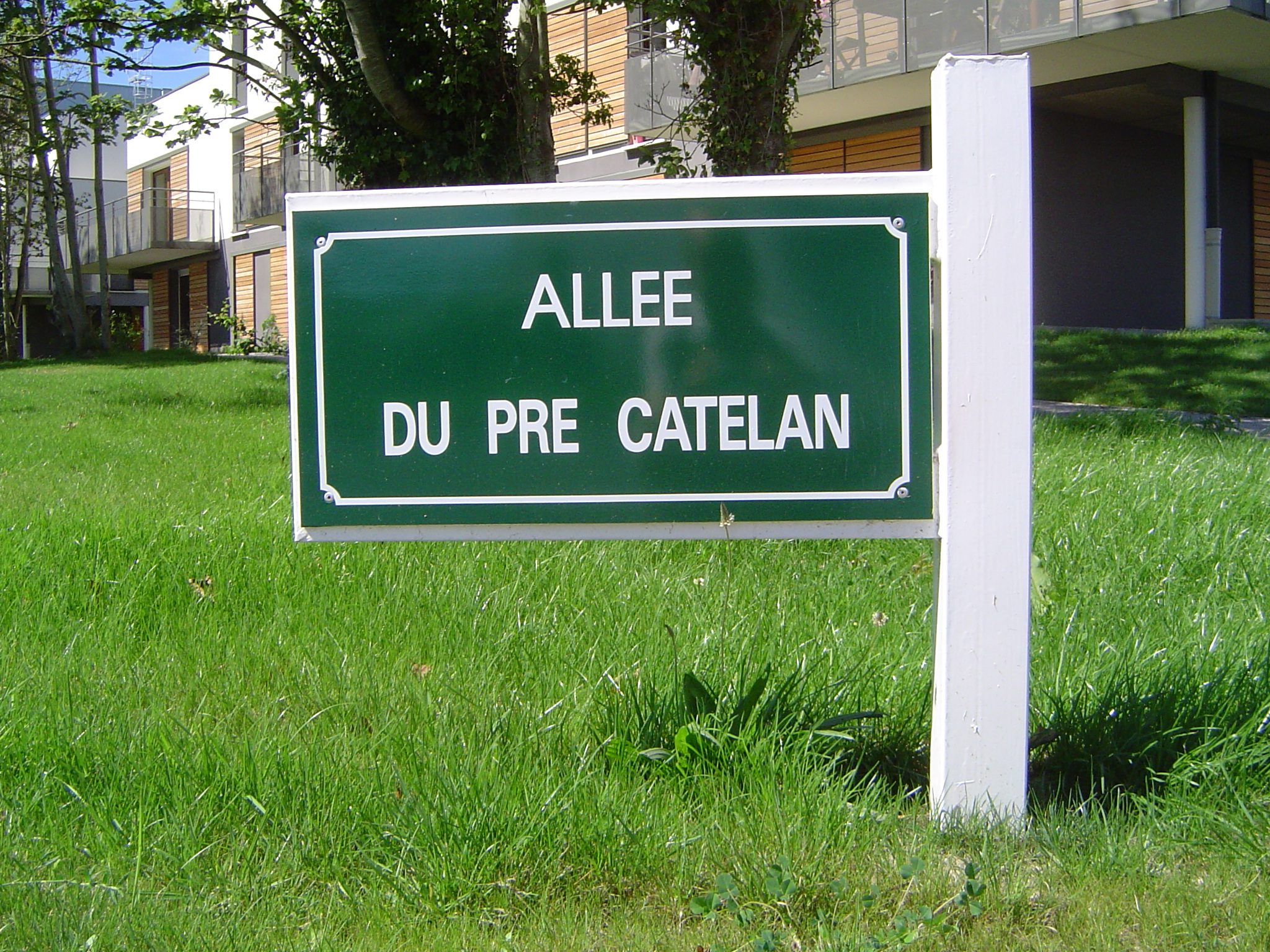

C'est en 2010, lors de l'aménagement près de l'éroport que la municipalité donne le nom d'« allée du Pré-Catelan » à cette voie.
Cette voie tire son nom de la ferme anglaise créée par Allen Stoneham et située au bout de l'avenue du Château côté aéroport, on y prenait le thé dans une prairie ombragée, on y distribuait du lait, du beurre… En 1925, Allen Stoneham la fait agrandir par l'architecte Jean Boissel, construction d'un double pavillon rustique et d'une vacherie moderne pour boire le lait chaud sous les yeux des amateurs.

### Primevères (allée des)

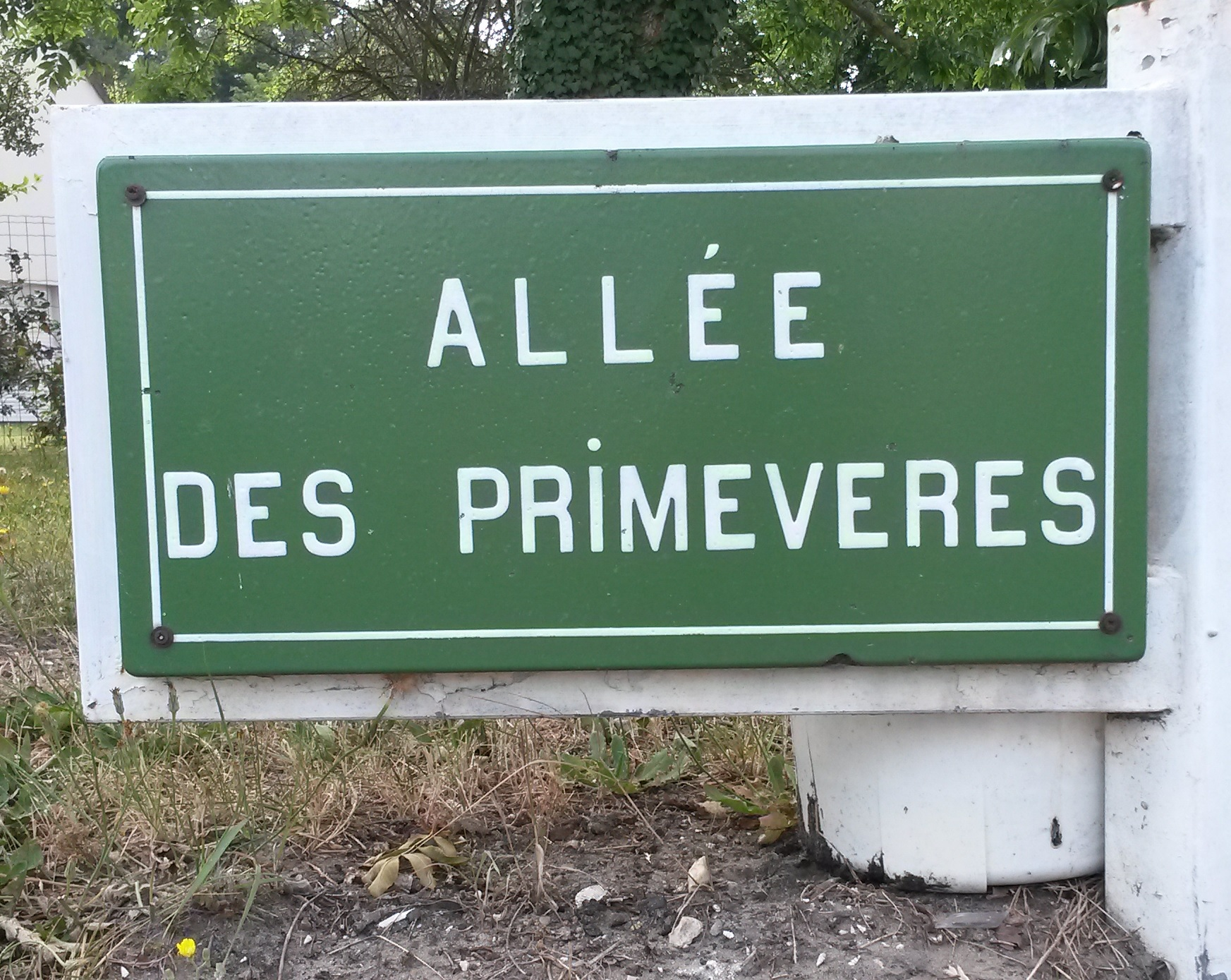

### Prince de Galles (avenue du)

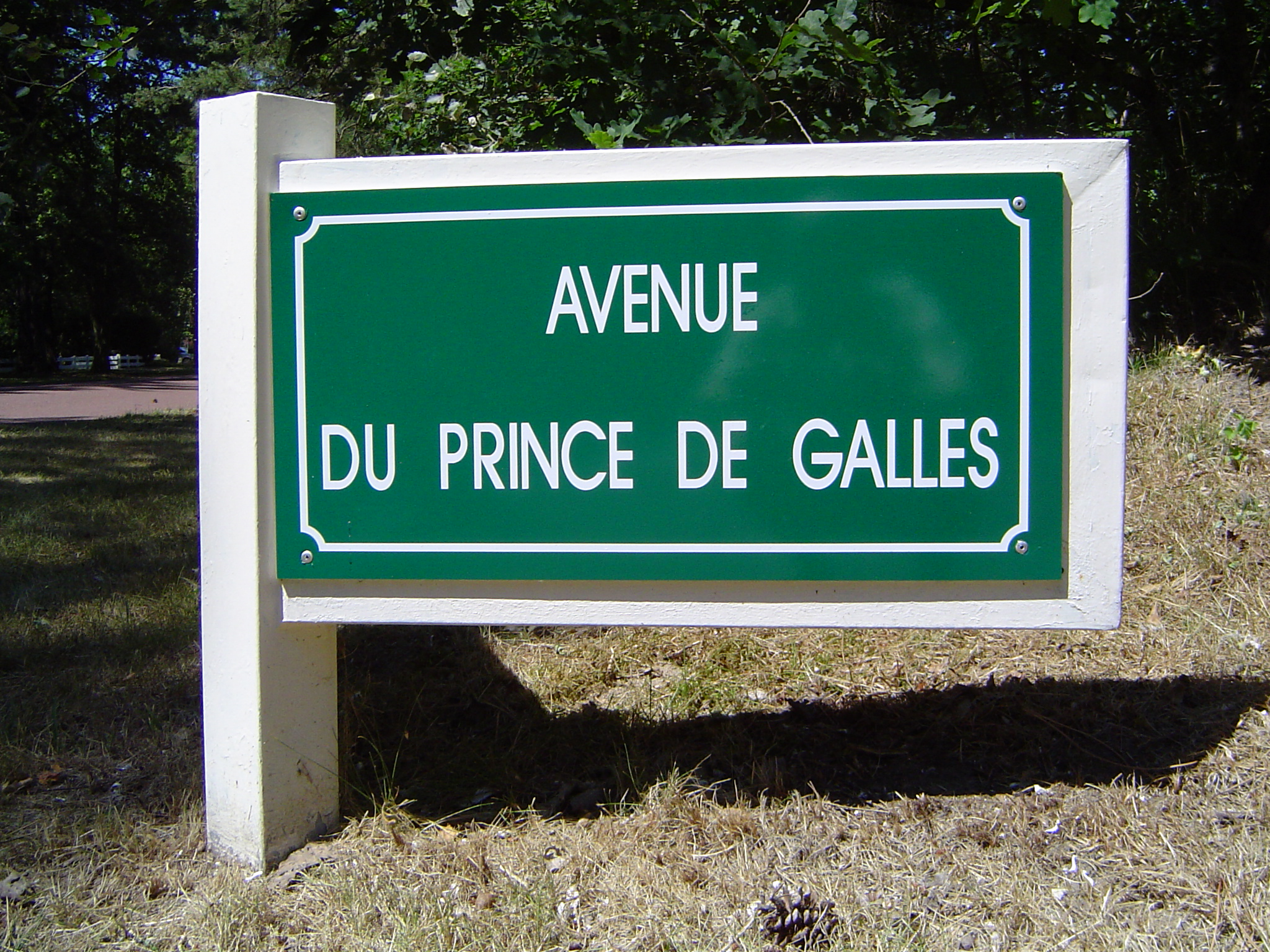

Le Prince de Galles, futur roi Georges V, fit de fréquents séjours au Touquet qu'il affectionnait particulièrement.

### Pyroles (avenue des)

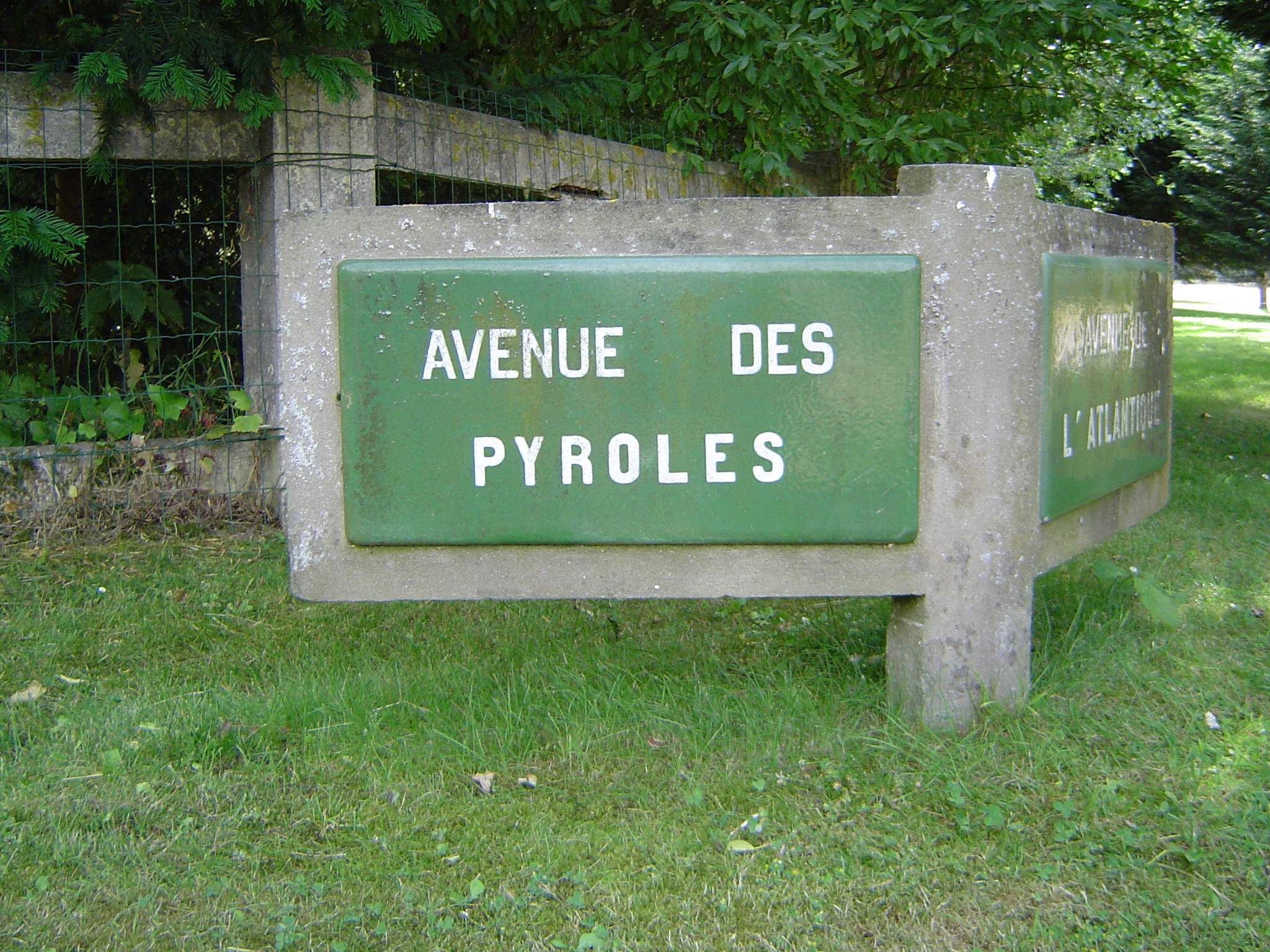

Le nom de cette voie serait dû à celui d'une des premières villas de Paris-Plage, construite en 1886. La pyrole est une plante de petite taille à fleurs blanchâtres poussant en milieu ombragé.

## Q

### Quatre-saisons (allée des)

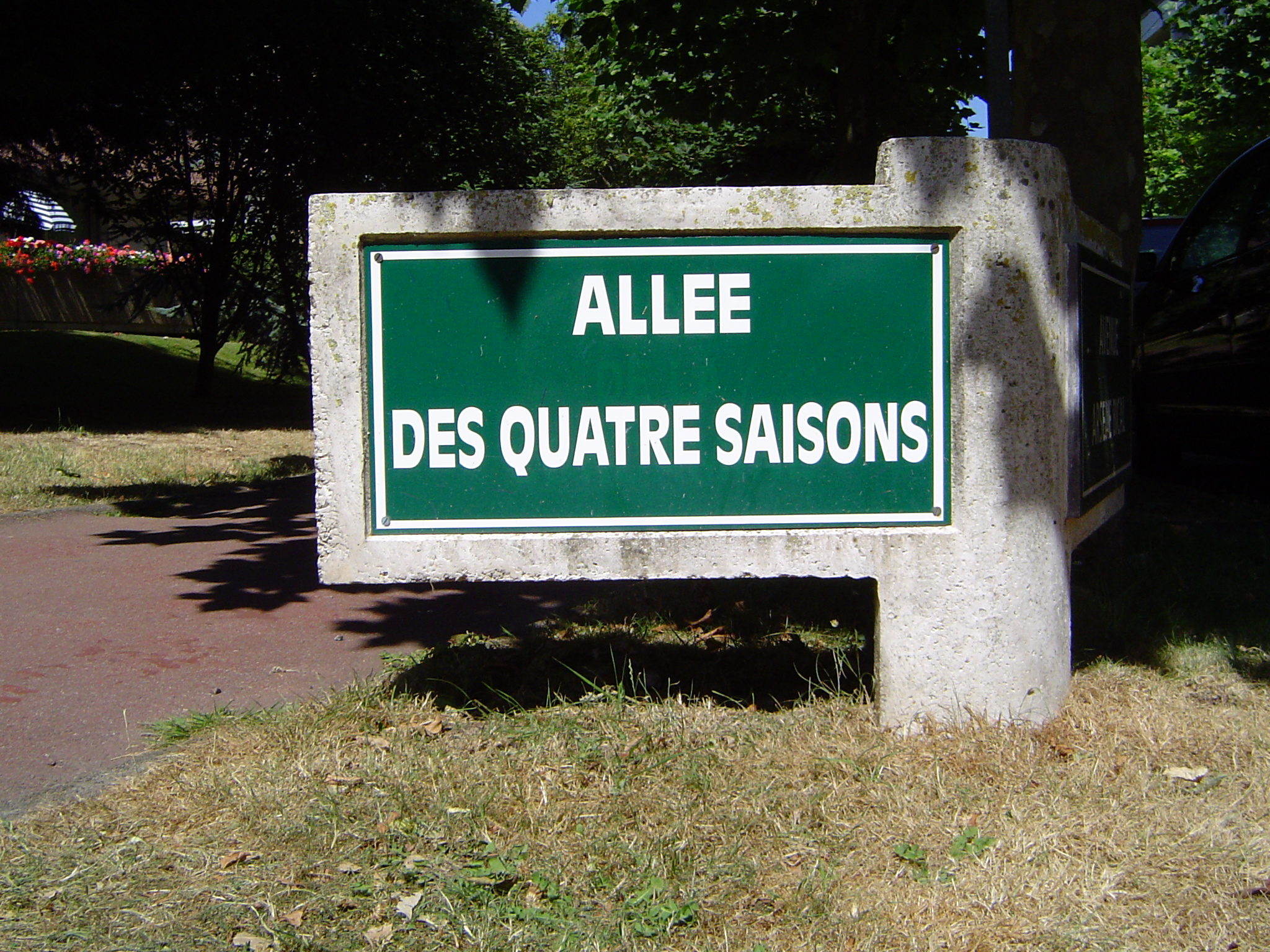

Le Touquet est la « station des quatre saisons ».

### Quentovic (avenue de, place)

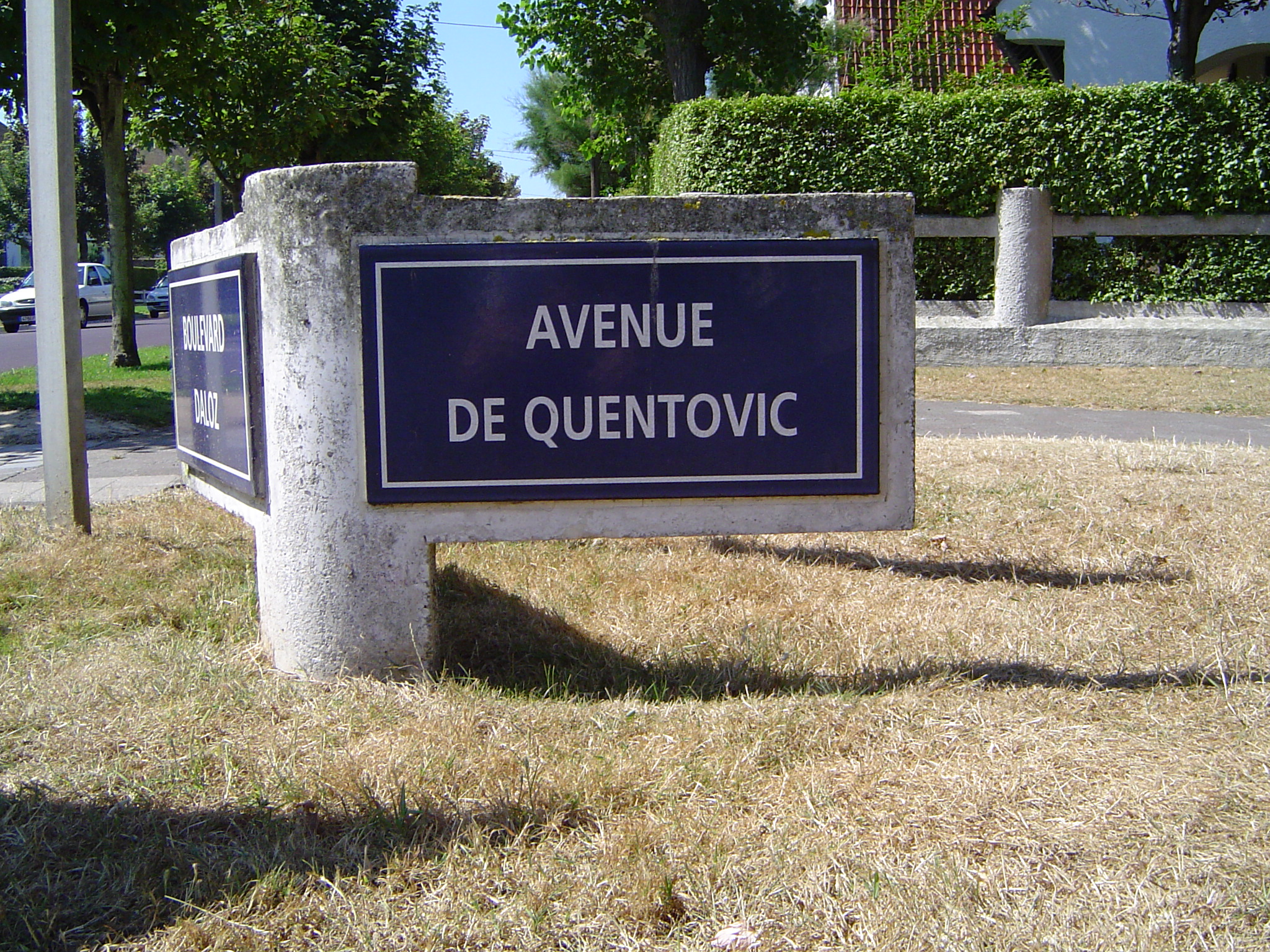

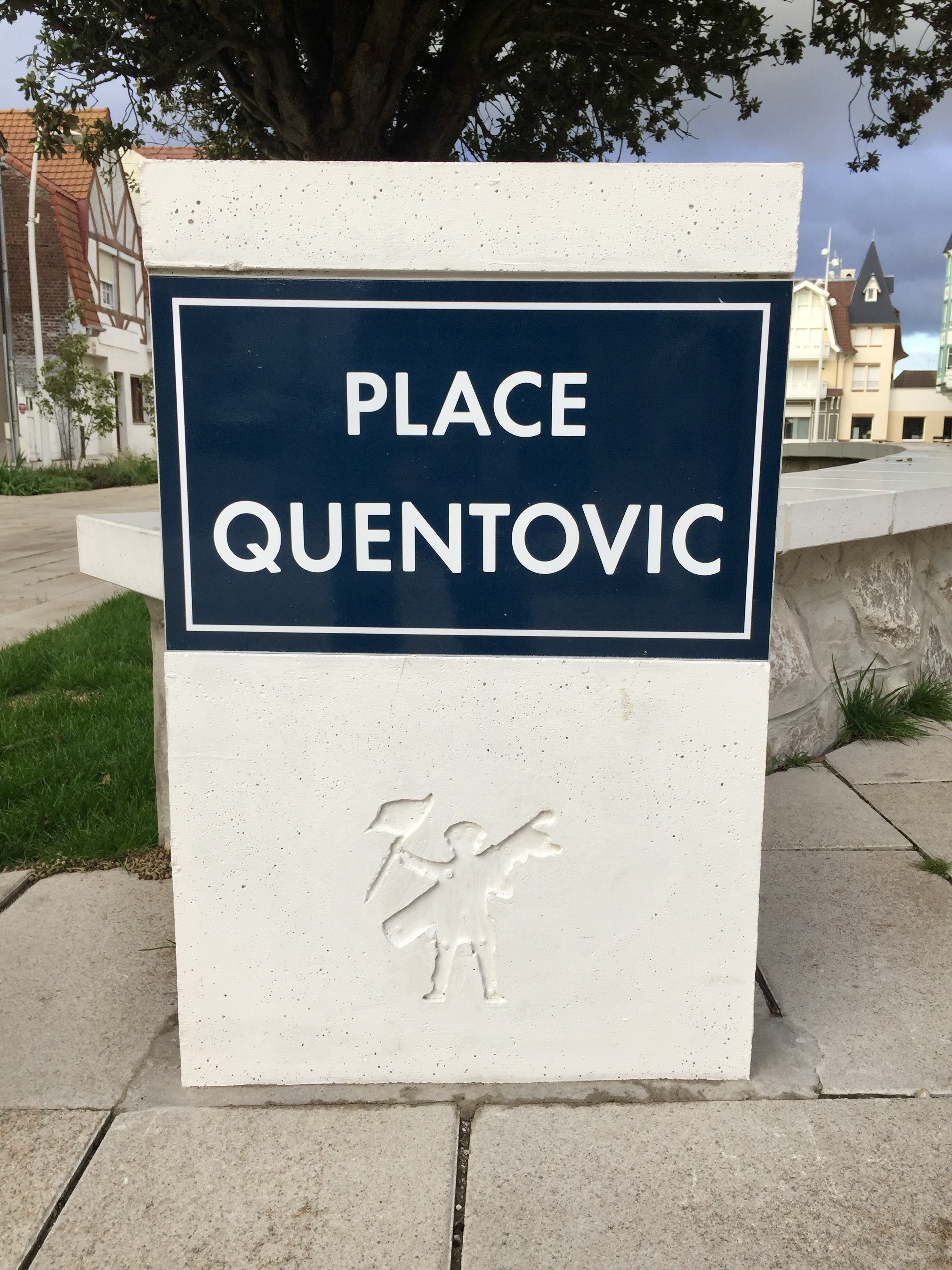

La place Quentovic a été tracée en 1927. Elle était le lieu d'installation de la ducasse avant qu'elle ne laisse la place à partir de 2018 à des constructions immobilières.
La partie entre l'avenue Jean Bart et le boulevard Thierry Sabine s'est appelée avenue Dumont d'Urville.
Quentovic, quartier de la ville, était le nom du port gallo-romain situé entre Montreuil et Étaples.
Une villa nommée Quentovic, construite en 1895 par l'architecte Louis Marie Cordonnier et détruite lors de la Seconde Guerre mondiale, était située à l'angle sud-est de l'avenue de Quentovic et du boulevard du Docteur Jules-Pouget (anciennement boulevard de la Mer).
L'année 2021 voit l'achèvement des travaux immobiliers de l'ancienne place Quentovic avec la création d'un espace de vie comprenant des logements, des commerces et des services. La nouvelle place Quentovic se trouve désormais à l'est de la rue de Metz, entre la rue Joseph-Duboc et l'avenue de Quentovic.

## R

### Ravel (allée)

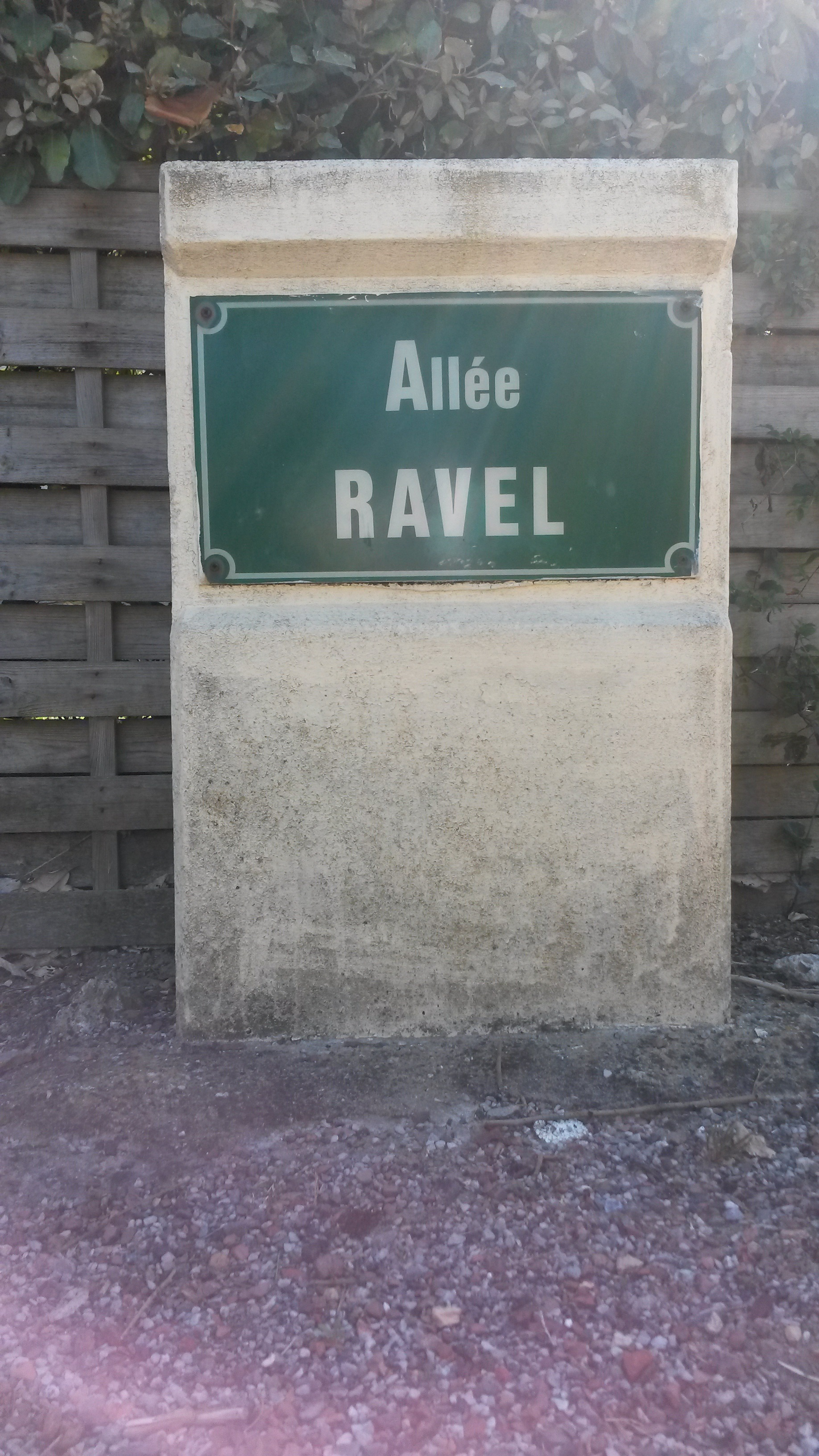

Cette voie est l'une des six voies (Beethoven, Chopin, Debussy, Mozart, Ravel, Schubert) du domaine « Les Cottages ».
Le célèbre compositeur Maurice Ravel fait plusieurs séjours au Touquet, à la villa Floride, propriété de la famille Meyer, il y séjourne un mois, quatre années de suite (entre 1934 et 1937).
L'auditorium du Palais des Congrès porte son nom.
Il est l'auteur d'une œuvre dont le titre sera repris pour baptiser une villa voisine de “La Floride”, la villa L'Heure Espagnole.

### Raymond-Lens (avenue, rue)

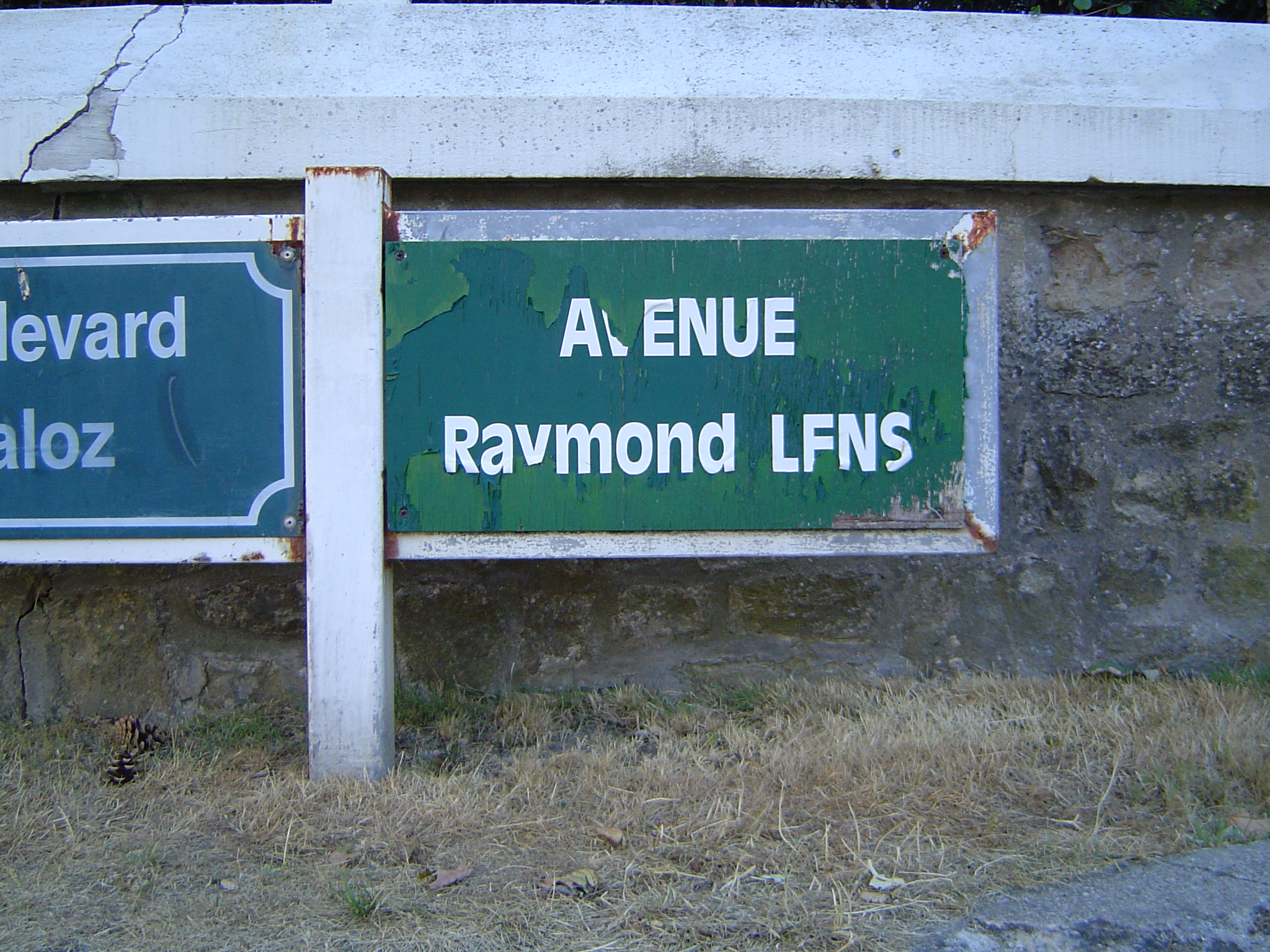

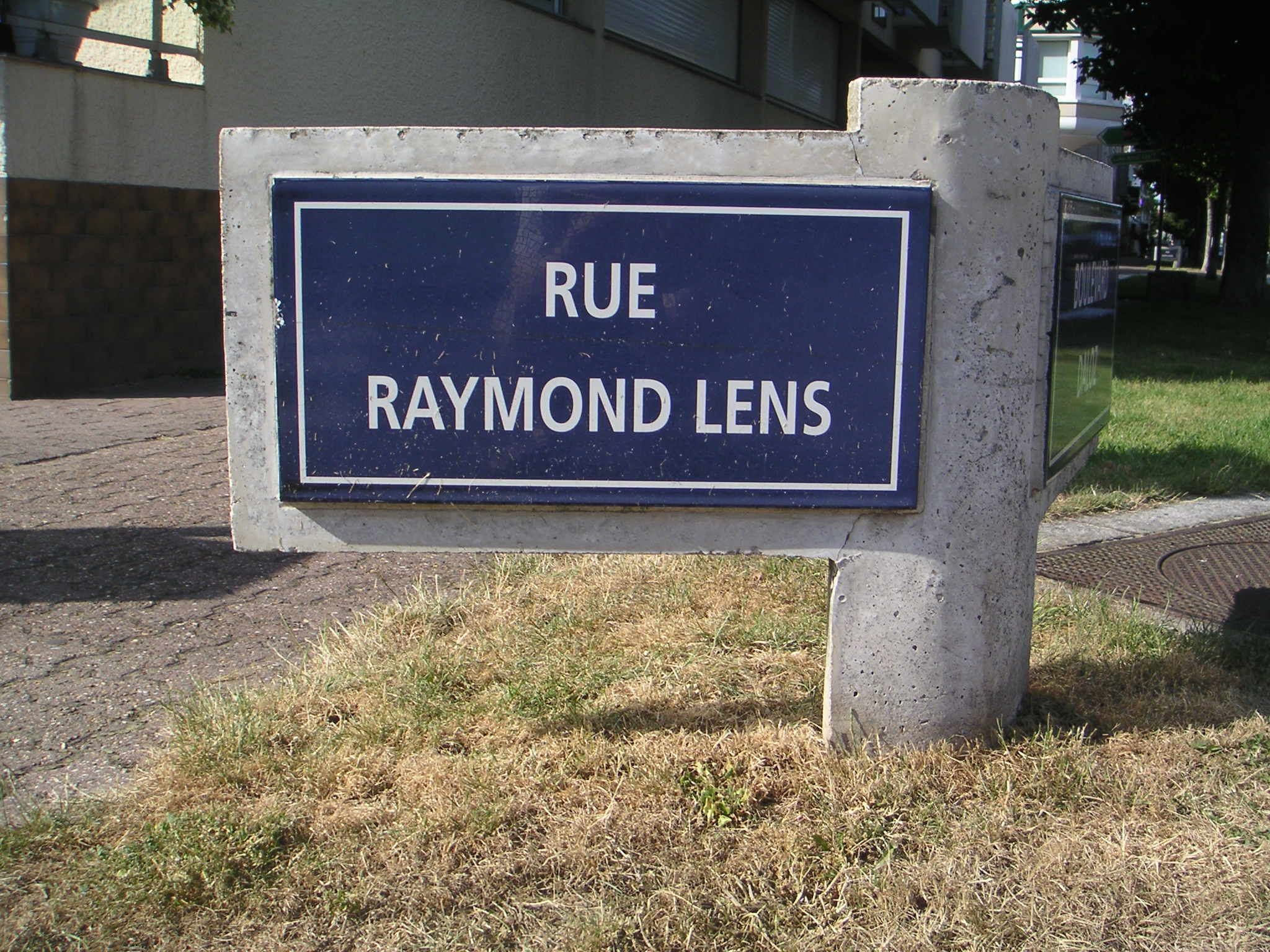

Raymond Lens était le géomètre du lotissement dû à Alphonse Daloz, créateur de la station.
La rue Raymond-Lens comprend plusieurs villas remarquables (inventaire des monuments historiques, inventaire général du patrimoine culturel) ou intéressantes par leur intérêt architectural ou historique.

### Reine-May (avenue de la)

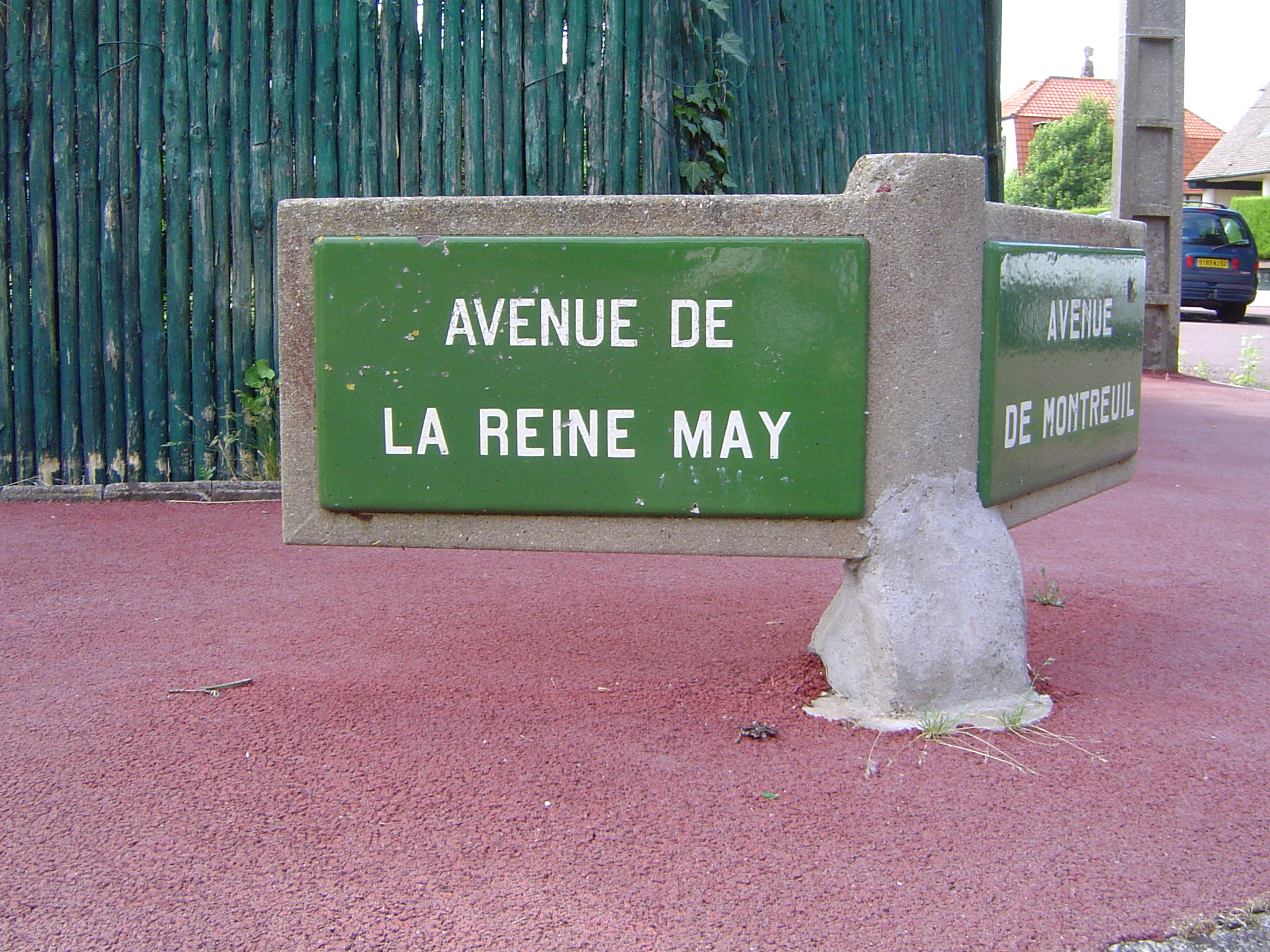

La reine May (Mary de Teck) était la femme du roi de Grande-Bretagne et d'Irlande George V.
Cette voie comprend une villa remarquable : Le petit Château construit en 1910 sur les plans de l'architecte Albert Pouthier pour le docteur Willerval (d'Arras),.

### Reine-Victoria (avenue de la)

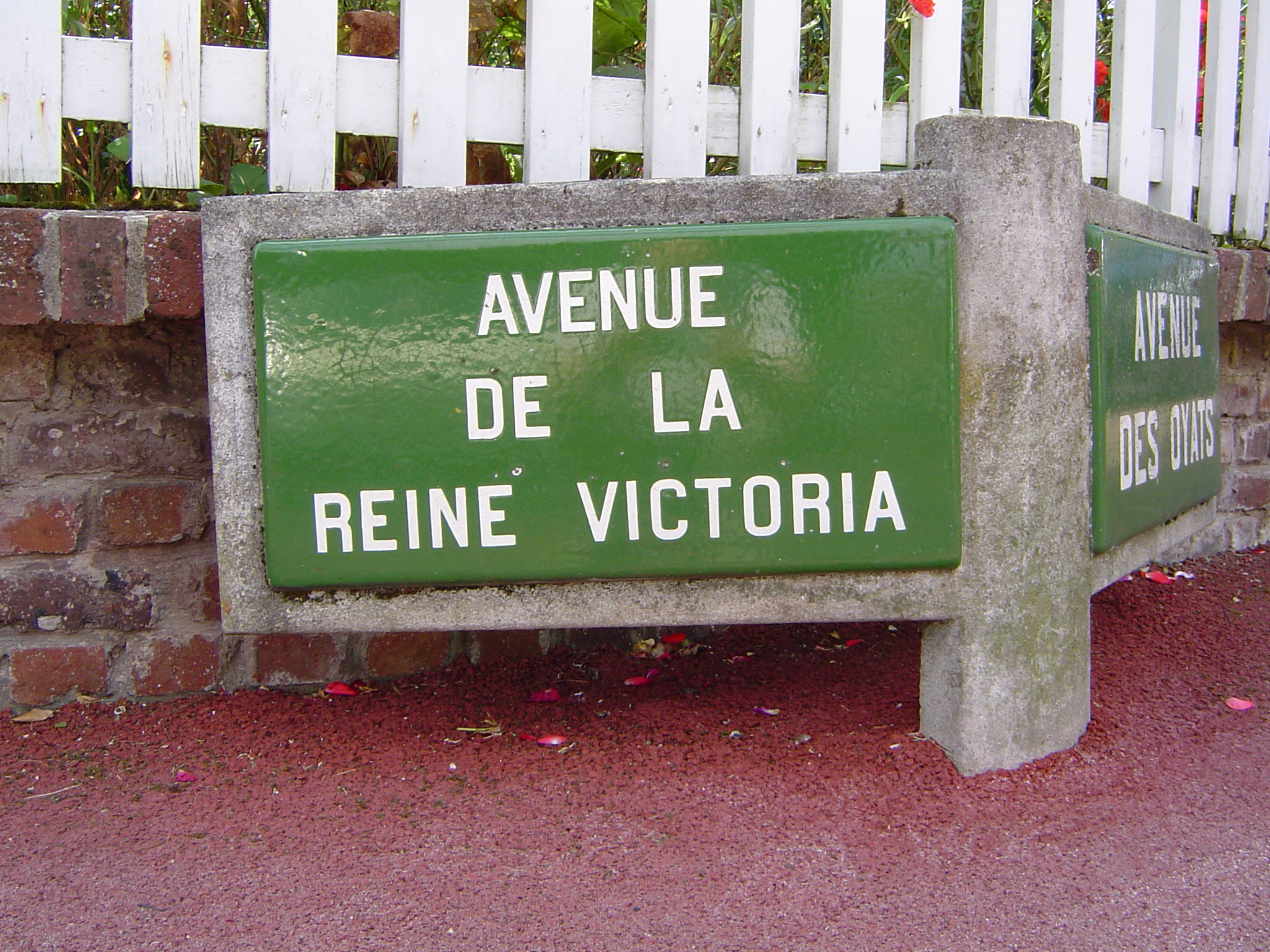

Il s'agit de la reine Victoria du Royaume-Uni.
Cette voie comprend les deux villas jumelées remarquables : villa Glenwood (anciennement Rarahu) et villa Karidja, construites en 1927 sur les plans de l'architecte Horace Pouillet pour deux sœurs. Ces villas sont inscrites au titre des monuments historiques depuis le 1er décembre 1997.

### Rencontre (rond-point de la)

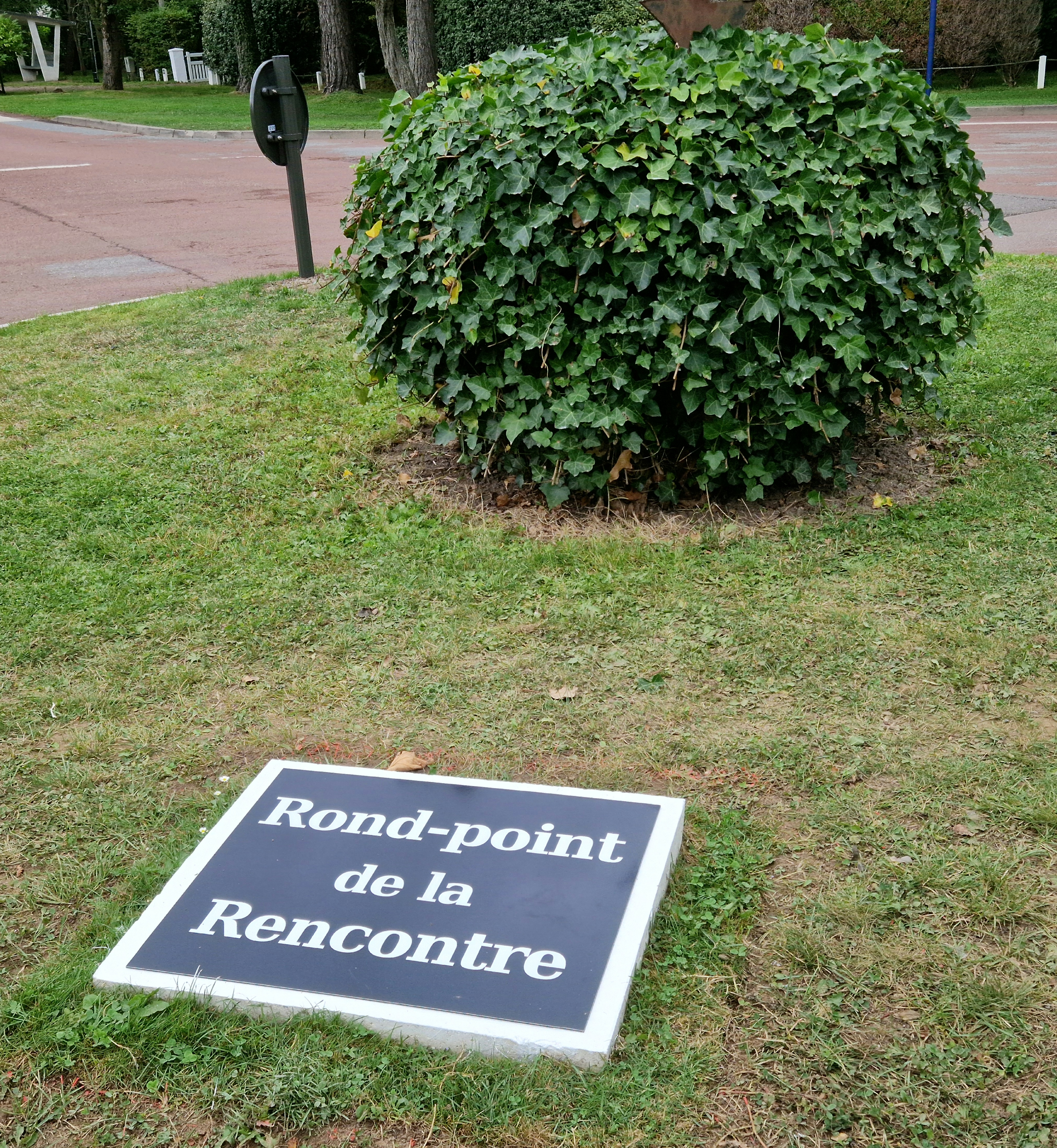

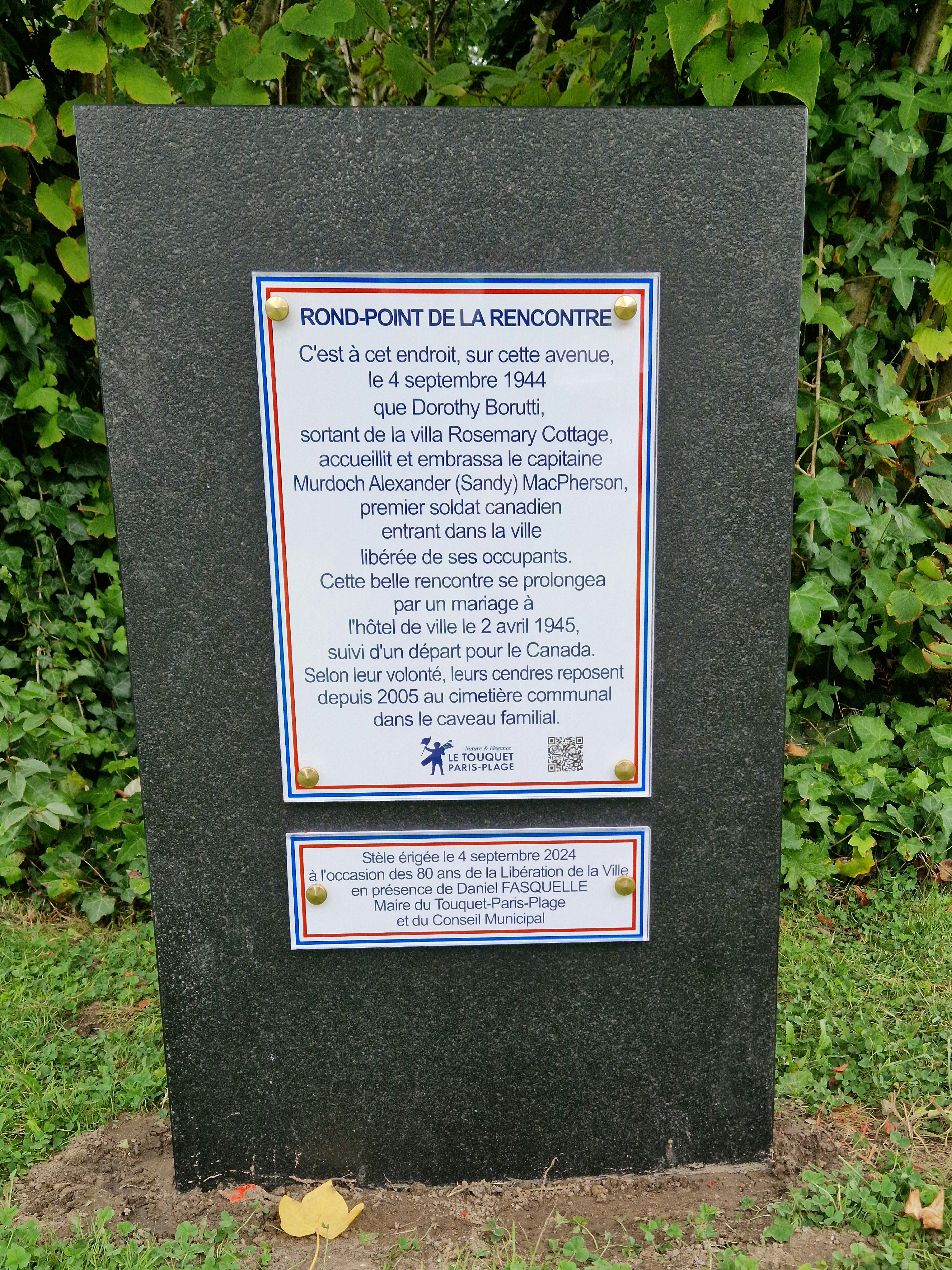

C'est le 4 septembre 2024 que la municipalité donne le nom de « rond-point de la Rencontre » à ce rond-point situé à l'intersection de l'avenue du Golf et de l'avenue des Canadiens. 
Ce nom commémore la rencontre, le 4 septembre 1944, jour de la libération de la commune, entre Dorothy Borutti, habitante touquettoise, et le capitaine Murdoch-Alexander MacPherson appelé Sandy, un des premiers soldats canadiens des forces alliées à entrer dans le Touquet-Paris-Plage. Dorothy Borutti, qui habitait avec sa mère à cette intersection dans la villa Rosemary cottage, s'était promis d'embrasser le premier soldat libérateur, ce qu'elle fit. Ils se marient à l'hôtel de ville du Touquet-Paris-Plage le 2 avril 1945 et partent vivre au Canada où ils auront deux filles Romie et Alexandra. Sandy meurt en 2003 et Dorothy en 2005. Selon la volonté de leurs parents, leurs filles ramènent, en 2005, leurs cendres au cimetière du Touquet-Paris-Plage. Romie et Alexandra sont invitées à cette inauguration et Alexandra rejouera, à ce rond-point, le 4 septembre 2024, la scène du baiser, pour les 80 ans de la Libération de la commune. Une plaque commémorant cette histoire est apposée à proximité du rond-point. Romie a écrit un livre relatant cette histoire : See you in Le Touquet: A Memoir of War and Destiny, Edited by Deana Driver,.

### René-Béchu (rue)

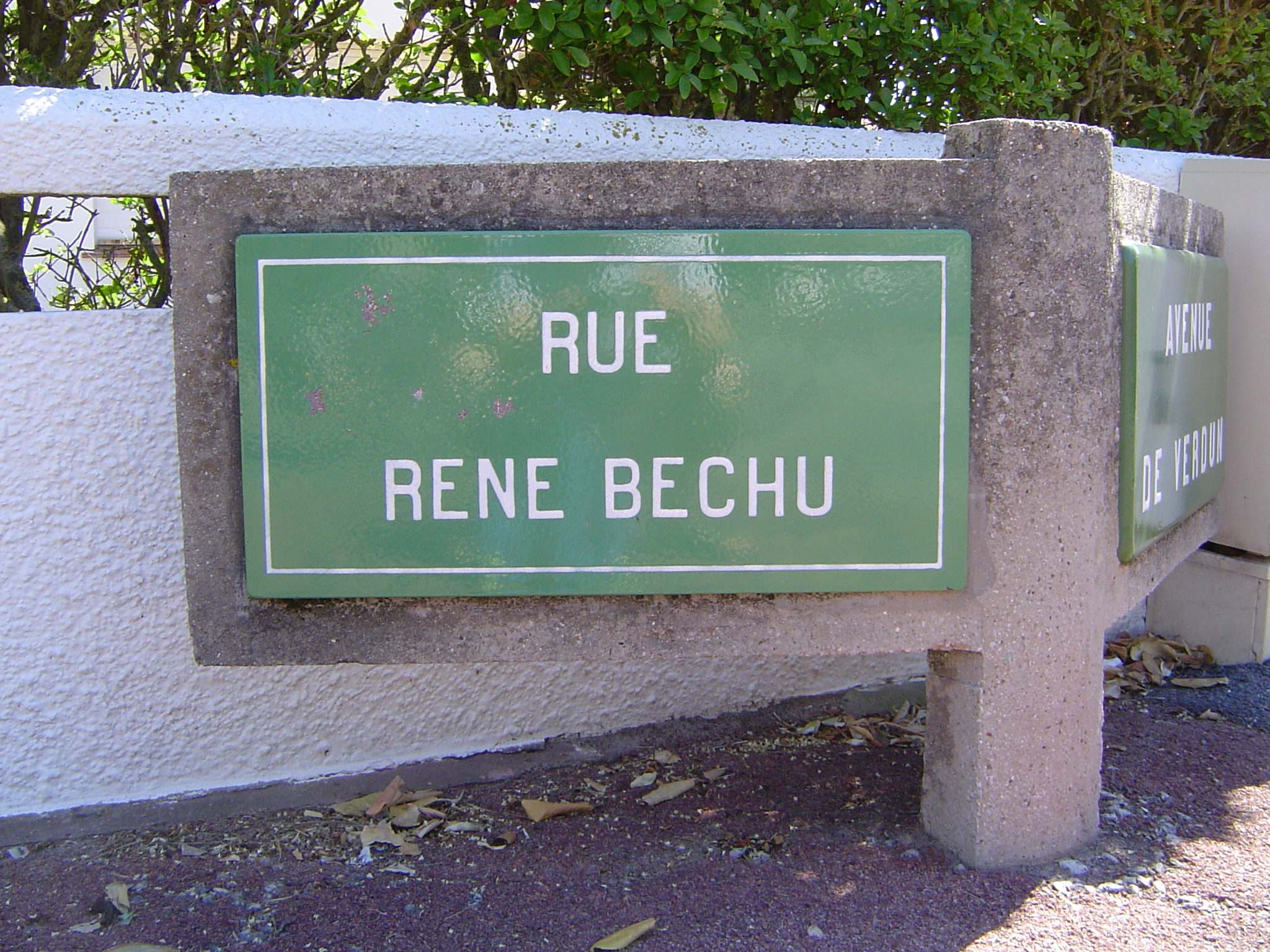

René Béchu (1893-1975), qui était épicier (86, rue de Londres), s'était déjà illustré durant la Première Guerre mondiale et fut un « héros de l'ombre » durant l'occupation allemande lors de la Seconde Guerre mondiale. Il fut responsable de l'équipe qui démina le Touquet après septembre 1944. Il sera plus tard premier adjoint du maire. La municipalité lui a rendu hommage en donnant son nom à cette voie où se trouvait sa villa nommée « Bonne Mine ».

### René-Caudron (impasse)

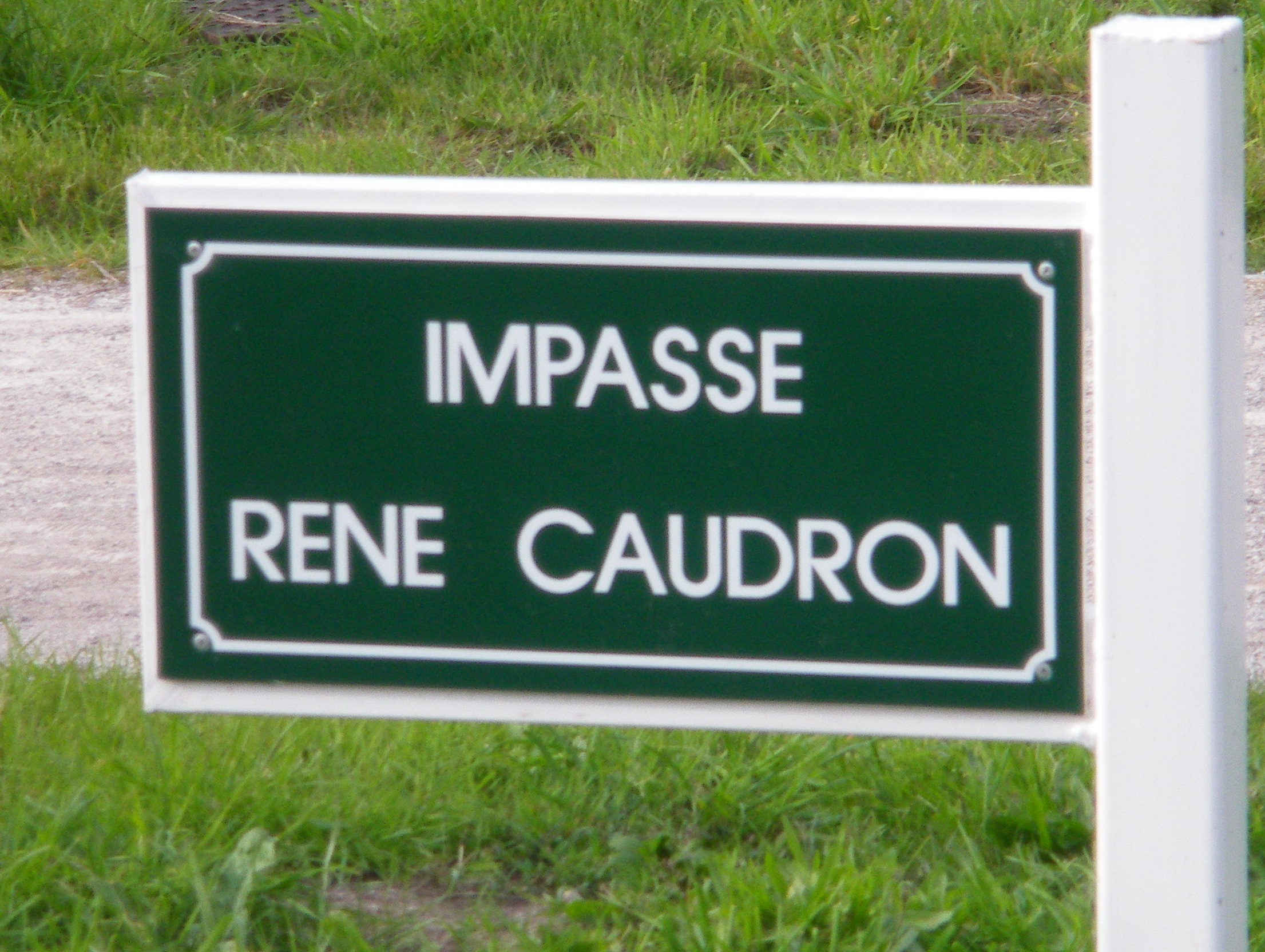

C'est en 2010, lors de l'aménagement près de l'aéroport que la municipalité donne le nom d'« impasse René-Caudron » à cette voie.

### Ribot (rue)

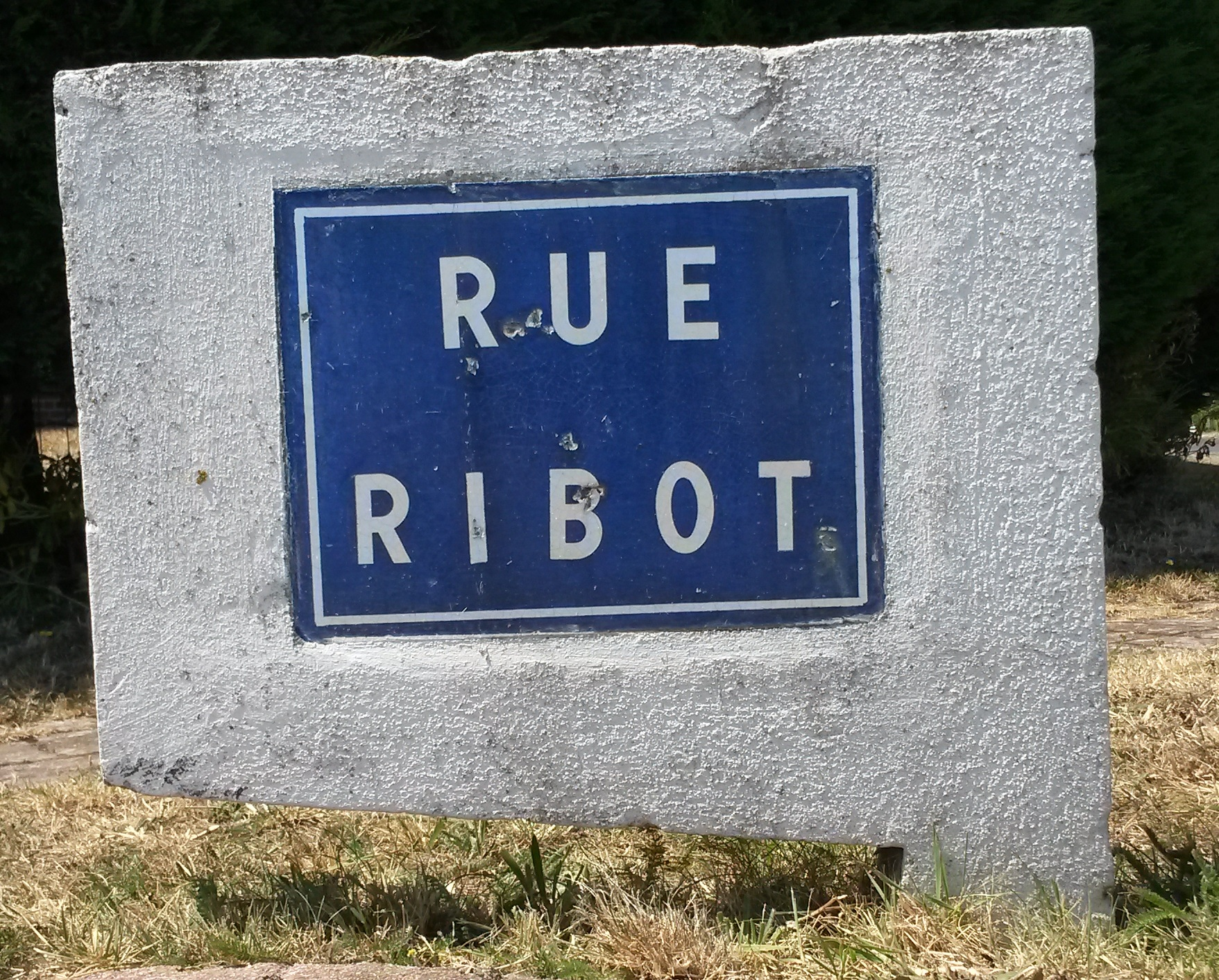

Alexandre Ribot, né à Saint-Omer, homme politique, fut plusieurs fois ministre et président du Conseil. Il est à l'origine de la loi bienfaisante permettant aux ouvriers d'acquérir une maison construite dans ce quartier.
Sur le plan de 1930, la partie de cette rue, entre l'avenue de la Bourdonnais et le boulevard de la Canche, est nommée « avenue Forbin » en hommage à l'officier de marine Claude de Forbin.

### Roses (allée des, avenue des)

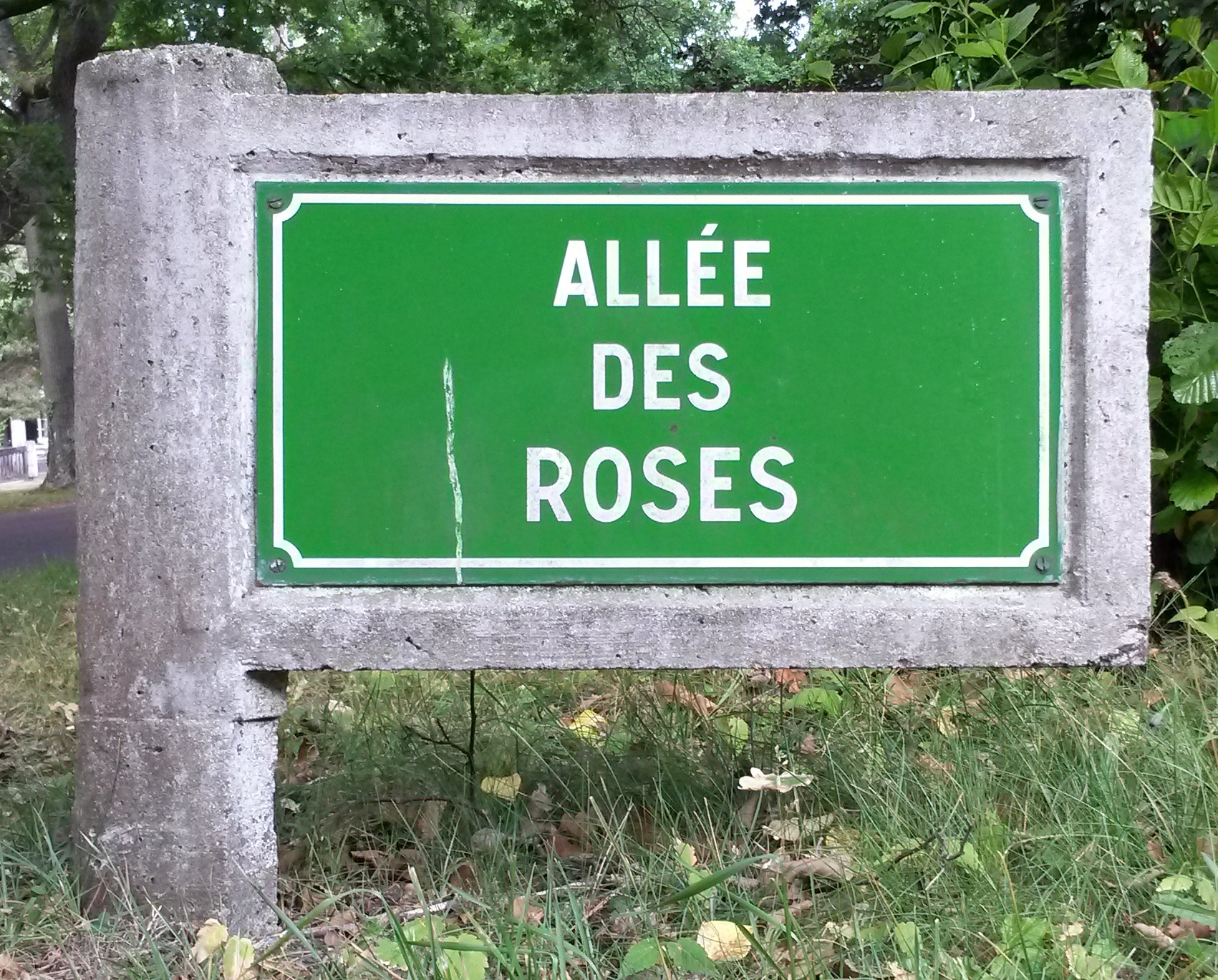

Les roses sont des fleurs très fréquentes au Touquet.

### Rossignols (allée des)

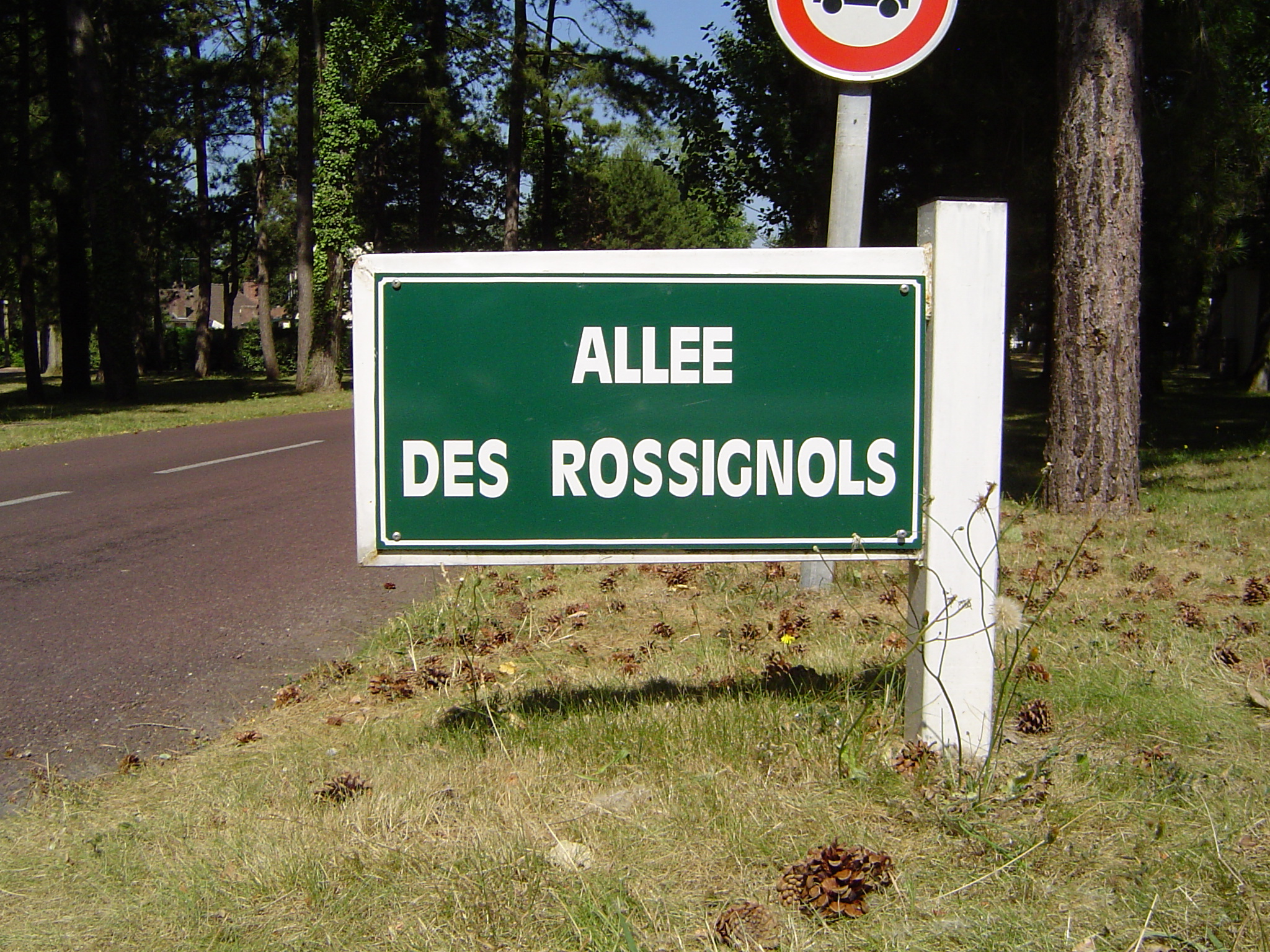

Cette voie, située dans le quartier « des oiseaux » (allées des Fauvettes, des Mésanges, des Rossignols), comprend une villa remarquable : la villa Dolce Vita construite en 1926 sur les plans de l'architecte Clément Coquenpot.

### Royal-Air-Force (allée de la)

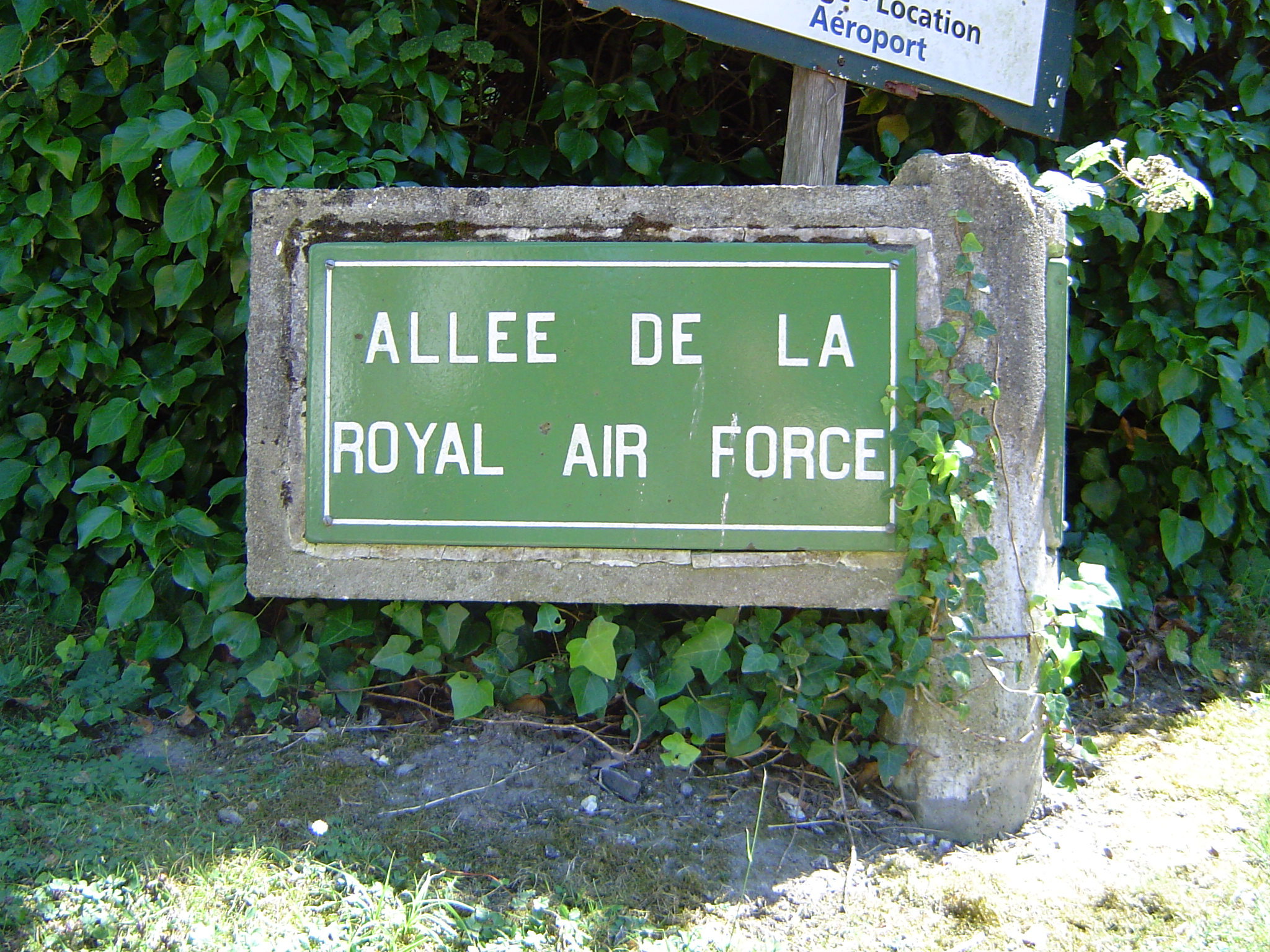

La municipalité a désiré rendre hommage à l'aviation britannique, la Royal Air Force, qui perdit presque tous les avions qui étaient basés sur l'aéroport du Touquet lors des bombardements du 10 mai 1940.

### Sables (avenue des)

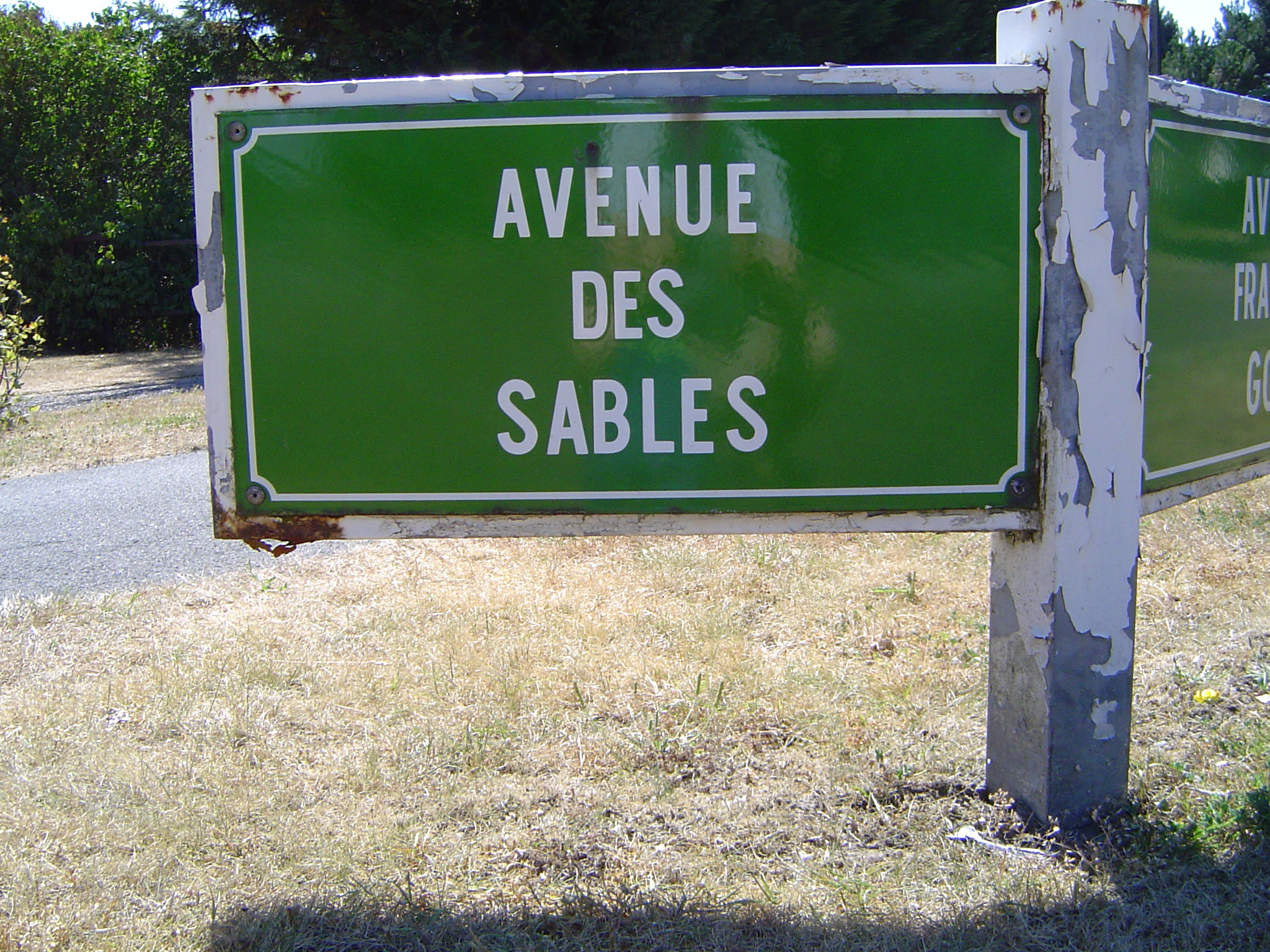

## S

### Saint-Amand (rue)

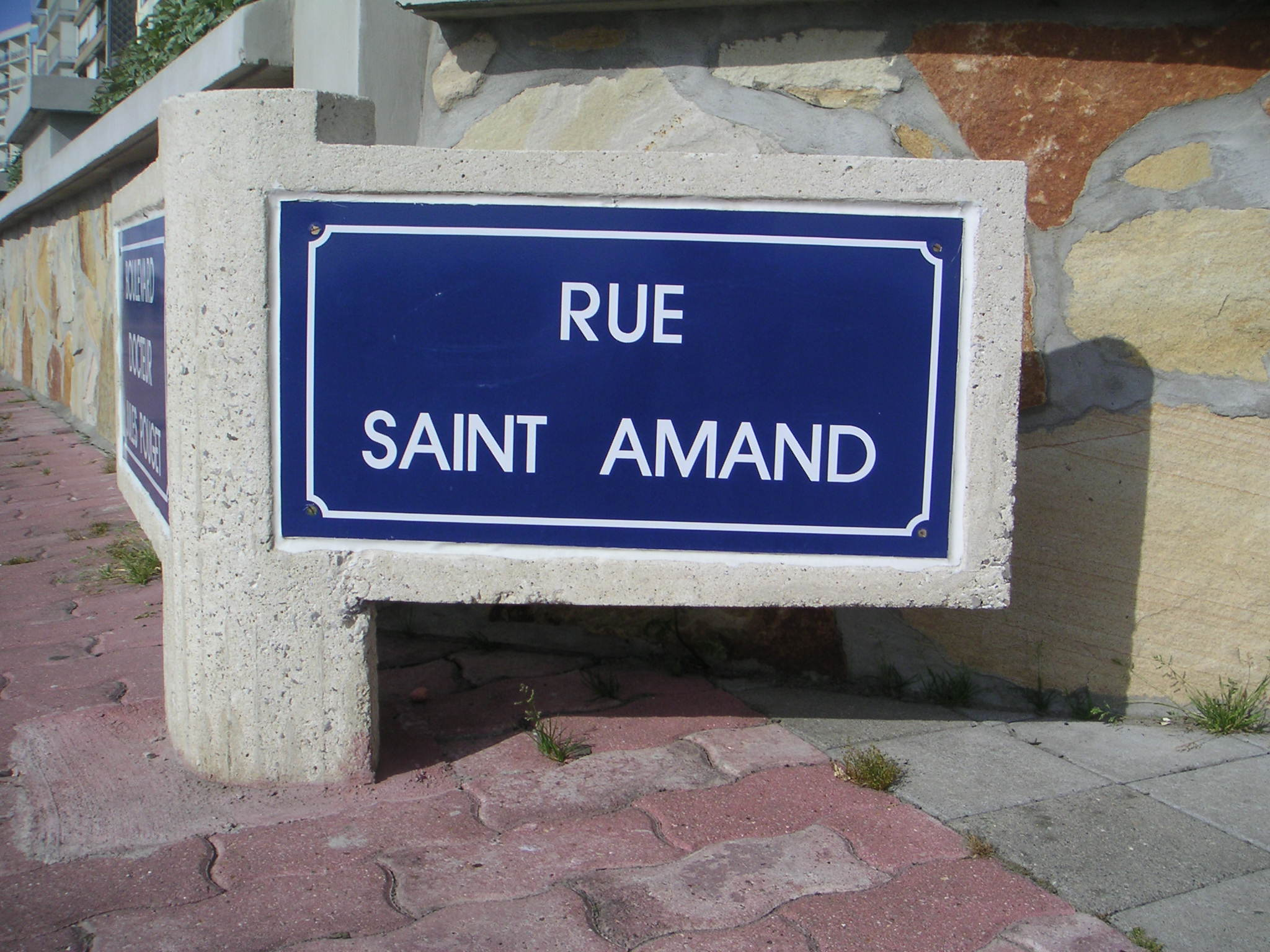

Cette voie porte le nom du saint patron d'Amand Tétu, employé d'Alphonse Daloz, créateur de la station.
La rue Saint-Amand comprend plusieurs bâtiments remarquables (inventaire des monuments historiques, inventaire général du patrimoine culturel) ou intéressants par leur intérêt architectural ou historique.

### Saint-André (rue)

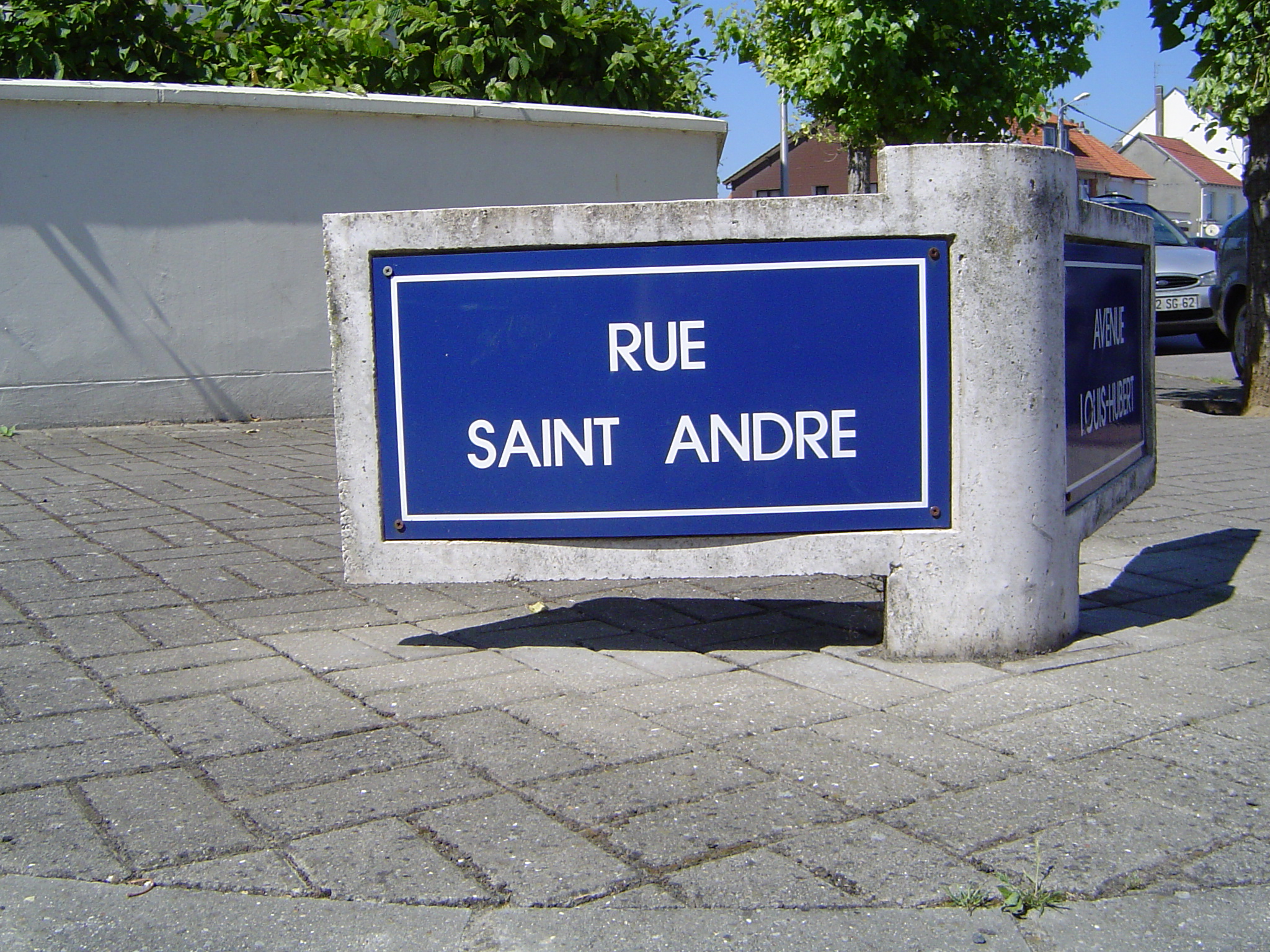

### Saint-Jean (avenue, rue)

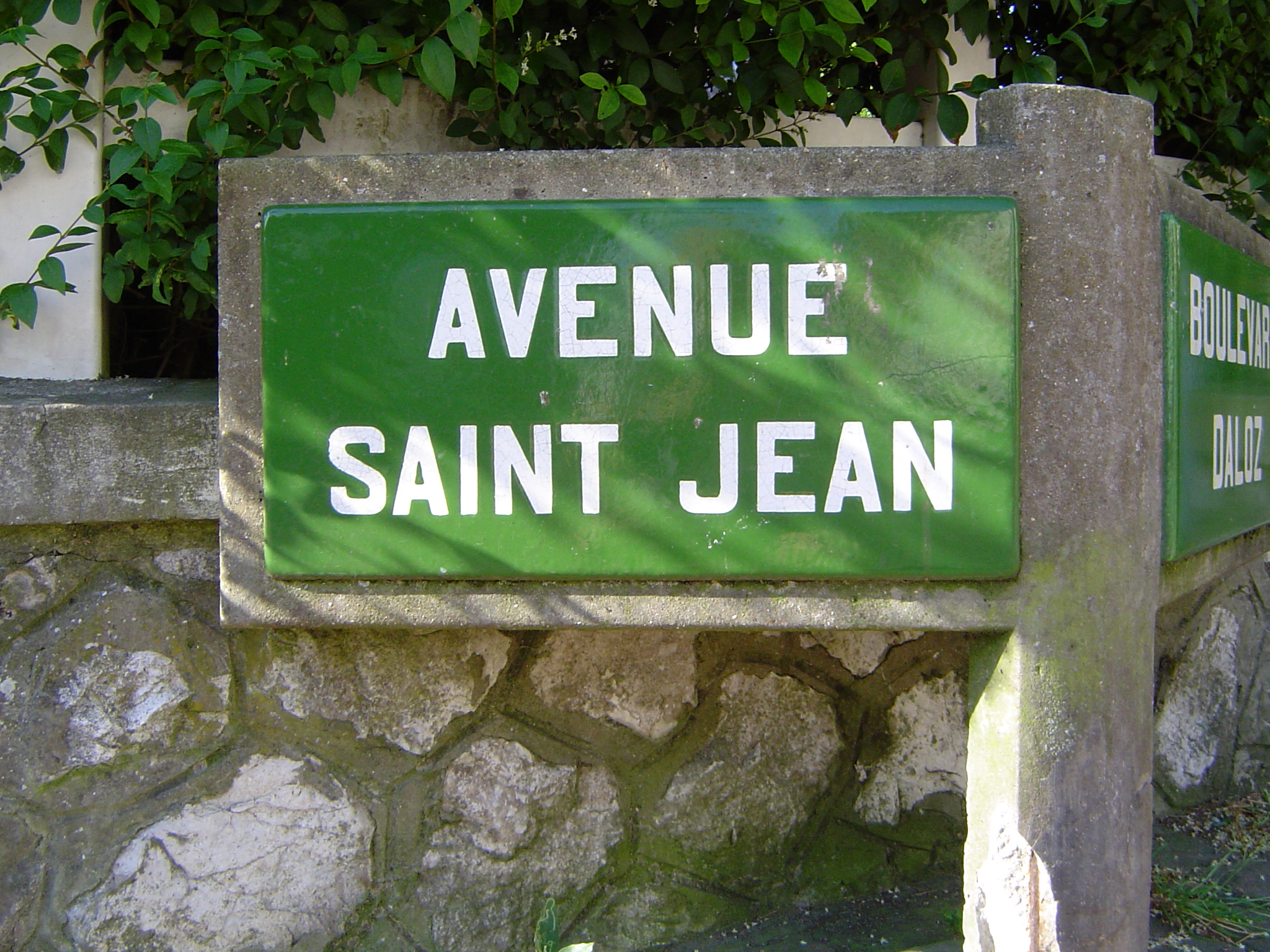

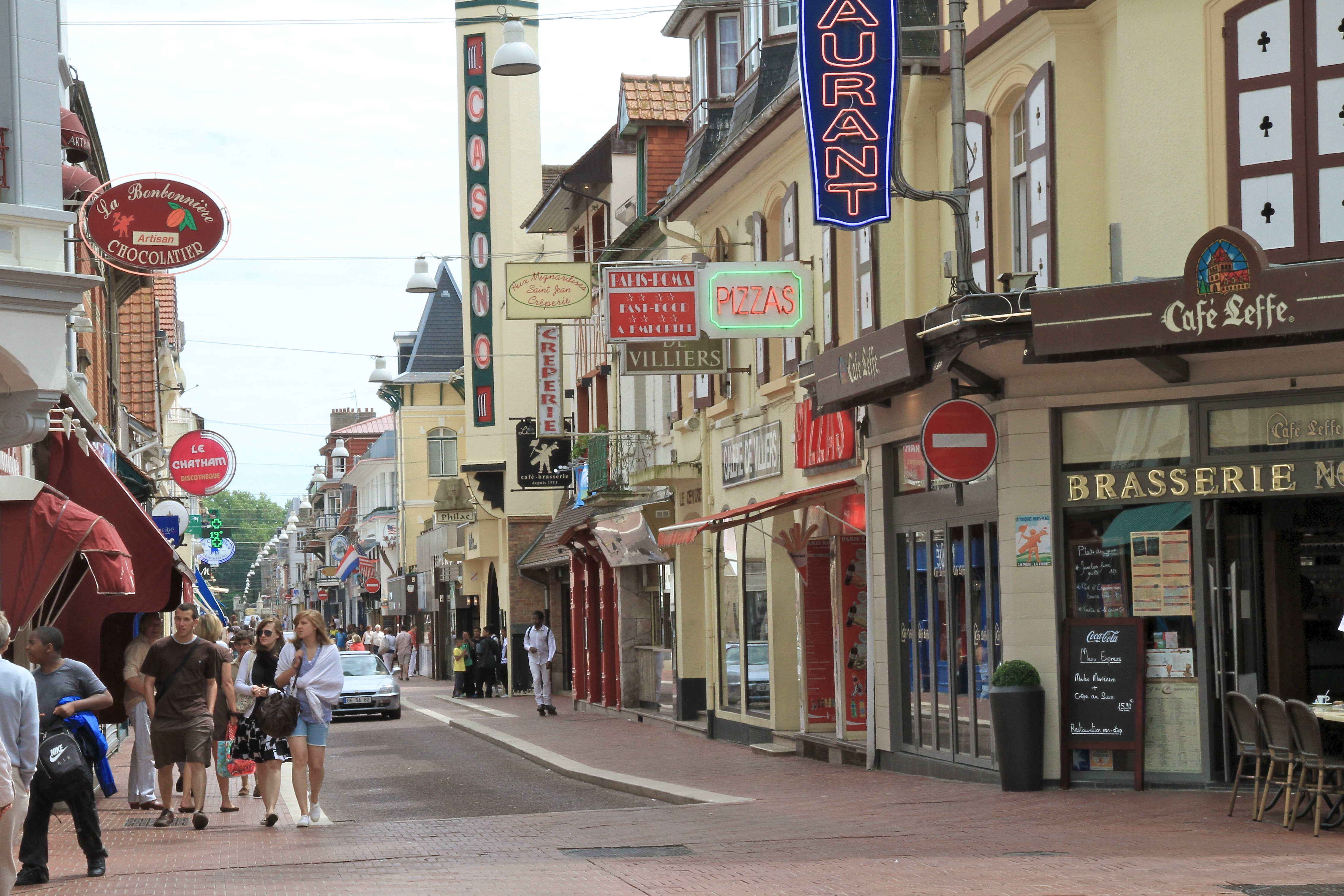
La rue Saint-Jean en 2010, vue du croisement avec la rue de Paris, en direction du casino et du village suisse.

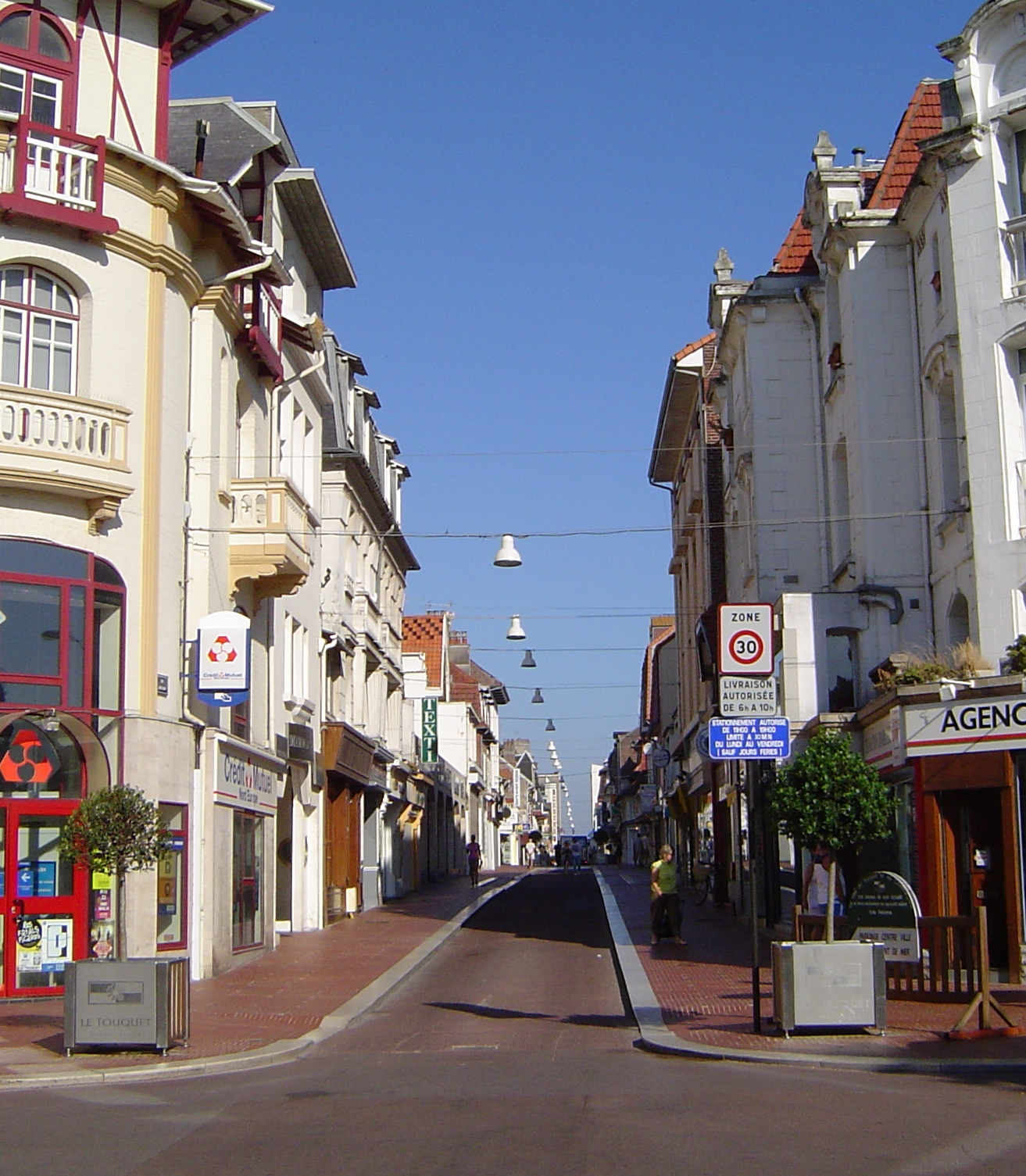
La rue Saint-Jean en 2006, vue du boulevard Daloz, en direction de la mer.

Cette voie porte le nom de saint Jean le Baptiste, l'un des prénoms d'Alphonse Daloz,.
Orientée globalement nord-ouest-sud-est, elle commence à l'ouest sur le front de mer, change son statut de rue pour celui d'avenue à son croisement avec le boulevard Daloz, et se termine à son point de jonction avec l'avenue des Phares, qui la prolonge. L'avenue Saint-Jean a été tracée en 1905. Le premier « sens unique » y a été mis en place en 1925. Cette voie comprend plusieurs bâtiments et villas remarquables, un casino et de nombreux commerces.
- No 18, rue Saint-Jean, faisant angle (sud-est) avec le 61, rue de Paris : « Le Saint Jean », qui affiche (en 2020) sur son auvent « Bar • Brasserie • Pizza • Grill » occupe en partie l'emplacement d'une modeste maison en pierre, à un étage sous combles, construite en 1886, dont le rez-de-chaussée abritait le « Café du Centre ». Sur le pan coupé de la façade, face au croisement des rues, était inscrit, vers 1907, « ANc Mon CLARISSE / TESTART GRAINDOR Succ[88] ». Avec sa terrasse sur la rue de Paris, face à la halte « Café du Centre » du tramway d'Étaples à Paris-Plage (inauguré en 1900), cet établissement qui proposait aussi, vers 1910, quelques « chambres aux voyageurs[89] » bénéficiait du nombre croissant de passagers empruntant le tram.
En 1910, il est remplacé par l'hôtel du Centre (Albert Pouthier architecte[90]), à l'enseigne de « Centre Hotel ». Son restaurant devient alors le grand café « Le Centre ». Ce café et hôtel-restaurant est tenu par la famille Sagot jusqu'en 1965[91].
- No 22, rue Saint-Jean : le « Café des Sports » est situé au même endroit depuis sa création en 1912[RC 14].
- No 26, rue Saint-Jean : le « casino Partouche » conserve encore des parties, fortement remaniées, de l'ancien cinéma « Select », créé sous la dénomination  « Le Normandy » (1927, Louis Quételart architecte). Il remplaça un bâtiment antérieur, le Normandy Hôtel (Auguste Bluysen, architecte), qui avait été partiellement ravagé par un incendie. L'édifice est recensé à l'inventaire général du patrimoine culturel[92] ;
- Au carrefour avec la rue de Metz, Arsène Bical (1884-1925), architecte actif à Paris-Plage, tint son cabinet dès 1907 à la villa « Trèfle à quatre-feuilles[93] », à l'angle nord-ouest (actuel no 51, rue Saint-Jean). Son successeur sera Léon Hoyez.
- No 14, avenue Saint-Jean : la villa Monéjan, propriété de Brigitte Macron, est l'ancienne résidence secondaire de ses parents.
- La villa L'Alsacienne (Degallaix entrepreneur), mitoyenne du Village suisse mais construite ultérieurement à celui-ci, est l'ancienne résidence secondaire d'Eugène Koessler (1876-1935), Strasbourgeois de naissance, professeur agrégé d'université et membre de la Société académique du Touquet-Paris-Plage (1927[g2 2]).
- Le Village suisse, construit en 1905 sur les plans de l'architecte Bertrand[RC 15] pour Monsieur Adrien Perret-Maisonneuve procureur de la République à Doullens, constitue un ensemble très original de trois villas surplombant l'avenue[c 18],[d 5]. Les commerces qui se trouvent maintenant au niveau de la chaussée occupent les anciennes écuries. Ces bâtiments sont recensés à l'inventaire général du patrimoine culturel[94] ; ce Village suisse est composé de trois villas datant toutes de 1905 auxquelles s'est ultérieurement ajouté la villa L'Alsacienne (voir ci-dessus) :
  - au centre, la villa Bien faire et laisser dire construite en 1905 sur les plans de l'architecte Bertrand. Cette villa est recensée à l'inventaire général du patrimoine culturel[95] ;
  - No 48 : à gauche, la villa d'Airain pour résister sise au village suisse, construite en 1905 sur les plans de l'architecte Bertrand. Cette villa est recensée à l'inventaire général du patrimoine culturel[96] :
  - à droite, la villa Dieu les garde qui a perdu le toit de sa tour au fil des ans[RC 16] ;
  - et à l'extrême droite la villa L'Alsacienne construite pour Eugène Koessler[RC 16]

### Saint-Louis (avenue, rue)

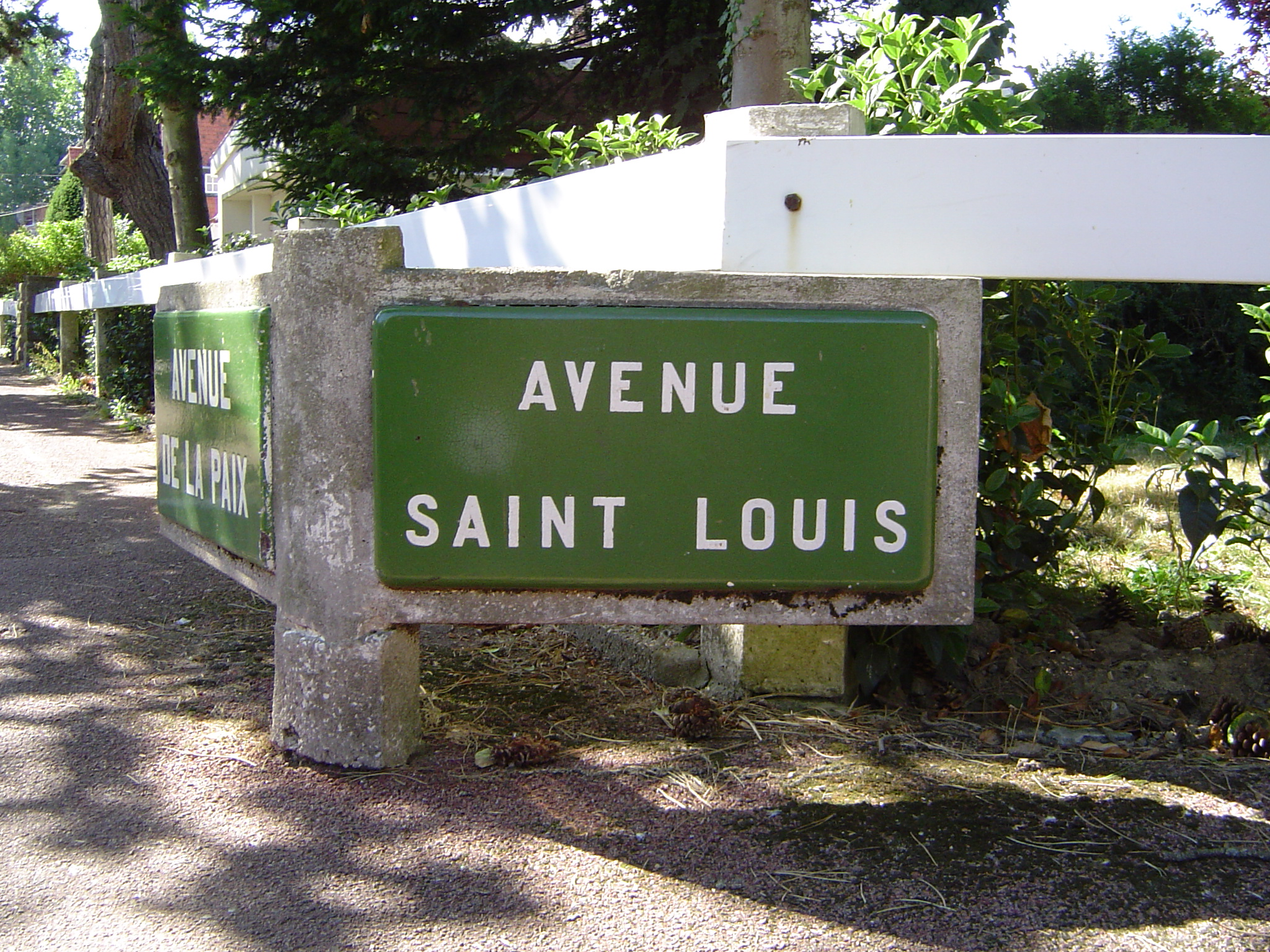

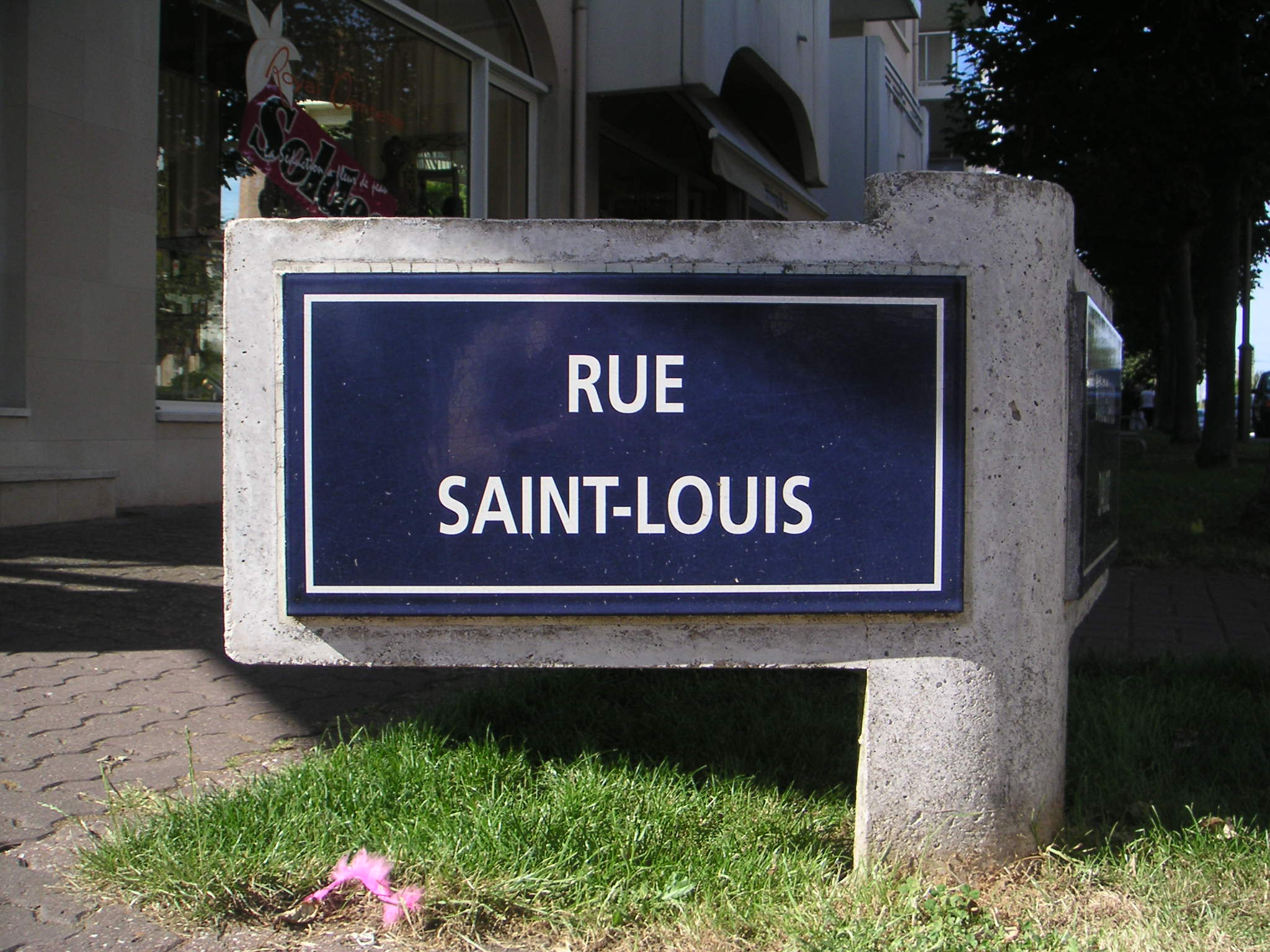

Il s'agit de « Louise » nom de la femme de confiance du château d'Alphonse Daloz.
Cette voie comprend un ensemble de villas remarquables : les cinq villas sises aux no 70-72-74-76-78 ont été construites à la fin du XIXe siècle sur les plans de l'architecte Anatole Bienaimé. Cet ensemble est recensé à l'inventaire général du patrimoine culturel.
Autrefois, la partie au nord du jardin d'Ypres et jusqu'au parc des Pins s'appelait avenue du Parc Central.

### Saint-Omer (rue de)

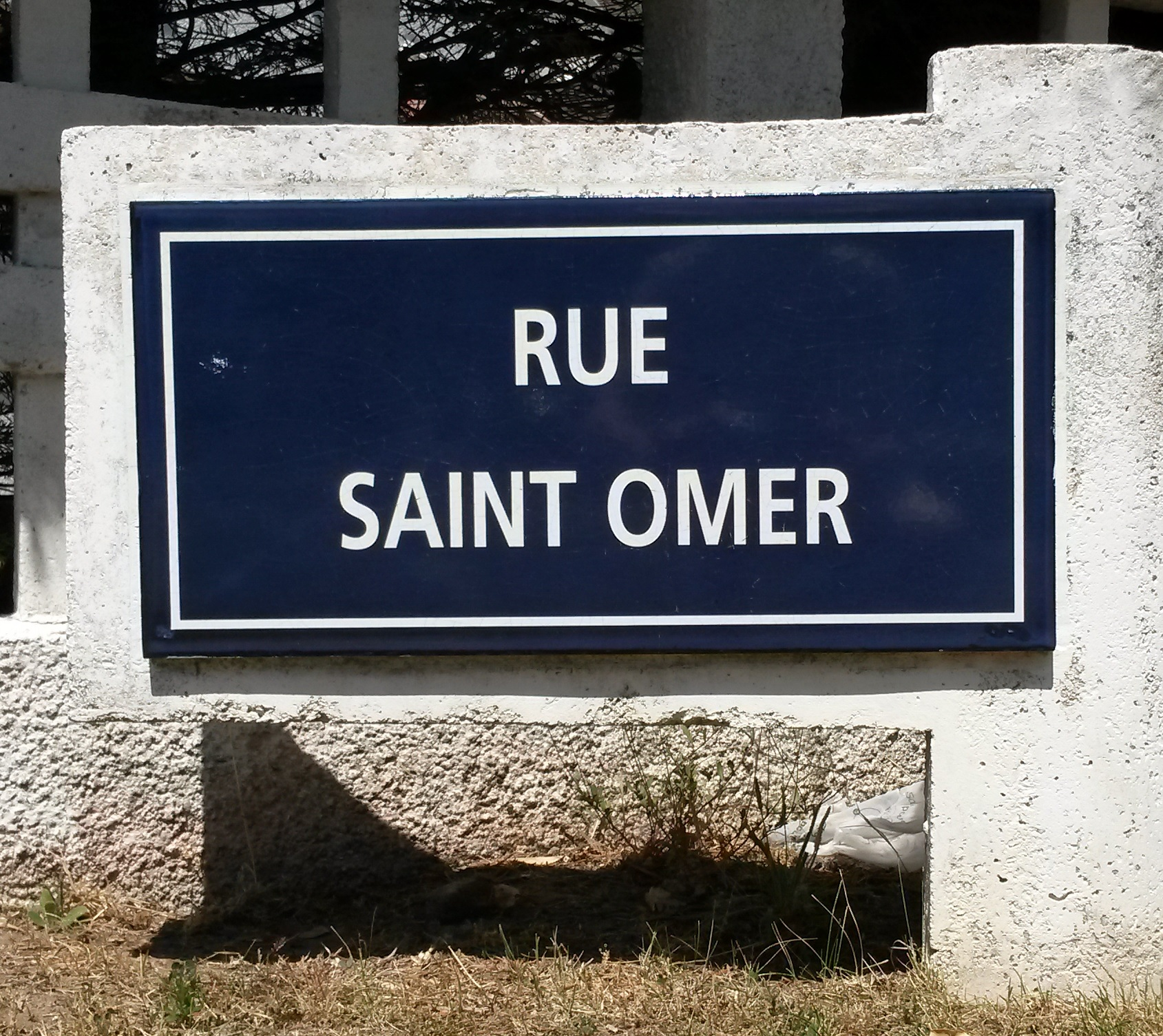

Il s'agit de la commune de Saint-Omer dans le Pas-de-Calais.

### Saint-Pol (rue de)

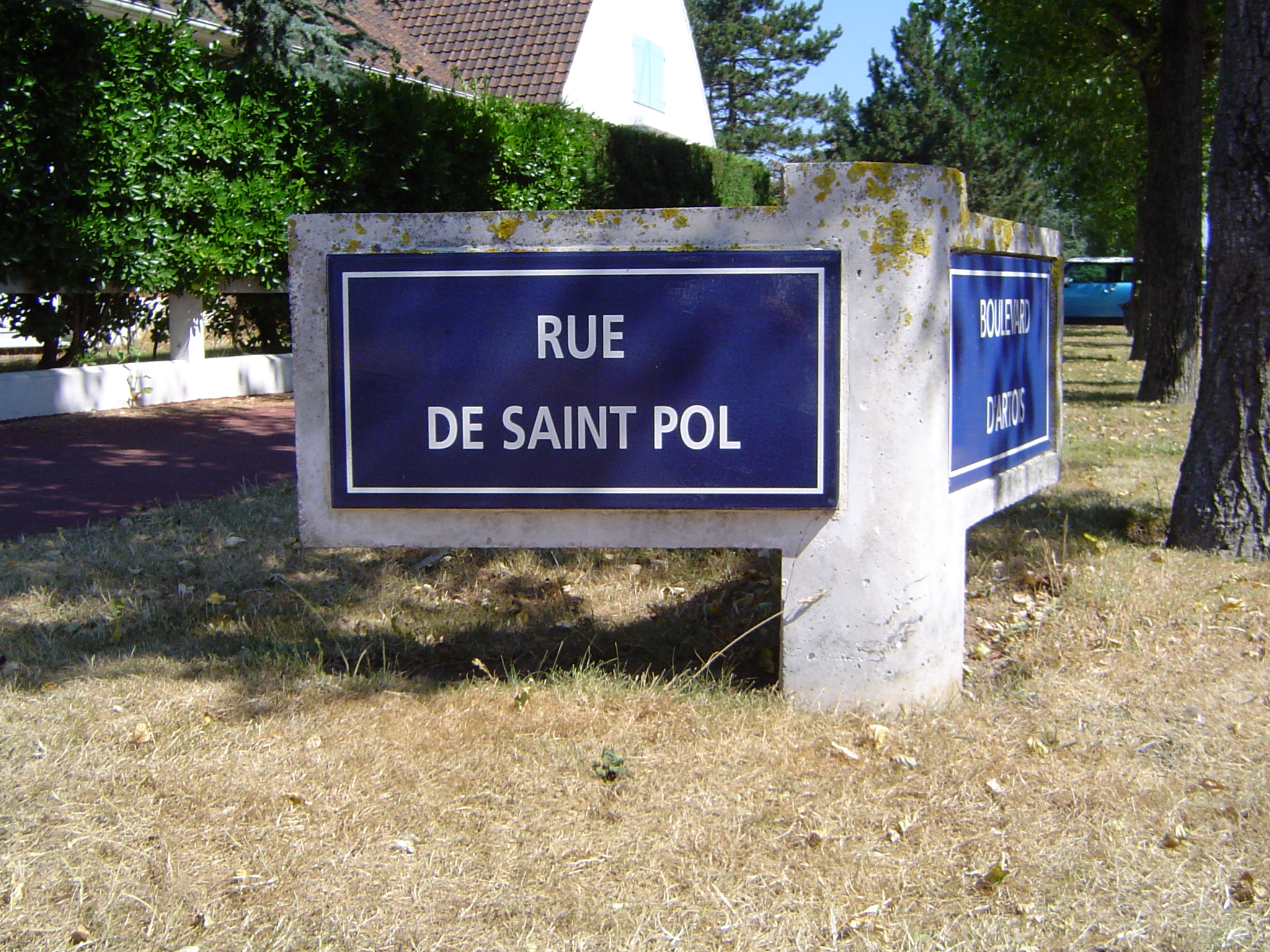

Une partie de cette voie s'est appelée « avenue de la Manche ».
Il s'agit de la commune de Saint-Pol-sur-Ternoise dans le Pas-de-Calais.
Une partie de cette voie, à l'ouest de la rue d'Arras, s'est appelée « avenue de la Manche ».

### Samer (rue de)

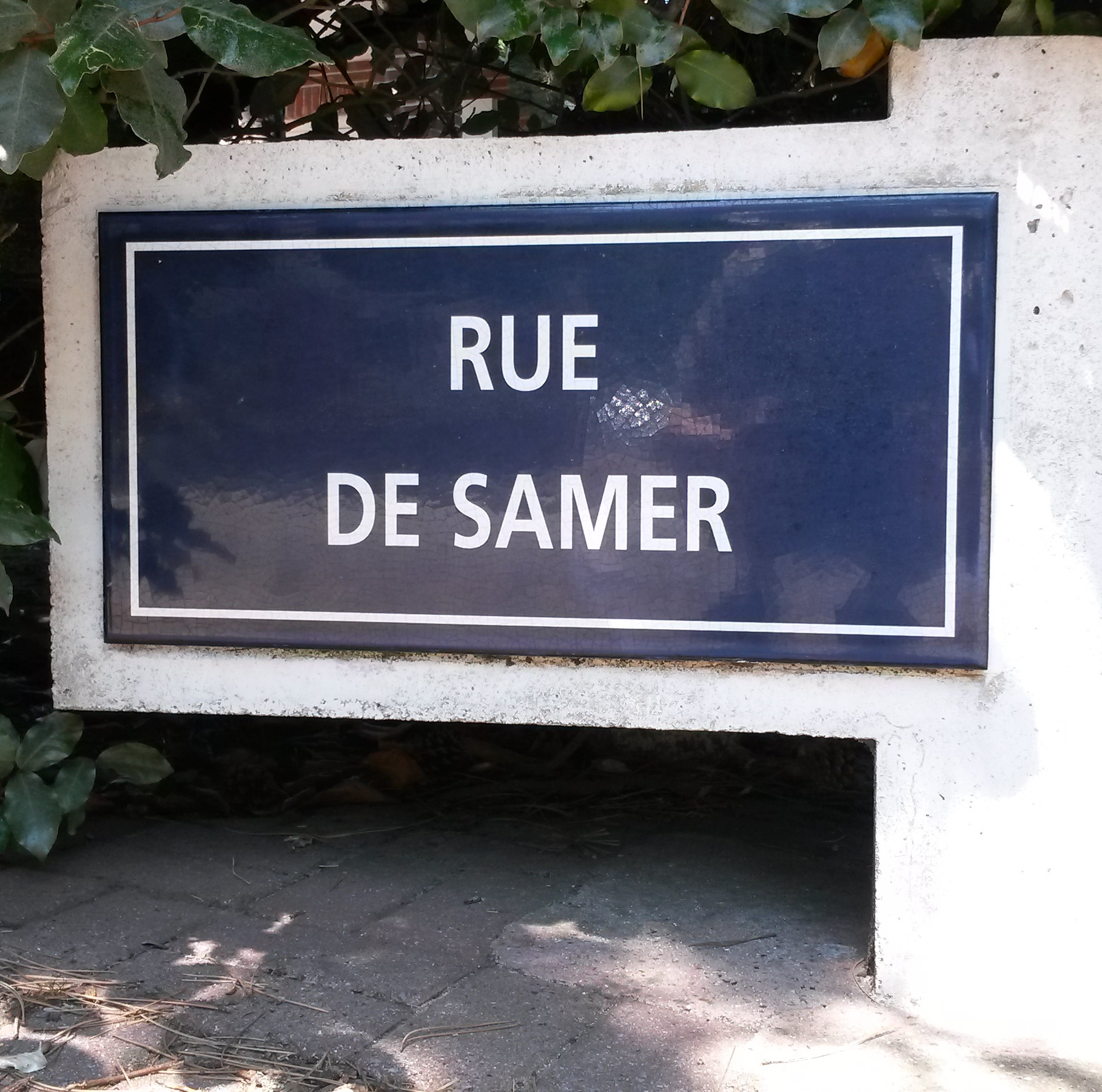

Il s'agit de la commune de Samer dans le Pas-de-Calais.

### Saules (allée, avenue des)

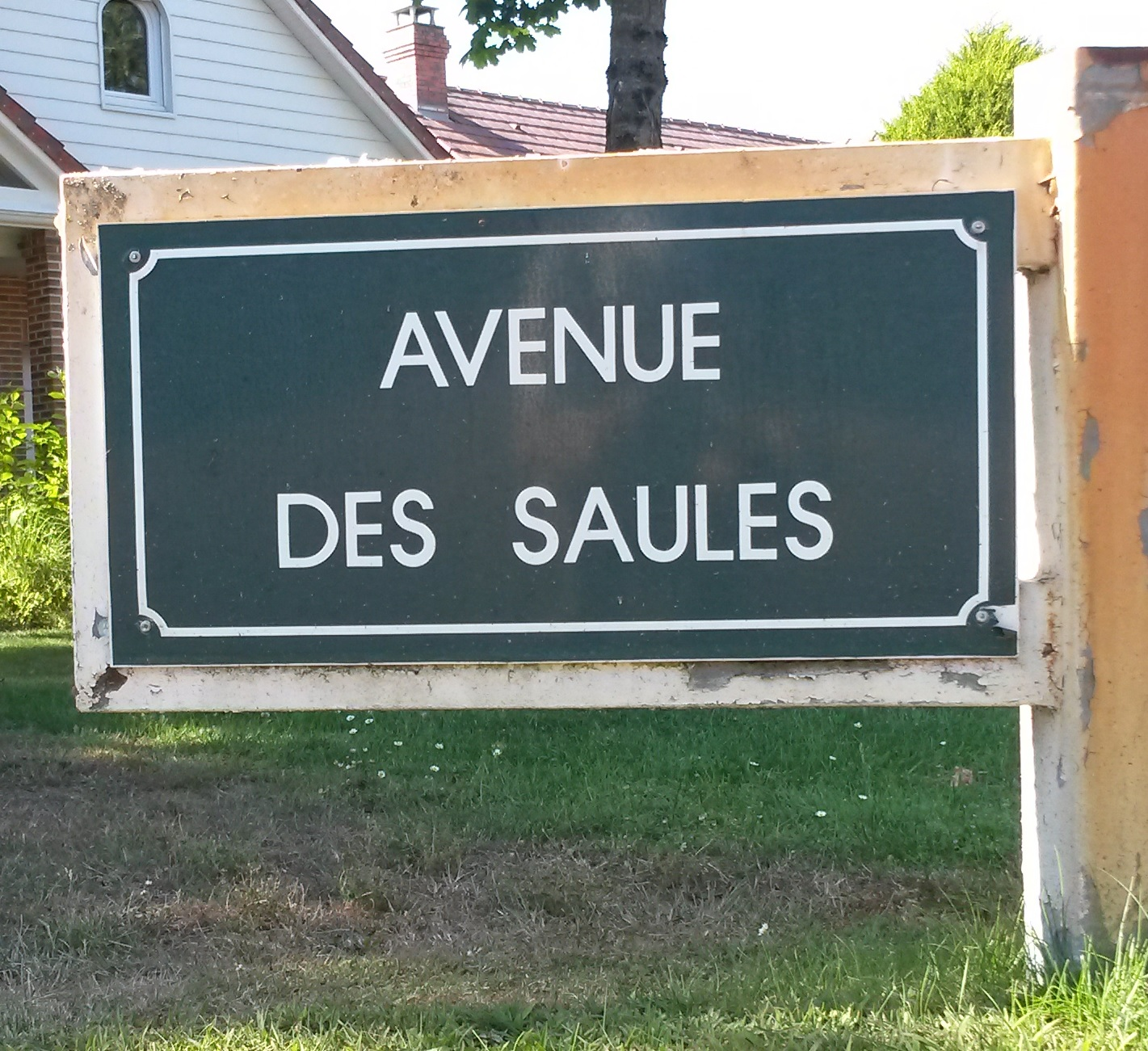

L'allée des Saules est située au bout de l'avenue des Saules. Ces deux voies sont — avec l'allée des Cèdres-bleus, l'allée des Éléagnus, l'allée des Érables et l'avenue des Forsythias — deux des six voies du domaine Whitley ; ces voies ont été tracées en 1994-1995.

### Schubert (allée)

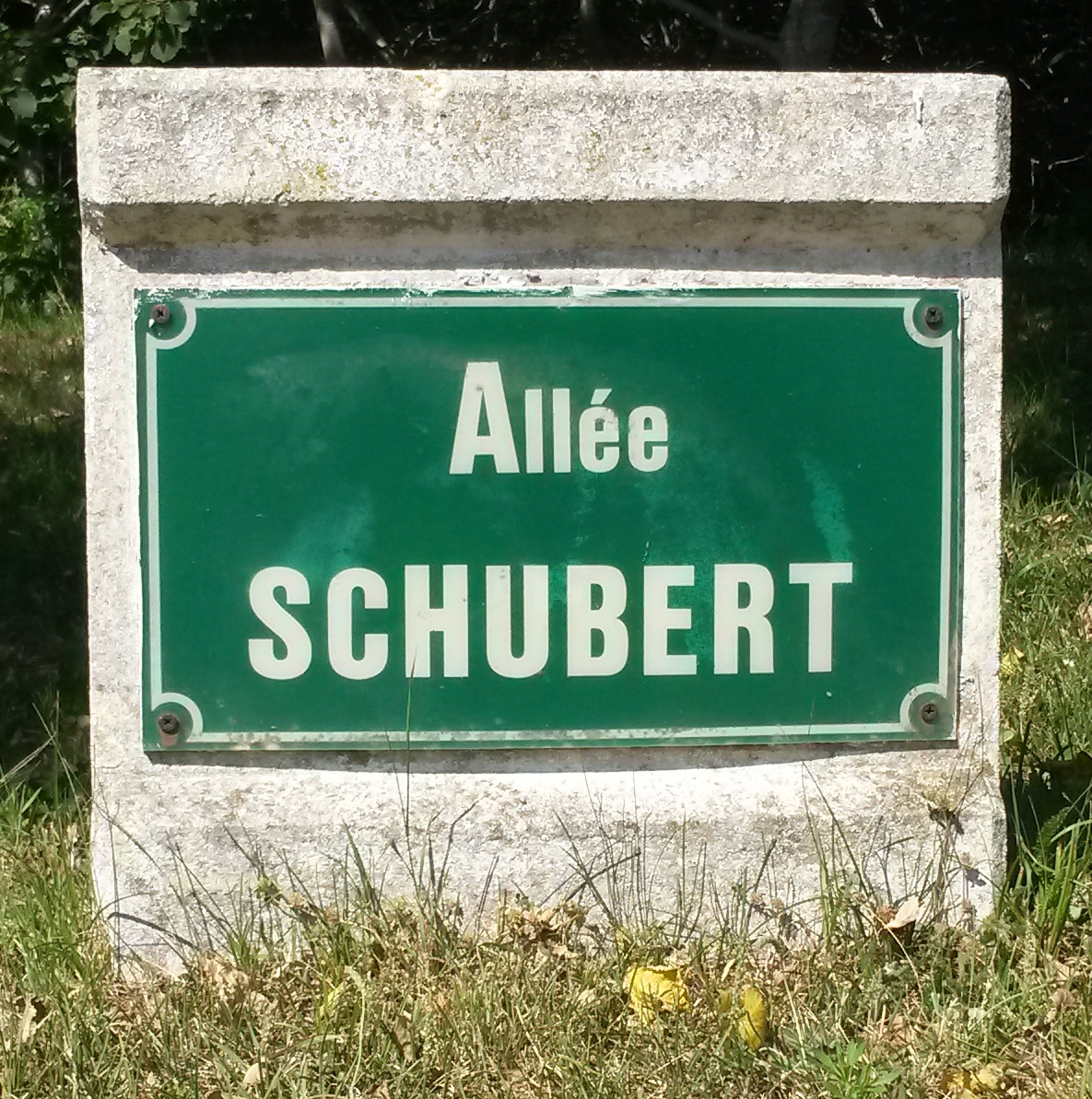

Hommage au compositeur Franz Schubert.
Cette voie est l'une des six voies (Beethoven, Chopin, Debussy, Mozart, Ravel, Schubert) du domaine « Les Cottages ».

### Sémaphore (rue du)

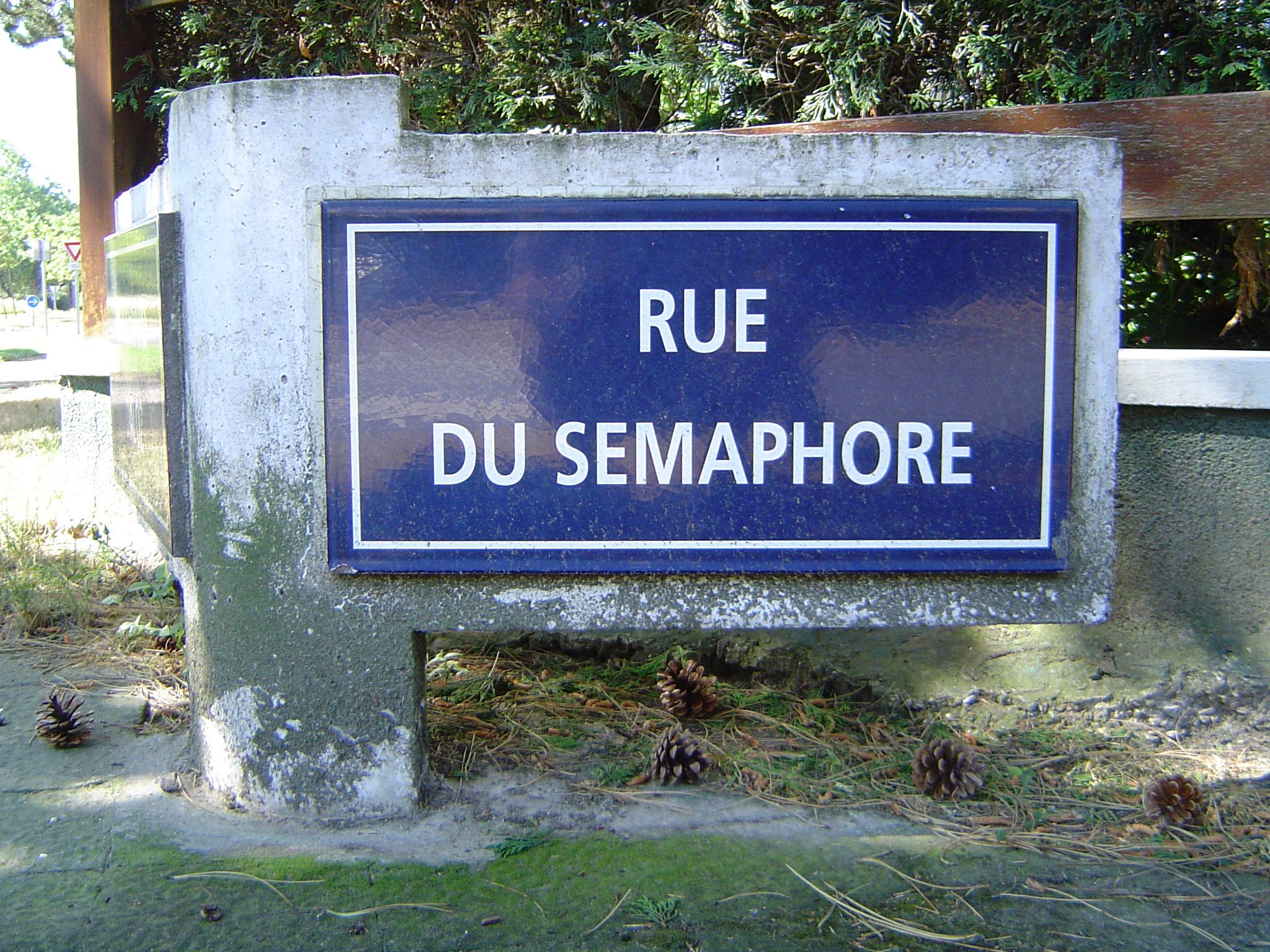

Cette rue conduisait au sémaphore, construit en 1893 et démoli à la fin des années 1970. Ce sémaphore était l'exacte réplique de l'ancien sémaphore qui, construit en 1839, s'était retrouvé en raison du recul du rivage à 500 mètres à l'intérieur du pays et dont on ne percevait plus ses signaux depuis la haute mer.

### Suffren (avenue de)

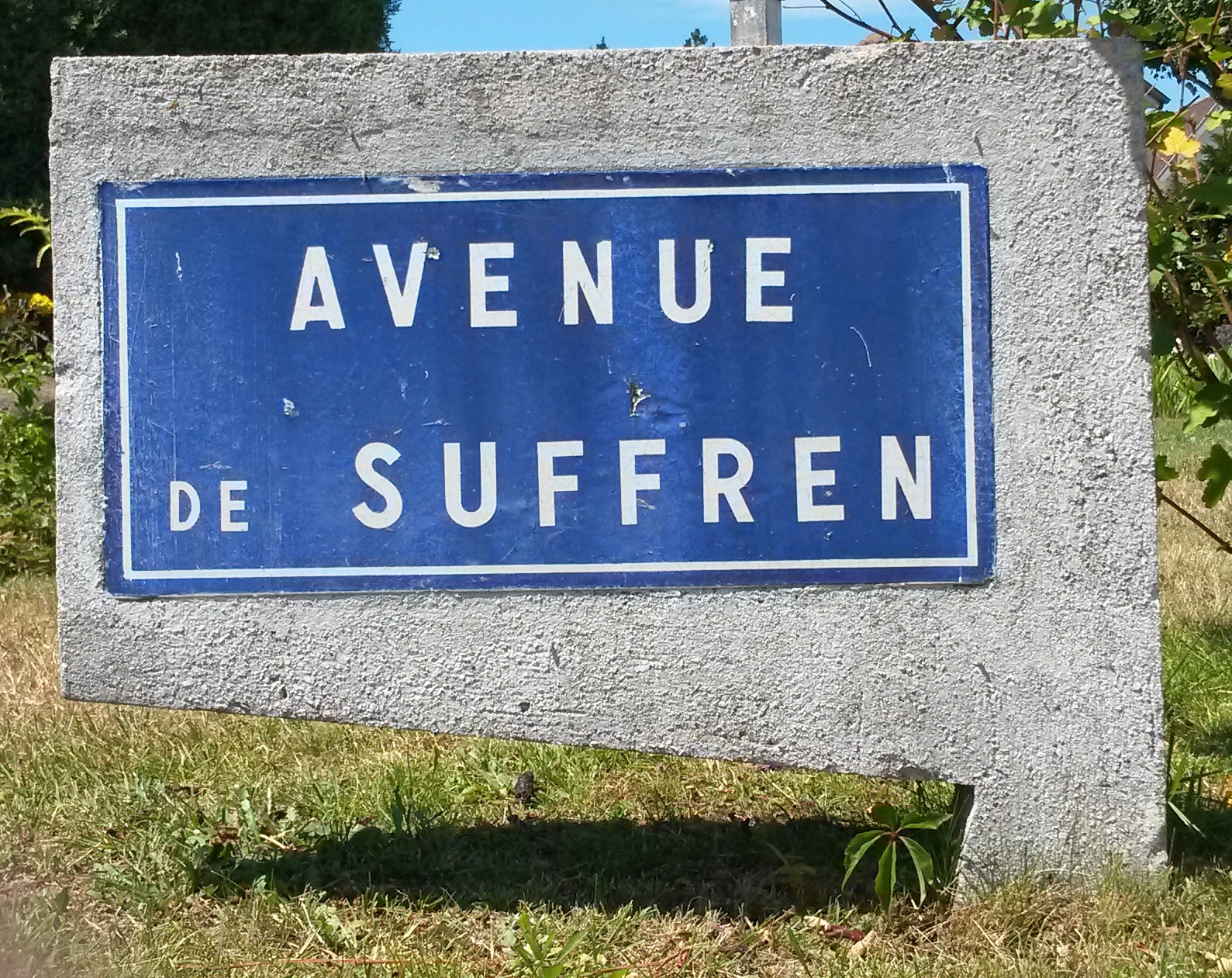

Hommage au marin Pierre André de Suffren (1729-1788). Autrefois, cette avenue s'appelait rue des Normands.

## T

### Thierry-Sabine (boulevard)

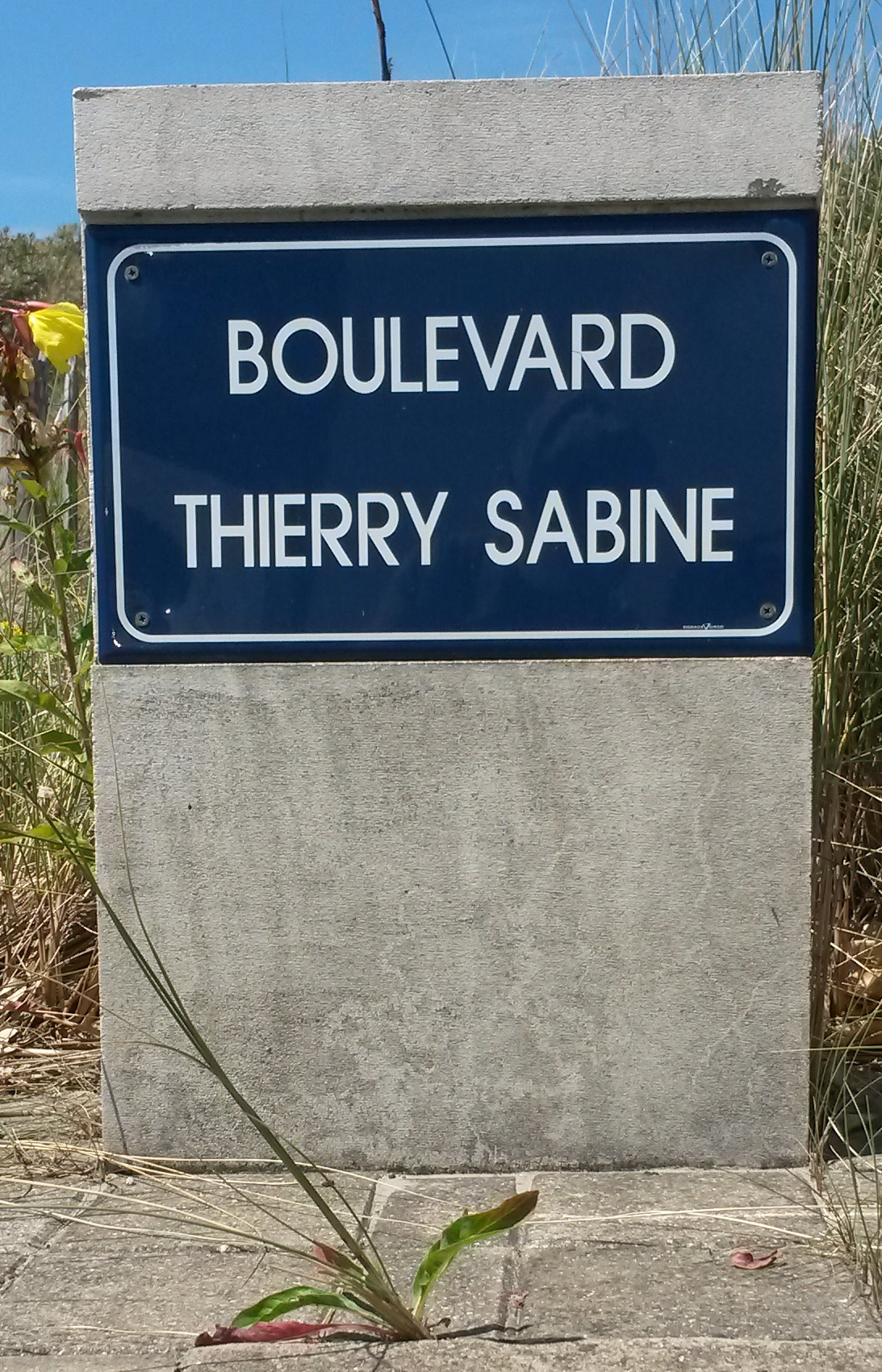

Ce boulevard s'appelait précédemment « digue (Paul) Ridoux » (1867-1920), digue construite au début du XXe siècle pour protéger la ville de la mer.
Thierry Sabine (1949-1986), pilote de rallye et fondateur du Rallye Dakar est le créateur de l’Enduro du Touquet, une course motocycliste qui se déroule chaque année depuis 1975 sur la Côte d'Opale, plus précisément sur les plages du Touquet-Paris-Plage. Elle est aujourd'hui la plus grande course d'enduro d'Europe.

### Thorne (avenue)

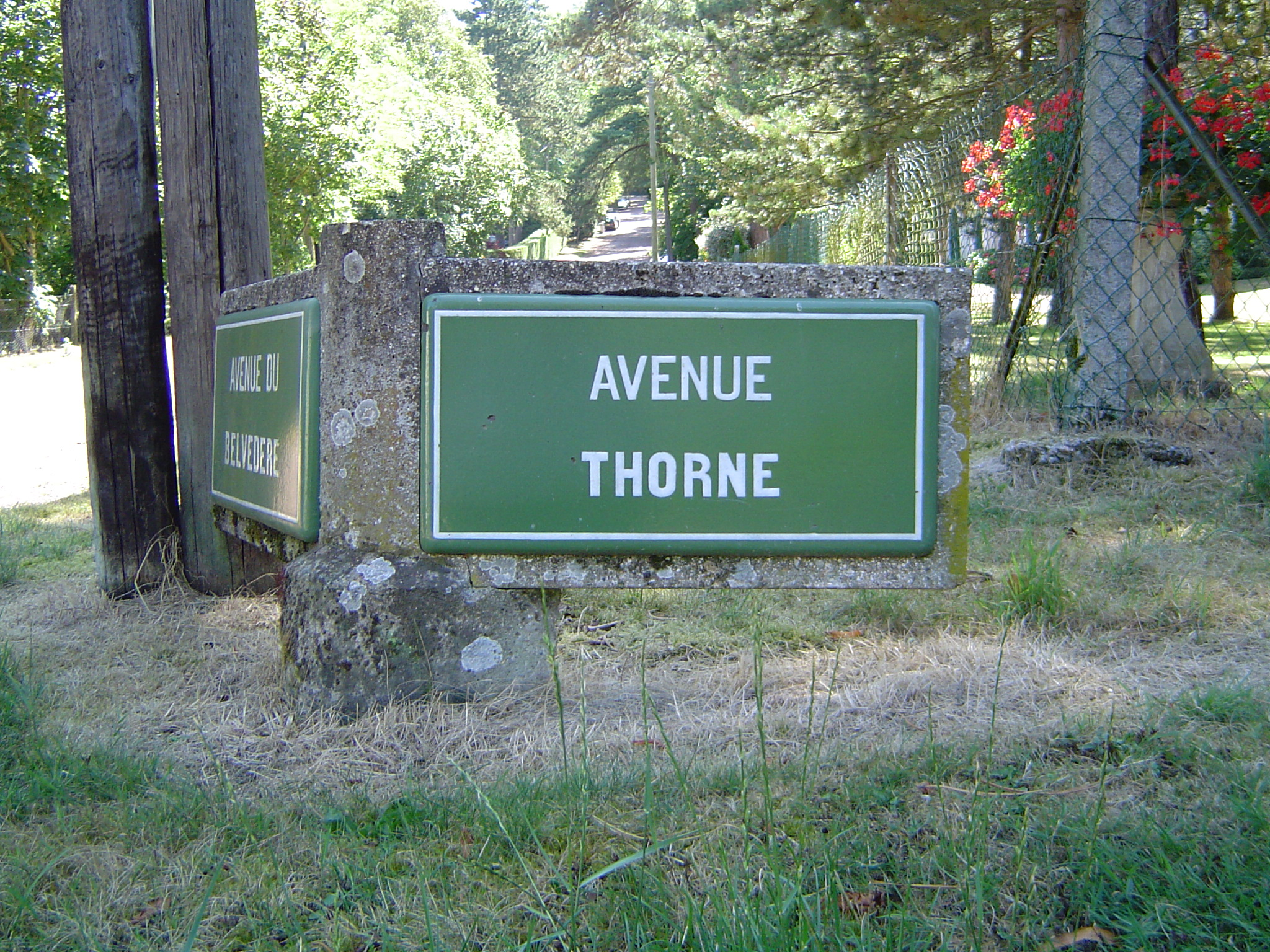

Il s'agit du nom du propriétaire de la villa Les Iris, et de l'ancien grand parc, dont on a fait le lotissement Les Iris.

### Tilleuls (avenue des)

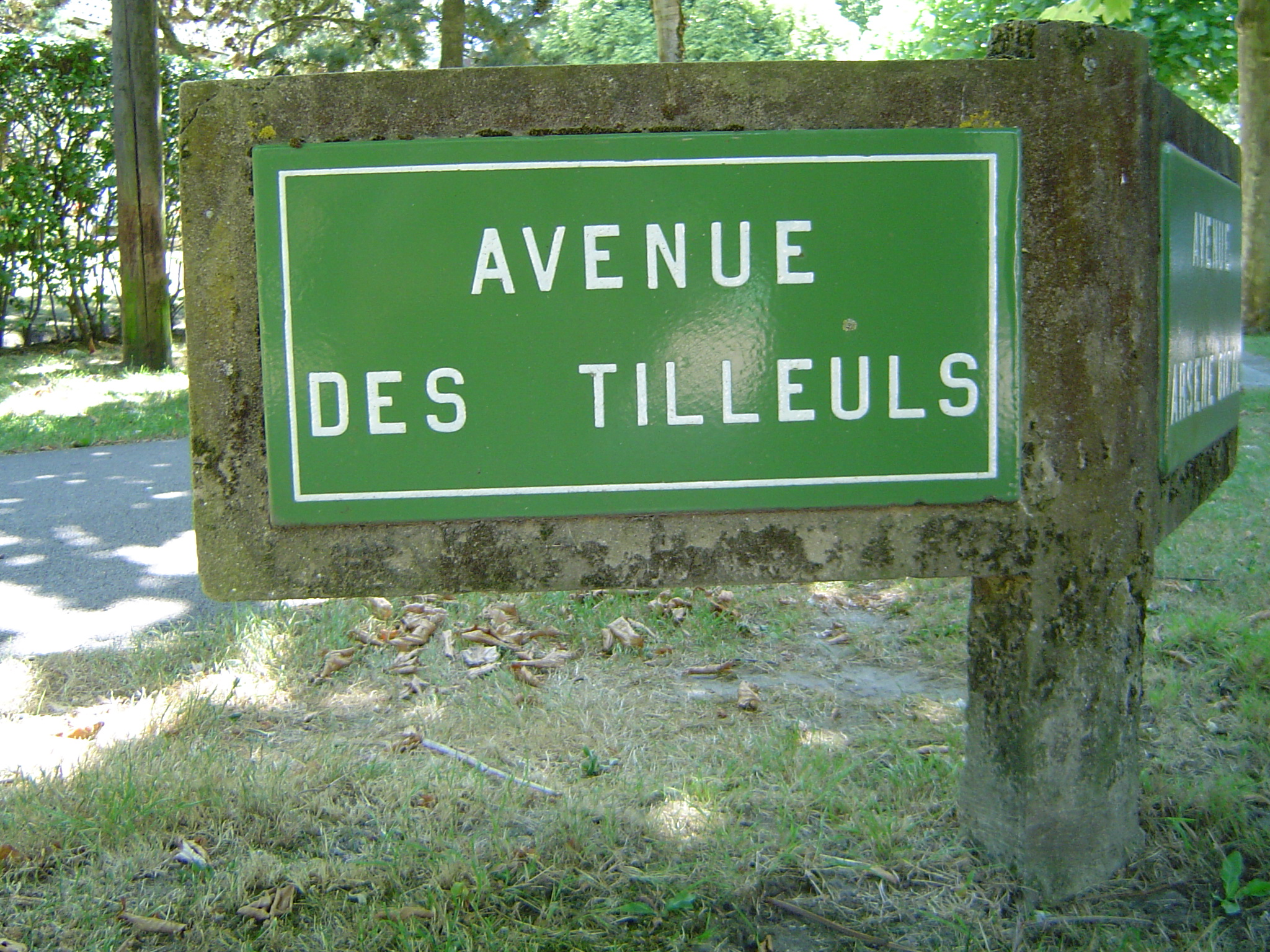

Les tilleuls sont des arbres habitués du Touquet.
Sur le plan de 1946, cette avenue s'est appelée avenue des Serres en raison de sa proximité avec les serres de la commune.

### Tourterelles (allée des)

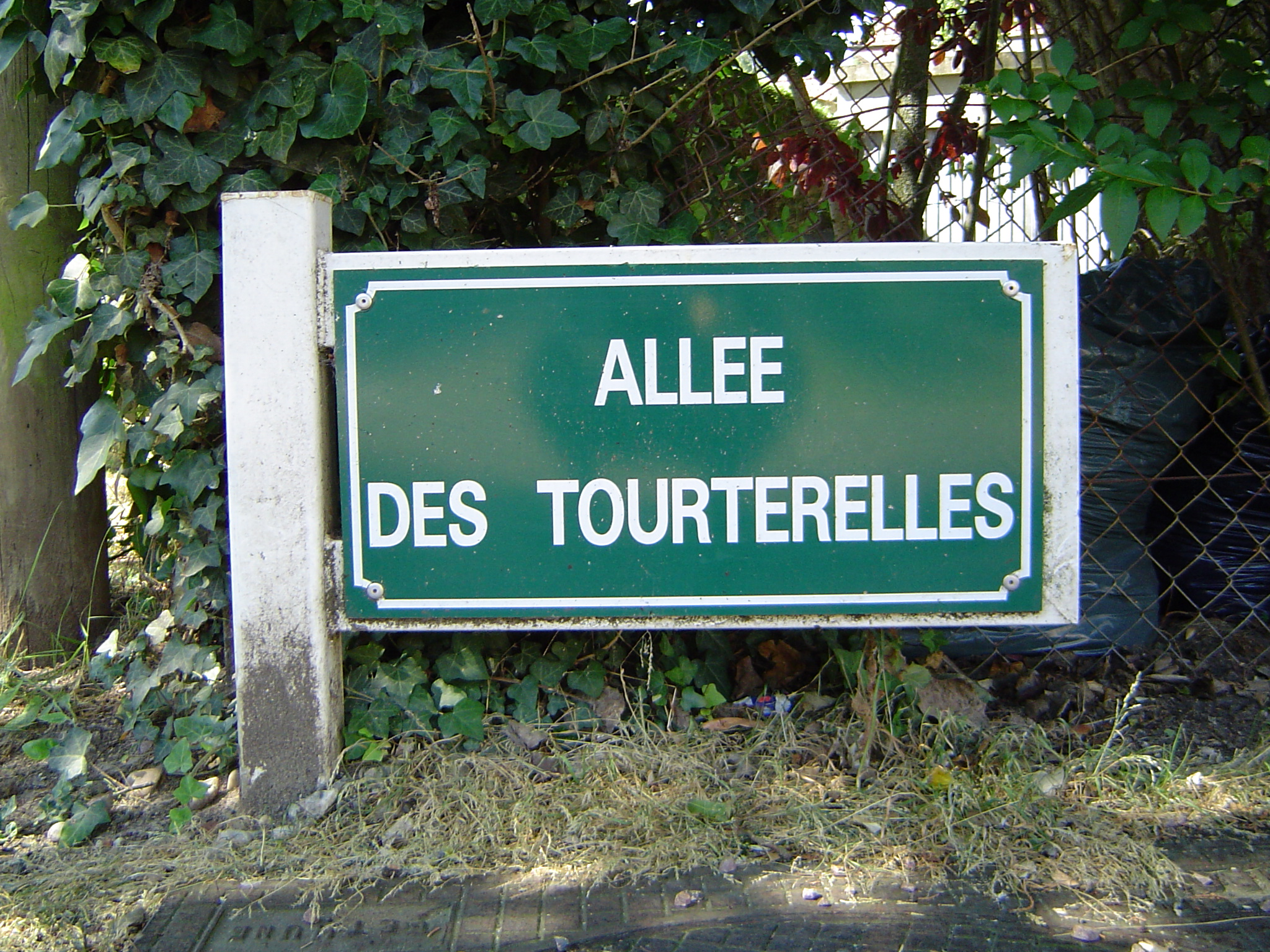

### Trépied (avenue de)

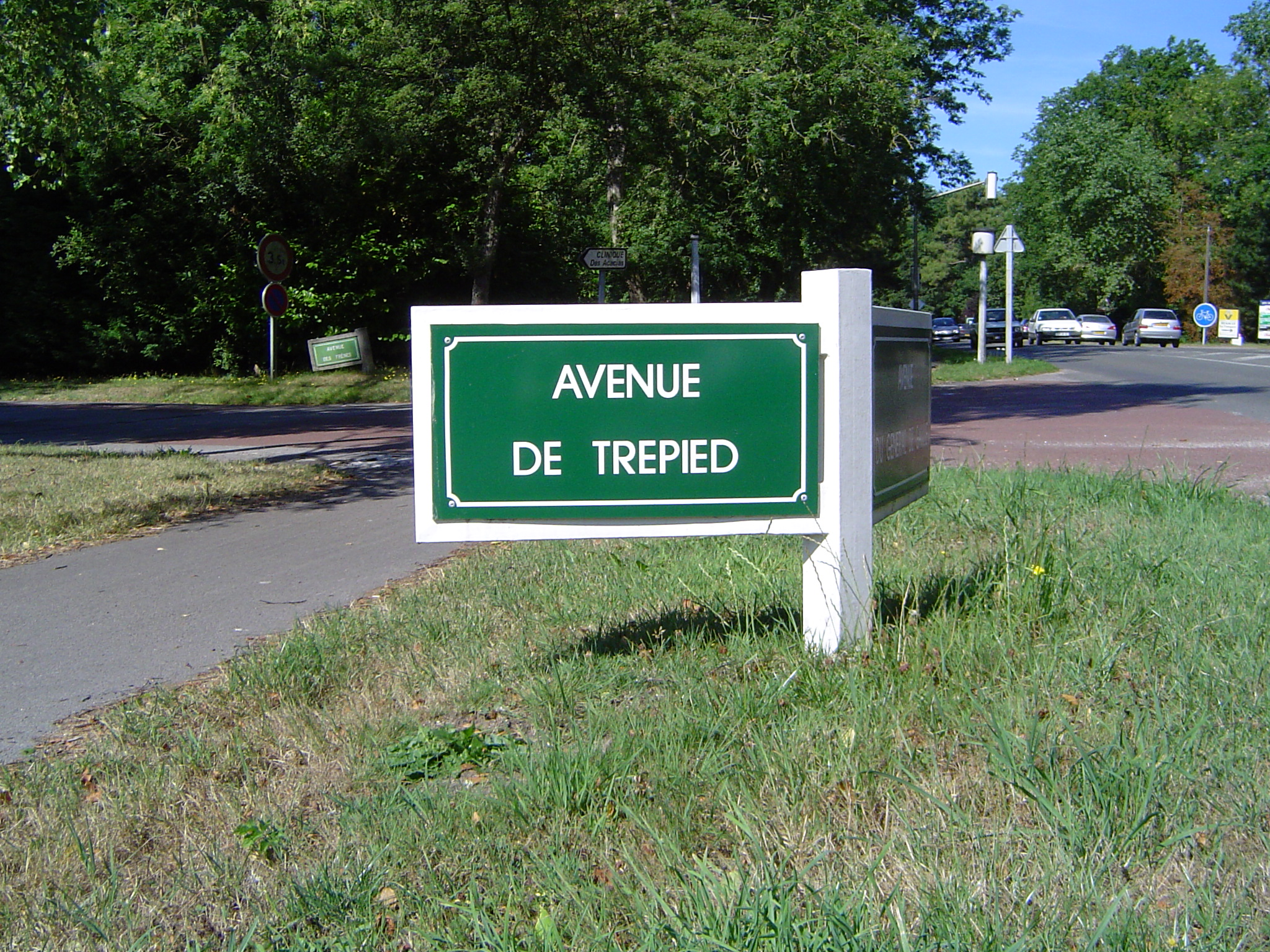

Il s'agit d'un hameau voisin, sur le territoire de la commune de Cucq.

### Troènes (avenue des)

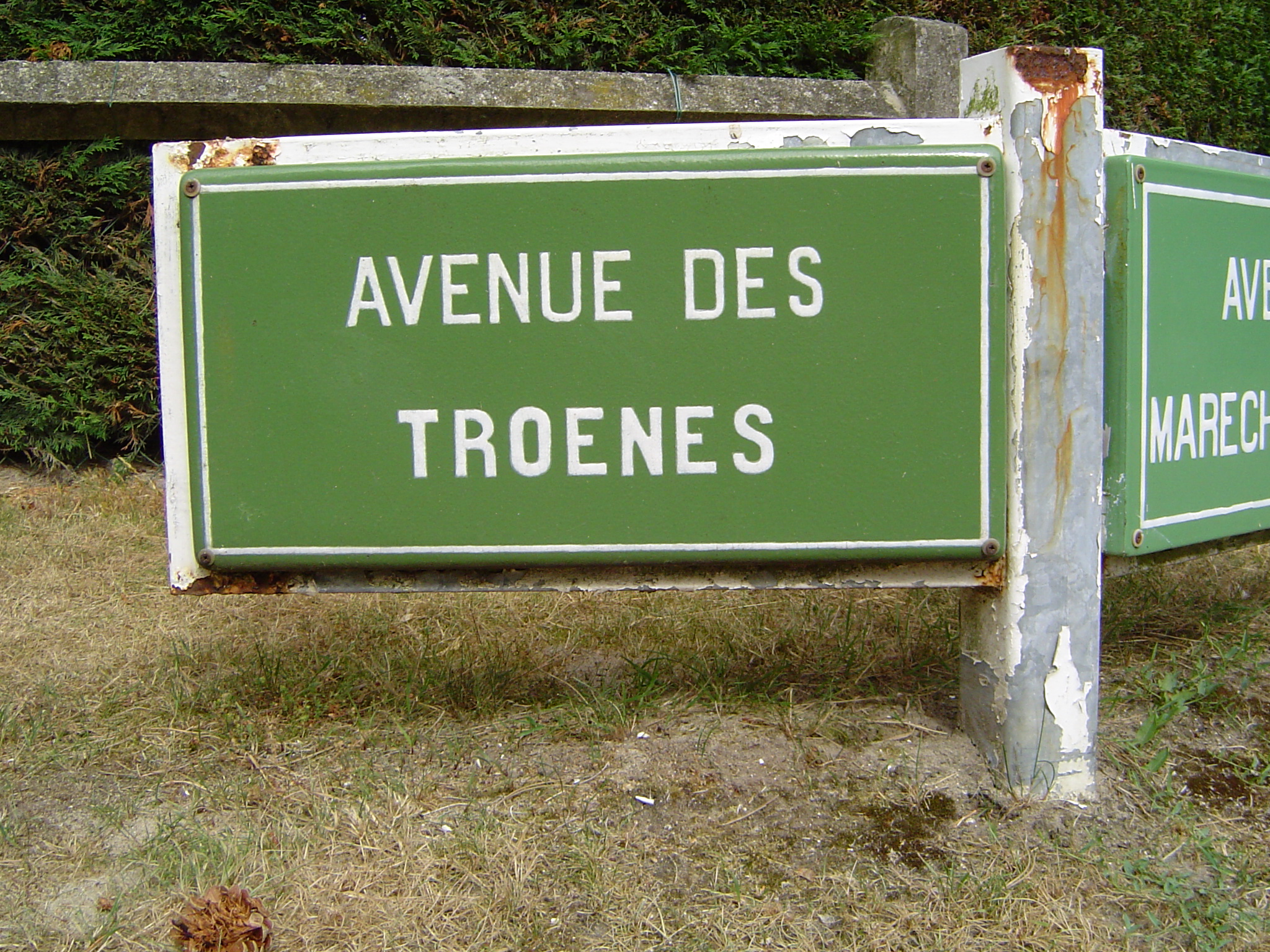

Les troènes sont des arbustes très utilisés en centre-ville pour faire de petites haies coupées grâce à un art topiaire séculaire.
C'est dans cette voie qu'est construit en 1904 l'hôtel des Anglais par les architectes Pierre Drobecq et Louis Debrouwer, architectes du Royal Picardy et de l'hôtel de ville. Le bâtiment, agrandi en 1909, est bombardé par les Alliés le 2 juin 1944 et détruit alors par les flammes.

### Trois-Martyrs (avenue des, allée des)

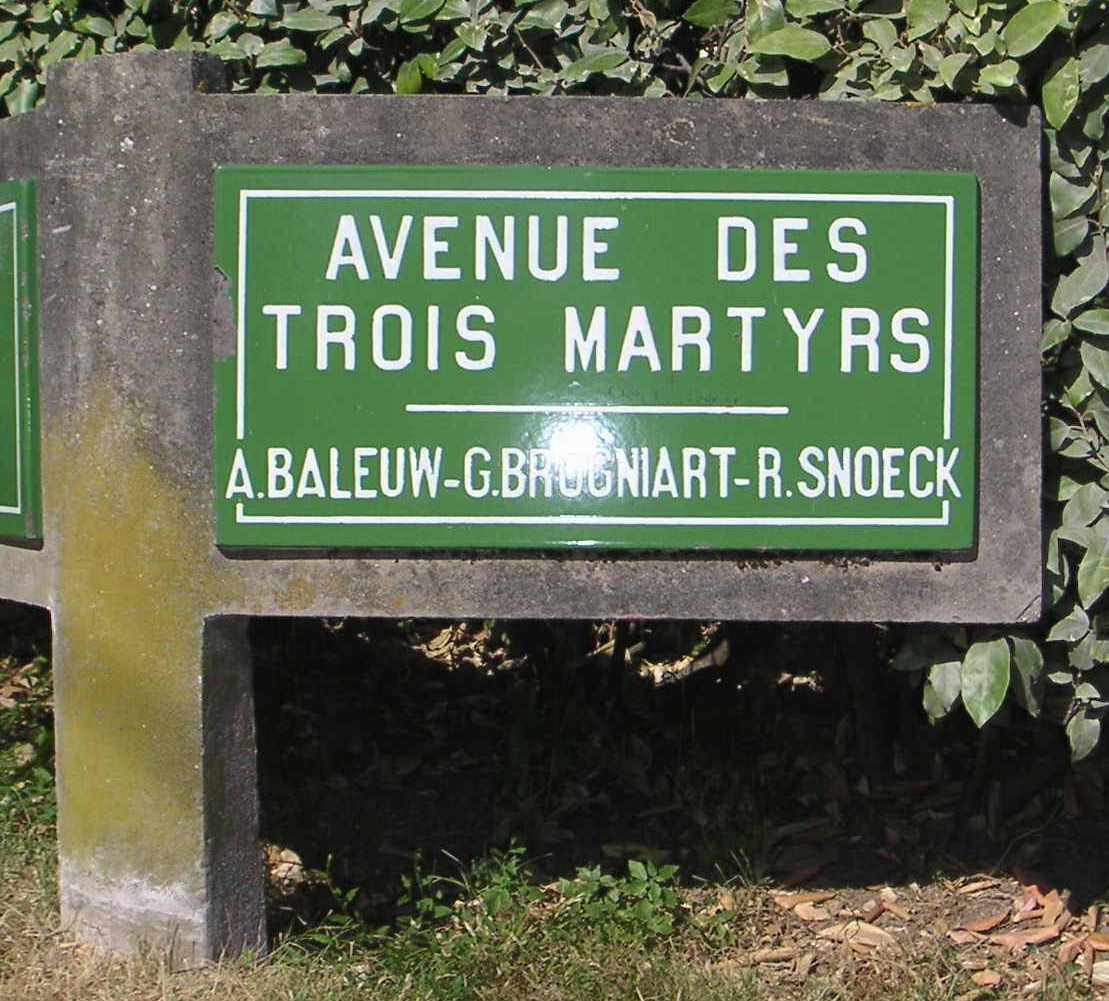

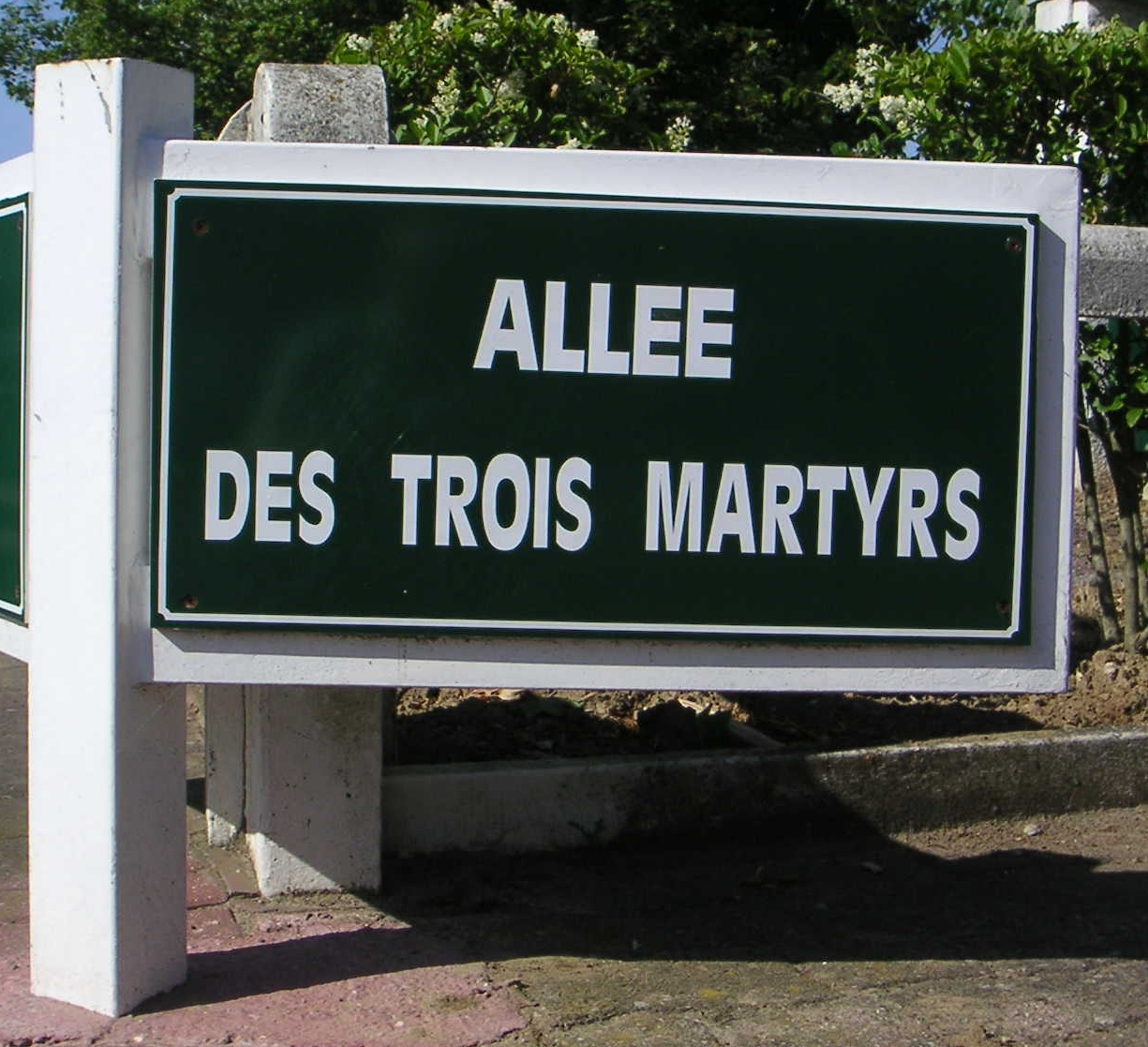

Cette voie s'appelait anciennement avenue d'Étaples.
Trois Touquettois (André Baleuw, Gaston Brogniart et Roger Snoeck) ont été fusillés par les Allemands le 20 juillet 1943 au fort de Bondues (Nord), après avoir été condamnés à mort pour avoir caché un aviateur canadien,. André Baleuw et Roger Snoeck sont inhumés au cimetière du Touquet-Paris-Plage.

### Tulipes (allée des)

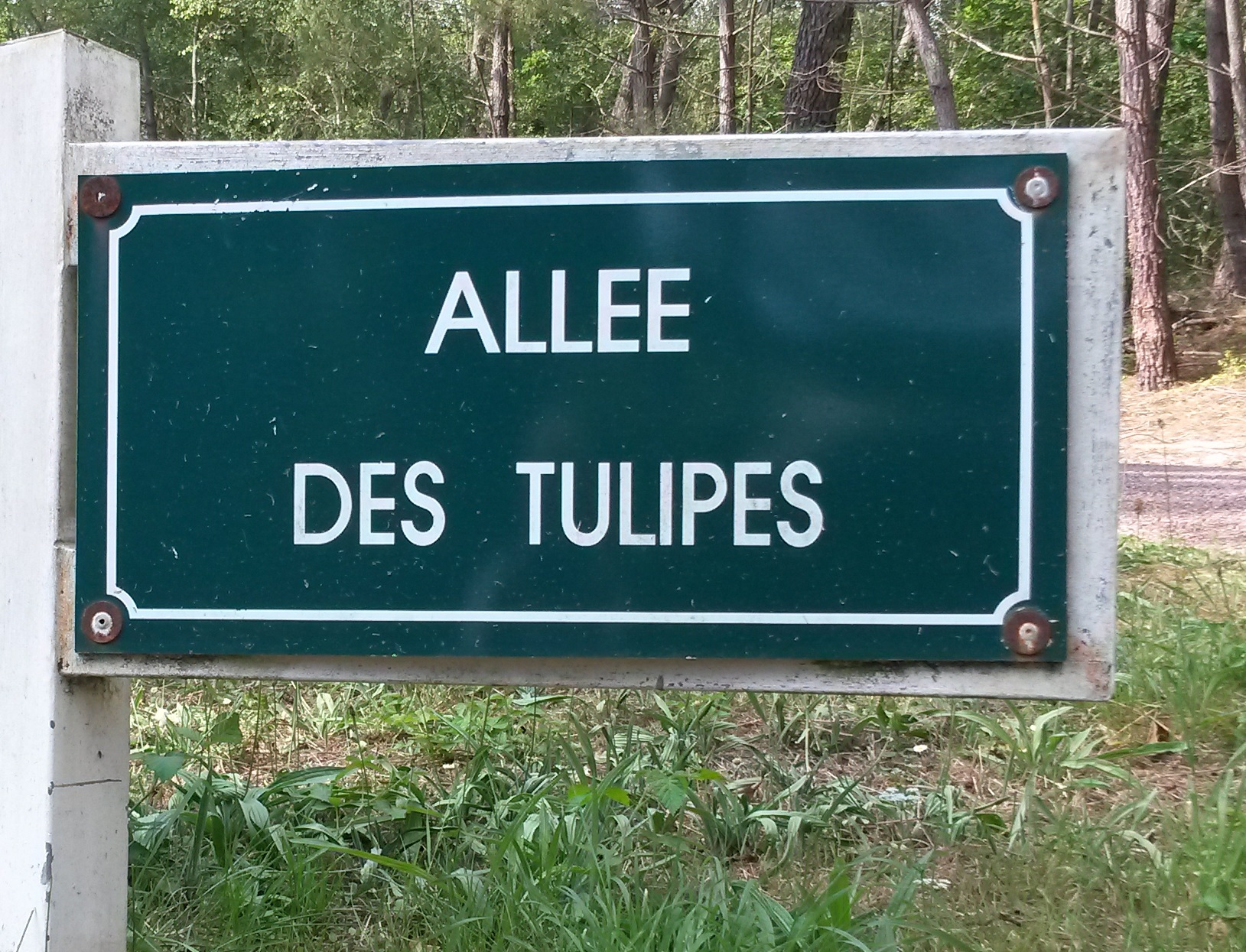

## U
Sans objet.

## V

### Varsovie (rue de)

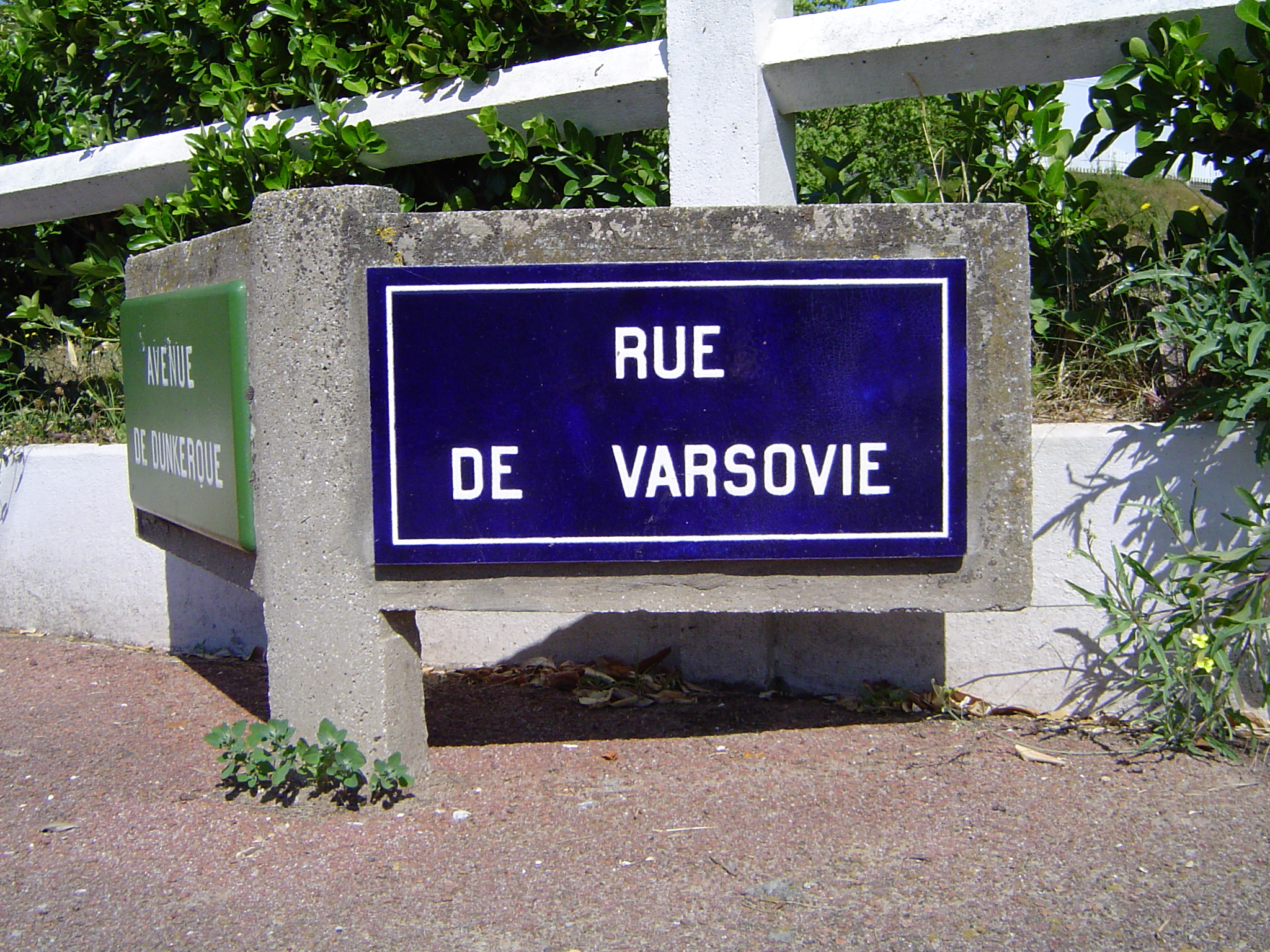

Il s'agit de la ville de Varsovie, capitale de la Pologne.

### Verdun (avenue de)

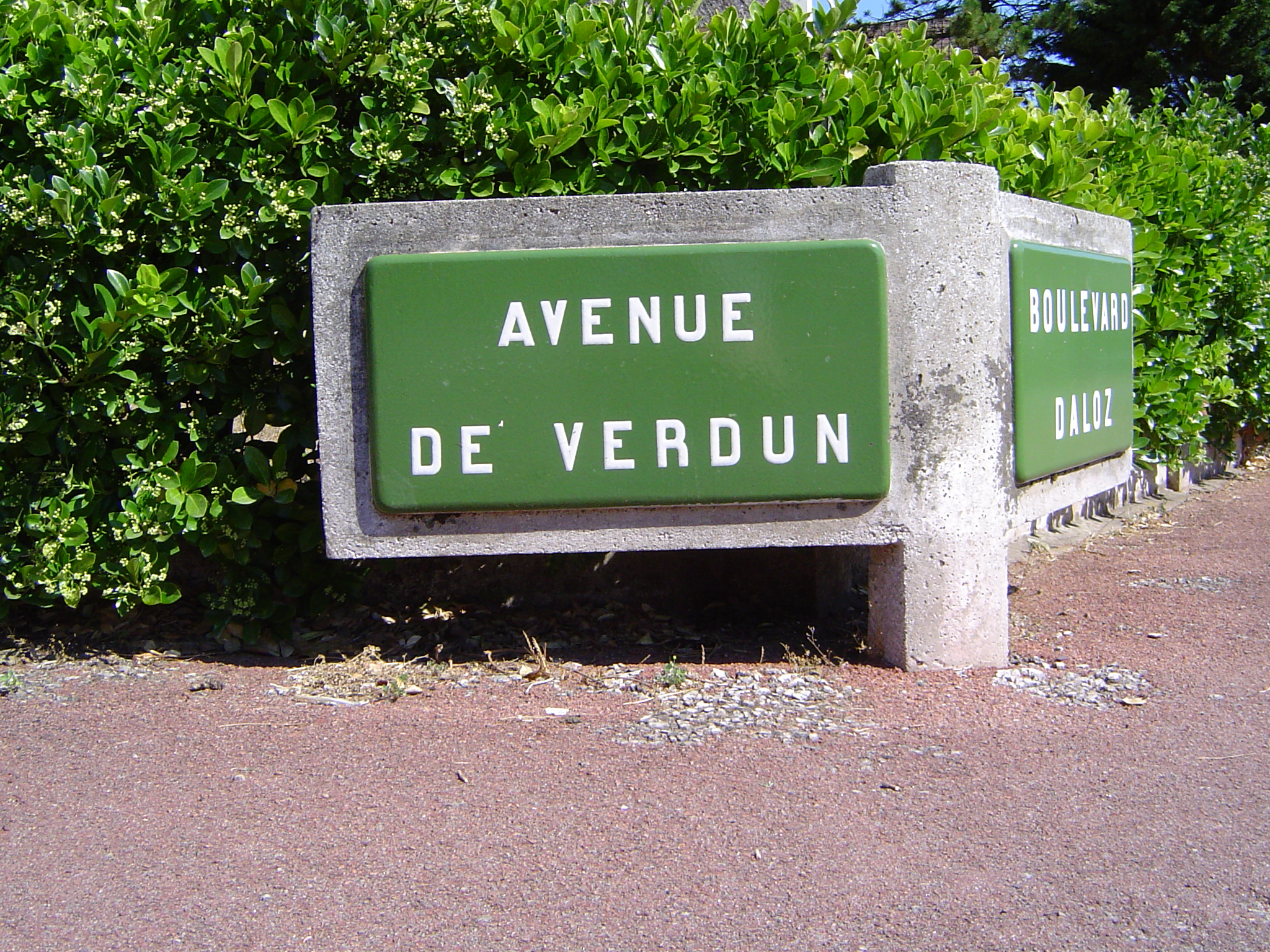

La municipalité a voulu rendre hommage aux militaires français, héros des deux dernières guerres. Ici, en souvenir de la bataille de Verdun en 1916.

### Verger (allée du, avenue du)

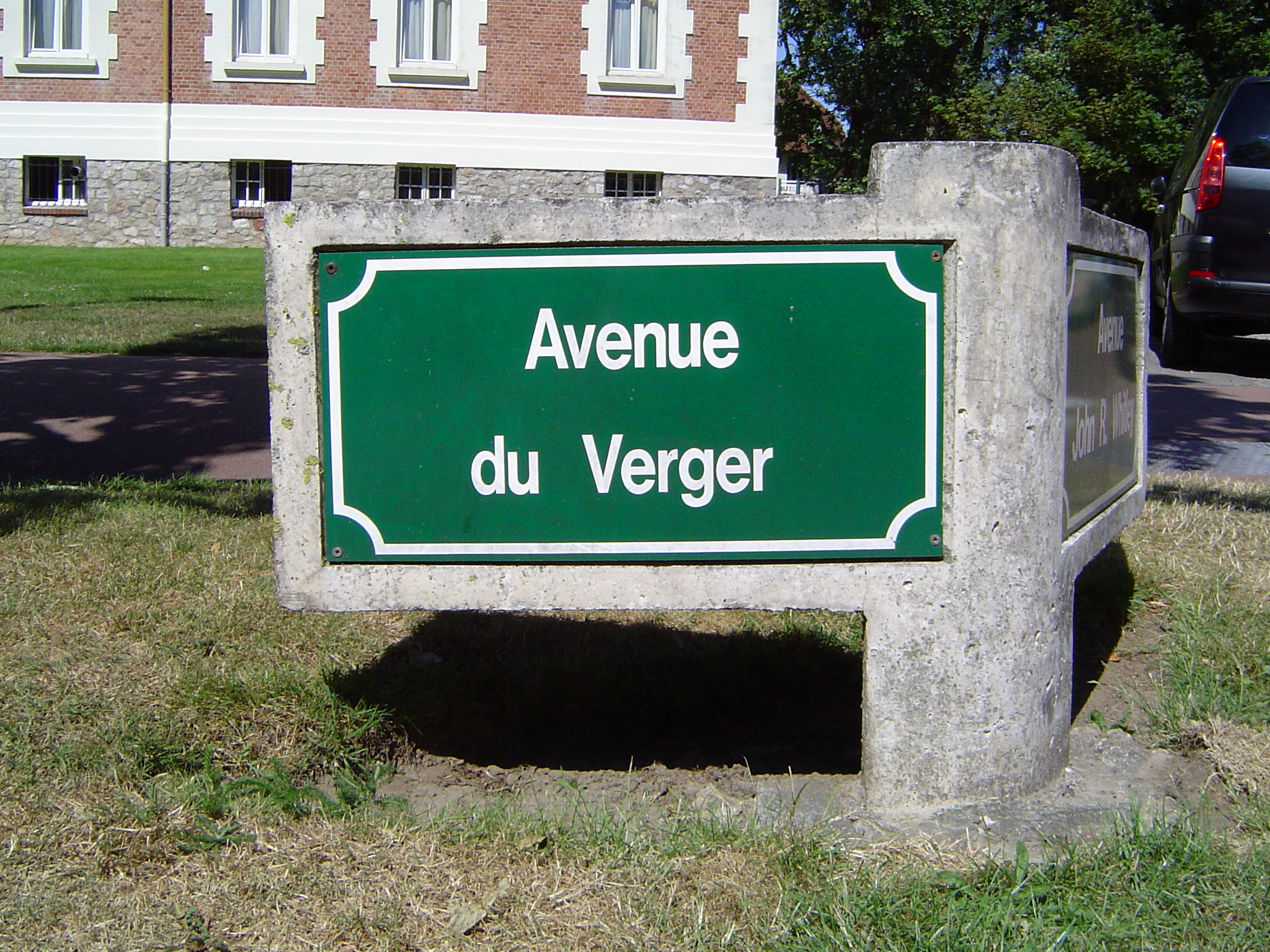

Cette avenue qui a été tracée en 1903, porte le nom du verger, jardin potager du château Daloz, qui prolongeait les anciennes dépendances du château Daloz et qui se trouvait à l'emplacement des 18 magasins actuels. À la Belle Époque, elle reliait les hôtels les plus luxueux du Touquet (le Westminster, l'Hermitage et le Royal Picardy) au Casino. L'architecte Fernand Buisset y possédait son cabinet en 1917.
Cette voie comprend plusieurs bâtiments remarquables ;
- un ensemble de magasins, construit en 1927 sur les plans de l'architecte Léon Hoyez et ouvert en août 1927[c 8]. Situés à égale distance des trois hôtels Westminster, Hermitage et Royal Picardy, ces commerces de luxe sont dans les années 1930 le lieu de toutes les modes et de toutes les extravagances. Les Échos mondains, le magazine de l'époque, les décrit alors comme « le quartier de la place Vendôme, aux bains de mer. »[RC 18]. Ils sont recensés à l'inventaire général du patrimoine culturel[100] ;
- ces deux ensembles de magasins surmontés de logements, entourent un bassin flanqué d'une statue de femme due au sculpteur Lucien Gibert en 1955. Cette statue est recensée à l'inventaire général du patrimoine culturel[101]. Ce bassin a été construit à la place d'un kiosque qui distribuait aux passants l'eau de la source Valroy puisée à Rombly près d'Etaples. Depuis le 15 juin 1915, Paris-Plage était alimentée par cette source aux qualités exceptionnelles dont la municipalité avait envisagé de créer une station thermale, création jamais réalisée faute de moyens financiers[RC 19] ;
- l'hôtel Westminster, construit en 1924 sur les plans de l'architecte Auguste Bluysen, il fut l'un des plus grands hôtels du Touquet. Cet hôtel est recensé à l'inventaire général du patrimoine culturel[102] ;
- Le magasin (bureau de tabac et librairie), construit en 1927 par l’entrepreneur Delcourt Frères sur les plans de l'architecte Louis Quételart. Ce magasin est recensé à l'inventaire général du patrimoine culturel[103] ;

et d'autres bâtiments intéressants du point de vue architectural ou historique comme l'hôtel Hermitage, construit en 1904, et aujourd'hui aménagé en appartements.
ainsi qu'une villa remarquable :
- la villa construite au début du XXe siècle par l'entrepreneur Julien Goffaux sur les plans de l'architecte Anatole Bienaimé[104].

### Villemessant (avenue de)

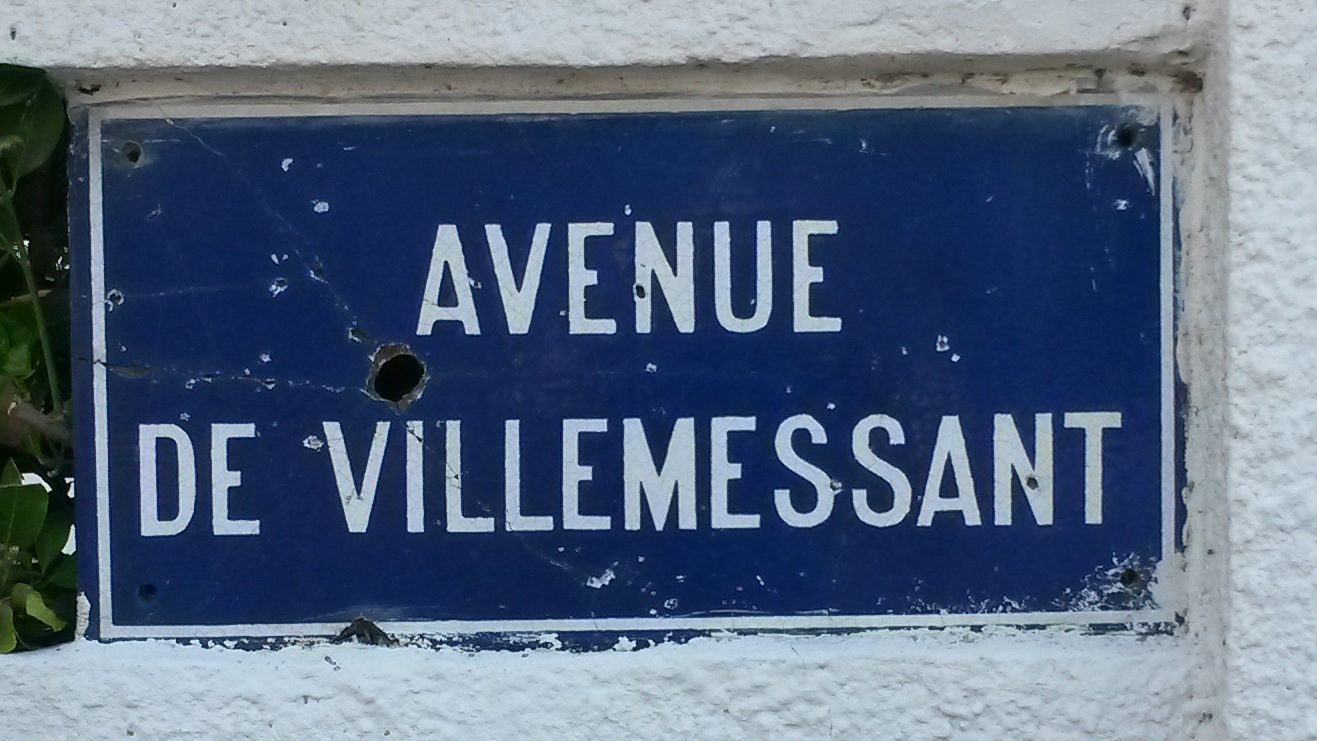

Hippolyte de Villemessant, fondateur du Figaro, donna à son ami Alphonse Daloz l’idée de créer la station. Il lui donna en particulier, le nom de « Paris-Plage ». Une partie de cette avenue, entre l'avenue de la Pérouse et du boulevard de la Canche, s'est appelée, autrefois, avenue Surcouf.

### Vincent (allée, avenue)

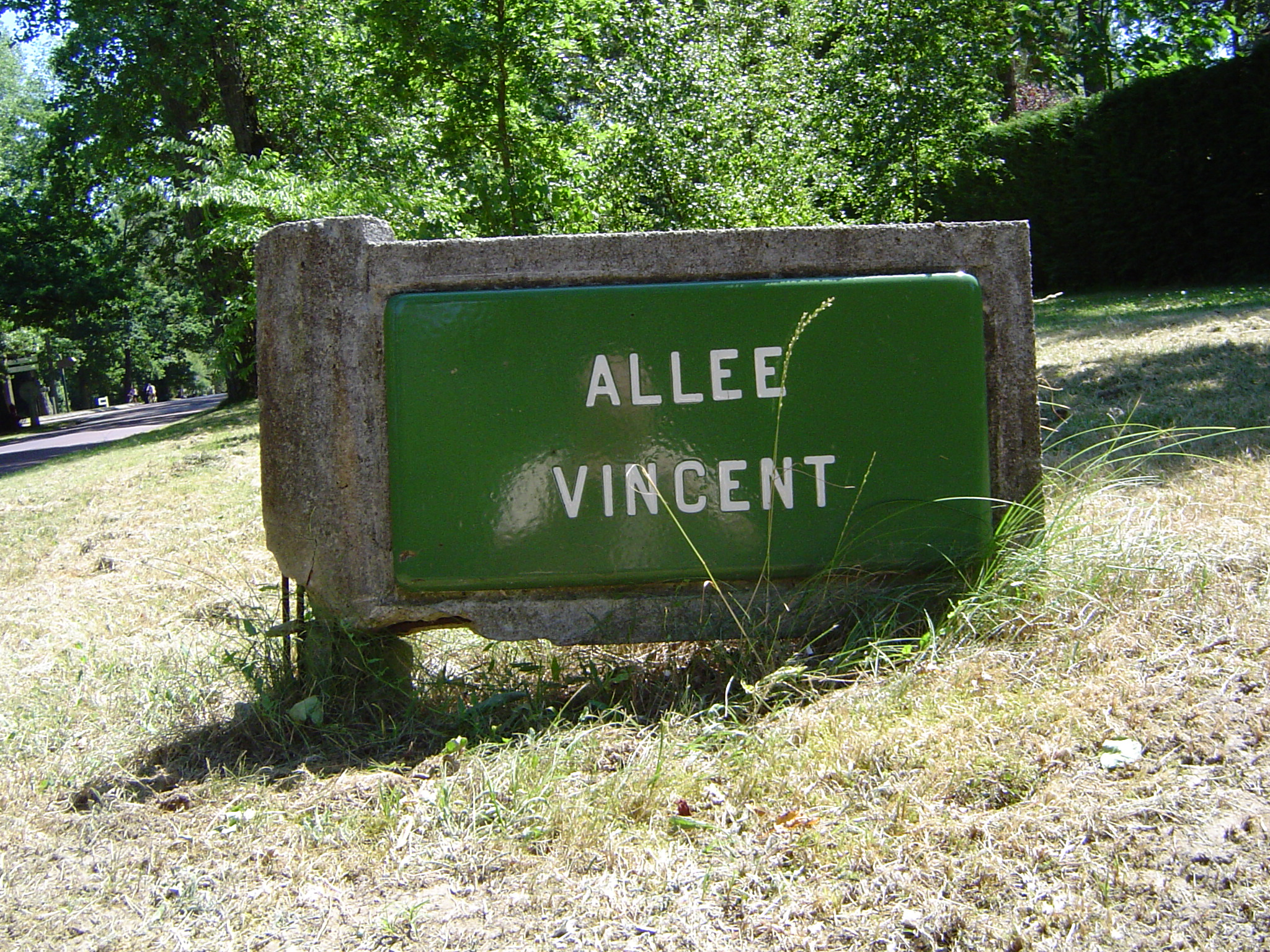

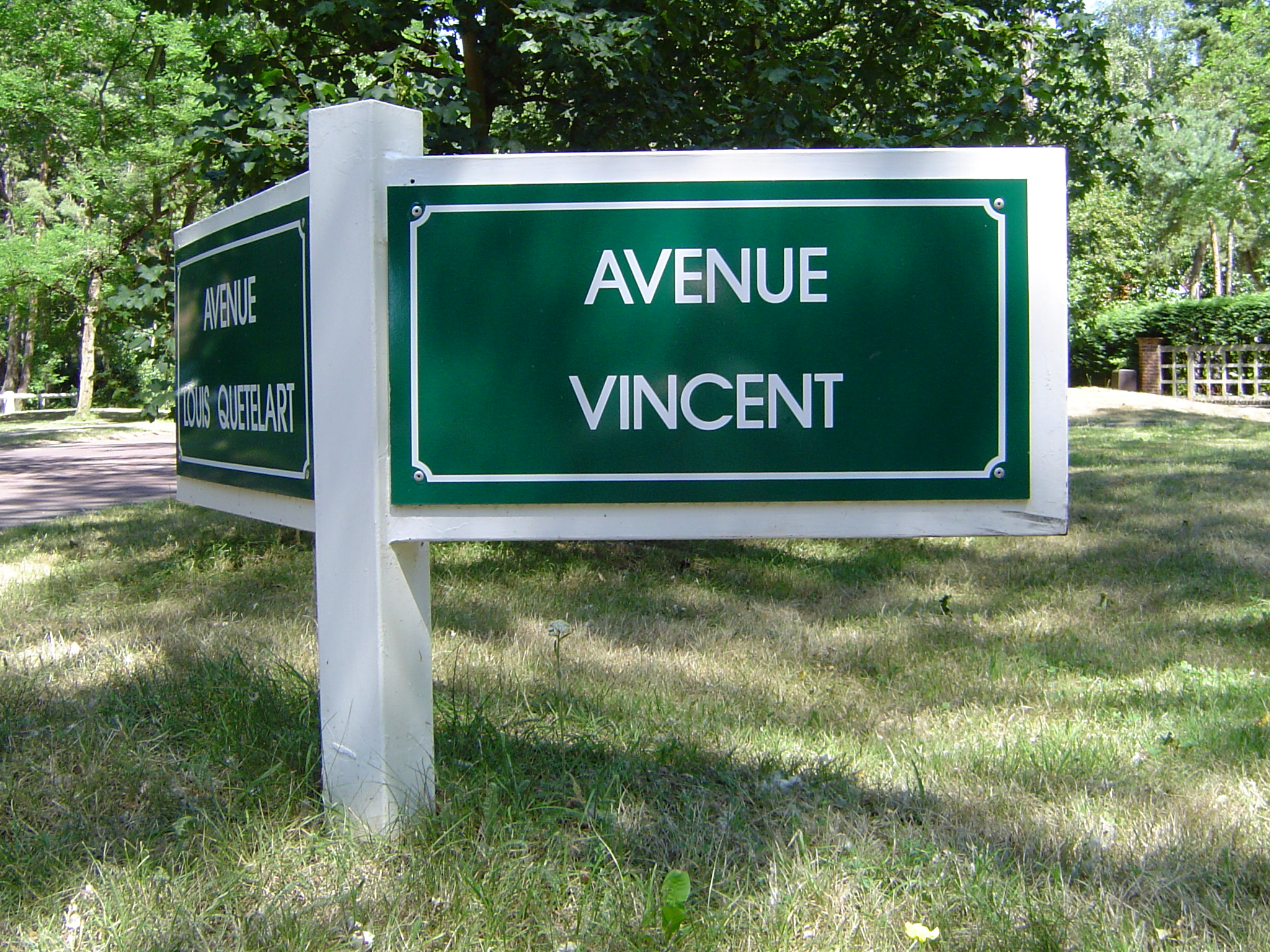

L'avenue Vincent conduisait au polo construit en 1903, sur l'emplacement d'un terrain qui appartenait depuis 1697 à la famille Vincent de Cucq.
Autre explication, le Nœud-Vincent, lieu-dit dans la forêt. Magnifique clairière, où eurent lieu les premiers concours hippiques, des jeux de polo à cheval, des fêtes sportives.

### Violettes (allée des)
Les violettes sont des fleurs que l'on rencontre dans la forêt touquettoise.

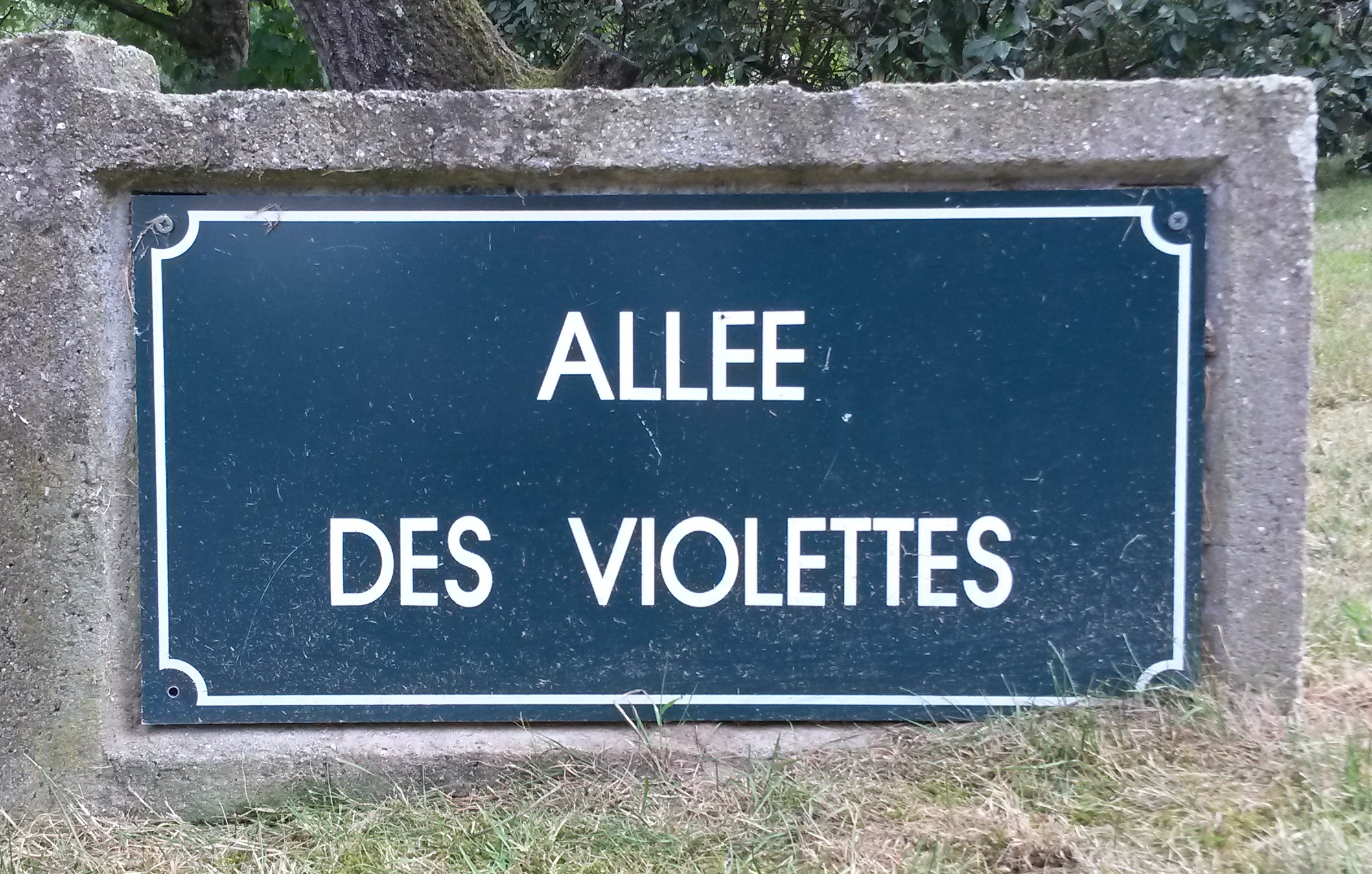

## W
Sans objet

## X
Sans objet.

## Y
Sans objet.

## Z
Sans objet.

## Liste des rues classées par thème
- Toponymes du Nord, du Pas-de-Calais ou de la Somme : Amiens (rue d'), Arras (place d', rue d'), Artois (boulevard d'), Atlantique (avenue de l’), Boulogne (rue de), Calais (rue de), Canche (boulevard de la, rue de l), Trépied (avenue de), Desvres (rue de), Dunkerque (avenue de), Étaples (rue d'), Montreuil (avenue, rue), Nord (avenue du), Picardie (allée de, avenue de), Quentovic (avenue de), Saint-Omer (rue de), Saint-Pol (rue de), Samer (rue de)
- Quelques grandes villes : Deauville (avenue de), Londres (rue de), Metz (rue de), Moscou (rue de), Bruxelles (avenue de, rue de), Paris (rue de), Varsovie (rue de)
- Souvenirs de Paris : Auteuil (avenue d'), Champs-Élysées (avenue des), Longchamp (avenue de)
- Les personnages illustres (marins, explorateurs…) : Amiral Courbet (avenue), Amiral de Tourville (avenue), Jean Bart (avenue), Blériot (avenue), Hélène Boucher (allée), La Bourdonnais (avenue de), Jules César (avenue), La Condamine (avenue de), Duguay-Trouin (avenue), Dupleix (avenue), Duquesne (avenue), Forbin (avenue), Jeanne d'Arc (avenue), Mermoz (avenue), Jean Monnet (rue), Suffren (avenue), La Pérouse (avenue de), Andreï Sakharov (rue)
- Souverains britanniques : Édouard VII (avenue), Margaret (allée), Prince de Galles (avenue du), Reine Victoria (avenue de la), Reine May (avenue de la)
- Souvenirs des deux guerres : Anglais (avenue des), Canadiens (avenue des), Dix-huit juin (avenue du), Garigliano (avenue du), Général de Gaulle (avenue du), Maréchal Leclerc (avenue du), Maréchal Foch (avenue du), Maréchal Joffre (avenue du), Royal Air Force (allée de la), Verdun (avenue de)
- Personnalités et lieux du Touquet : Louis Aboudaram (avenue), Amazones (avenue des), Edmond Bardol (rue), René Béchu (rue), Belle Dune (avenue), Belvédère (avenue du), Arsène Bical (avenue), Louison Bobet (avenue), Caix Taurines (avenue de), Étienne Carmier (chemin), Édouard Champion (avenue), Château (avenue du), Daloz (boulevard), Henri Demoury (rond-point), Dorothée (avenue), Joseph Duboc (avenue), Dune aux loups (avenue de la), Dunes (rue des), Armand Durand (allée), Christian Ferras (square), Léon Garet (avenue, rue), François Godin (avenue), Charles Guyot (avenue), Fernand Holuigue (parc), Louis Hubert (avenue), Golf (avenue du), Hermitage (place de l’), Hippodrome (avenue de l’), Raymond Lens (avenue, rue), Maxence Van der Meersch (avenue), Mille agréments (avenue des), Monthor (allée, avenue), Pierre North (rue), Phares (avenue des), Polo (allée du), Jules Pouget (boulevard du docteur), Quatre saisons (allée des), Louis Quételart (avenue), Fernand Recoussine (avenue), Rencontre (rond-point de la), Jean Ruet (avenue), Thierry Sabine (boulevard), Sables (avenue des), Joseph-Louis Sanguet (avenue), Sémaphore (rue du), Léon Soucaret (avenue), Allen Stoneham (avenue), Paradis Thérèse (avenue du), Trois Martyrs (avenue des), Verger (avenue du), Vincent (allée, avenue), Villemessant (avenue de), John Whitley (avenue)
- Les musiciens, poètes ou chanteurs : Beethoven (allée), Georges Brassens (allée), Jacques Brel (square), Chopin (avenue), Debussy (avenue), Mozart (avenue), Jacques Prévert (avenue), Ravel (allée), Schubert (allée)
- Les fleurs et les arbres : Anémones (allée des), Argousiers (allée des), Aubépines (allée des), Bleuets (allée des), Bouleaux (allée des), Boutons d'Or (allée des), Cèdres bleus (avenue des), Chèvrefeuilles (avenue des), Coquelicots (allée des), Églantines (allée des), Eléagnus, Forsythias (avenue des), Frênes (avenue des), Genêts (avenue des), Hêtres (avenue des), Jonquilles (allée des), Lauriers blancs (allée des), Marguerites (allée des), Marronniers (allée des), Ombrages (avenue des), Oyats (avenue des, rue des), Pâquerettes (allée des), Pins (avenue des), Primevères (allée des), Pyroles (avenue des), Roses (allée des), Saules (avenue des), Tilleuls (avenue des), Troènes (avenue des), Tulipes (avenue des), Violettes (allée des)
- Les animaux : Biches (allée des), Cerfs (allée des), Chevreuils (allée des), Écureuils (allée des), Fauvettes (allée des), Mésanges (allée des), Mouettes (allée des), Rossignols (allée des), Tourterelles (allée des)
- Autres : Georges Besse (avenue), Europe (avenue de l'), Marie-Antoinette (allée), Marie-Louise (allée), Nouveau-Siècle (chemin du), Paix (avenue de la, rue de la), Ribot (rue), Saint-Georges (rue), Saint-Louis (avenue), Saint-Amand (rue), Saint-André (rue), Saint-Jean (avenue, rue), Saint-Louis (rue), Thorne (avenue)

## Pour approfondir